# México
México, oficialmente Estados Unidos Mexicanos, es un país soberano ubicado en la parte meridional de América del Norte; su capital y ciudad más poblada es la Ciudad de México. De acuerdo con la constitución vigente, su forma de gobierno consiste en una república representativa, democrática, laica y federal, compuesta por 32 entidades federativas (31 estados y la capital).
El territorio mexicano tiene una superficie de 1 964 375 km², por lo que es el decimotercer país más extenso del mundo y el tercero más grande de América Latina. Limita al norte con Estados Unidos a lo largo de una frontera de 3152 km, mientras que al sur tiene una frontera de 956 km con Guatemala y 193 km con Belice. Las costas del país limitan al oeste con el océano Pacífico y al este con el golfo de México y el mar Caribe, sumando 11 122 km de litoral.
México ocupa el puesto décimo en la lista de países más poblados del mundo, con una población estimada en más de 132 millones de personas en 2024. La mayoría de ellas tiene como lengua materna el español, al que el estado reconoce como lengua nacional junto a 68 lenguas indígenas propias del país, si bien en el mismo se hablan alrededor de 284 variedades lingüísticas. Estas cifras convierten a México en el país con mayor número de hispanohablantes, así como en el séptimo país con mayor diversidad lingüística en el mundo.
La presencia humana en México se remonta a 30 000 años antes del presente. Como fruto de miles de años de desarrollo cultural, surgieron en el territorio mexicano las culturas mesoamericanas, aridoamericanas y oasisamericanas. El actual territorio central de México fue el principal y mayor escenario del pueblo mexica y, en el sur, del pueblo maya, dos de las civilizaciones más importantes de la América precolombina. Durante 300 años, la totalidad del actual territorio formó parte del Virreinato de Nueva España, con capital en la Ciudad de México, siendo una de las entidades más importantes del Imperio español en América. Tras la dominación española, Nueva España inició la lucha por su independencia política en 1810, que culminó en 1821. Posteriormente, durante cerca de un siglo el país se vio envuelto en una serie de guerras internas e invasiones extranjeras que tuvieron repercusiones en todos los ámbitos de la vida de los mexicanos. Durante buena parte del siglo XX (principalmente el segundo tercio) tuvo lugar un periodo de gran crecimiento económico en el marco de una política dominada por un solo partido político.
En términos macroeconómicos, por producto interno bruto (PIB) es la duodécima economía mundial y la decimotercera por paridad del poder adquisitivo (PPA) en 2024; en escala regional, es la segunda economía de América Latina y la cuarta del continente. Según el informe de 2024 de desarrollo humano de la ONU, tiene un índice de desarrollo humano alto de 0.789, y ocupa el 77.º lugar en el mundo.
México también es uno de los países con mayor diversidad de climas en el mundo, considerado uno de los diecisiete países megadiversos del planeta, es hogar del 10-12 % de la biodiversidad mundial y alberga a más de 12 000 especies endémicas.
Según la Organización Mundial del Turismo, México es el principal destino turístico de América Latina y el sexto más visitado del mundo en 2024. Esto se debe en gran medida a los treinta y seis sitios culturales o naturales, así como elementos intangibles, que son considerados por la Unesco como Patrimonio de la Humanidad, y es en este sentido el primero en el continente.

## Toponimia

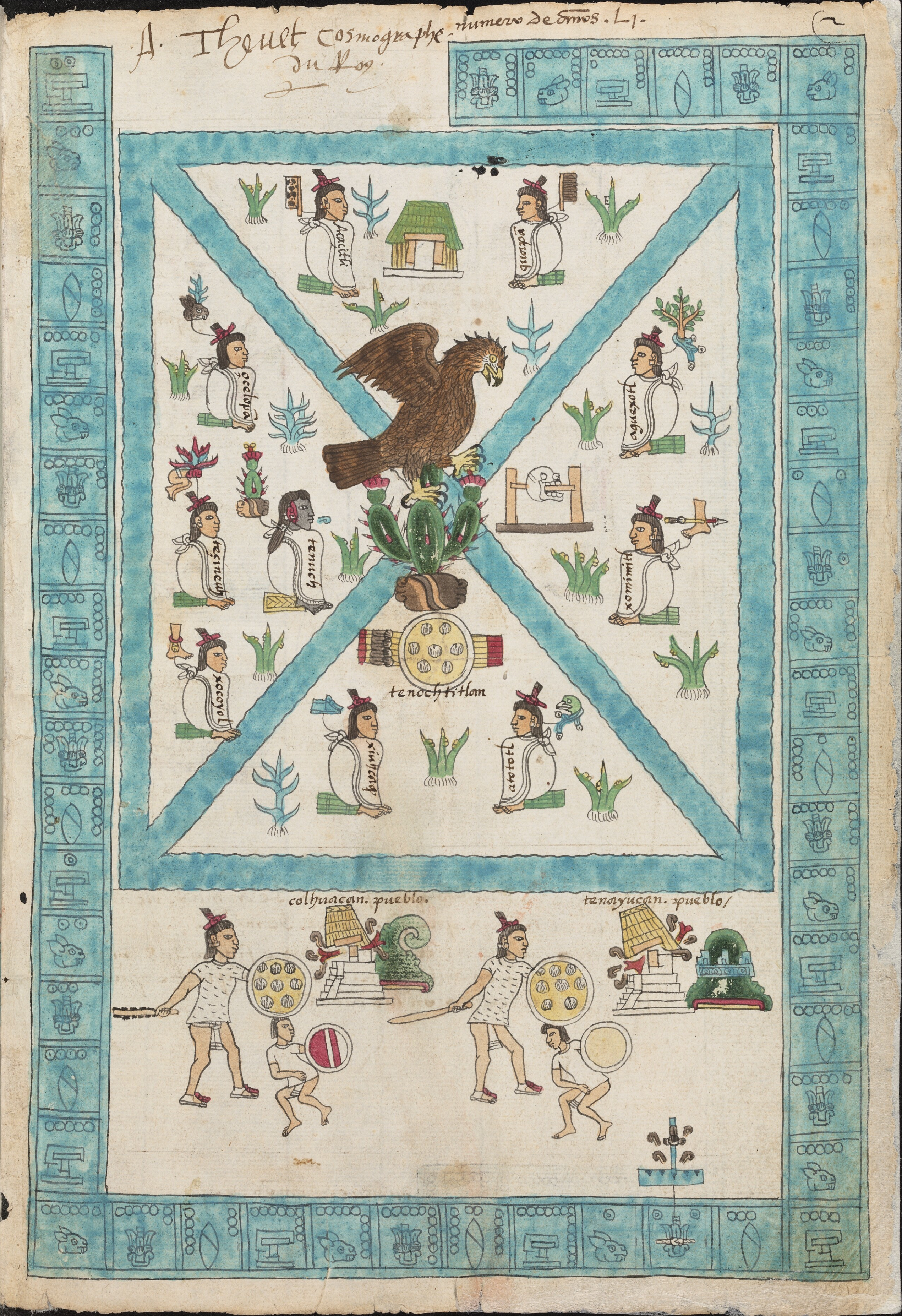
Página del Códice Mendoza, donde se representa el glifo de México en el centro del Anáhuac.

México es un topónimo de origen náhuatl cuyo significado es discutido. Deriva del vocablo náhuatl Mexihko (AFI: [meːʃiʔkoˀ]), que designaba la capital de los mexicas. De acuerdo con Bernardino de Sahagún (siglo XVI) —quien es la fuente documental más antigua—, el vocablo significaría ‘el lugar de Mexih’, de Mexitl, donde metl ‘maguey’, cihtli ‘liebre’ y -co locativo: Mexih o Mexitl, quien fuera un legendario sacerdote nahua, guio a sus seguidores por la búsqueda de un águila sobre un nopal para la fundación de su ciudad luego de abandonar la también legendaria Aztlán.
Sin embargo, actualmente la versión más extendida sobre el significado del vocablo es: «el ombligo de la luna» o «en el lugar del lago de la Luna», de Metzxicco: metztli (luna), xictli (ombligo, centro) y -co (locativo), según Cecilio Robelo y Alfonso Caso. Por otra parte, Sahagún redacta el origen del vocablo de la siguiente forma:

Este nombre mexícatl se decía antiguamente mecitli, componiendose de me, que es metl por el maguey, y de citli por la liebre, y así se habría de decir mecícatl, y mudándose la c en x corrómpese y dícese mexícatl. Y la causa del nombre según lo cuentan los viejos es que cuando vinieron los mexicanos a estas partes traían un caudillo y señor que se llamaba Mécitl, al cual luego después que nació llamaron citli, liebre; y porque en lugar de cuna lo criaron en una penca grande de un maguey, de allí adelante llamóse mecitli,...y cuando ya era hombre fue sacerdote de ídolos, que hablaba personalmente con el demonio (Huitzilopochtli), por lo cual era tenido en mucho y muy respetado y obedecido de sus vasallos, los cuales tomando su nombre de su sacerdote se llamaron mexica, o mexicac, según lo cuentan los antiguos.

Francisco Xavier Clavijero sugirió que el topónimo debía interpretarse como «[en el] lugar de Mexihtli», es decir, de Huitzilopochtli, pues Mexihtli era uno de sus nombres alternativos. En el mismo texto, Clavijero añade como nota que creyó por algún tiempo que el vocablo significaba «en el centro del maguey», pero que a través del conocimiento de la historia de los mexicas llegó a la conclusión de que el topónimo se refiere al dios tutelar de los mexicas.
Existe una cuarta versión, divulgada por el escritor Arturo Ortega Morán, en el sentido de que el nahuatlato Juan Luna Cárdenas ha señalado que la palabra México procede del vocablo náhuatl Metzico, y el significado de este último es: "El lugar de los Metzikah, los seguidores de Metzitli, aquellos que se encomendaron a la luna".
El primer término o nombre propio con el que se hizo referencia al país, apareció el 6 de noviembre de 1813 cuando el Congreso de Anáhuac expidió el Acta Solemne de la Declaración de Independencia de la América Septentrional. Dicha denominación hacía clara referencia al nombre usado por la Constitución de Cádiz, para delimitar el territorio del Imperio español que correspondía al Virreinato de Nueva España y sus áreas dependientes (Capitanía General de Guatemala, Cuba, Florida, Puerto Rico y la parte española de la isla de Santo Domingo —hoy República Dominicana—), asumiendo con ello, que ese era el espacio geográfico sobre el cual se constituiría la nueva nación. Posteriormente el Decreto Constitucional para la Libertad de la América Mexicana del 22 de octubre de 1814 cambió dicha denominación, adaptándola con el término «México» (usado como adjetivo), y haciendo uso del mismo como gentilicio en algunos artículos.
Los documentos que antecedieron a la consumación de la independencia (Plan de Iguala y Tratados de Córdoba), usaron los dos términos antes mencionados (América Septentrional y América Mexicana), pero emplearon uno nuevo, al que acreditaban como nombre de la nueva nación: «Imperio Mejicano». El Acta de Independencia del Imperio Mexicano, firmada el 28 de septiembre de 1821 al consumarse la independencia, estableció definitivamente el nombre como Imperio Mexicano.Este nombre lo retomaría brevemente el segundo imperio (1864-1867).
Desde su conformación como Estado federal, el nombre oficial del país es Estados Unidos Mexicanos, aunque la Constitución de 1824 usaba indistintamente las expresiones «Nación Mexicana» y «Estados Unidos Mexicanos».Los documentos fundamentales de las repúblicas centralistas (Siete Leyes en 1835 y Bases orgánicas de 1843) establecieron como nombre oficial República Mexicana. La Constitución de 1857 continuó empleando el nombre «República Mexicana», pero en el texto se emplea también la expresión «Estados Unidos Mexicanos», oficializando los dos en consecuencia. No obstante, el uso generalizado de la síntesis «México», habitual de todas las denominaciones anteriores, permitió que este prevaleciera como nombre común. La Constitución vigente, promulgada en 1917, establece que el nombre oficial del país es «Estados Unidos Mexicanos». En su versión en náhuatl, el nombre oficial es Mexika Sentik Wexteyowalko, y en su versión en maya yucateco, U Múuchꞌ Péetluꞌumiloꞌob México. De hecho, en virtud de la igualdad jurídica del español con las 68 lenguas indígenas del país, todas tienen una traducción propia del nombre oficial.
El gentilicio «mexicano» se ha empleado en la lengua española desde el contacto entre ibéricos y americanos con diferentes sentidos. Para los españoles del siglo XVI, los mexicanos eran los habitantes de México-Tenochtitlan y su lengua. Durante la época virreinal, algunos criollos y peninsulares avecindados en Nueva España usaron el gentilicio para denominarse a sí mismos. Los líderes de la Guerra de Independencia vacilaron tanto en la denominación del país como de sus habitantes. A partir del Plan de Iguala, el país adoptará definitivamente el nombre de México y sus habitantes fueron todos mexicanos.

## Historia
El territorio actual de México fue descubierto y habitado por grupos de cazadores y recolectores nómadas hace más de 30 000 años. La historiografía y arqueología mexicana llama a este periodo etapa lítica; una serie de hallazgos de herramientas y utensilios de piedra, cuyas antigüedades oscilan entre los años 30 000 a 14 000 a. C. establecen líneas migratorias desde la región de los actuales noreste y el altiplano central hacia el valle central y el occidente, prolongadas incluso hasta el suroeste. Alrededor del año 9000 a. C. se desarrollan los procesos que llevaron a la domesticación de plantas como la calabaza y el huaje en regiones como el Valle de Tehuacán y la sierra de Tamaulipas. La domesticación del maíz ocurrió alrededor del quinto milenio antes de la era común y fue un hito que después condujo al establecimiento de aldeas sedentarias en Mesoamérica.

### Oasisamérica
Los oasisamericanos fueron cultivadores, aunque las condiciones climatológicas no les permitían una agricultura muy eficiente y por ello tenían que recurrir a la caza de sapos y tortugas, y la recolección para complementar su subsistencia. Construyeron grandes aldeas en Nuevo México y la zona arqueológica de Casas Grandes, en Chihuahua.

### Aridoamérica
Los habitantes de la región conocida como Aridoamérica continuaron con su cultura nómada, aunque mantuvieron contacto con los mesoamericanos. Algunos sitios presentan ocupación continua desde tiempos muy antiguos, como cueva de la Perra (12 000 a. C.), cueva de la Candelaria (8000 a. C.), El Conchalito (1000 a. C.) y las cuevas de la sierra de San Francisco (10 500 a. C.). La historiografía y arqueología contemporánea definen una extensa zona cultural llamada «Gran Chichimeca» sobre la mayor parte del Altiplano, donde, si bien no se organizaron sociedades complejas como las mesoamericanas, sostuvieron una serie de rasgos comunes como las lenguas habladas, el intercambio comercial, las alianzas militares frente a las civilizaciones del centro y la condición seminómada; destacaron entre las tribus de la zona (además claro de los chichimecas), los tarahumaras, tepehuanes, pimas y apaches. Algunos de los pueblos que conformaron las civilizaciones mesoamericanas provienen de esta región.

### Mesoamérica

#### Olmecas

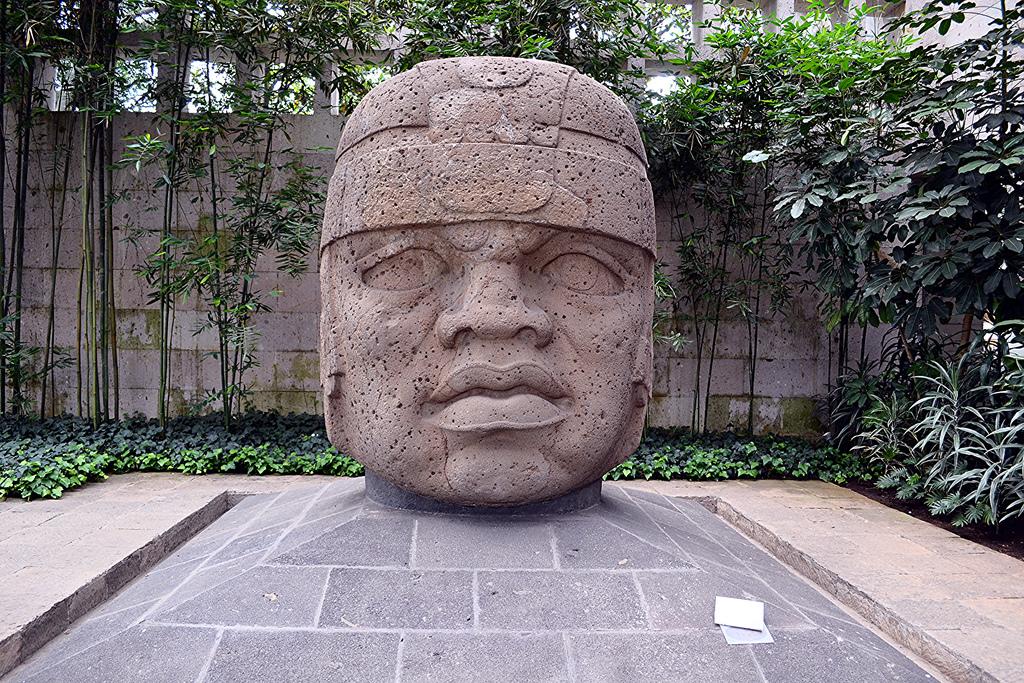
Cabeza olmeca colosal de 2.9 m de altura en San Lorenzo, hacia el año.

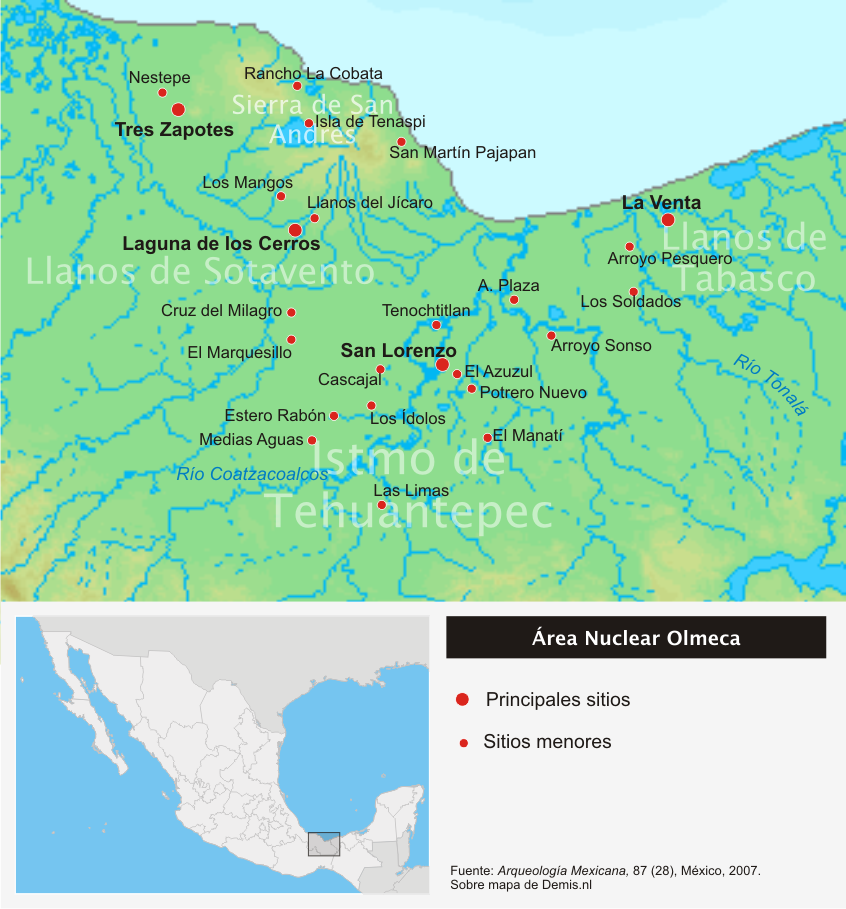
Área de desarrollo del pueblo olmeca, una de las seis cunas de la civilización.

El inicio de la civilización mesoamericana se ubica entre el año 2500 a. C., con la aparición de la alfarería y las primeras aldeas agrícolas, y el 1500 a. C. Durante el Preclásico Medio (siglos XV-IV a. C.) se difundió la cultura olmeca en toda Mesoamérica. Algunos de sus centros más importantes fueron La Venta y Tres Zapotes. Se dedicaron a la agricultura, principalmente al cultivo del maíz y algodón.
El centro olmeca más antiguo registrado es San Lorenzo, fue construido en el año 1150 a. C. en el actual municipio de Texistepec, situado en la cuenca del río Coatzacoalcos, en el estado de Veracruz; en este lugar comenzó el florecimiento de la cultura olmeca, ya que es de esta época de la que datan la mayor parte de las esculturas y elementos arquitectónicos que caracterizan a la civilización, muchos de los cuales se conservan en ahí mismo. San Lorenzo fue saqueado en el año 900 a. C., y las esculturas monumentales sufrieron un intento de destrucción; algunas se enterraron, y otras fueron trasladadas al centro ceremonial La Venta.
La Venta fue el centro ceremonial más importante de esta cultura, esta ciudad es el primer trazo arquitectónico planificado en el México antiguo. Destaca su gran arquitectura monumental, y sus ofrendas hechas de jade. Cuenta con la pirámide más antigua de Mesoamérica, y también se han encontrado las características cabezas colosales y tronos.
El centro ceremonial de Tres Zapotes fue el último en desarrollarse. Es el más conocido porque fue el que sobrevivió hasta una época más cercana, pero la civilización olmeca que se desarrolló aquí fue una cultura ya en decadencia, no el esplendor que vivió en los centros ceremoniales anteriores.
Se piensa que los olmecas fueron invadidos por algún pueblo rival, lo que ocasionó el abandono y la destrucción de algunas ciudades; con lo cual se cree que se diseminó a través de migraciones. Se dispersaron en diferentes lugares: unos se dirigieron a la región maya, otros marcharon al centro y otros hacia el norte. Los que se integraron en el centro fueron a la ciudad Cuicuilco, pero desapareció por la erupción del volcán Xitle; por eso se vieron obligados a viajar a otros lugares así llegaron a partes de los estados de Morelos, México, Oaxaca y Chiapas.

#### Teotihuacanos

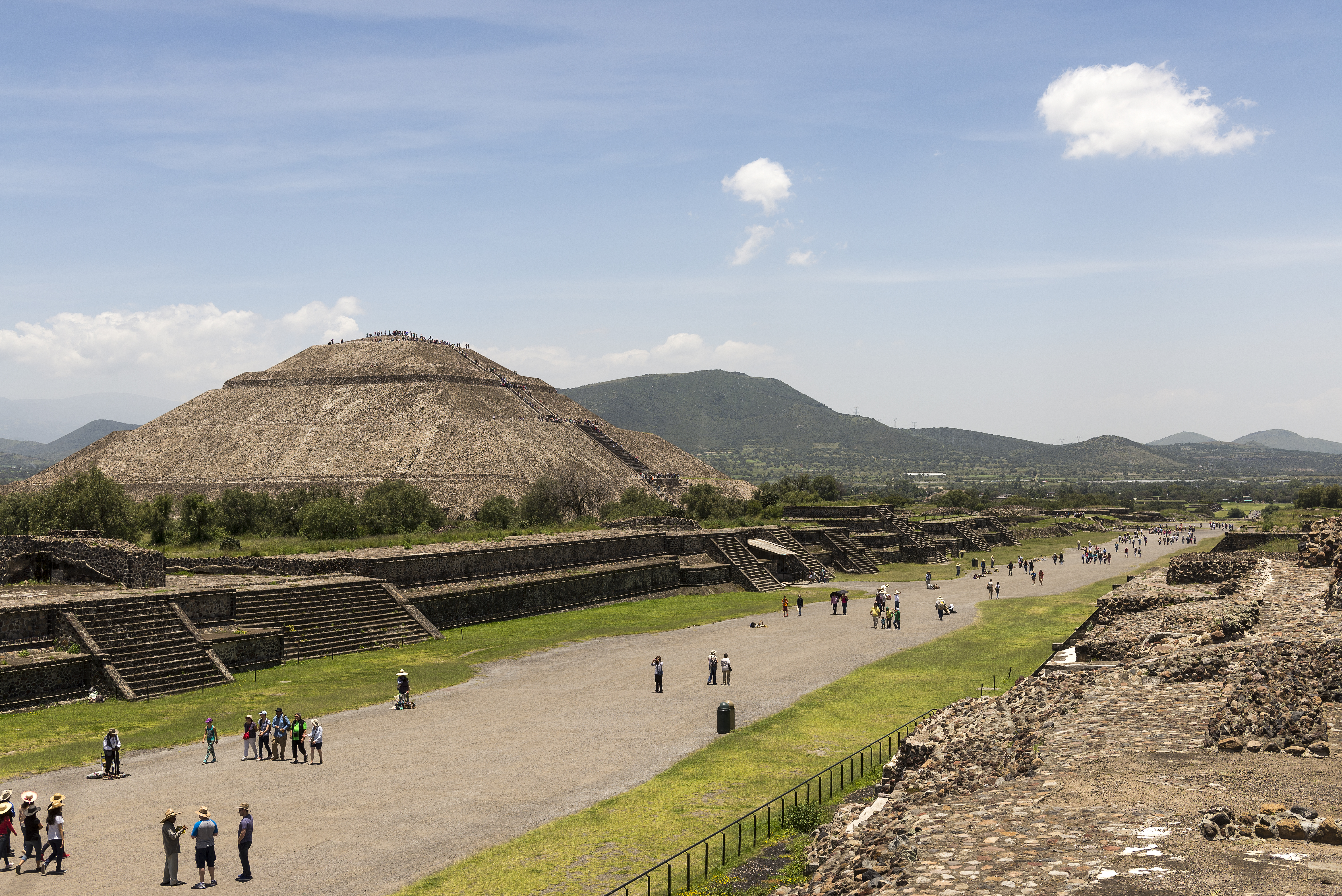
Vista de la Pirámide del Sol en Teotihuacán.

El periodo clásico abarca del año 200 al 900 d. C., en este periodo las civilizaciones mesoamericanas alcanzaron su máximo desarrollo cultural. Se construyeron los mayores basamentos piramidales de toda Mesoamérica, como la Pirámide del Sol en Teotihuacán en el actual Estado de México o el Templo de la Serpiente Bicéfala en Tikal.
Las ciudades en esta etapa crecieron mucho hasta alcanzar su máxima población, como Teotihuacán (Estado de México), Monte Albán en Oaxaca y Tikal; estas ciudades mantuvieron estrechas alianzas matrimoniales, comerciales y políticas entre los reyes-sacerdotes; esto se conoce, porque en la entrada de cada uno había monumentos de piedra que significaban la llegada de embajadores teotihuacanos; asimismo en Teotihuacán se han encontrado productos mayas y zapotecos como la cerámica, cuentas de jade, conchas y caracoles marinos.
Teotihuacán se convirtió en la ciudad principal de este periodo, estaba situada en la zona del altiplano central, lo que permitió a sus habitantes aprovechar los recursos naturales, como la obsidiana para fabricar armas, herramientas y utensilios. Además tenían dioses de la lluvia y de la fertilidad como Quetzalcóatl (Que significa "serpiente emplumada") y Tláloc (que significa "néctar de la tierra", aunque a este Dios también lo veneraban en la cultura maya y zapoteca).
Los artesanos obtenían de la zona distintos materiales como: jade, obsidiana gris, obsidiana verde, cristal volcánico negro, concha y hueso. Con ello elaboraron vasijas, ollas, platos, vasos, ornamentos, cuchillos, máscaras, collares y distintas figuras.

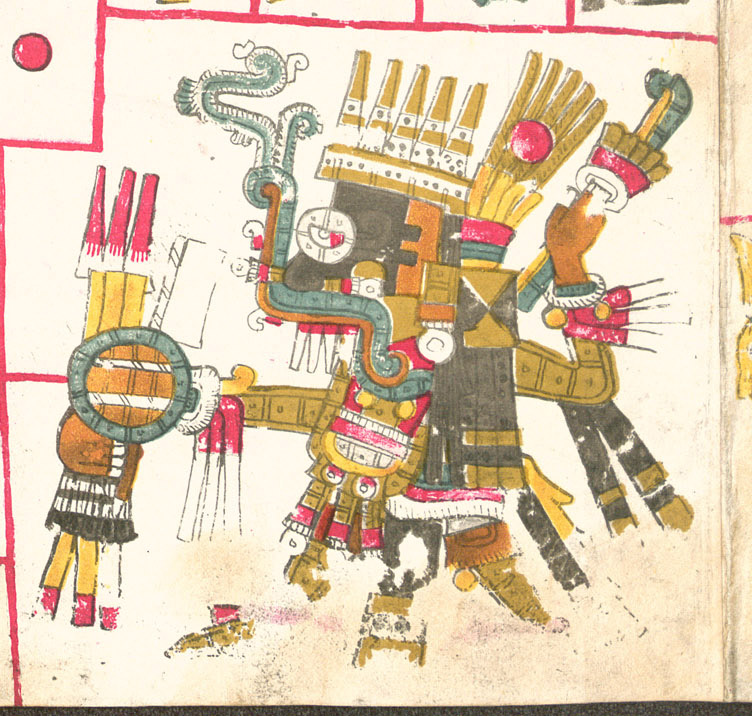
Dios Tláloc descrito en el Códice Borgia, en atuendo de guerra. Portando un Atlátl, Chimalli y un Ichcahuipilli de cuerpo completo (armadura flexible).

Los teotihuacanos expresaban lo que veían por medio de la escultura, cerámica y la pintura. En fachadas representaban la deidad de Tláloc y la serpiente emplumada, relacionados con la lluvia y la fertilidad respectivamente, así como otros personajes importantes para ellos.
Los teotihuacanos eran politeístas, tenían los siguientes dioses:
- Tláloc: Fue el dios de la lluvia y hay teorías que también era el dios de la fertilidad y la tierra. Fue representado como humano-animal, con un tocado de plumas y dos grandes colmillos además de dos ojos grandes y saltones.
- Quetzalcóatl: Fue el dios de los vientos. Su nombre significa: La Serpiente Emplumada, era representado como una serpiente gigante.
- Chalchiuhticue: Fue la diosa de los lagos y de los ríos. Fue representada con un tocado de plumas un collar y piel naranja.
- Huehuetotl: Fue el dios del fuego, esposo de Chalchiuhticue. Fue representado como un señor viejo. Fue la reencarnación de los volcanes y la sabiduría.

Se desconoce la decadencia de la cultura teotihuacana, algunos investigadores dicen que pudo ser por la sobreexplotación de recursos naturales, invasiones de otros pueblos y algunos conflictos internos.
En su sociedad estaba dividida en: reyes-sacerdotes, guerreros, comerciantes, agricultores, pescadores, artesanos, esclavos de guerra y tributos de sacrificios.
Teotihuacán se considera la ciudad principal de Mesoamérica clásica, además de la Pirámide del Sol y la Pirámide de la Luna, también destaca el templo de Quetzalcóatl.

#### Mayas

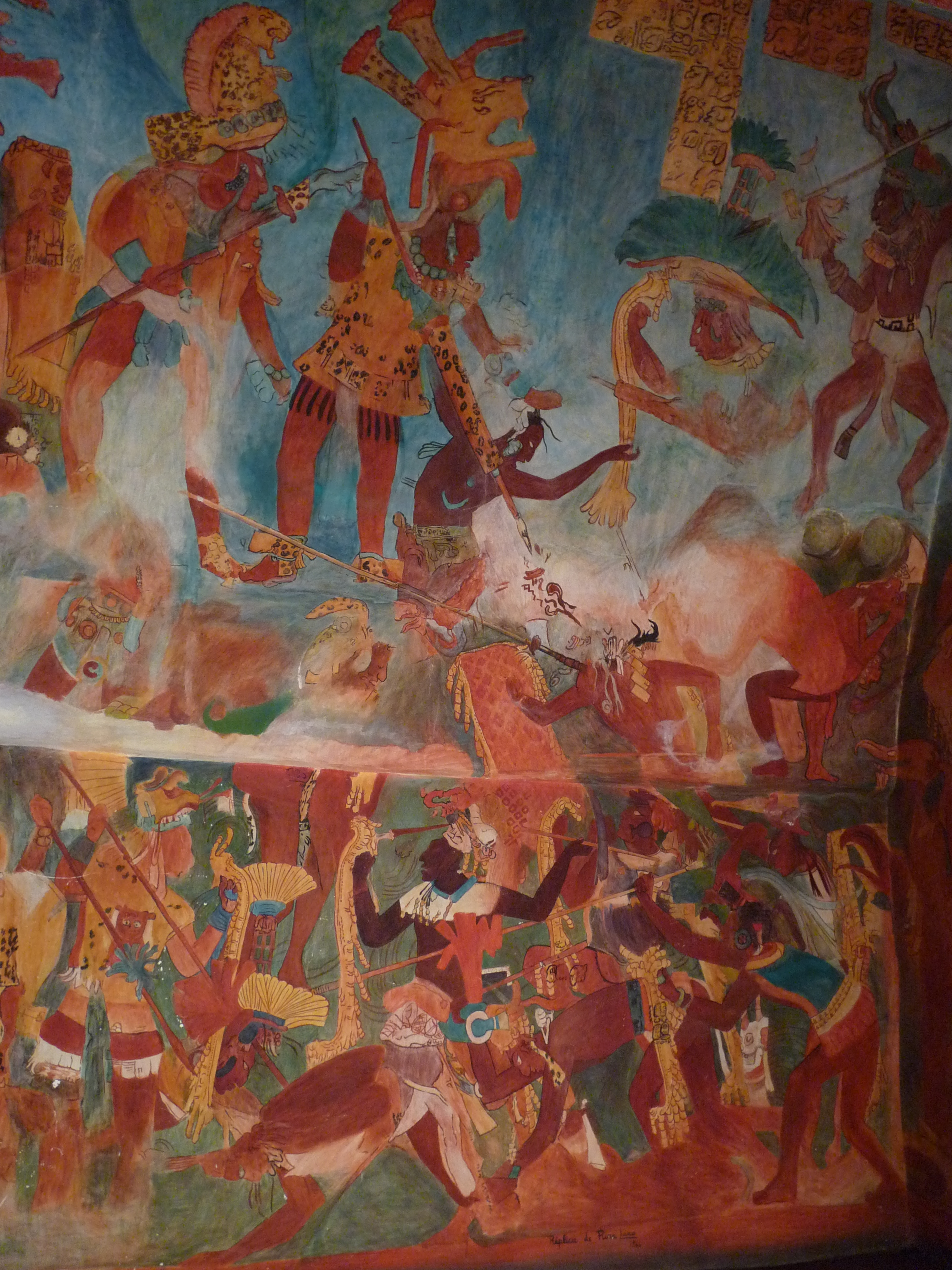
Sección de uno de los murales mayas de Bonampak, réplica de Rina Lazo. Arriba a la derecha se observa escritura maya, un sistema mixto logográfico-silábico (análogo al japonés). Mesoamérica es uno de los tres lugares del Mundo donde se inventó la escritura de forma independiente.

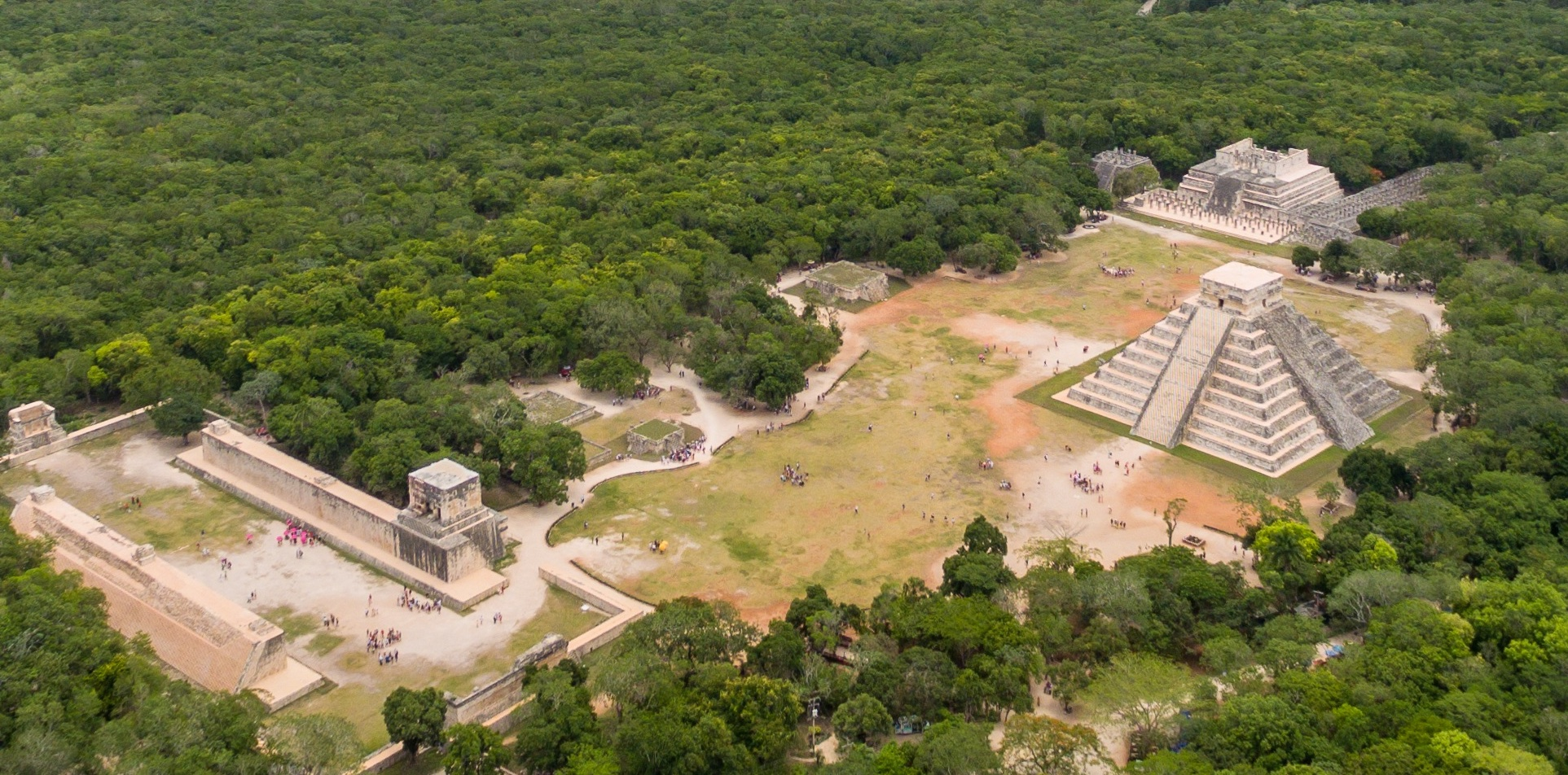
Chichen Itzá; importante ciudad y centro religioso maya.

La cultura maya es otra importante civilización que perduró por siglos. La civilización desarrolló destacado arte, literatura y arquitectura, el sistema de escritura más avanzado del continente, así como conocimientos astronómicos y matemáticos. Entre estos últimos destaca el uso de un calendario más preciso que el usado en Europa en su momento, y ser una de las civilizaciones pioneras en el uso del número cero.
Habitó en una parte de la región sur de Mesoamérica, en los territorios actuales de Guatemala, Belice, Honduras, El Salvador y en el territorio comprendido por cinco estados del sureste de México: Campeche, Chiapas, Quintana Roo, Tabasco y Yucatán. El territorio, por ser tan grande, se dividió en tres:
- El área norte: abarca la península de Yucatán (comprendido por los estados de: Yucatán, Campeche y Quintana Roo), también es conocida como Puuc.
- El área central: es la más extensa, comprende la cuenca del El Petén, en Guatemala, se extiende hacia el occidente de Honduras y el oriente de Chiapas, Tabasco y el sur de la península de Yucatán.
- El área sur: ubicada en la costa del Pacífico, los Altos de Guatemala, parte de Chiapas y de El Salvador. Posee una zona montañosa que recorre el sur, suroeste y sureste, y abarca la cordillera centroamericana.

Los mayas usaron piedra caliza para elaborar basamentos piramidales, templos, plataformas y juegos de pelota; aunque también ocuparon ese material para hacer diversos monumentos y esculturas, entre estas destacan las estelas que eran columnas talladas de piedra con personajes importantes junto con su nombre, fecha de nacimiento o fecha de muerte. En su pintura mural representaban escenas cotidianas, como la pesca, las fiestas y las ceremonias rituales relacionadas con la guerra. Por razones estéticas los mayas acostumbraban deformar el cráneo de los niños y provocares estrabismo.
La religión maya era politeísta, los gobernantes eran los que dirigían los asuntos religiosos (teocracia); sus dioses se relacionaban con los elementos naturales, los astros y las acciones humanas. Entre los dioses que sobresalieron esta: Hanub Kú (el dios creador de los mayas quichés), Itzamná (el dios creador de los mayas yucatecos), Ix Chebel Ya (dios del bordado y la pintura), Kukulcán (Quetzalcóatl) (dios del viento), Kin (dios del sol), Ixchel (diosa de la luna), Chac (dios del agua), Yum Kaax (dios del maíz y la agricultura), Ah Puch (dios de la muerte).
Las ciudades mayas se construyeron a partir de las posiciones astronómicas relacionadas con el movimiento del Sol, la Luna y Venus. El Centro de algunas ciudades estaba reservado para que viviera la familia de los gobernantes; alrededor habitaba la nobleza, cuyos edificios estaban relacionados con el comercio; finalmente más allá estaban la tierra de cultivo y el resto de la población.
Los mayas ocuparon piedra caliza para elaborar pirámides, templos, plataformas y juegos de pelota. También lo ocupaban para elaborar diversos monumentos y esculturas, entre estas destacan las estelas donde le ponían esta vez glifos.
Otros materiales de la región servían para su vida diaria. Usaron madera, estuco, barro y piedras para elaborar máscaras, collares, anillos y pequeñas esculturas. Además ellos confeccionaban telas de algodón para vestirse y tejían cestos con fibra para cargar semillas.
Los mayas llegaron a desarrollar la navegación, construyeron muelles, canales y puertos como Xelhá, Xcaret y Tulum; que fueron importantes centros donde intercambiaban productos como sal y pescado.

#### Zapotecos

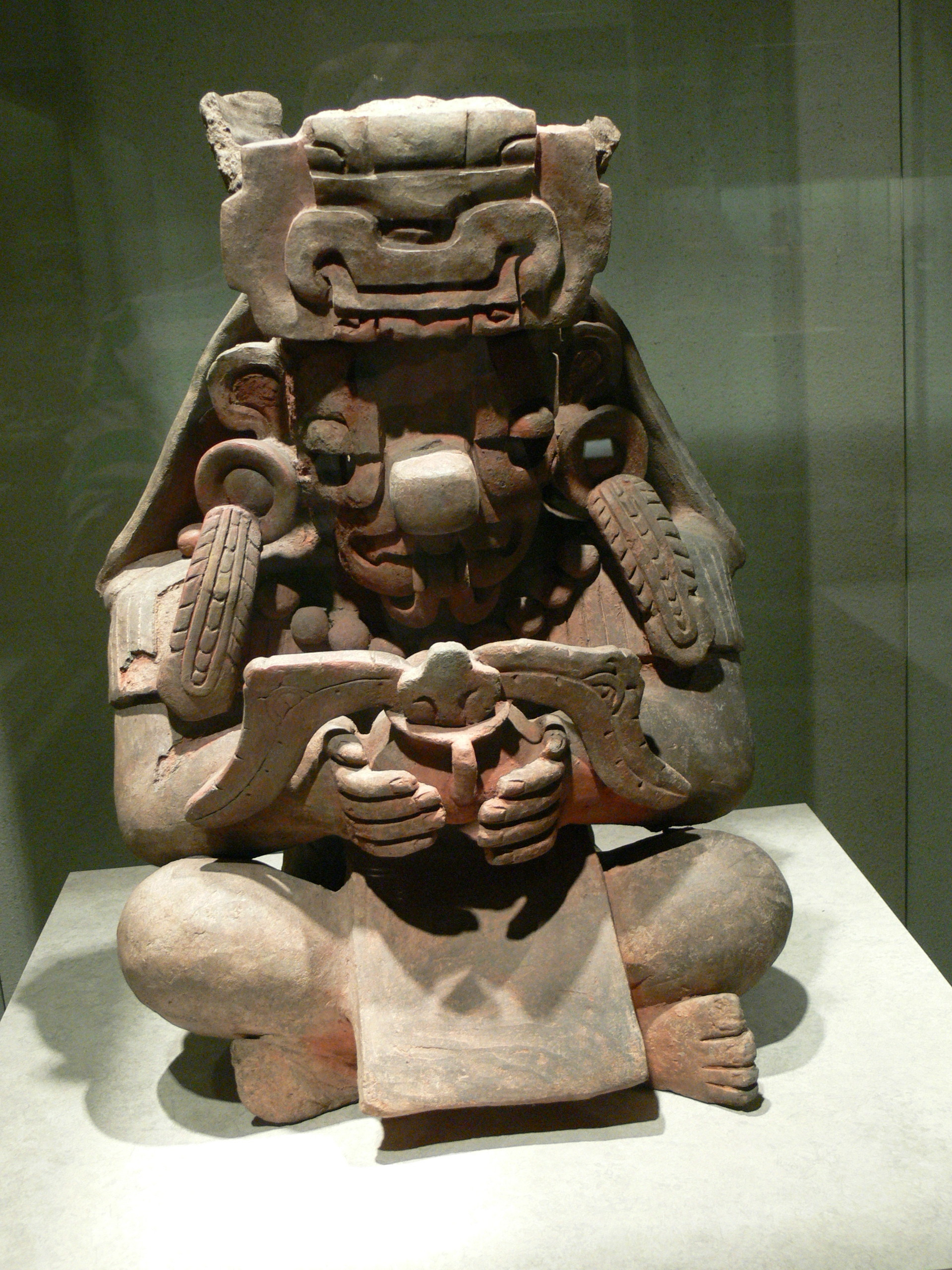
Figurilla de cera de Cosijo encontrado en Monte Albán.

La cultura zapoteca habitó lo que hoy es el estado de Oaxaca, el sur de Guerrero y el sur de Puebla. Se distinguió por sus excelentes tejedores y alfareros, tuvo notables avances en su escritura, arquitectura y conocimientos calendáricos.
Su ciudad cumbre era Monte Albán, que tuvo su esplendor desde el año 200 y hasta el debilitamiento de esta alrededor del 900. La ciudad ceremonial de Monte Albán se construyó en lo alto de una montaña, con edificios orientados conforme a los astros, utilizando la técnica de talud y tablero; se edificaron basamentos piramidales, juegos de pelota y un observatorio, ubicado en dirección a la hoy conocida constelación de Orión. Al igual que Teotihuacán, se desconoce por qué se debilitó Monte Albán. La sociedad se dividía en gobernantes-sacerdotes, comerciantes, guerreros, artesanos, esclavos de guerra y tributos de sacrificios.
Tenían dos calendarios:
- Iza, tenía 365 días agrupados en 18 meses y utilizado para las cosechas, estaba organizado en 18 meses de 20 días cada uno, contaba al final con un periodo de cinco días.
- Piye: tenía 260 días repartidos en 13 meses y se utilizaba para ponerle nombre a los recién nacidos, estaba dividido en meses de 20 días.

Eran politeístas, su dios principal se llamaba Xipe Totec, otros dioses eran:
- Pitao Cocijo: dios del trueno y de la lluvia
- Pitao Cozobi: dios del maíz
- Pitao Cozana: dios de los antepasados
- Quetzalcóatl: dios de los vientos
- Xonaxi Quecuya: dios de los terremotos
- Coqui Bezelao: dios de los muertos

#### Toltecas

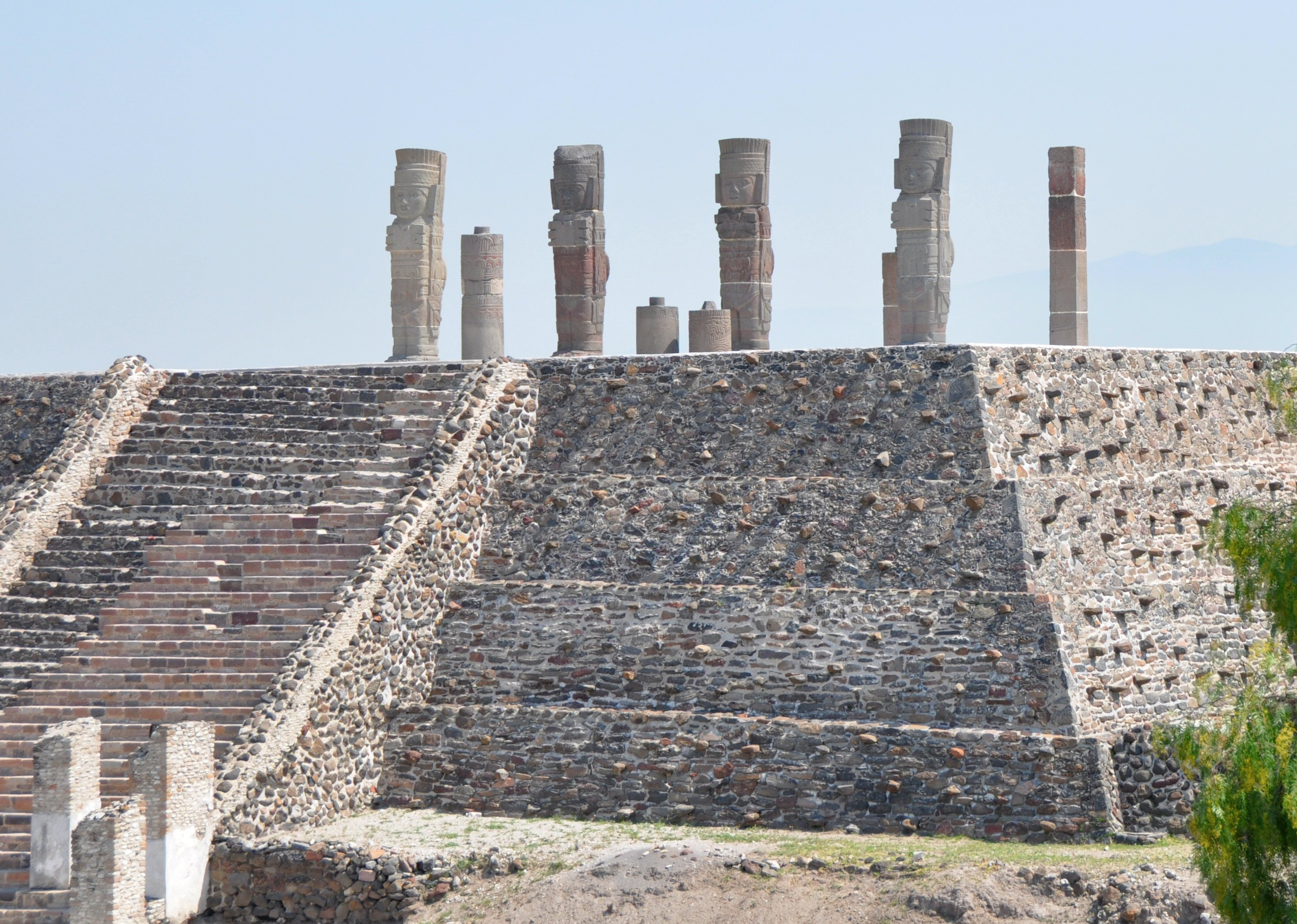
Templo y columnas talladas con guerreros toltecas (los atlantes de Tula).

El periodo posclásico abarca del año 900 al 1521 d. C., este periodo se caracteriza por un gran incremento de conflictos armados. Se puede apreciar en la cerámica la gran importancia de la guerra, los códices y las escrituras, además de que un notable detalle es el estilo arquitectónico de los edificios.
La cultura tolteca se desarrolló entre los años 900 y 1150 d. C. Los toltecas dominaron la región huasteca, en parte de lo que hoy es San Luis Potosí y Zacatecas, así como el centro de México como Hidalgo, donde se ubicaba el centro ceremonial y capital llamado: Tollan-Xicocotitlan más conocido como Tula. La economía se basaba en una agricultura de extensos campos de cultivo irrigados por complejos sistemas de canales, donde el maíz, el frijol y el amaranto eran el principal cultivo. La sociedad se dividía en varios grupos, los más privilegiados eran los: militares, funcionarios, el supremo gobernante y los sacerdotes, quienes estuvieron al servicio de la casta militar y se encargaban de atender el culto, los calendarios y la cuenta del tiempo. Se han encontrado rastros de un incendio en Tula, por lo que se piensa que el final de esta ciudad fue muy violento.

#### Mixtecos

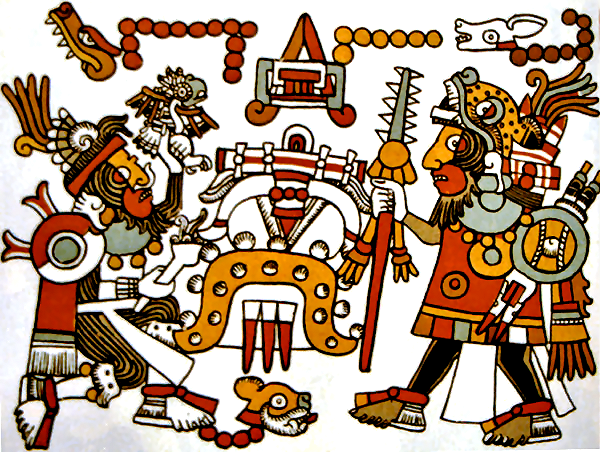
Dioses mixtecos.

Otra cultura del posclásico es la mixteca, que se desarrolló del 1300 al 1522 d. C., concluyendo con la conquista de los españoles. Abarcaron una región llamada la Mixteca que comprendía los estados de Oaxaca, Guerrero y partes del estado de Puebla y Chiapas. De acuerdo con su mitología, los mixtecos eran descendientes de los hijos del árbol de Apoala. La divinidad principal de los mixtecos era Dzahui, dios de la lluvia y patrono de la nación mixteca, otra divinidad de gran importancia era Nueve Viento-Coo Dzahui, héroe civilizador que les entregó el conocimiento de la agricultura y la civilización. Durante la época prehispánica, la sociedad mixteca se caracterizó por su alta jerarquización. La subsistencia de los mixtecos estaba basada en la agricultura, las condiciones ecológicas y topográficas del territorio de este pueblo condicionaron el desarrollo de ciertos cultivos adaptados a la diversidad de ambientes en la Mixteca.

#### Mexicas

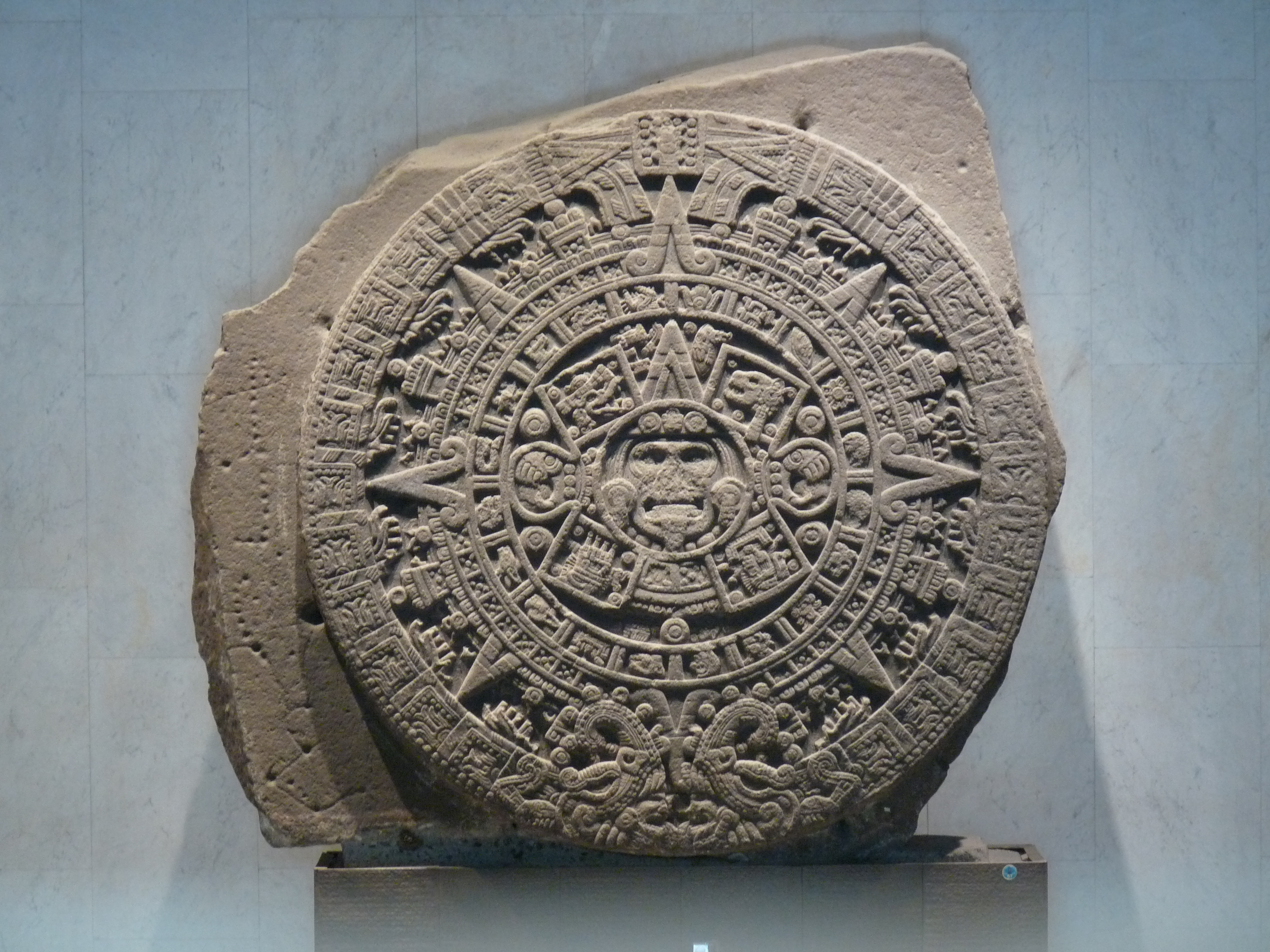
La Piedra del sol o Calendario azteca, emblemático monolito de 3.5 m de diámetro de la civilización mexica.

Debido a su origen mitológico, no hay consenso científico sobre la fecha de la fundación de la ciudad de México-Tenochtitlan pero pudo ocurrir a inicios del siglo XIV. Fuentes del siglo XVI que hicieron correlaciones de los antiguos calendarios con los occidentales la situaron en 1325 —2 casa en la cuenta calendárica mexica— o en 1345, en un islote al centro de la zona lacustre. Algunos años más tarde una fracción de los mexicas que migraban desde el norte del país habrían fundado la ciudad de México-Tlatelolco en otro islote al noroeste. Más tarde, en 1428 Tenochtitlan, Tetzcoco y Tlacopan establecieron la Triple Alianza, la cual fue dominada por los mexicas que crearon un imperio en un territorio de cerca de 300 000 kilómetros cuadrados. Como parte de esta expansión, Tenochtitlan conquistó a la otra ciudad de origen mexica de Tlatelolco en 1473, que dada su cercanía, se unieron en una sola zona urbana. Al momento de la llegada de los españoles, México-Tenochtitlan era una de las urbes más grandes del mundo antiguo contando, basado en estimaciones modernas, con un estimado de 300 000 personas.
La civilización mexica que tenía a México-Tenochtitlan como capital, diseño esta ciudad para consolidarla como eje de los pueblos habitantes de la Cuenca de México, cuya serie de lagos chinampeó metro a metro, uniendo las localidades por medio de gigantescas calzadas. El aislamiento natural concedía ventajas militares y económicas que consolidaron su valor estratégico, incluso para el desarrollo de una economía mixta basada en la agricultura, la caza, la pesca y el comercio; con la posibilidad de comunicarse por el agua. El sistema de chinampas se creó acumulando lodo sobre balsas de juncos, ahondar y construir canales, elevar acueductos, así como puentes literalmente sobre el agua; elemento con el que no solo supieron coexistir, sino potencializar su uso en todos los sentidos. La capital tenía a principio del siglo XVI una densidad superior a los 2000 habitantes por kilómetro cuadrado; su traza estaba formada por una red geométrica de canales en un cuadrilátero de 3 km por lado con superficie de casi mil hectáreas; en esa época Roma ocupaba únicamente 386 hectáreas más. 
Su centro ceremonial alcanzó dimensiones sin precedentes: 325 metros de oriente a poniente y 312 de norte a sur, que comprenden una superficie de más de cien mil metros cuadrados. Ahí se edificaban 78 templos y recintos de gobierno, disponía de cuatro accesos cardinales que eran arranques de los ejes viales de la ciudad, construidos sobre los lagos que comunicaban la isla con tierra firme.
Contemporáneas a su época, sólo cuatro ciudades europeas albergaban alrededor de cien mil habitantes, y Sevilla que representaba entonces la más grande en España, contaba con apenas 45 000 habitantes. La población de México-Tenochtitlan, poco antes de la llegada de los europeos, era superior a los 500 000 habitantes, tenía una superficie de 600 km² (incluyendo a toda la cuenca lacustre) y contaba con sistemas públicos de educación, sanidad, alumbrado y agua potable.

### Conquista

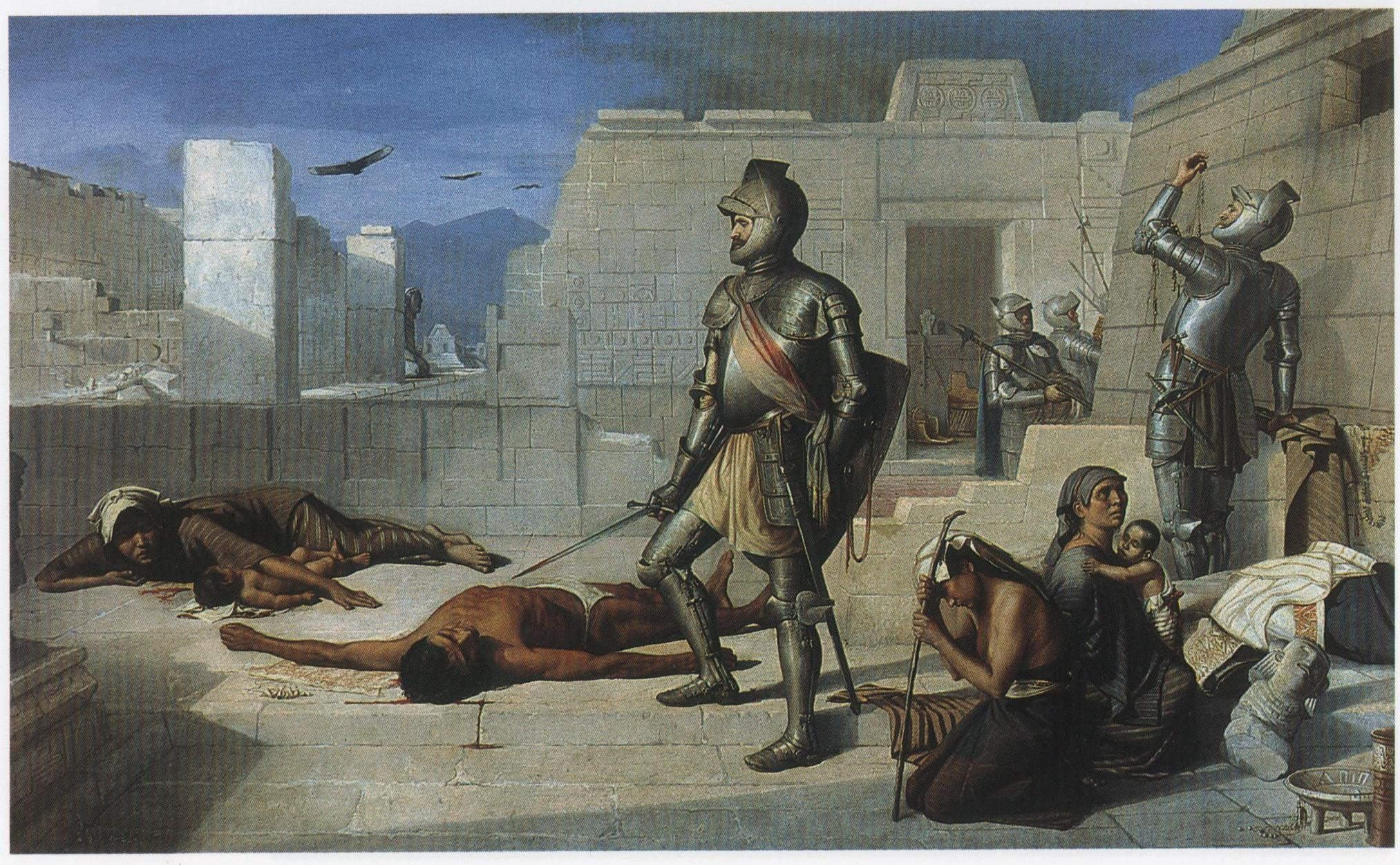
La Matanza de Cholula de 1519. Pintura de Félix Parra (1877).

La primera expedición europea que llegó a alguna zona del actual territorio mexicano, fue la de Francisco Hernández de Córdoba, quien el 1 de marzo de 1517 desembarcó en Isla Mujeres, posteriormente pisaría suelo continental el 5 de marzo desembarcando en el área que hoy es Cabo Catoche, Yucatán. A esta exploración seguiría la de Juan de Grijalva en 1518.La incursión definitiva en el interior del territorio comenzó el 10 de febrero de 1519, Hernán Cortés y su gente arribaron a Cozumel y alcanzaron las costas de Tabasco, donde fueron combatidos por los chontales, en Centla. En esa región, Cortés fundó la Villa de Santa María de la Victoria y recibió como obsequio a la bilingüe náhuatl-maya, Malintzin, una esclava que fungió junto con Gerónimo de Aguilar como intérprete de los extranjeros.
Los españoles se dirigieron a la costa de Veracruz, por donde penetraron al interior de Mesoamérica. Establecieron alianzas con algunos pueblos indígenas y avanzaron a México-Tenochtitlan. En el camino derrotaron a los aliados de los mexicas, como ocurrió en Cholula. Moctezuma Xocoyotzin recibió pacíficamente a los españoles, pero la Matanza de Tóxcatl puso a los mexicas en pie de guerra. Cuitláhuac derrotó a los invasores en 1520, pero murió durante la epidemia de huey cocoliztli.
Los tlaxcaltecas, texcocanos y totonacas, conformaron un conglomerado que se había aliado a los españoles, factor decisivo en las batallas contra los mexicas. Cuauhtémoc, último tlatoani tenochca, fue apresado el 13 de agosto de 1521, y ejecutado en 1525.
Una vez que Tenochtitlan fue sometida, los soldados españoles pudieron someter el centro del territorio. Hernán Cortés asumió el gobierno como capitán general de la Nueva España.

### Virreinato de la Nueva España
En 1527 se estableció la Audiencia de México. El primer virrey fue Antonio de Mendoza y Pacheco y gobernó a partir de 1535. Nueva España fue gobernada por 63 virreyes durante los casi 300 años de dominación colonial. La dominación española enfrentó la resistencia indígena, que se manifestó en algunas ocasiones por la vía de las armas, como en la Guerra Chichimeca (1546), la Guerra del Mixtón (1540-1551), Rebelión de los Pericúes (1734-1737) y la rebelión de los mayas de Cisteil (1761).

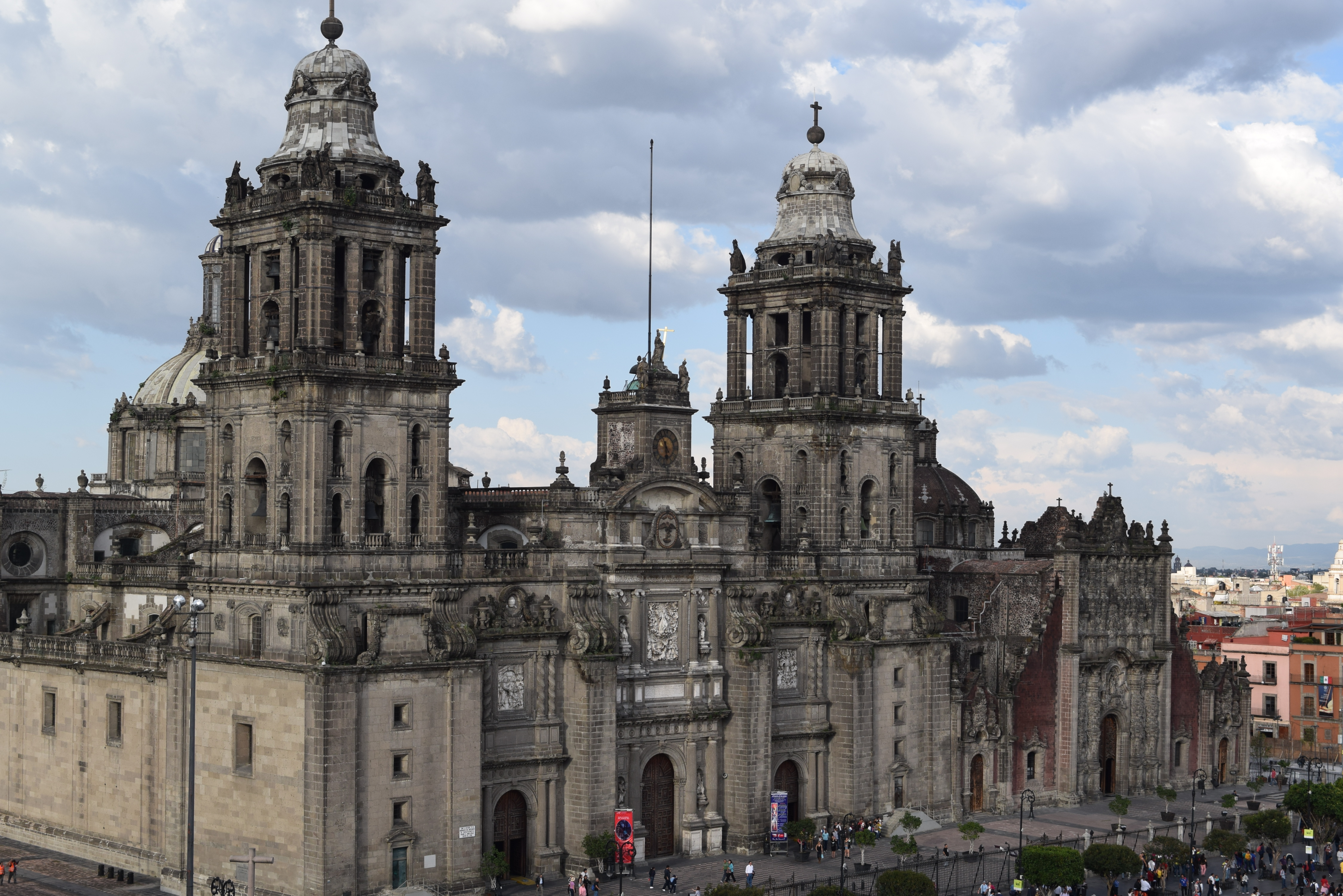
Catedral Metropolitana de la Ciudad de México.

El centro de gobierno del Virreinato de Nueva España era la Ciudad de México, que se convirtió en la urbe más importante del Imperio español fuera de la península, no solo por ser la capital del más rico y extenso de sus virreinatos, sino porque desde ahí se gobernaban de manera directa los territorios en América del Norte, América Central, Antillas, Asia y Oceanía.
La expansión territorial del virreinato fue un proceso espaciado, guiado por el afán de fama y fortuna de muchos exploradores, pero también por la acción evangelizadora de algunos grupos misioneros. En general el método de expansión fue a través, primero, del desplazamiento forzoso y sometimiento violento de los pueblos originarios, después llegaban pequeños grupos de colonizadores que establecen infraestructura para la explotación de la tierra o para el abastecimiento de rutas comerciales, al tiempo que minaban a la habitantes originarios con la introducción de enfermedades desconocidas por ellos, y finalmente llegaban misioneros y autoridades civiles para concretar la aculturación de los asentamientos indígenas que persistían. 
Durante el siglo XVI, la exploración y conquista se limitó a los territorios del occidente, oriente, centronorte, centrosur y suroeste del actual México, y una gran porción de Centroamérica, es decir la mayor parte de la antigua Mesoamérica, salvo la península de Yucatán. Esta era el área más fértil y accesible para los asentamientos humanos, aspecto que la consolidó permanentemente como la zona más poblada del virreinato. En siglo XVII la conquista alcanzó los territorios del noreste, noroeste y sureste; las dos últimas luego de librar extensas guerras de conquista contra los chichimecas y mayas respectivamente. Finalmente, en el siglo XVIII, el virreinato alcanzó su máxima extensión territorial, cuando se establecieron poblaciones de misioneros y puestos militares en el extremo norte de la llamada «América septentrional española», fundandose la Comandancia General de las Provincias Internas; no obstante esta zona era meramente reivindicativa por medio de mapas  y edictos reales, pues el control español efectivo solo alcanzaba la franja costera del sur de California (San Diego —f. 1769— y Los Ángeles —f. 1781—), la zona aledaña al punto final del Camino Real de Tierra Adentro (Santa Fe de Nuevo México —f. 1610—) y las rancherías cercanas a San Antonio (f. 1718); el resto del inmenso territorio estaba bajo dominio de las tribus seminómadas en los valles y planicies áridas, o bien los asentamientos y exploraciones eran poco propicios por el desierto de Arizona. Filipinas, en particular, fue colonizada a través de México, ya que este estaba geográficamente más cerca que la España más distante.
La base de la economía novohispana fue la minería. El descubrimiento de yacimientos, notoriamente, en Zacatecas y Guanajuato, permitió gradualmente que Nueva España ocupara una posición privilegiada. La minería permitió el desarrollo de otras actividades asociadas, especialmente los obrajes y la agricultura, que convirtieron a las regiones del Bajío y los valles de México y Puebla en prósperas regiones agrícolas y de actividad industrial incipiente. Los minerales se acuñaban exclusivamente en la Real Casa de Moneda de México; el Real de a 8 llegó a ser, por su cuantía, alta ley y calidad, la moneda preferentemente utilizada en las transacciones internacionales del Imperio.
En el sector agropecuario, la organización socioeconómica partió de un sistema que sustituyó la esclavitud de los pueblos sometidos, por un método semi feudal de encomiendas, mediante el cual los exploradores reciben la concesión de las tierras conquistadas a nombre del rey, para explotarlas y habitarlas, con la garantía de emplear a los pueblos indígenas en ello, si se aseguraba la evangelización de estos como condición; esta servidumbre les permitió, a diferencia de los esclavos africanos, acceder a servicios en las ciudades y organizar comunidades en las periferias; los pocos pueblos que consiguieron adjudicarse tierras para su explotación, las depositaron en un sistema de propiedad comunal, cuyo titular la mayoría de las veces era la autoridad eclesiástica más cercana.
El comercio del virreinato era realizado a través de dos puertos: Veracruz (golfo de México) y Acapulco (océano Pacífico). A este último llegaba la Nao de China que transportaba productos de las Filipinas a Nueva España y de ahí se transportaban por tierra, llegando a Puebla, donde la influencia oriental es notoria en su artesanía y en sus tradiciones como la de la «china poblana», a la Ciudad de México y a Veracruz de donde se enviaba a España o a los puertos del Atlántico. El comercio coadyuvó al florecimiento de estos puertos, de Ciudad de México y las regiones intermedias. Hay que señalar que hasta finales del siglo XVIII, con la introducción de las reformas borbónicas, el comercio entre los virreinatos españoles no estaba permitido. En general el nivel de prosperidad era el más alto de América, en especial los residentes de la Ciudad de México, Puebla de los Ángeles, la Villa Rica de la Veracruz, Acapulco, Zacatecas y Guanajuato.
El virreinato fue la base del mosaico cultural y racial del actual México. En su seno se fusionaron a lo largo de los 300 años las culturas indígenas y europeas. Diversos elementos culturales como las lenguas, ritos de culto, expresiones artísticas, tradiciones, usos, costumbres, gastronomias, festividades, prácticas comerciales, cosmovisiones, valores y vestimentas vivieron complejos procesos de sincretismo, que incluso variaron de región a región. Asimismo, se dio una gran cantidad de mezclas raciales. Figuras como sor Juana Inés de la Cruz y Juan Ruiz de Alarcón destacan como sus más notables contribuyentes a la literatura novohispana, así como Manuel Tolsá en la arquitectura. Relativo a instituciones financieras destacó Pedro Romero de Terreros, fundador del Sacro y Real Monte de Piedad de Ánimas, antecedente del Nacional Monte de Piedad (también llamado Monte Pío), génesis del microcrédito a nivel mundial. También destacan los descubrimientos químicos de Andrés Manuel del Río, descubridor del eritronio, posteriormente renombrado vanadio, en la tabla periódica de los elementos químicos. Durante el periodo colonial se gestaron muchas de las tradiciones e instituciones que han evolucionado, de conformidad con el carácter del pueblo mexicano, en muchas de las características mexicanas de la actualidad.
Como mayor elemento de cohesión social, la población novohispana profesaba en su mayor parte la religión católica, la Santa Inquisición —que procuraba la supresión de herejía y apostasías— tenía instalados sus oficios en el territorio. Los indios estaban exentos de la jurisdicción inquisitorial, y sus asuntos de fe eran atendidos primero por los misioneros y luego por un tribunal dependiente los obispos, que los juzgaba con más tolerancia por ser considerados «neófitos» en la fe.
La sociedad novohispana estaba regida por un sistema de castas, que establecía una estratificación social, delimitando las instituciones educativas u hospitalarias, las zonas urbanas o rurales por habitar, los cargos públicos y eclesiásticos, así como las profesiones y oficios a los que cada grupo étnico podía acceder; en esta organización piramidal la cabeza eran los españoles peninsulares, seguidos, en ese orden, de los criollos, mestizos, indígenas, afrodescendientes y en último lugar el resto de las castas surgidas de la mezcla de los primeros grupos. A pesar de que por regla general se propuso una política de integración, la realidad política que imponía el otorgamiento de los puestos importantes para la burocracia española (en especial desde la llegada de los Borbones, que propugnaron el modelo francés de colonización, contra los cuales los criollos o hijos de españoles nacidos en México empezaron a resentirse). Además se crearon divisiones tan graves como las castas en Yucatán.

### Independencia

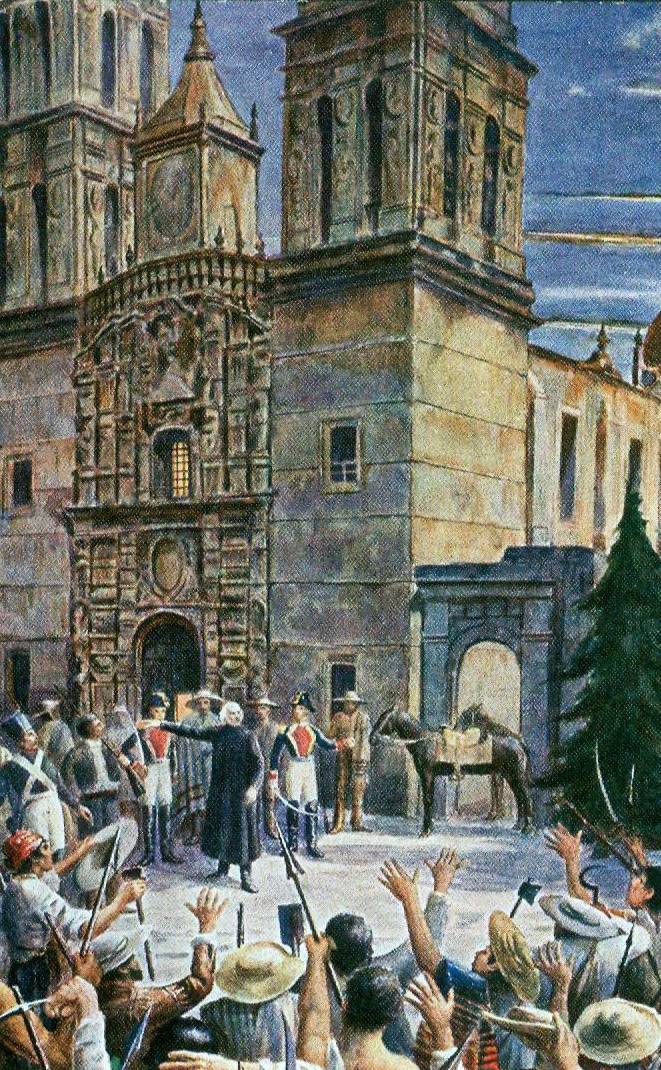
Grito de Dolores, 16 de septiembre de 1810.

Las reformas borbónicas que el gobierno de la metrópoli comenzó a implementar en las colonias del Imperio español en América, a partir de la década de 1740, con el fin de revitalizar la influencia y poderío español, perdidos luego de las guerras de principio de siglo, iniciaron un proceso de degradación del orden político, económico y social que el llamado «Siglo de Oro» había legado a las colonias americanas. 
La centralización del poder político en Madrid, restó algunas facultades autónomas desarrolladas por las autoridades civiles y eclesiásticas; el aumento de la carga tributaria que las posesiones debían entregar a la metrópoli causó un déficit en las finanzas de cada territorio; en plena revolución industrial se restringió la capacidad de los virreinatos para desarrollar o incentivar la industria local. En el plano socioeconómico esto profundizó la desigualdad en el sistema de castas, acrecentando las condiciones de miseria de indígenas, mestizos y afrodescendientes; no obstante el descontento se generalizó hasta que los criollos vieron menguadas sus libertades políticas y económicas, derivado del despotismo ilustrado español; por lo que comenzaron a desarrollar, influenciados por las ideas liberales de la Revolución francesa y la independencia estadounidense, pensamientos identitarios y autonomistas.    
La ocupación francesa de España en 1808 detonó varios movimientos soberanistas en las posesiones americanas. En ese mismo año tuvo lugar una crisis política en Nueva España que concluyó con la destitución del virrey Iturrigaray mediante un golpe de Estado; este tuvo como móvil detener la propuesta autonomista de Francisco Primo de Verdad y Ramos. En otros puntos del virreinato se fraguaron conspiraciones contra el dominio español, pero fueron suprimidos, como la Conjura de Valladolid de 1809 encabezada por José Mariano de Michelena. No obstante esta tuvo una continuidad en la Conspiración de Querétaro, cuyos principales integrantes fueron: Miguel Hidalgo y Costilla, Ignacio Allende, Mariano Abasolo, Juan Aldama, Ignacio Aldama y Josefa Ortiz de Domínguez; este grupo tenía un enfoque más popular y de una autonomía más profunda. Al verse descubiertos el 15 de septiembre de 1810, Josefa Ortiz encomendó a Allende consultar a Hidalgo sobre el plan a seguir. 
El 16 de septiembre de 1810, Miguel Hidalgo y Costilla llamó a la insurgencia al pueblo de Dolores (Guanajuato), dando inicio a la guerra de independencia. El componente de arrastre popular permitió un significativo avance de la revuelta social armada. Toma sin combate San Miguel el Grande (17 de septiembre) y Celaya (19 de septiembre), el día 21 en esta localidad son nombrados como jefes militares del movimiento insurgente Hidalgo, Allende, Abasolo y los hermanos Aldama; el 28 de septiembre se libra la primera gran batalla al capturar Guanajuato, ahí se une al movimiento José Mariano Jiménez. El 17 de octubre, ante el temor de un saqueo violento como el de Guanajuato, se rinde Valladolid. El 30 de octubre se produce el triunfo más importante al derrotar al ejército realista en la Batalla del Monte de las Cruces, sin embargo no capturan la Ciudad de México, ya que los diferendos entre Hidalgo y Allende sobre los pasos a seguir, ocasionan que se retiren rumbo al occidente. En Guadalajara (tomada desde el 11 de noviembre por un grupo insurgente simpatizante local), el 29 de noviembre de 1810, Hidalgo emitió el Decreto contra la esclavitud, las gabelas y el papel sellado. A partir de ahí la rebelión popular comienza una serie de derrotas a manos del general Félix María Calleja, que debilitan a los insurgentes de tal manera, que sus líderes optan por marchar hacia las intendencias del norte, hasta llegar a la frontera con Estados Unidos para abastecerse con armas. En marzo de 1811, Hidalgo, Allende, los Aldama, Jiménez y Abasolo son apresados; entre junio y julio son fusilados.

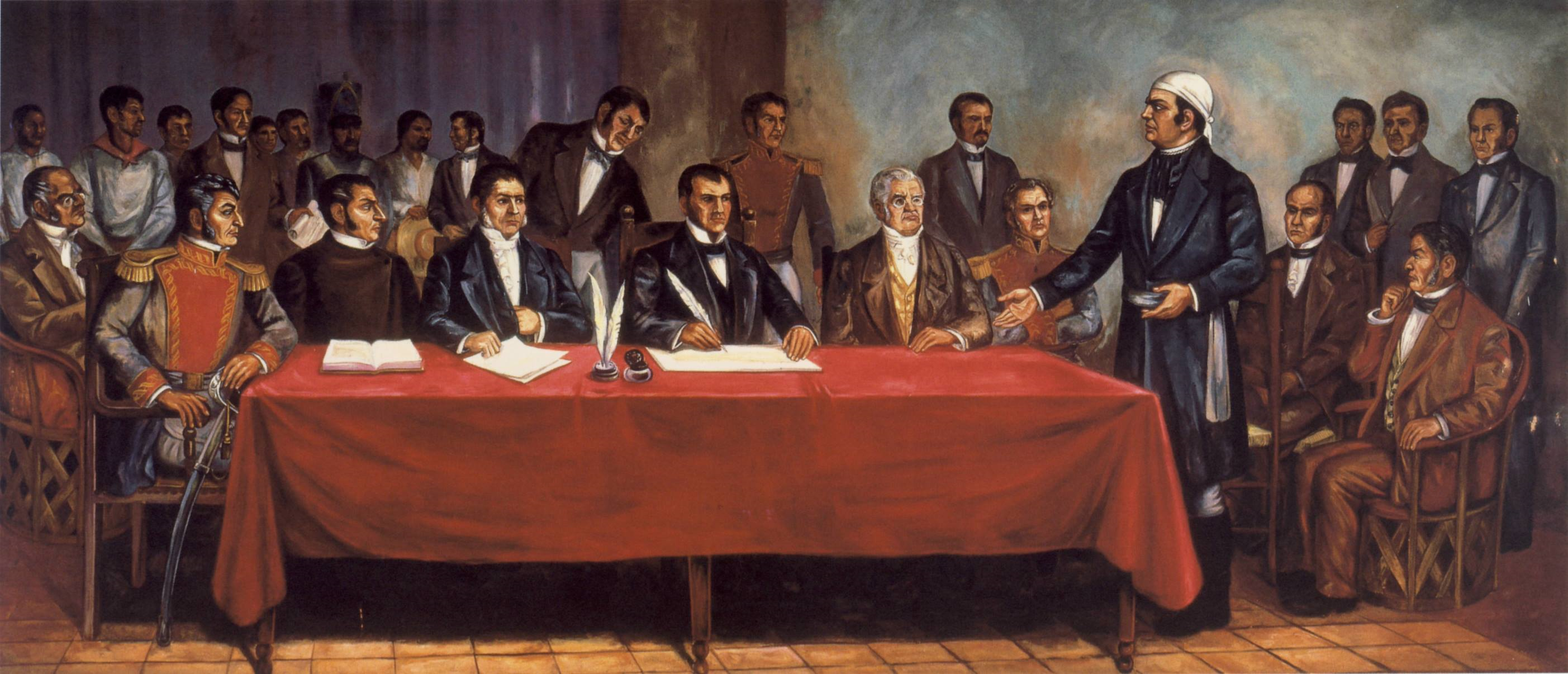
Congreso de Chilpancingo (1813), donde José María Morelos expuso los Sentimientos de la Nación.

El 19 de agosto de 1811 se instituyó el primer órgano deliberativo que pretende normar el movimiento insurgente y establecer un gobierno autónomo, la Suprema Junta Gubernativa de América en Zitácuaro, dirigida por Ignacio López Rayón, y que publica el primer documento insurgente; esta institución nombra a José María Morelos y Pavón como nuevo líder de la insurgencia; él ya había iniciado su participación desde que fue encomendado por Hidalgo para comenzar el levantamiento en el sur, haciendo hincapié en la costa del Pacífico, especialmente en la toma de Acapulco, el principal puerto novohispano. El movimiento insurgente se fortaleció en el centro de Nueva España bajo el mando de Morelos, que destacó por su capacidad como estratega militar; secundado por Hermenegildo Galeana, Mariano Matamoros y Nicolás Bravo logra importantes triunfos como en el Sitio de Cuautla, la toma de Oaxaca y el sitio de Acapulco. La guerra se generalizó en el centro y sur del virreinato, atrayendo sectores de la población criolla que colaboraron con el movimiento de manera activa como Leona Vicario y Andrés Quintana Roo. La profundización y radicalización del movimiento insurgente llevó a la convocatoria, de parte de Morelos (luego de la desaparición de la Junta de Zitácuaro) de una asamblea nacional para gestar la independencia absoluta. El 13 de septiembre de 1813 el Congreso de Anáhuac reunido en Chilpancingo, promulgó el Acta Solemne de la Declaración de Independencia de la América Septentrional y dotó al país de su primera constitución, promulgada en Apatzingán en 1814. Sin embargo, el fin de la guerra en Europa permitió a las autoridades virreinales reforzarse para contrarrestar los avances insurgentes, ante ello Morelos fue capturado y fusilado en 1815.

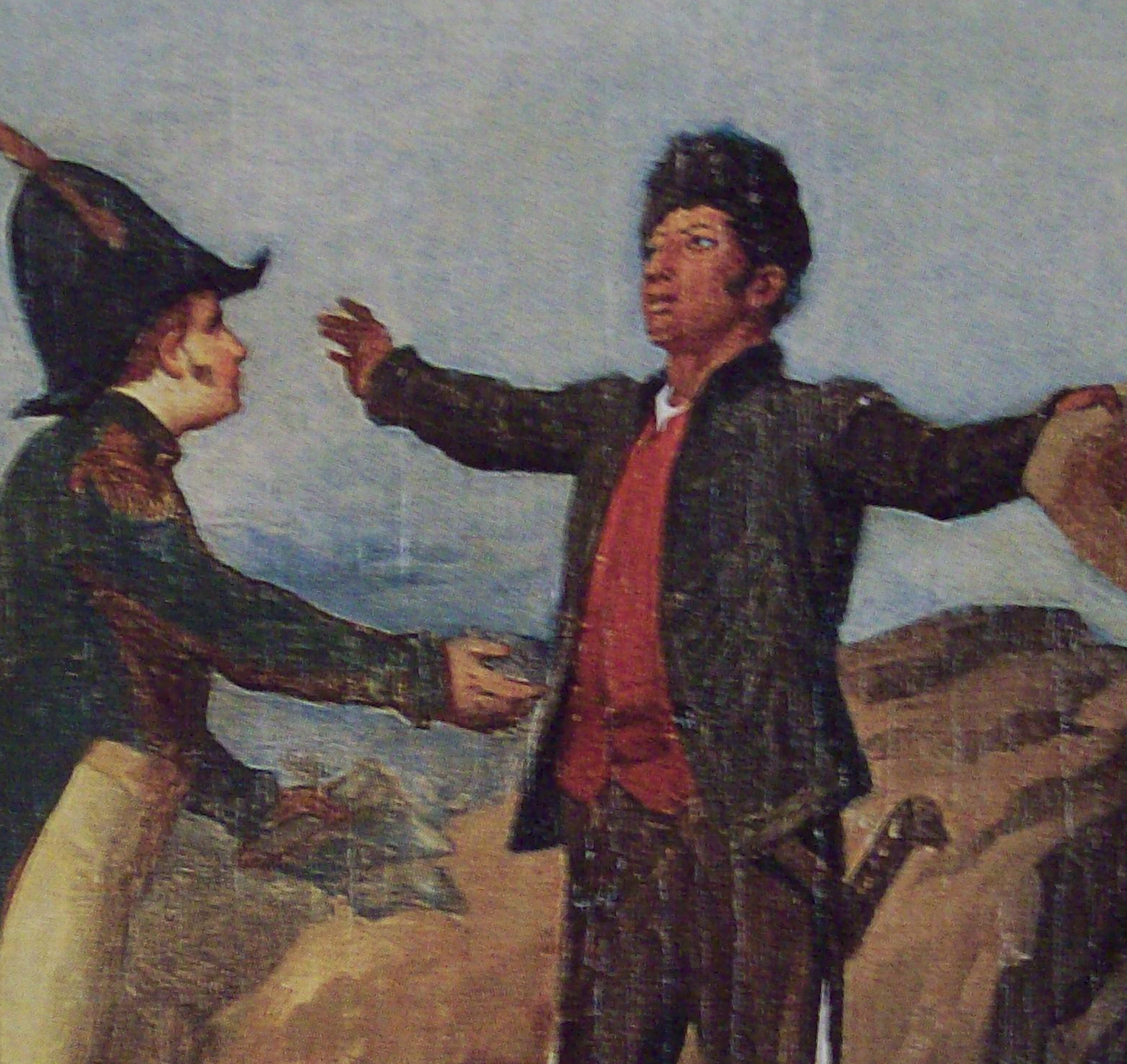
El abrazo de Acatempan, 1821. Símbolo de la unión de los ejércitos de Agustín de Iturbide y Vicente Guerrero.

A partir de 1815 los independentistas entraron en una guerra defensiva y fragmentada. La campaña de Pedro Moreno y Francisco Xavier Mina en 1817 avanzó rápidamente desde Tamaulipas hacia el centro de Nueva España, pero fue finalmente derrotada. Los principales focos de resistencia popular los encabezan Vicente Guerrero y Guadalupe Victoria. El indulto ofrecido por el virrey Apodaca alentó la deserción de muchos insurgentes. La rehabilitación de la Constitución de Cádiz en 1820 afectó a la élite novohispana, que organizada en la Conspiración de La Profesa inician un proceso para separarse de España, sin embargo consideran que para ello es necesario derrotar las revueltas populares independentistas, por lo que nombran al militar realista Agustín de Iturbide como encargado de vencer a los últimos insurgentes. No obstante Iturbide, que además de ser consciente de la dificultad de vencer a los rebeldes en su territorio, pretende dar vuelta a las pretensiones de La Profesa para gestar su propio proyecto, decide pactar con los insurgentes la independencia del virreinato. El 10 de febrero de 1821, luego de acordar la unión de ambos movimientos con Vicente Guerrero, promulgaron el Plan de Iguala el 24 de febrero de 1821 para definir los pormenores del final de la lucha; el avance del llamado Ejército Trigarante no pudo ser contenido por las disminuidas fuerzas realistas. Cuando Juan O'Donojú —último gobernantes designado por la metrópoli— llegó a Nueva España, firmó los Tratados de Córdoba el 24 de agosto del mismo año, reconociendo la independencia del nuevo país. El 27 de septiembre de 1821, el ejército trigarante entró a la Ciudad de México y al día siguiente en el antiguo Palacio Virreinal se firma el Acta de Independencia del Imperio Mexicano.

### Primer imperio

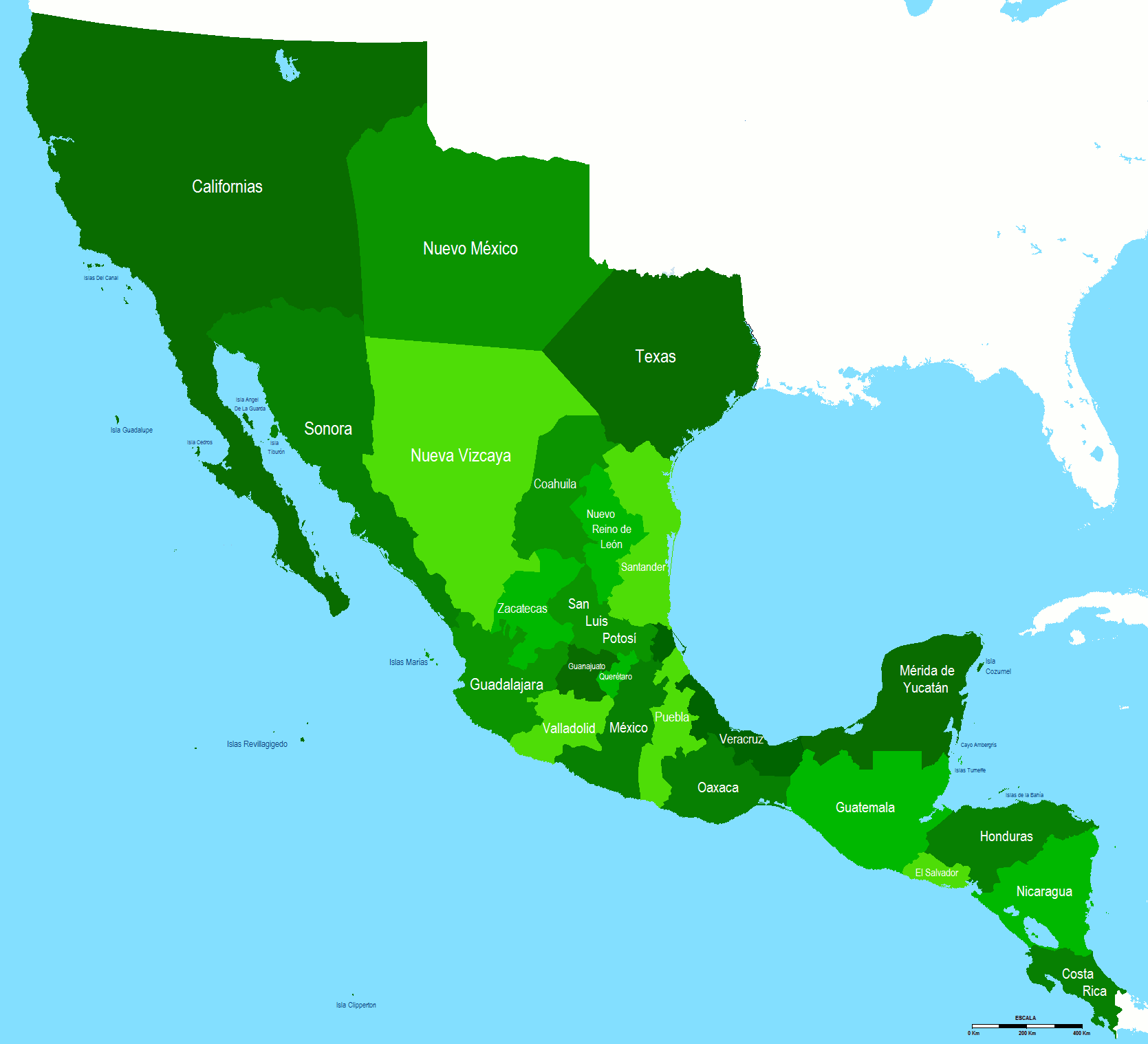
Primer Imperio Mexicano. Primera división política en la historia del país.

El 28 de septiembre de 1821 se instaló un gobierno provisional, que de conformidad con los documentos fundacionales (Plan de Iguala, Tratados de Córdoba y Acta de la Independencia) estableció una Monarquía parlamentaria, instalando primero una regencia como poder ejecutivo, la cual debía operar mientras se aceptaba o rechazaba el ofrecimiento del trono a algún miembro de la familia real española. 
La ley del 17 de noviembre de 1821, expedida por la Junta Gubernativa para convocar a la conformación del Congreso Constituyente; asumirá formalmente que las zonas que la ratifican serán las integrantes del Imperio. De ello se desprendió que el naciente país lo componían veintiún provincias: Las 17 provincias y los dos territorios (Las Californias y Santa Fe de Nuevo México) que conformaron la Nueva España, además de la provincia de Chiapas (integrante en ese momento de la Capitanía General de Guatemala) y la Capitanía General de Yucatán, elevada a rango provincial, igual que los territorios del norte. El 5 de enero de 1822 la antigua Capitanía General de Guatemala (que incluía, —además de la ya incorporada Chiapas— el Soconusco, y las actuales Guatemala, Honduras, El Salvador, Nicaragua y Costa Rica), cuyos territorios componentes habían declarado su independencia el 15 de septiembre de 1821, proclamó su adhesión al Plan de Iguala y los Tratados de Córdoba, y en consecuencia su incorporación plena al Imperio Mexicano.
El 24 de febrero de 1822 se instaló el Congreso Constituyente. El clamor popular incitado en las calles de la Ciudad de México, sumado a las presiones del ejército y algunos sectores del congreso, consiguieron la proclamación de Agustín de Iturbide como emperador el 22 de mayo de 1822. Las disputas entre el congreso y el monarca llevaron a una crisis política, que ocasionó que este último disolviera al primero, estableciera un nuevo órgano legislativo y un ordenamiento legal temporal; no obstante, la endeble situación económica del Imperio se sumó a esta coyuntura política para restar el apoyo popular del monarca. Ante esto un grupo de opositores encabezados por Antonio López de Santa Anna proclama el Plan de Casa Mata, que planteaba la instauración de una república. La insurrección republicana triunfó en 1823, provocando el exilio de Iturbide y la separación de América Central.

### Primera República Federal
El Congreso Constituyente promulgó la Constitución de 1824 el 4 de octubre de dicho año, estableciendo un régimen republicano y federal en el país. El primer presidente fue Guadalupe Victoria, que asumió el cargo el 10 de octubre de 1824. Sin embargo, la nueva nación se halló ante una serie de estructuras políticas, económicas y sociales debilitadas por la larga guerra independentista; se sumaba a ello las pugnas entre liberales y conservadores (en cualquiera de sus variantes como bandos antagónicos: republicanos contra monárquicos y federalistas contra centralistas), estos últimos con mayor fuerza al contar con apoyos en el clero, el ejército y la incipiente burguesía mexicana, para defender los fueros y privilegios que la ley les había permitido conservar; también entraba como factor de desestabilización la inmensidad de un territorio desconectado que contrastaba de región a región por su condiciones generales. El gobierno de Victoria hizo frente a intentos españoles de reconquista.
La sucesión presidencial comenzaría a ser una coyuntura conflictiva desde el primer momento, cuando una revuelta en la capital logró la anulación de las elecciones de 1828 ganadas por Manuel Gómez Pedraza; el congreso, que era el verdadero ente de poder político en México, designó a Vicente Guerrero como presidente en 1829; el antiguo líder insurgente hizo frente al último intento de reconquista y elevó a la constitución la prohibición de la esclavitud; sin embargo, ese mismo año un golpe de Estado de su vicepresidente Anastasio Bustamante lo derroca, a él y su sustituto José María Bocanegra. El golpista, que era un antiguo militar realista, se apropia de la presidencia; no obstante, y después de ordenar en 1831 el asesinato de Guerrero, el propio Bustamante cae por una rebelión popular en 1832, encabezada por Antonio López de Santa Anna. Luego del interinato de Melchor Múzquiz y la reinstalación de Gómez Pedraza en su mandato original, Santa Anna se postula y gana las elecciones de 1833; sin embargo el carácter displicente de este hacia el ejercicio público, ocasiona que entre y salga en tres ocasiones de la presidencia en su primer año de gobierno, siempre sustituido por su vicepresidente, el liberal Valentín Gómez Farías.

### República Centralista

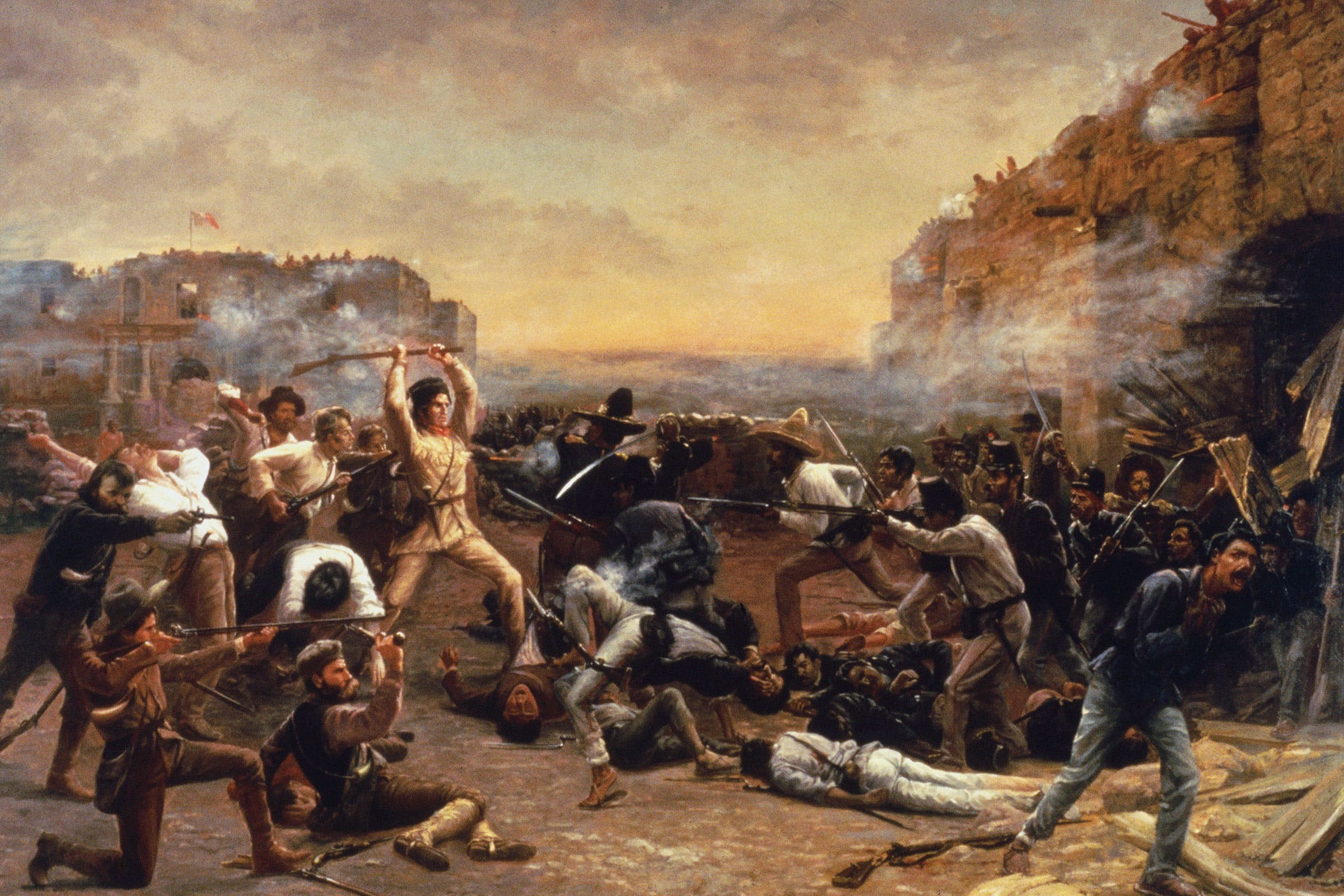
Ejército mexicano enfrentando a los esclavistas e insurrectos estadounidenses en la batalla del Álamo, Texas, 1836.

En su cuarto interinato para suplir a Santa Anna (diciembre 1833-abril 1834), el presidente Valentín Gómez Farías, apoyado por José María Luis Mora, dispuso una serie de reformas liberales para sanear las finanzas del país y consolidar el federalismo mediante la ampliación de libertades civiles; las medidas provocaron la reacción conservadora, obligando la renuncia de Gómez Farías y el regreso de Santa Anna. Influenciado por los grupos conservadores que lo apoyaron, inició un proceso de contrarreformas antes de pedir licencia nuevamente, en esta ocasión se le sustituyó con un ex insurgente moderado, Miguel Barragán; el nuevo presidente proclamó el 23 de octubre de 1835 la República Centralista y la convocatoria a un congreso constituyente. Barragán murió en febrero de 1836, antes de concretarse la promulgación de las Siete Leyes en diciembre del mismo año, la constitución unitaria eliminó la soberanía de los estados sustituyendolos por departamentos, ahora bajo control de los poderes nacionales en la capital. 
En ese lapso, el sustituto de Barragan, José Justo Corro enfrenta el descontento generalizado de la mayoría de los ahora departamentos; descontento que escaló en movimientos separatistas en varias zonas, siendo el más violento y de peores resultados, el que aconteció en Texas. No obstante, el movimiento emancipador texano estuvo influido e instigado por la creciente población estadounidense, que desde 1819 habían comenzado a poblar el territorio; los estadounidenses promovieron la separación de la entidad, en aras de establecer un sistema esclavista que ningún régimen en México les había admitido (ni el virreinato, ni el imperio, ni federalistas, ni centralistas), por lo que aprovecharon la coyuntura para levantarse en armas; recibiendo apoyo de Estados Unidos, Texas consumó su independencia en 1836.
Los movimientos separatistas se extendieron por todo el país (Zacatecas, San Luis Potosí, Veracruz. Tabasco y la autoproclamada República del Río Grande) y se mezclaron con las continuas rebeliones federalistas. En 1837 fue electo Anastasio Bustamante para un periodo de siete años según la ley vigente; pero sus constantes salidas a combatir los conflictos mencionados derivaron en constantes sustituciones (Santa Anna, Bravo y Echeverría), entre 1839 y 1841. A las presiones internas se sumaron las externas, mientras la República de Texas iniciaba sus reclamaciones limítrofes, entre 1838 y 1839 la llamada «Guerra de los pasteles», por parte de Francia, significó la primera agresión extranjera desde los intentos de reconquista. En 1841 Yucatán se separó de México y no se reincorporó al país hasta 1848. También en 1841, una rebelión federalista logró un triunfo momentáneo al derrocar a Echeverría (y en consecuencia a Bustamante), nombrando a Santa Anna una vez más, quien prometió reinstalar la constitución de 1824; sin embargo al año siguiente, los conservadores se hicieron del control del congreso constituyente, nombraron a Nicolás Bravo presidente y redactaron una nueva constitución de corte centralista, las Bases Orgánicas, promulgadas en 1843. El nuevo documento no trajo estabilidad, continuando una serie de sucesiones presidenciales persistentes (Santa Anna, Canalizo y Herrera), solo detenidas en 1845 por el golpe de Estado de Mariano Paredes y Arrillaga, de corte dictatorial y pro monárquico.

### Intervención estadounidense

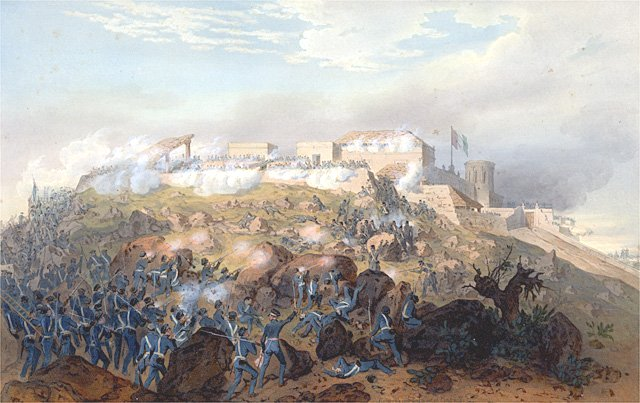
La batalla de Chapultepec en las cercanías de la Ciudad de México (1847).

Luego de que la República de Texas se anexara formalmente a Estados Unidos en 1845, el gobierno de aquel país reanudó los reclamos limítrofes de la otrora nación separada de México; la exigencia sostenía que el territorio texano abarcaba hasta el río Bravo, cuando en realidad desde tiempos coloniales la franja territorial entre este y el río Nueces (límite sostenido por México) era territorio de Coahuila y Tamaulipas, incluso cuando el primero y Texas habían formado una unidad. No obstante, el diferendo era un pretexto para instigar, en el mejor de los casos, la compra de los extensos territorios de Alta California y Nuevo México, o incluso la toma violenta de estos. Los afanes expansionistas de Estados Unidos, también se hallaban en el contexto de la disputa entre estados esclavistas y no esclavistas por extender sus territorios.
El 26 de mayo de 1846 tropas invasoras en la mencionada franja entre los ríos Bravo y Nueces, fueron emboscados por soldados mexicanos; esto desató la guerra entre ambos países. México enfrentó la invasión estadounidense entre 1846 y 1848; la superioridad numérica, armamentística y de disponibilidad de recursos, inclinó la balanza a favor de los estadounidenses. En contra de México no sólo jugaron los factores por inferioridad de capacidades para su defensa, sino la situación caótica en las disputas por el poder en la capital, pues nueve cambios en la presidencia de la república ocurrieron, en pleno conflicto, entre siete personajes (Paredes Arrillaga, Bravo, Salas, Gómez Farías, Santa Anna, Anaya y De la Peña); incluso en medio de la guerra, los federalistas reinstalaron la Constitución de 1824; también se añade la indiferencia de algunos estados para proveer la defensa nacional y las divisiones entre los combatientes. 
Salvo la resistencia popular en el sur de California (Los Ángeles y San Diego), la rebelión indígena en Nuevo México, las guerrillas locales en Tabasco, Chihuahua, Coahuila, Michoacán, Jalisco y Durango, y los enfrentamientos del ejército en Nuevo León y la Ciudad de México (destacando la celebre defensa del Castillo de Chapultepec), no hubo mayor contención al avance invasor. Estados Unidos ocupó la capital el 14 de septiembre de 1847. El gobierno mexicano se vio forzado a firmar el Tratado de Guadalupe-Hidalgo el 2 de febrero de 1848, por el cual entregó más de la mitad del territorio nacional a los Estados Unidos (los actuales estados de California, Arizona, Nuevo México, Nevada y Utah; y porciones de Colorado, Oklahoma, Kansas y Wyoming).

### La Reforma y el Segundo Imperio

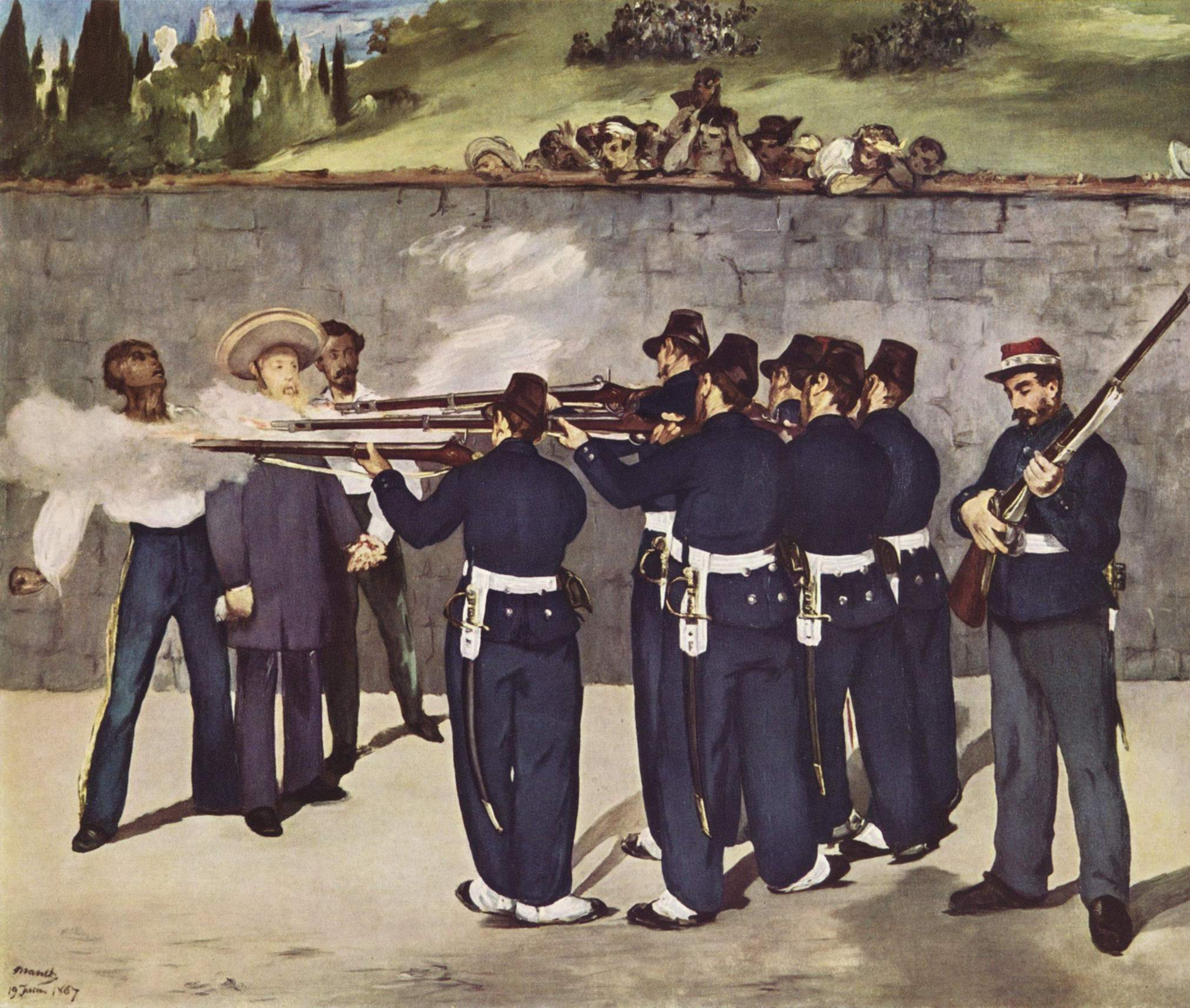
Fusilamiento de Maximiliano I y sus allegados luego de ser enjuiciados, fin de la intervención francesa (1867).

Al terminar la guerra prosiguieron los enfrentamientos entre facciones políticas, un enésimo golpe de Estado derrocó al presidente electo Mariano Arista y su sucesor emergente Juan Bautista Ceballos; el líder de este, Manuel María Lombardini, propició la llegada por undécima y última ocasión de Santa Anna al poder (1853-1855), que ejerció con carácter dictatorial. En 1853 se hizo efectiva la venta de La Mesilla, territorio de la actual Arizona que Estados Unidos compró a México en su afán expansionista, siendo la última pérdida importante de territorio nacional. En 1854 los liberales se levantaron en armas encabezados por Juan Álvarez; la insurrección depuso a Santa Anna, sus efímeros sucesores (Carrera y De la Vega) no pudieron contener el avance de los liberales, esta vez con una carga de arrastre popular.
Una destacada generación de políticos liberales instrumento la promulgación de las Leyes de Reforma, de corte liberal, entre 1855 y 1856, afectando los intereses de varios grupos, particularmente de la Iglesia. En 1857 se promulgó la nueva Carta Magna mexicana, entre otras cosas, el documento estableció en México un Estado laico. Tras el autogolpe de Estado de Ignacio Comonfort en diciembre de 1858, Benito Juárez asumió la presidencia de la república al ser presidente de la Corte, aunque se vio obligado a salir de la capital, donde se establecieron, de forma inestable, varios gobernantes conservadores (Zuloaga, Miramón, Pezuela Salas y Pavón). Inició entonces la guerra de Reforma (1858-1861) que concluyó con una nueva derrota de los conservadores.
Electo constitucionalmente, Benito Juárez asumió las riendas del país ante un nuevo desastre bélico, por lo que tuvo que suspender el pago de la deuda externa; esto ocasiona el reclamo de España, Reino Unido y Francia, que se apostaron en las costas mexicanas en 1862 exigiendo su pago; las negociaciones conducidas por Manuel Doblado, logran la partida de los dos primeros países; pero Napoleón III aprovecharía la ocasión para llevar a cabo sus planes de establecer un imperio satélite en América que contuviera a Estados Unidos. La intervención francesa fue detenida temporalmente luego del destacado triunfo en la Batalla de Puebla del 5 de mayo de 1862; el reagrupamiento de los franceses y el apoyo de sectores conservadores revirtieron la situación, cayendo la capital de la república en mayo de 1863. Los conservadores establecieron una regencia que creó el Segundo Imperio Mexicano; con el apoyo del monarca galo convencieron al archiduque austriaco Maximiliano de Habsburgo y su esposa Carlota de Bélgica, para que asumieran el trono mexicano. 
A pesar de las intenciones liberales de los monarcas extranjeros (por lo que chocaron con su aliados conservadores), el imperio careció de apoyo popular, ligado más a la resistencia republicana encabezada por Juárez, quien después de varias escapatorias se estableció en El Paso del Norte. La revuelta popular del ejército republicano, acompañada del abandono parcial francés y la injerencia estadounidense para generar presión internacional, debilitaron a los invasores y sus cómplices mexicanos. La invasión francesa y el imperio concluyeron en 1867 con la rendición de los conservadores y el fusilamiento de Maximiliano en Santiago de Querétaro.

### El Porfiriato
Benito Juárez continuó en la presidencia hasta su muerte en 1872. Los últimos años de su gobierno fueron duramente criticados por las diversas facciones liberales. Juárez fue sucedido por Lerdo de Tejada. Tras una rebelión provocada por las intenciones de Lerdo de Tejada de reelegirse, Porfirio Díaz llegó a la presidencia en 1876 a pesar de la oposición legalista de José María Iglesias, presidente paralelo a Díaz. A partir de ahí, e incluyendo los periodos de sus allegados (Juan N. Méndez brevemente en 1876 y Manuel González entre 1880 y 1884) estableció un régimen dictatorial que sostuvo el control político, económico y social del país a través de varios pasos: construyó de un aparato estatal controlado a través de las alianzas con grupos e individuos a los que colocaba en el Congreso, la Suprema Corte y las Gubernaturas; subordinación o paulatino desplazamiento (incluso la eliminación física) como opciones para aliados u opositores en el ejército, la prensa y los grupos intelectuales; conciliación de intereses con la iglesia, los latifundistas, empresarios y las potencias extranjeras inversionistas en el país; desactivación y persecución de movimientos sociales, entre otras; estas medidas eran en lo esencial el primer tramo del asumido postulado positivista de «Orden y Progreso», así comenzó el Porfiriato.
Durante ese periodo, la inversión extranjera y nacional fue favorecida con grandes privilegios por parte del gobierno, lo que benefició el desarrollo económico. En contraste, las condiciones de vida de los obreros y campesinos continuaron sin mayores cambios. La oposición política fue eliminada por la fuerza, y los rebeldes eran exiliados u obligados a trabajar en sitios como Valle Nacional, el valle del río Yaqui o Yucatán.

### Revolución mexicana

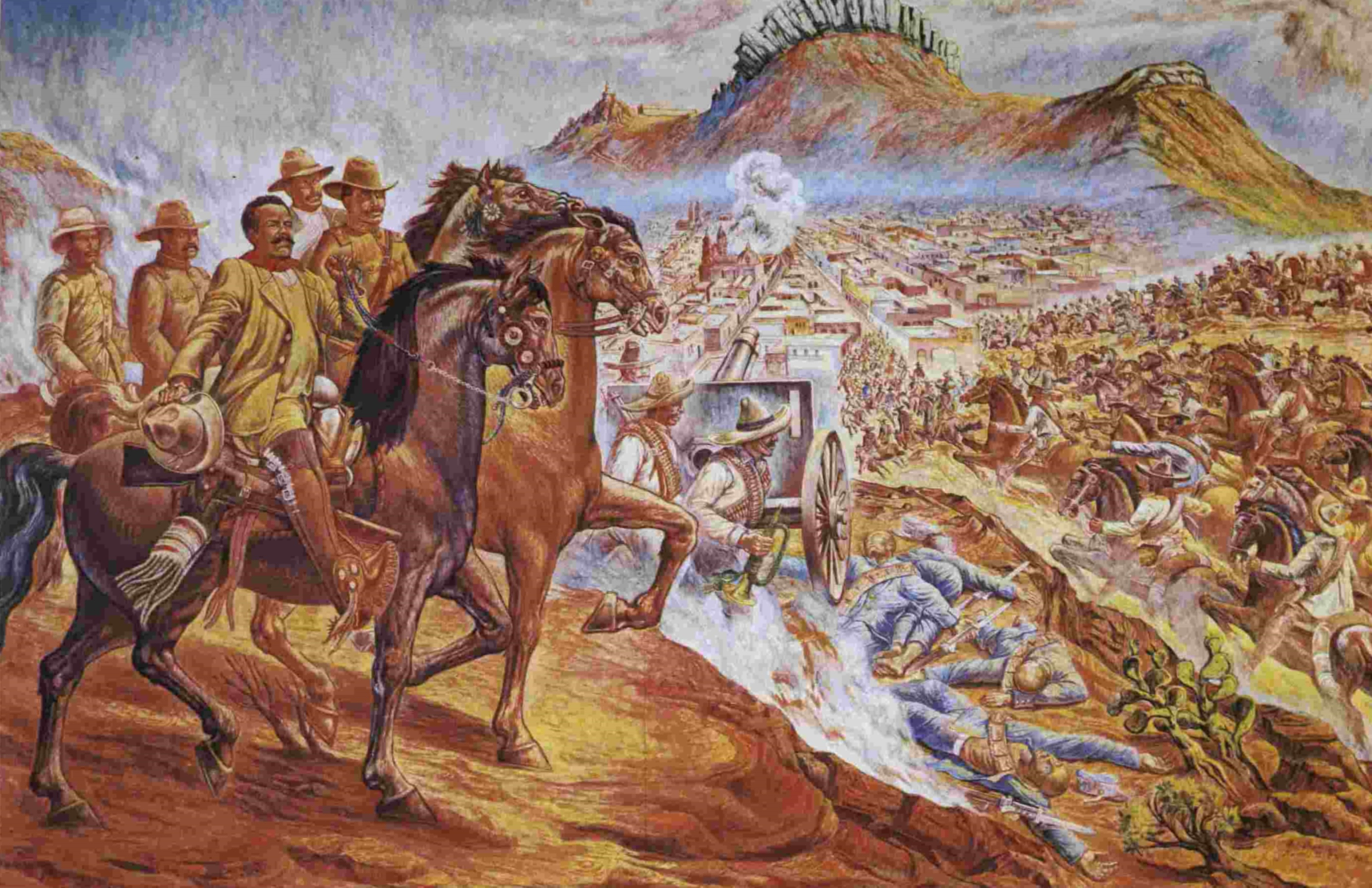
Toma de Zacatecas de 1914, importante batalla de la Revolución Mexicana.

Algunos estallidos sociales como las huelgas de Cananea (1906) y Río Blanco (1907), pusieron de manifiesto el malestar con el régimen. Las elecciones presidenciales de 1910 dieron la victoria a Díaz sobre Francisco I. Madero, que había sido encarcelado. Fugado de la prisión, llamó a las armas en el Plan de San Luis. El 14 de noviembre se adelantó la revolución con la toma de Cuchillo Parado. El 20 de noviembre se sumaron a la rebelión numerosos grupos de diversas clases sociales, y enarbolando variadas banderas. La etapa maderista de la revolución encontró su triunfo el 25 de mayo de 1911 con la renuncia de Porfirio Díaz; su sustituto Francisco León de la Barra convocó a elecciones extraordinarias, de las que Madero resultó triunfador; como presidente resultó infructuoso su intento de conciliar las posturas de la clase política y burguesa aún ligada al porfiriato, con las exigencias sociales de revolucionarios más radicales, que incluso,motivados por una aparente inacción, lo combatieron (Emiliano Zapata con el Plan de Ayala y Pascual Orozco con el Plan de la Empacadora) durante 1912.
En febrero de 1913 el golpe de Estado encabezado por Félix Díaz, Bernardo Reyes y Manuel Mondragón, encontró el apoyo del embajador estadounidense, desencadenando violentos enfrentamientos en la capital de la república; Victoriano Huerta, jefe militar encargado de la ofensiva a los golpistas, traicionó al presidente y pactó con los sublevados; Madero renunció y el efímero interinato de Pedro Lascuráin, legaliza la usurpación de Huerta. Los acontecimientos terminaron con el asesinato de Madero y el vicepresidente José María Pino Suárez.
La muerte de Madero desencadenó levantamientos populares en todo México, destacaron Emiliano Zapata y el Ejército Libertador del Sur en esa región del país; Francisco Villa y la División del Norte en Chihuahua; Venustiano Carranza, que como gobernador de Coahuila, proclamó el Plan de Guadalupe el 26 de marzo de 1913 y formó el Ejército Constitucionalista para iniciar la rebelión, respaldado en el noroeste del país por Álvaro Obregón en Sonora, entre otros como Abraham González y Felipe Ángeles. La masiva respuesta del pueblo para enlistarse en las tropas revolucionarias, generó una cohesión social manifestada en elementos culturales surgidos de la vida en el combate. Huerta fue depuesto en agosto de 1914 con la Toma de Zacatecas y sustituido por Francisco Carvajal.
Con el propósito de unificar a los revolucionarios, Carranza convocó a la Soberana Convención Revolucionaria, sin embargo los diferendos con zapatistas y villistas ocasionaron una fractura en el movimiento. Carranza trasladó su gobierno (emanado del Plan de Guadalupe) a Veracruz, mientras la Convención sostuvo tres cortos gobiernos en la capital (Gutiérrez, González Garza y Lagos Cházaro) entre 1914 y 1915, que no se pudieron sostener sin el apoyo directo de Villa y Zapata, enfrascados en múltiples combates dentro de la etapa más sangrienta de la guerra. La batalla de Celaya en abril de 1915 fue el punto de inflexión para que, tanto Villa como Zapata, se replegaran definitivamente a sus centros de control (Chihuahua y Morelos respectivamente). En 1917 el congreso constituyente, integrado por miembros de todas las facciones, promulgó la Constitución que rige actualmente en México, la primera en el mundo que incluyó derechos sociales, y cuyos artículos más significativos, por recoger las principales demandas revolucionarias, eran el 3.º (educación), 27 (propiedad de la tierra) y 123 (derechos laborales).

### México posrevolucionario
Las disputas por el poder entre los grupos surgidos de la lucha armada marcó cerca de una década de violencia persistente. Carranza, en un intento por desplazar a los militares revolucionarios impulsó como su sucesor a un civil, el «Grupo Sonora» a través de una rebelión armada lo obligó a salir de la capital, pero fue asesinado en mayo de 1920. Adolfo de la Huerta, moderado del grupo rebelde lo sucedió, y entregó la presidencia al electo Álvaro Obregón. El pacto de este para alternarse el poder con Plutarco Elías Calles, provocó la última sublevación de alcance nacional, la Rebelión delahuertista en 1923; no obstante De la Huerta fue derrotado. En 1924 subió al poder Plutarco Elías Calles que creó el Banco de México y enfrentó la Guerra Cristera en la zona occidente del país entre 1926 y 1929. Al término de su mandato, Álvaro Obregón fue elegido por segunda ocasión como presidente, pero fue asesinado antes de asumir el cargo. Los periodos de los tres presidentes que siguieron (Portes Gil, Ortiz Rubio y Rodríguez) son conocidos como Maximato, porque gobernaron bajo la línea de Calles, quien era llamado Jefe Máximo de la Revolución. En 1929 se fundó el Partido Nacional Revolucionario (PNR), antecedente del Partido Revolucionario Institucional (PRI).

### México contemporáneo
En 1934 fue elegido presidente Lázaro Cárdenas del Río para el primer periodo sexenal (1934-1940). Cárdenas desterró a Calles, impulsó la educación, la Reforma Agraria y decretó la nacionalización del petróleo (1938). Durante su gobierno terminó por concretarse la hegemonía definitiva del presidente de la república sobre el sistema político mexicano. Esto lo gestó, creando un sistema corporativista, en el que su alianza con sectores militares, obreros, campesinos, populares y de burócratas, consolidaron su mando y la supremacía del cargo en el estado mexicano.
El régimen se mantendría desde 1929 hasta el año 2000; en ese periodo todos los candidatos del partido oficial (bajo sus diferentes siglas: PNR/PRM/PRI) alcanzaron la presidencia. El régimen presidencialista priísta se caracterizó por el control absoluto del sistema político y la influencia hegemónica ejercida por el mandatario en turno sobre las actividades económicas y sociales del país, sostenida también por la alianza con diversos sectores ajenos a la política, pero beneficiarios de ella. En este periodo se suscitaron distintos niveles de alcance en el poder del presidente.
El sucesor de Cárdenas, Manuel Ávila Camacho, frenó el reparto agrario, concilió con la naciente burguesía industrial y enfrentó el inicio de la Segunda Guerra Mundial en la que México tuvo una activa participación como parte del bando aliado.
A partir de mediados de la década de 1940, México vivió una época de gran desarrollo económico conocido como el «Milagro mexicano». Este desarrollo fue favorecido por el entorno de la recuperación en el marco de la posguerra. En 1960 se nacionaliza la industria eléctrica. El desarrollo económico se reflejó en el incremento de la infraestructura y los servicios públicos y de protección social. Como consecuencia del fortalecimiento del Estado, se desarrolló una serie de corporaciones clientelares asociadas al gobierno que ocasionaron conflictos con organizaciones independientes. Así ocurrió durante el movimiento magisterial de 1958 y la huelga ferrocarrilera de 1959. La demanda de mayores libertades políticas se expresó de diversas maneras, muy notablemente por el movimiento estudiantil de 1968, que concluyó con el asesinato de estudiantes por parte del Ejército en Tlatelolco, y en las varias guerrillas que aparecieron en diversas partes del país y que fueron reprimidas violentamente por el Estado.
Al final de la década de 1970, la economía mexicana dio muestras de un agotamiento que le condujo a la bancarrota al iniciar la década siguiente, en el contexto de un boom petrolero. El devenir de los acontecimientos históricos del país, sumado a las fallas internas del régimen, fueron restando la influencia del presidente en todos los aspectos de la vida pública. Los movimientos sociales se sumaron a la crisis económica de 1982, el crecimiento de la oposición política de la izquierda (Partido Comunista Mexicano) y la derecha (Partido Acción Nacional) y el crecimiento de poderes fácticos ajenos al estado (medios de comunicación, los empresarios, el crimen y la iglesia), para minar considerablemente el margen de maniobra en el que se desenvolvían los "poderes metaconstitucionales" ajenos al marco legal del presidencialismo priísta. Como resultado de la presión opositora, en 1977 se introdujo una reforma política que legalizó a la oposición de izquierda. Durante los años siguientes, la mayoría de las empresas paraestatales fueron privatizadas. En 1985, varias partes del centro y occidente país fueron sacudidas por un terremoto que dejó miles de muertos y desaparecidos, la mayoría en la ciudad capital.
La cuestionada elección de 1988 produjo la llegada al gobierno de Carlos Salinas de Gortari (1988-1994); en este sexenio México vivió un repunte económico fundado en la privatización de las empresas del Estado y la apertura a la inversión extranjera. En 1994, cuando el TLCAN entró en vigor, el levantamiento zapatista y los asesinatos del candidato oficial a la presidencia de la república Luis Donaldo Colosio y el del senador José Francisco Ruiz Massieu sacudieron la escena política en México. La economía entró en una recesión conocida como «error de diciembre», ubicada como la primera crisis de la globalización.
El Ejército Zapatista de Liberación Nacional salió a la luz pública en el estado de Chiapas el 1 de enero de 1994, cuando un grupo de indígenas armados ocuparon varias cabeceras municipales el mismo día en que entraba en vigor el Tratado de Libre Comercio de América del Norte, desestabilizando el sistema político mexicano y cuestionando sus promesas de modernidad. Su objetivo era el derrocamiento del presidente elegido y el establecimiento de una democracia participativa. Tras la represión militar de la que fue objeto su revolución decidió emprender una actividad política manteniendo un carácter de izquierda radical. Su mando tiene por nombre Comité Clandestino Revolucionario Indígena-Comandancia General (CCRI-CG) del EZLN. El 22 de diciembre de 1997, 45 indígenas tsotsiles fueron asesinados mientras oraban en una iglesia de la comunidad de Acteal, en el estado de Chiapas. Los responsables directos de la masacre fueron grupos paramilitares opuestos al Ejército Zapatista de Liberación Nacional (EZLN).

### México en elsigloXXI
En 2000, el PRI perdió la presidencia después de 71 años en el poder, cuando Vicente Fox venció en las elecciones presidenciales. Le sucedió en el gobierno Felipe Calderón Hinojosa, que llegó a la presidencia en medio de las discutidas elecciones presidenciales de 2006. En ese mismo año se inició la guerra contra el narcotráfico, que ha dejado más de 350 000 muertos, de los cuales 15 273 ocurrieron en 2010. El PRI regresó a la presidencia en las elecciones de 2012, en esta ocasión refutadas por la oposición por el empleo irregular de recursos económicos y mediáticos de parte del candidato ganador Enrique Peña Nieto. El sexenio de este se desenvolvió en el marco de un recrudecimiento de la Guerra contra el crimen organizado, que alcanzó cifras récord de violencia al final de su periodo. A la vez distintos funcionarios de diversos niveles, incluido el presidente, se vieron envueltos en relevantes casos de corrupción que acrecentaron los niveles de descontento social.
El exjefe de Gobierno del Distrito Federal y candidato presidencial de la Izquierda en 2006 y 2012, Andrés Manuel López Obrador se presentó nuevamente a una elección presidencial, en esta ocasión con la coalición Juntos Haremos Historia; alcanzó el triunfo en la jornada electoral del 1 de julio de 2018 con el 53.3 % de los votos emitidos, además de conseguir la mayoría en las cámaras de diputados y senadores. En este periodo se experimentó un avance en política social y estabilidad macroeconómica. Sin embargo, hubo estancamientos en salud y seguridad; no se concretó la cobertura universal de salud, aunque la vacunación contra el COVID-19 fue destacada. Por otro lado, a pesar de disminuir delitos de alto impacto y revertir la tasa de homicidios, la violencia persiste en niveles de la década anterior de manera focalizada especialmente en las zonas de disputa del crimen.
En las elecciones de 2024, Claudia Sheinbaum candidata de la coalición Sigamos Haciendo Historia obtendría el triunfo con el 59.7 % de los votos, siendo la primera mujer en ejercer la Presidencia del país.

## Gobierno y política

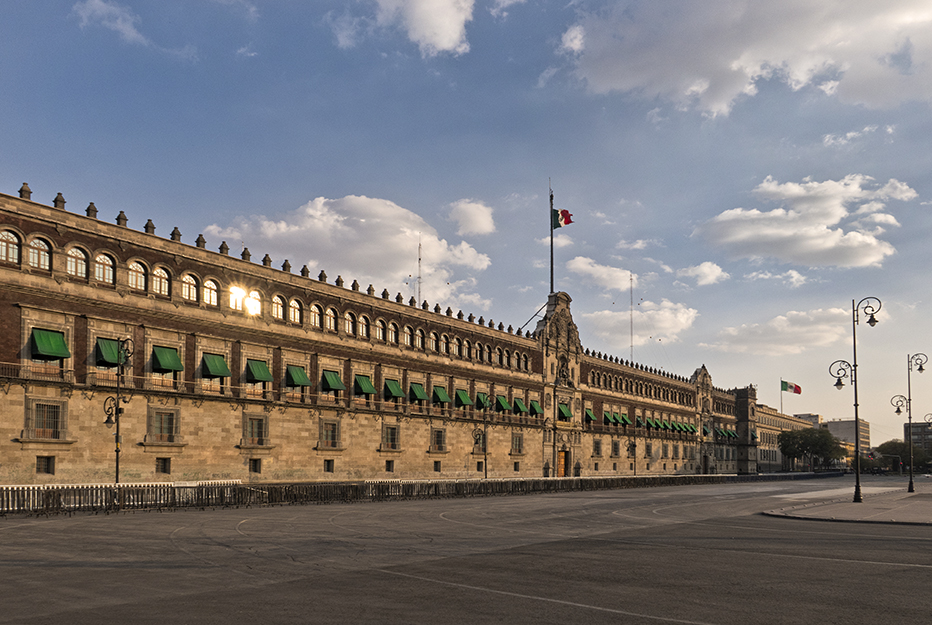
Palacio Nacional en la Ciudad de México, sede y residencia del Poder Ejecutivo; y que albergó durante gran parte de la historia a los otros dos poderes.

### Forma de gobierno
México es una república representativa, democrática, federal y laica; compuesta por Estados libres y soberanos (y estos por Municipios) en todo lo concerniente a su régimen interior, y por la Ciudad de México (capital del país); unidos en una federación establecida según los principios de su Constitución. De acuerdo con esta ley fundamental, la soberanía y el poder público son origen y correspondencia del pueblo, y es este el que decide ejercerlo a través de un sistema de separación de poderes: Presidente (ejecutivo), Congreso de la Unión (legislativo) y un poder judicial, depositado en distintas instituciones, cuya cabeza es la Suprema Corte de Justicia. El sistema político mexicano se caracteriza históricamente por la preeminencia del Poder Ejecutivo sobre los otros dos.
El sistema político mexicano incluye órganos autónomos que sirven de contrapeso en áreas específicas (Fiscalía General de la República, Comisión Nacional de los Derechos Humanos, Instituto Nacional Electoral, Auditoría Superior de la Federación, Banco de México e Instituto Nacional de Estadística y Geografía).

#### Poder Ejecutivo

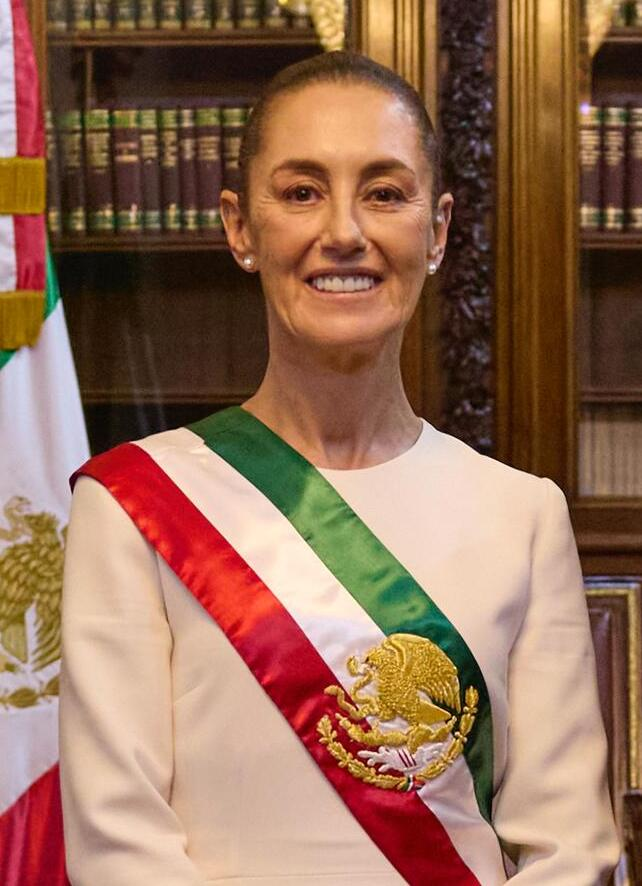
Claudia Sheinbaum Pardo, actual presidenta de México.

El presidente de los Estados Unidos Mexicanos es el titular del poder ejecutivo. Es, a la vez, jefe de Estado y jefe de Gobierno. Asimismo, es el comandante supremo de las Fuerzas Armadas.
Es elegido mediante voto directo y universal. Una vez electo, entra en funciones el 1.º de octubre del año de la elección. Su cargo dura un periodo de seis años, sin posibilidad de reelección; ni siquiera en el caso de haberlo desempeñado como interino, provisional o sustituto. La Presidencia de la República solo es renunciable por causa grave, que deberá ser calificada por el Congreso de la Unión; el puesto también podrá ser sujeto a un proceso de revocación por medio de una votación popular. En caso de muerte, destitución o renuncia, asume de manera inmediata y provisional el cargo la persona titular de la secretaría de Gobernación; si la ausencia es el día de la toma de posesión, sería el presidente del Senado, el mandatario provisional; si la falta absoluta es producto de una revocación de mandato, corresponde el ejercicio provisional del cargo al presidente del Congreso; después, con las reservas que contempla la constitución, corresponde al Congreso nombrar un sustituto o interino. Claudia Sheinbaum Pardo es la presidenta de México para el periodo 2024-2030.
La vigente Constitución de 1917 prevé dicho cargo en su título tercero, capítulo tercero y es abordado por quince artículos. En ellos se especifican las obligaciones, facultades, requisitos y restricciones al mismo. Especificaciones que van desde el mando de las fuerzas armadas; la titularidad de la política exterior, económica, del desarrollo social y de seguridad pública; la promulgación y ejecución de las leyes emitidas por el poder legislativo; proponer nombramientos a cargos que requieren aprobación del Senado o la Cámara de Diputados; y diversas prerrogativas concedidas en otros artículos de la misma carta magna y las leyes federales.

#### Poder Legislativo

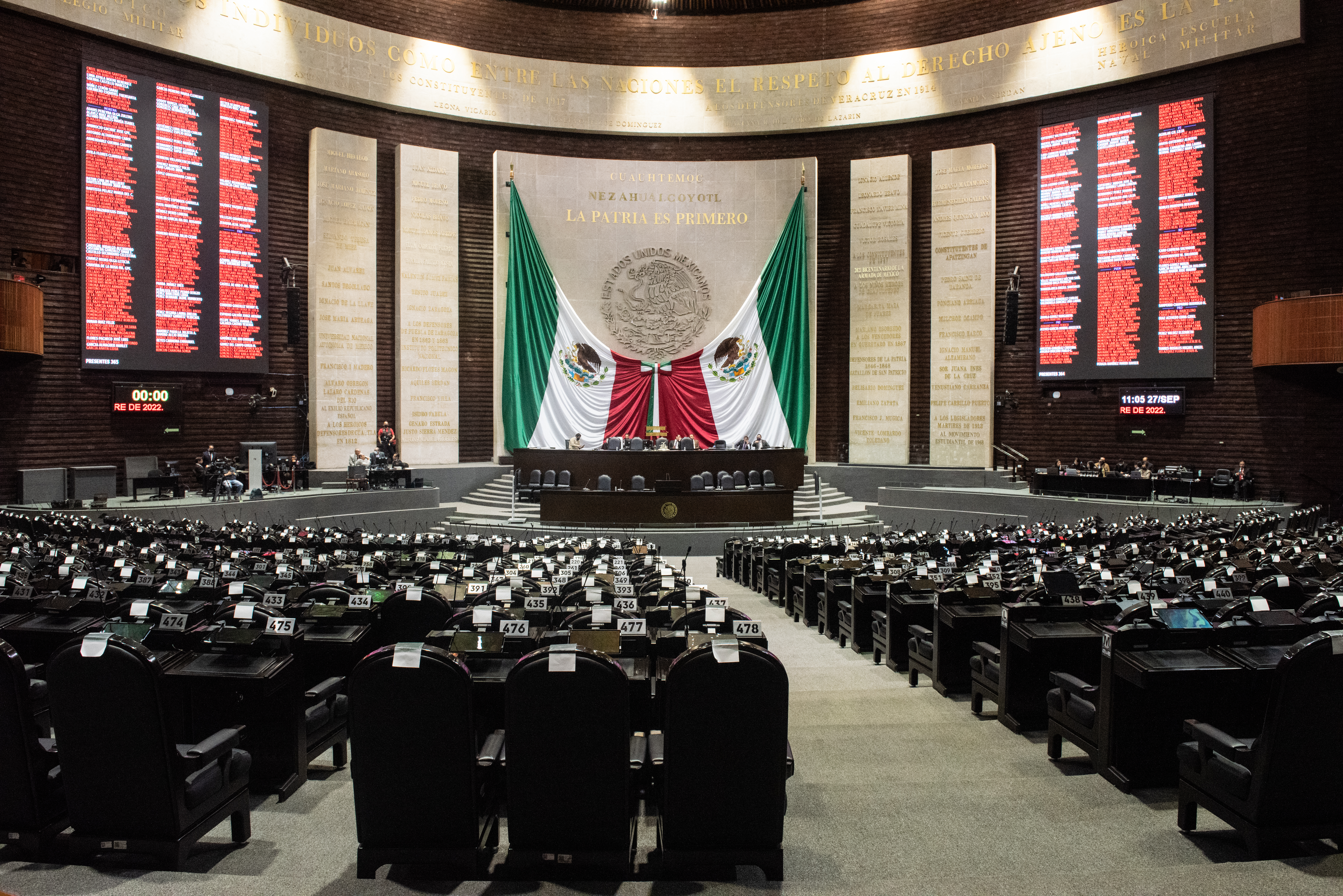
Salón de Plenos del Palacio Legislativo de San Lázaro sede de la Cámara de Diputados.

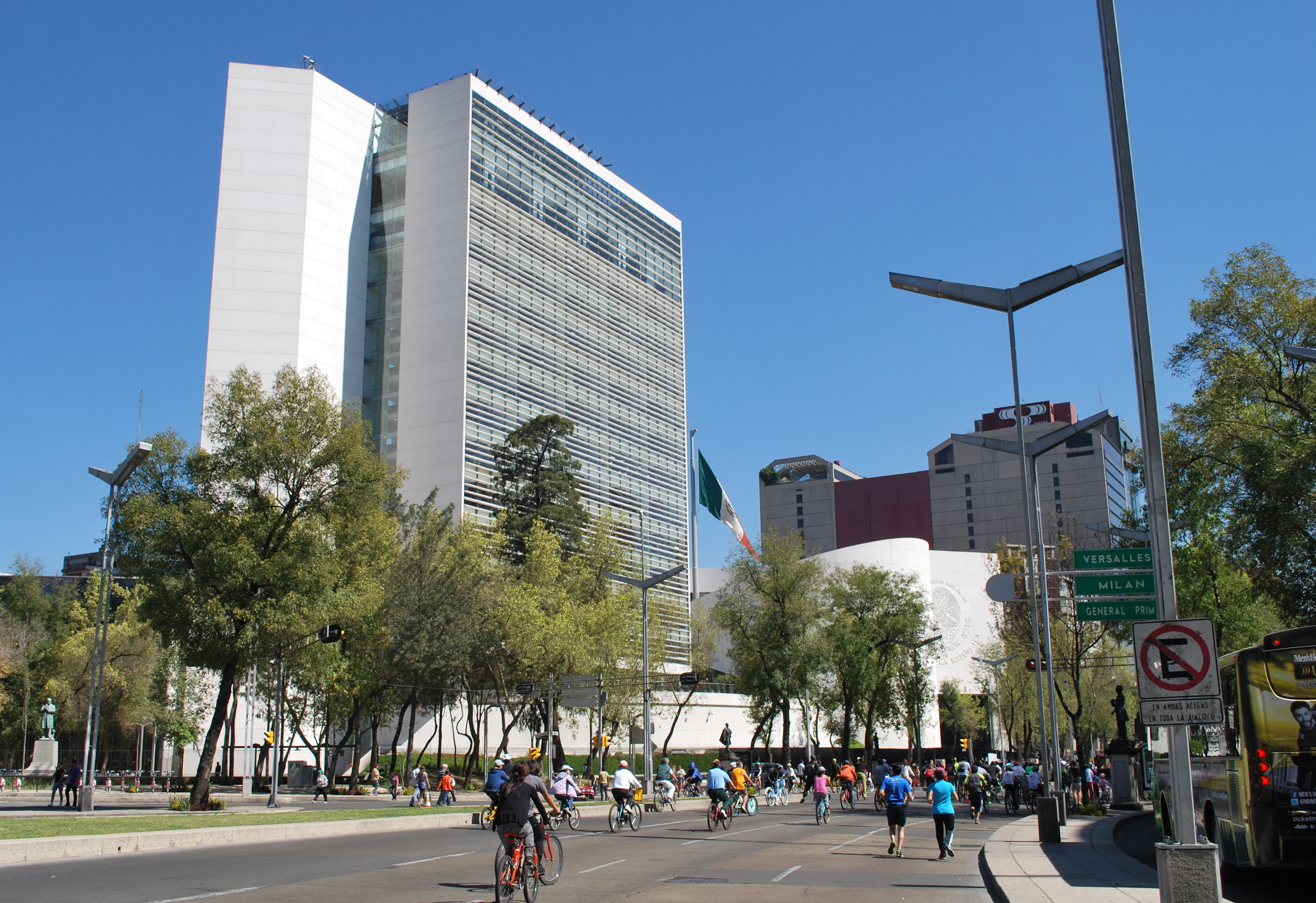
Edificio Sede del Senado de la República.

El Congreso de la Unión es el órgano depositario del Poder Legislativo federal. Este se conforma por una asamblea bicameral, dividida entre el Senado —constituido por 128 integrantes— y la Cámara de Diputados —que consta de 500 legisladores—.
La vigente Constitución de 1917 prevé este órgano en su título tercero, capítulo II, secciones I, II y III, y abordándolo en veintiocho artículos. En ellos se especifican las obligaciones, facultades, requisitos y restricciones del aparato legislativo; principalmente la facultad exclusiva entre los poderes de la unión (y repartida entre las dos cámaras) para estudiar, discutir, votar y emitir las iniciativas de leyes, reglamentos, códigos, normas y las reformas a todo ello, que se le presenten durante sus periodos de sesiones, es decir, posee la acción deliberativa para legislar en todos los asuntos del Estado mexicano. También sus deberes incluyen determinar la composición de la división política del territorio nacional; la facultad para cambiar de sede los poderes de la unión; aprobar la declaratoria de guerra del presidente; la aprobación de iniciativas, rendición de cuentas, exigencia de comparecencias y eventuales remociones de los titulares o integrantes de los tres poderes de la Unión, incluido el presidente de la república; la elección del interino o sustituto de este último; y diversas prerrogativas que le conceden otros artículos de la carta magna y las leyes federales.
Las facultades exclusivas de la Cámara de Diputados incluyen publicar la declaratoria oficial de presidente electo que expide el Tribunal Electoral; Coordinar y evaluar a la Auditoría Superior de la Federación; ratificar el nombramiento de secretario de Hacienda; aprobar el Plan Nacional de Desarrollo; la titularidad legislativa en relación con el presupuesto e ingresos que proponga el poder ejecutivo; la facultad para decidir si se procede o no, contra algún miembro de los poderes de la unión (excepto el presidente, cuestión que corresponde al Senado) en caso de cometer un delito, en los términos del artículo 111 constitucional; designar a los titulares de los órganos autónomos (INE, CNDH, Auditoría Superior e INEGI).
Las facultades exclusivas del Senado incluyen legislar en materia de política exterior; aprobar o no los tratados y convenios internacionales firmados por el presidente de la República; autorizar todo tipo de movimiento de las Fuerzas Armadas, ya sea dentro del territorio nacional (a través de la Guardia Nacional) o fuera de este, así como el tránsito de tropas extranjeras dentro del país; ratificar todos los nombramientos del ejecutivo en materia de Fuerzas Armadas y Política exterior; declarar la desaparición de los poderes estatales, designando un gobierno interino y estableciendo los métodos para su eventual sustitución; aceptar o denegar la renuncia de los titulares de los principales órganos del Poder Judicial de la Federación; legislar en materia de seguridad nacional, incluyendo la aprobación de la política gubernamental propuesta; designar al fiscal general de la República y a los integrantes de la junta de gobierno del Banco de México; decidir a través de decretos sobre límites fronterizos de los estados; la facultad para decidir si se procede o no, contra el presidente de la República en caso de cometer un delito, en los términos del artículo 110 constitucional.

#### Poder Judicial

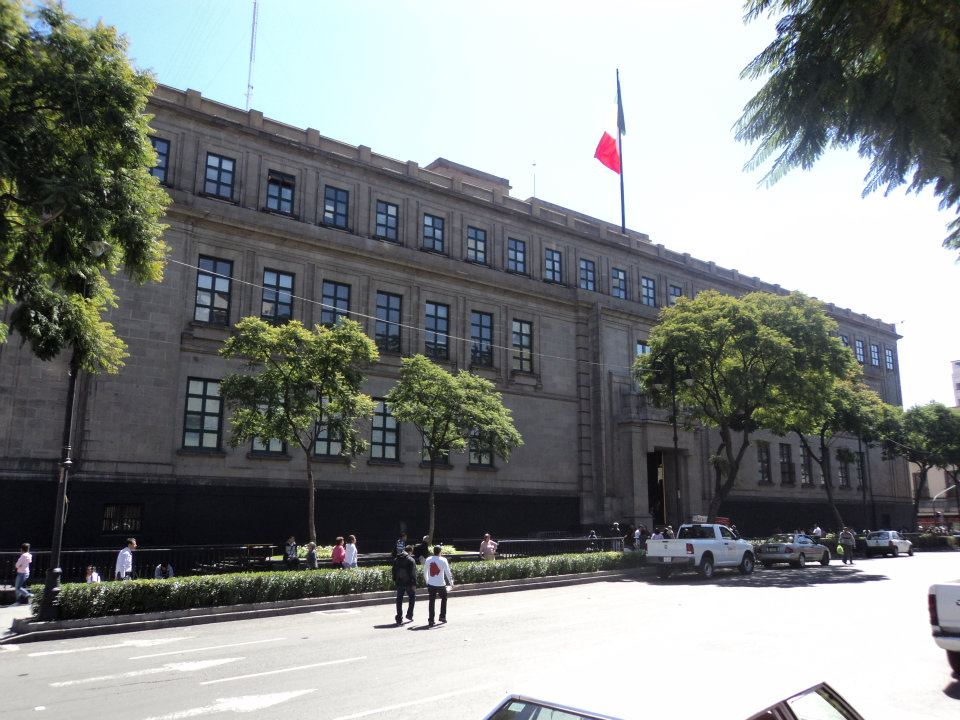
Sede de la Suprema Corte de Justicia de la Nación.

El Poder Judicial de la Federación (PJF) es el conjunto de organismos depositarios de dicho poder en México, uno de los tres Poderes de la Unión que componen el sistema de gobierno en ese país. Está integrado por la Suprema Corte de Justicia de la Nación (SCJN) —su máximo tribunal—, el Tribunal de Disciplina Judicial, el Órgano de Administración Judicial, el Tribunal Electoral del Poder Judicial de la Federación, los plenos regionales, los tribunales colegiados de circuito y de apelación, y los juzgados de distrito.
Sus fundamentos se encuentran en el Título III, Capítulo IV (abarcando catorce artículos) de la Constitución Política de los Estados Unidos Mexicanos y la «Ley Orgánica del Poder Judicial de la Federación». Los tribunales de los Estados y de la Ciudad de México pueden actuar en auxilio de la Justicia Federal, en los casos previstos por la Carta magna y las leyes. 
La administración del Poder Judicial de la Federación, con excepción de la Suprema Corte de Justicia, está a cargo del Órgano de Administración Judicial; en tanto la disciplina corresponde al Tribunal de Disciplina Judicial.
La Suprema Corte de Justicia de la Nación (SCJN) es el máximo tribunal constitucional y mayor autoridad jurisdiccional del Poder Judicial de México, a excepción de la materia electoral, la cual le compete al Tribunal Electoral. Está conformada por nueve jueces denominados ministros, uno de los cuales es designado como su presidente; este funge como responsable de la dirección del organismo y mayor representante ante los otros poderes.
La vigente Constitución de 1917 prevé este órgano en su título tercero, capítulo IV, y abordándolo en cinco artículos. En ellos se especifican las obligaciones, facultades, requisitos y restricciones de la corte; principalmente la facultad exclusiva, entre los órganos del mismo sistema judicial, para estudiar, discutir, y emitir sentencias definitivas en controversias constitucionales o acciones de inconstitucionalidad, que surjan entre los poderes de la Unión, los poderes estatales, autoridades municipales, los órganos autónomos, o la contradicción de una norma con la carta magna. Es decir, le corresponde asegurar el orden establecido por la Constitución y mantener el equilibrio entre las diversas instituciones de gobierno. Sus deberes incluyen también, como última instancia legal, solucionar de modo definitivo, asuntos judiciales de gran relevancia social, a través de las resoluciones jurisdiccionales que dicta. Por lo anterior, y al tratarse del principal y más alto tribunal de naturaleza constitucional, no existe órgano ni autoridad que se encuentre por sobre ella o recurso judicial que pueda interponerse en contra de sus decisiones.

### Gobiernos de las entidades federativas
Las entidades de la Federación Mexicana son libres y soberanas, autónomas en su régimen interno. Tienen la facultad de gobernarse según sus propias leyes; cuentan con una constitución propia que no ha de contradecir los principios de la constitución federal. Las facultades de sus poderes ejecutivos y legislativos, se entienden como aquellas que son derechos de las entidades; como la titularidad del mando de la fuerza pública (policía estatal y guardia nacional adscrita); la dirección y regulación de sus propias políticas económicas, de desarrollo social y de seguridad pública; así como la administración de aquellos recursos que surjan de sus impuestos locales o ingresos propios.
Los estados no pueden realizar alianzas con otros estados, ni con ninguna nación independiente, sin el permiso de la federación. Igualmente tienen prohibida la acuñación de moneda; gravar mercancía o tránsito de mexicanos y extranjeros; contraer deuda externa; legislar en materia fiscal para aquellos aspectos económicos que son exclusivos del gobierno federal y poseer Fuerzas Armadas propias.
La organización política de cada estado se basa en una separación de poderes: El poder legislativo recae sobre un congreso unicameral; el poder ejecutivo recae sobre un gobernador electo por sufragio universal; y el poder judicial recae sobre un Tribunal Superior de Justicia. Dado que los estados tienen autonomía legal, cada uno tiene sus propios códigos civiles y penales, además de cuerpos de seguridad pública. No obstante, corresponde al Senado dirimir las diferencias de límites territoriales o declarar la desaparición de poderes en caso de alteración grave del orden; y a la Suprema Corte de Justicia resolver las controversias constitucionales entre las entidades, o estas con sus municipios, los poderes federales y los órganos autónomos.
Los estados se dividen internamente en municipios —o demarcaciones, en el caso de Ciudad de México—. Cada municipio goza de autonomía en su capacidad para elegir a su propio ayuntamiento, el cual es responsable, en la mayoría de los casos, de proveer todos los servicios públicos que requiera su población. A este concepto, que surgiría de la Revolución mexicana se le conoce como «municipio libre». El ayuntamiento es encabezado por un presidente municipal, elegido cada tres años. Cada municipio posee un cabildo integrado por regidores en función de su tamaño poblacional y síndicos de acuerdo al número que establezca la ley estatal. En total en México hay 2462 municipios (2478, incluyendo las 16 demarcaciones de la capital); el estado con el mayor número de municipios es Oaxaca, con 570, y el estado con el menor número es Baja California Sur, con solo 5.
Al mismo tiempo, los municipios están facultados por las constituciones locales para organizarse territorialmente; la mayoría de ellos denominando «Delegaciones» a aquellas comunidades situadas fuera del área urbana que constituye la llamada «Cabecera municipal». Aunque estas no tienen mayor autonomía que la elección de su delegado y la participación en los proyectos de desarrollo comunitario; pues las funciones de estos entes administrativos son meramente ejecutorias de las determinaciones del ayuntamiento.
También se les faculta para coordinar su organización con aquellos municipios con los que constituya, de acuerdo a la categorización del INEGI, una zona metropolitana.

### Ciudad de México
La Ciudad de México es la entidad federativa sede de los Poderes de la Unión y capital del país; goza de autonomía en todo lo concerniente a su régimen interior y a su organización política y administrativa. En concordancia con las características de los estados, la capital del país deposita sus poderes locales en un Jefe de Gobierno, Congreso y un Tribunal Superior de Justicia. Se divide en Demarcaciones que poseen las mismas facultades ejecutivas de un municipio, pero sin las facultades legislativas (ayuntamiento) de estos; no obstante tendrán un órgano colegiado denominado «Concejo», integrado proporcionalmente respecto al número de habitantes cada demarcación, cuyas funciones serán de supervisión y control de las acciones del alcalde, control del gasto público de la alcaldía y elaboración del presupuesto de esta.

### Organización territorial
La actual estructura y conducción de la organización territorial responden a la de una Federación, es decir, unidades territoriales soberanas; además el gobierno central es responsable directo de aquellos componentes territoriales que le adjudiquen la ley (espacio aéreo, mares e islas adyacentes). Entendiendo este concepto como un ordenamiento de división política, el país se compone de 32 entidades federativas (31 estados y la Ciudad de México, capital de la república). Y estos a la vez se dividen en municipios.
| División territorial de México | División territorial de México | División territorial de México | División territorial de México | División territorial de México | División territorial de México |
| --- | ------------------------------ | ------------------------------ | ------------------------------ | ------------------------------ | ------------------------------ |
| Golfo de México Golfo de California Golfo de Tehuantepec Golfo de Campeche Océano Pacífico Golfo de Honduras Guatemala Belice Estados Unidos CDMX Aguas- calientes Baja California Baja California Sur Campeche Chiapas Chihuahua Coahuila Colima Durango Guanajuato Guerrero Hidalgo Jalisco Edo. de México Michoacán Morelos Nayarit Nuevo León Oaxaca Puebla Querétaro Quintana Roo San Luis Potosí Sinaloa Sonora Tabasco Tamaulipas Tlaxcala Veracruz Yucatán Zacatecas |                                |                                |                                |                                |                                |
| Entidad federativa | Abreviatura (ISO)              | Capital                        | Año de creación                | Población(2020)                | Superficie (km²)               |
| Aguascalientes | MX-AGS                         | Aguascalientes                 | 1857                           | 1 425 607                      | 5625                           |
| Baja California | MX-BCN                         | Mexicali                       | 1952                           | 3 769 020                      | 71 546                         |
| Baja California Sur | MX-BCS                         | La Paz                         | 1974                           | 798 447                        | 73 943                         |
| Campeche | MX-CAM                         | San Francisco de Campeche      | 1863                           | 928 363                        | 57 727                         |
| Chiapas | MX-CHP                         | Tuxtla Gutiérrez               | 1824                           | 5 543 828                      | 73 681                         |
| Chihuahua | MX-CHI                         | Chihuahua                      | 1824                           | 3 741 869                      | 247 487                        |
| Ciudad de México | MX-DIF                         | No aplica                      | 1824                           | 9 209 944                      | 1479                           |
| Coahuila de Zaragoza | MX-COA                         | Saltillo                       | 1824                           | 3 146 771                      | 151 571                        |
| Colima | MX-COL                         | Colima                         | 1856                           | 731 391                        | 5627                           |
| Durango | MX-DUR                         | Victoria de Durango            | 1824                           | 1 832 650                      | 123 367                        |
| Guanajuato | MX-GTO                         | Guanajuato                     | 1823                           | 6 166 934                      | 30 621                         |
| Guerrero | MX-GRO                         | Chilpancingo de los Bravo      | 1849                           | 3 540 685                      | 63 794                         |
| Hidalgo | MX-HGO                         | Pachuca de Soto                | 1869                           | 3 082 841                      | 20 856                         |
| Jalisco | MX-JAL                         | Guadalajara                    | 1823                           | 8 348 151                      | 78 630                         |
| México | MX-MEX                         | Toluca de Lerdo                | 1823                           | 16 992 418                     | 22 333                         |
| Michoacán de Ocampo | MX-MIC                         | Morelia                        | 1823                           | 4 748 846                      | 58 667                         |
| Morelos | MX-MOR                         | Cuernavaca                     | 1869                           | 1 971 520                      | 4892                           |
| Nayarit | MX-NAY                         | Tepic                          | 1917                           | 1 235 456                      | 27 862                         |
| Nuevo León | MX-NLE                         | Monterrey                      | 1824                           | 5 784 442                      | 64 203                         |
| Oaxaca | MX-OAX                         | Oaxaca de Juárez               | 1823                           | 4 132 148                      | 93 343                         |
| Puebla | MX-PUE                         | Heroica Puebla de Zaragoza     | 1823                           | 6 583 278                      | 34 251                         |
| Querétaro | MX-QRO                         | Santiago de Querétaro          | 1823                           | 2 368 467                      | 11 658                         |
| Quintana Roo | MX-ROO                         | Chetumal                       | 1974                           | 1 857 985                      | 42 535                         |
| San Luis Potosí | MX-SLP                         | San Luis Potosí                | 1823                           | 2 822 255                      | 61 165                         |
| Sinaloa | MX-SIN                         | Culiacán Rosales               | 1830                           | 3 026 943                      | 57 331                         |
| Sonora | MX-SON                         | Hermosillo                     | 1824                           | 2 944 840                      | 184 946                        |
| Tabasco | MX-TAB                         | Villahermosa                   | 1824                           | 2 402 598                      | 24 747                         |
| Tamaulipas | MX-TAM                         | Ciudad Victoria                | 1824                           | 3 527 735                      | 80 148                         |
| Tlaxcala | MX-TLX                         | Tlaxcala de Xicohténcatl       | 1856                           | 1 342 977                      | 4016                           |
| Veracruz de Ignacio de la Llave | MX-VER                         | Xalapa-Enríquez                | 1823                           | 8 062 579                      | 71 856                         |
| Yucatán | MX-YUC                         | Mérida                         | 1823                           | 2 320 898                      | 39 671                         |
| Zacatecas | MX-ZAC                         | Zacatecas                      | 1823                           | 1 622 138                      | 75 416                         |

### Política electoral
La representatividad del poder público está principalmente depositada en un sistema multipartidista, donde los partidos políticos son el principal ente de participación ciudadana; todo ello regulado por instituciones electorales autónomas (Instituto Nacional Electoral, Tribunal electoral y Fiscalía electoral). El INE (bajo su anterior denominación, IFE) fue creado con el propósito de hacer más transparente la organización de las elecciones en el país, luego del controvertido proceso electoral federal de julio de 1988, en que los partidos de oposición acusaron la manipulación de las cifras por parte de la Secretaría de Gobernación. Bajo su modelo, cada estado creó un organismo autónomo con propósito de organizar los comicios locales. Entre otras funciones, el INE está encargado de los asuntos relativos al Padrón Electoral y de registrar los partidos políticos que participan en los procesos comiciales federales. México es uno de los pocos países del mundo donde los titulares del Poder Judicial, son electos por voto popular y universal, bajo el mismo formato que los titulares en los otros dos poderes del estado.
En el año 2025 se encontraban registrados ante el INE seis partidos nacionales. Estos partidos son, en orden de registro, el Partido Acción Nacional (PAN), el Partido Revolucionario Institucional (PRI), el Partido del Trabajo (PT), el Partido Verde Ecologista de México (Verde), el partido Movimiento Ciudadano (MC) y el Partido Morena. En caso de obtener menos del 3 % de los sufragios emitidos en las elecciones, un partido puede perder su registro.
El artículo 39 de la constitución establece que la soberanía reside en el pueblo, y tanto el poder político, como el sistema de gobierno responden a las necesidades de este, lo que incluye la facultad para modificarlo a través de la voluntad expresada en las urnas. Los artículo 35 y 71, de la misma carta magna, confieren a la población general la facultad para presentar iniciativas de consulta popular y de promulgación de leyes mediante mecanismos de democracia participativa; en el primer caso la solicitud deberá estar respaldada por al menos el dos por ciento del total de inscritos en el padrón electoral del INE, en el segundo bastará el 0.13 por ciento. Las consultas populares serán válidas cuando partícipe al menos el 40 % de los electores registrados, y el resultado de esta será vinculante con la mayoría absoluta (la mitad más uno) en favor o en contra del asunto puesto a votación.

### Relaciones exteriores

Países con los que México sostiene relaciones diplomáticas.

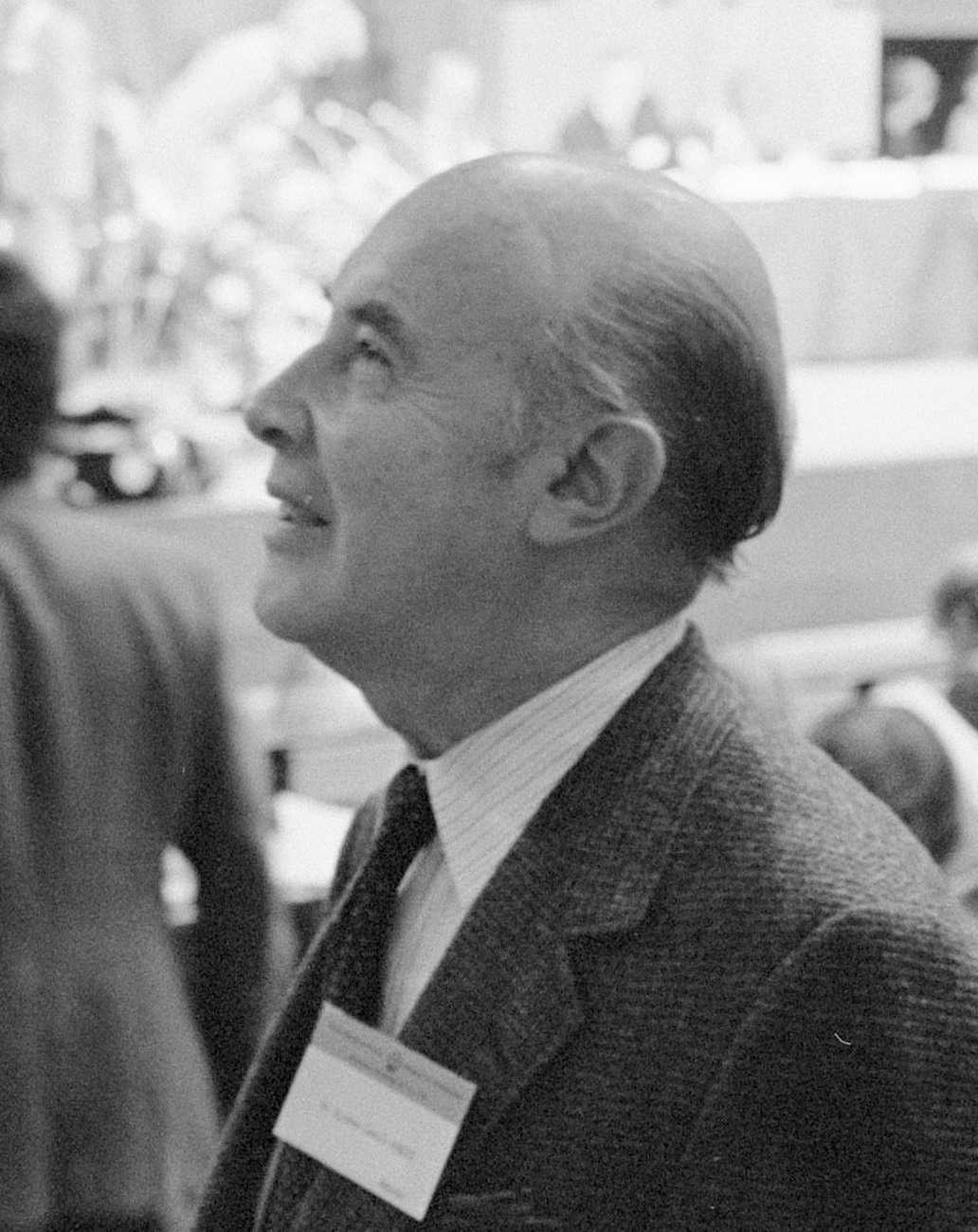
Alfonso García Robles. Diplomático mexicano ganador del Premio Nobel de la Paz en 1982.

En su política exterior, el Estado mexicano sostiene varios principios que se encuentran definidos en la Carta Magna del país. Estos principios son el derecho de autodeterminación, el principio de no intervención, la solución pacífica de conflictos, la proscripción de la amenaza o el uso de la fuerza en las relaciones internacionales, la igualdad jurídica de los estados, la cooperación internacional para el desarrollo y la lucha por la paz y la seguridad internacionales. El presidente tiene la facultad de representar al país para celebrar tratados internacionales y en todos los asuntos relativos a la política exterior. El peso geopolítico del país se desarrolla a partir de su ubicación estratégica como vecino de Estados Unidos, el volumen económico preponderante entre las economías emergentes (especialmente en América Latina) y su posición como mayor país hispanoparlante, que le concede un liderazgo significativo en el continente.
En muchos sentidos, los principios de la política exterior mexicana tienen origen en las dificultades que el país enfrentó durante buena parte del siglo XIX en busca del reconocimiento internacional, particularmente de las potencias europeas y los Estados Unidos. Por ello, de acuerdo con la Doctrina Estrada, México rechaza calificar favorable o desfavorablemente a otros gobiernos, pues se considera que esa práctica vulnera la soberanía de otros Estados. En otras palabras, rechaza la práctica de reconocer gobiernos de facto, pero se reserva del «derecho de legación», es decir, de mantener o romper relaciones diplomáticas con otros gobiernos en pro de su interés nacional o de las causas con las que se solidariza el país.
A lo largo del siglo XX, México se convirtió en un referente político en América Latina. En la observación de la doctrina Estrada, el país mantuvo relaciones políticas con Cuba después de la Revolución socialista en ese país; en contraste, rompió relaciones con las dictaduras de América del Sur. Durante la década de 1970 apoyó las causas del Movimiento de Países No Alineados. En la década de 1980, México participó en el grupo Contadora, que medió los procesos de pacificación de El Salvador, Guatemala y Nicaragua.
Desde principios del siglo XXI, la política exterior de México se orientó a proyectar una nueva imagen del país al mundo y favorecer la relación con Estados Unidos. Se buscó protagonismo donde no lo había tenido por decisión propia, involucrándose en la organización de instituciones regionales o recibiendo cumbres internacionales. El acercamiento hacia Estados Unidos fue acompañado por el distanciamiento respecto a América Latina. Alejamiento corregido en la última década (particularmente con Cuba, Venezuela y Bolivia). No obstante todas las administraciones privilegiaron el aspecto económico en las relaciones exteriores mexicanas.
México sostiene relaciones diplomáticas de distinto nivel e intensidad con 191 miembros de la ONU (solo con Ecuador no las tiene), la Santa Sede, Palestina y la Unión Europea; además de enlaces representativos con Cataluña, País Vasco, Puerto Rico, Quebec y Taiwán. Es miembro pleno de la ONU (y todos los organismos conexos del sistema de Naciones Unidas, incluidos cinco periodos como miembro no permanente del Consejo de Seguridad), OEA, OCDE, T-MEC, G-20, G-5, APEC, G3, GL, CIN, UL, ABINIA, Celac, OEI, AEC, Alianza del Pacífico, MIST, UFC, Interpol, CIJEG y Unesco.
El país tiene 80 embajadas, 67 consulados, 7 Misiones Permanentes ante organismos internacionales en el mundo y 3 Oficinas de Enlace. México mantiene una significativa presencia global con más de 150 representaciones diplomáticas, incluidos 50 consulados en los Estados Unidos (ningún otro país del mundo tiene un número similar en una sola nación receptora). En tanto que en territorio nacional, se localizan 87 embajadas, 7 oficinas representativas y 66 consulados. Además tanto en el país como en el extranjero concurren representaciones de países que no cuentan con embajada en México y viceversa.

### Fuerzas Armadas

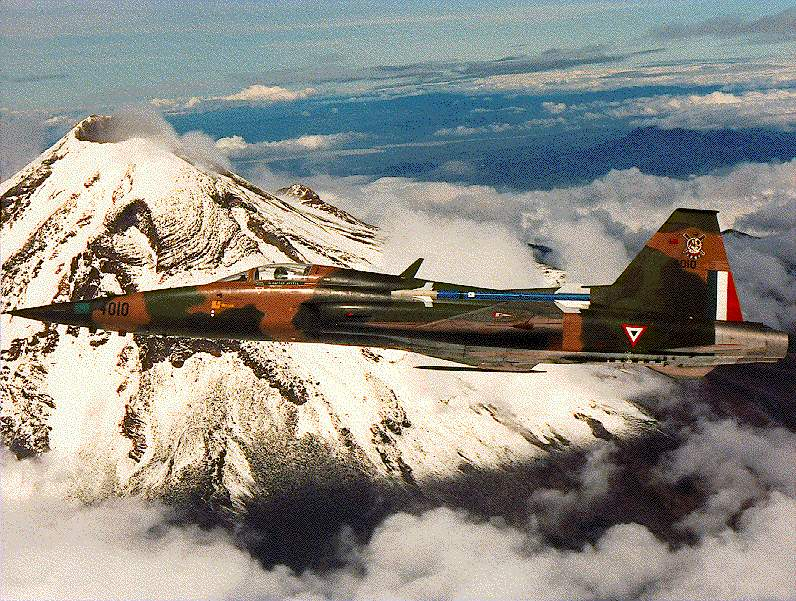
Northrop F-5 de la Fuerza aérea.

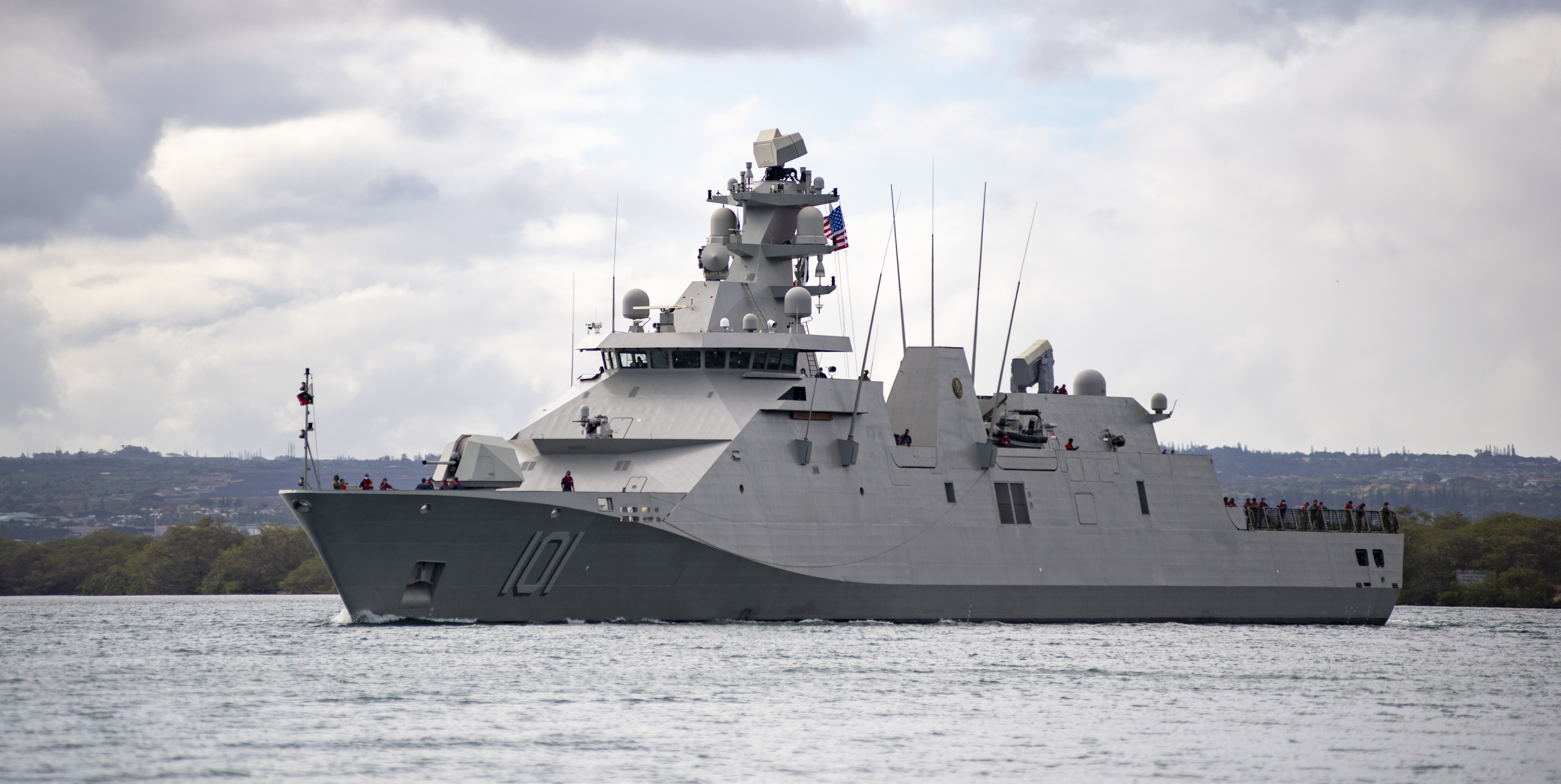
El ARM Reformador, luego rebautizado Benito Juárez navegando en julio de 2022.

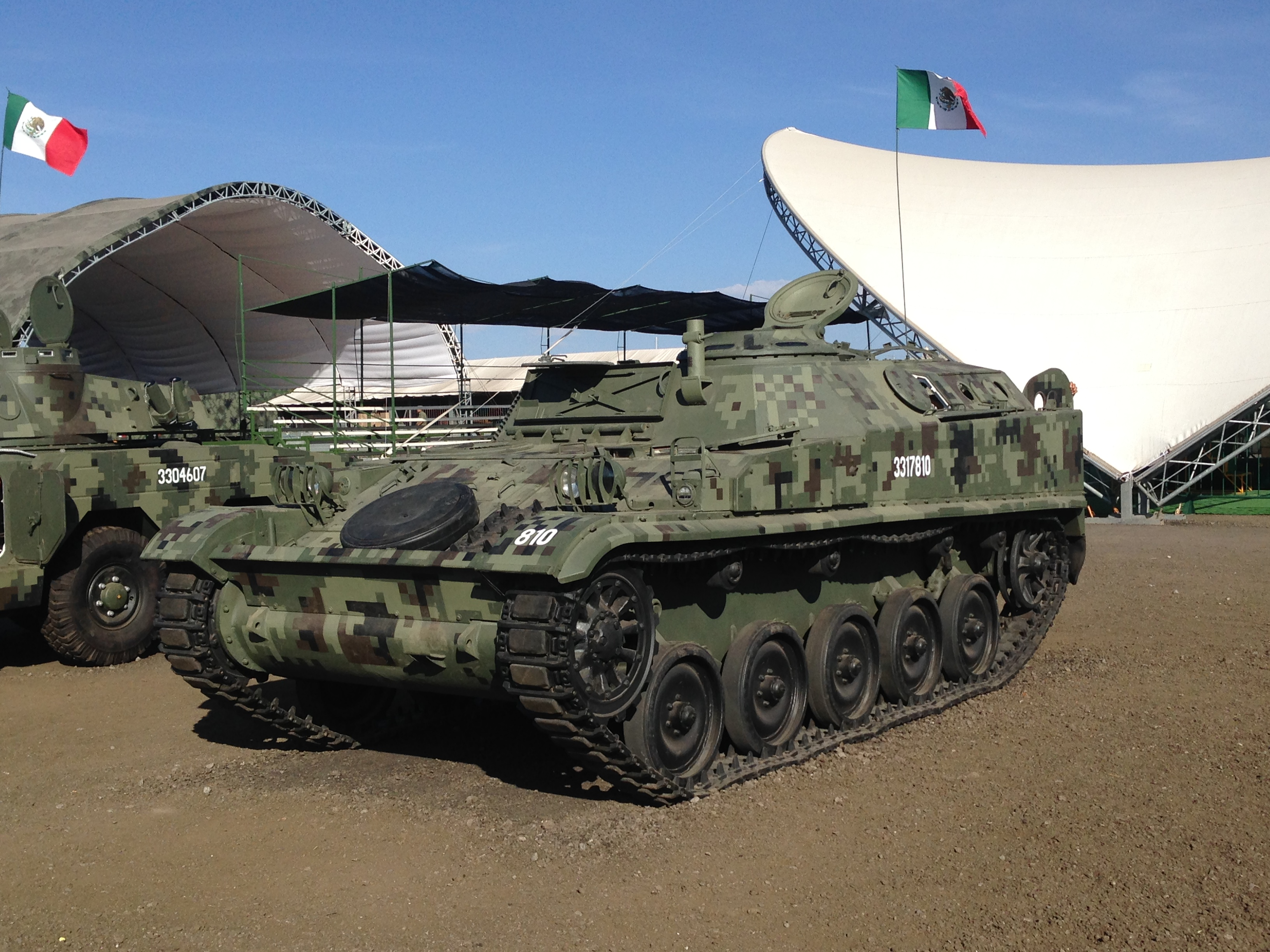
Vehículo AMX-VCI del Ejército Mexicano.

Las Fuerzas Armadas de México son el conjunto de instituciones militares constituidas legalmente para garantizar la soberanía, integridad territorial, independencia y seguridad interior del país; además de colaborar con las autoridades para auxiliar a la población en situaciones de emergencia social, así como promover acciones cívicas o de beneficio comunitario. El presidente de México es el «Comandante Supremo de las Fuerzas Armadas», lo que lo convierte en el único facultado para disponer de ellas; sin embargo la legislación normativa y la autorización de sus acciones están supeditadas al Senado de la República.
En 2025 están integradas por 398 002 elementos en total, divididos en tres instituciones militares permanentes, agrupadas en dos Secretarias de Estado que son: Secretaría de la Defensa Nacional (a cargo del Ejército Mexicano y la Fuerza Aérea Mexicana) y Secretaría de Marina (a cargo de la Armada de México).
Para el año 2025, el presupuesto asignado fue de 224 176 495 255 (doscientos veinticuatro mil, ciento setenta y seis millones, cuatrocientos noventa y cinco mil, doscientos cincuenta y cinco) pesos; 158 287 750 650 (ciento cincuenta y ocho mil, doscientos ochenta y siete millones, setecientos cincuenta mil, seiscientos cincuenta) para la SEDENA y 65 888 744 605 (sesenta y cinco mil, ochocientos ochenta y ocho millones, setecientos cuarenta y cuatro mil, seiscientos cinco) para la SEMAR.
El «Mando Supremo», y el único facultado para disponer de las tres fuerzas, de forma parcial y total, es el presidente de México. Sin embargo la administración y alto mando corresponden al «General Secretario de la Defensa» (para las dos primeras ramas) y al «Almirante Secretario de Marina». La operatividad del Ejército y la Fuerza Aérea están a cargo del «Jefe del Estado Mayor Conjunto de la Defensa Nacional» y los «Comandantes del Ejército y la Fuerza Aérea» respectivamente; y en el caso de la Armada del «Jefe de Estado Mayor General de la Armada». Por lo anterior, el presidente, podrá en todo momento coordinar alguna con las otras dos ramas, o con cualquier autoridad policial, para el cumplimiento de sus misiones generales.
- Ejército Mexicano: 275 443 soldados (2025).[223] Es la rama terrestre de las Fuerzas Armadas de México y depende de la Secretaría de la Defensa Nacional. Se encarga de la defensa del territorio y soberanía nacional, garantizar la seguridad interior e instrumentar el Plan DN-III-E en caso de desastres. Sus integrantes surgen del servicio militar voluntario y del servicio militar nacional, que es además su fuerza de reserva.
- Armada de México: 92 043 marinos (2025).[224] Es la rama marítima de las Fuerzas Armadas de México y depende de la Secretaría de Marina. Se encarga de la vigilancia y salvaguardia de las costas, el mar territorial, la zona económica exclusiva y el espacio aéreo marítimo de México, con el fin de garantizar la soberanía nacional y la seguridad interior; también tiene a su cargo la inspección de las aguas interiores, vías fluviales y lacustres navegables, e instrumentar el «Plan Marina» en caso de desastres.
- Fuerza Aérea Mexicana: 30 516 elementos (2025).[223] Es la rama del aire en las Fuerzas Armadas de México y depende de la Secretaría de la Defensa Nacional. Se encarga de la defensa del espacio aéreo, el territorio y soberanía nacional, garantizar la seguridad interior e instrumentar el Plan DN-III-E en caso de desastres.

Esta última es la única rama de las Fuerzas armadas mexicanas que ha participado en acciones bélicas fuera de territorio nacional en un conflicto externo. Esto ocurrió cuando el Escuadrón 201 se constituyó como Fuerza Aérea Expedicionaria Mexicana, y actuó en combate durante la Batalla de Luzón, en el marco de la Segunda Guerra Mundial.

### Derechos humanos
En materia de derechos humanos, respecto a la pertenencia a los siete organismos de la Carta Internacional de Derechos Humanos, que incluyen al Comité de Derechos Humanos (HRC), México ha firmado o ratificado:
| México | Tratados internacionales | Tratados internacionales  | Tratados internacionales | Tratados internacionales | Tratados internacionales  | Tratados internacionales | Tratados internacionales | Tratados internacionales | Tratados internacionales | Tratados internacionales | Tratados internacionales | Tratados internacionales | Tratados internacionales | Tratados internacionales | Tratados internacionales | Tratados internacionales | Tratados internacionales | Tratados internacionales |
| --- | ------------------------ | ------------------------- | ------------------------ | ------------------------ | ------------------------- | ------------------------ | ------------------------ | ------------------------ | ------------------------ | ------------------------ | ------------------------ | ------------------------ | ------------------------ | ------------------------ | ------------------------ | ------------------------ | ------------------------ | ------------------------ |
| México | CESCR                    | CESCR                     | CCPR                     | CCPR                     | CCPR                      | CERD                     | CED                      | CEDAW                    | CEDAW                    | CAT                      | CAT                      | CRC                      | CRC                      | CRC                      | CRC                      | MWC                      | CRPD                     | CRPD                     |
| México | CESCR                    | CESCR-OP                  | CCPR                     | CCPR-OP1                 | CCPR-OP2-DP               | CERD                     | CED                      | CEDAW                    | CEDAW-OP                 | CAT                      | CAT-OP                   | CRC                      | CRC-OP-AC                | CRC-OP-SC                | CRC-OP-CP                | MWC                      | CRPD                     | CRPD-OP                  |
| Pertenencia | Firmado y ratificado.    | Ni firmado ni ratificado. | Firmado y ratificado.    | Firmado y ratificado.    | Ni firmado ni ratificado. | Firmado y ratificado.    | Firmado y ratificado.    | Firmado y ratificado.    | Firmado y ratificado.    | Firmado y ratificado.    | Firmado y ratificado.    | Firmado y ratificado.    | Firmado y ratificado.    | Firmado y ratificado.    | Sin información.         | Firmado y ratificado.    | Firmado y ratificado.    | Firmado y ratificado.    |
| Firmado y ratificado, firmado, pero no ratificado, ni firmado ni ratificado, sin información, ha accedido a firmar y ratificar el órgano en cuestión, pero también reconoce la competencia de recibir y procesar comunicaciones individuales por parte de los órganos competentes. |                          |                           |                          |                          |                           |                          |                          |                          |                          |                          |                          |                          |                          |                          |                          |                          |                          |                          |

## Geografía

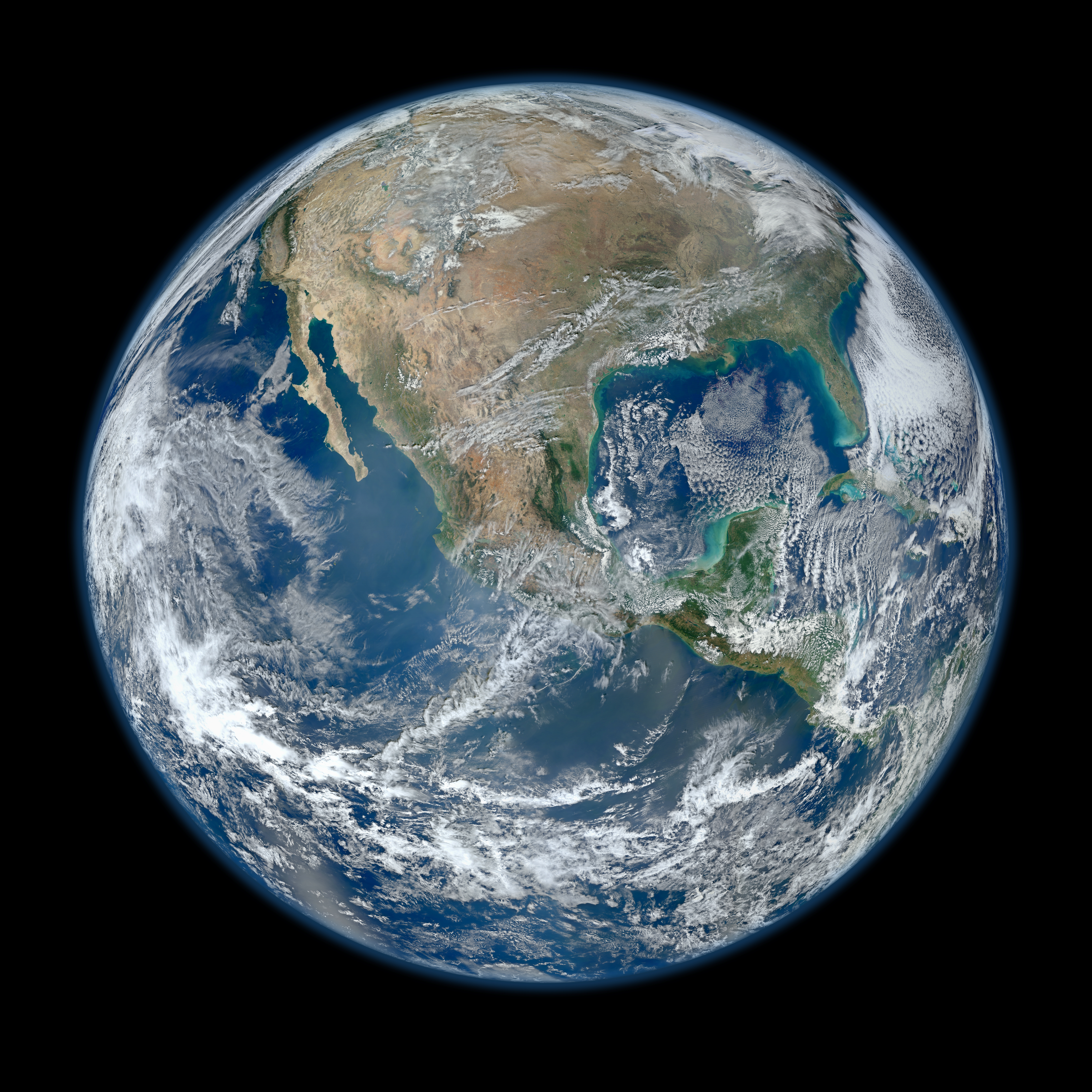
México a 826 km desde el espacio, foto tomada por el satélite Suomi NPP de la NASA en enero de 2012.

México se encuentra entre las coordenadas 32° y 14° norte y 86° y 118° oeste; casi toda la superficie del país se ubica en la placa Norteamericana, aunque con algunas partes de Chiapas en la placa del Caribe y de la península de Baja California en la placa de Cocos y la placa Pacífica; además en la zona económica exclusiva de las aguas mexicanas en el océano Pacífico se encuentra la Placa de Rivera, geofísicamente, algunos geógrafos incluyen el territorio al este del istmo de Tehuantepec en América Central. Sin embargo, geopolíticamente, México es considerado dentro de América del Norte, junto con Canadá y los Estados Unidos.
El país cubre una superficie total de 1 964 375 km², de los cuales 1 959 248 km² corresponden a su superficie continental y 5127 km² a su superficie insular. En su superficie, cuenta también con 3 269 386 km² de área marítima en su zona económica exclusiva, misma que limita con la zona económica exclusiva de cinco países, estos son los Estados Unidos, Guatemala, Belice, Honduras y Cuba. En tierra, limita al norte con los Estados Unidos a lo largo de 3155 km, mientras que al sureste comparte frontera con Guatemala en 958 km y con Belice en 276 km. Tiene 11 122 km de litorales continentales, por lo que ocupa el segundo lugar en el continente americano, solo después de Canadá; la extensión de sus costas están repartidas en dos vertientes: al oeste, el océano Pacífico y el golfo de California; y al este, el golfo de México y el mar Caribe, que forman parte de la cuenca del océano Atlántico. Sobre el océano Atlántico el país tiene 3294 kilómetros lineales de costas y 7828 km más sobre el océano Pacífico, incluido el mar de Cortés; 17 de las 32 entidades federativas de México tienen costa: Baja California, Baja California Sur, Colima, Chiapas, Guerrero, Jalisco, Michoacán, Nayarit, Oaxaca, Sinaloa, Sonora, Yucatán, Tamaulipas, Veracruz, Tabasco, Campeche y Quintana Roo; las once primeras en el océano Pacífico. Estos 17 estados costeros constituyen 56.3 % de la superficie continental del país, y en ellos existen 153 municipios con frente costero constituidos por 35 626 localidades.

### Relieve

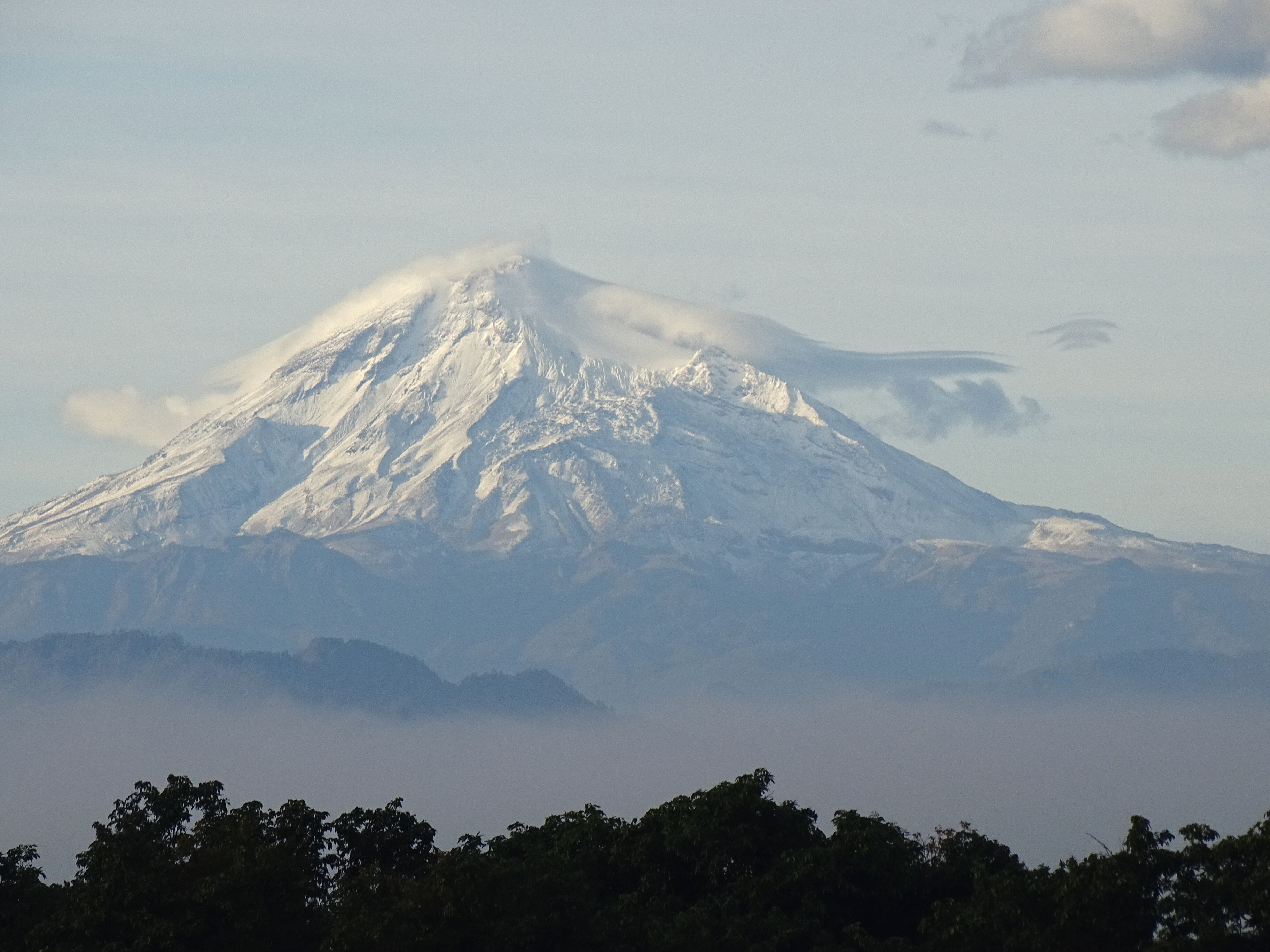
Volcán Citlaltépetl o Pico de Orizaba, con, la montaña de mayor altura en el país.

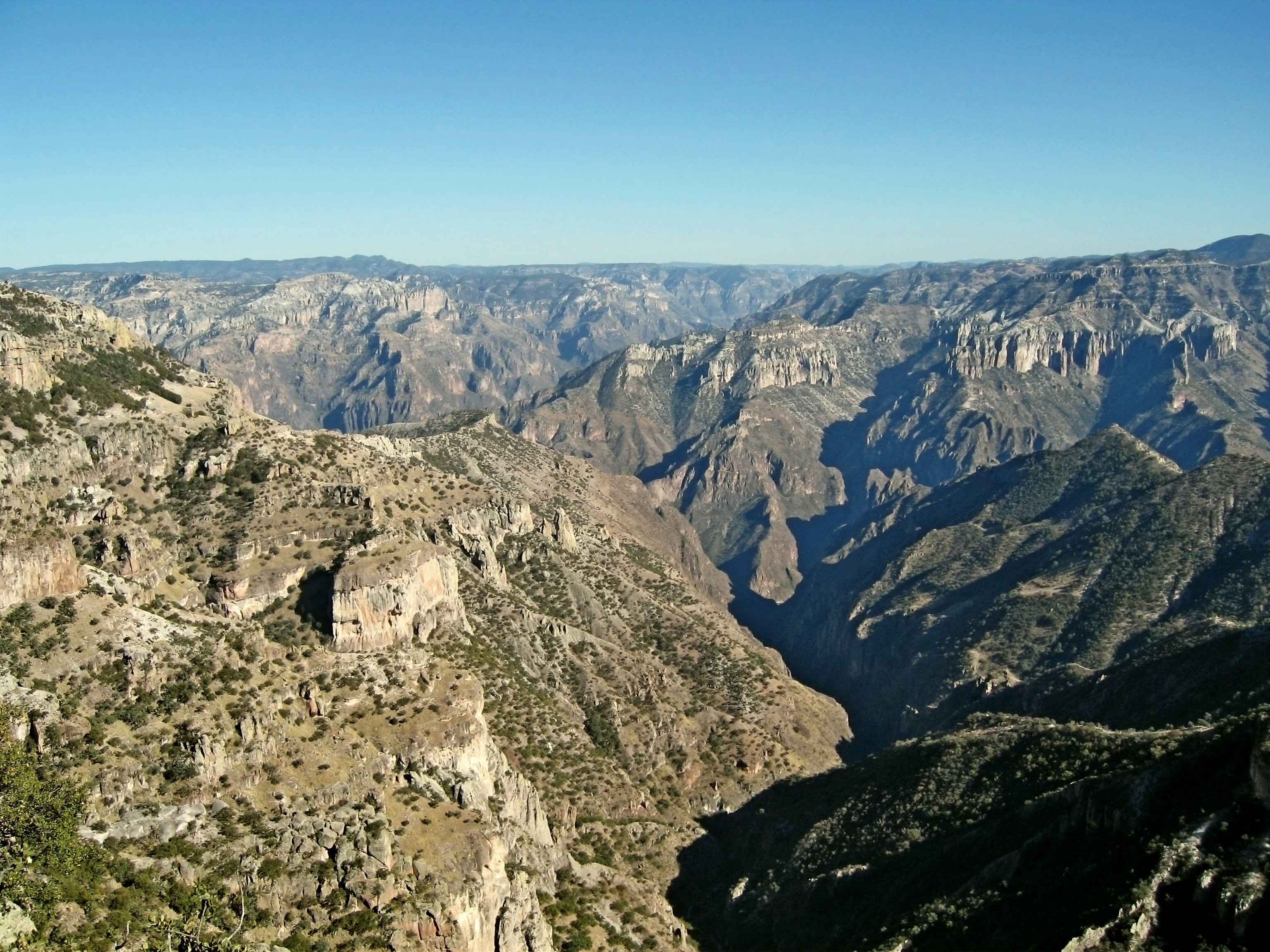
Barranca del Cobre en el estado de Chihuahua, parte de la Sierra Madre Occidental.

El relieve mexicano se caracteriza por ser muy accidentado y alojar múltiples volcanes. Por su geomorfología, el país se divide en 15 provincias fisiográficas, estas son la península de Baja California, la Llanura Sonorense, la Sierra Madre Occidental, las Sierras y Llanuras de Norteamérica, la Sierra Madre Oriental, la Gran Llanura de Norteamérica, la Llanura Costera del Pacífico, la Llanura Costera del Golfo Norte, la Mesa del Centro, el Eje Neovolcánico, la península de Yucatán, la Sierra Madre del Sur, la Llanura Costera del Golfo Sur, las sierras de Chiapas y Guatemala y la Cordillera Centroamericana.
El territorio es recorrido por las sierras Madre Oriental y Madre Occidental, que son una prolongación de las Montañas Rocosas. La Sierra Madre Occidental termina en Nayarit, en la confluencia con el Eje Neovolcánico. A partir de allí, paralela a la costa del Pacífico, corre la Sierra Madre del Sur.
El Eje Neovolcánico atraviesa el territorio del oeste al oriente, hasta unirse con la Sierra Madre Oriental en el Escudo Mixteco o Zempoaltépetl (a 3395 m s. n. m. de altitud). En el Eje Neovolcánico, de gran actividad volcánica como su nombre lo indica, se ubican los picos más altos de México: el pico de Orizaba o Citlaltépetl (5610 m s. n. m.), el Popocatépetl (5462 m s. n. m.), el Iztaccíhuatl (5286 m s. n. m.), el Nevado de Toluca (4690 m s. n. m.) La Malinche (4461 m s. n. m.) y el Nevado de Colima (4340 m s. n. m.). En esta provincia geológica tuvo lugar el nacimiento del Paricutín, el volcán más joven del mundo.
Las prolongaciones al sureste de la sierra Madre Oriental son conocidas como Sierra Madre de Oaxaca o de Juárez, que concluye con la Sierra Madre del sur en el istmo de Tehuantepec. Al oriente de esta región se extienden la Mesa Central de Chiapas y la Sierra Madre de Chiapas, que tiene su punto culminante en el volcán Tacaná (4117 m s. n. m.).
Los accidentes geográficos más visibles del territorio mexicano son la península de Baja California, en el noroeste, y la península de Yucatán, al oriente. La primera es recorrida de norte a sur por una cadena montañosa que recibe los nombres de sierra de Baja California, de sierra de San Francisco o de la Giganta. Su punto más alto es el volcán de las Tres Vírgenes (2054 m s. n. m.). La península de Yucatán, por el contrario, es una plataforma de piedra caliza casi completamente llana.
Ubicada entre las sierras Madre Oriental y Occidental, y el Eje Neovolcánico, está la Altiplanicie Mexicana, que a su vez es dividida en dos partes por pequeñas serranías como la de Zacatecas y las de San Luis. La parte norte es más árida y más baja que la sureña. En ella se localizan el desierto de Chihuahua y el semidesierto de Zacatecas. Al sur de las serranías transversales se encuentra la fértil región del Bajío y numerosos valles de tierra fría o templada, como la Meseta Purépecha, los valles de Toluca, México, y el Poblano-Tlaxcalteca. En esta mitad sur del altiplano se concentra la mayor parte de la población mexicana.
Entre el Eje Neovolcánico y la Sierra Madre del Sur se localiza la Depresión del Balsas y la Tierra Caliente de Michoacán, Jalisco y Guerrero. Al oriente, atravesando la intrincada sierra Mixteca, se encuentran los Valles Centrales de Oaxaca, rodeados por montañas abruptas que complican el acceso y las comunicaciones.
Repartidas en su mar territorial se hallan numerosas islas, entre las que destacan los archipiélagos de Revillagigedo (Socorro, Clarión, San Benedicto, roca Partida), y las islas Marías, en el Pacífico; las de Guadalupe, Cedros, Ángel de la Guarda, Coronado, rocas Alijos, isla del Tiburón, isla del Carmen, frente a la península de Baja California y la costa de Sonora; y las de Ciudad del Carmen, Cozumel, Mujeres, y el arrecife Alacranes, en la cuenca atlántica. En conjunto suman una superficie de 5127 km².

### Clima

Climas de México, según el sistema de clasificación de Köppen.

México es un país con una gran diversidad climática. La situación geográfica del país lo ubica en dos áreas bien diferenciadas, separadas por el trópico de Cáncer. Este paralelo divide al país en dos zonas cuyos climas serían claramente distintos (una zona tropical y una templada) si no fuera por el hecho de que el relieve y la presencia de los océanos influyen mucho sobre la configuración del mapa de los climas en el país.
De esta forma, en México es posible encontrar climas fríos de alta montaña a unos cuántos centenares de kilómetros de los climas más calurosos de la llanura costera. El más notable por sus variaciones es el clima del estado de Chihuahua, donde se dan las temperaturas más bajas del país, que llegan en ocasiones a los −30 °C, y las más altas en el desierto de Mexicali, Baja California que en ocasiones supera los 50 °C. La zona cálida lluviosa comprende la llanura costera baja del golfo de México y del Pacífico. En esta región las temperaturas oscilan entre los 15.6 °C y los 40 °C. Una zona cálida comprende las tierras localizadas entre los 614 m s. n. m. y los 830 m s. n. m. Aquí, las temperaturas oscilan entre los 16.7 °C en enero y de 21.1 °C en julio. La zona fría va desde los 1830 m s. n. m. hasta los 2745 m s. n. m. de altitud.
El clima templado subhúmedo o semiseco alcanza temperaturas que oscilan entre los 10 y los 20 °C y presenta precipitaciones no mayores a los 1000 mm anuales. A una altitud superior a 1500 m s. n. m., la presencia de este clima depende de la latitud de la región. En las áreas con este tipo de clima, las heladas son una constante que se presenta cada año, así también la presencia de aguanieve y nevadas anuales que suelen ser más comunes en el norte del país y en las zonas montañosas.
Un segundo tipo de clima lo constituyen el cálido-húmedo y el cálido-subhúmedo. En las zonas con este clima, llueve durante el verano o a lo largo de todo el año. La pluviosidad alcanza el índice de 1500 mm, y presenta una media anual térmica que oscila entre los 24 y 26 °C. Las zonas con este tipo de clima se ubican en las planicies costeras del golfo de México, del océano Pacífico, el istmo de Tehuantepec, en el norte de Chiapas y en la península de Yucatán.
El trópico seco presenta variedades de los climas anteriores. Se localiza en los declives de la Sierra Madre Occidental y Oriental, las cuencas altas de los ríos Balsas y Papaloapan, así como en ciertas regiones del istmo de Tehuantepec, la península de Yucatán y el estado de Chiapas. El trópico seco es, por lo tanto, la zona más amplia de los climas cálidos extremos en México.
Las zonas templadas son las regiones donde la precipitación anual es menor a 350 mm. La temperatura anual varía entre los 15 y los 25 °C, y su índice de precipitación también es sumamente variable. La mayor parte del territorio mexicano, ubicado al norte del trópico de Cáncer, es una zona con este tipo de características.
La estación húmeda se extiende entre los meses de mayo y octubre. En promedio llueve durante 70 días al año. La tónica dominante, sin embargo, es la escasez de lluvia en la mayor parte del territorio, hecho relacionado con los obstáculos que representan a las nubes de lluvia las altas montañas que enmarcan la Altiplanicie Mexicana. En la zona templada altiplánica del país, el promedio de lluvia es de 635 mm anuales. La zona más fría, de alta montaña, registra índices de 460 mm. En tanto, el semidesierto del norte del Altiplano apenas alcanza 254 mm de lluvia anuales. En contraste con la aridez de este territorio (que concentra el 80 % de la población mexicana), existen algunas regiones que pueden recibir casi 1000 mm y hasta 3000 mm.
El promedio de temperatura para el país es de unos 19 °C. Sin embargo, la Ciudad de México presenta sus promedios extremos en los meses de enero (12 °C) y julio (16.1 °C). En contraste con Ciudad Juárez, Mexicali, Culiacán, San Luis Potosí, Hermosillo, Chihuahua, Torreón, Saltillo y Monterrey donde las temperaturas son realmente extremas.

Paisajes bioclimáticos de México
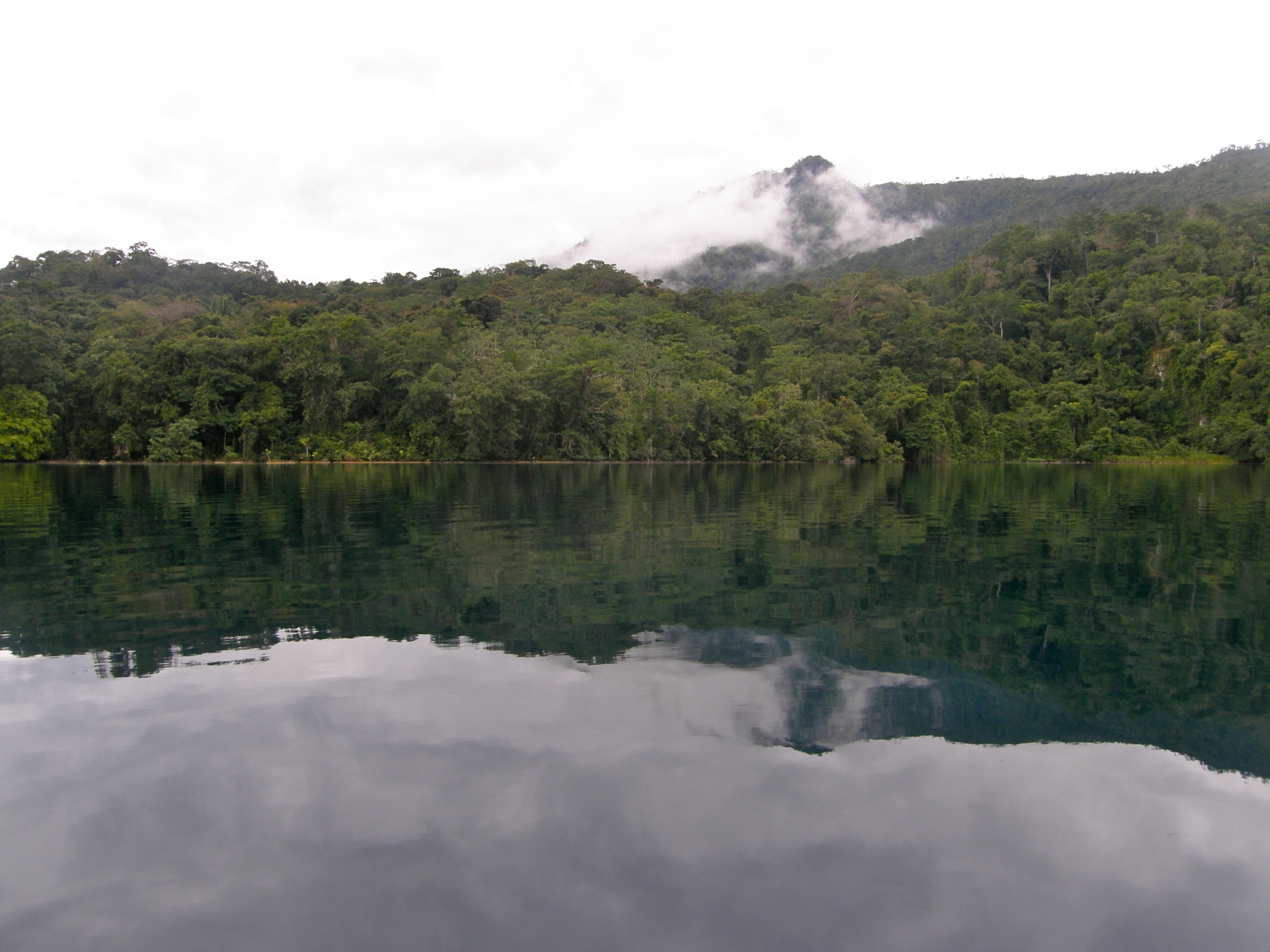
Selva tropical, Selva Lacandona, Chiapas
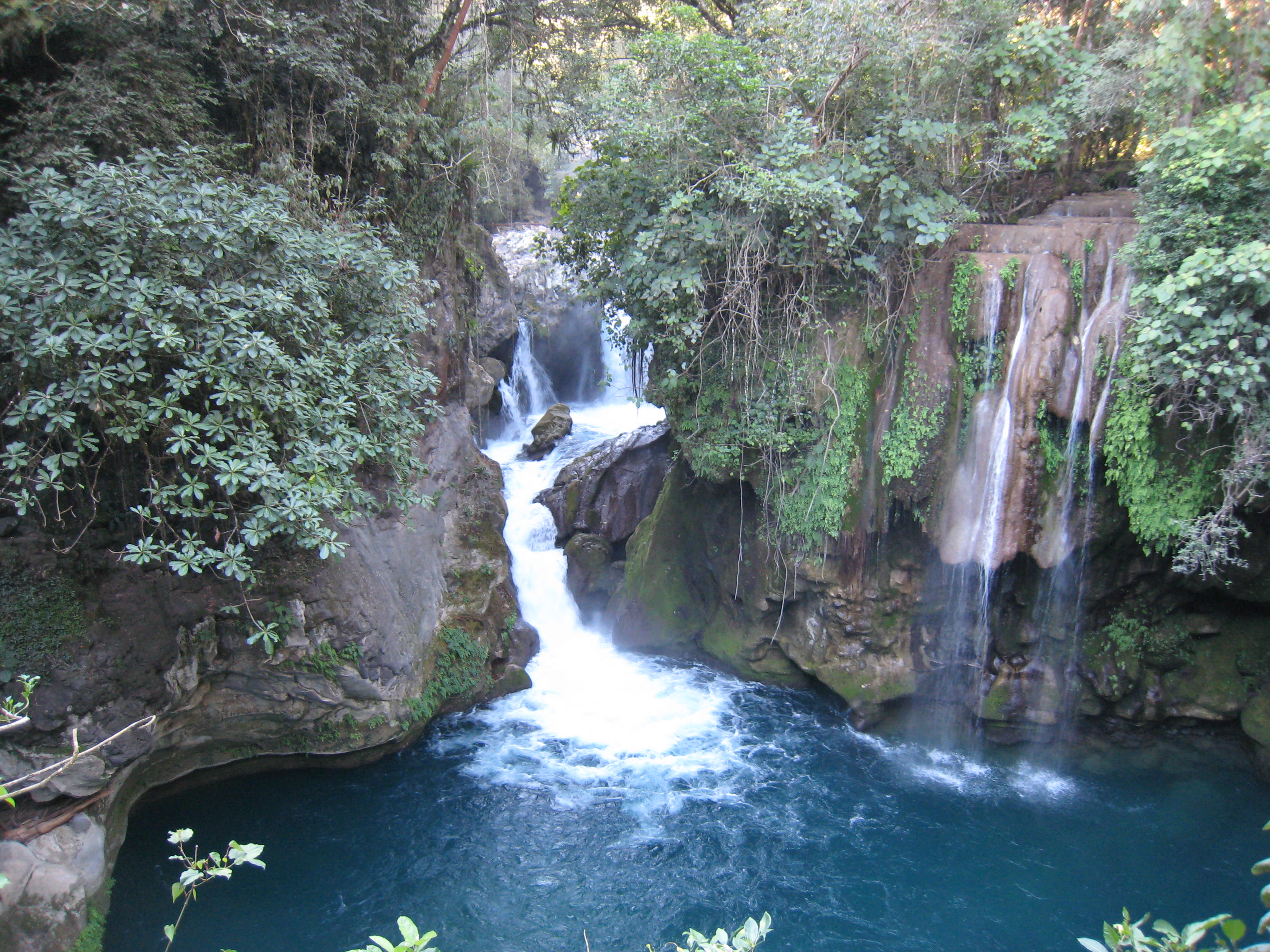
Selva seca, Tamasopo, San Luis Potosí
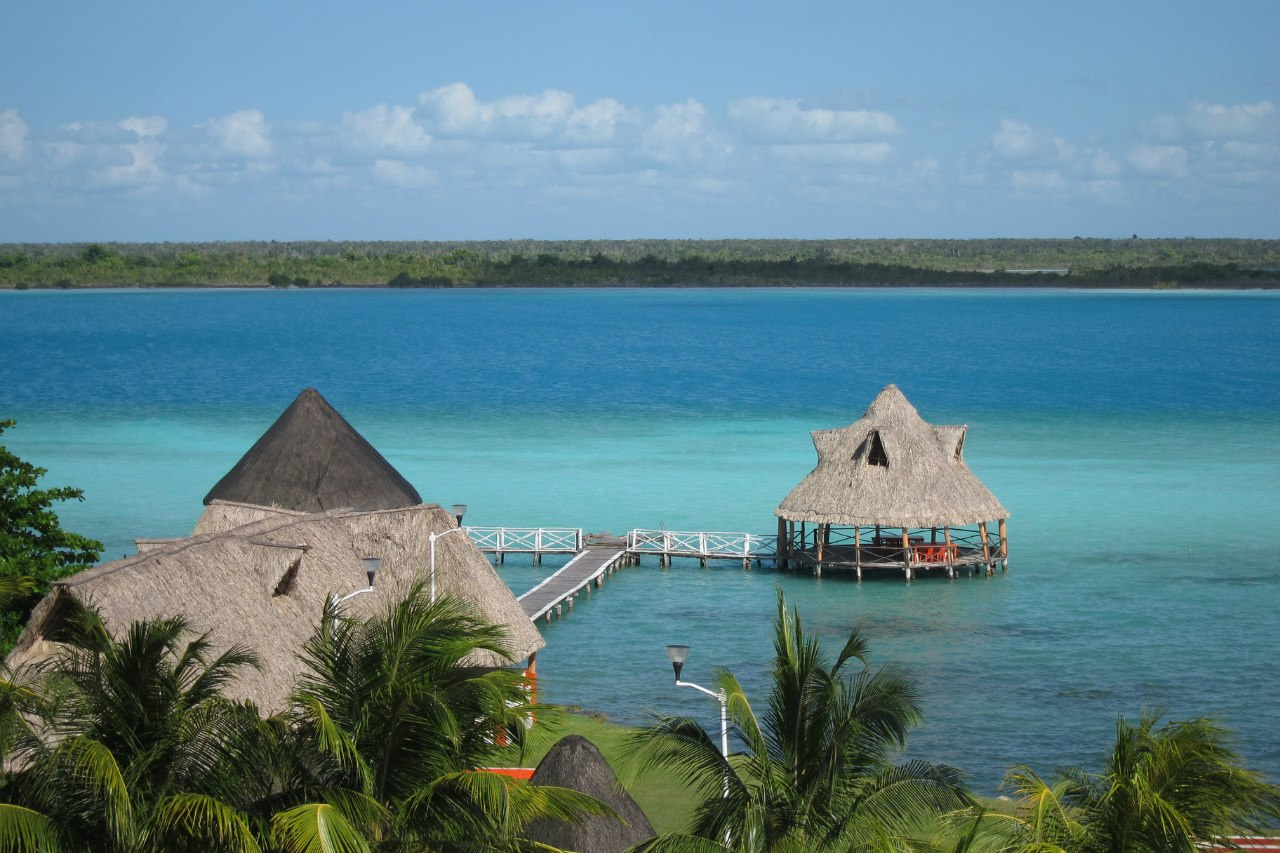
Sabana tropical, Bacalar, Quintana Roo
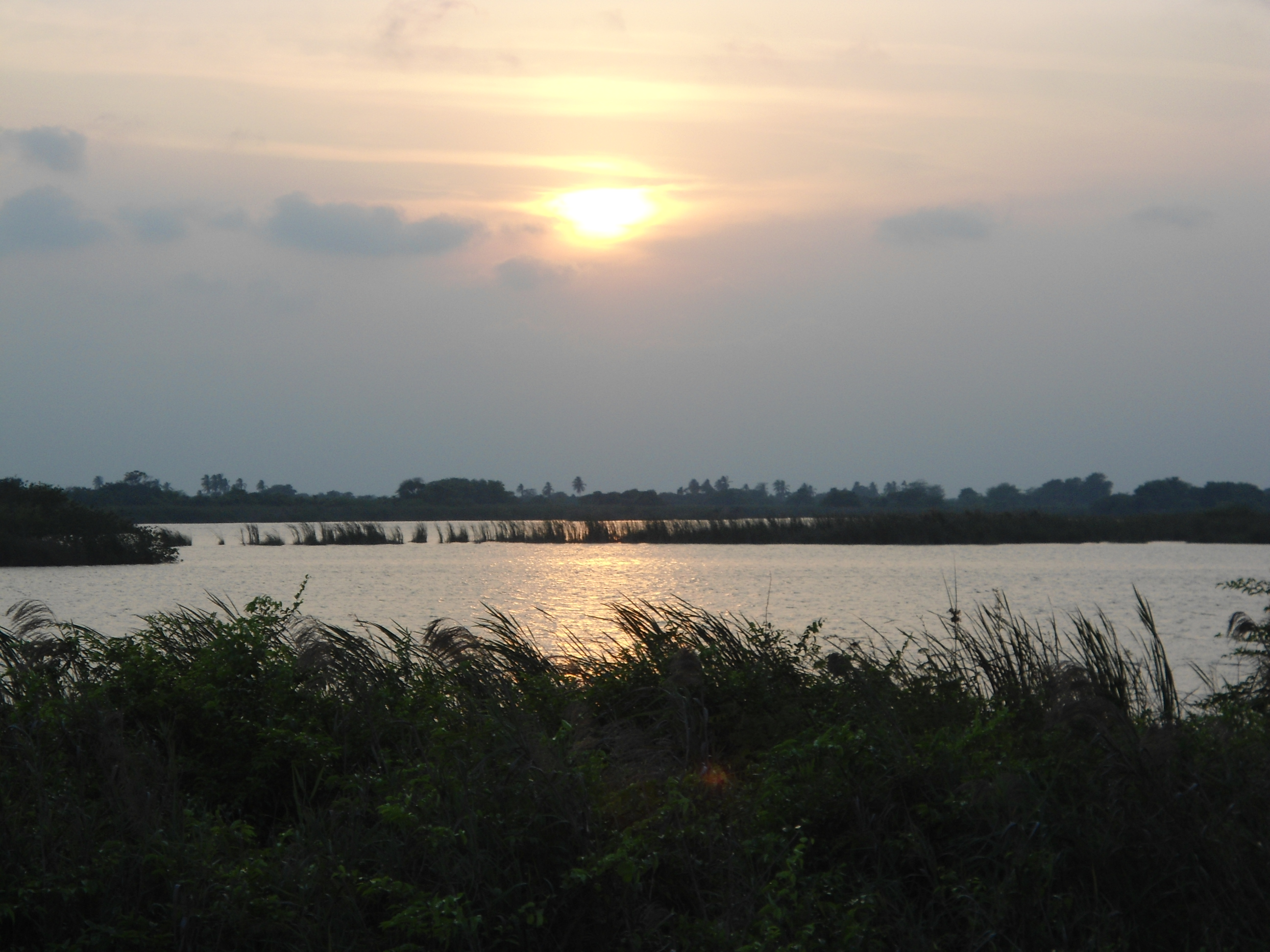
Humedal, Pantanos de Centla, Tabasco
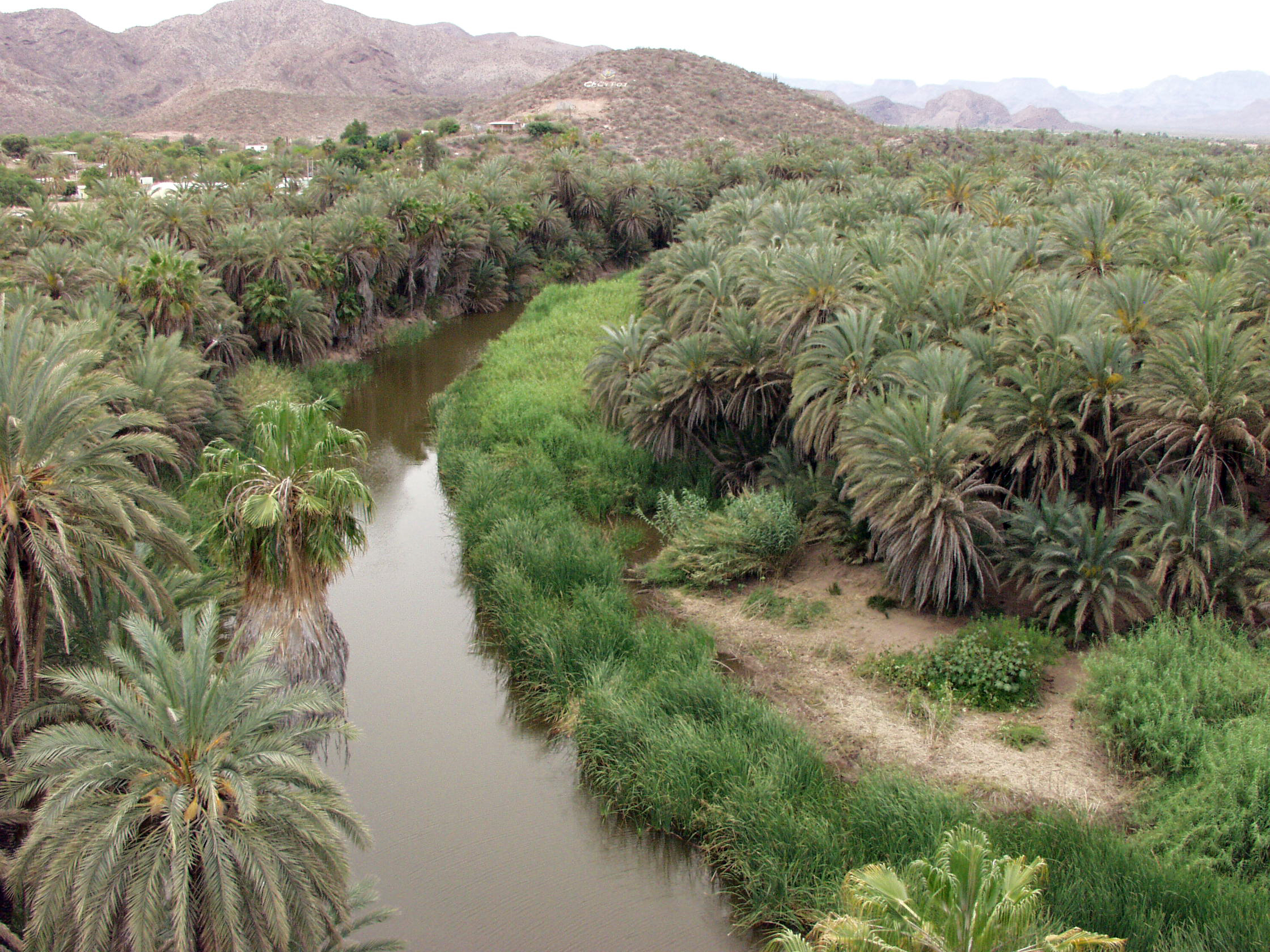
Oasis, Mulegé, Baja California Sur
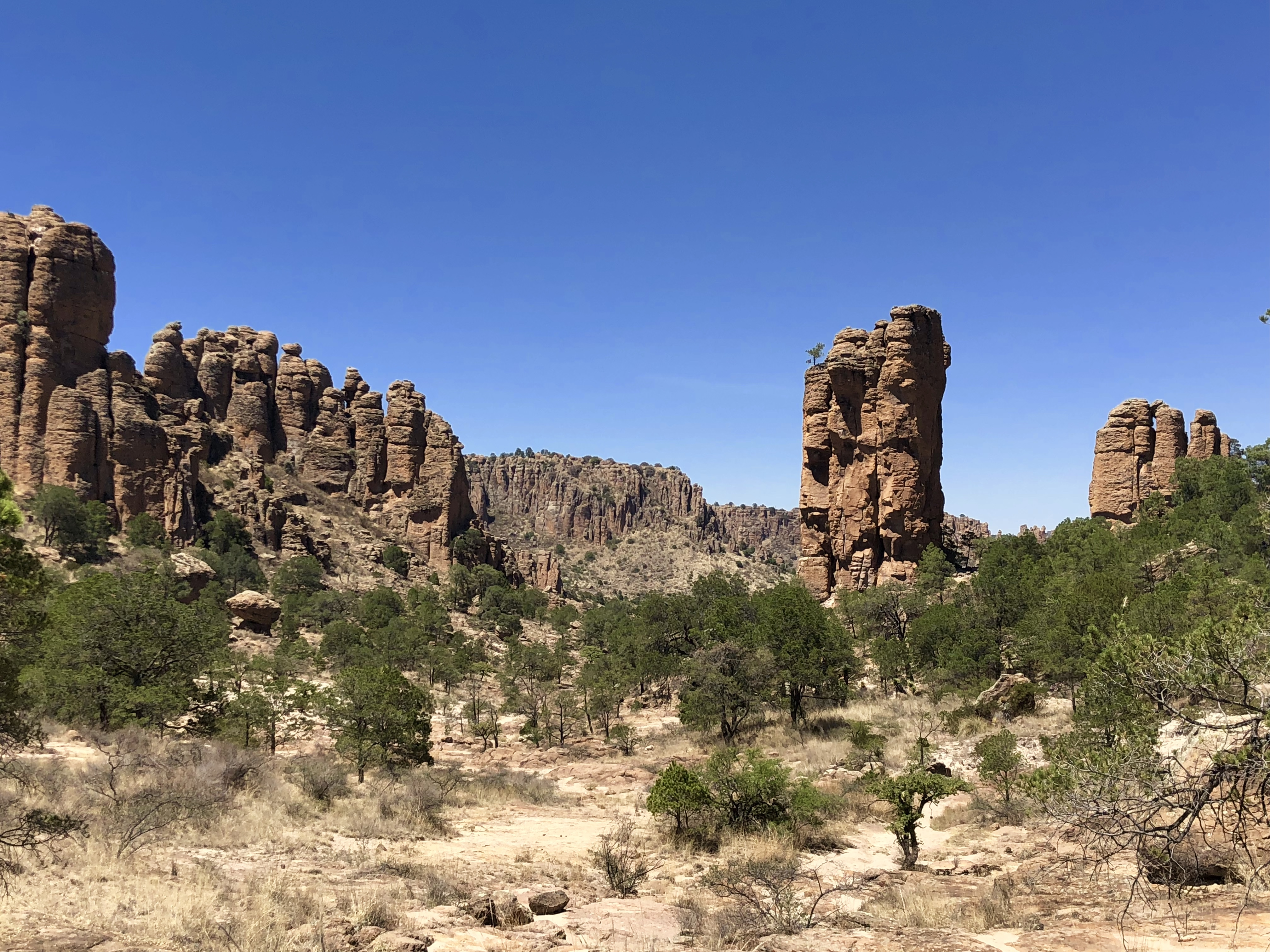
Matorral, Sierra de Órganos, Zacatecas
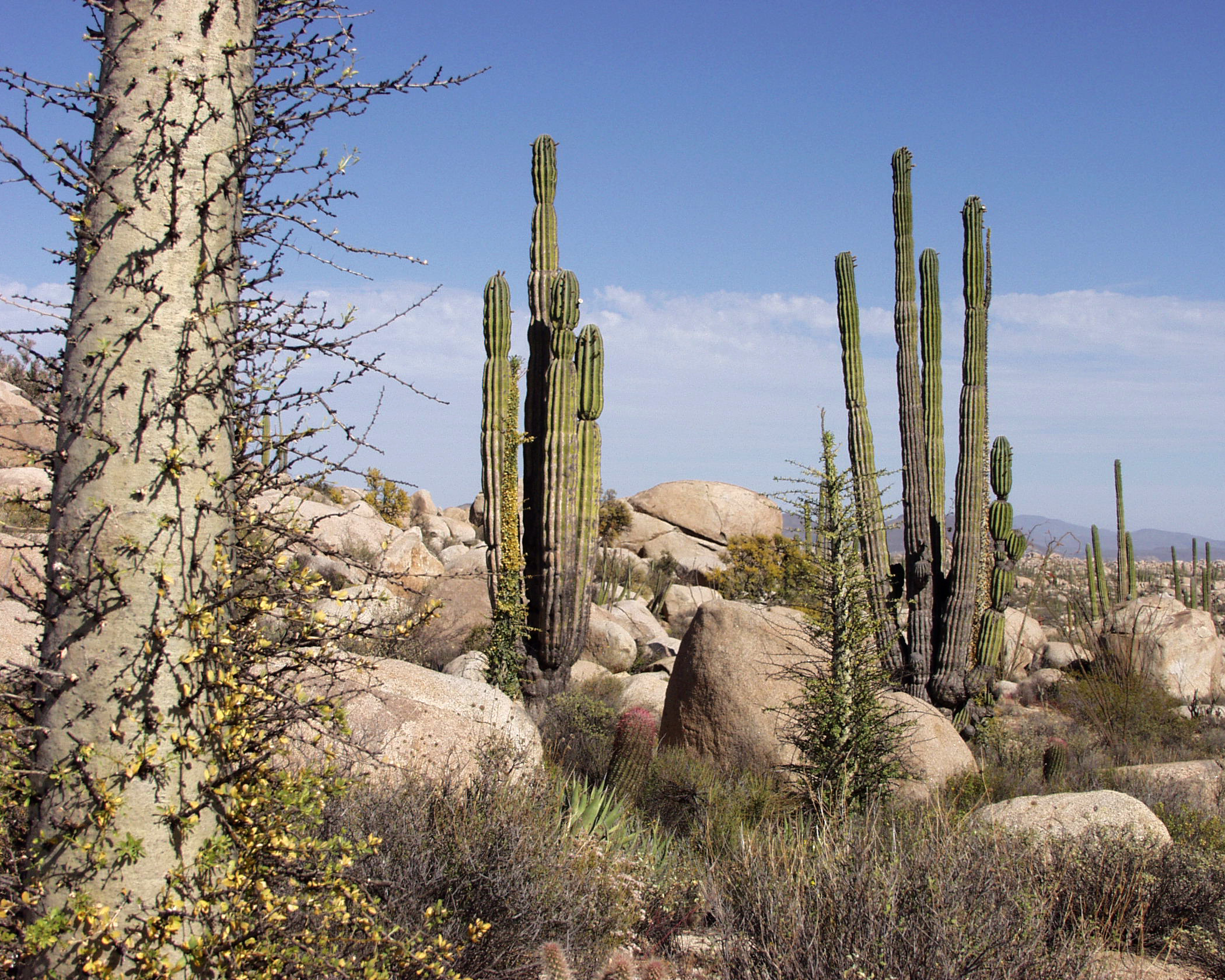
Desierto sin lluvias, Cataviñá, Baja California
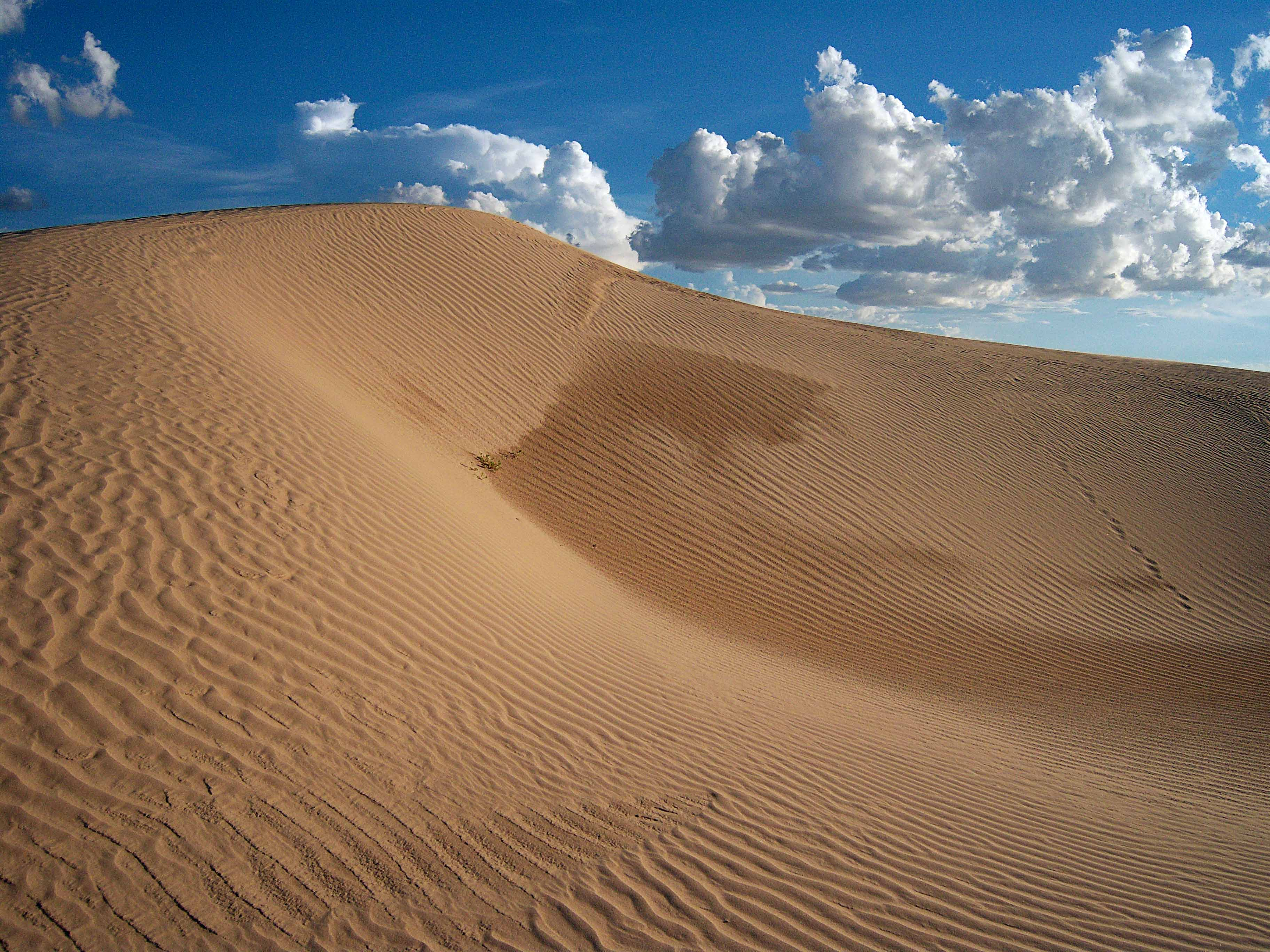
Desierto con dunas, Samalayuca, Chihuahua
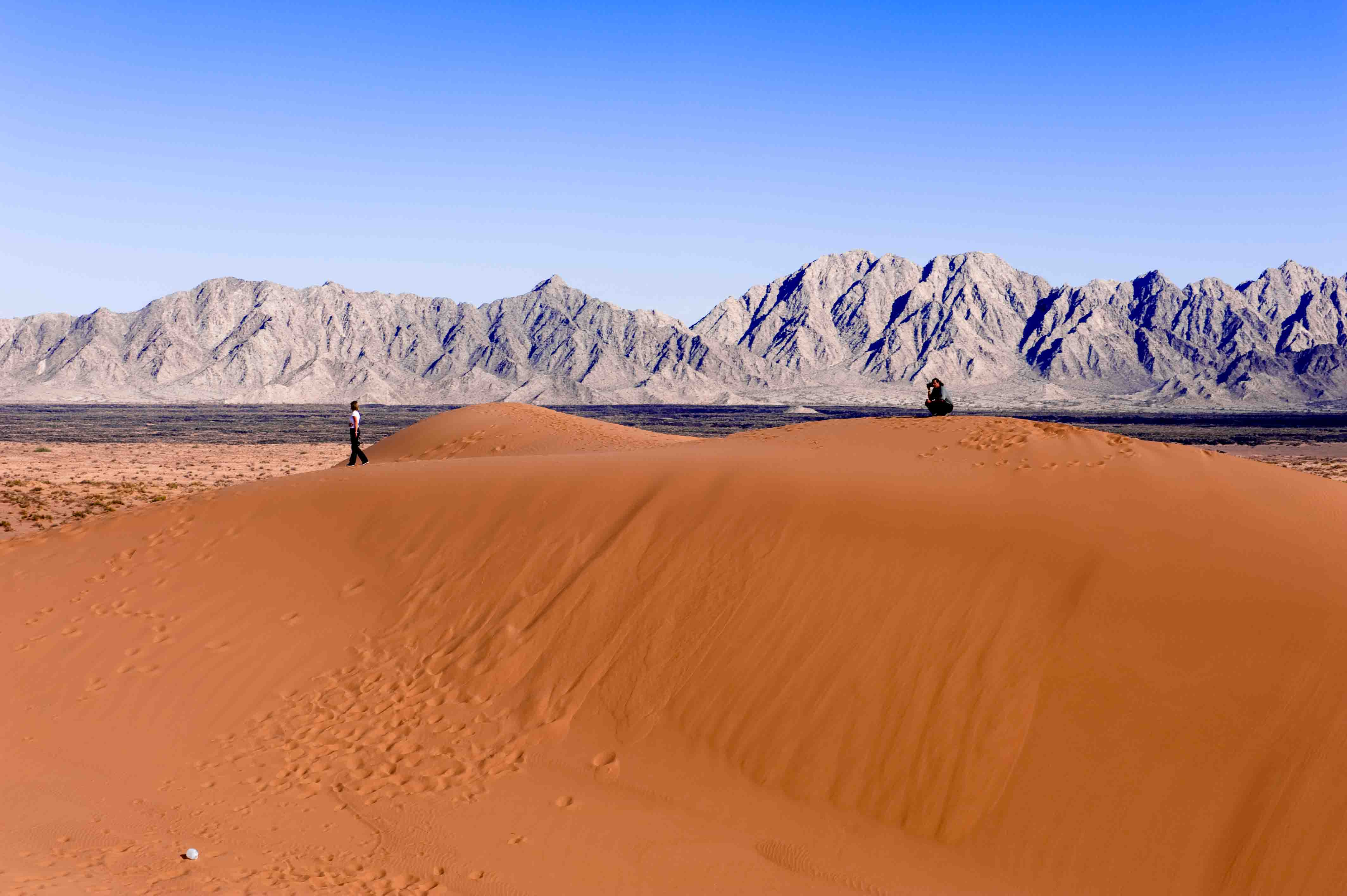
Desierto con dunas, Gran Desierto de Altar, Sonora
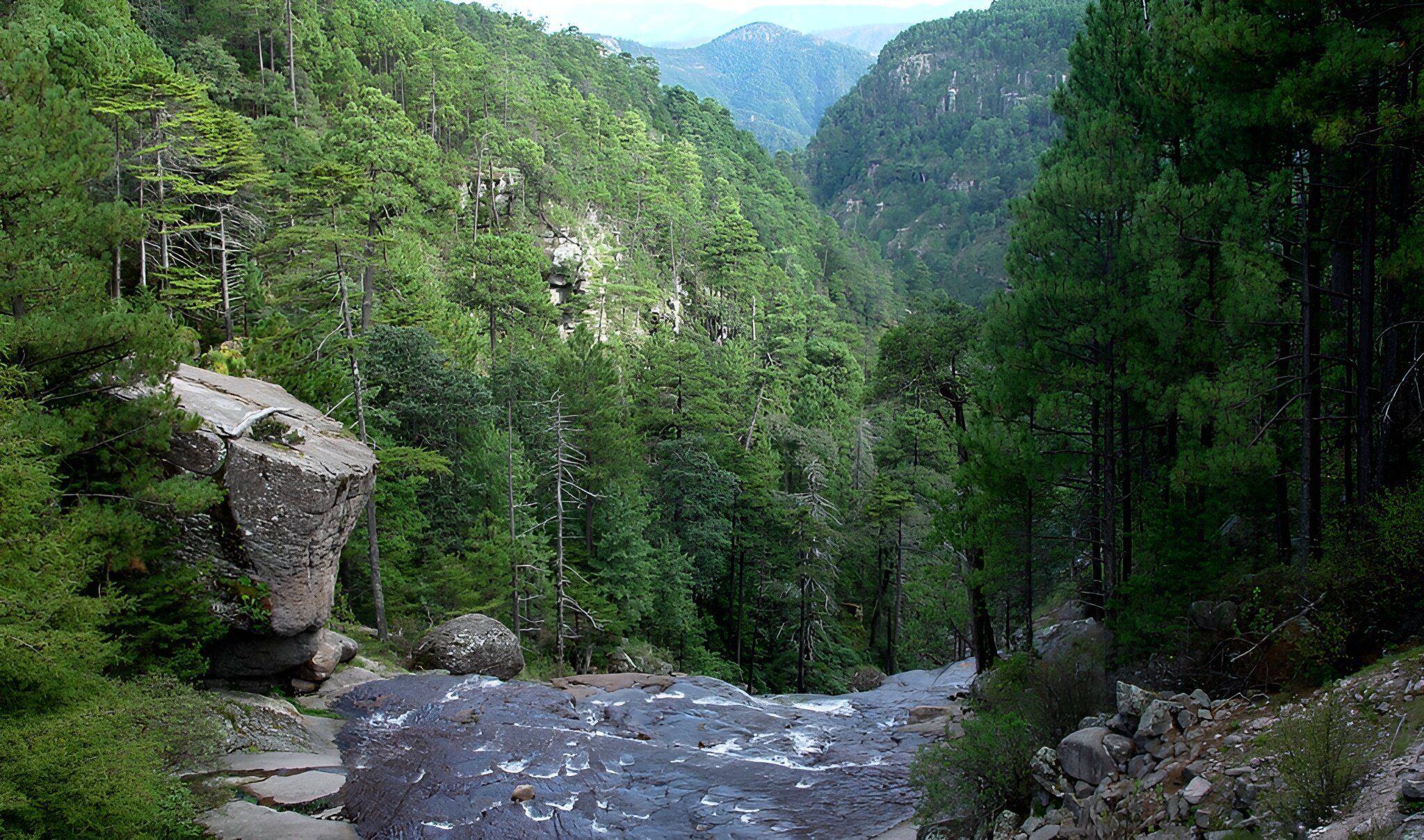
Bosque de coníferas, Mexiquillo, Durango
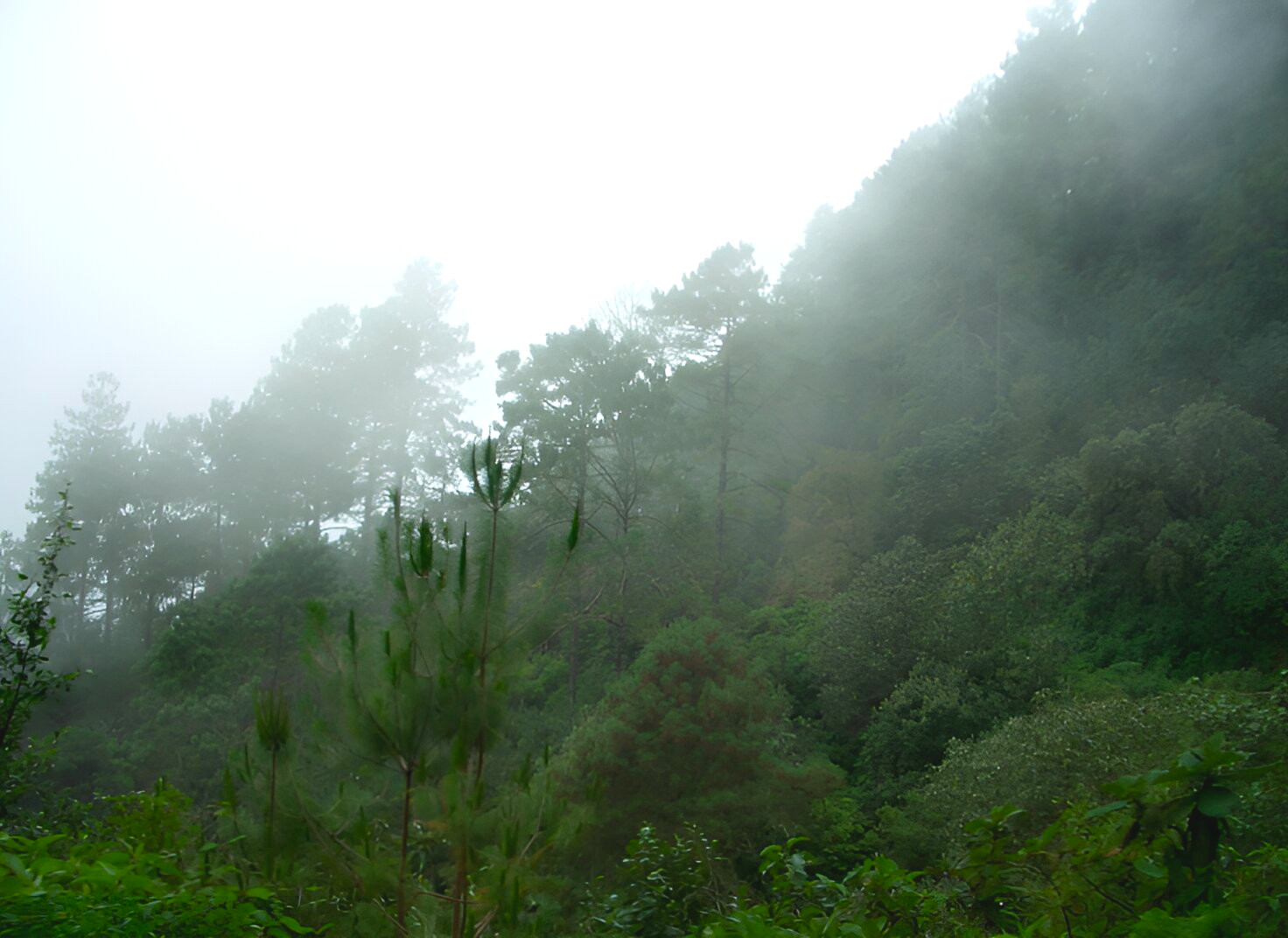
Bosque sub-tropical, Miahuatlán, Oaxaca
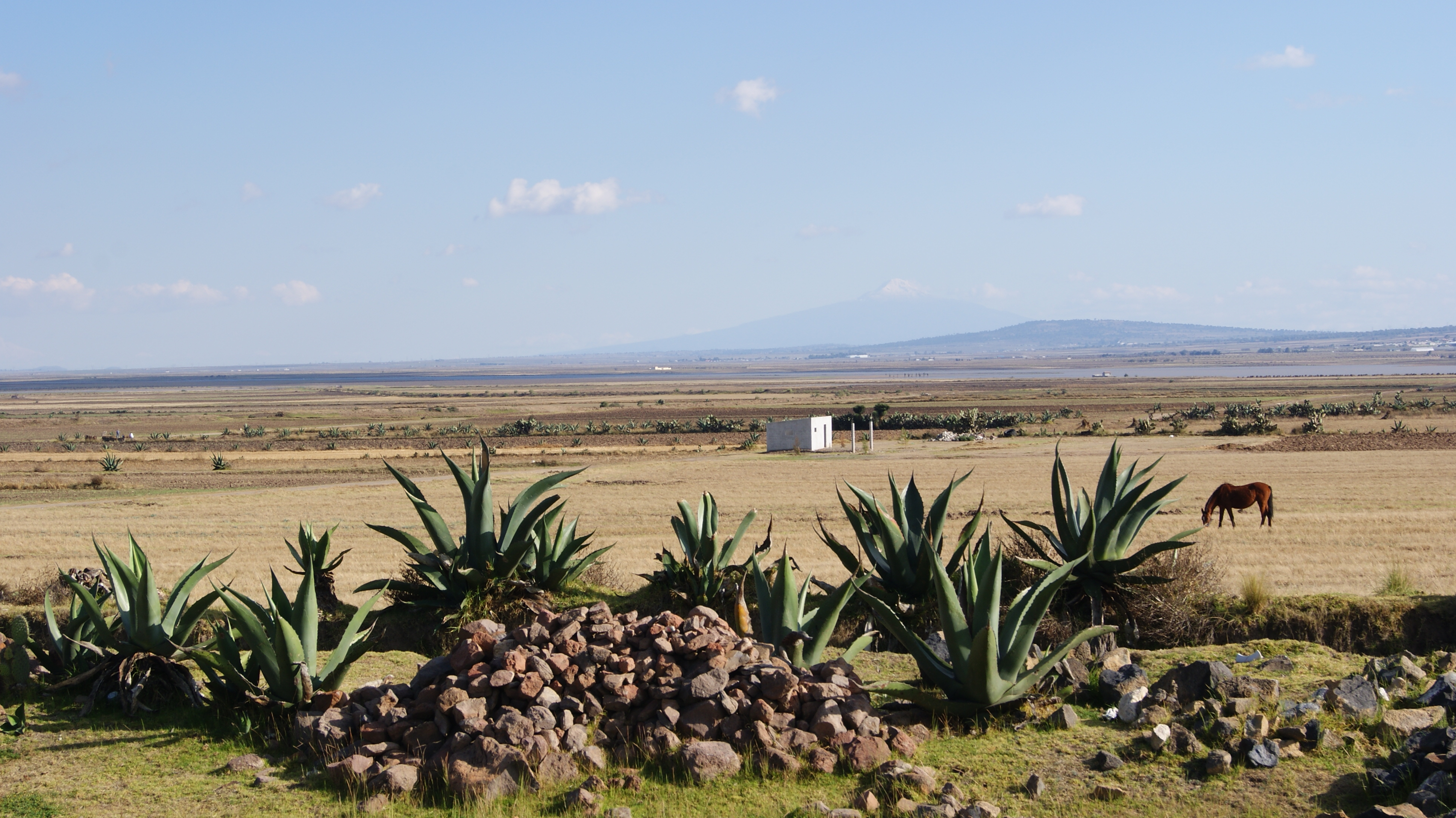
Altiplano sub-húmedo, Apan, Hidalgo
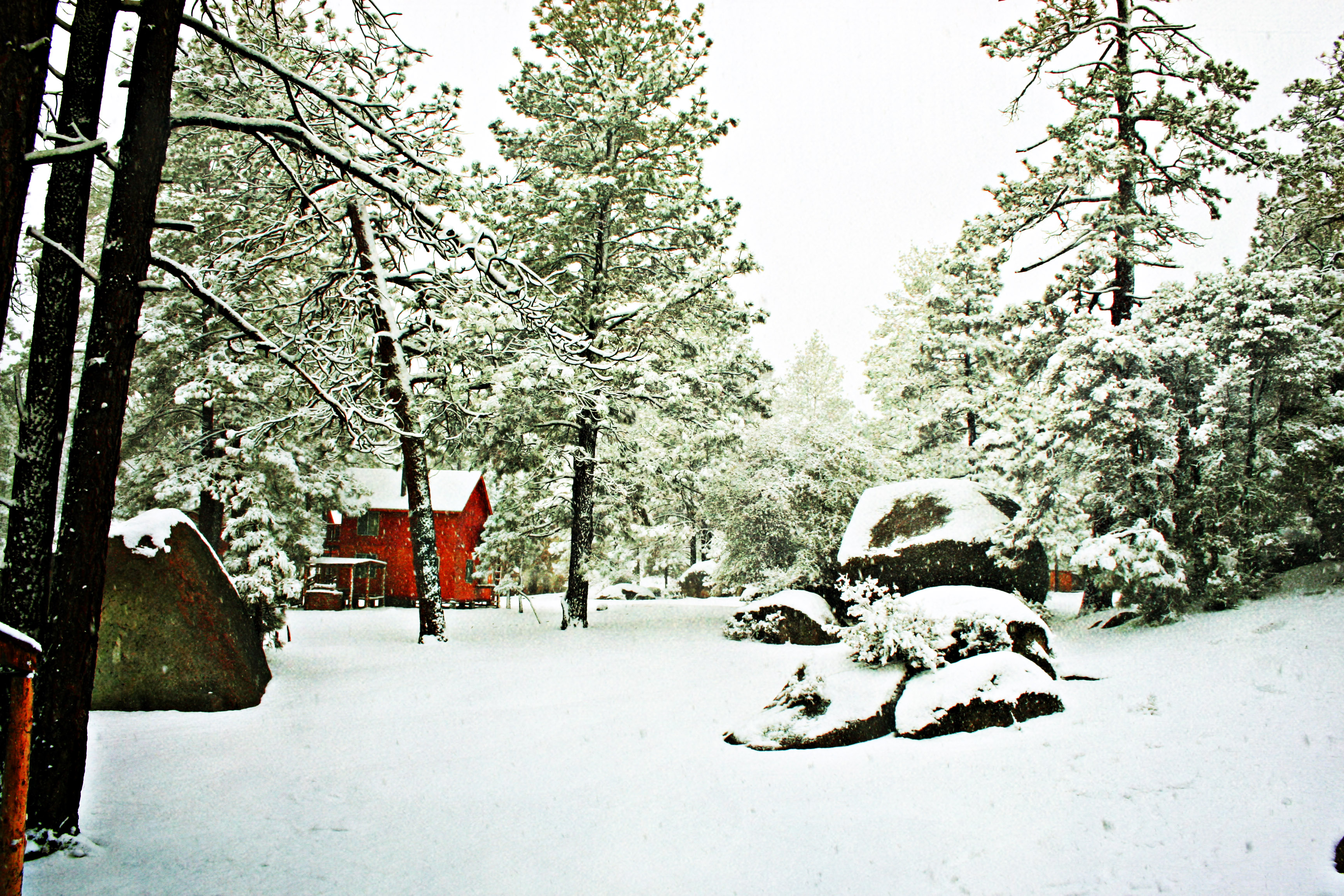
Bosque boreal, Sierra de Juárez, Baja California
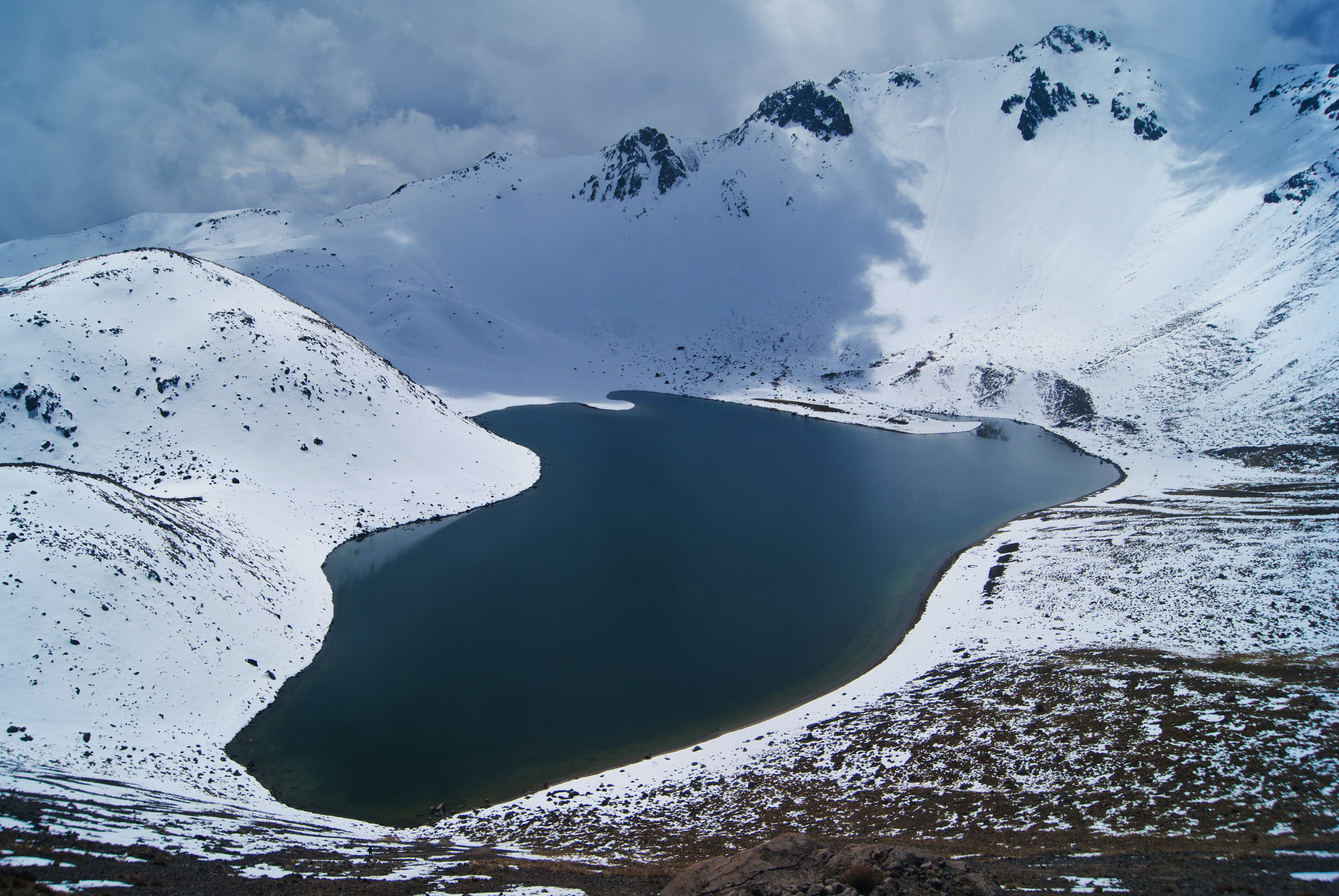
Alpino, Nevado de Toluca, Estado de México
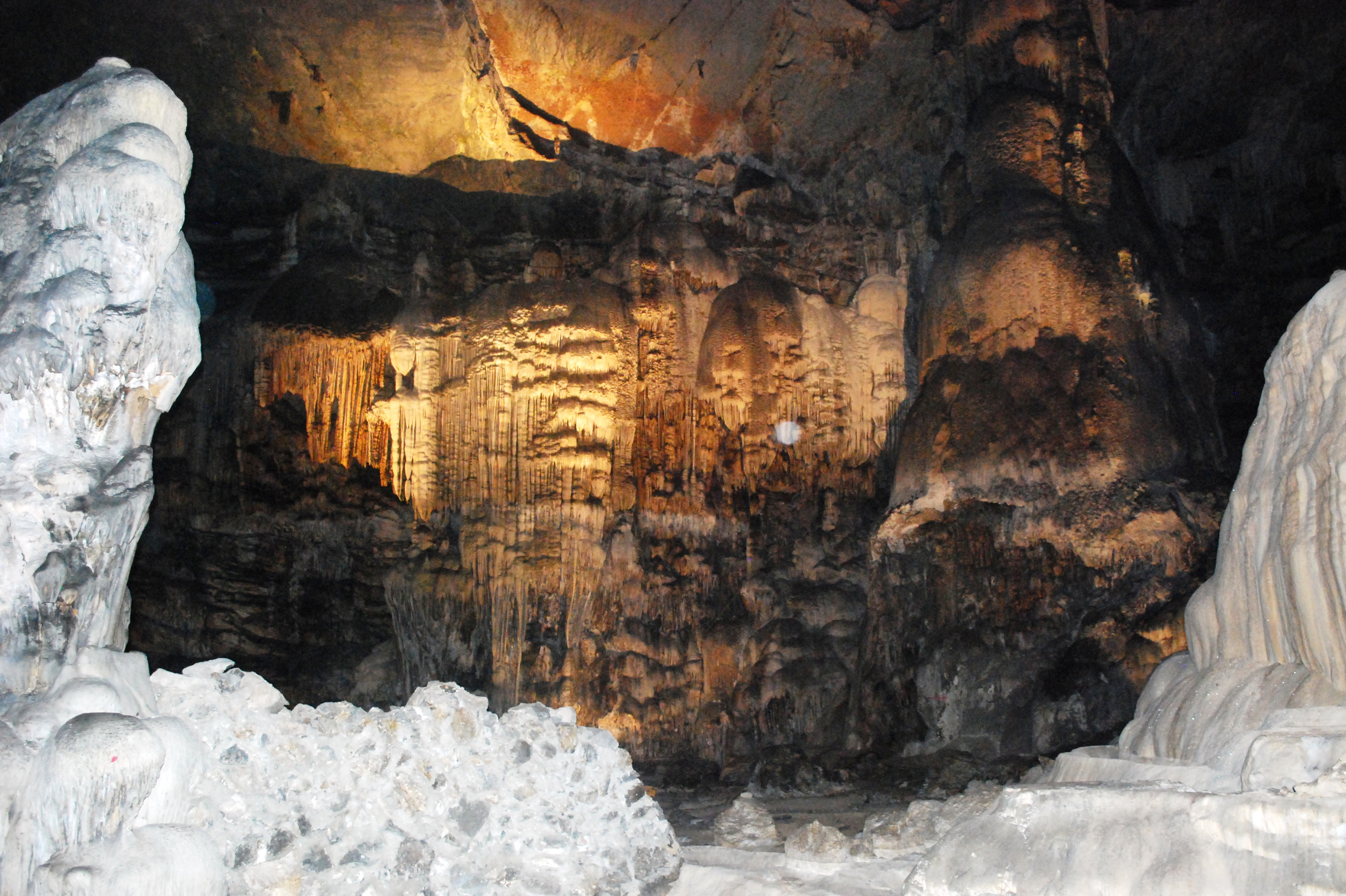
Cuevas, Cacahuamilpa, Guerrero

### Hidrografía

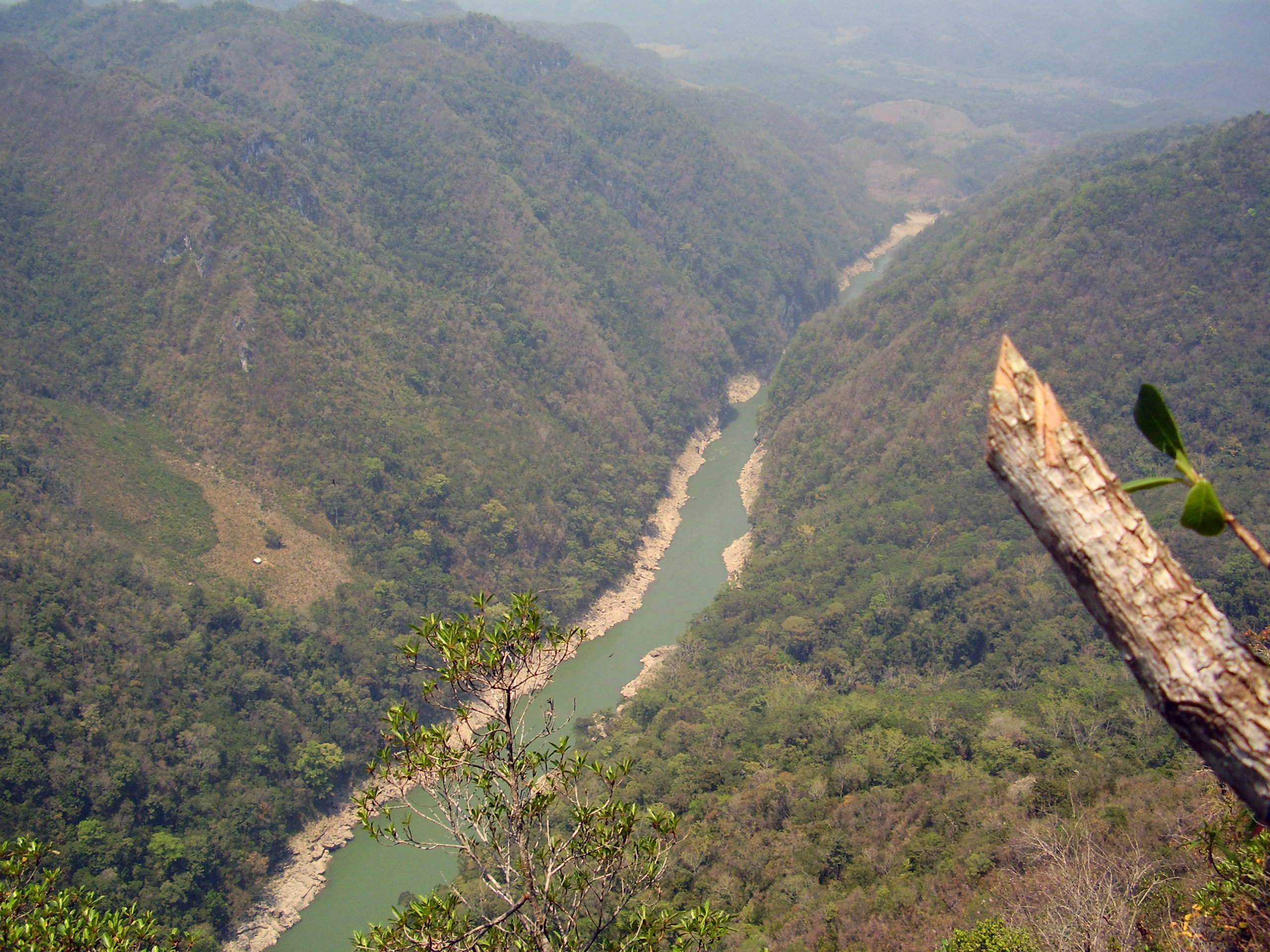
El río Usumacinta, en Tabasco.

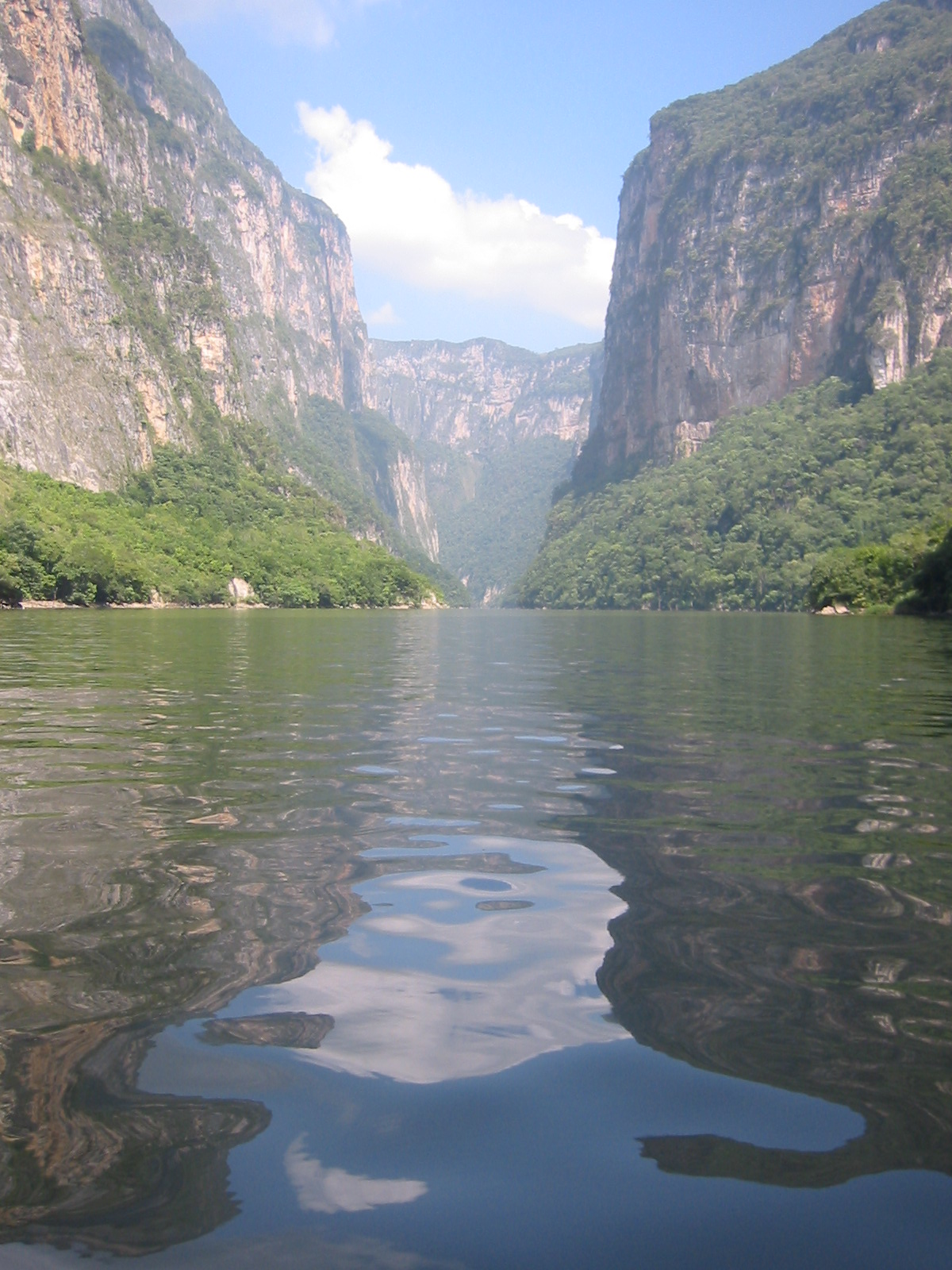
Cañón del Sumidero, río Grijalva, en Chiapas.

Los ríos de México se agrupan en tres vertientes. La vertiente del Pacífico, la del Golfo y la vertiente interior. El más largo de los ríos mexicanos es el Bravo, de la vertiente del Golfo. Este tiene una longitud de 3034 km, y sirve como límite con Estados Unidos. Otros ríos importantes son: el Usumacinta que es el más caudaloso de México y que sirve de límite internacional con Guatemala; el río Grijalva, el segundo más caudaloso del país, ambos ríos se unen en la planicie de Tabasco, conformando la cuenca hidráulica más caudalosa de México; y el río Pánuco, a cuya cuenca pertenece el Valle de México.
En el Pacífico desembocan los ríos Lerma, Santiago y Balsas, de vital importancia para las ciudades de las tierras altas de México; los ríos Sonora, Fuerte, Mayo, Yaqui y Piaxtla, que sostienen la próspera agricultura del noroeste del país, y el río Colorado, compartido con Estados Unidos. Los ríos interiores, es decir, aquellos que no desembocan en el mar, suelen ser cortos y con caudal escaso. Destacan el río Casas Grandes en Chihuahua, y el Nazas, en Durango. La mayor parte de los ríos de México tienen poco caudal, y casi ninguno de ellos es navegable.
México alberga numerosos lagos y lagunas en su territorio, pero de tamaño modesto. El más importante cuerpo interior de agua es el lago de Chapala, en el estado de Jalisco, y que a causa de la sobreexplotación está en riesgo de desaparecer. Otros lagos importantes son el lago de Pátzcuaro, de Zirahuén y de Cuitzeo, todos ellos en Michoacán. Además, la construcción de presas ha propiciado la formación de lagos artificiales, como el de las «Mil Islas», en Oaxaca.

### Biodiversidad
México es uno de los 17 países megadiversos del mundo. Con alrededor de 200 000 especies diferentes; es hogar del 10 al 12 % de la biodiversidad mundial. Se encuentra en el primer lugar en biodiversidad de reptiles con 864 especies conocidas, segundo en mamíferos con 564 especies, cuarto en anfibios con 376 especies, el undécimo en aves con alrededor de 1128 especies y cuarto en flora, con 26 000 diferentes especies. México es también considerado el segundo país en el mundo en ecosistemas y el cuarto en total de especies. Aproximadamente 2500 especies están protegidas por la legislación mexicana. El gobierno mexicano creó el Sistema Nacional de Información acerca de la Biodiversidad, que se encarga de estudiar y promover el uso sustancial de los ecosistemas.
En México, hay 187 Áreas naturales protegidas de carácter federal de las cuales 148 cuentan con superficie exclusivamente terrestre, 31 cuentan con superficie terrestre y marina y 6 exclusivamente marina que representan 90 958 494 hectáreas, de los cuales 21 499 881 hectáreas corresponden a superficie terrestre protegida que representan el 10.94 % de la superficie terrestre nacional, en cuanto a superficie marina se protegen 69 458 613 hectáreas lo que corresponde al 22.05 % de la superficie marina del territorio nacional. Se incluyen 44 reservas de la biosfera (ecosistemas inalterados), 67 parques nacionales, 5 monumentos naturales, 42 áreas para proteger la flora y la fauna, 9 áreas de protección de recursos naturales y 18 santuarios (zonas con rica diversidad de especies), además hay 41 reservas de la biosfera declaradas por la Unesco y 6 de ellas han sido declaradas patrimonio natural de la humanidad. Igualmente hay 384 áreas destinadas voluntariamente a la conservación que protegen 631 743.49 hectáreas.

Fauna y flora endémica de México
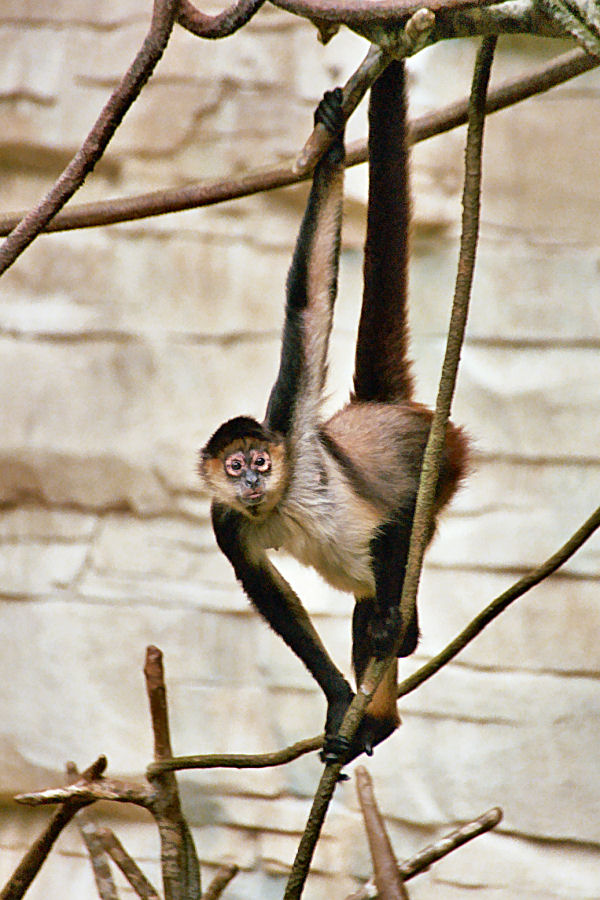
Mono araña
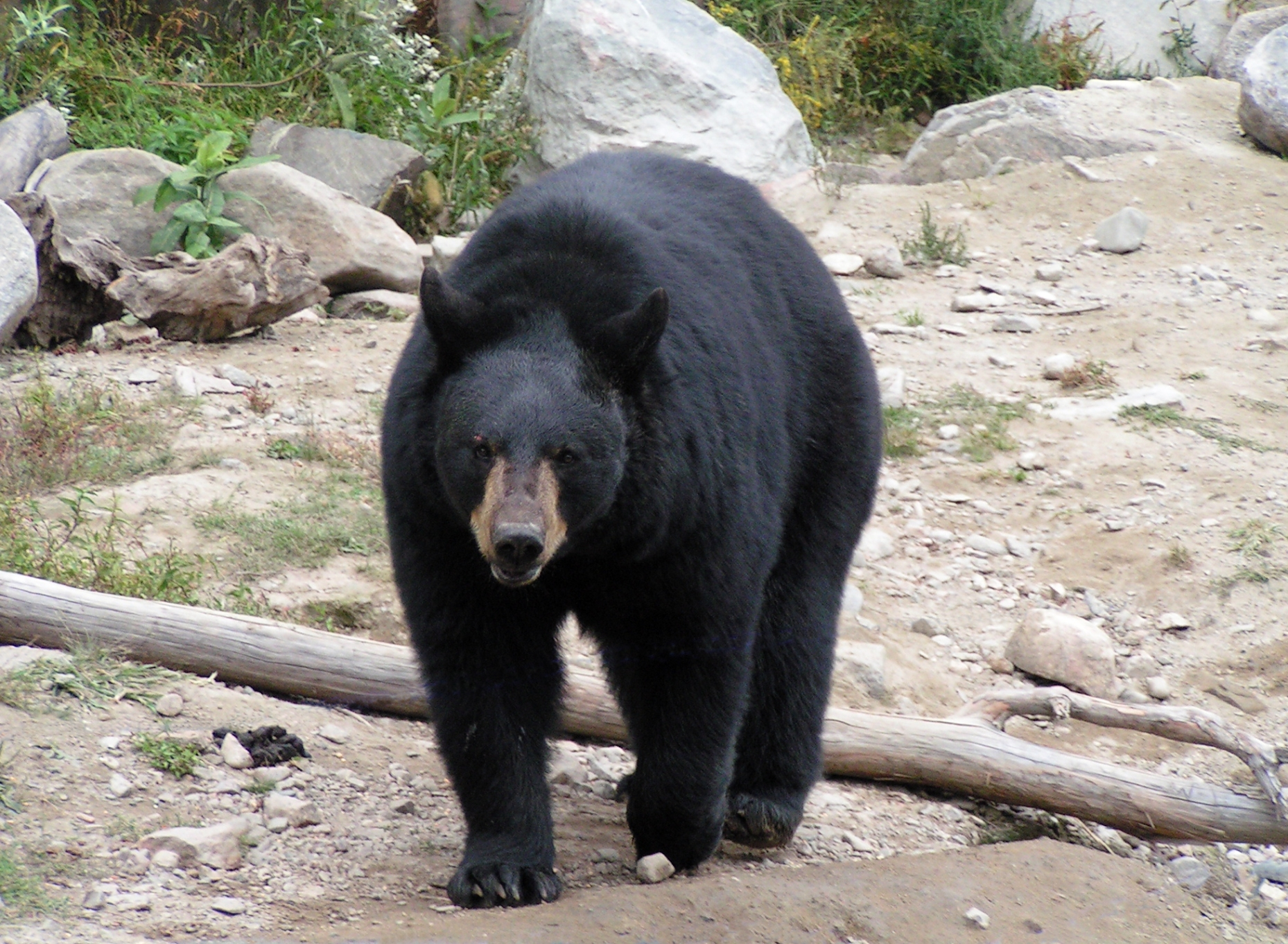
Oso negro
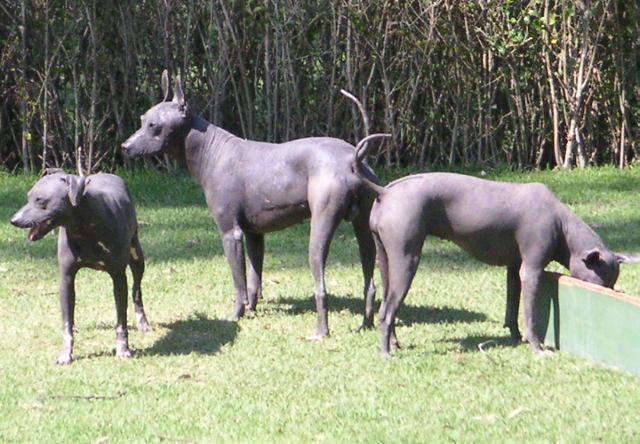
Perro xoloitzcuintle
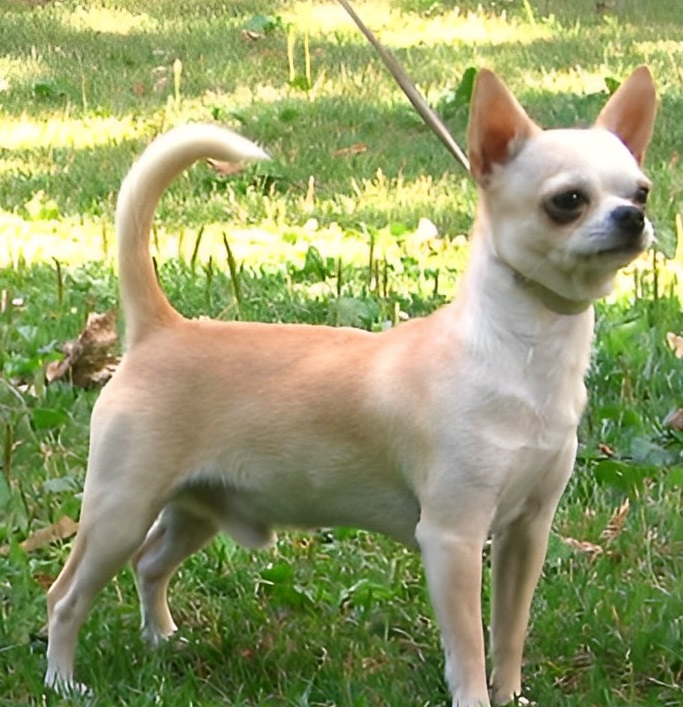
Perro chihuahueño
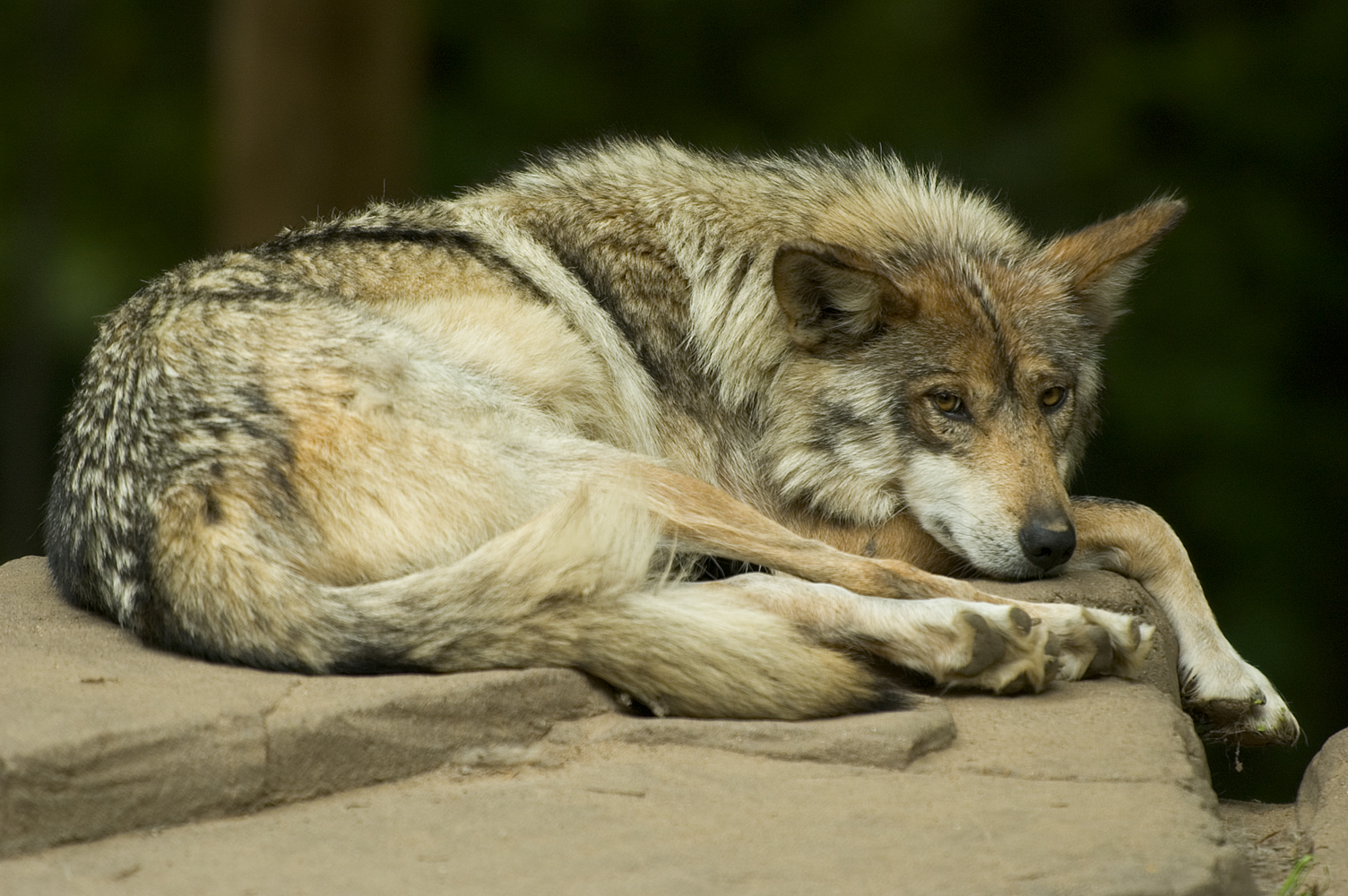
Lobo mexicano
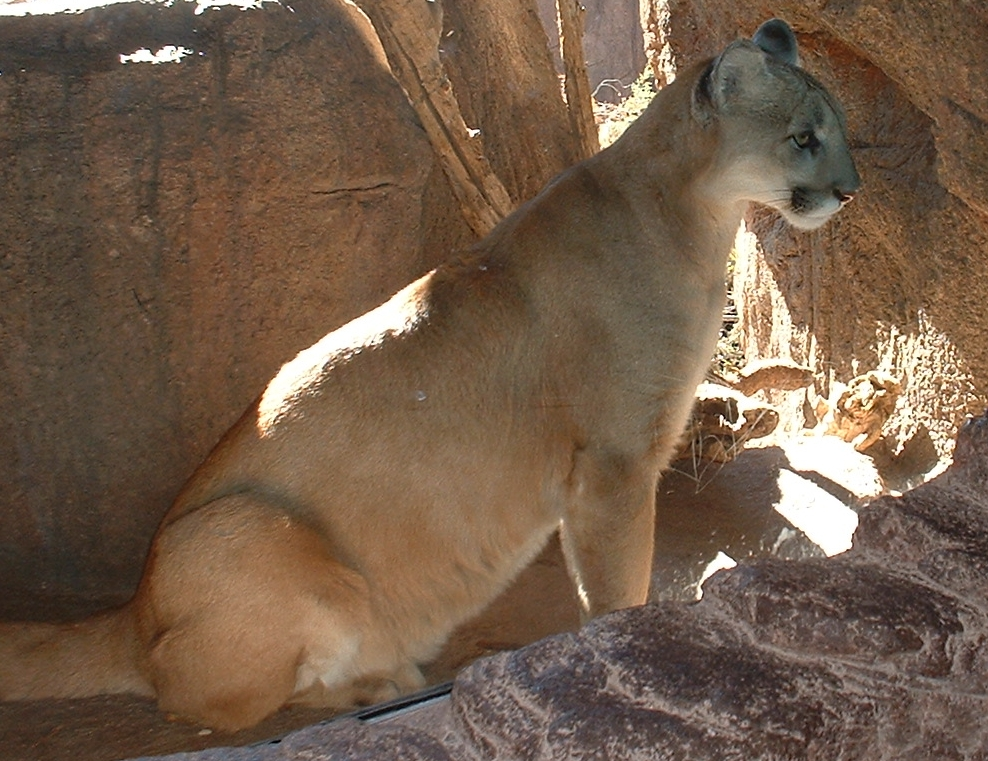
Puma
Jaguar (ocelote)
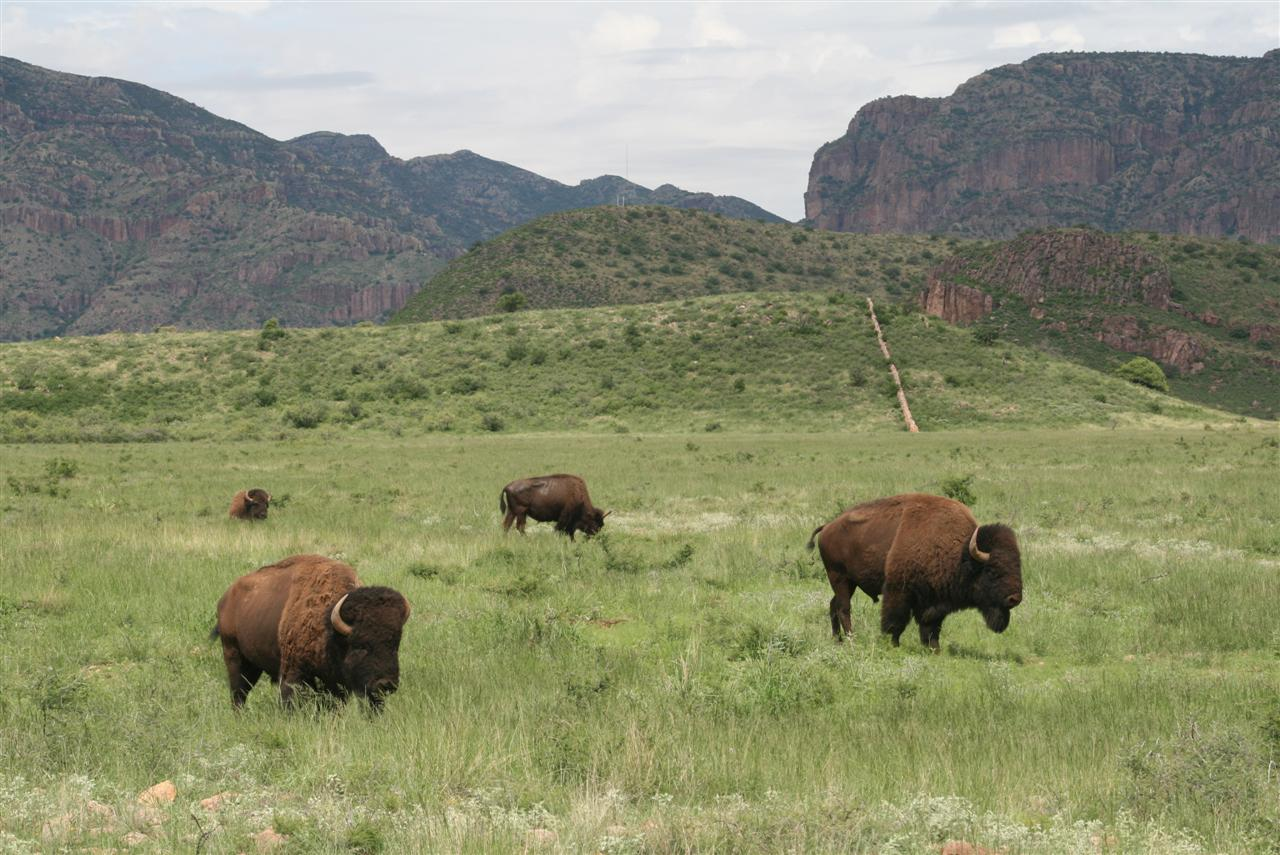
Búfalo (bisonte americano)
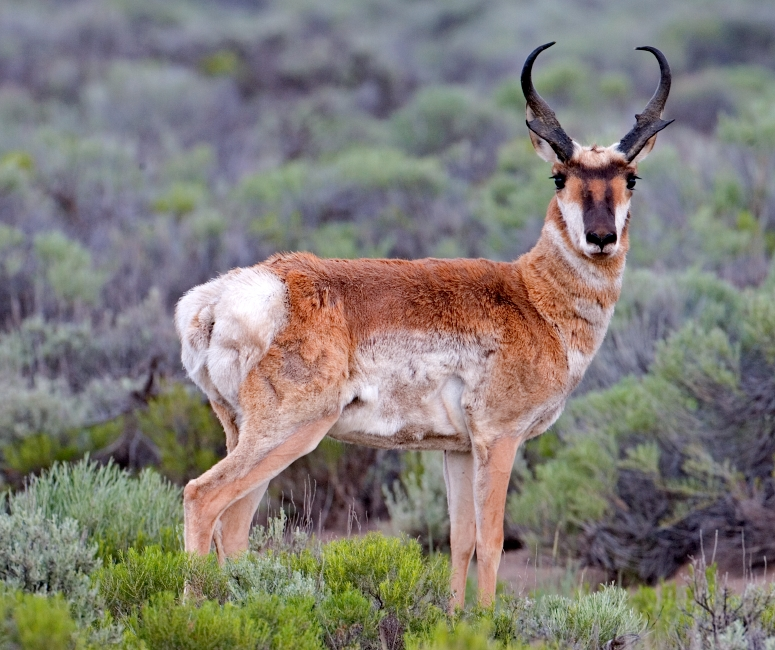
Antílope americano
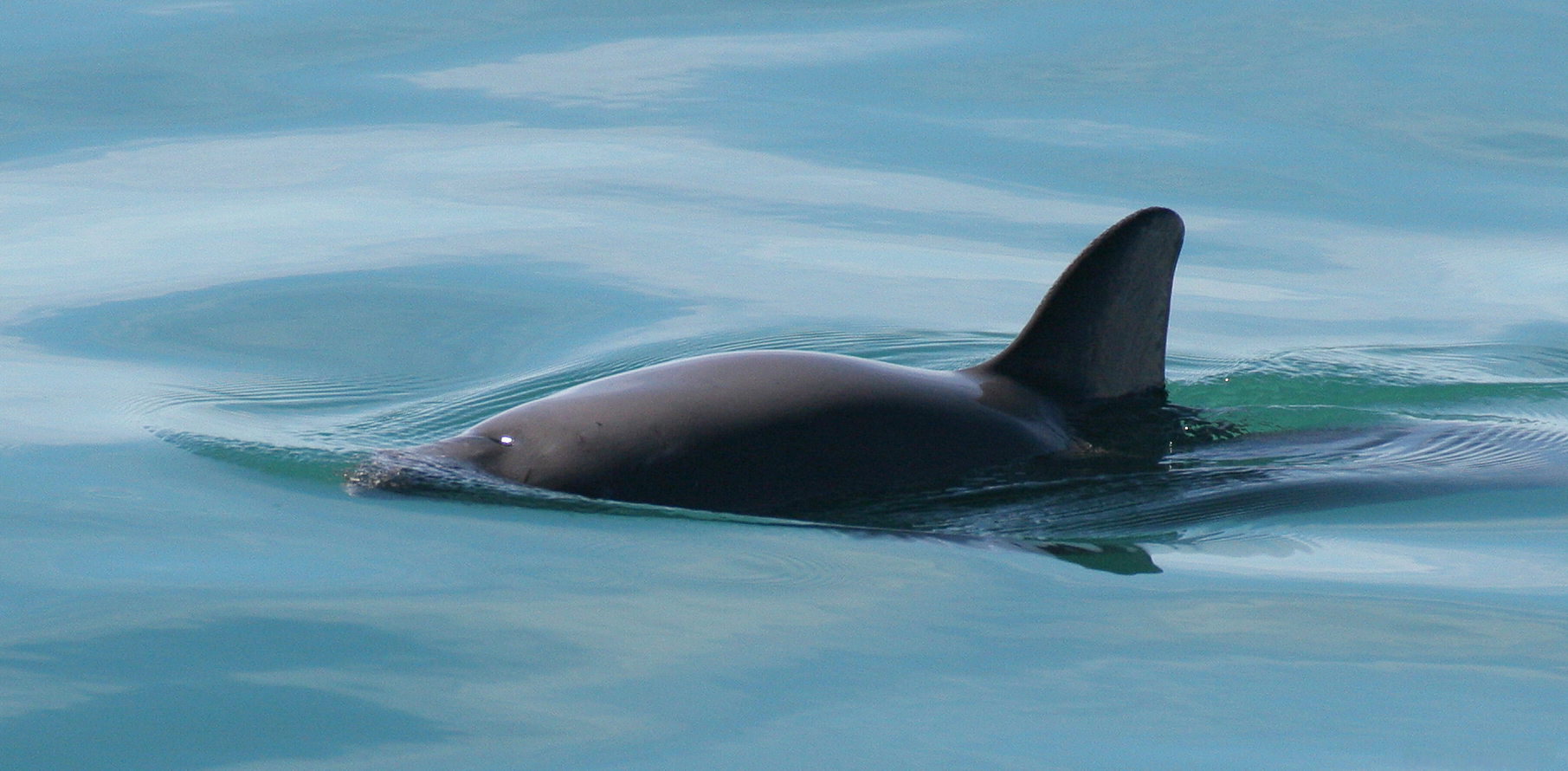
Vaquita marina
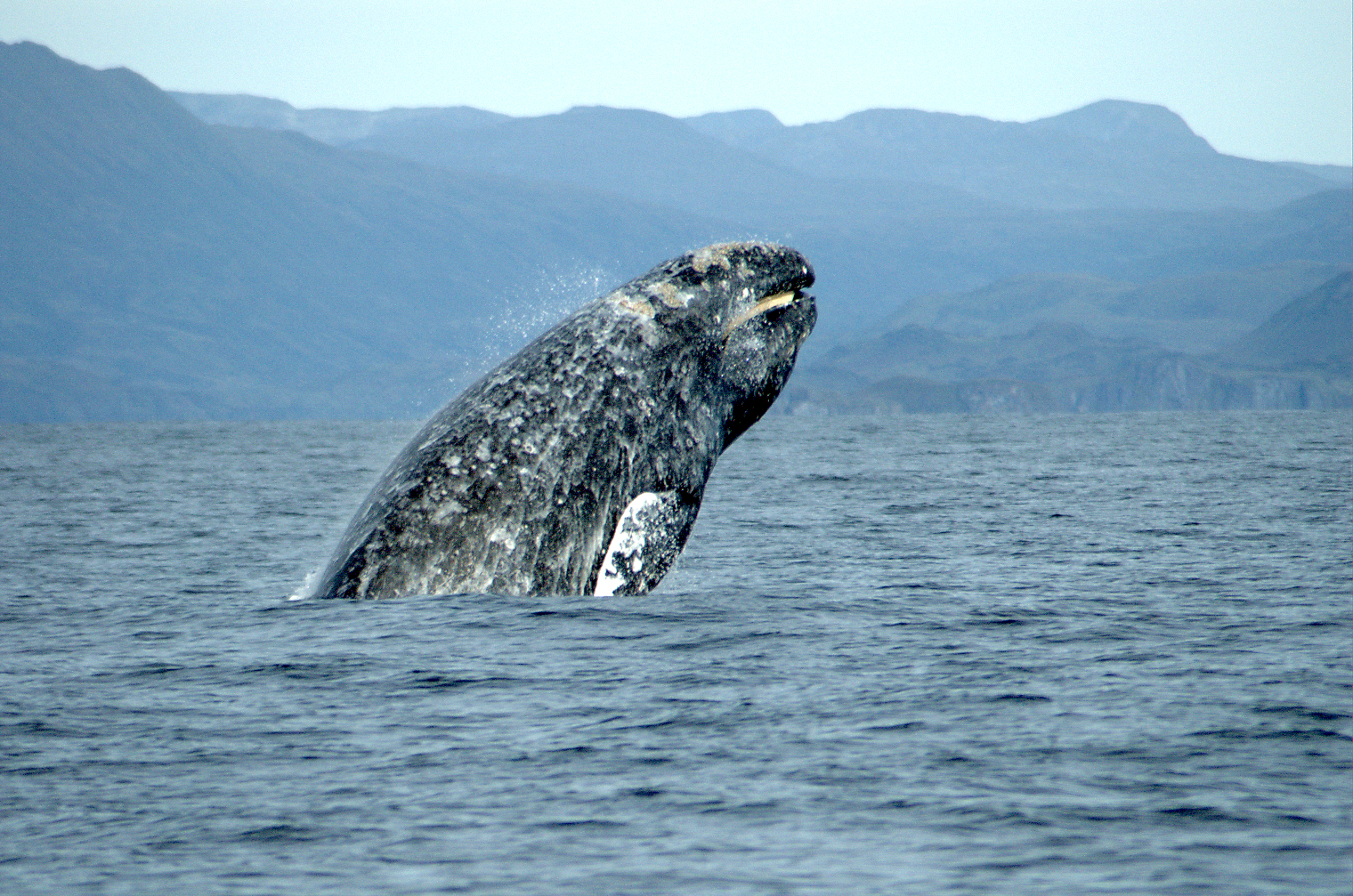
Ballena gris
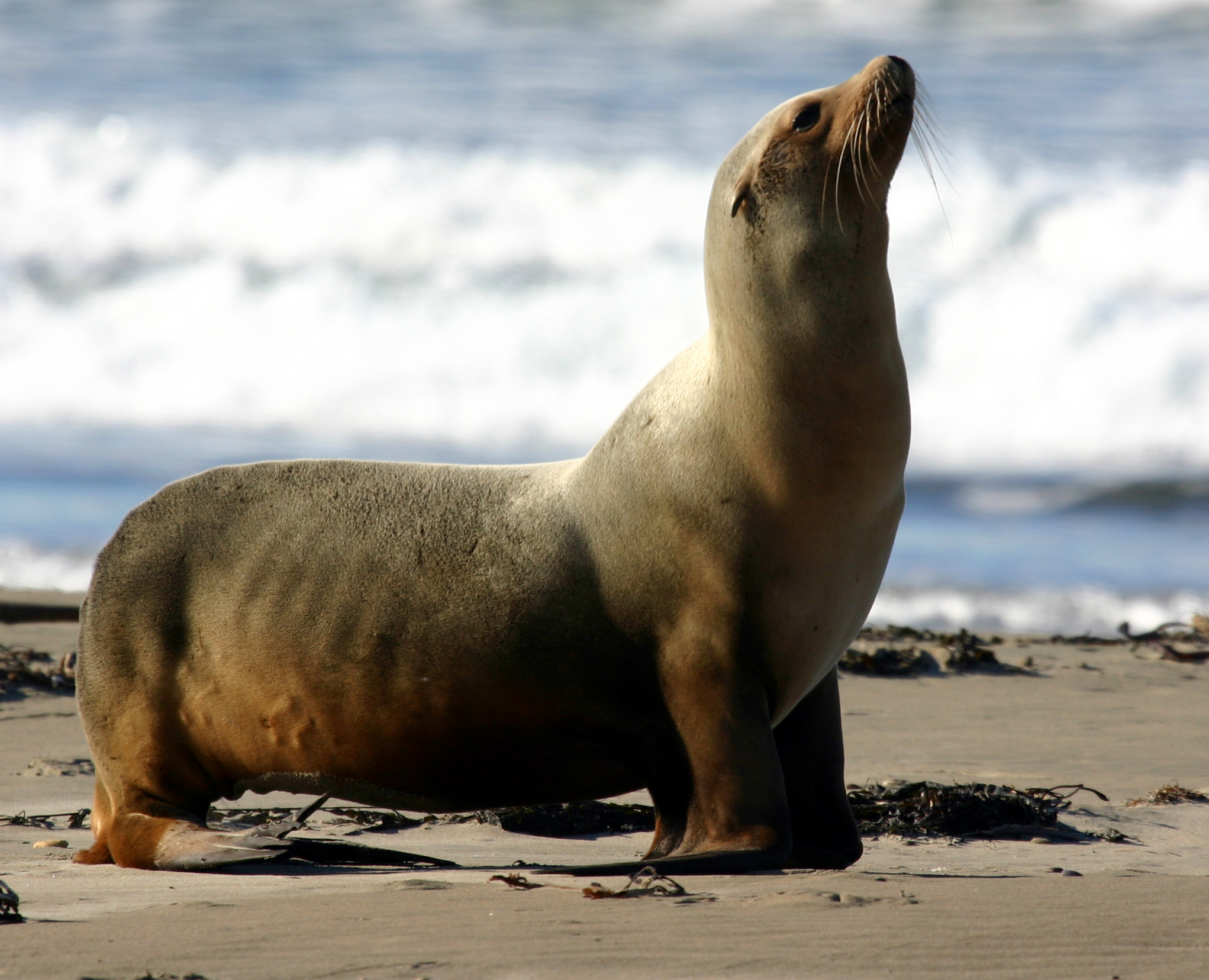
Lobo marino
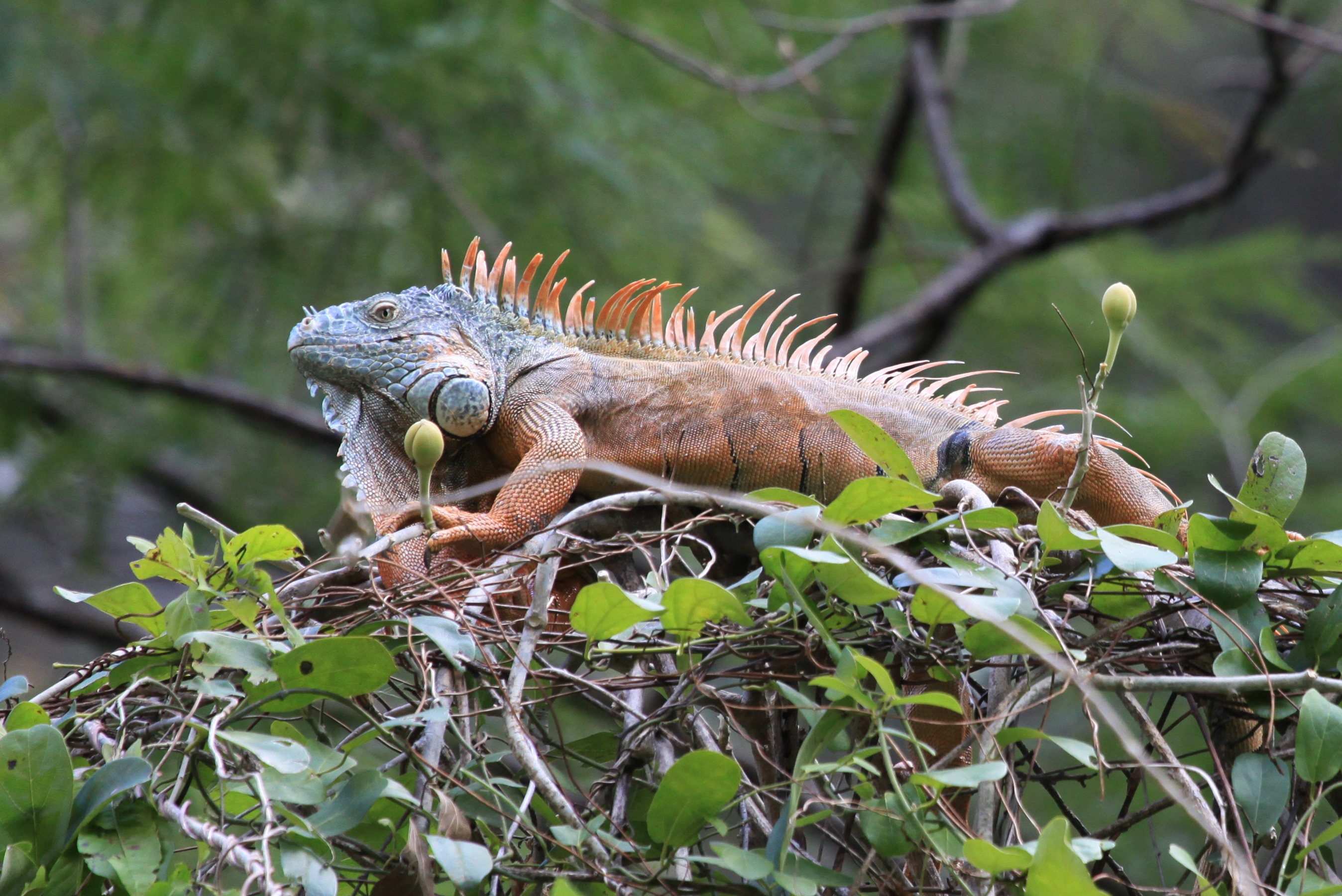
Iguana
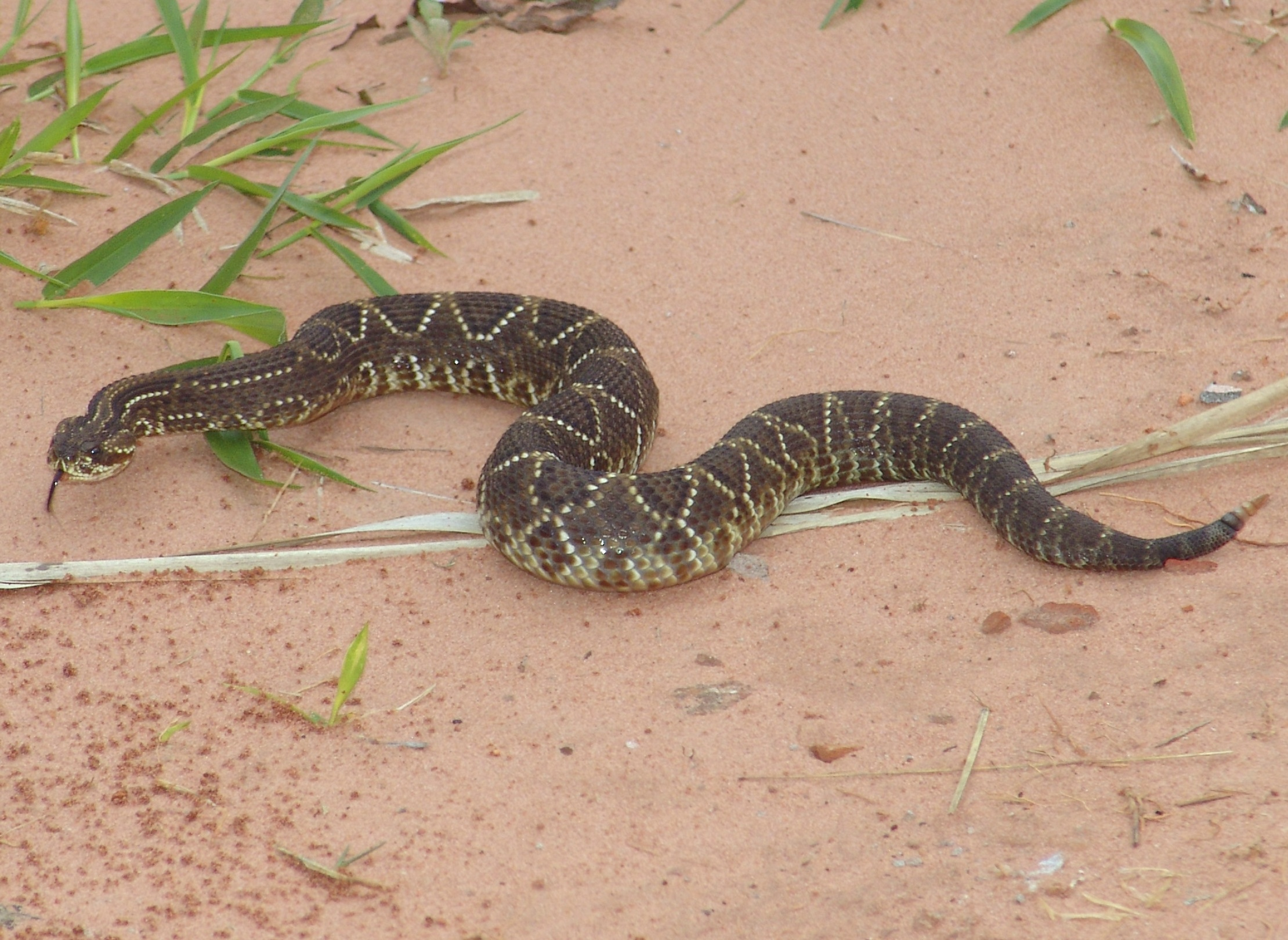
Víbora de cascabel
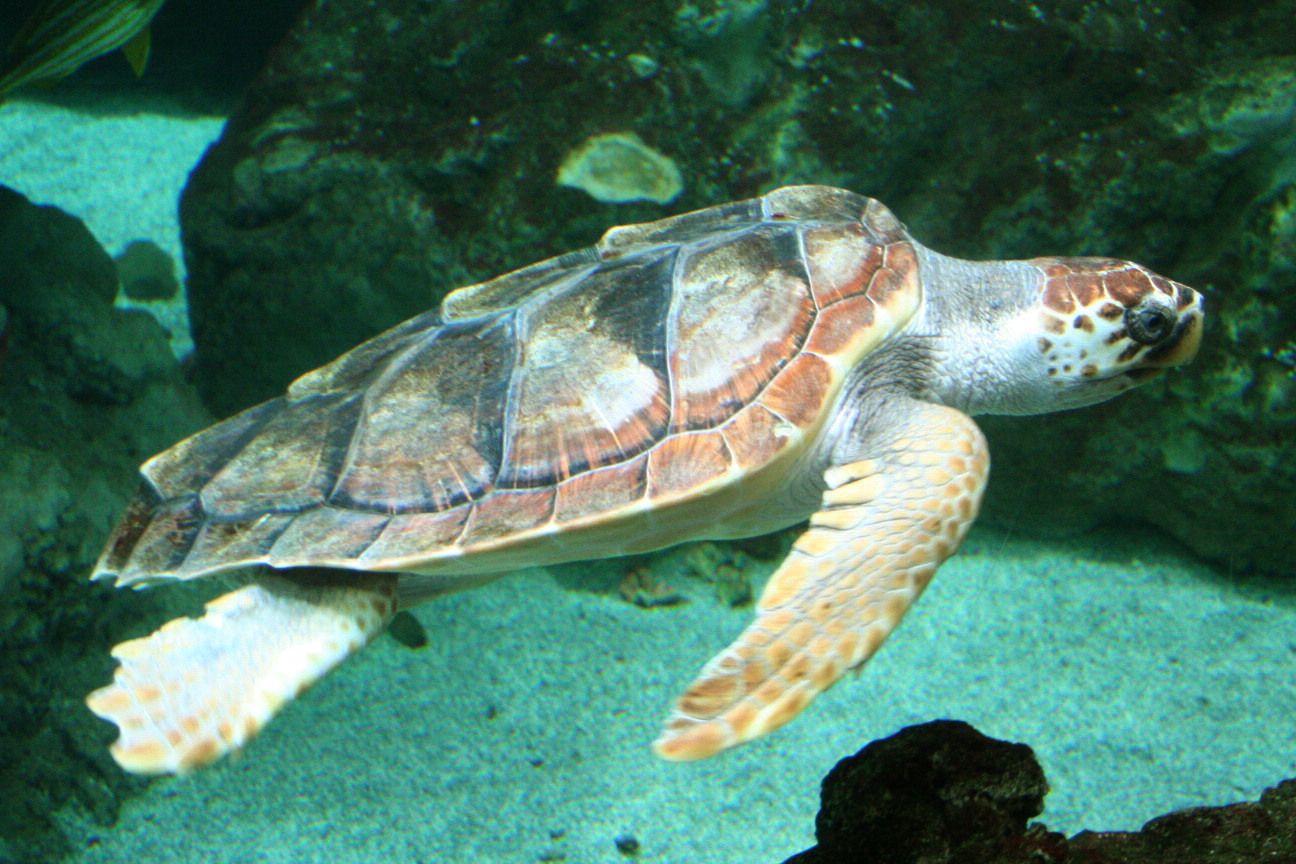
Tortuga caguama
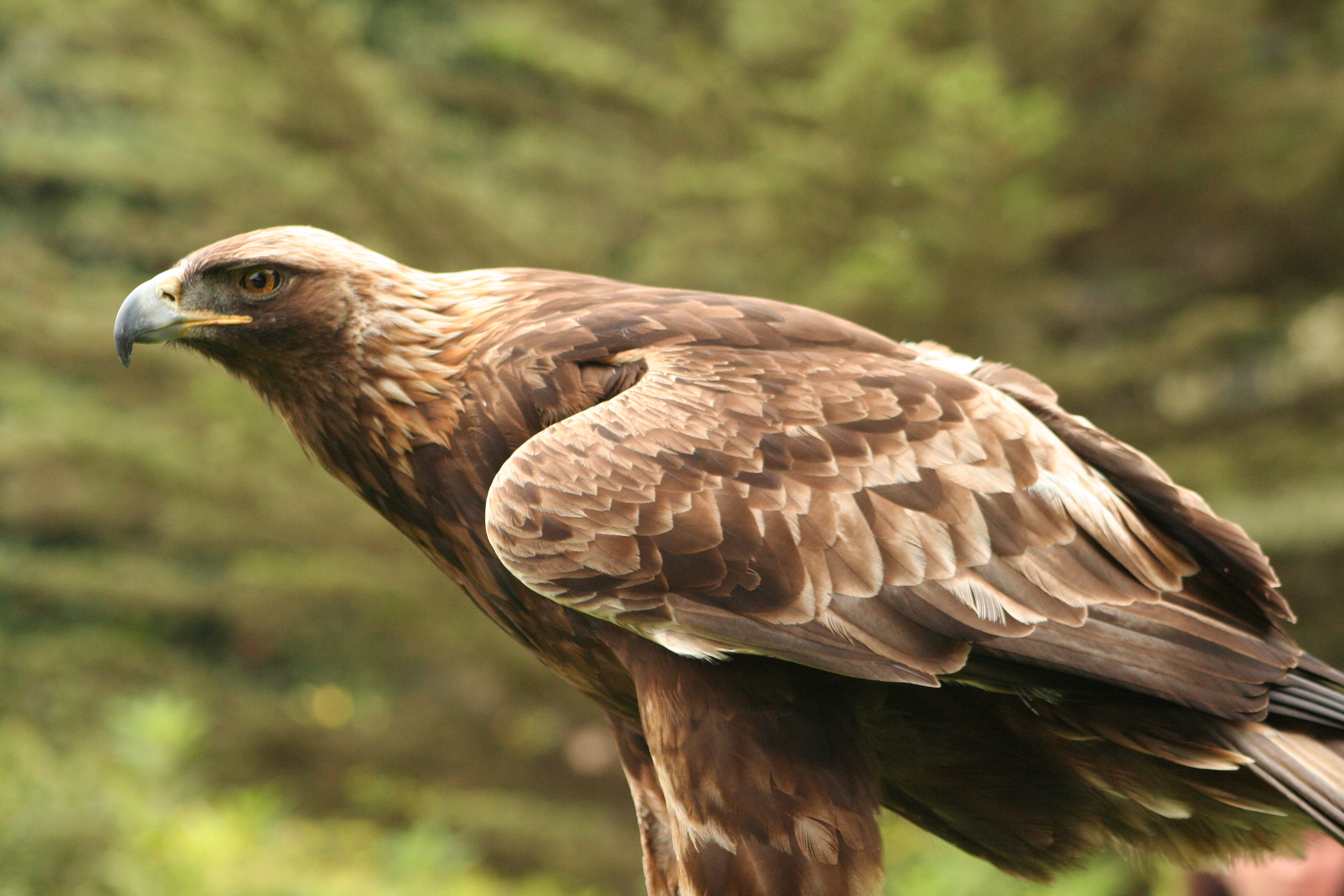
Águila real
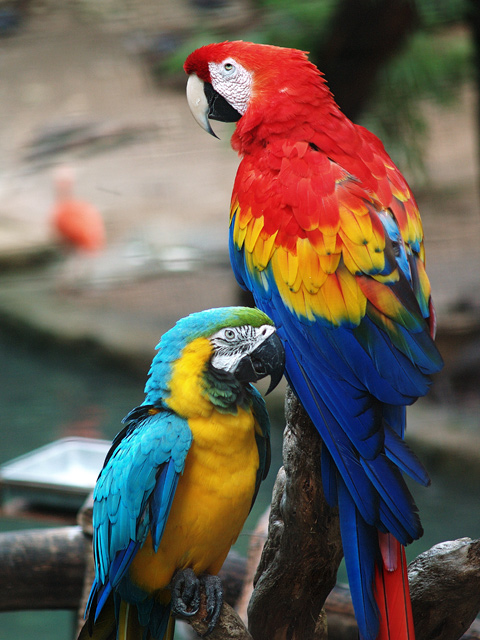
Guacamaya
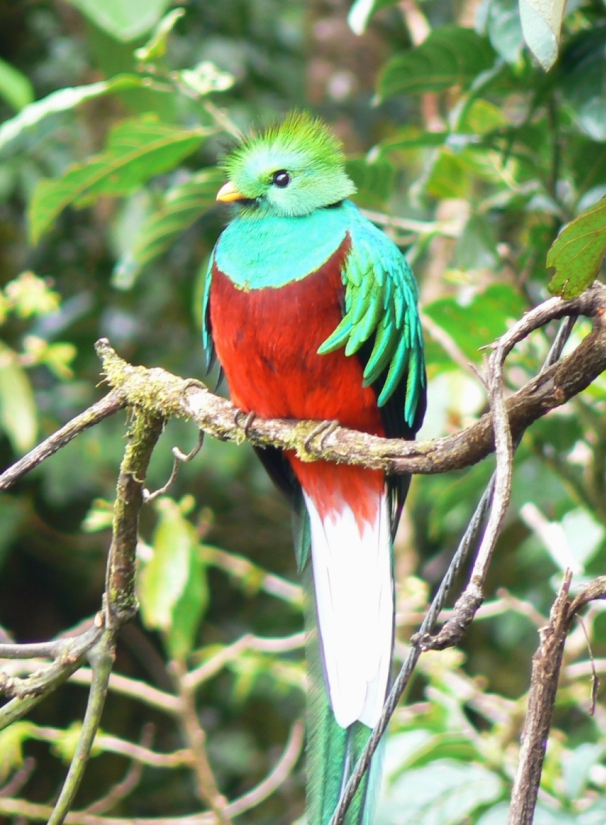
Quetzal
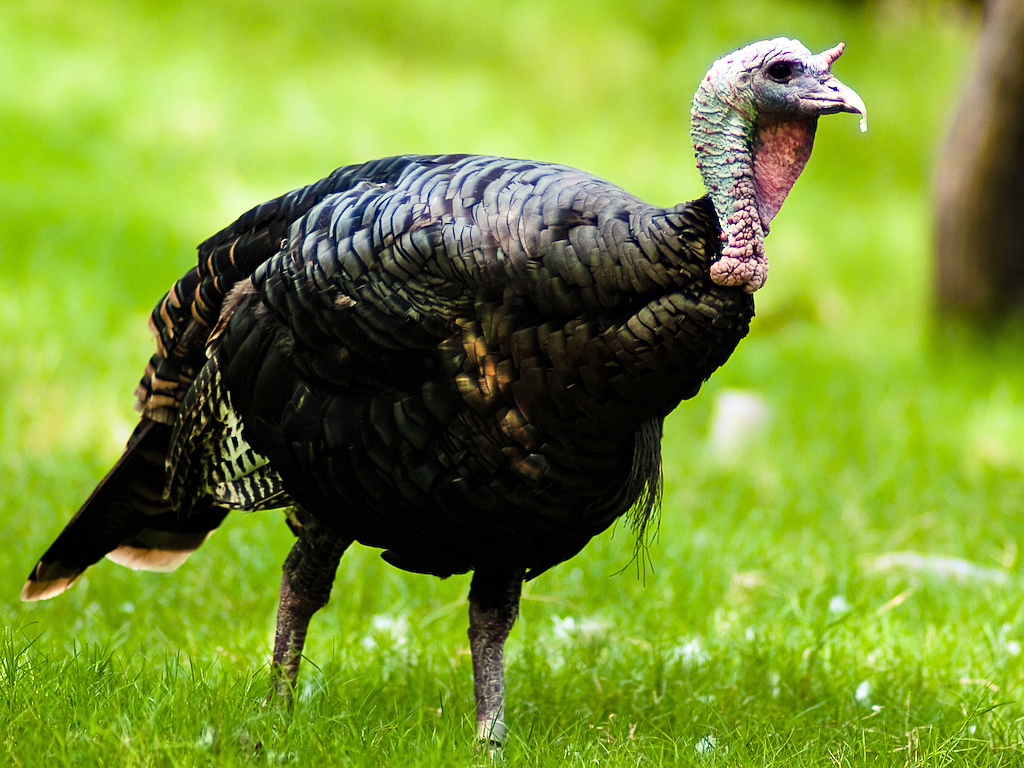
Guajolote (pavo)
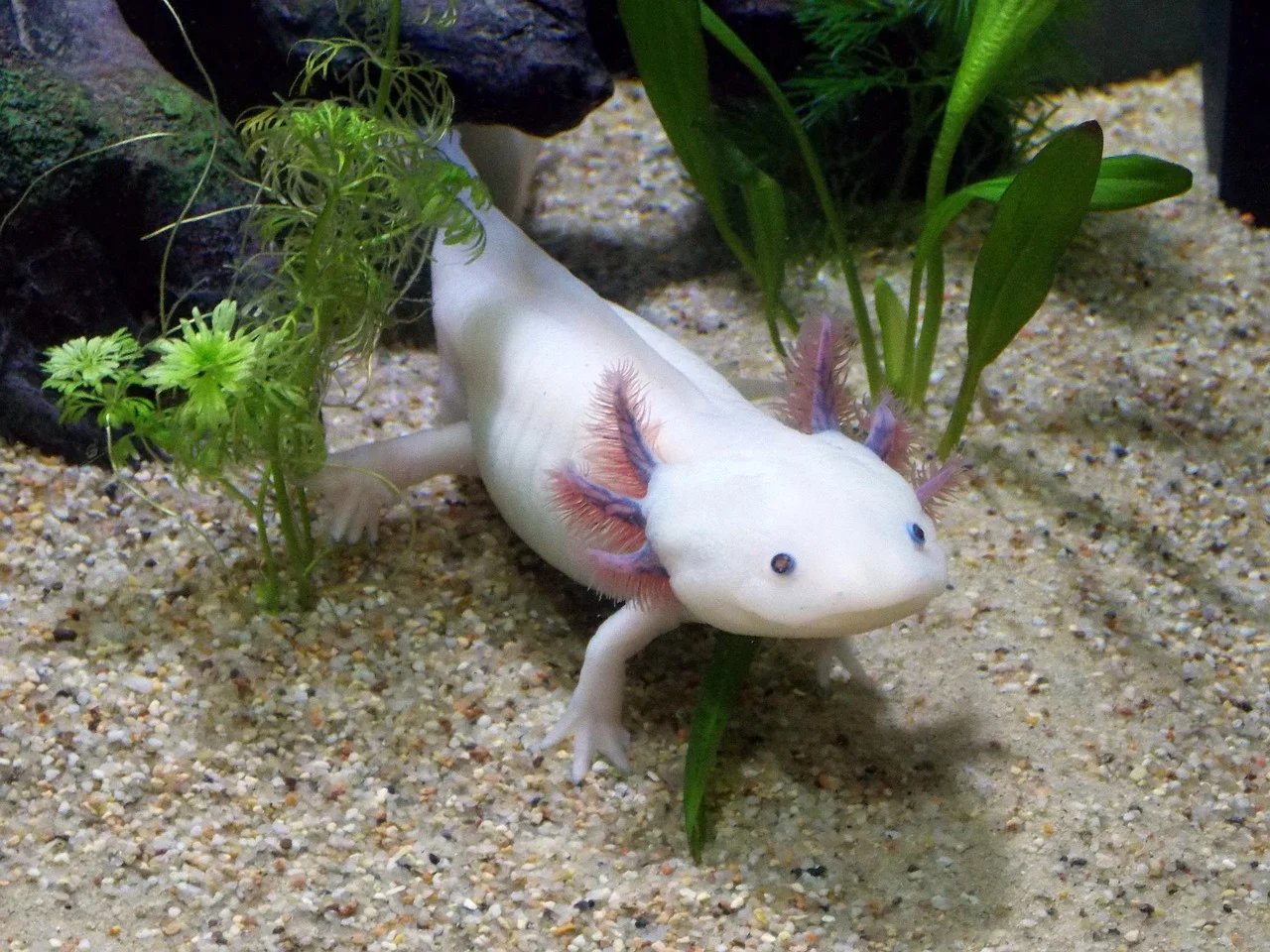
Ajolote
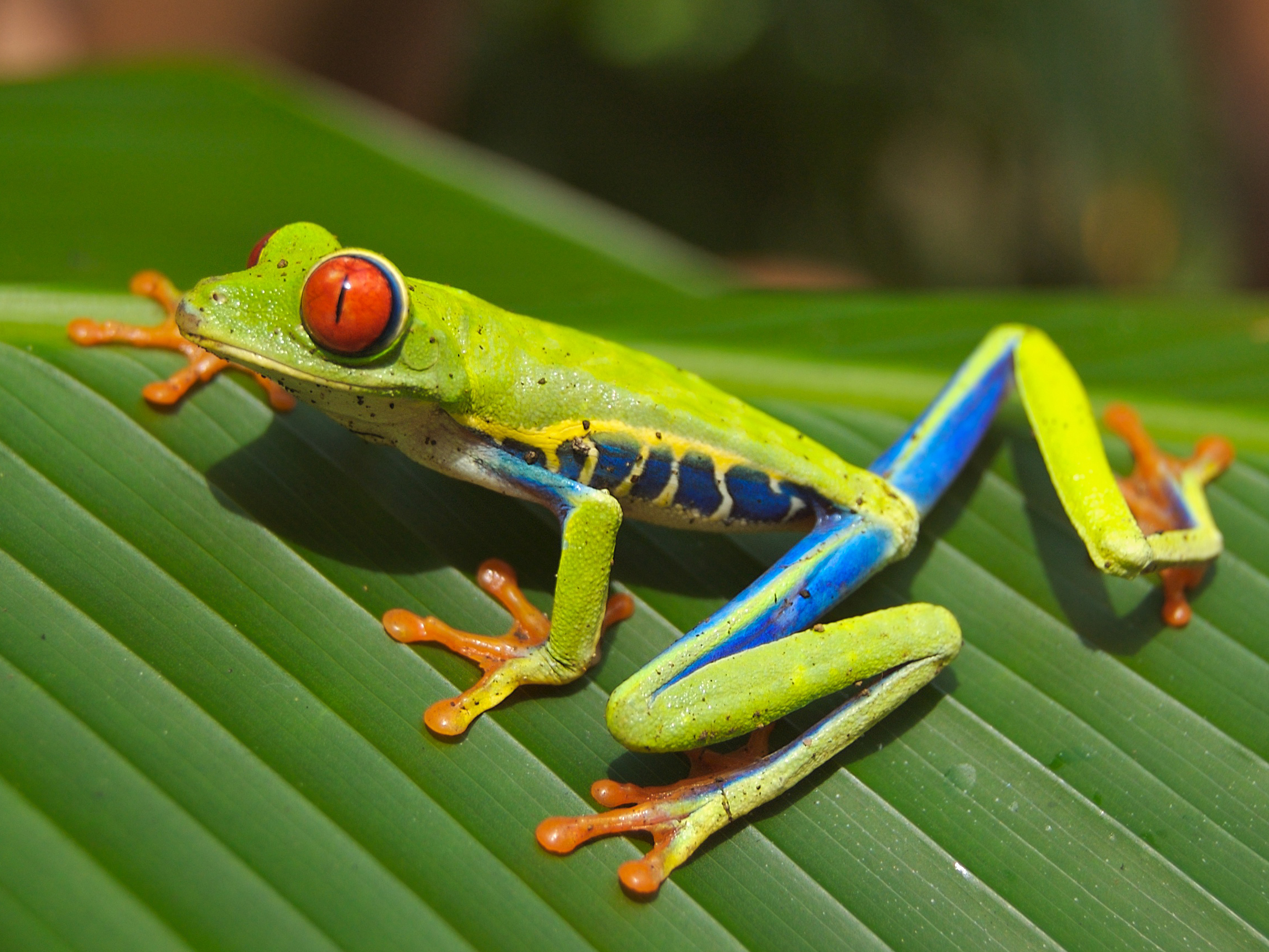
Rana de ojos rojos
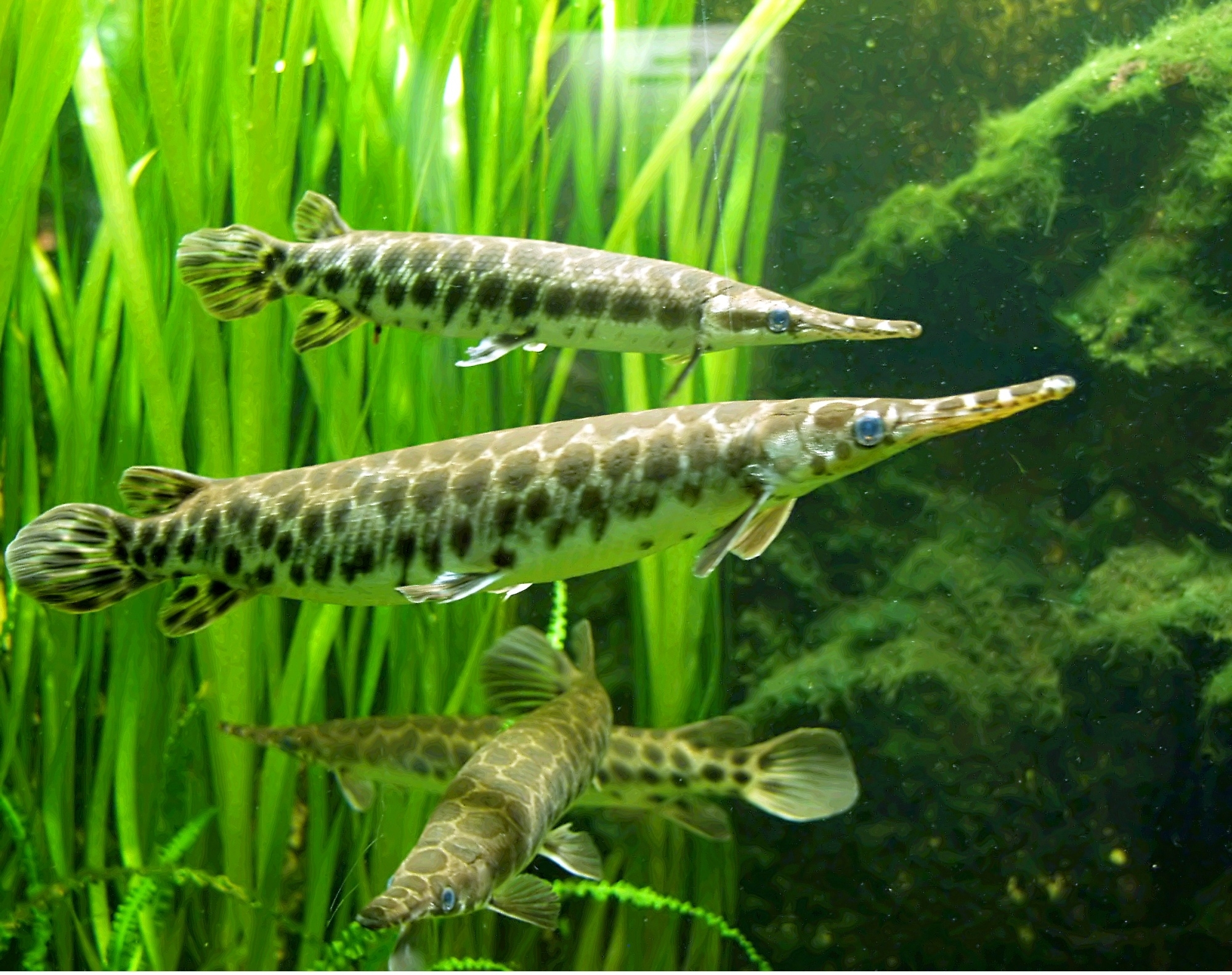
Pejelagarto
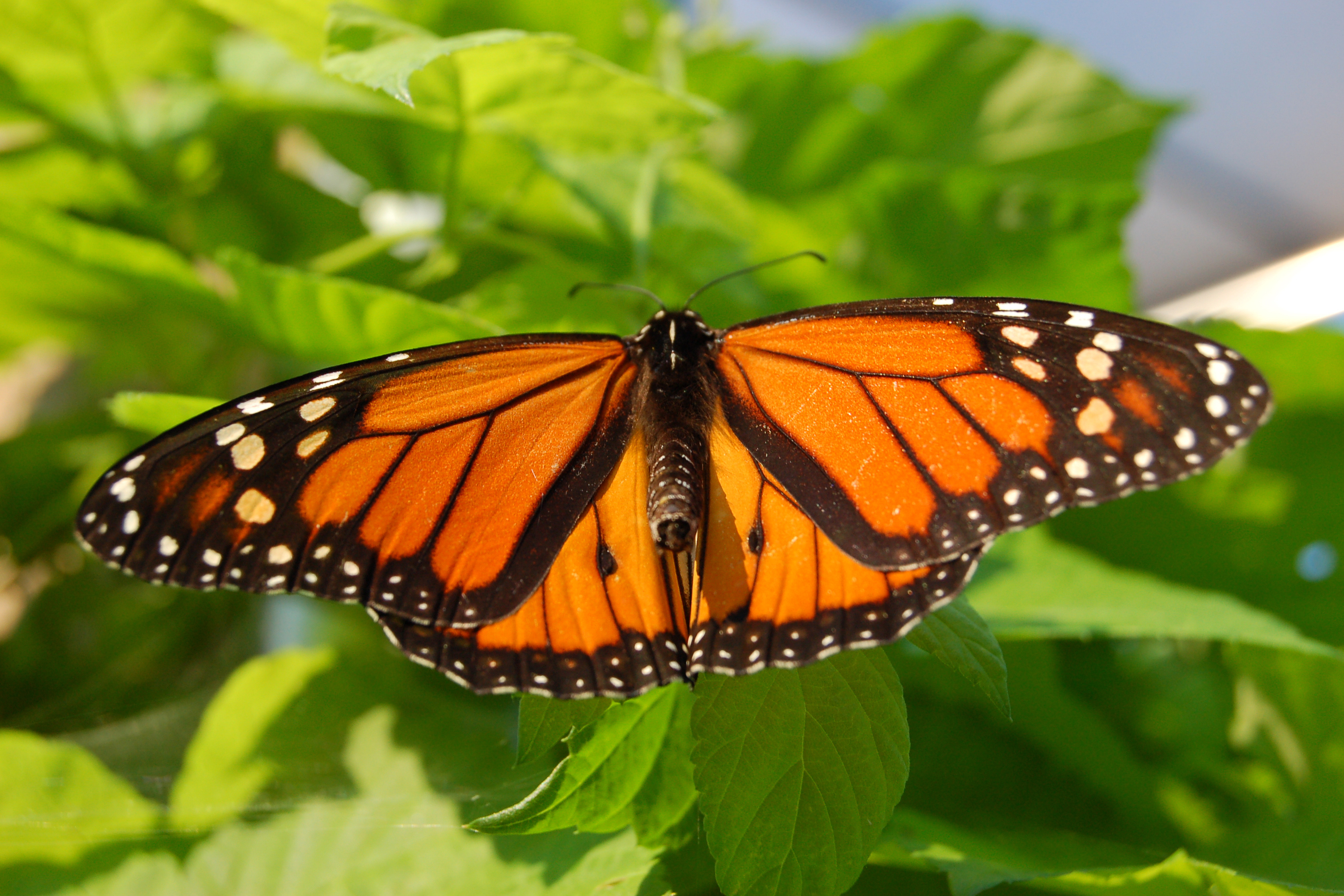
Mariposa monarca
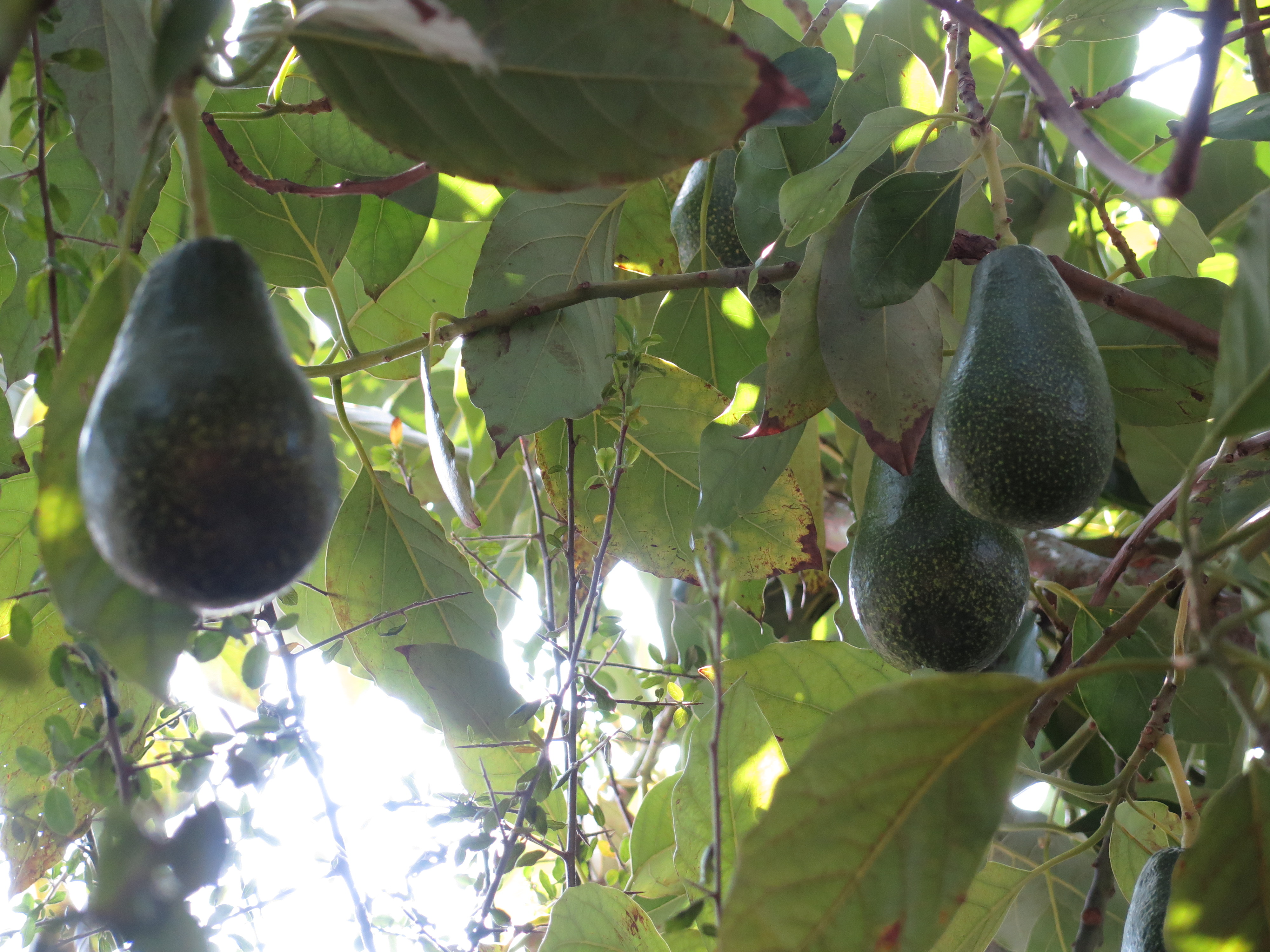
Aguacate (palta)
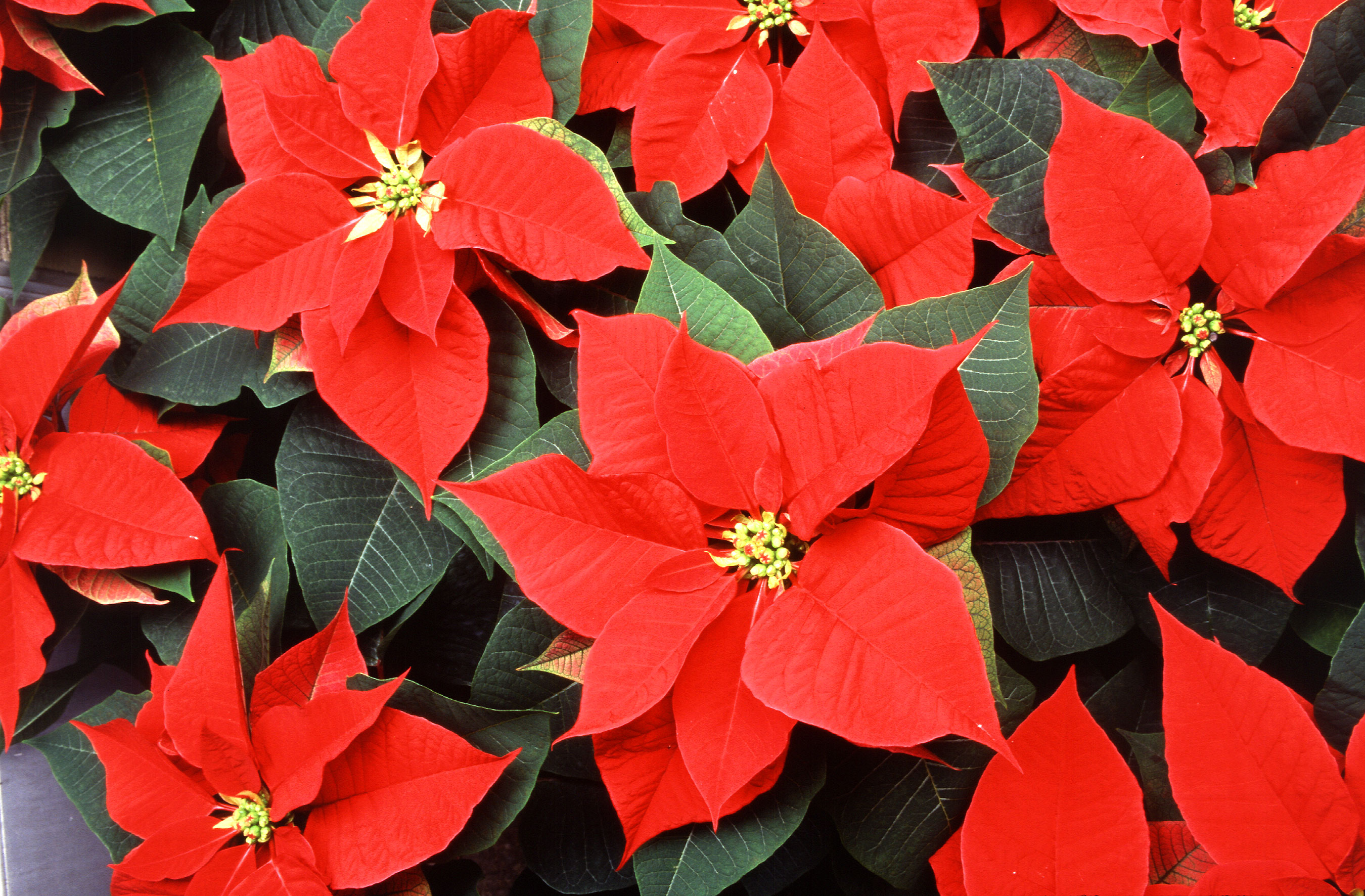
Nochebuena
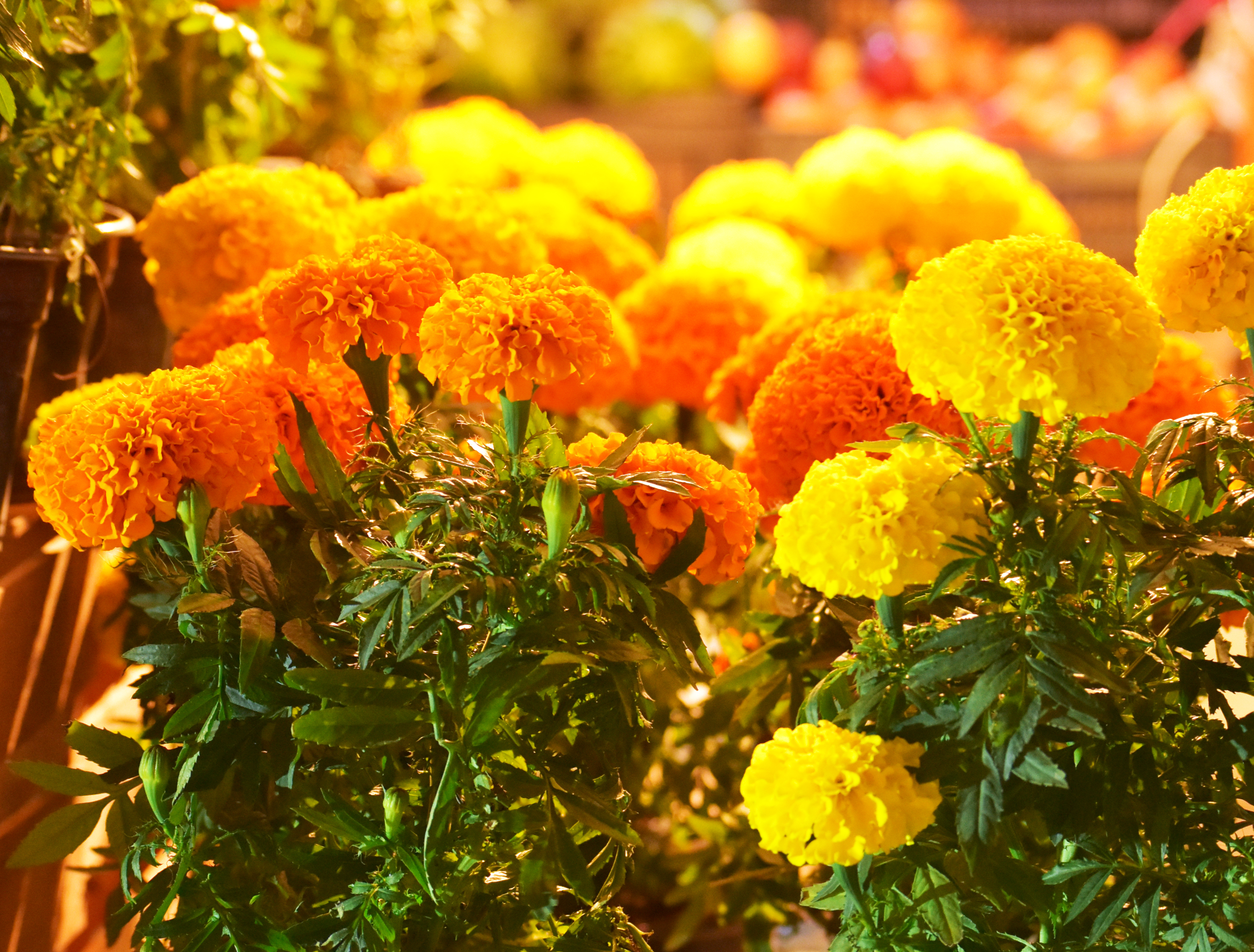
Cempasúchil
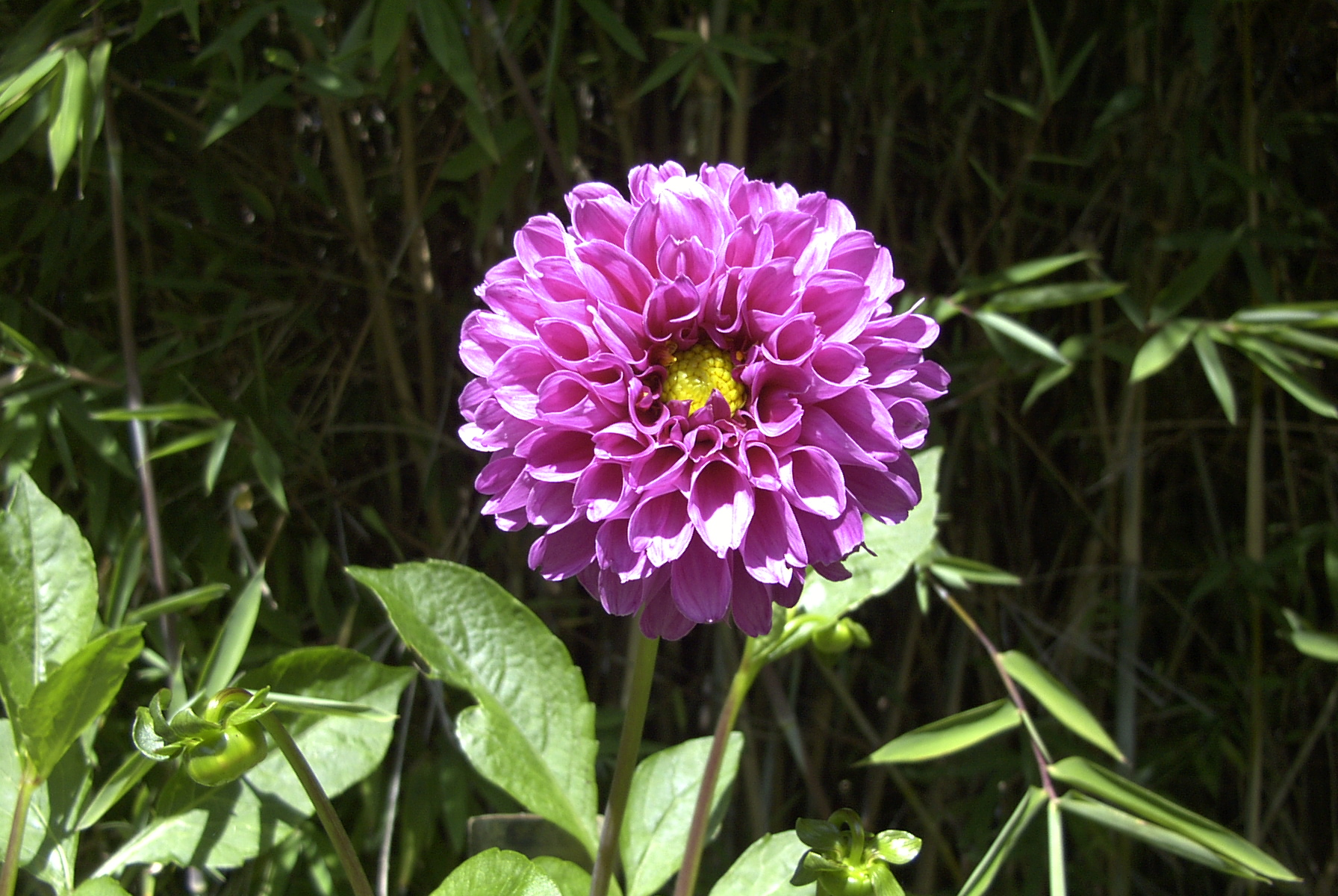
Dahlia
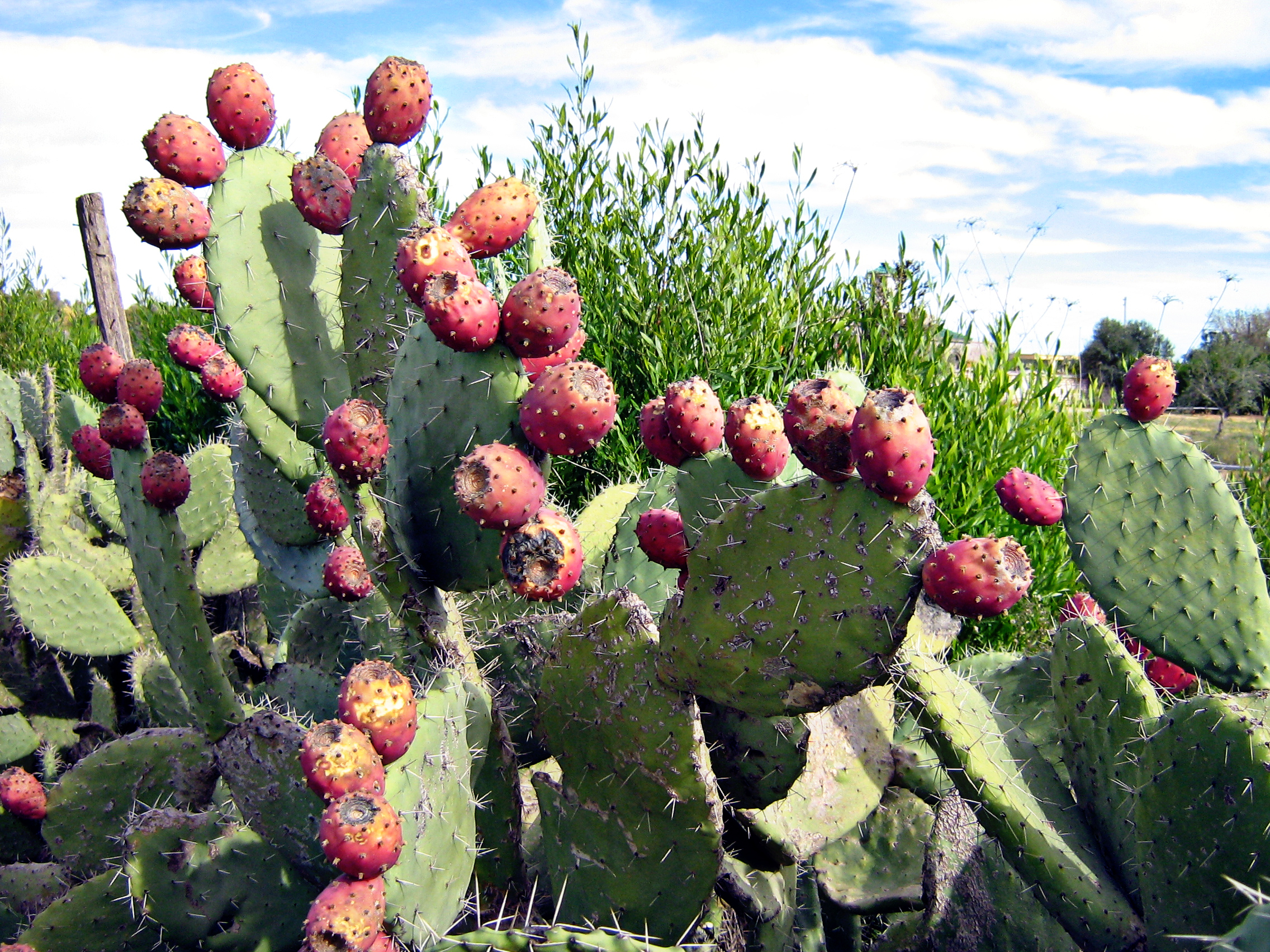
Nopal
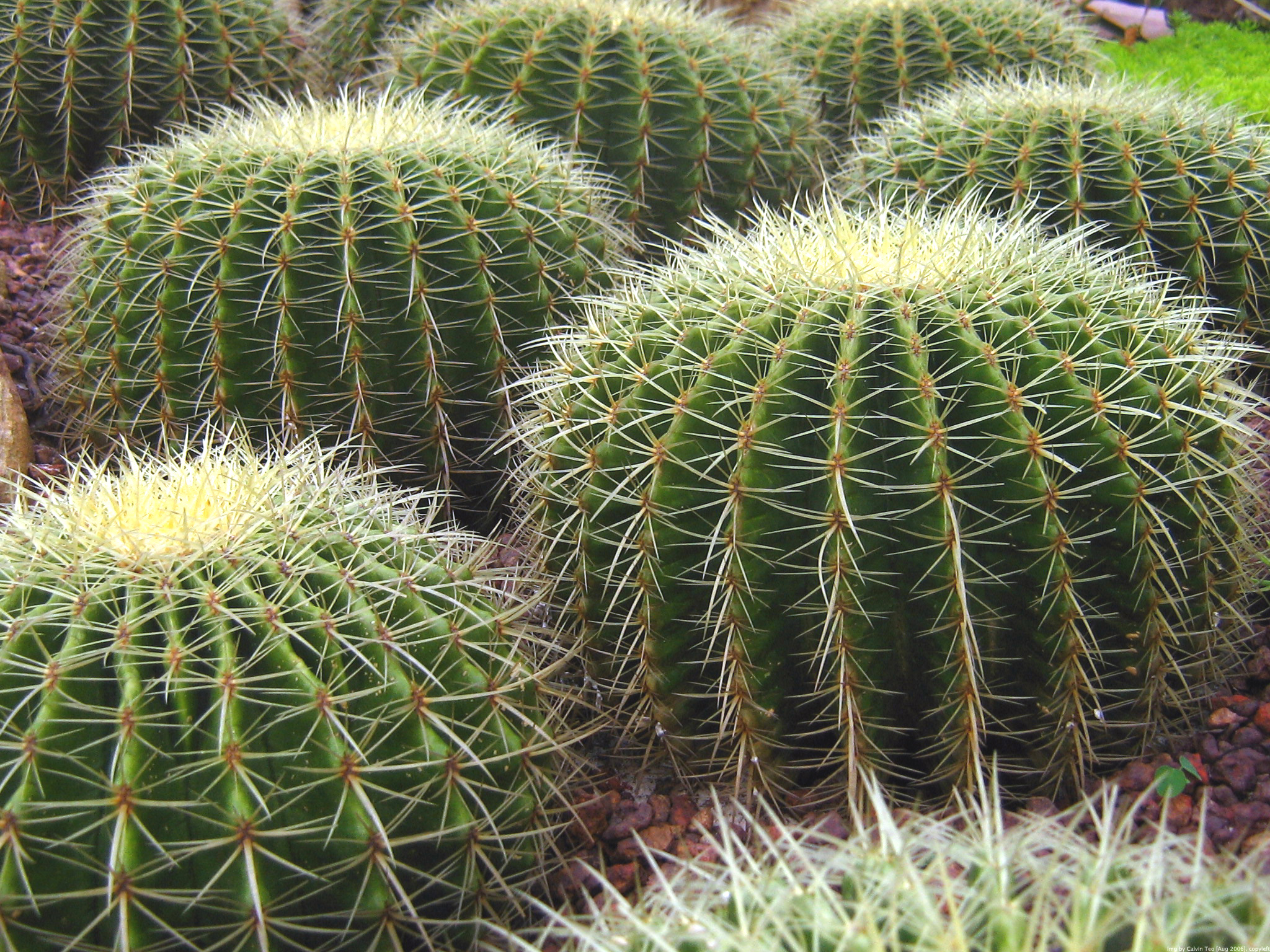
Barril de oro
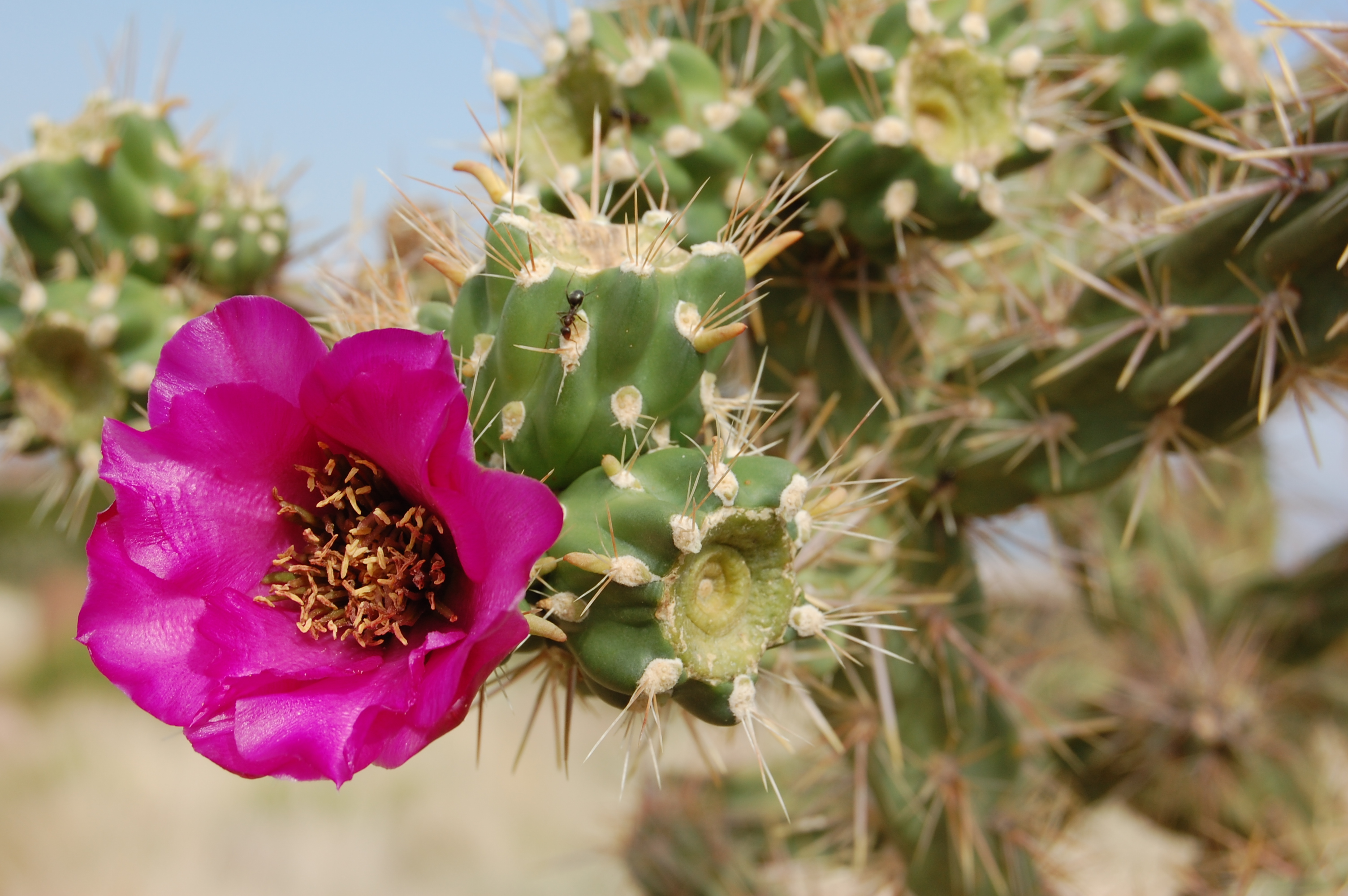
Cardón
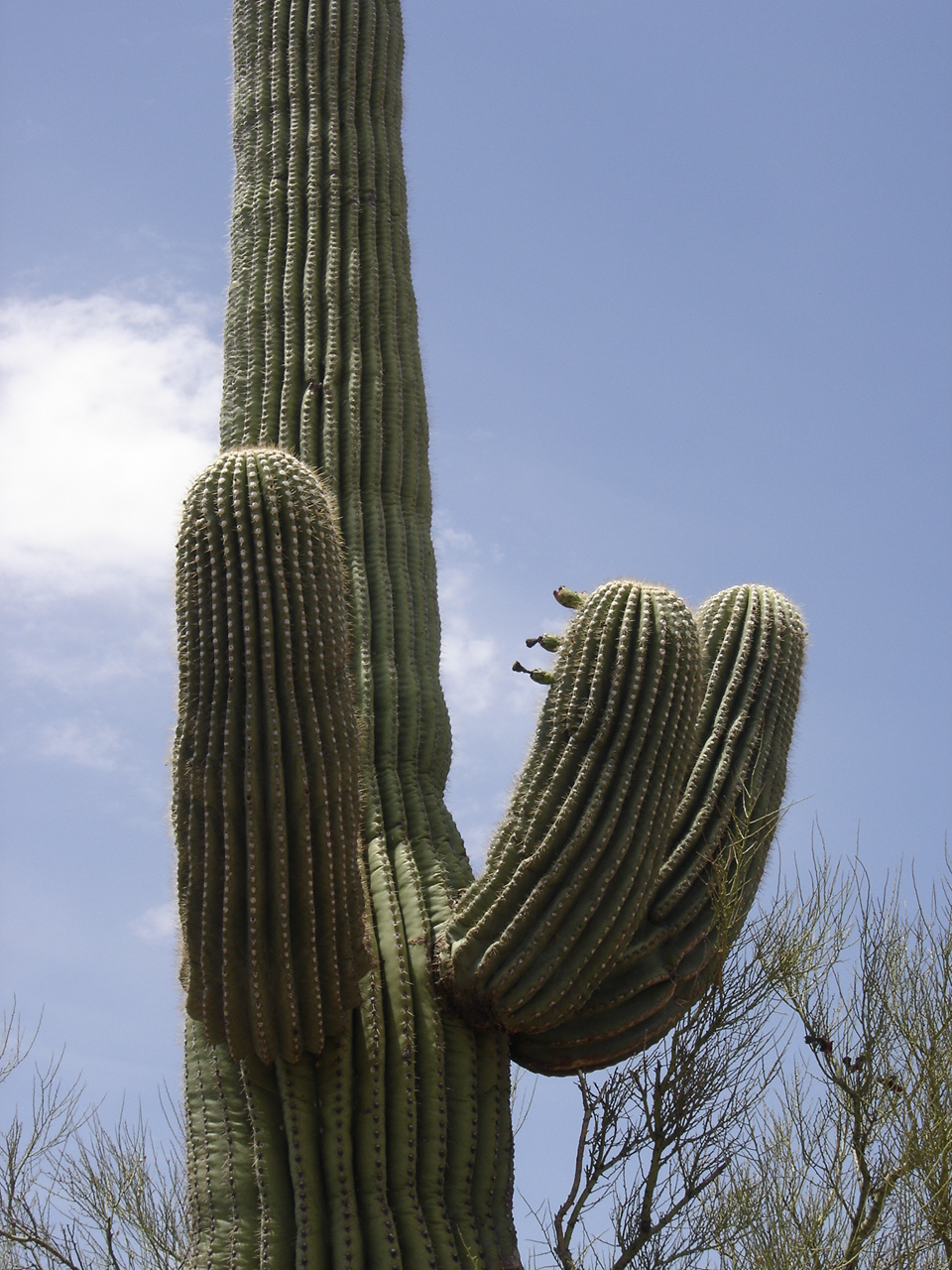
Saguaro
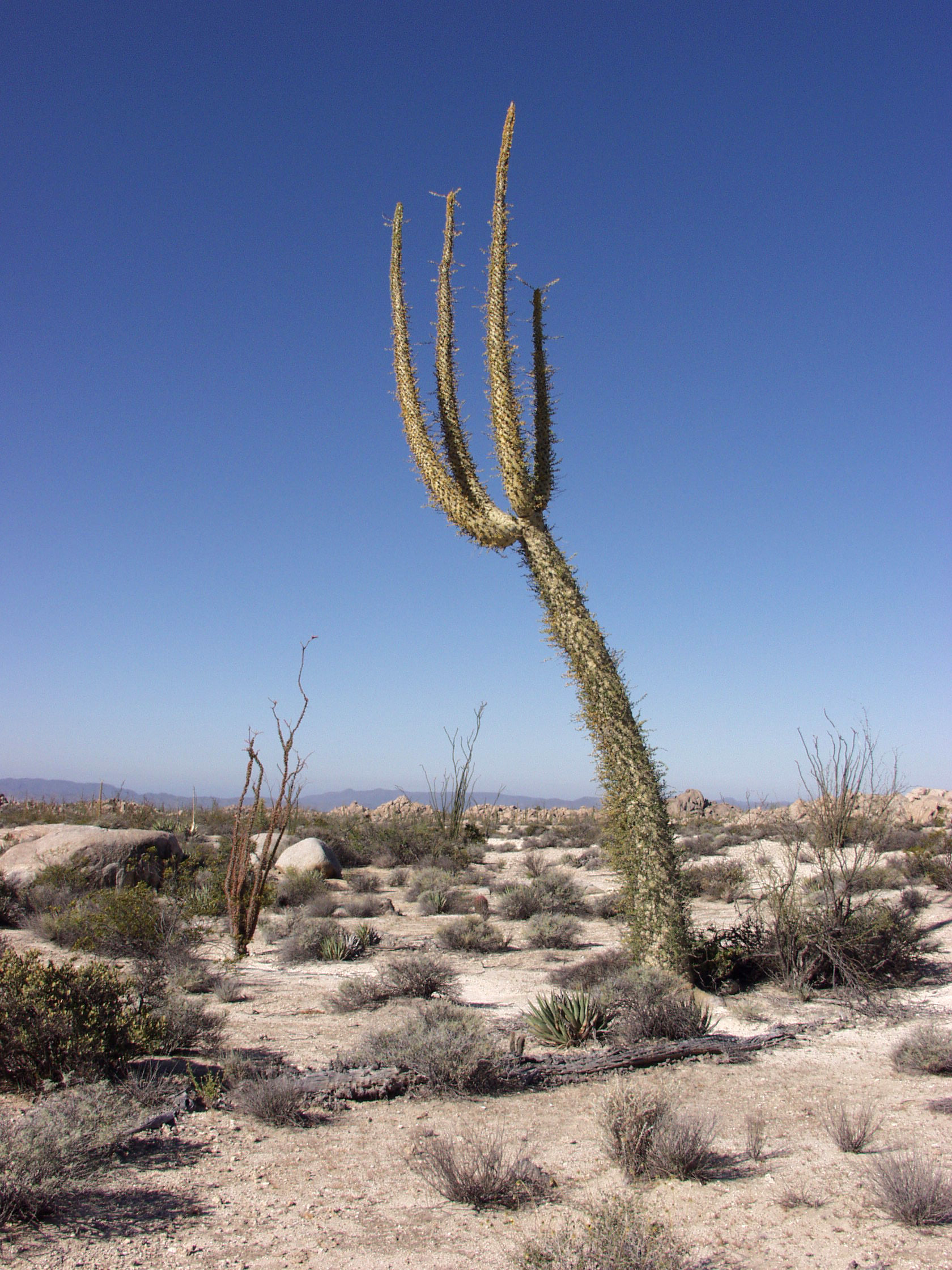
Cirio
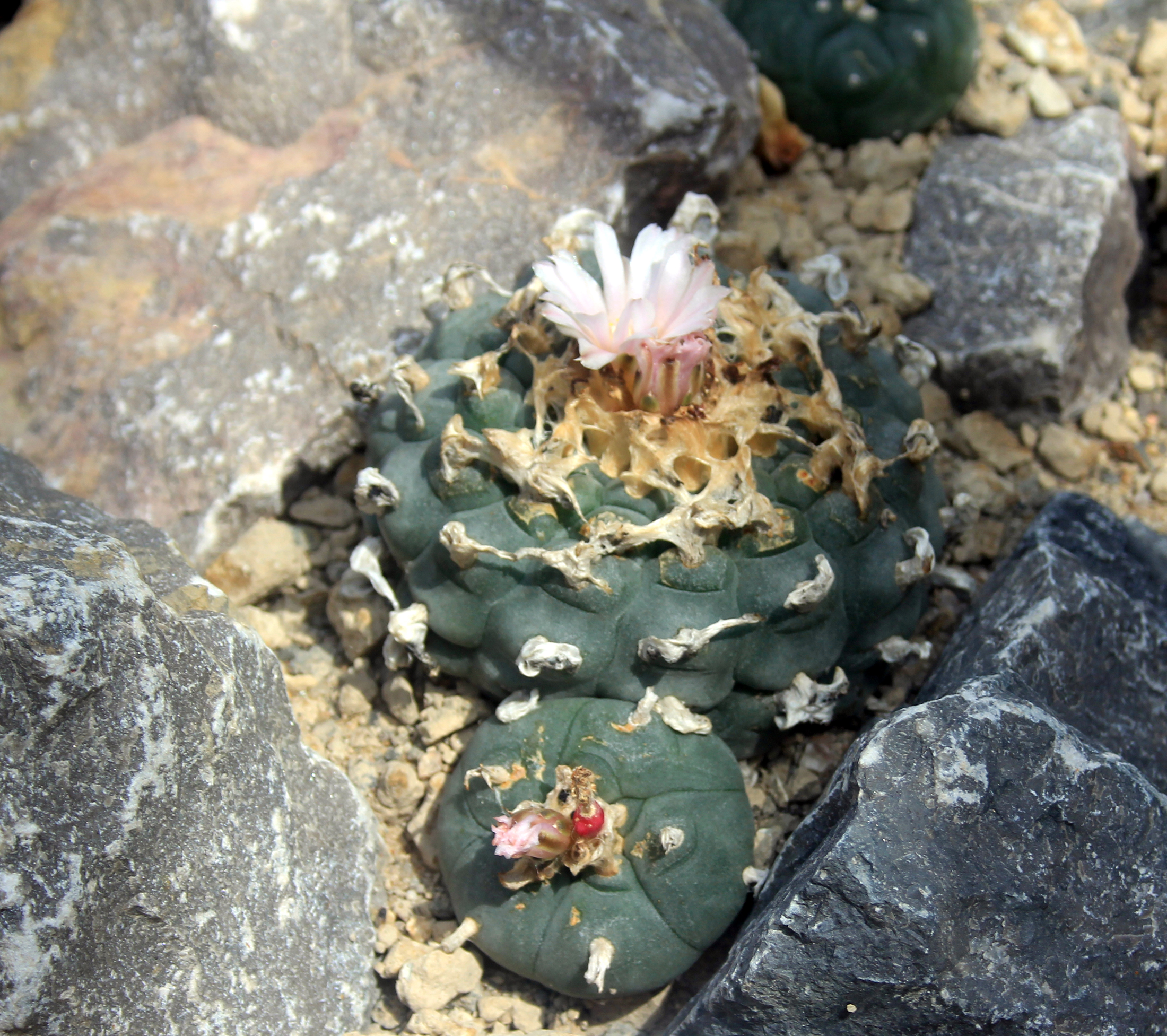
Peyote
Tejocote
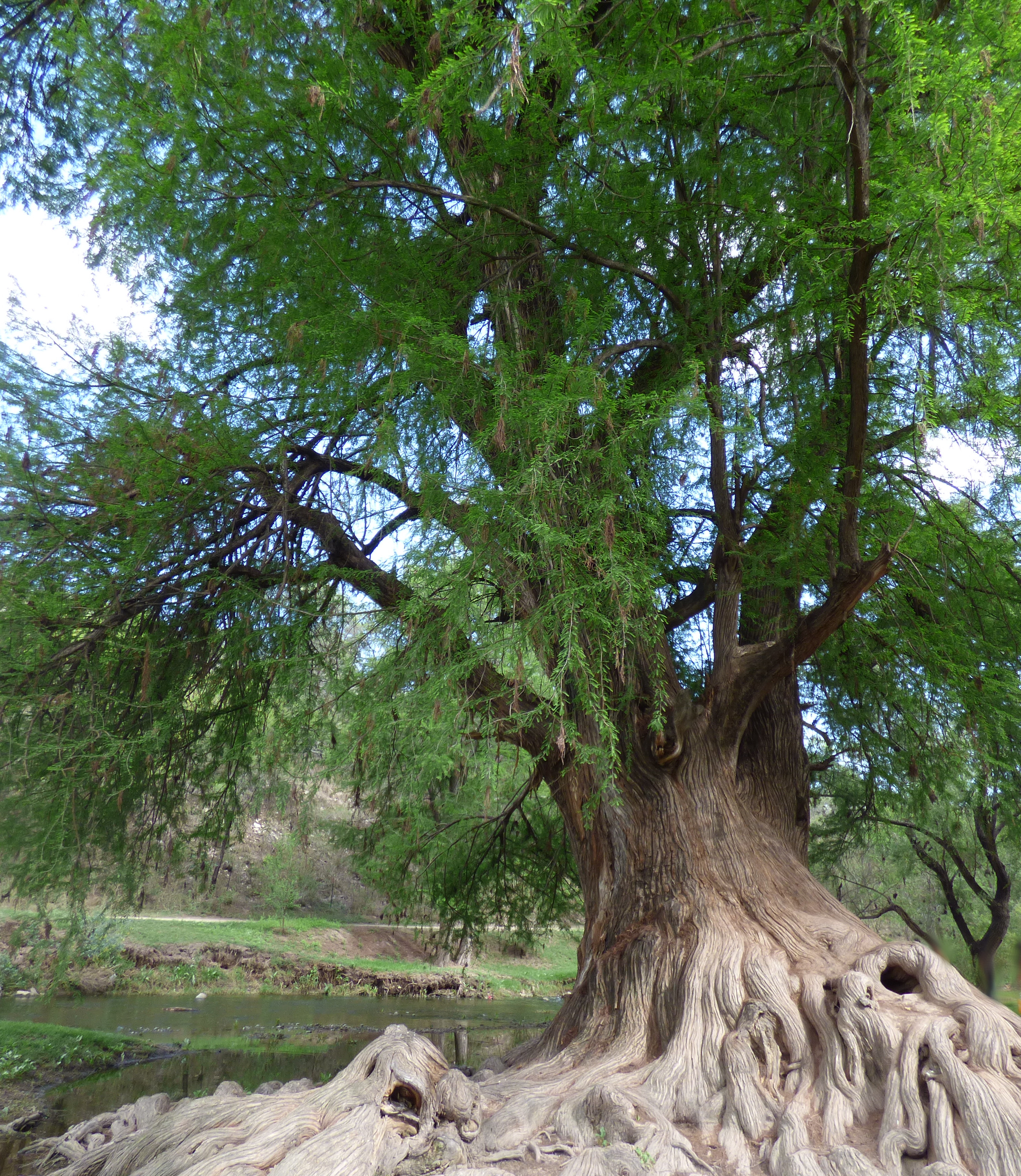
Tule (ahuehuete, sabino)
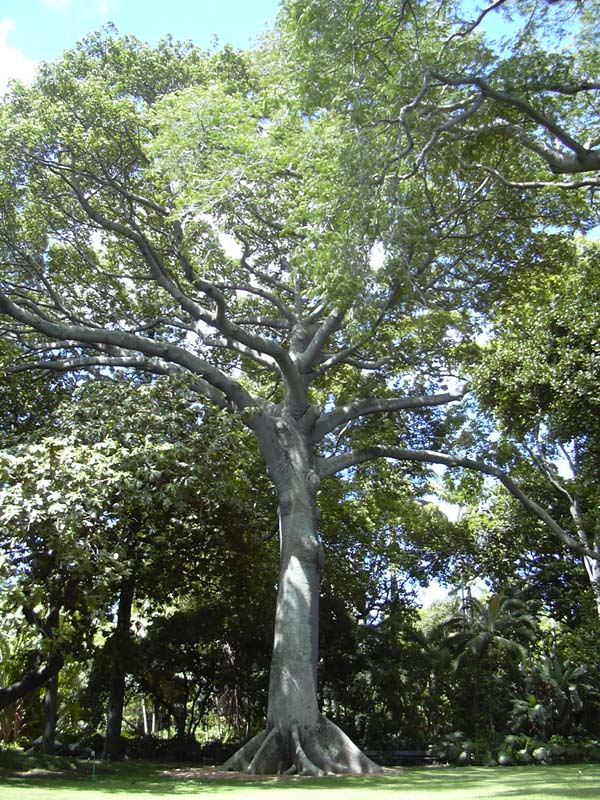
Ceiba
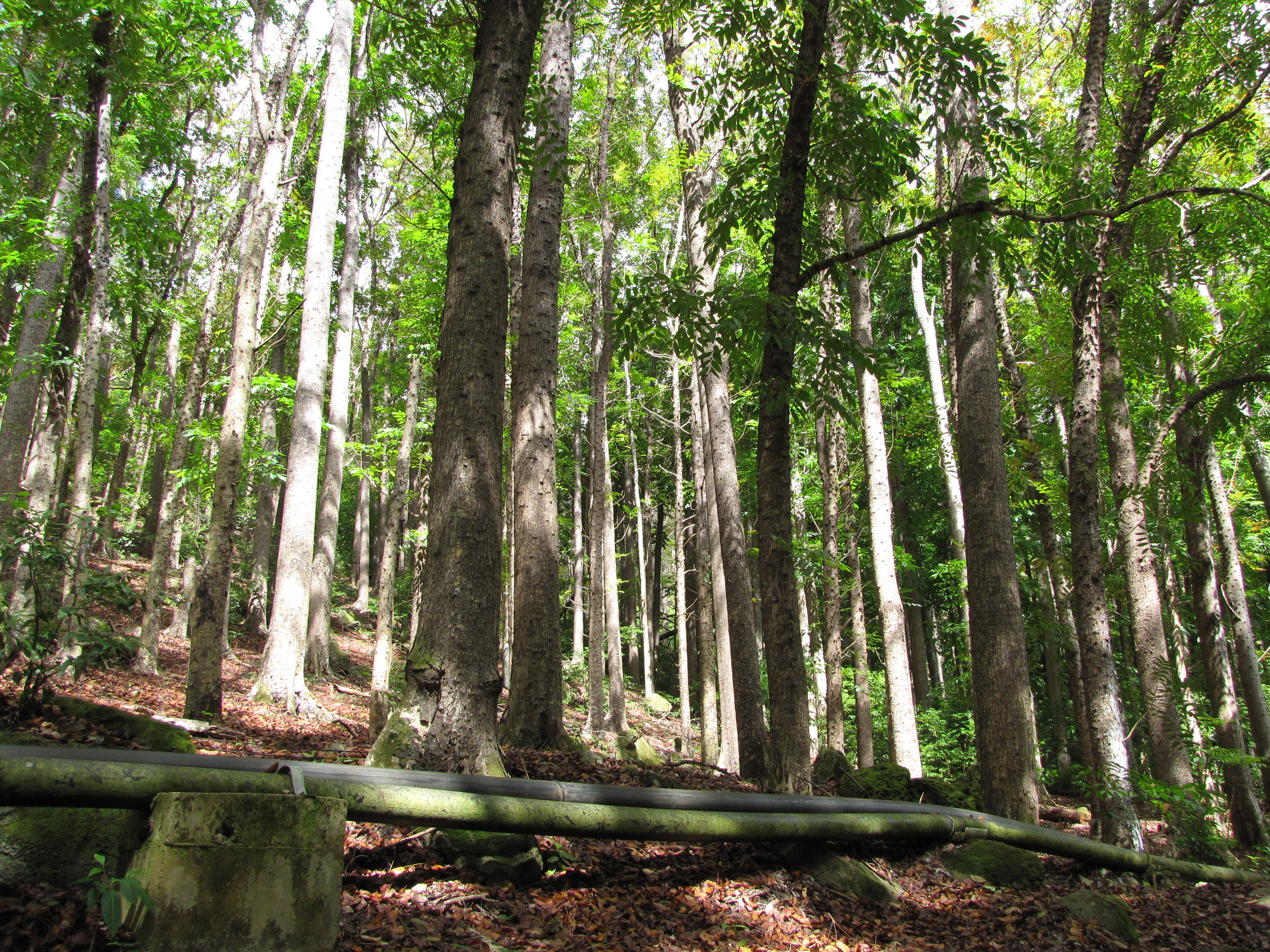
Caoba
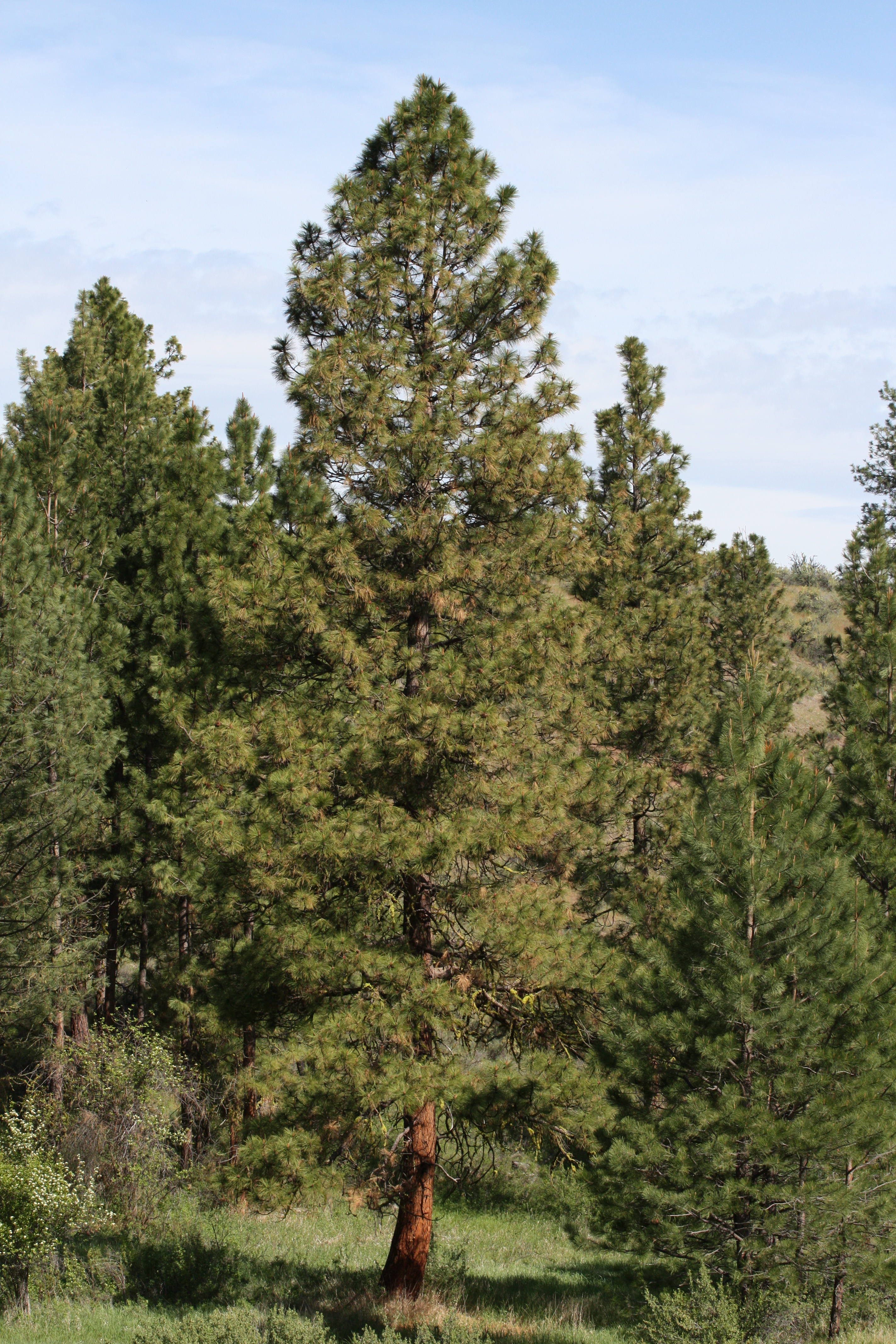
Pino ponderosa
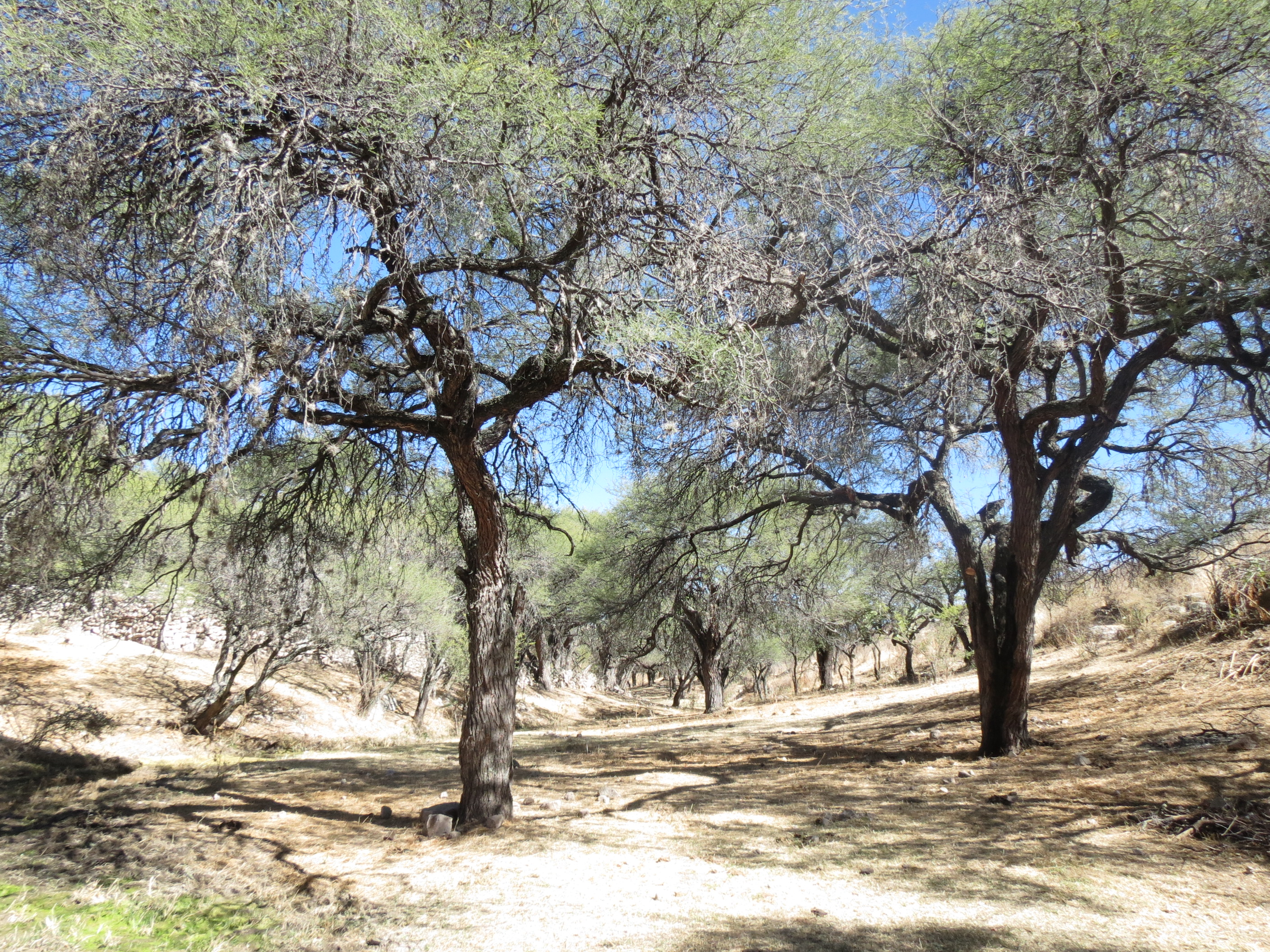
Mesquite
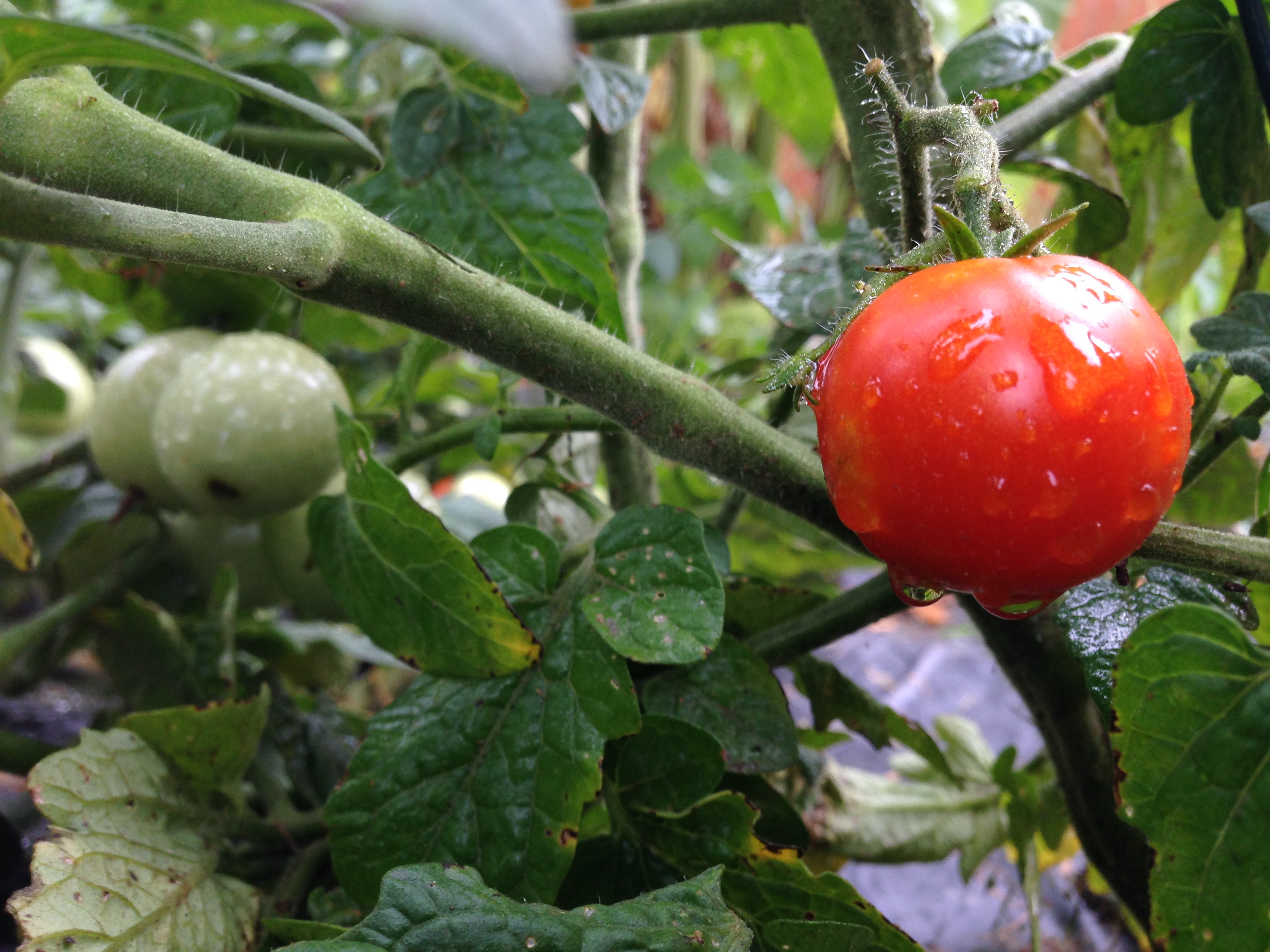
Jitomate (tomate)
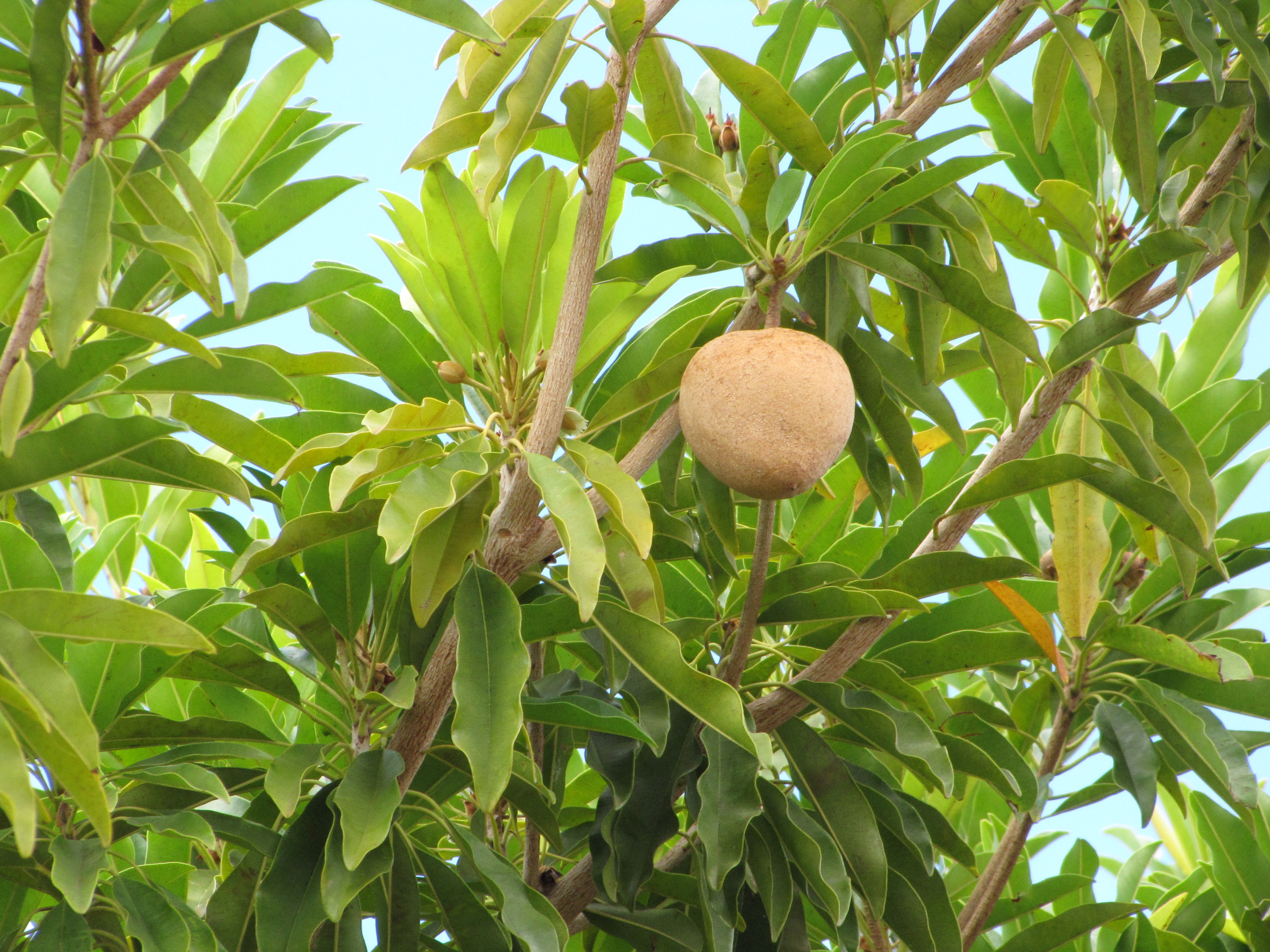
Chicle (chicozapote)
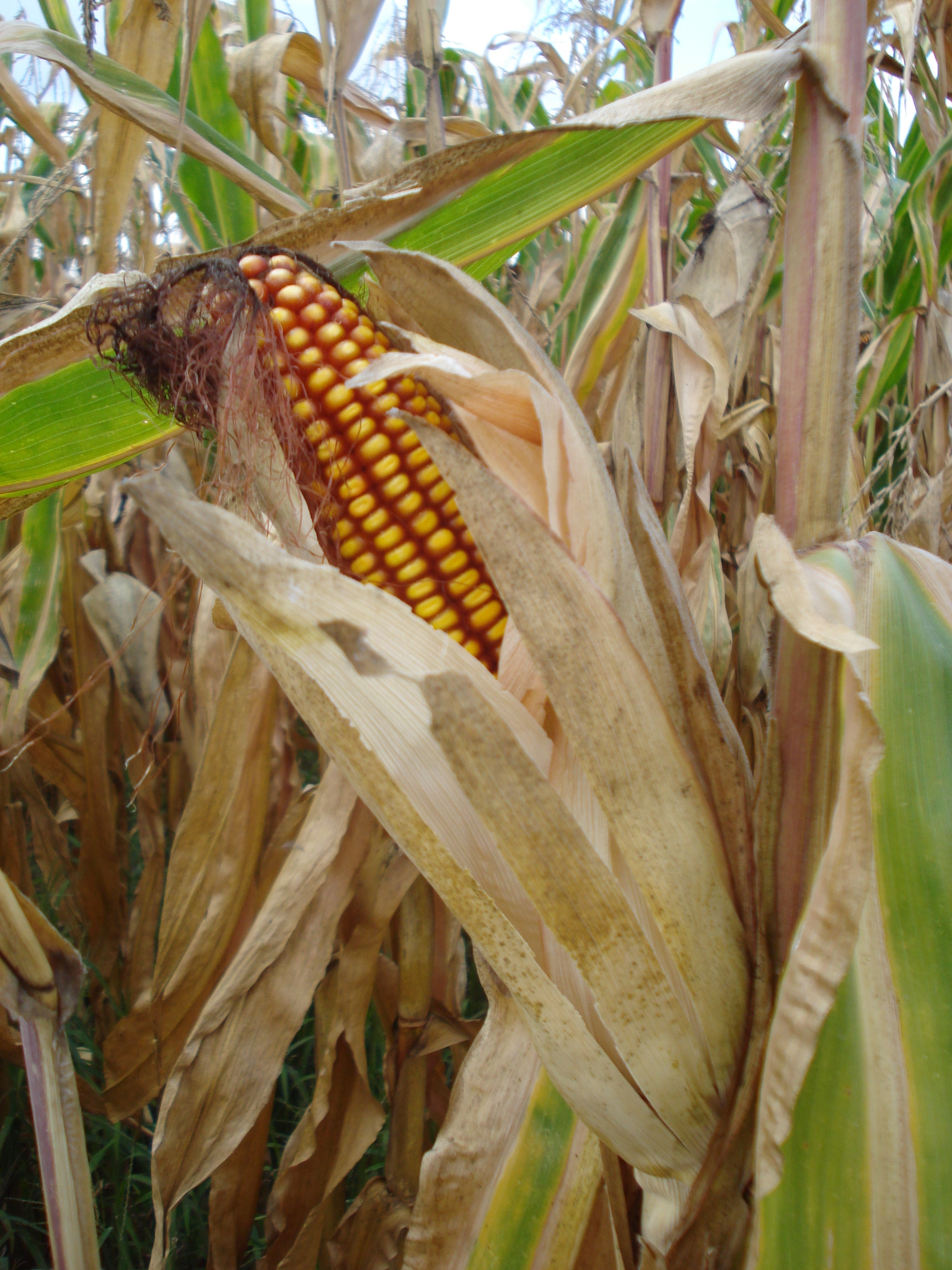
Maíz
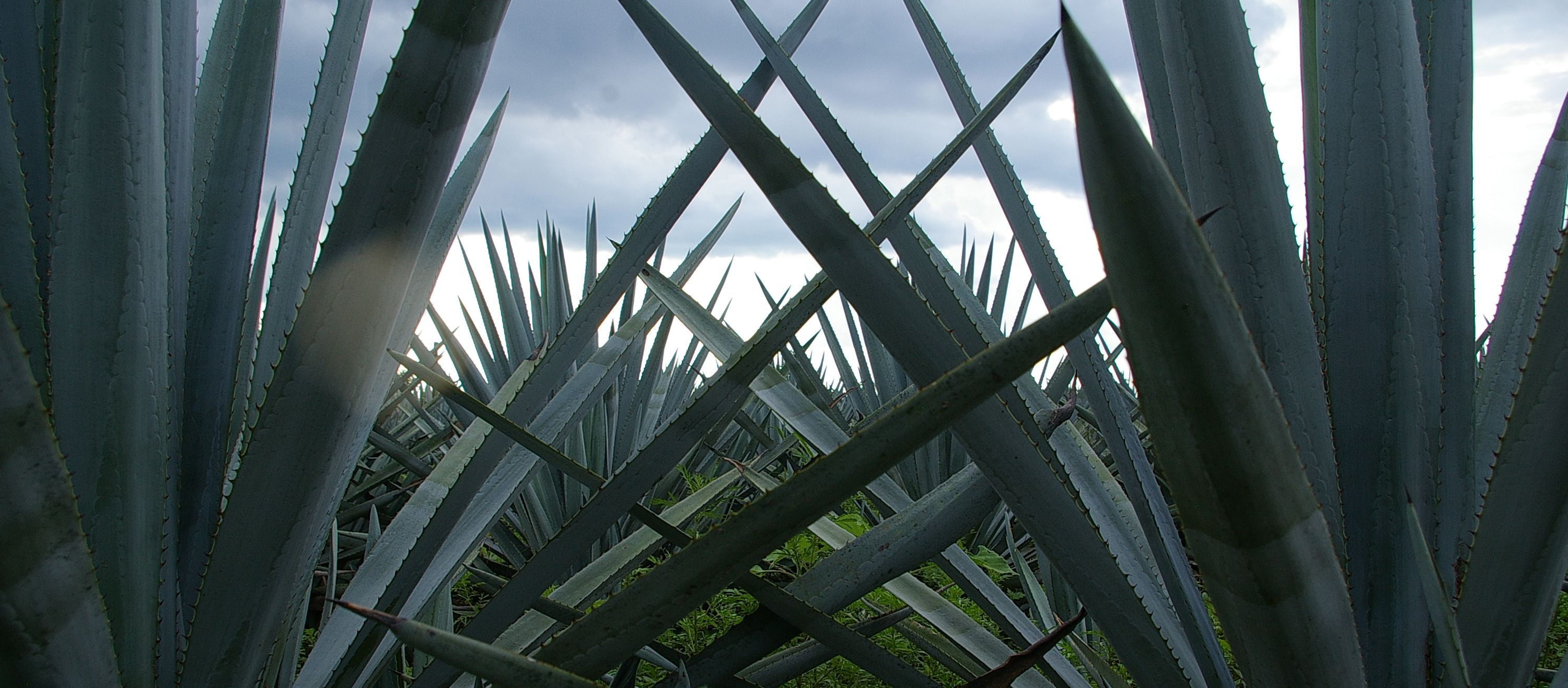
Agave
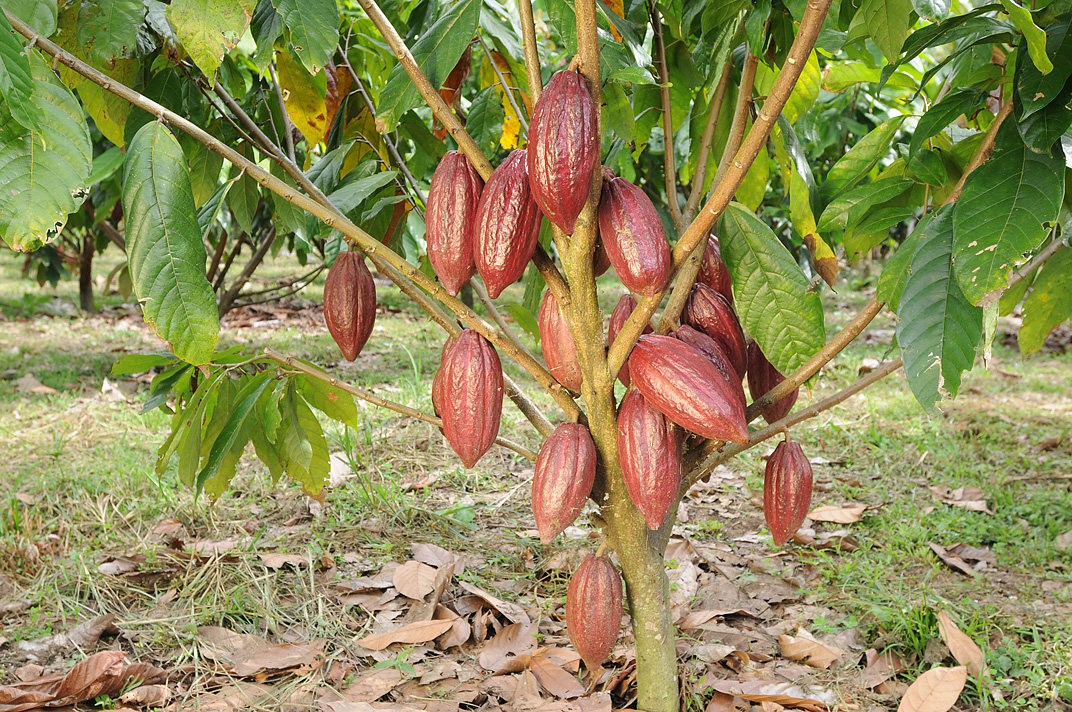
Cacao
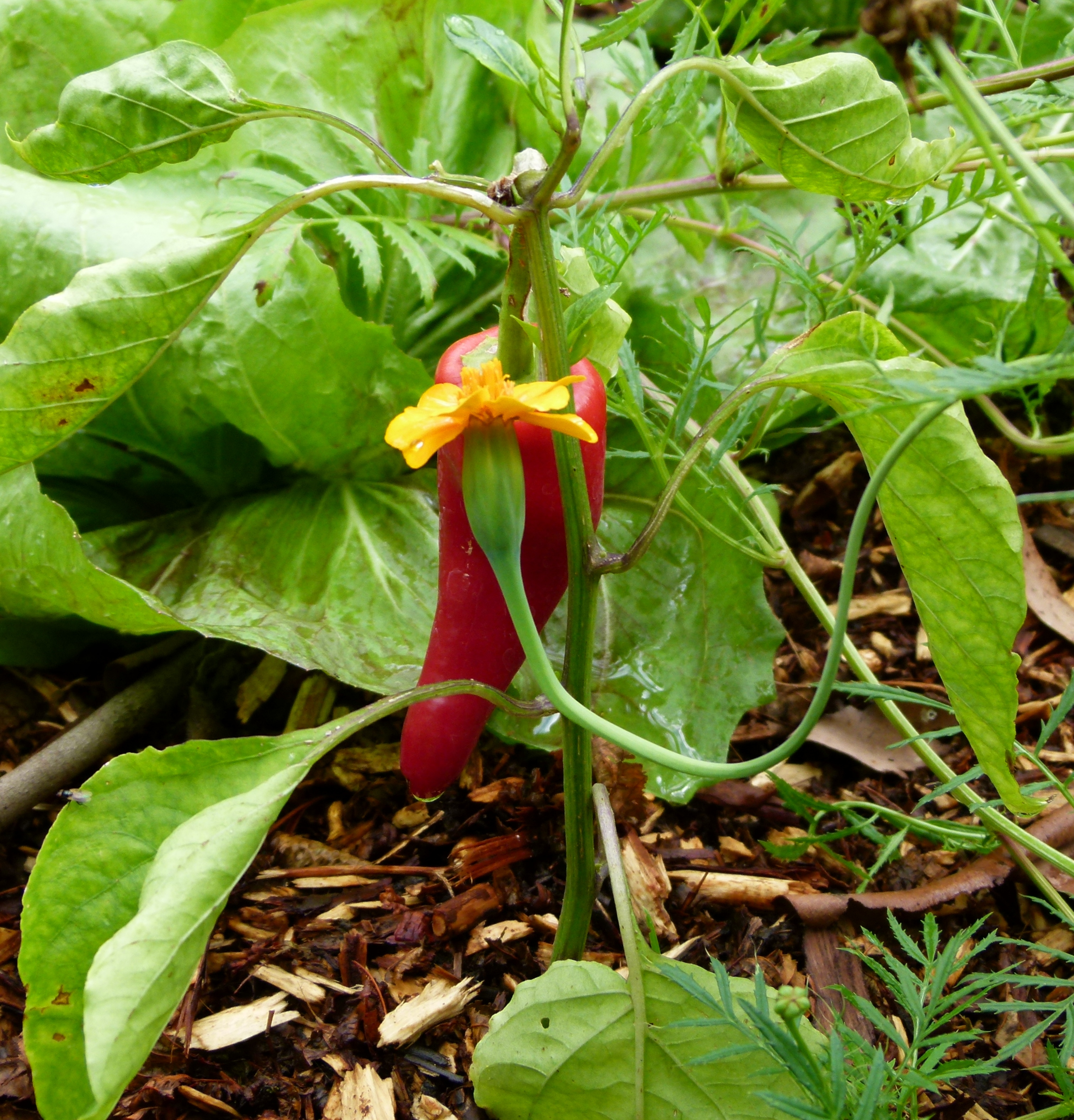
Chile

### Cambio climático
El cambio climático en México se refiere a los efectos del cambio climático en México. Las proyecciones indican que México sufrirá una disminución significativa en las precipitaciones anuales y aumentos en las temperaturas. Esto ejercerá presión sobre la economía, las personas y la biodiversidad de muchas partes del país, que tienen grandes climas áridos o cálidos. El cambio climático ya ha afectado la agricultura, la biodiversidad y los medios de vida de los agricultores, lo que ha empujado la migración. También se han visto afectadas «el agua, la salud, la contaminación del aire, la interrupción del tráfico por inundaciones y la vulnerabilidad de las viviendas a los deslizamientos de tierra».
Los patrones de precipitación alterados y el aumento de las temperaturas han llevado a la inseguridad económica en México, particularmente para los pequeños agricultores que producen los cultivos de México económica y culturalmente importantes: maíz y café. Los impactos del cambio climático son especialmente severos en la Ciudad de México debido al aumento de la contaminación del aire. Los impactos ecológicos del cambio climático dentro de México incluyen reducciones en la conectividad del paisaje y patrones migratorios cambiantes de los animales. Además, el cambio climático en México está vinculado al comercio mundial y los procesos económicos que se relacionan directamente con la seguridad alimentaria mundial.

## Economía

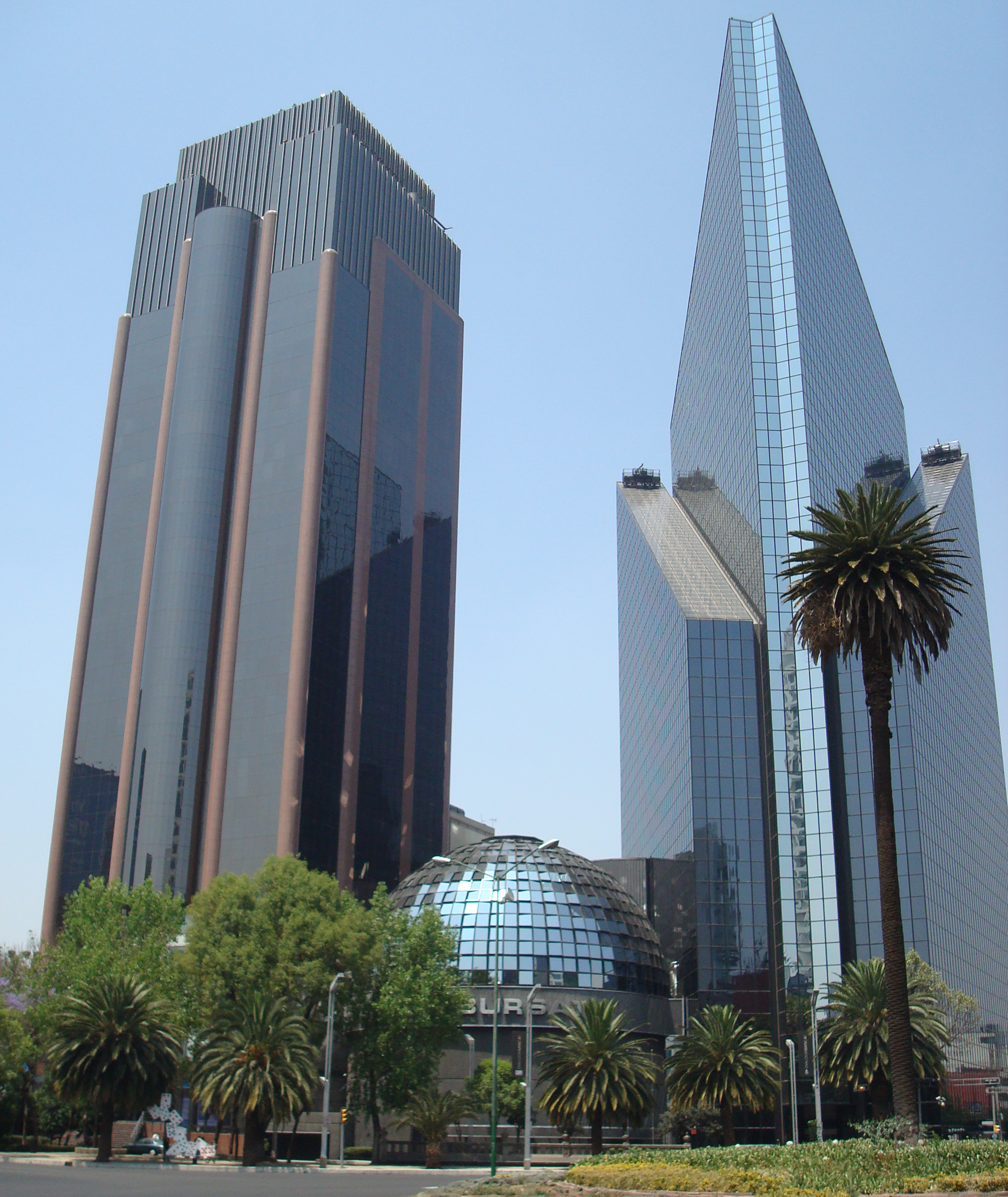
Bolsa Mexicana de Valores

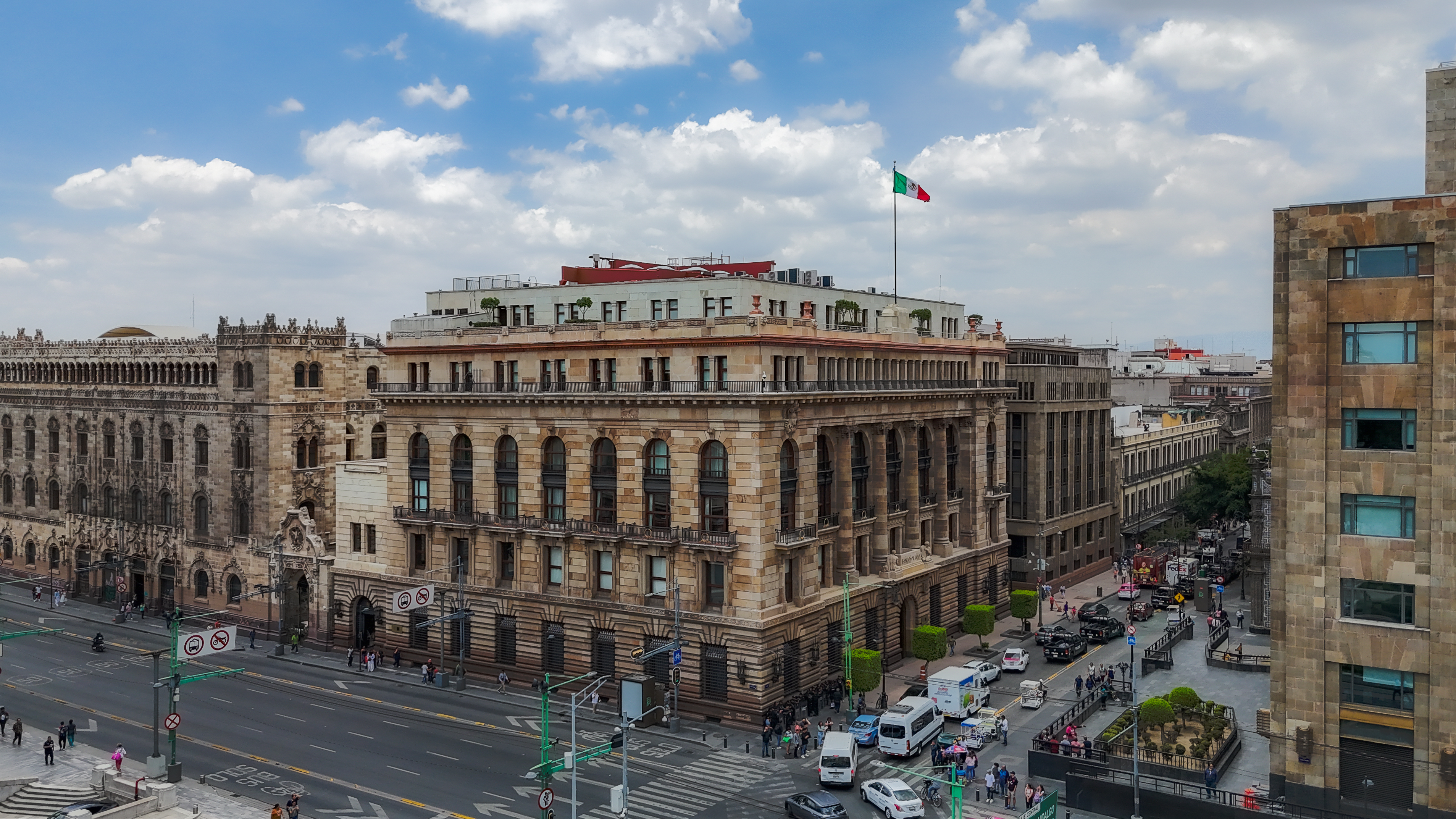
Edificio sede del Banco de México.

### Historia económica

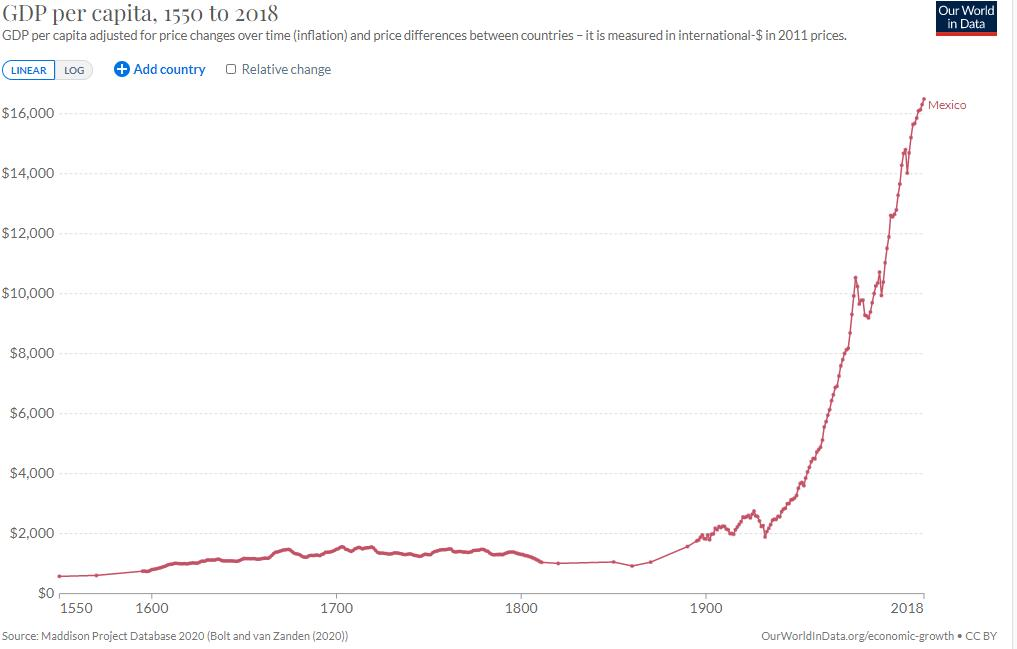
Evolución histórica del PIB per cápita de México

Durante la época colonial y el siglo XIX, México fue un país dedicado a las actividades económicas primarias, destacando la agricultura, especialmente de aquellos productos autóctonos desconocidos en Europa. La mayor parte de sus ingresos por ventas extranjeras provenían de la explotación minera, especialmente, de la plata. De este mineral, México ha ocupado el primer lugar mundial en producción desde hace más de dos siglos. A la par de esto desarrolló una intensa actividad de intercambio comercial con Asia a través de las Filipinas con la celebre Nao de China.
El proceso de industrialización de México durante la Colonia y el primer siglo de vida independiente fue sumamente lento. Entre los siglos XVI y XVIII, las leyes coloniales impedían el desarrollo de las manufacturas en la Nueva España como en el resto del Imperio Español. Estas debían importarse de la metrópoli, que a su vez las adquiría mayormente de las naciones industrializadas del norte de Europa. Durante la mayor parte del siglo XIX hubo intentos por dotar de una planta industrial al país. Los gobiernos intentaron atraer empresarios extranjeros, sin mucho éxito. Durante la década de 1830, Lucas Alamán estableció el Banco de Avío, destinado al fomento industrial. Sin embargo, todas estas tentativas rindieron escasos frutos.
A finales del siglo XIX, en el porfiriato, la industria textil era la más desarrollada. Se había establecido en el valle de Puebla, en la región de Orizaba y el Valle de México. El gobierno de Porfirio Díaz dio grandes privilegios al capital extranjero con la intención de atraer inversión directa en la construcción de infraestructura de comunicaciones y transporte, y en el crecimiento de la planta industrial. Sin embargo, los beneficios eran para unos pocos extranjeros y empresarios locales cercanos al dictador, mientras la mayoría de los mexicanos vivían en condiciones de miseria y explotación.
En ese periodo de más de treinta años, entre 1876 y 1910, la red ferroviaria creció intensivamente: alcanzó los 20 000 km de vías. Por otro lado, se construyó la primera hidroeléctrica de la nación llamada Necaxa en Puebla y se dio inicio a la explotación de los yacimientos petrolíferos, que colocaron a México en el primer lugar mundial de exportación de petróleo en la década de 1910. Cabe mencionar que los ricos campos petrolíferos de Faja de Oro y Cerro Azul, localizados en el norte del estado de Veracruz, fueron brutalmente agotados por la Standard Oil Company, Royal Dutch Shell y sus subsidiarias mexicanas, con un magro beneficio para el erario mexicano.
Tras el triunfo de la Revolución, dio inicio en México un segundo periodo de expansión industrial, favorecido, entre otras cosas, por la nacionalización del petróleo y la Segunda Guerra Mundial. En las décadas que siguieron a la conclusión de ese conflicto internacional, la economía mexicana tenía un carácter mixto, es decir, la inversión provenía tanto de la iniciativa privada como del Estado. Los sectores estratégicos fueron convertidos en industrias paraestatales, tal fue el caso de la explotación minera, la siderurgia, la producción de electricidad, la infraestructura carretera, entre otros. Con la intención de favorecer la transferencia tecnológica, el gobierno permitió que muchas firmas internacionales establecieran filiales en el país, aunque siempre asociadas al capital nacional. La agricultura, por otro lado, era fuertemente subsidiada por el Estado, que se convirtió en el principal intermediario de los productos agropecuarios. Durante el periodo comprendido entre 1940 y 1970, la economía de México creció a un ritmo de 6.27 % anual, en lo que se dio en llamar el Milagro mexicano.
Sin embargo, el proteccionismo y el cierre del mercado mexicano, así como la fiebre de endeudamiento de la década de 1970 que concluyó con la crisis de la deuda de los años ochenta, dieron fin al periodo de crecimiento de la economía mexicana. En 1982, el país estaba en la bancarrota, y era incapaz de pagar sus deudas internacionales. Algo similar estaba ocurriendo en el resto de América Latina. Para salir del trance, el gobierno cambió sus políticas y dio inicio el periodo que en México se conoce como de los tecnócratas, en el marco de políticas neoliberales; marcadas en este periodo por la austeridad en el gasto social, el impulso que se ha dado a la privatización de las grandes empresas paraestatales (de las que a la fecha solo se conservan dos: Pemex y la Comisión Federal de Electricidad), y un crecimiento económico dependiente de las exportaciones de manufacturas (básicamente, hacia Estados Unidos).
En los últimos 25 años, en el marco de la denominada era del neoliberalismo, se han realizado en México reformas y ajustes estructurales significativos en la economía. Las primeras reformas económicas se realizaron entre 1989 y 1994, durante la administración de Carlos Salinas de Gortari, siendo la más importante y trascendente, por sus múltiples impactos en la estructura económica del país —unos positivos y otros negativos—, la controvertida negociación del acuerdo de libre comercio con Estados Unidos y Canadá (el Tratado de Libre Comercio de América del Norte, TLCAN), el cual entró en vigor el primer día de 1994, con lo que quedó oficialmente atrás el agotado modelo desarrollista de crecimiento de sustitución de importaciones, cuya época dorada se ubica en los años cincuenta y sesenta del siglo pasado, y prevaleció un modelo neoliberal orientado al “exterior”, promotor de las exportaciones. Las últimas reformas económicas son de factura reciente, y se realizaron entre 2013 y 2014, bajo la administración de Enrique Peña Nieto. Por su impacto potencial en la tasa de crecimiento, destacó la del sector energético, pues desde 2015 el sector privado, nacional y extranjero, participaba activamente en las tareas de exploración y explotación de petróleo crudo y gas, así como en la generación de energía eléctrica, actividades antes reservadas al Estado. Estas reformas estructurales, polémicas y controversiales, generaron —cada una en su momento— expectativas favorables respecto al crecimiento futuro de la economía mexicana, las cuales, sin embargo, no se materializaron del todo.
No obstante las limitantes del sistema económico mexicano provenientes de las condiciones sociales generales, el contexto de la llamada Guerra contra el narcotráfico, la dependencia con la economía estadounidense y los índices de corrupción ocasionaron el estancamiento de la economía, que aun con su diversificación comercial, seguía sostenida por los efectos de los ingresos petroleros y las remesas de mexicanos residentes en Estados Unidos principalmente. Sin embargo en el reciente lustro la consistencia y estabilidad económica, especialmente en los indicadores macroeconómicos, ha sido beneficiada por un conjunto de factores internos y externos tales como el aumento récord de las remesas, el incremento récord de la inversión extranjera, así como de las reservas internacionales, el fortalecimiento del tipo de cambio frente al dólar, cuyo efecto coloquialmente fue llamado como “súper peso” y el auge del fenómeno conocido como “nearshoring” en México (en el contexto de la guerra comercial Estados Unidos-China), que ha aumentado el traslado de inversiones de Asia al país hispanoamericano.

### Indicadores económicos
Considerada como una «economía emergente», como se les denomina a los países cuyo crecimiento ha sido sostenido en los últimos años, tuvo una tasa de incremento del PIB de 1.2 % en 2024. Conforme a datos del Fondo Monetario Internacional, en 2024 fue la duodécima economía mundial por PIB nominal y la decimotercera por paridad del poder adquisitivo (PPA); en escala regional, es la segunda economía de América Latina y la cuarta del continente. El perfil básico de la economía mexicana lo sitúa como una de mercado enfocada en la producción y exportación de manufacturas, aunque con un fuerte respaldo de la industria petrolera y la actividad turística. Esto se complementa con un contexto vigente de fortaleza en el empleo, el gasto público social, garantías políticas de inversión, los ingresos por remesas y la recolocación de inversiones de Asia a México.
En 2024 México fue el décimo mayor exportador del mundo; desde mediados de los años 1980 el país se ha inclinado por una fuerte apertura comercial hacia otros mercados, lo cual lo ha convertido en el líder mundial en acuerdos de libre comercio, habiendo firmado convenios de este tipo con 50 países en 14 diferentes tratados. Su asociación comercial principal es el T-MEC (sustituto del TLCAN), que firmó con Estados Unidos y Canadá. También cuenta con un tratado de libre comercio con la Unión Europea (1999), con el bloque denominado EFTA (Luxemburgo, Suiza, Liechtenstein y Noruega); y en 2004 se selló también un compromiso similar con Japón.
México es el primer país de Latinoamérica que es incluido en el Índice de Bonos Gubernamentales (World Government Bond Index, en inglés), el cual reconoce calificación crediticia, liquidez y políticas macroeconómicas.

Economía mexicana según el FMI (1990-2022).

### Agricultura
El 52.49 % de la superficie total del país es apta para la agricultura, la confluencia de climas y relieves en el territorio nacional permiten la diversificación de los tipos de productos cosechados. Existen alrededor de 88 millones de hectáreas con algún tipo de uso agropecuario y cinco millones de productores agrícolas en tres variantes, de exportación (principalmente en el norte), para mercado interno (fundamentalmente en el centro y occidente) y para subsistencia (especialmente en el sur); Alrededor de 71 por ciento son pequeños y medianos productores; la población laborante en el sector ronda los 27 millones de trabajadores. El total de producción en 2024 fue de poco más de 286 millones de toneladas, siendo los principales productos: maíz, caña de azúcar, aguacate, pastos, sorgo, chile verde, tomate, frijol, cebada y trigo; de las frutas destacan naranja, plátano, manzana y limón, y de las hortalizas la cebolla y el tomate rojo. México es el principal exportador mundial de tomate, sandía, pepino, aguacate, cebolla, limón, papaya, tequila y cerveza; segundo de espárragos, garbanzos, nueces sin cáscara, artículos de confitería y col de Bruselas; y en general ocupa el séptimo puesto mundial.

### Ganadería
El 58 % de la superficie dedicada a actividades agropecuarias, es usada por la ganadería, el tipo de suelos y climas propicia la idoneidad de grandes áreas en llanuras, planicies y mesetas que permiten la crianza de ganado, en orden de tamaño de producción nacional: porcino, bovino, ovino y caprino. Existen alrededor de 110 millones de cabezas de ganado en el país, 600 millones de animales del sector avícola y dos millones de colmenas del área apícola; tal como pasa con la agricultura, en tres variantes, de exportación, para mercado interno y para subsistencia. El total de producción en 2022 fue de casi ocho millones de toneladas de carne, siendo los principales productos: pollo, res y puerco, muy por encima de cabra, oveja y pavo; de las derivados destacan en el mismo año 3 millones de toneladas de huevo, 40 millones de leche y 65 649 de miel. En el ámbito internacional, México es séptimo lugar como potencia mundial en productos pecuarios, ocupando el cuarto lugar en producción de huevo, sexto en carne de bovino y aves, así como el octavo puesto en carne de cerdo.

### Pesca
México cuenta con más de 11 000 kilómetros de litorales, todos ubicados en zonas tropicales, garantizando la diversidad de especies, lo que le da un gran potencial pesquero. Existen 17 338 productores en 23 293 establecimientos pesqueros de 37 puertos marítimos y diversas zonas de aguas interiores (ríos, lagos y lagunas). En 2021 la producción total fue de 3.8 millones de toneladas, destacando en orden: sardina, camarón, atún, anchoveta y mojarra. A nivel internacional ocupa la 18.ª posición entre los productores y la misma entre los exportadores.

### Silvicultura
México tiene alrededor de 55.8 millones de hectáreas de bosques y selvas, el 80 % de estas están bajo el régimen de propiedad comunal a través de 8500 ejidatarios y comunidades, la gran mayoría de origen indígena y en condiciones socioeconómicas de marginalidad o pobreza, situación que por un lado permite la extensión de áreas sustentables y de la conservación de ecosistemas mediante los sistemas de usos y costumbres, pero también ha acarreado problemas a los comunitarios al enfrentarse a la enajenación ilegal de sus tierras por latifundistas y criminales. El volumen de producción forestal de 2021 fue de alrededor de 9.35 millones de metros cúbicos, en tanto las ventas al exterior alcanzaron 3846 millones de dólares.

### Minería
El sector minero-metalúrgico en México es una actividad importante que contribuye al Producto Interno Bruto (PIB) nacional. Según el Instituto Nacional de Estadística y Geografía (INEGI), el sector minero-metalúrgico representó el 8.6 % del PIB industrial y el 2.5 % del PIB nacional en 2021; la producción ascendió a alrededor de 153 millones de toneladas cúbicas, que representaron ingresos por 1.21 billones de pesos. Existen 2930 productores de minerales en el país; México es el principal productor de plata (6300 toneladas en 2022) a nivel mundial y se ubica entre las primeras 10 posiciones en la producción mundial de 17 minerales, incluyendo fluorita, sulfato de sodio, wollastonita, celestita, plomo, molibdeno, barita, diatomita, sulfato de magnesio, zinc, sal, yeso, cadmio, oro y feldespato.

### Petróleo

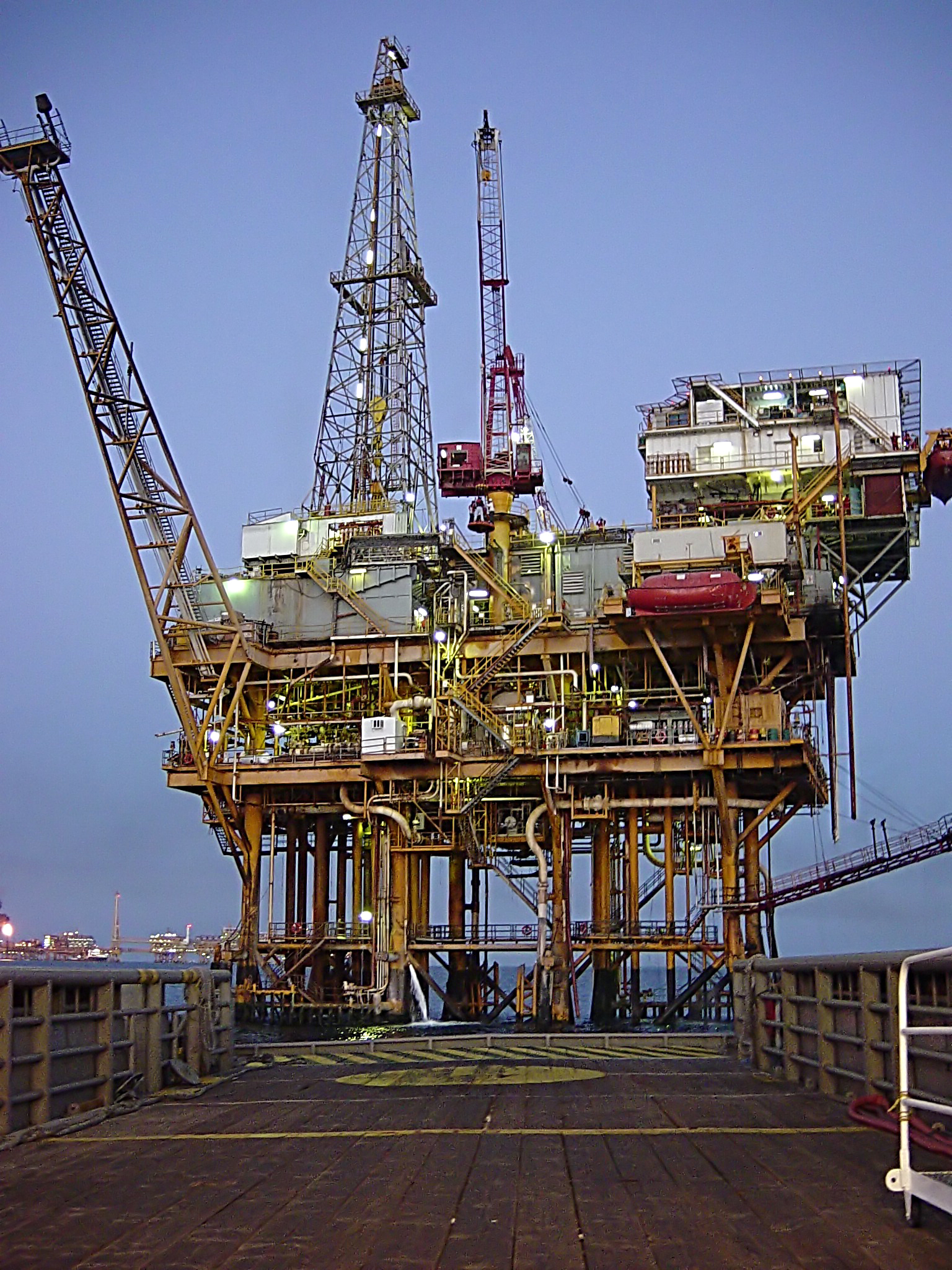
Plataforma petrolera en la sonda de Campeche.

La historia y trayectoria de la industria petrolera en México tienen un significado sociopolítico que trasciende a su función económica inmediata; diversos procesos sociales e históricos han hecho de su ejercicio un simbolismo de soberanía nacional sobre los recursos naturales; a eso se añade que en los tiempos de mayor bonanza petrolera, casi la mitad de los ingresos y gastos públicos provenían de este sector. Es por ello que, y de acuerdo a la constitución vigente, la industria petrolera en México constituye un sistema de participación mayoritaria del estado (exploración, producción, refinación, comercialización y exportación) a través la empresa estatal Pemex (Petróleos Mexicanos); cabe aclarar que la misma norma fundamental señala que las empresas públicas en el sector energético no constituyen monopolios, y por ende no se sujetan a leyes y posturas económicas contrarias a este sistema. Las reformas energéticas de 2008 y 2013 comenzaron a abrir el sector en forma mínima, pero ajustes legales en 2019 dieron marcha atrás a esto.
Pemex no solo es la mayor paraestatal en México, es también la principal empresa de cualquier sector en el país, con ingresos, en 2023, de 109 000 millones de pesos; es la sexta compañía productora de petróleo en el mundo, la sexta en ventas petroleras, y es la empresa más grande de cualquier ramo en Hispanoamérica.
En cuanto al país en general, es el 11.º en producción (2.9 millones de barriles diarios), el 12.º por exportación (1.2 millones de barriles diarios) y el 24.º por reservas probadas.

### Industria
La cercanía con Estados Unidos, la diversidad de regiones con determinados rasgos económicos y la ubicación geográfica estratégica en el continente permiten la amplitud de sectores industriales que van desde la simple transformación de materias primas en productos elaborados hasta el desarrollo de tecnologías, pasando por la satisfacción de toda la cadena productiva. Más allá del sector energético que es el más redituable, las principales industrias del país son la metalúrgica, la minera, la mecánica (sobresaliendo en este sector específicamente la automotriz), la aeroespacial, la de la construcción, la maderera y la de alimentos. Los principales polos industriales del país se ubican cercas de las zonas metropolitanas de Ciudad de México, Guadalajara y Monterrey, además de la zona del Bajío y las áreas fronterizas con Estados Unidos. En cuanto a productos terminados, los de mayor fabricación en México son: aparatos electrónicos, derivados del petróleo, dispositivos médicos, automóviles, insumos textiles, bebidas y alimentos.

### Comercio exterior
El comercio exterior mexicano es una parte importante de la economía del país, junto con el mercado interno genera alrededor de la mitad del producto interno bruto total. El país se ha caracterizado por tener una posición estratégica en el comercio internacional. Tal como se mencionó párrafos arriba, es el décimo mayor exportador del mundo y posee 14 acuerdos de libre comercio con 50 países. Inmerso en el mercado de intercambio más grande del mundo, con Estados Unidos y Canadá. Las condiciones geográficas de un extenso litoral y una larga frontera con la primera economía del planeta favorecen también el canje de mercancías con los dos otros mercados de peso, la Unión Europea y Asia-Pacífico.
El comercio exterior mexicano se basa en la importación y exportación de productos y servicios. Este es prioritario para el país, ya que permite el intercambio de productos, mercancías y recursos monetarios. Se caracteriza por tener una buena capacidad de producción en virtud de la alta demanda interna y externa de ciertos bienes y servicios. En 2024 el valor total de las exportaciones mexicanas fue de 617 100 millones de dólares; los principales productos vendidos al exterior fueron, en orden de ganancias: automóviles, computadoras, autopartes, camiones de carga, petróleo crudo, televisores y cable aislado. En cuanto a las importaciones, en el mismo año, el valor total de estas fue de 625 312 millones de dólares; los principales productos comprados del exterior son: gasolina, maquinaria pesada, maquinaria eléctrica, vehículos automotores, plásticos, productos farmacéuticos y equipo mecánico. De acuerdo a los datos anteriores, se registra que la balanza comercial de México se encuentra en déficit.

#### Principales socios comerciales
| Exportaciones a                                   | Exportaciones a | Importaciones desde | Importaciones desde |
| País                                              | Porcentaje      | País                | Porcentaje          |
| ------------------------------------------------- | --------------- | ------------------- | ------------------- |
| Estados Unidos                                    | 78.27 %         | Estados Unidos      | 43.9 %              |
| Canadá                                            | 2.67 %          | China               | 19.63 %             |
| China                                             | 1.87 %          | Corea del Sur       | 3.71 %              |
| Alemania                                          | 1.43 %          | Alemania            | 3.05 %              |
| Japón                                             | 0.75 %          | Japón               | 3.02 %              |
| Brasil                                            | 0.74 %          | Canadá              | 2.50 %              |
| Resto de países                                   | 14.28 %         | Resto de países     | 24.18 %             |
| Fuente:Cifras oficiales (2024).                   |                 |                     |                     |
| La Unión Europea se ignora para cálculo de Otros. |                 |                     |                     |

### Turismo
El turismo es una actividad económica importante para el país y lo hace una de las naciones más destacables a nivel mundial, colocado en sexto lugar lugar en términos de llegadas de turistas internacionales, con 45.0 millones de visitantes en 2024, igualando la marca histórica de 2019, cuando recibió la misma cantidad. Es el primer destino para turistas extranjeros dentro de América Latina. En ese año, el turismo contribuyó con el 7.5 % del PIB nacional, y representó el 14.2 % de los empleos directos e indirectos de la economía mexicana. Para el mismo ciclo, los ingresos provenientes de los turistas extranjeros alcanzaron USD 32 956 300 000 (treinta y dos mil, novecientos cincuenta y seis millones, trescientos mil).
Las principales atracciones turísticas de México son los sitios arqueológicos de las culturas mesoamericanas, las ciudades coloniales y los complejos turísticos de playa. La riqueza natural y la herencia histórica cultural —la fusión de la cultura europea (particularmente la española) con la cultura mesoamericana—; también hacen de México un atractivo destino turístico a nivel mundial. La gran mayoría de los turistas extranjeros que visitan México provienen de los Estados Unidos, Canadá y Colombia. El siguiente grupo en importancia son visitantes de Europa y Asia. Un número reducido de turistas también proviene del resto de países de América Latina.
Sin embargo, el turismo local ha generado una derrama económica importante para el país, donde los prestadores de servicios buscan una mayor difusión y atención hacia los turistas nacionales, creando nuevos polos turísticos y recreativos patrocinados por FONATUR (Fondo Nacional de Fomento al Turismo) quien se ha dado la tarea de estudiar las preferencias y gustos de los mexicanos en sus días de descanso; se han mejorado y rehabilitado las vías de comunicación y transporte, remodelación de los aeropuertos de mayor actividad, actualización de los sistemas de telecomunicaciones, apertura de créditos para nueva infraestructura de hostelería y prestación de servicios, apertura de casinos o casas de apuesta, mejoramiento sanitario y mayor seguridad en zonas de actividad recreativa.
En la clasificación del Índice de Competitividad en Viajes y Turismo (TTCI por sus siglas en inglés) de 2022, que mide factores que hacen atractivo realizar inversiones o desarrollar negocios en el sector de viajes y turismo de un país específico, México alcanzó el lugar 40 a nivel mundial, siendo el primero clasificado entre países de América Latina y el tercero en el continente americano.

Principales destinos turísticos de México
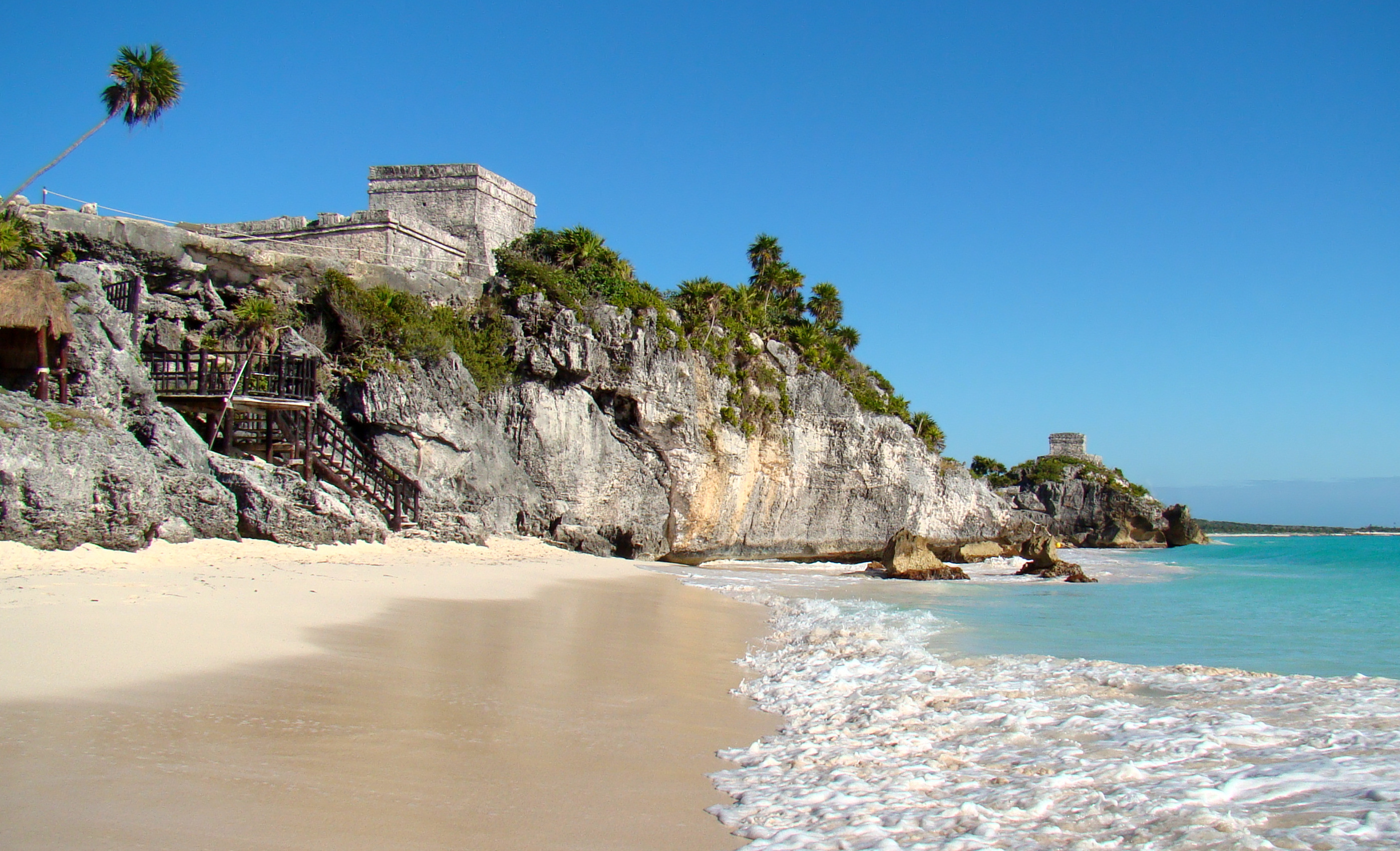
Riviera Maya Quintana Roo
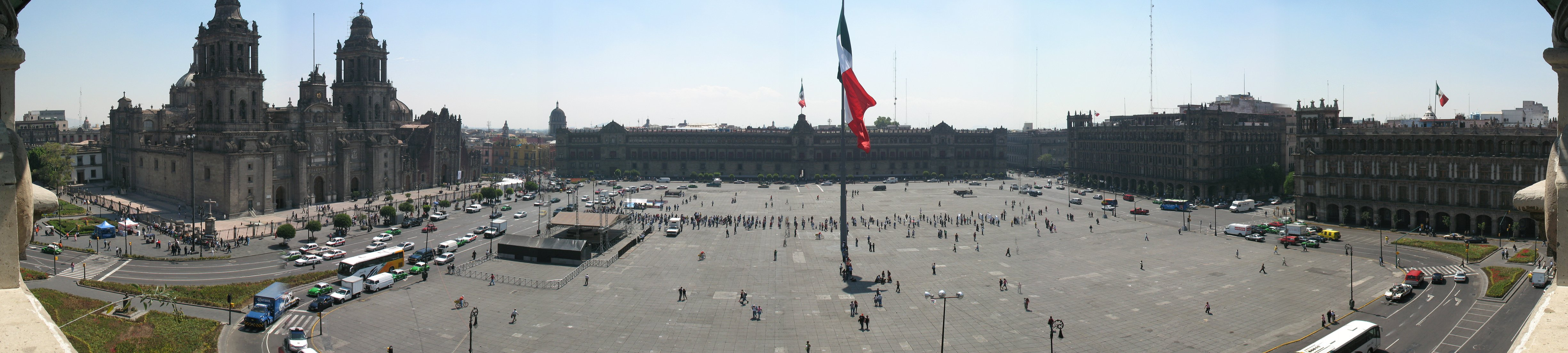
Ciudad de México
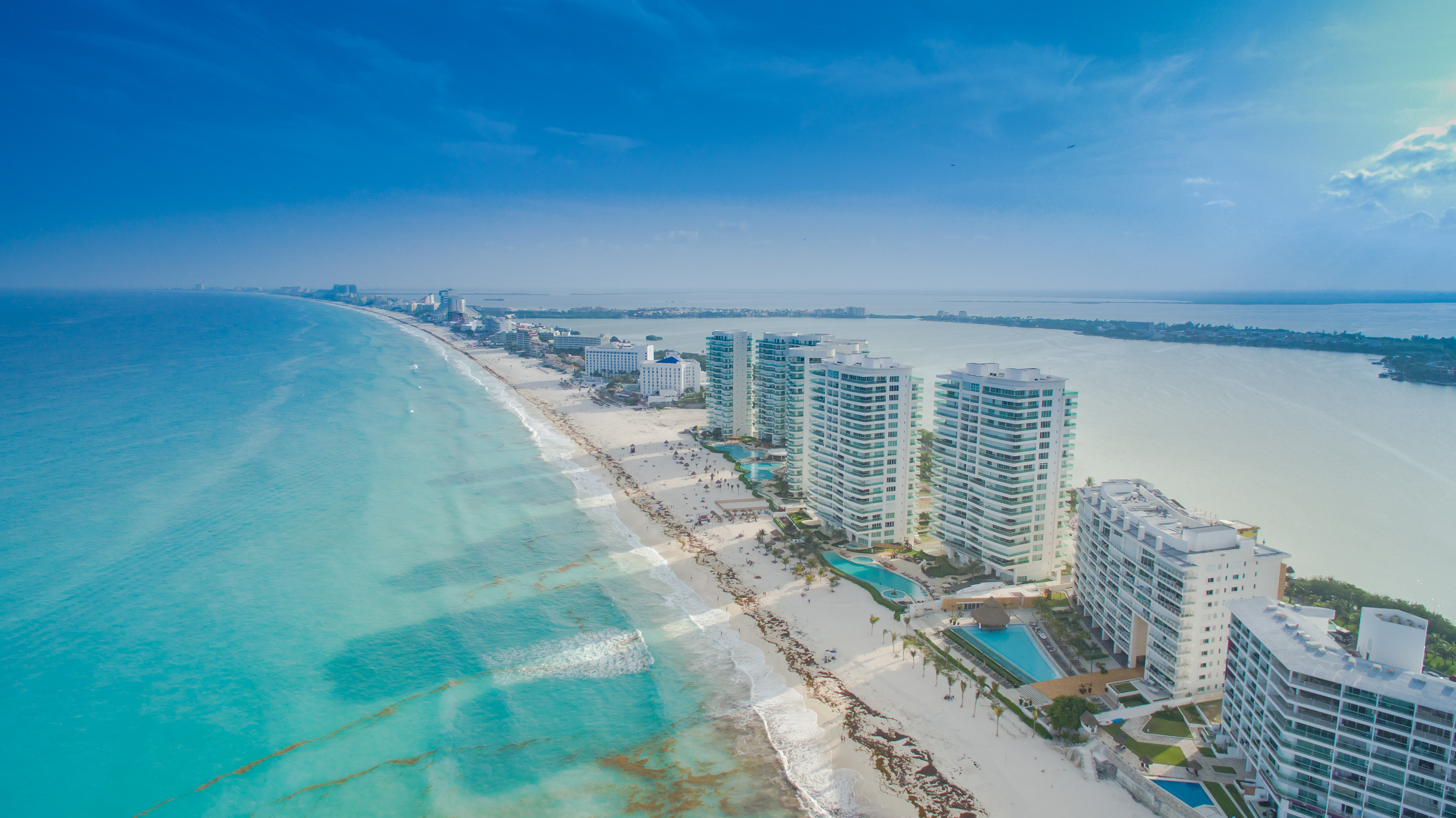
Cancún Quintana Roo
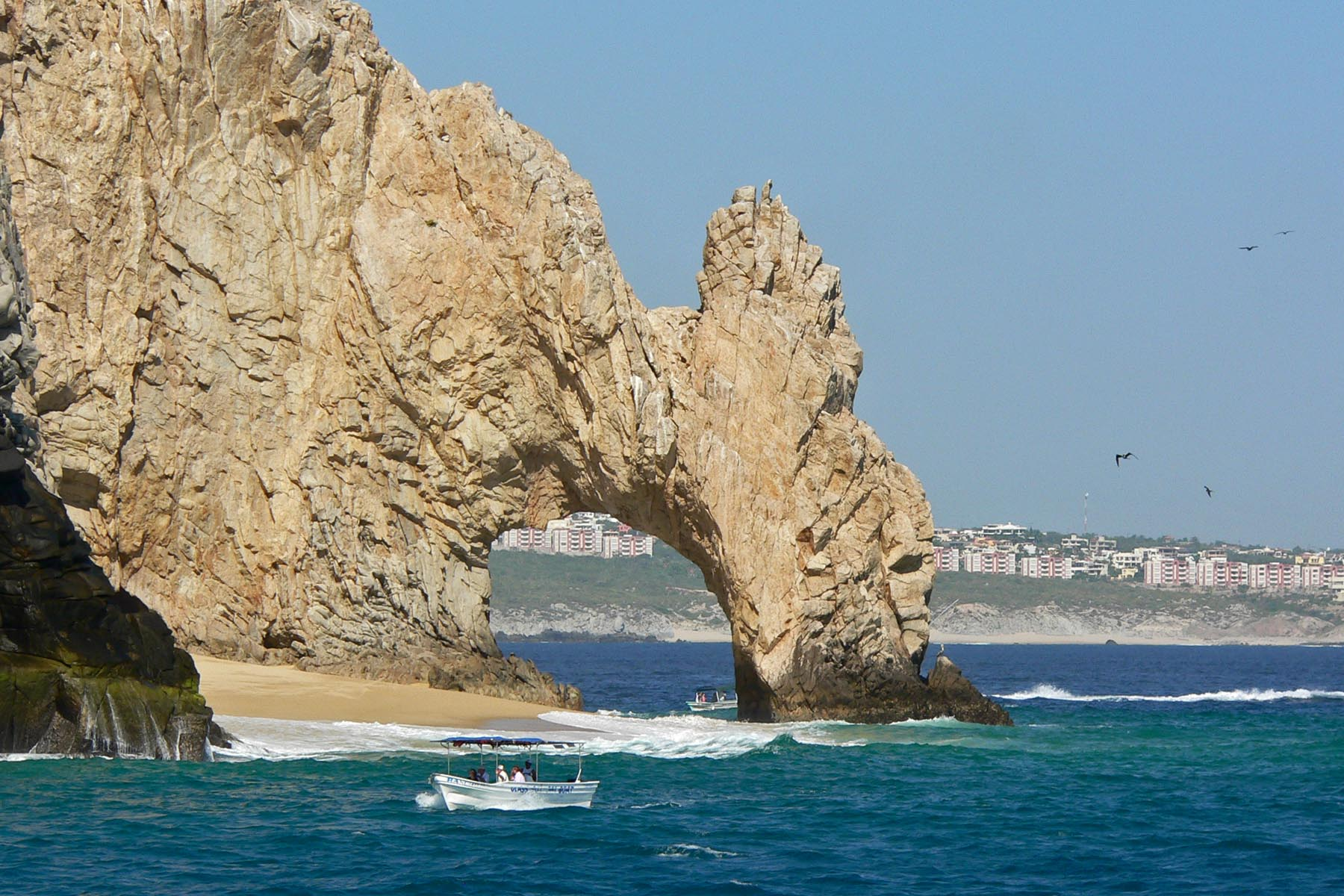
Cabo San Lucas Baja California Sur
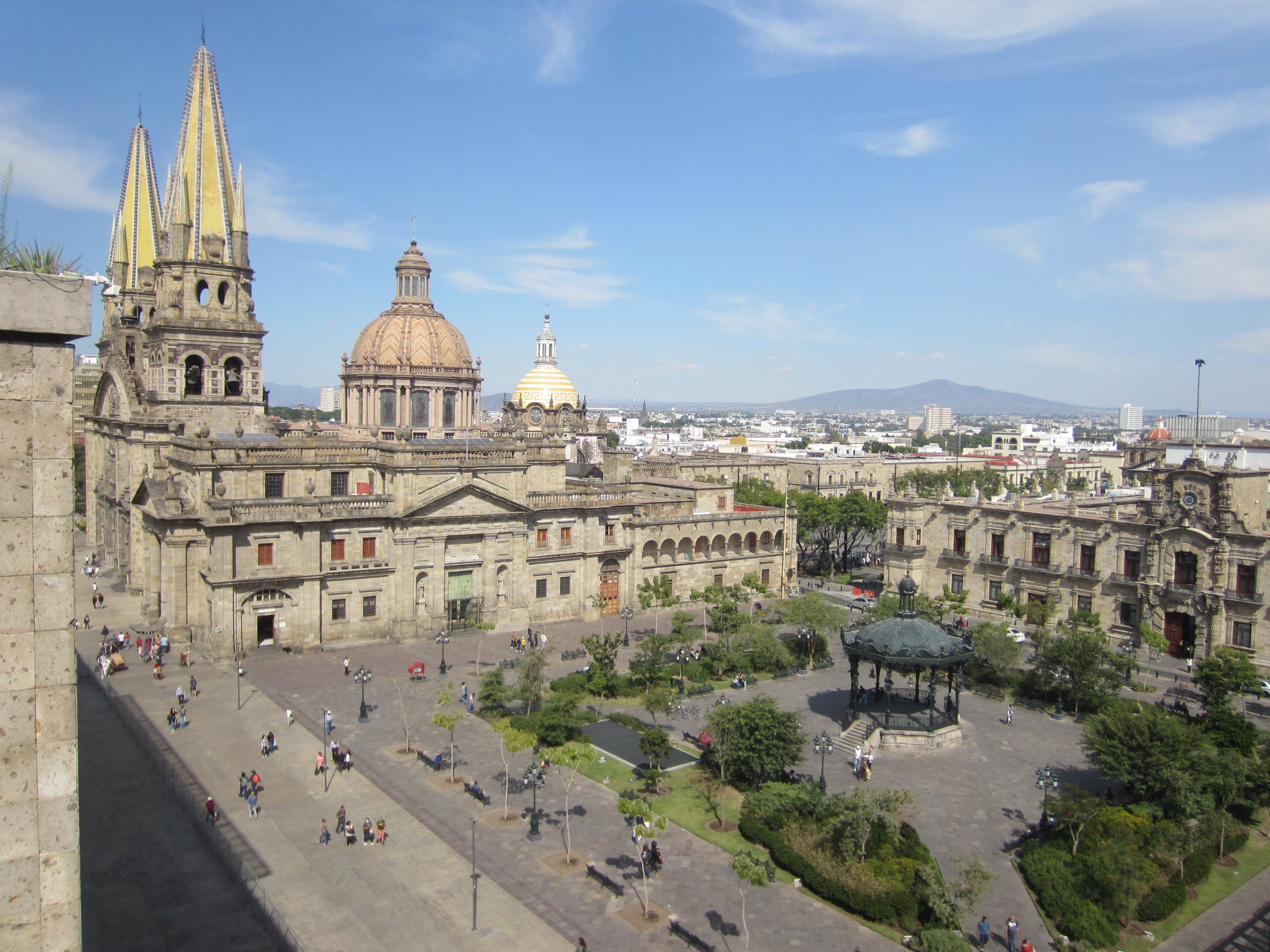
Guadalajara Jalisco
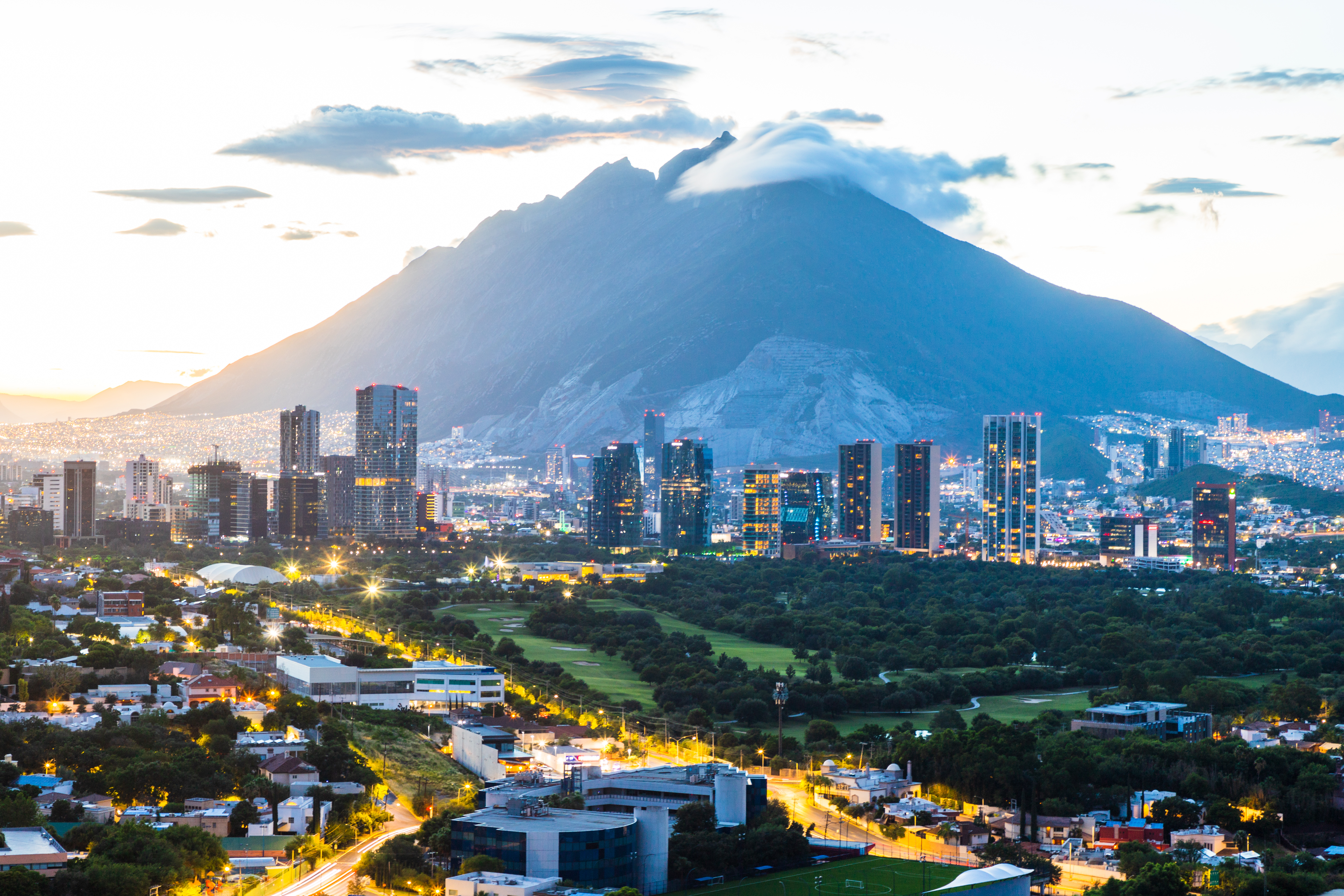
Monterrey Nuevo León
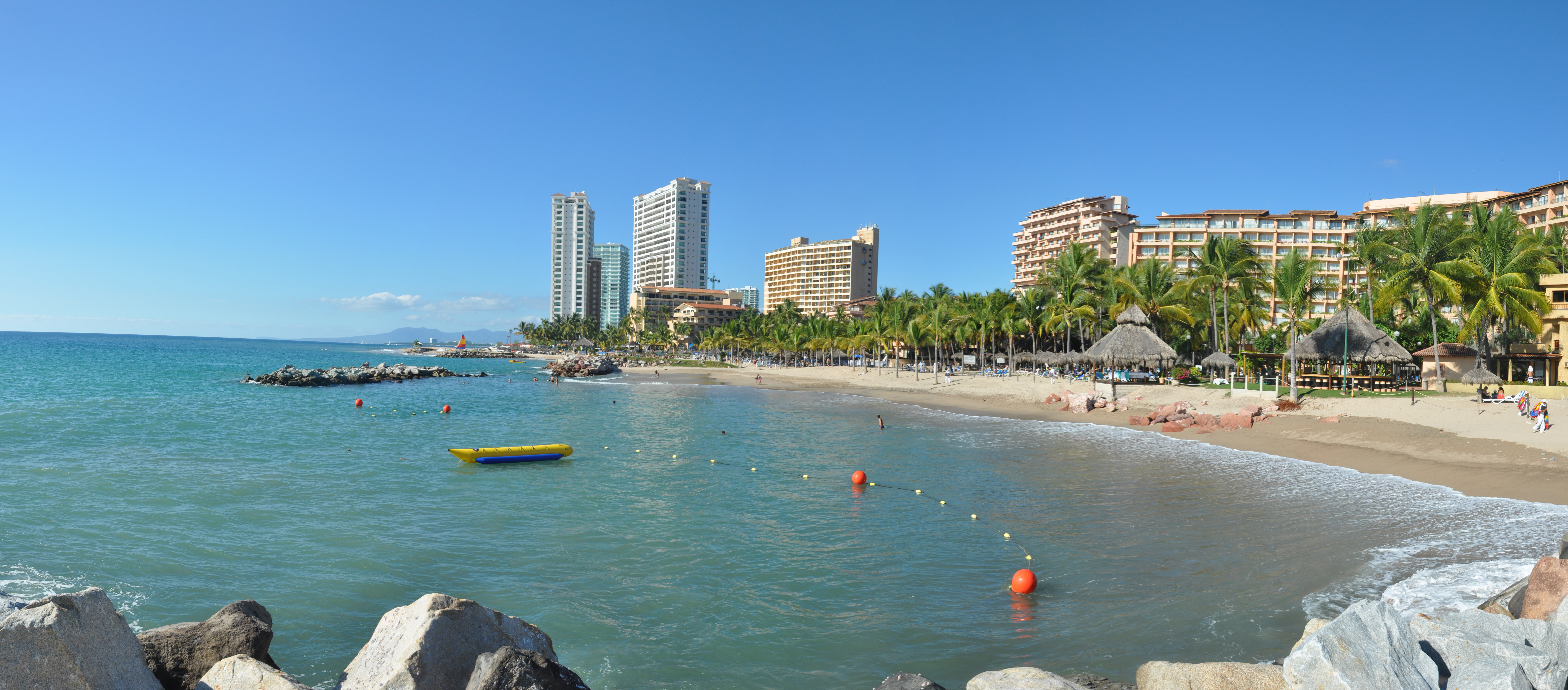
Puerto Vallarta Jalisco
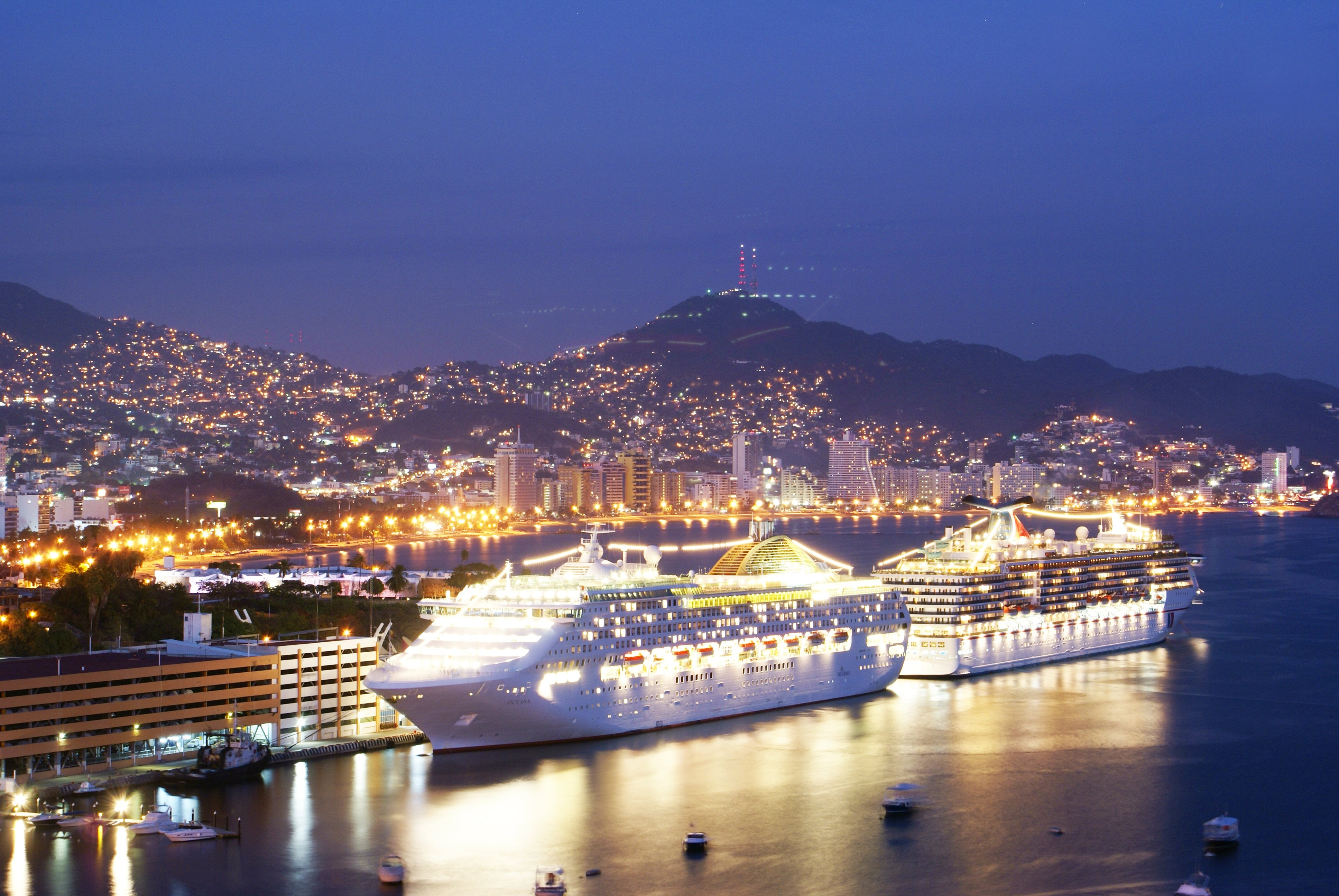
Acapulco Guerrero
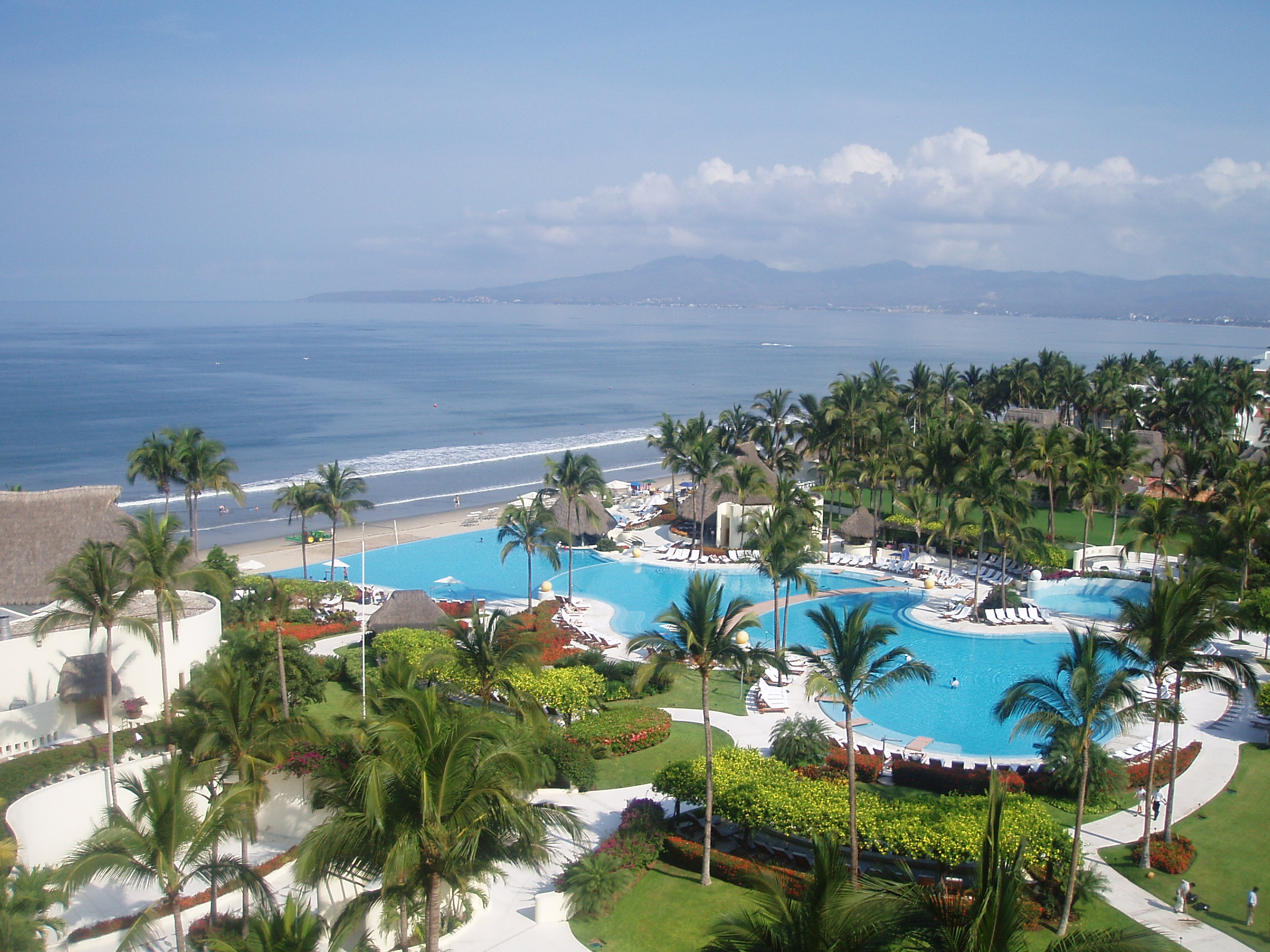
Nuevo Vallarta Nayarit
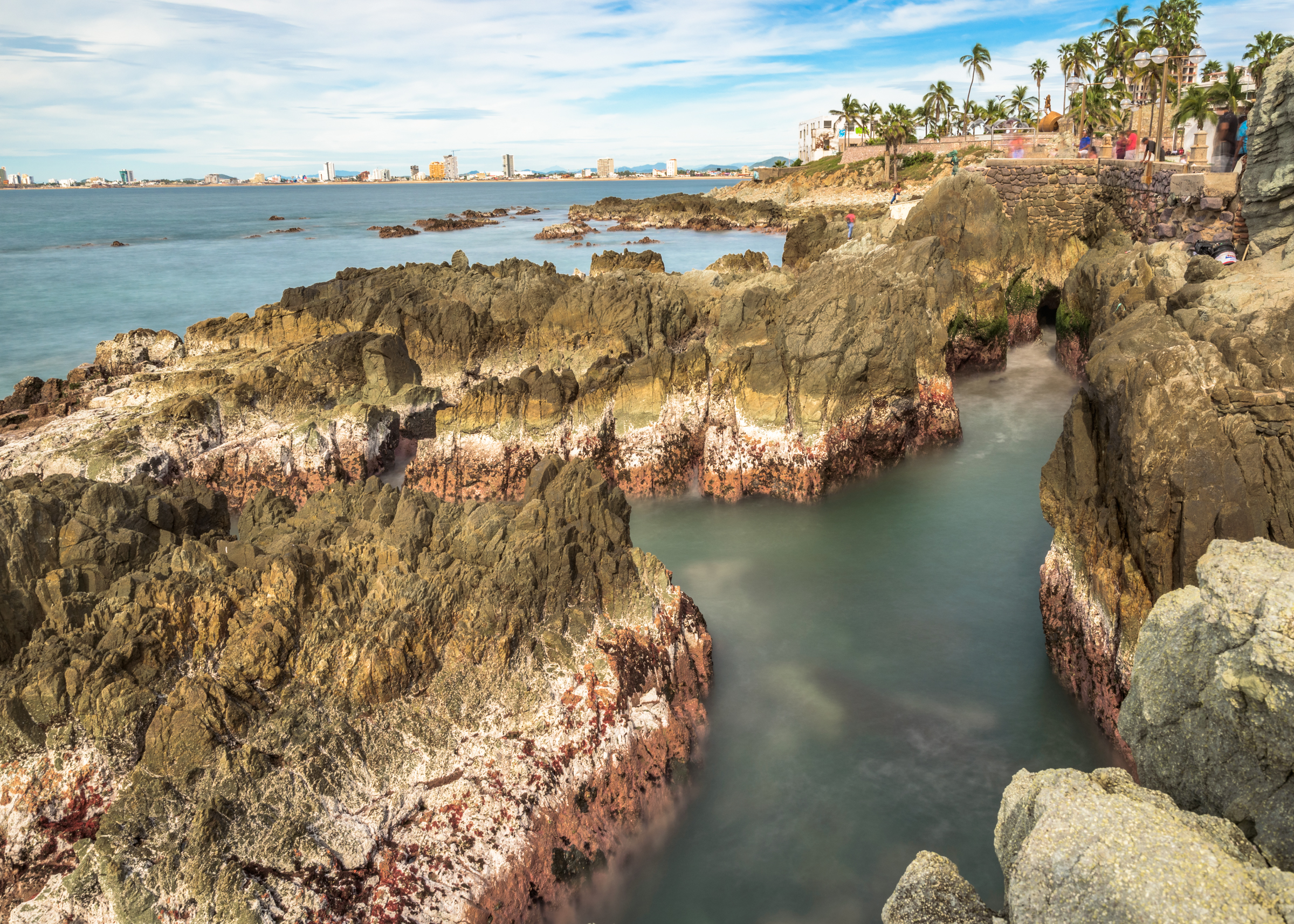
Mazatlán Sinaloa
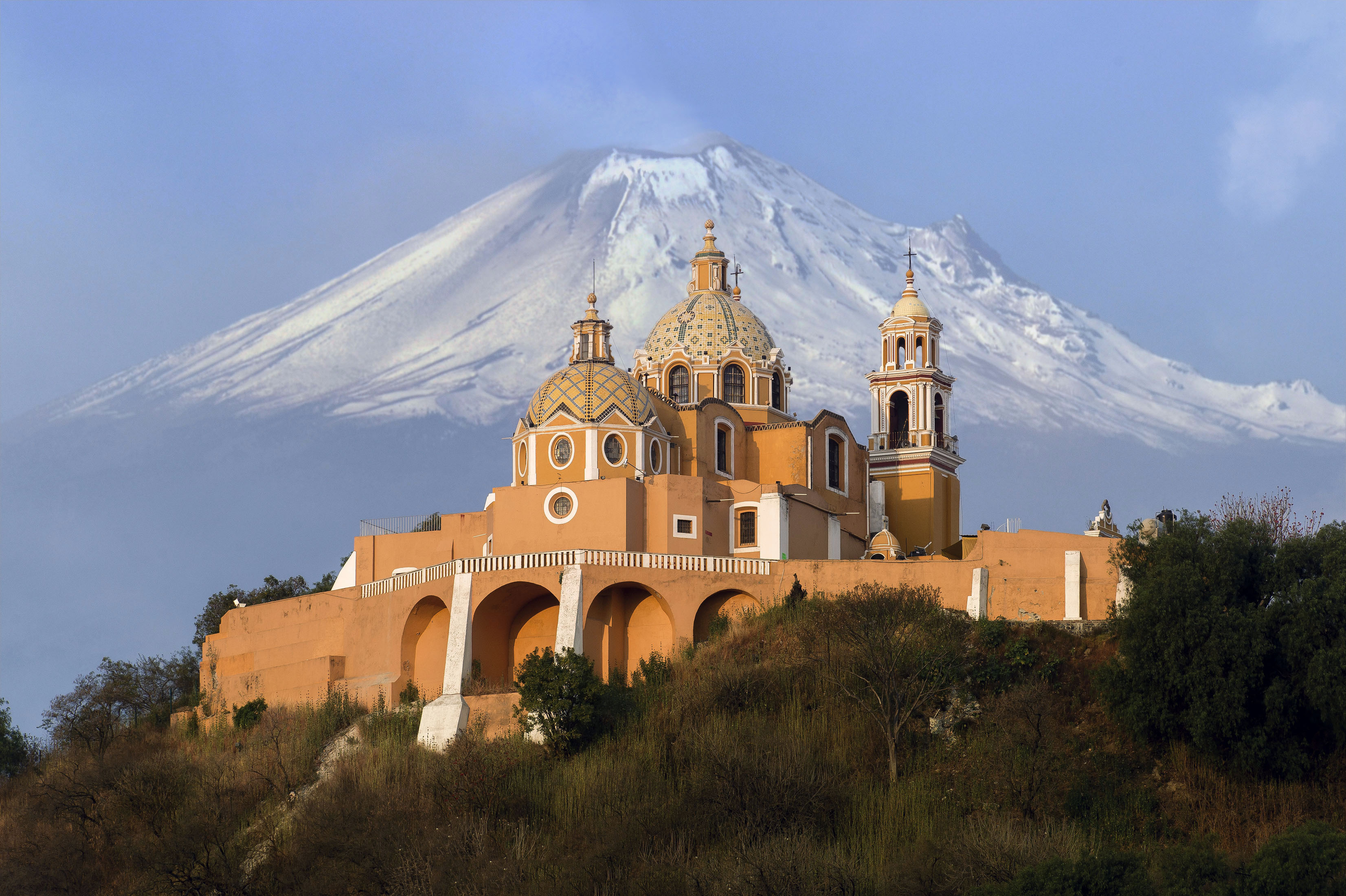
Puebla Puebla
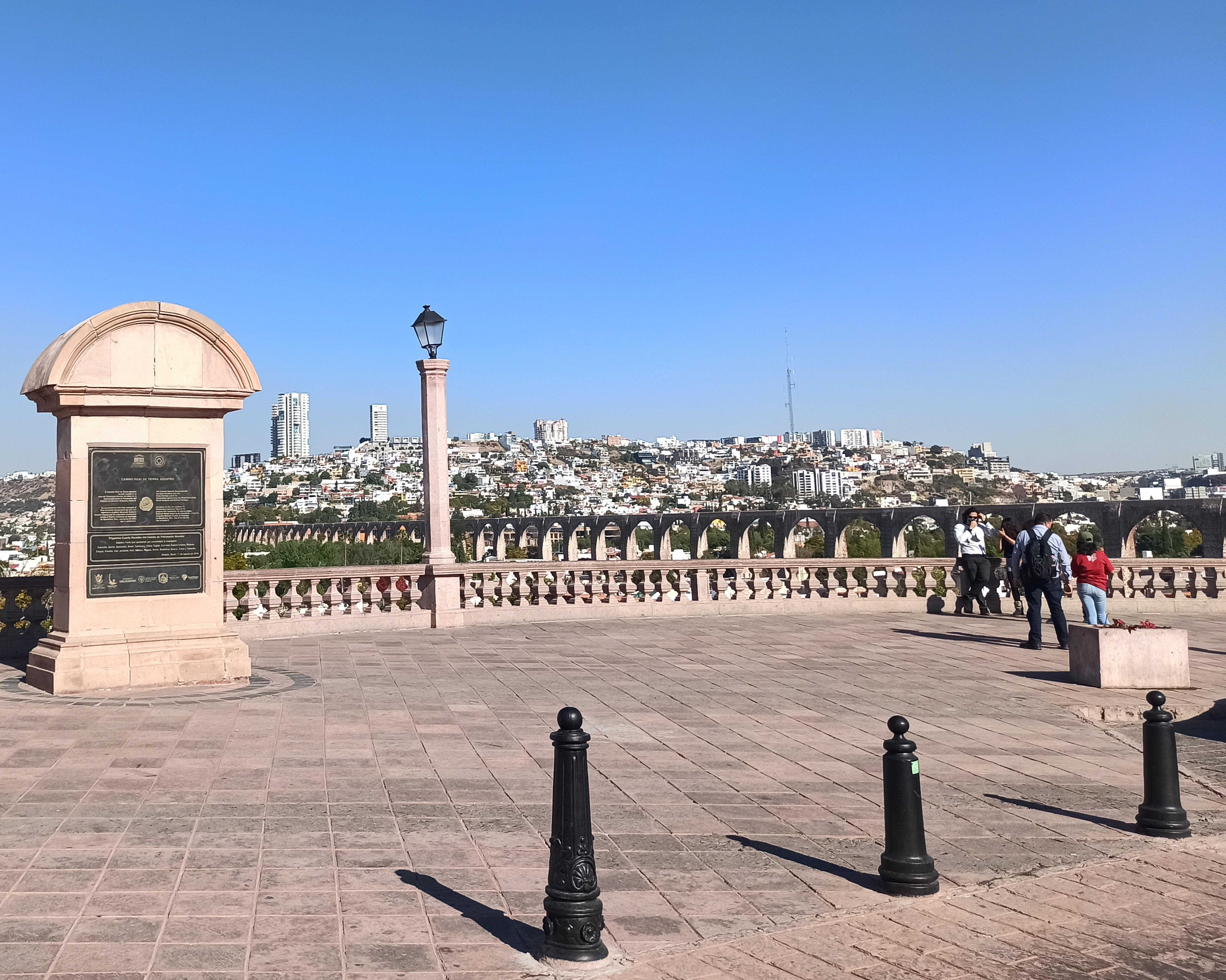
Santiago de Querétaro Querétaro
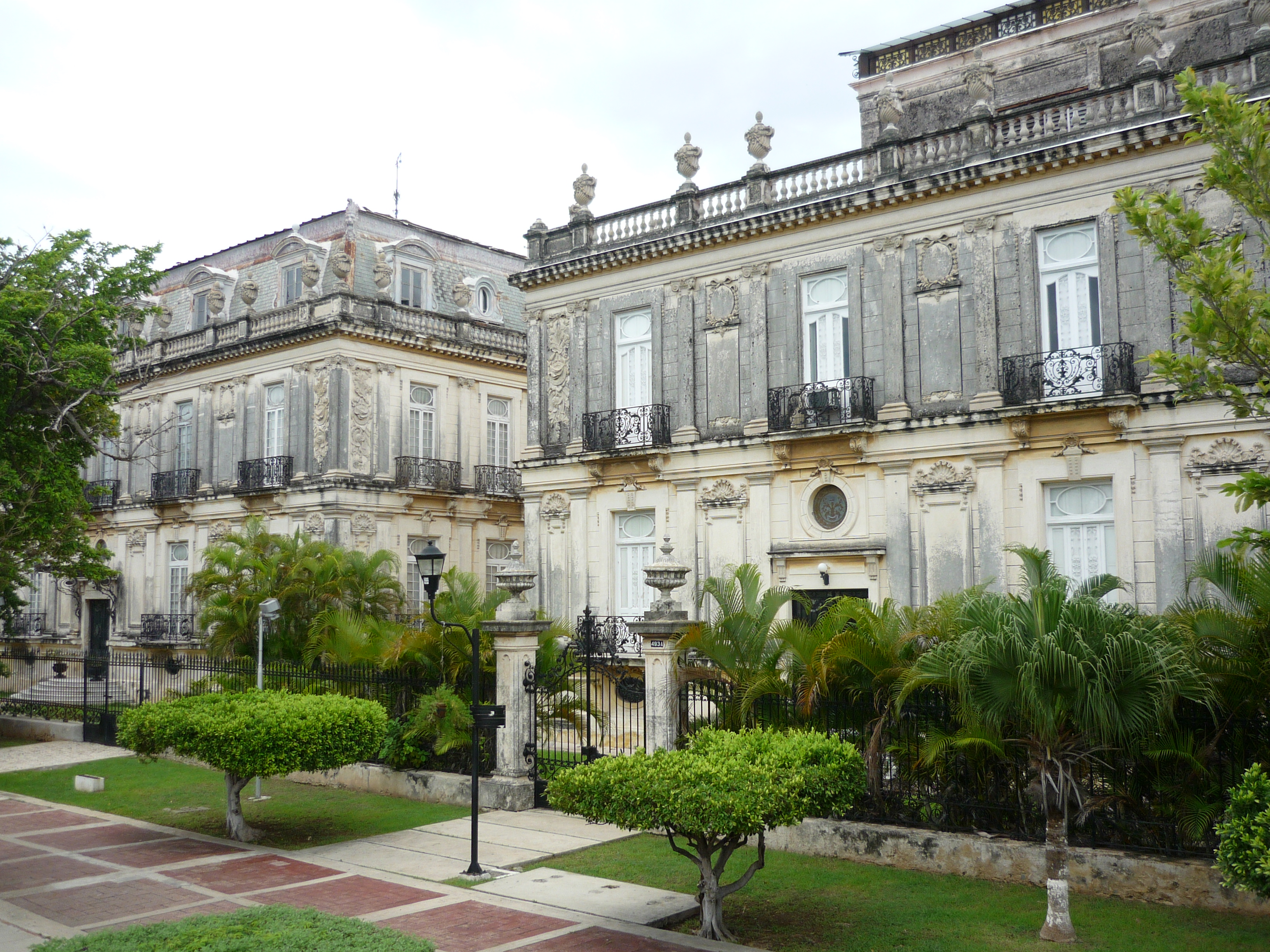
Mérida Yucatán
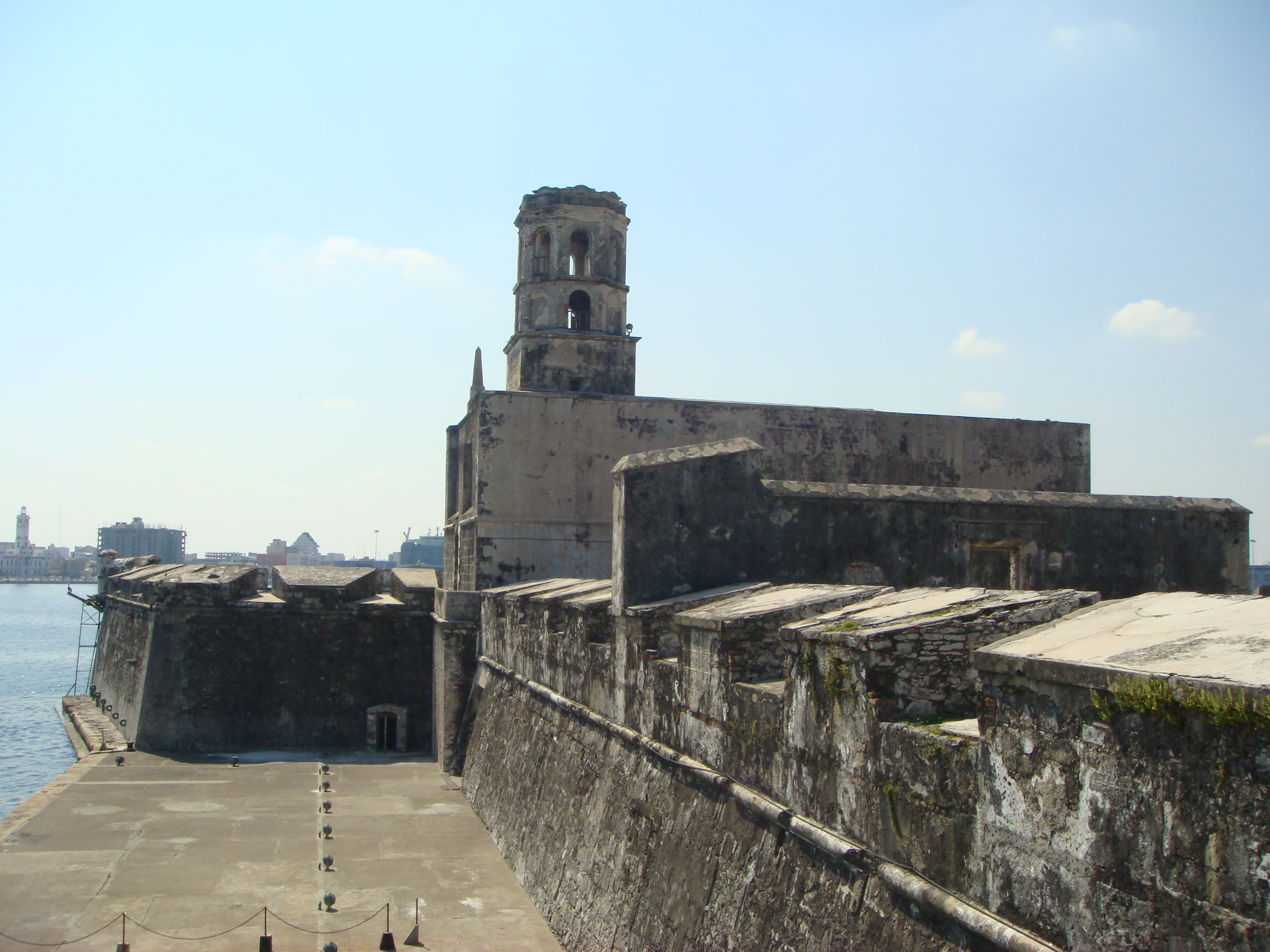
Veracruz Veracruz
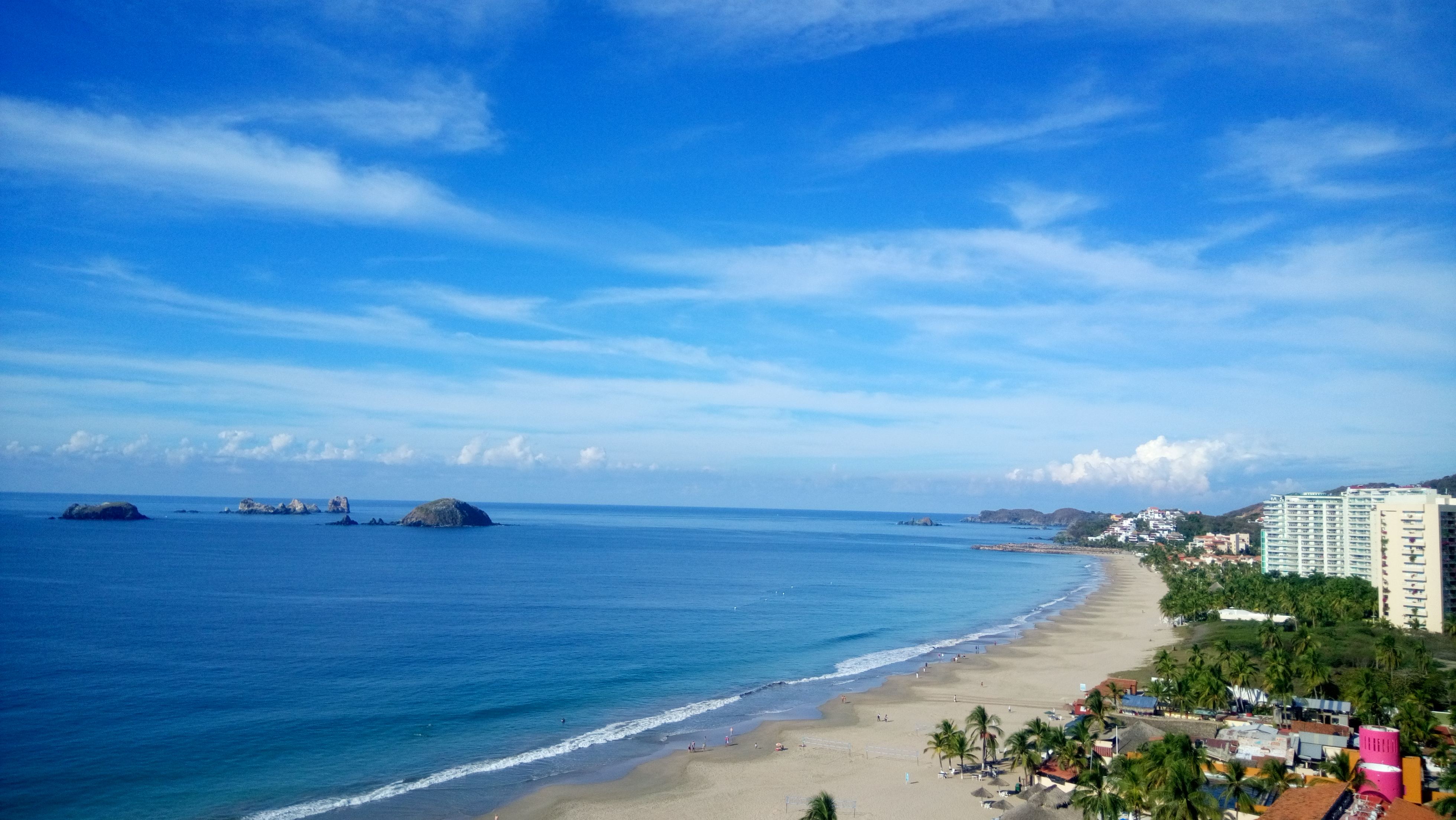
Ixtapa Guerrero
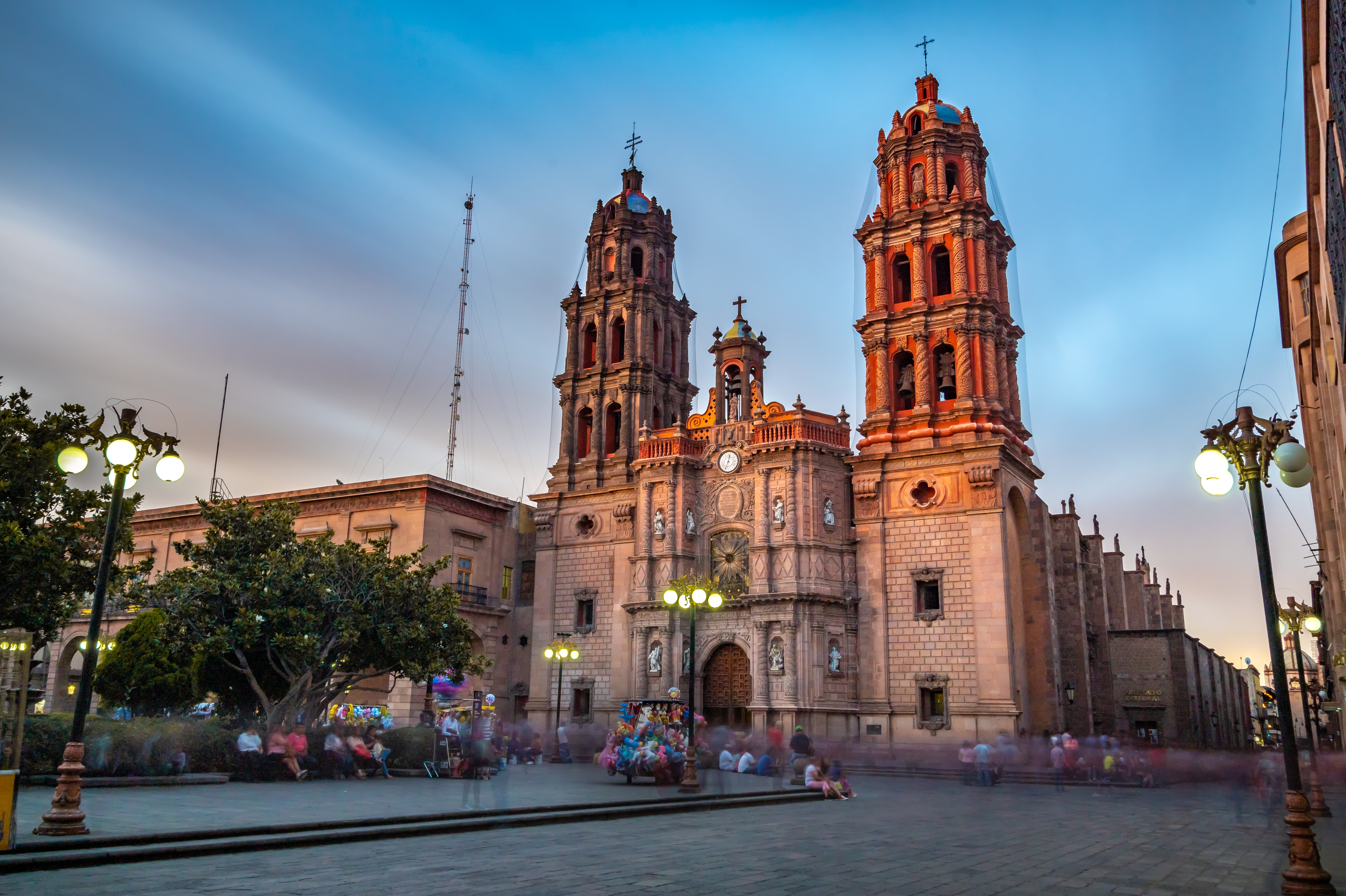
San Luis Potosí San Luis Potosí
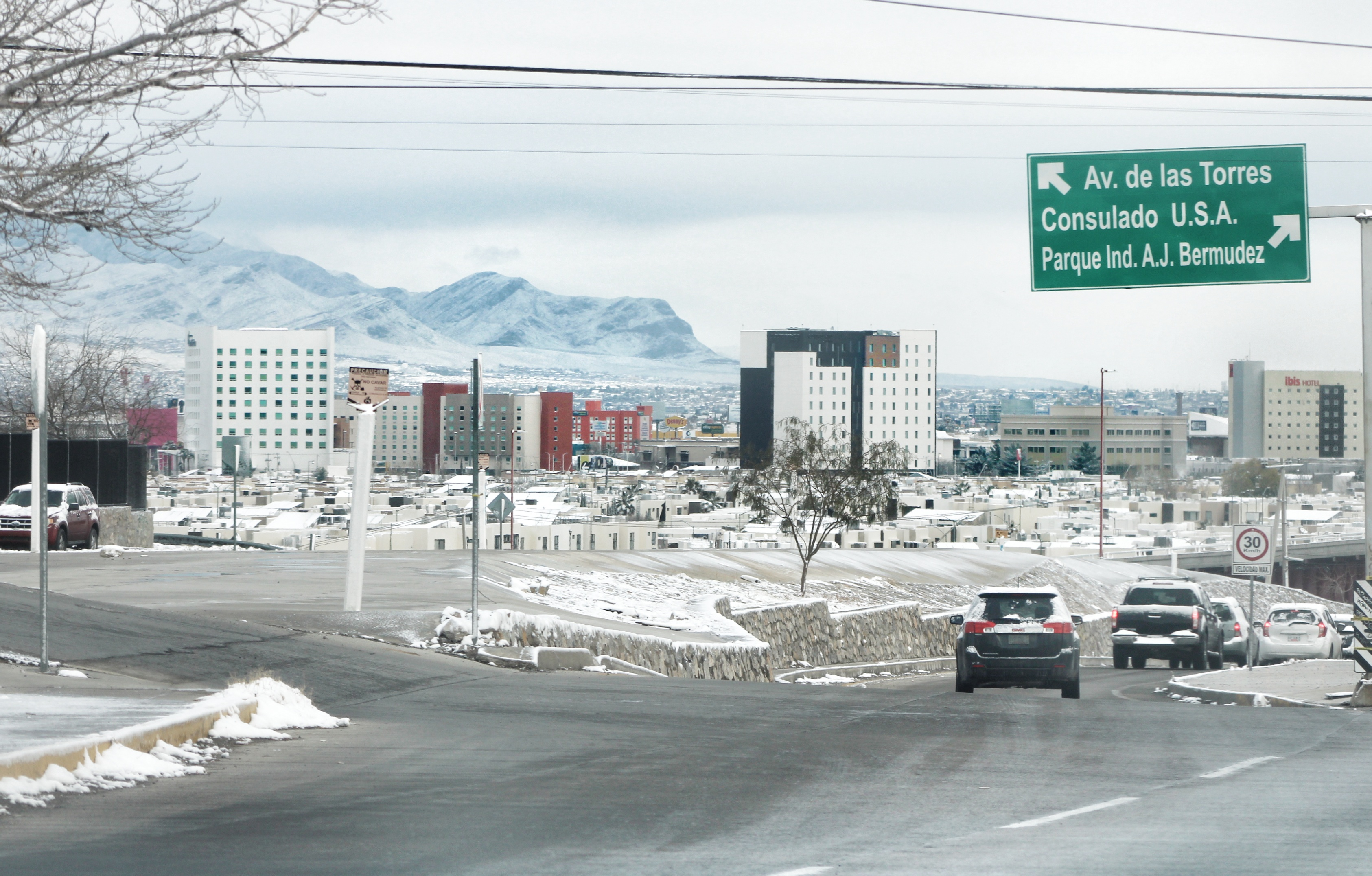
Ciudad Juárez Chihuahua
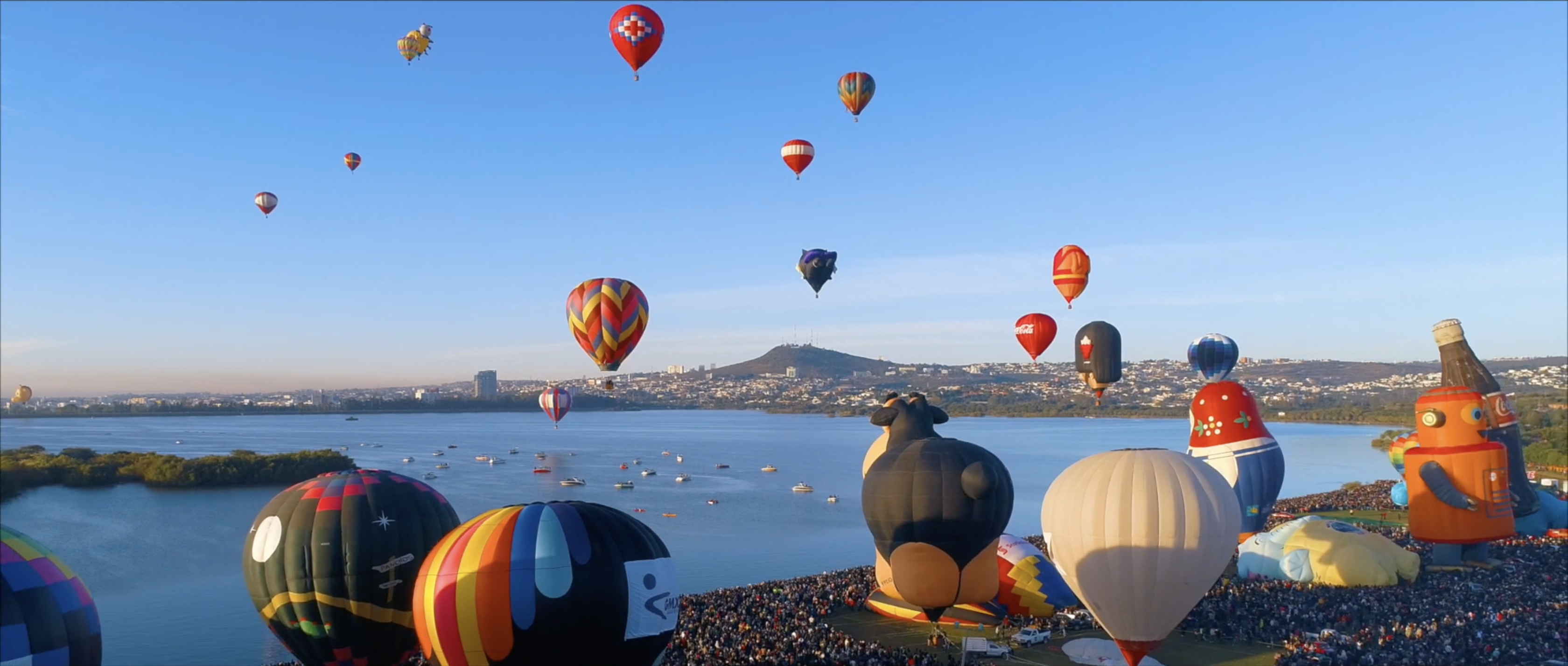
León Guanajuato
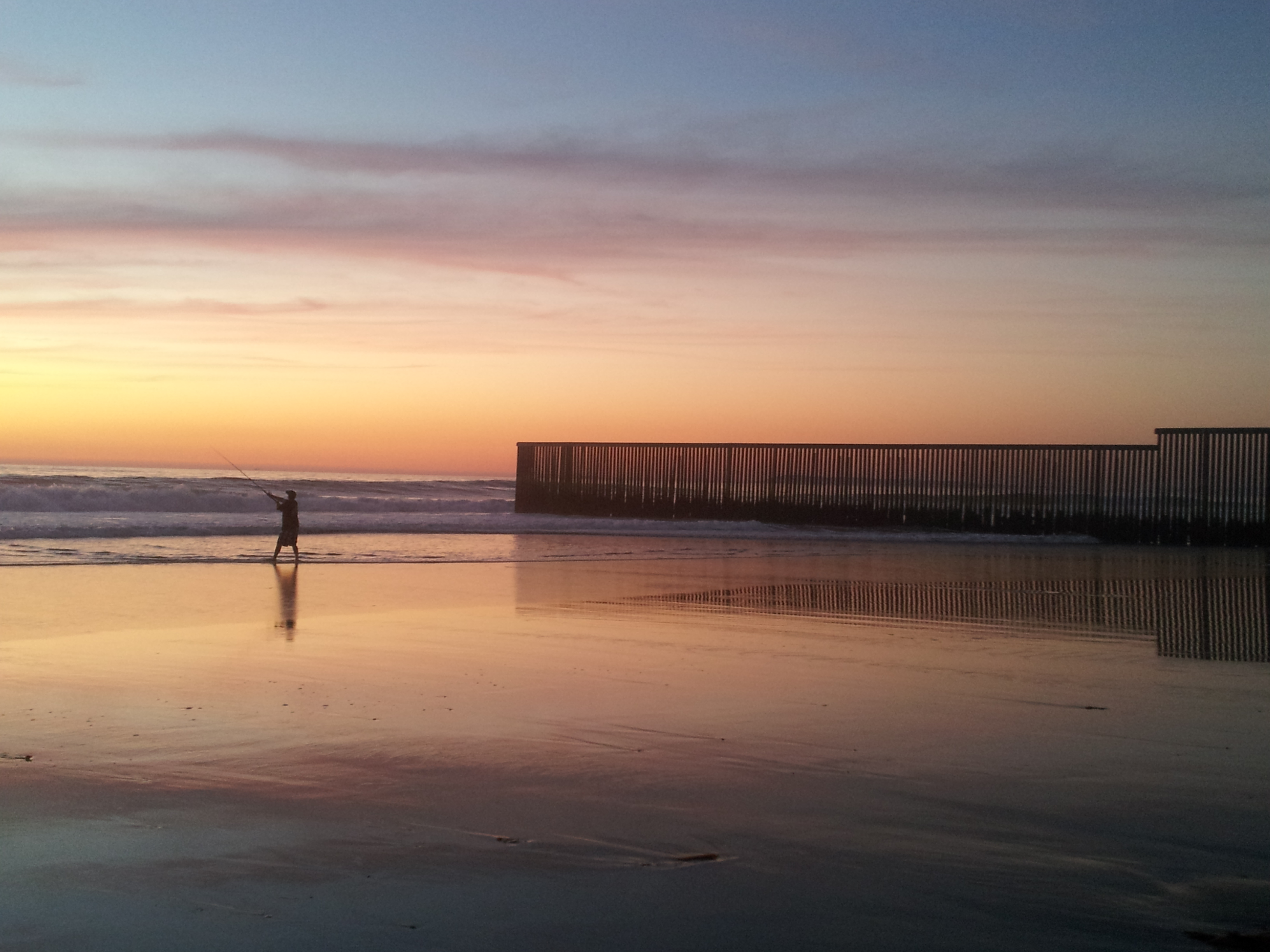
Tijuana Baja California
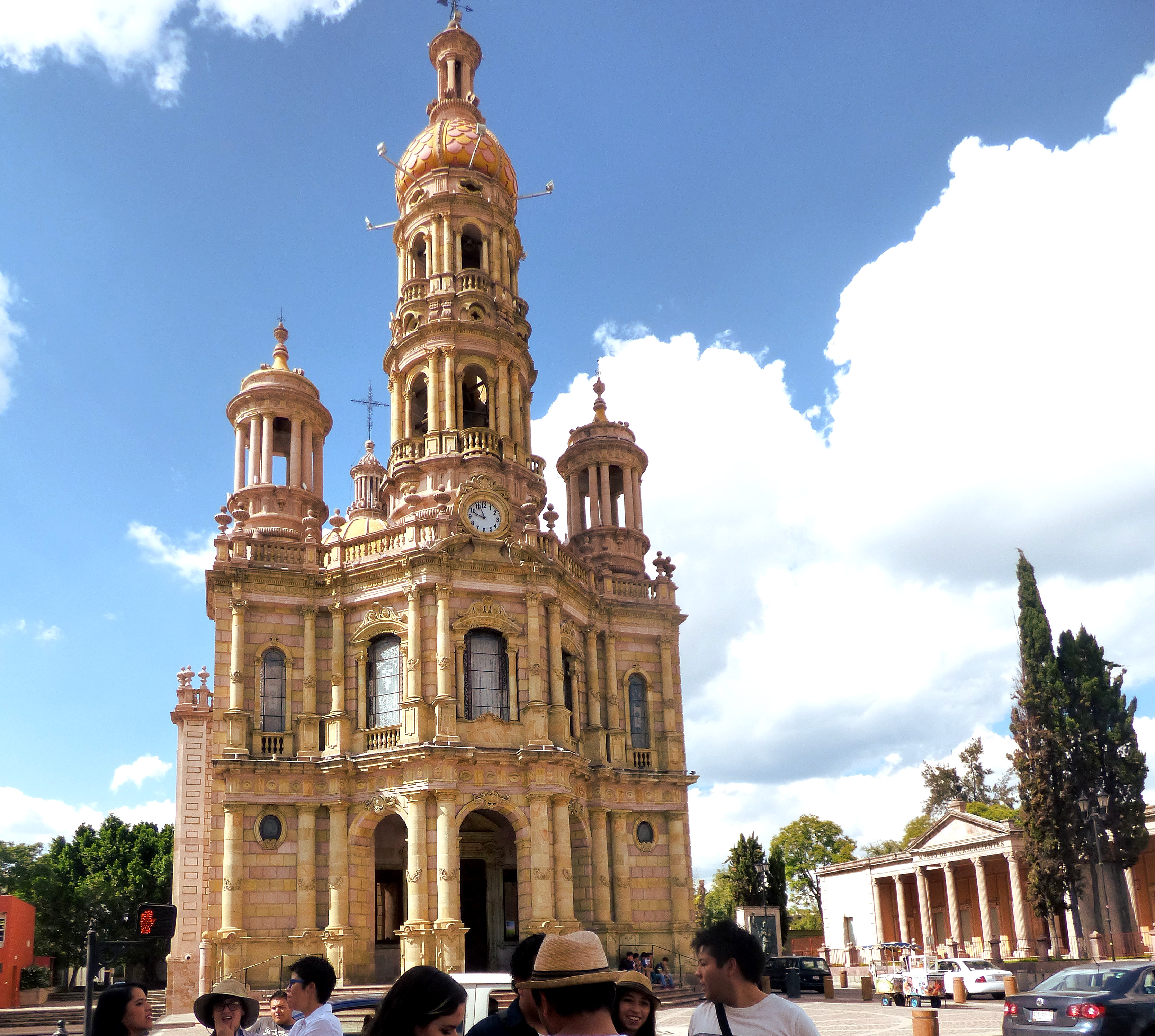
Aguascalientes Aguascalientes
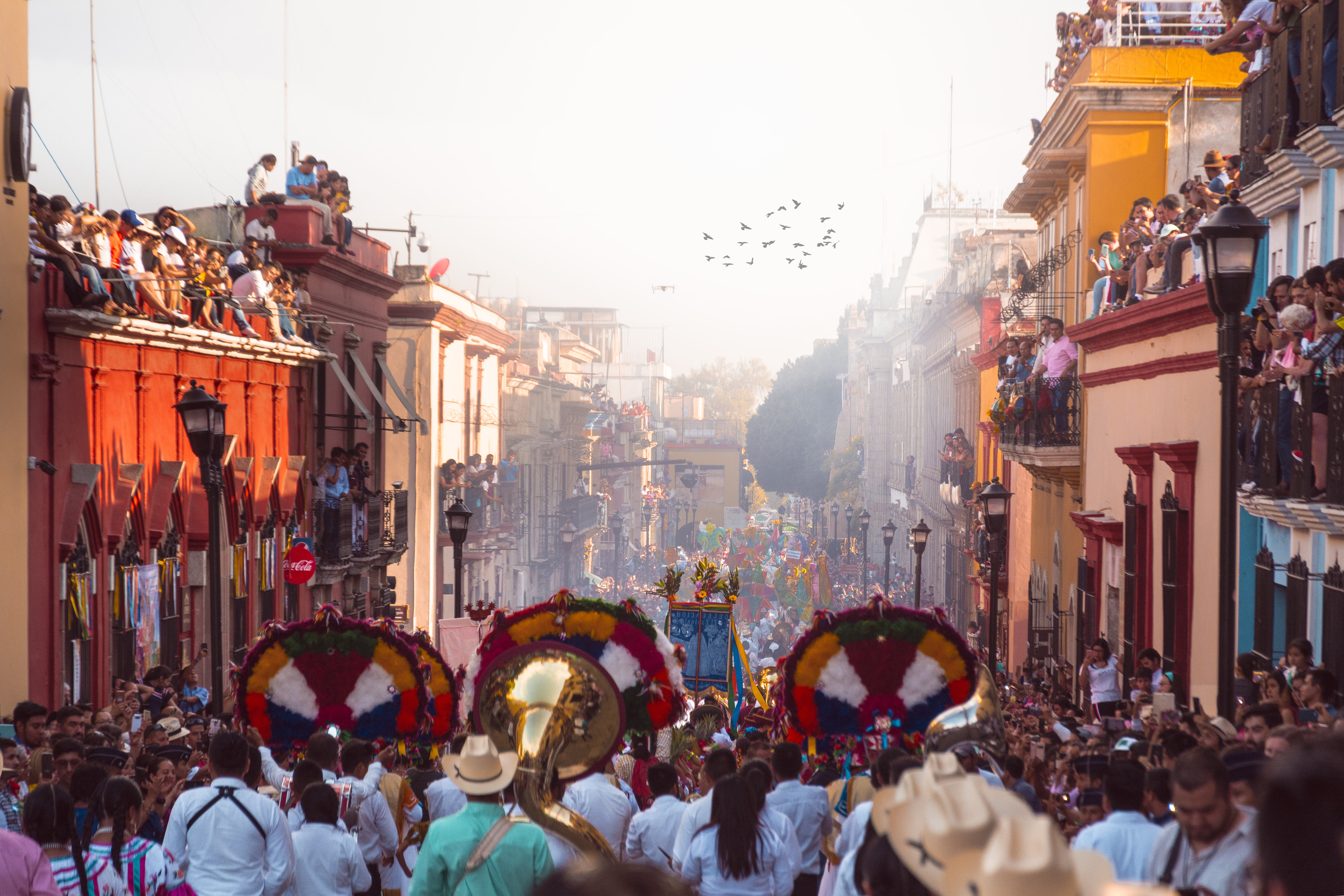
Oaxaca de Juárez Oaxaca
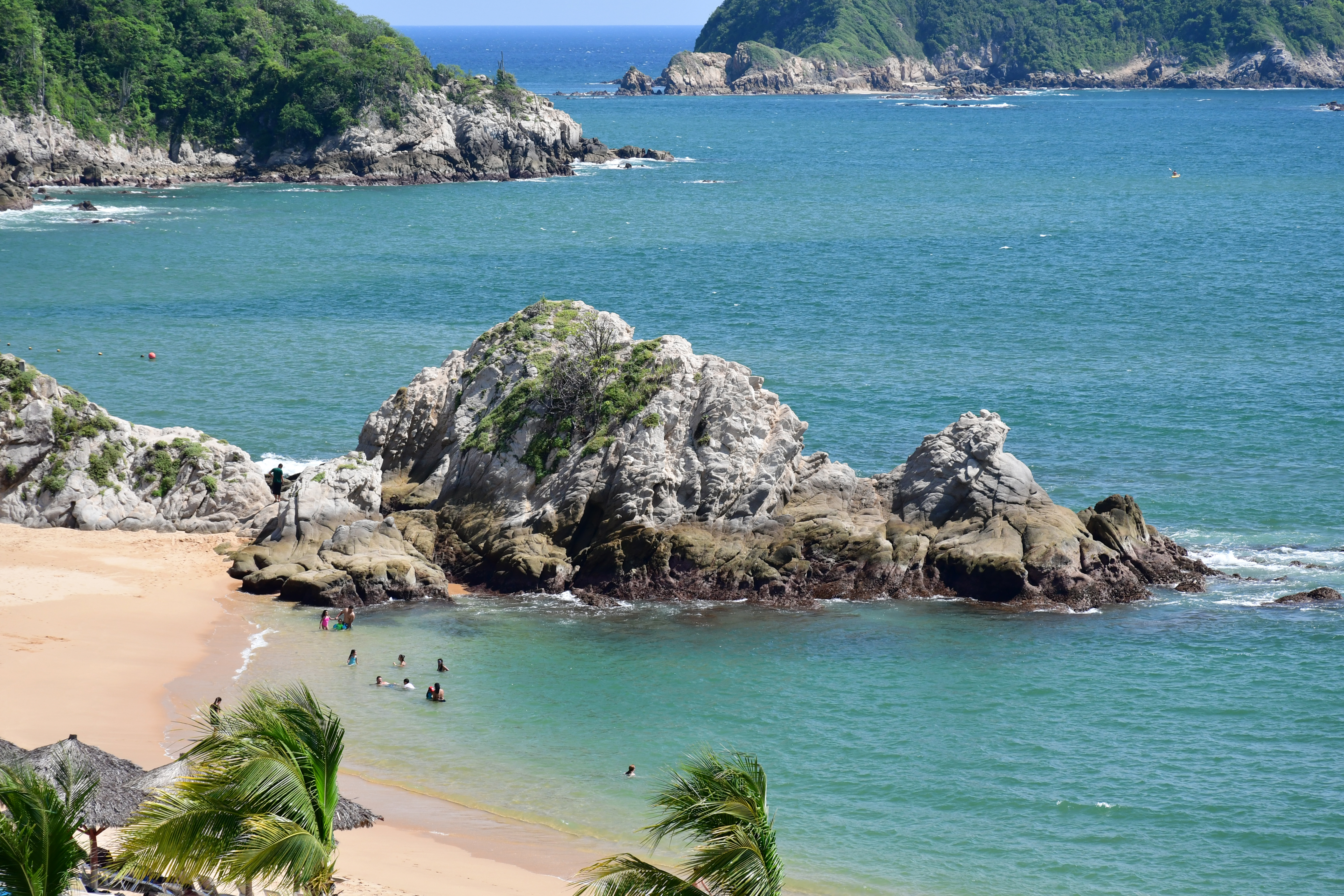
Huatulco Oaxaca
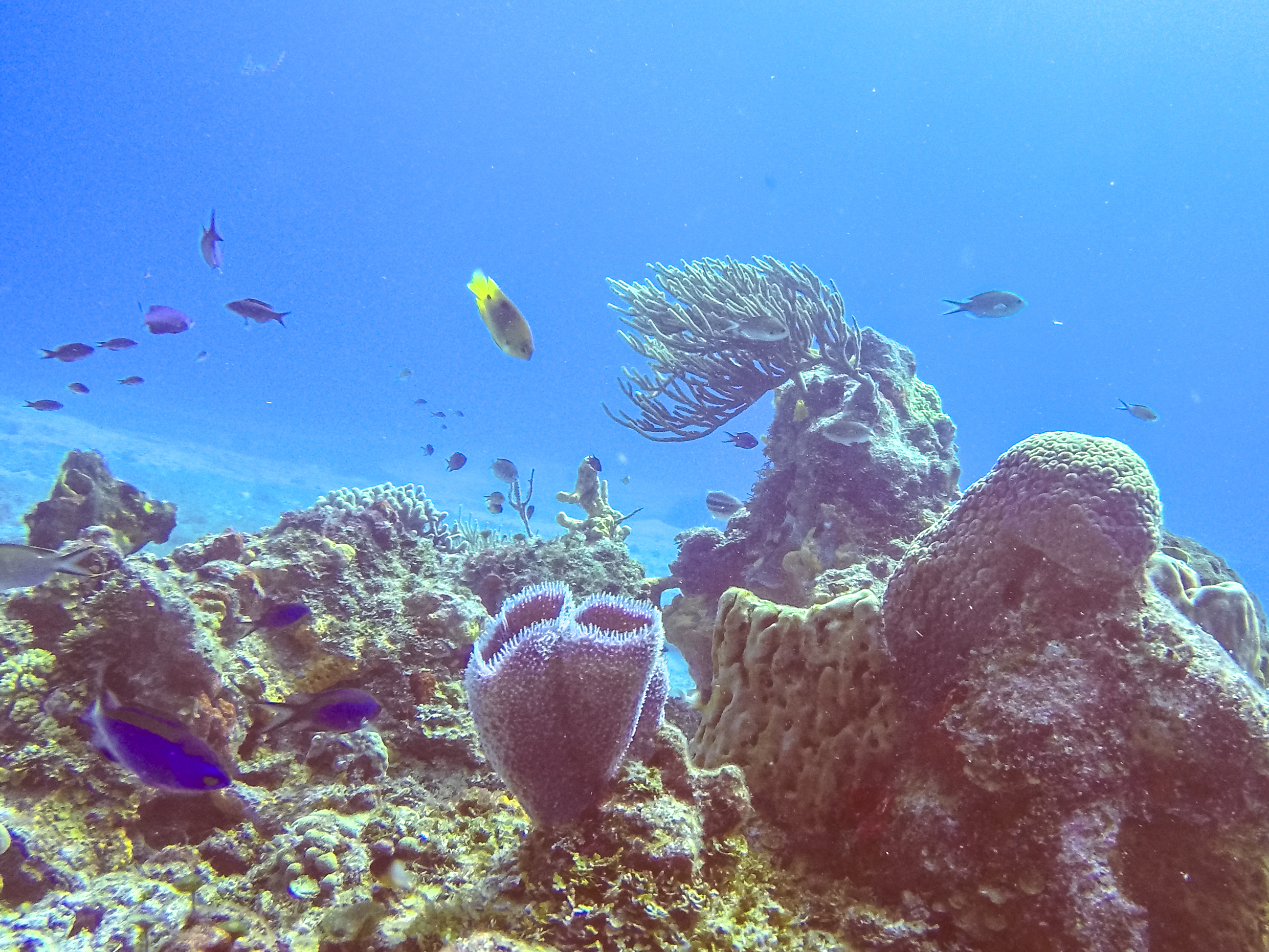
Cozumel Quintana Roo
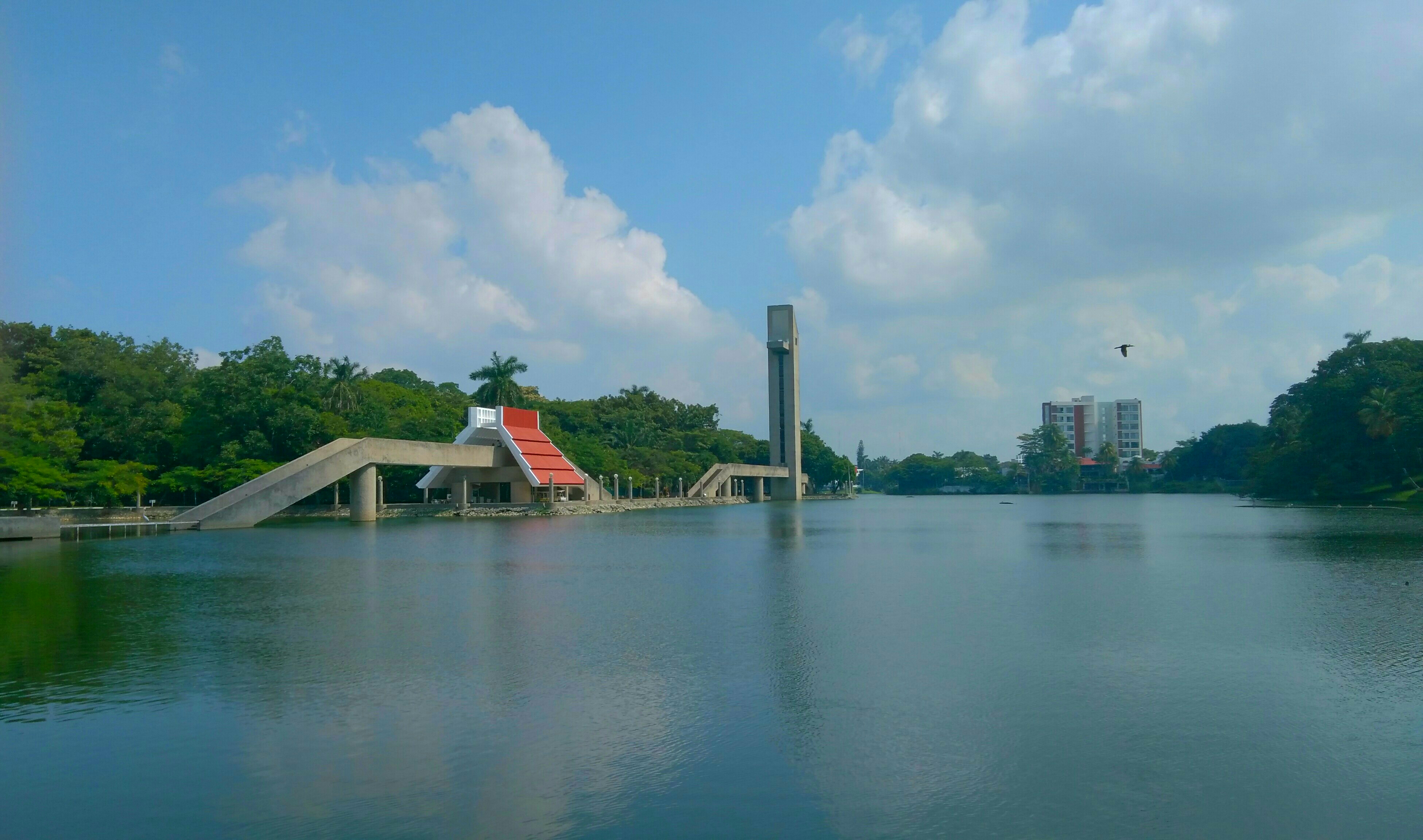
Villahermosa Tabasco
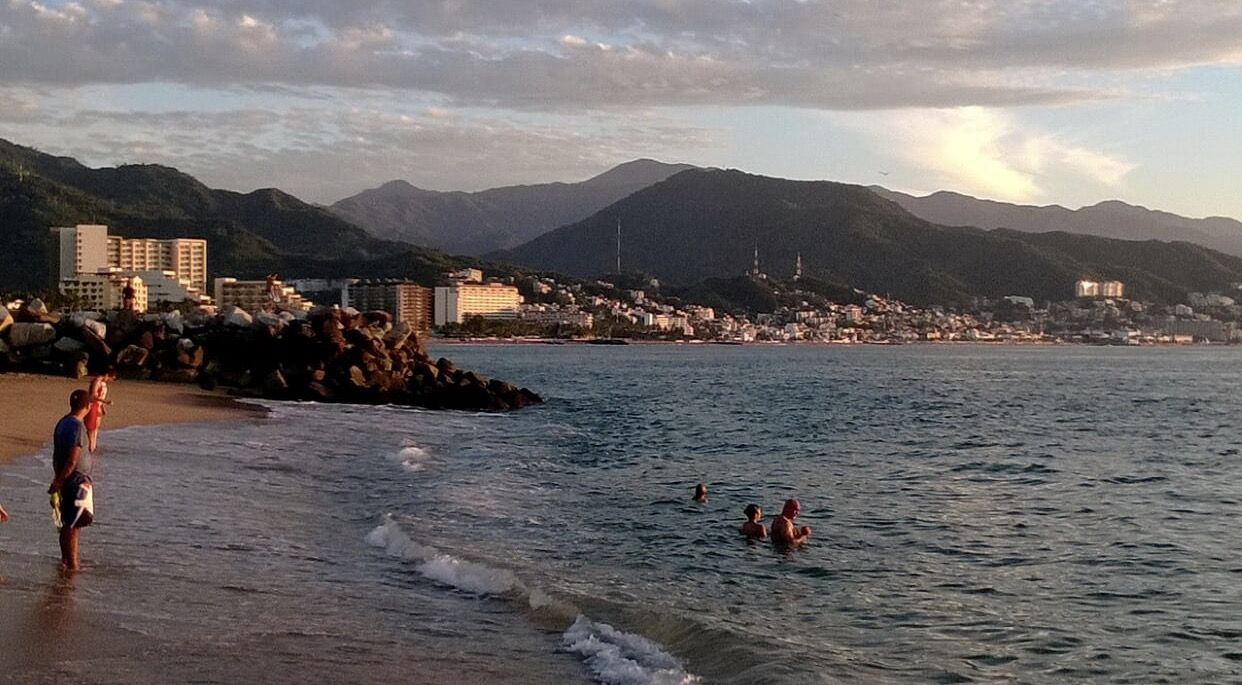
Manzanillo Colima
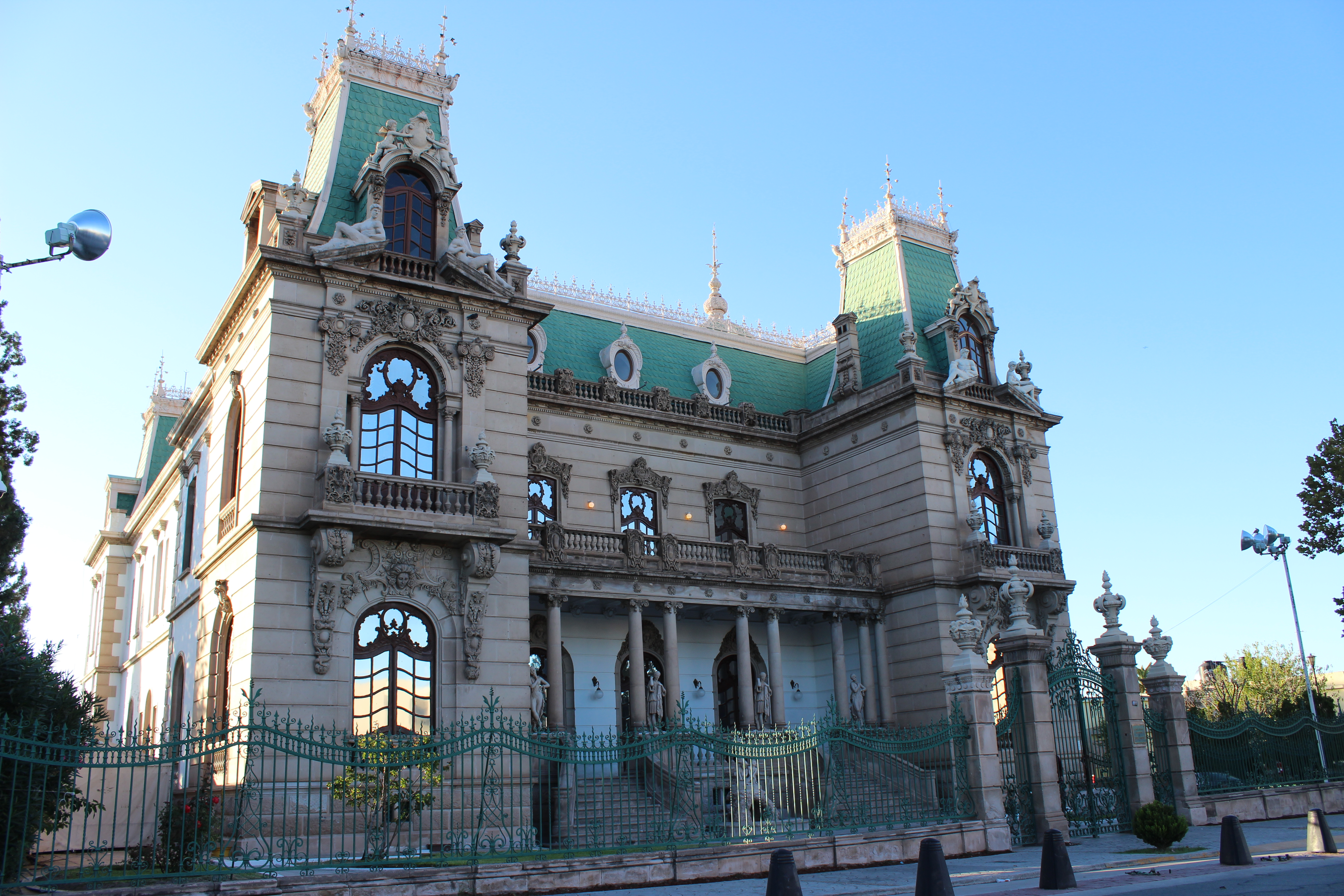
Chihuahua Chihuahua
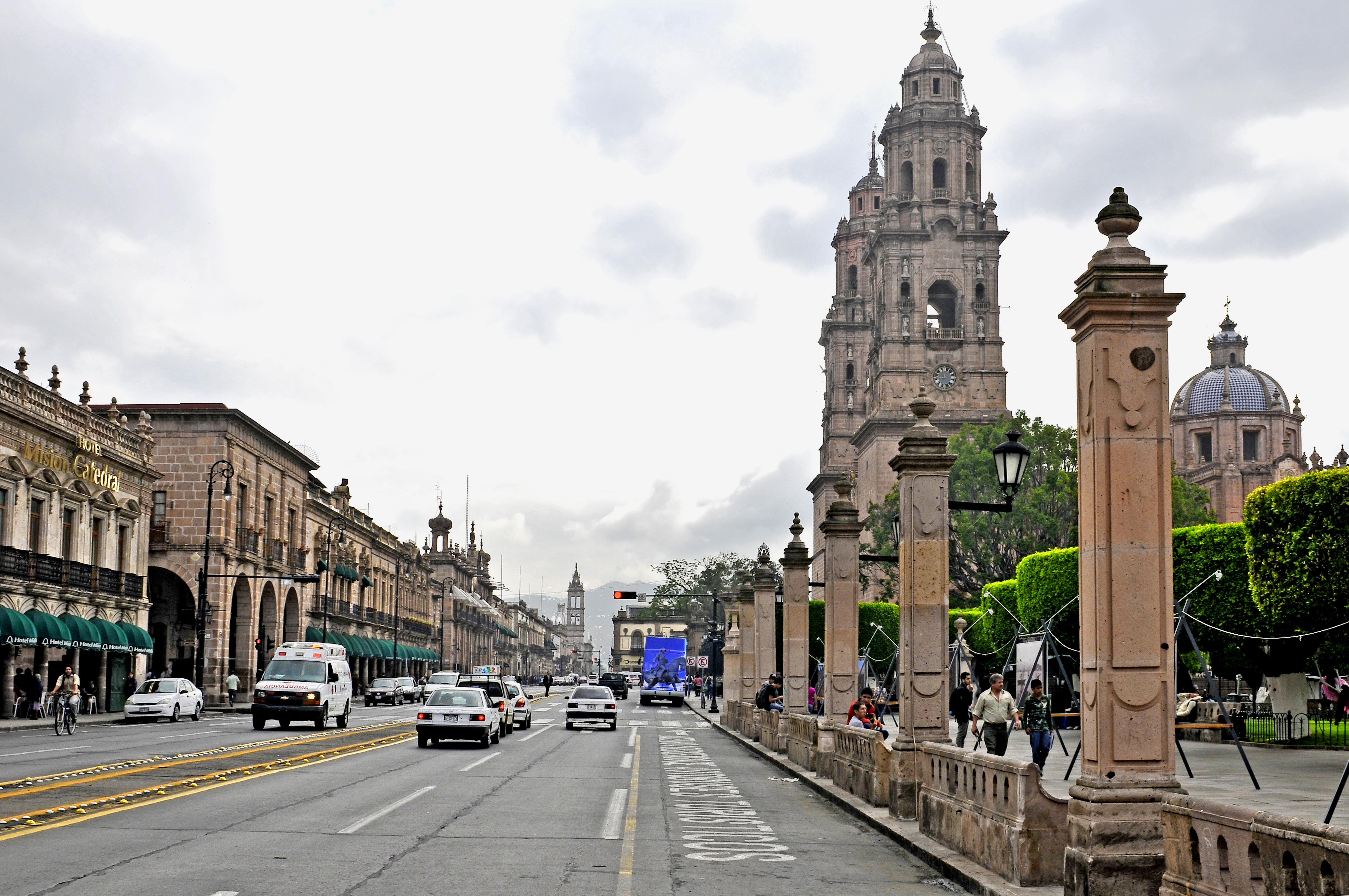
Morelia Michoacán
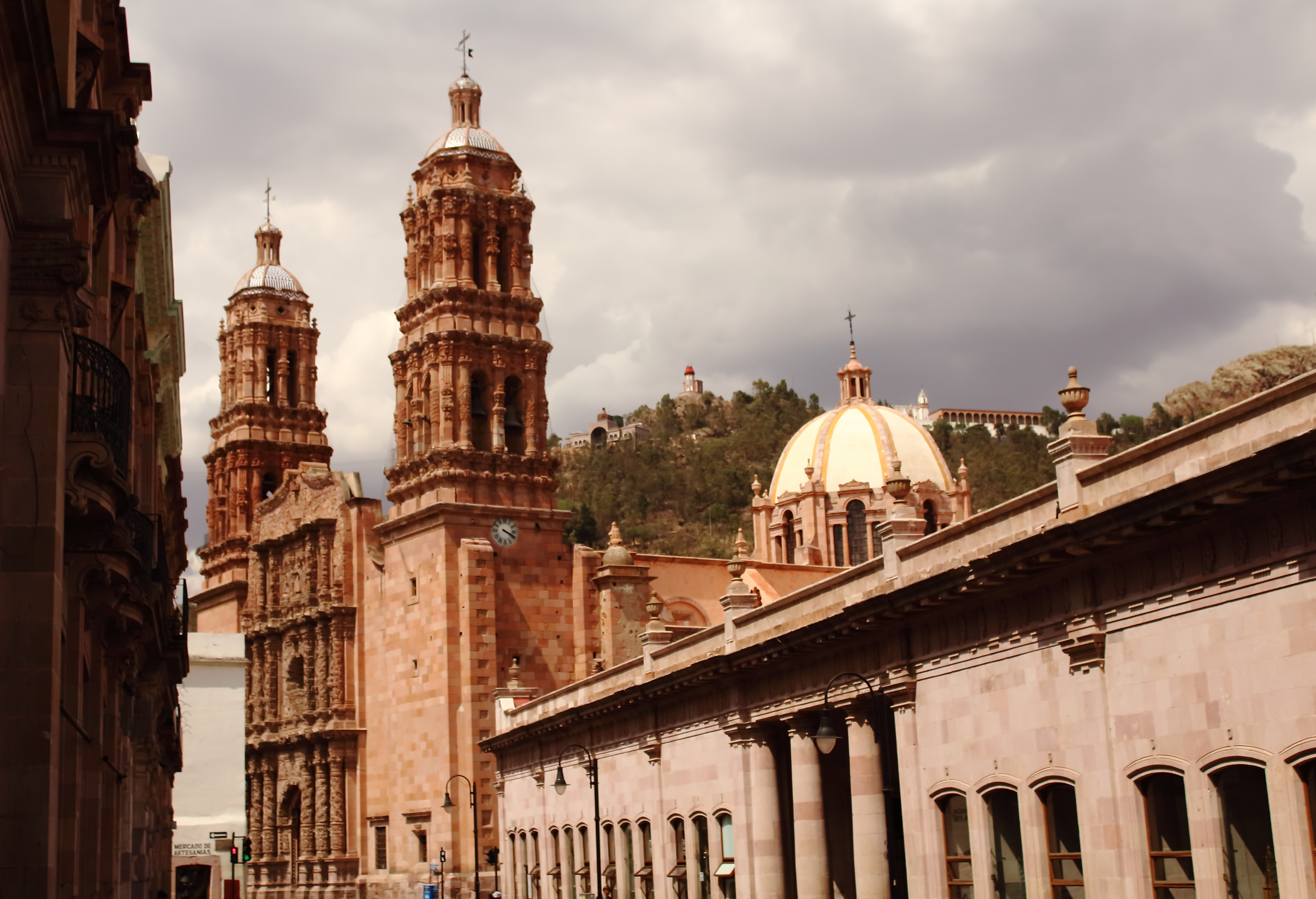
Zacatecas Zacatecas
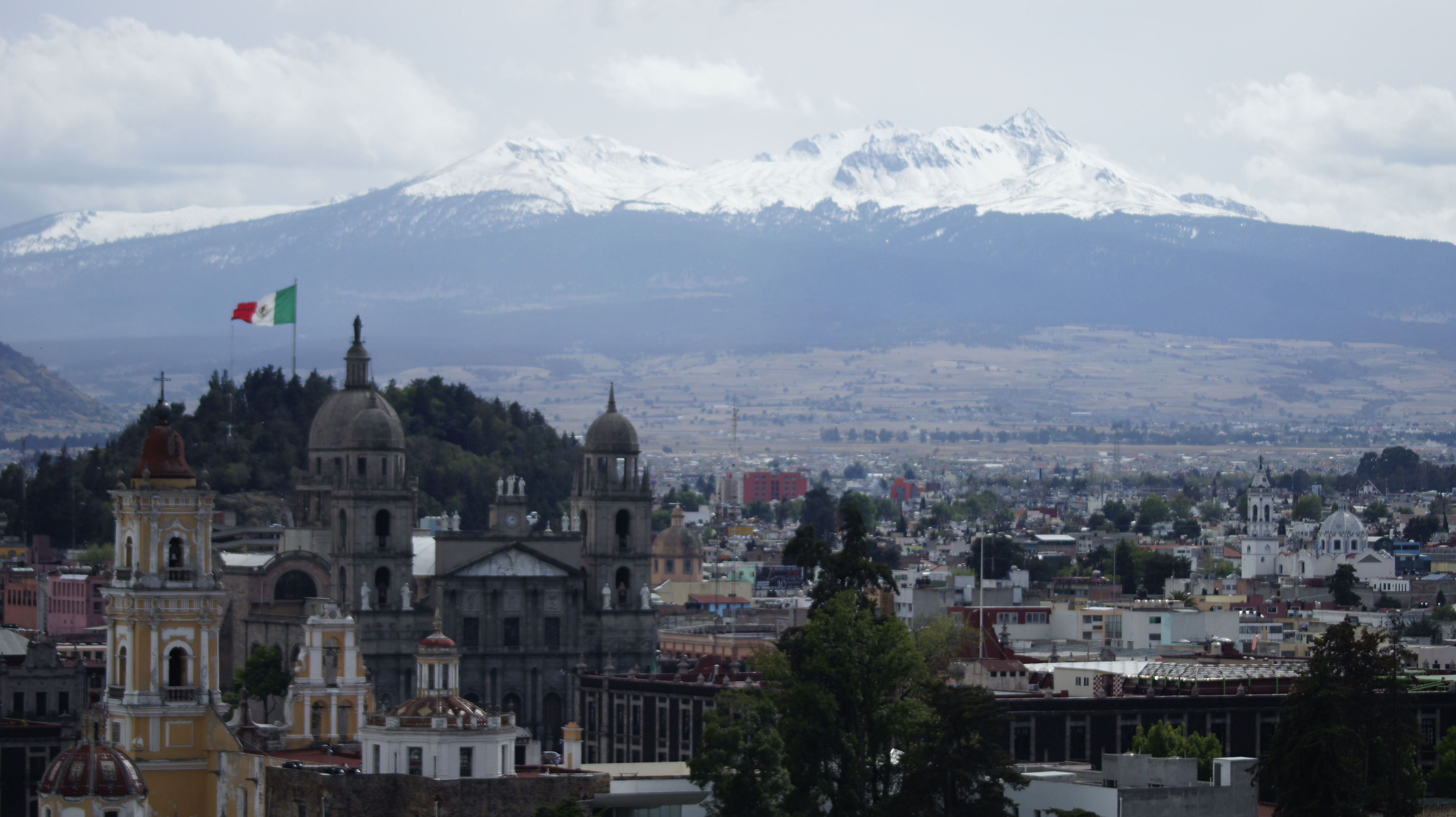
Toluca de Lerdo Estado de México
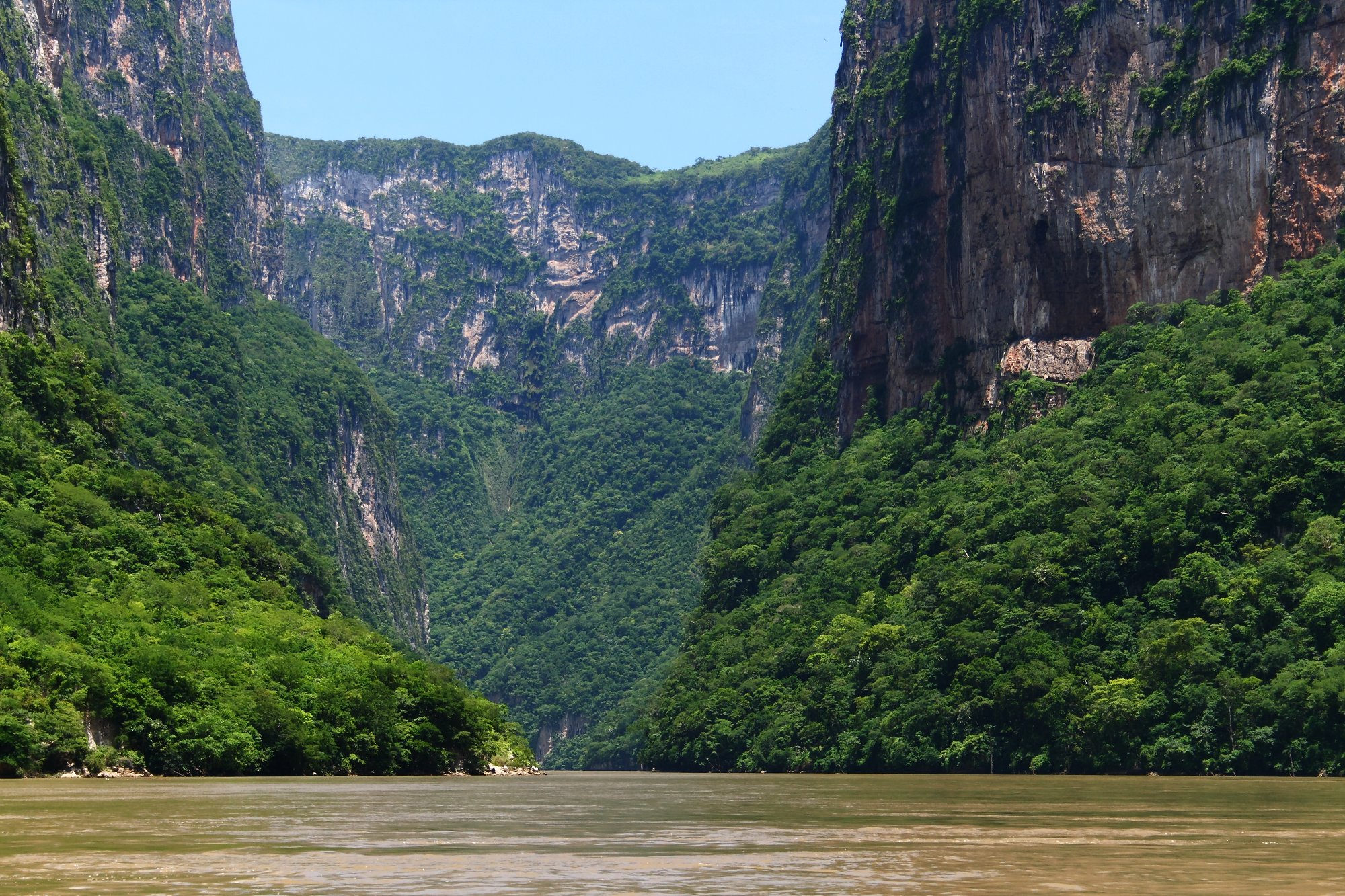
Tuxtla Gutiérrez Chiapas
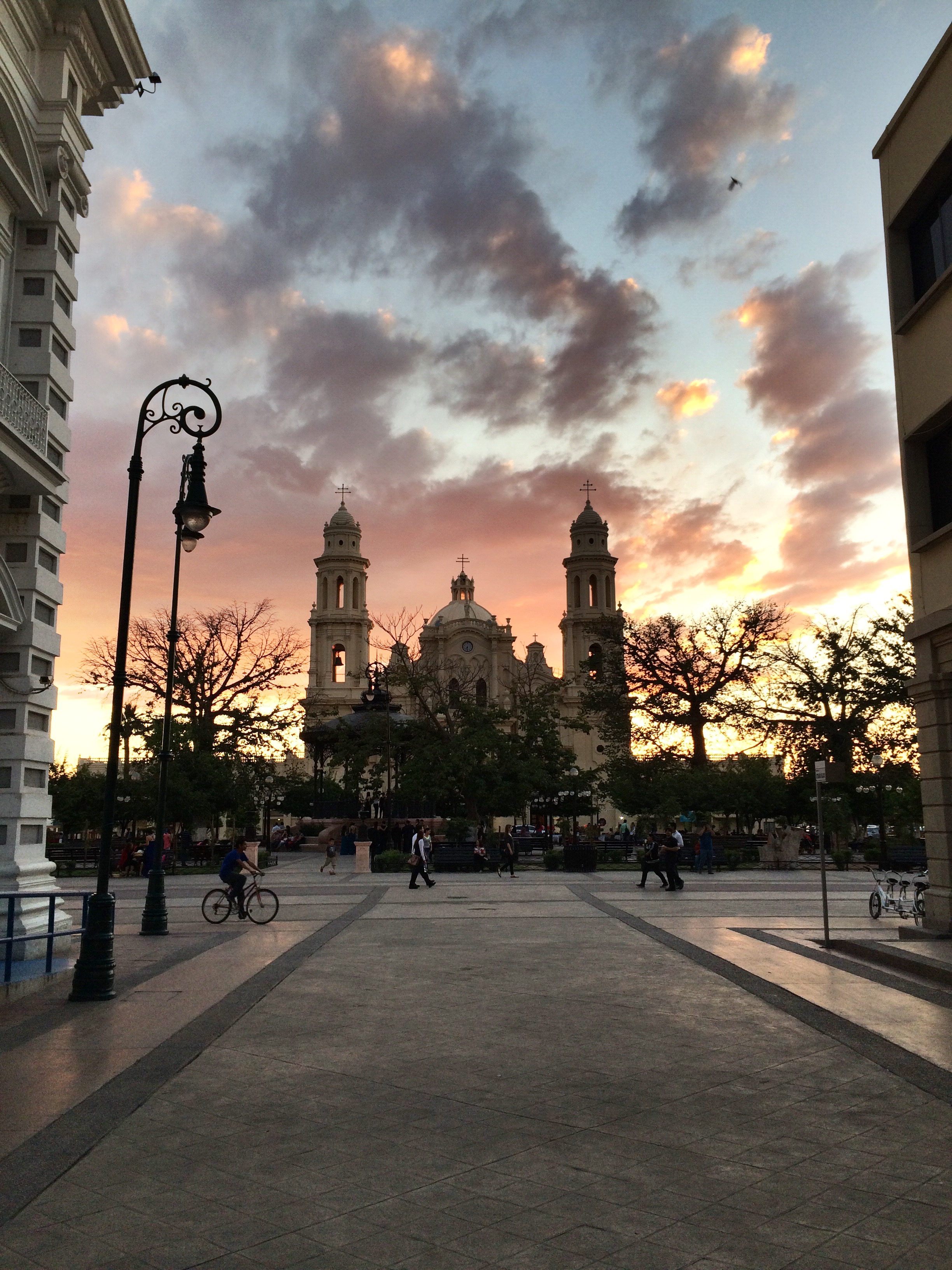
Hermosillo Sonora
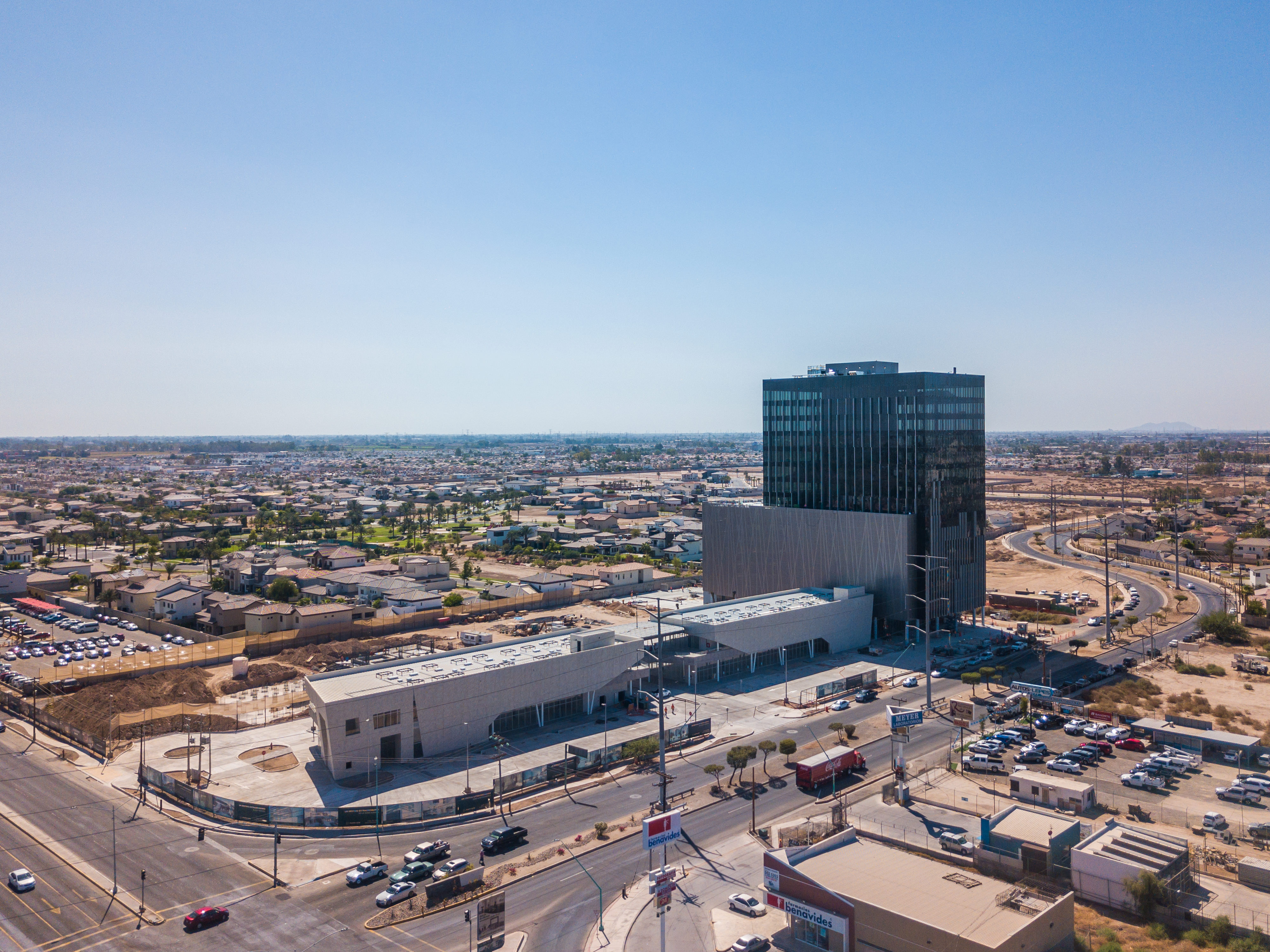
Mexicali Baja California
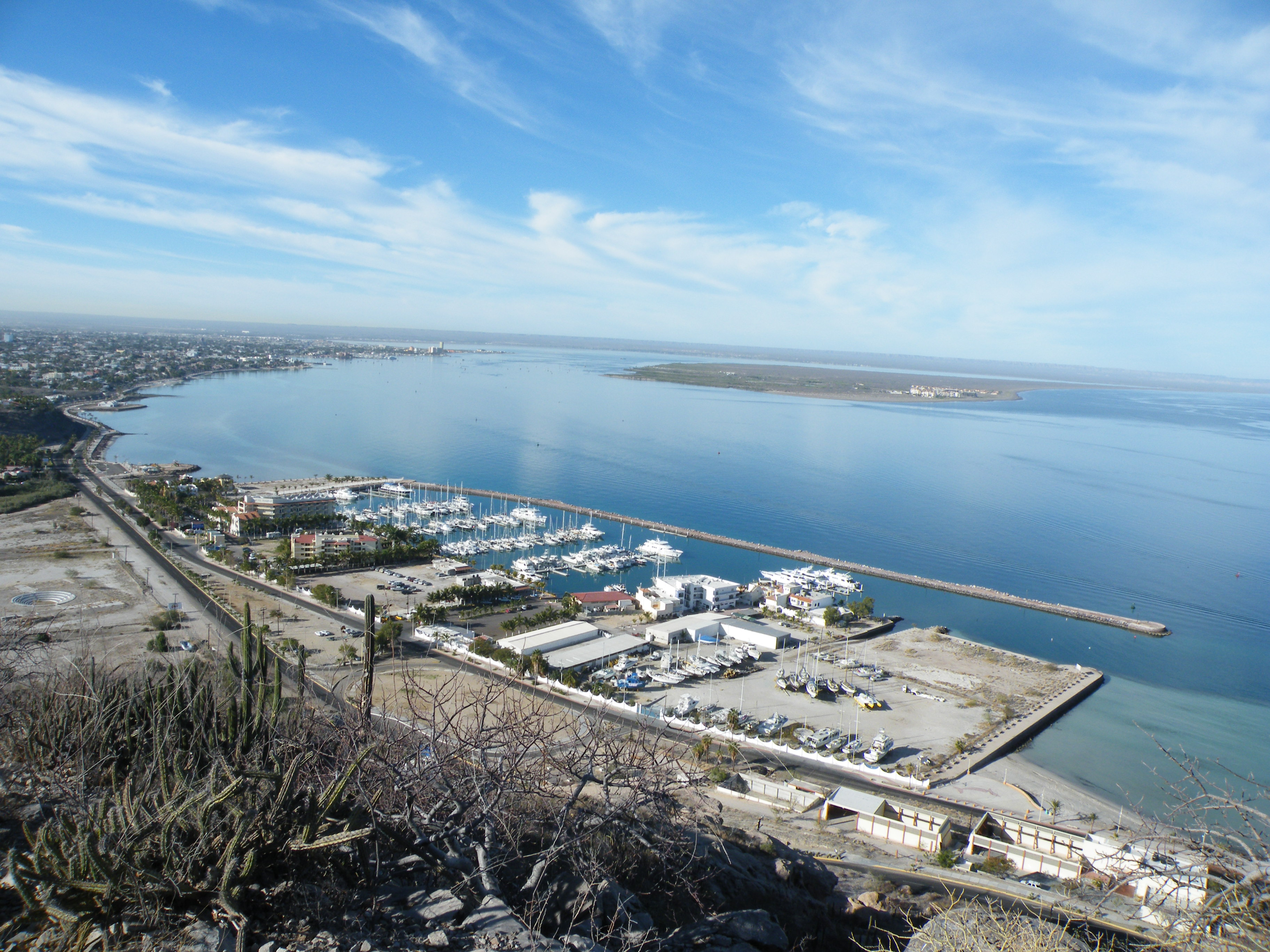
La Paz Baja California Sur
Culiacán Sinaloa
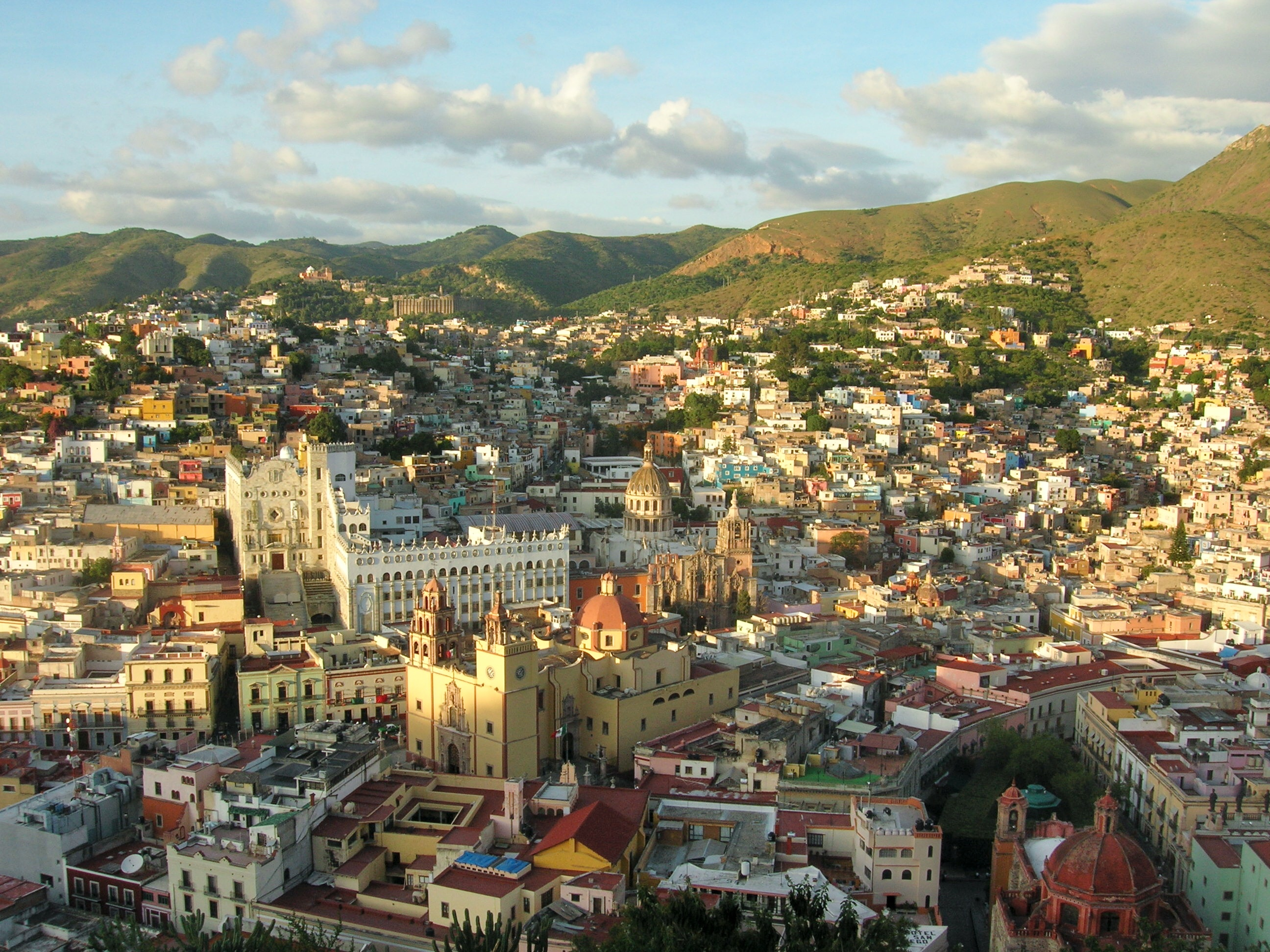
Ciudad de Guanajuato Guanajuato
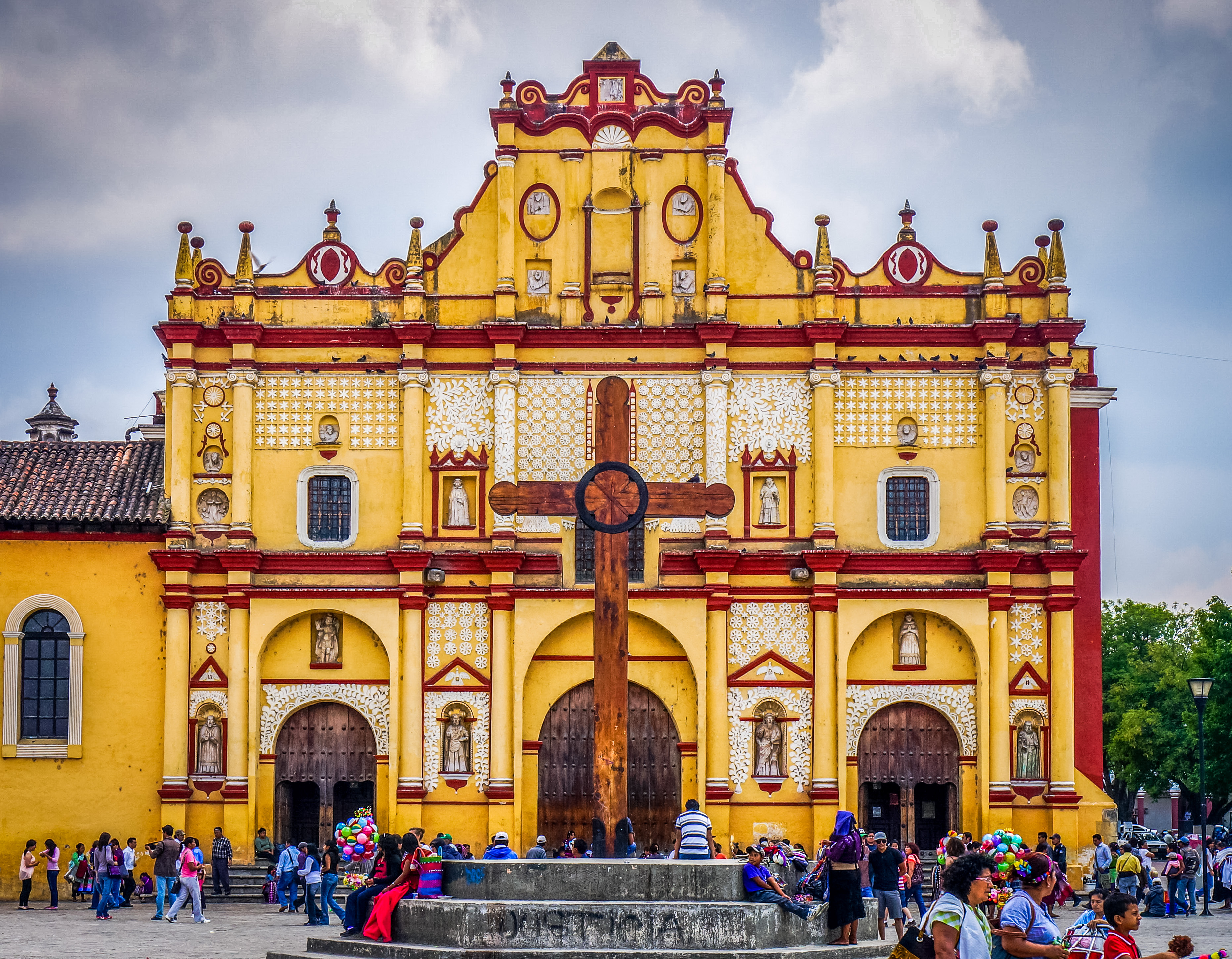
San Cristóbal de Las Casas Chiapas

### Pobreza
En México, el 29.6 % del total de habitantes vive en condiciones de pobreza, de acuerdo con el «Análisis de los resultados de la medición de la pobreza multidimensional 2024»», hecha por el Instituto Nacional de Estadística y Geografía, lo que es igual a 38.5 millones de personas. Por otro lado, la situación de personas en pobreza extrema es equivalente al 5.3 % del total de habitantes (siete millones). Según la misma organización, solo el 32.5 % de la población mexicana (42.3 millones) no es ni pobre ni vulnerable.
Según el informe de 2024 de desarrollo humano de la ONU, México tiene un índice de desarrollo humano de 0.789, por lo que ocupa el lugar 77 en el mundo. Históricamente ha logrado grandes avances al lado de países como Indonesia, Turquía, Tailandia y Sudáfrica, considerado el hecho de que en 2010 contaba con un índice de desarrollo humano de 0.743. No obstante, su índice de desarrollo humano ajustado por desigualdad es de 0.609; considerado medio.
México es un país muy desigual: El 0.2 % de la población posee el 60 % de la riqueza del país, mientras que 38.5 millones de personas viven en la pobreza (2024).

Estados de México por nivel de pobreza (2022).
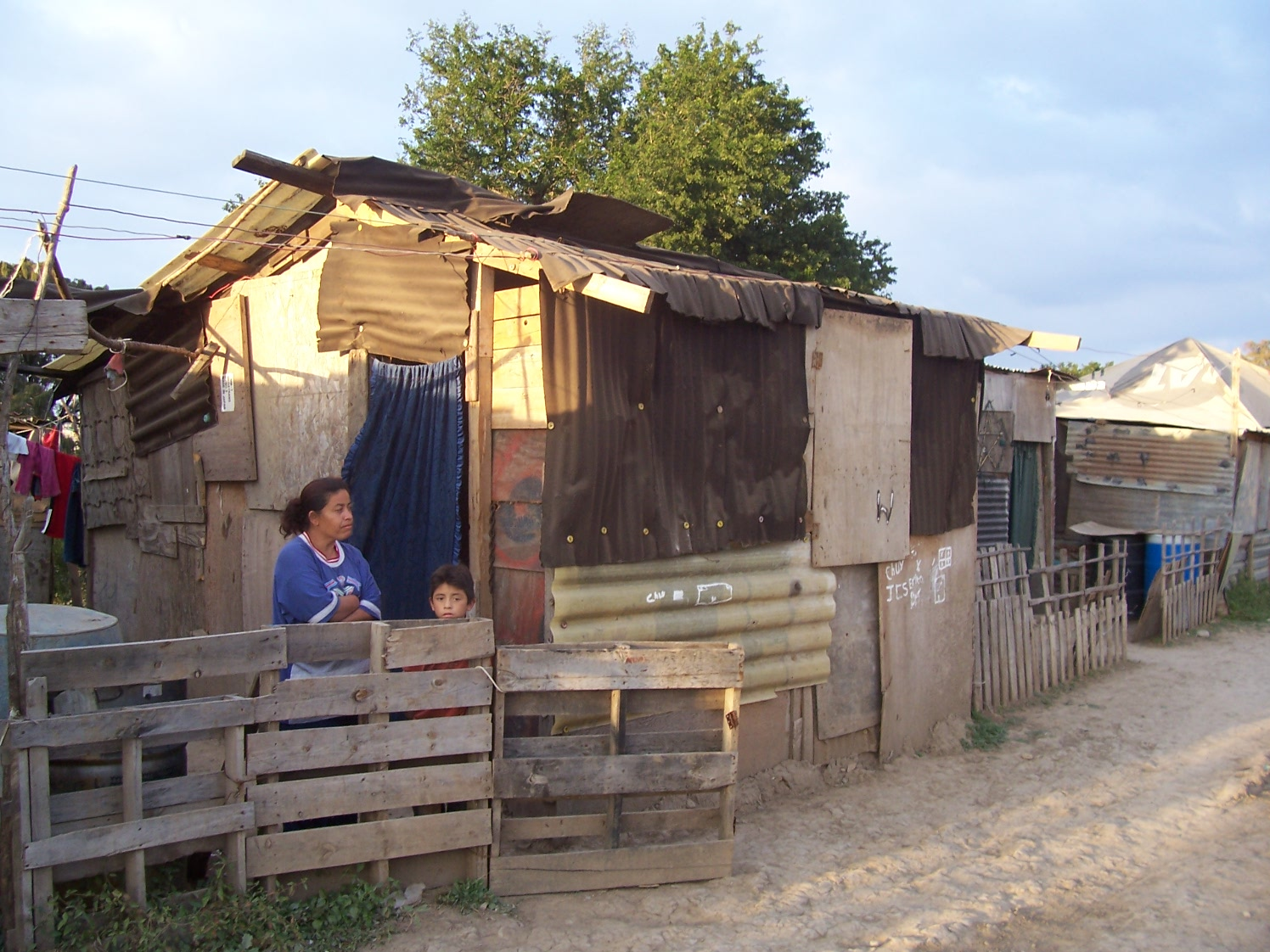
Pobreza en Nuevo León.
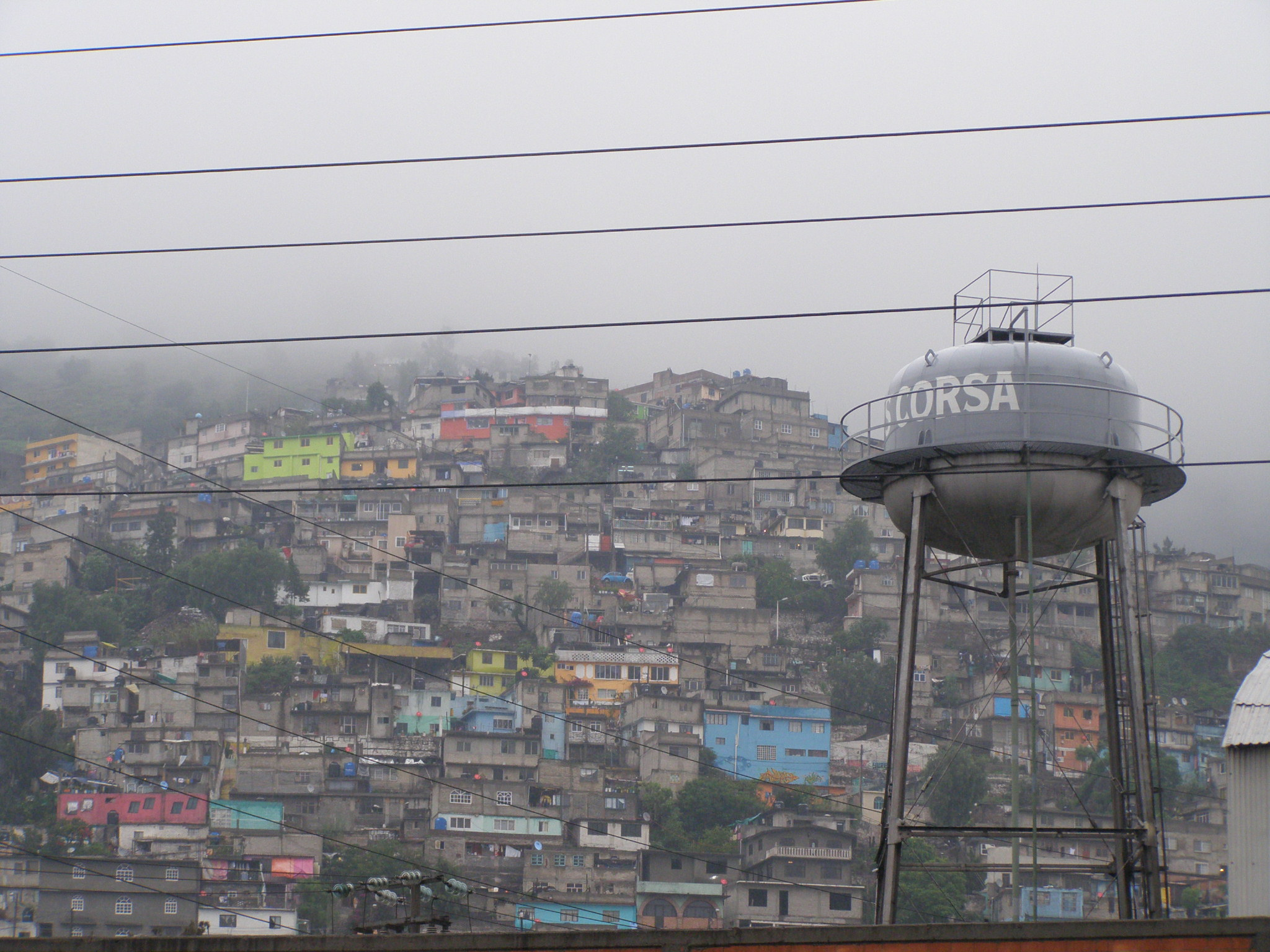
Asentamientos irregulares en Tlalnepantla, zona metropolitana de la Ciudad de México.

## Ciencia y tecnología

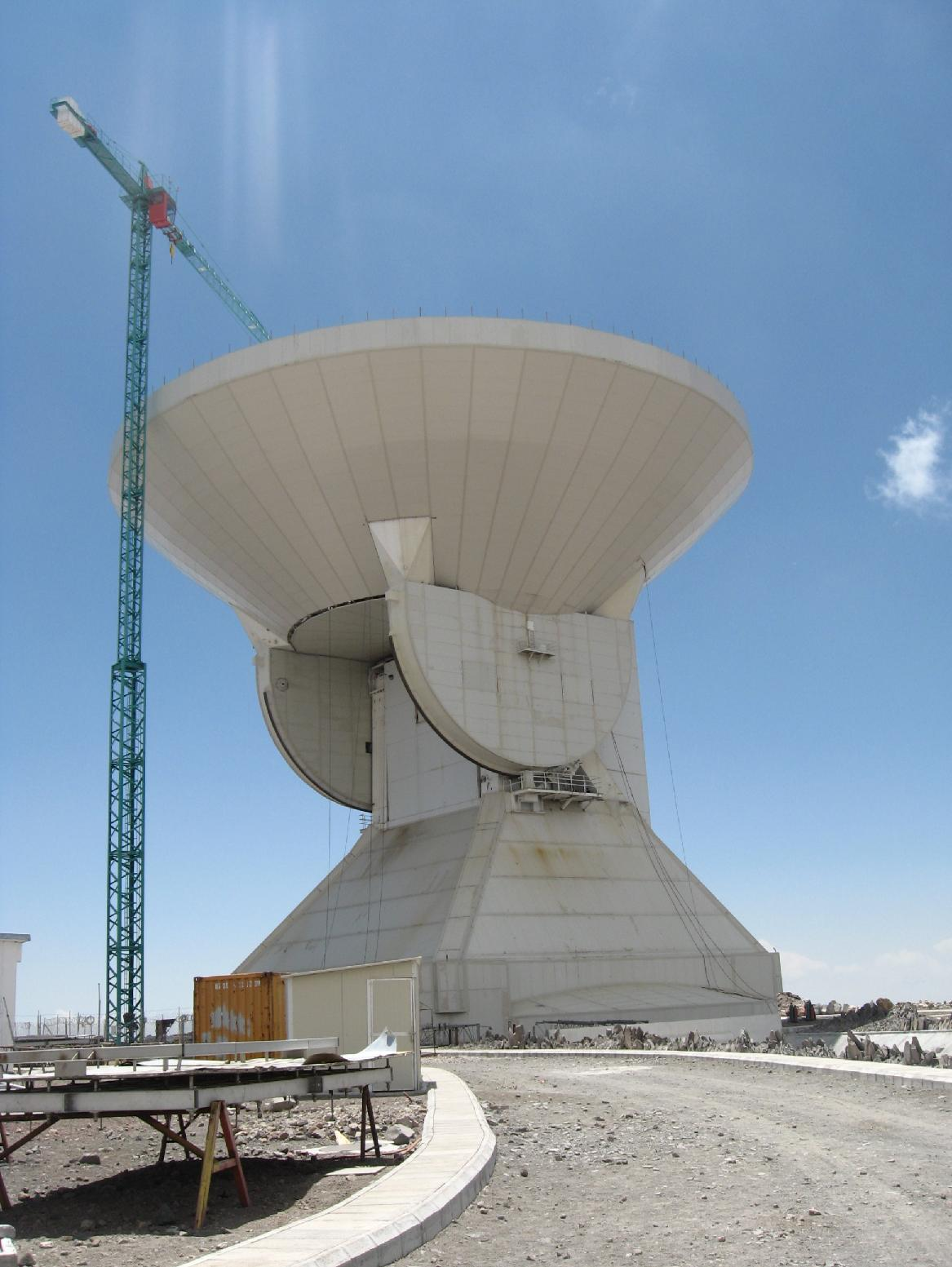
El Gran Telescopio Milimétrico es el mayor proyecto científico de México en los últimos años, así como el telescopio más grande de su tipo. En 2019 contribuyó a obtener la primera imagen de un agujero negro, como parte del Event Horizon Telescope.

En México, el acceso a la ciencia y la tecnología está garantizado como derecho humano por la Constitución (artículo 3.º, fracción V); por lo que el estado deberá proveer los medios y facilidades para la investigación e innovación, así como la masiva divulgación o uso de estas, en todas las áreas del conocimiento.
De acuerdo con datos de Scopus, una base de datos bibliográfica de resúmenes y citas de artículos en revistas científicas, México se posiciona en el lugar número 27 del mundo en materia de publicaciones científicas, siendo el segundo en América Latina después de Brasil y el segundo entre los países hispanoparlantes, después de España. Además ocupa el lugar número 34 de países ordenados por Índice h con un puntaje de 232. Según el Índice mundial de innovación, a cargo de la Organización Mundial de la Propiedad Intelectual, en sus ediciones 2022 y 2023, México se ubicó en lugar 58 en innovación, mientras que en 2024 ocupó el lugar 56 entre 133 países del mundo. México es uno de los países con más galardones del Premio en Ciencias de la Unesco.
Sin embargo, en términos proporcionales a su economía y tamaño de población, la participación de México en materia de ciencia y tecnología es escasa. Por ejemplo, México es el país de la OCDE que menos invierte en investigación y desarrollo con un aproximado de 0.47 % del PIB; mientras que el promedio de la OCDE es cercano al 2.5 %. Tan solo un ciudadano mexicano ha recibido un Premio Nobel de ciencia (Mario Molina, química 1995), por trabajos realizados en el extranjero. Si bien los antiguos mayas lograron sofisticación en sus matemáticas y sus cálculos astronómicos, ningún mexicano moderno ha sido acreedor a la medalla Fields, el Premio Abel o el Premio Turing.
En México la investigación básica es realizada casi por completo por organizaciones públicas, como pueden ser las universidades, los hospitales y algunos centros gubernamentales. Entre las organizaciones más activas están la Universidad Nacional Autónoma de México (UNAM) fundada en 1910, el Instituto Nacional de Salud Pública (INSP) fundado en 1987, el Centro Internacional de Mejoramiento de Maíz y Trigo (CIMMYT) fundado en 1943, el Centro de Investigación y de Estudios Avanzados (Cinvestav) del Instituto Politécnico Nacional, fundados en 1961 y 1936 respectivamente; y el Colegio de México (COLMEX) en ciencias sociales y humanidades, fundado en 1940. Asimismo, desde 1970 se cuenta con el Consejo Nacional de Humanidades, Ciencias y Tecnologías (CONAHCYT), el organismo gubernamental encargado de regular y promover el avance científico y tecnológico del país, y que además aporta centros de investigación propios. También existen sociedades como la Academia Mexicana de Ciencias y el Colegio Nacional, que realizan labores de consultoría y divulgación de las ciencias y las artes.
Entre los descubrimientos e inventos puntuales más destacados que México y los mexicanos han aportado a la humanidad se encuentran: el descubrimiento del vanadio (Andrés Manuel del Río), la invención de una de las primeras armas de fuego semiautomáticas y automáticas (el fusil Mondragón), el desarrollo independiente del método de histología vaginal conocido como tinción de Papanicolaou (Eliseo Ramírez Ulloa), investigaciones pioneras de los rayos cósmicos (Manuel Sandoval Vallarta), la síntesis de la primera píldora anticonceptiva (Luis Miramontes y la compañía Syntex), el primer sistema de televisión a color (Guillermo González Camarena), el descubrimiento de las nebulosas Herbig-Haro donde se forman las estrellas (Guillermo Haro), la hipótesis de calcio de liberación de neurotransmisores (Ricardo Miledi), la transformación de eigenestados del oscilador armónico cuántico y la difracción en el tiempo (Marcos Moshinsky), aportes al estudio de las atmósferas estelares y aportes a la instrumentación de diversas sondas de la NASA (Guido Münch), la llamada «revolución verde» que desarrolló biotecnología fundamental para la productividad agrícola mundial (Norman Borlaug), la colaboración en la creación del algoritmo de Google PageRank, el almacenamiento RAID y las bases de datos distribuidas (Héctor García-Molina) y el descubrimiento de las causas del deterioro de la capa de ozono (Mario Molina).

## Infraestructura

### Energía

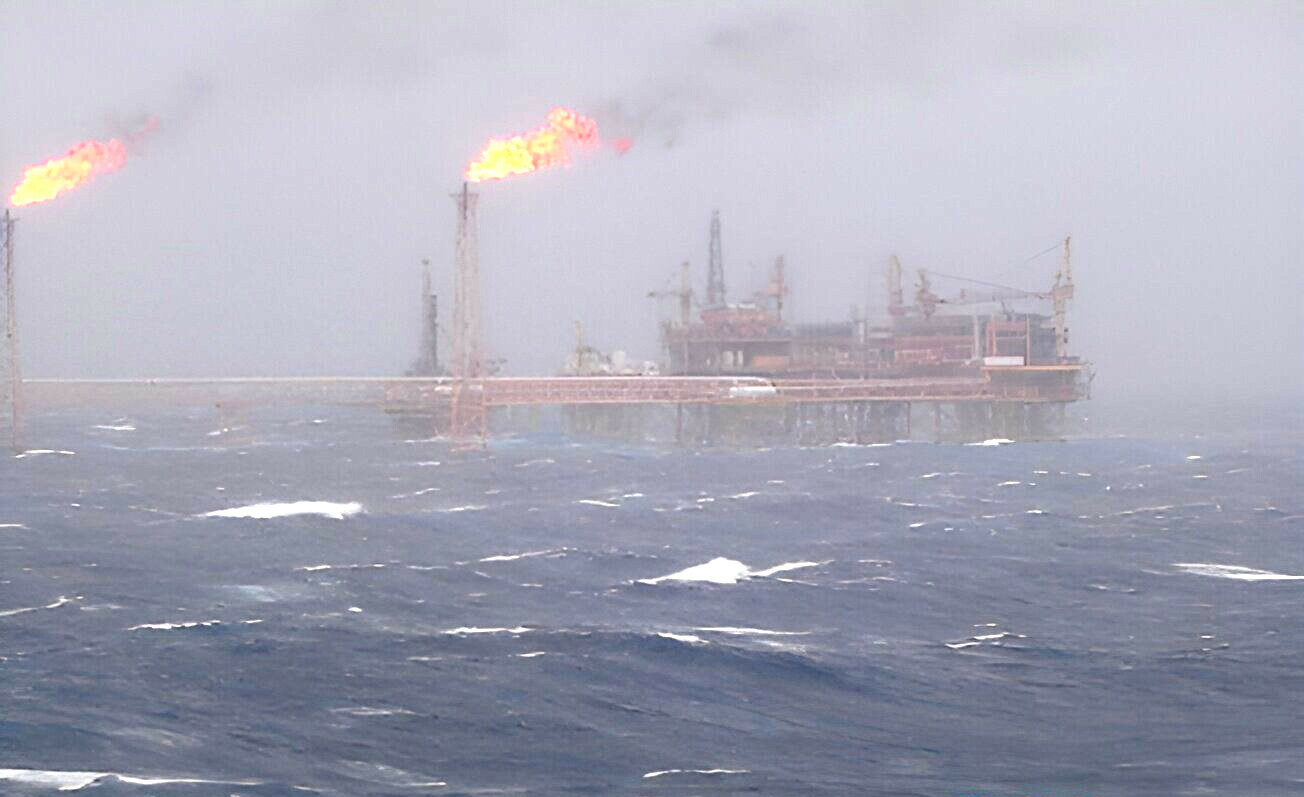
Complejo de Pemex en el litoral de Tabasco, el 23 de diciembre de 2009.

En México, la generación energética está a cargo de una empresa paraestatal, la Comisión Federal de Electricidad (CFE), organismo que a partir de octubre de 2009, en una acción que generó mucha polémica, tomó control del área geográfica (centro del país) que hasta entonces administraba la Compañía de Luz y Fuerza del Centro (LFC). La CFE está encargada, como su nombre lo indica, de la operación de las plantas generadoras de electricidad y su distribución en todo el territorio nacional. La otra empresa encargada de la explotación de los recursos energéticos es Petróleos Mexicanos (Pemex), organizada en divisiones que se encargan de aspectos específicos de la industria petrolera.
La principal forma de generación energética en el país es la termoeléctrica por Ciclo combinado, usando primordialmente gas natural, que en el año 2021 producía el 55 % del total de la electricidad del país. Entre las plantas más importantes de este tipo está Los Azufres, en el estado de Michoacán, y su infraestructura representaba el 51.9 % del total. Le siguen, de lejos, la energía hidroeléctrica, con un volumen de 9.7 % de la estructura de generación de energía. Otros tipos de generación son la núcleo eléctrica, la geotérmica, la carboeléctrica, la solar, la eólica y la bioenergía.
México tiene una capacidad instalada para producir 918 MW (octubre de 2021) de energía geotérmica. Esto representa el 3.24 % de la electricidad total generada en el país. Se dispone de la mayor central de energía geotérmica en el mundo, la planta de energía geotérmica de Cerro Prieto.

### Presas

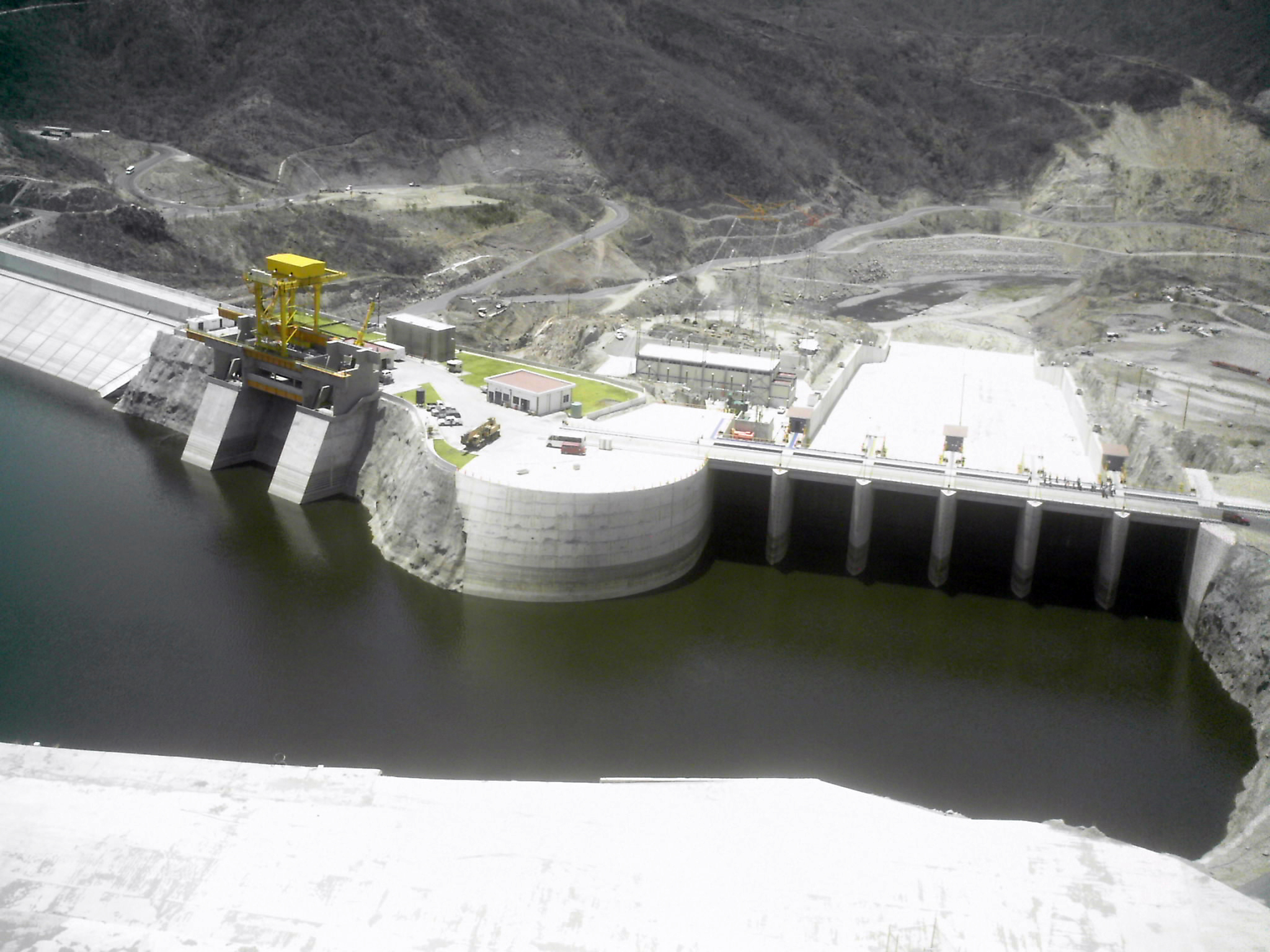
La presa El Cajón, en el estado de Nayarit.

Según la Comisión Nacional del Agua en México existen más de 5000 presas y bordos de saneamiento; de estas, 180 son calificadas como de gran tamaño, con un volumen de almacenamiento de más 150 000 000 000 (ciento cincuenta mil millones) de metros cúbicos de agua. Entre las presas más relevantes, se encuentra localizada en el estado de Chiapas la presa La Angostura, que es la que cuenta con el mayor embalse en el país. En cuanto a generación eléctrica, la presa Chicoasén es la de mayor potencia en el país, con 2400 megavatios, la cual cuenta con una de las cortinas más altas del mundo.

### Agua potable y saneamiento
El servicio de agua potable, alcantarillado y saneamiento es operado por empresas públicas municipales o metropolitanas que laboran en exclusividad con cada ciudad del país; las cuales administran los entes de almacenamiento tales como canales, pozos, torres hidráulicas, entre otros. Si bien México se precia de tener algunos de los mejores organismos operadores de agua potable y saneamiento de América Latina, también cuenta con algunos cuyo desempeño es deficiente. El acceso, la eficiencia y la calidad de los servicios de agua y saneamiento varían mucho de una localidad a otra, reflejando en gran medida los diferentes niveles de desarrollo en todo el país. En general, el sector de agua y saneamiento mexicano está marcado por los siguientes problemas:
- Baja eficiencia técnica y comercial en la prestación de los servicios;
- Calidad inadecuada de los servicios de abastecimiento de agua;
- Calidad deficiente de los servicios de saneamiento, especialmente en lo que respecta al tratamiento de aguas residuales;
- Cobertura insuficiente en las zonas rurales más pobres.

### Petroquímica
La industria petroquímica de México es una rama de actividad productiva que abarca los establecimientos dedicados a la producción de sustancias químicas básicas derivadas del gas natural, el petróleo y el carbón, tales como hidrocarburos acíclicos: etano, hexano, etileno, propileno, etc. México cuenta con una infraestructura extensa para la exploración y producción de petróleo crudo y gas natural, refinerías, complejos procesadores de gas y complejos petroquímicos para la transformación de hidrocarburos. En la actualidad, cuenta con quince plantas refinadoras que disponen de una capacidad de refino total de 818 000 barriles diarios. La industria petroquímica sirve de plataforma para apoyar el desarrollo y el crecimiento de México, además de que sirve para la conformación de cadenas productivas. Esta industria abastece a más de 40 ramas de la actividad industrial y demanda bienes y servicios de 30 industrias. Las principales cadenas que son apoyadas por la petroquímica son: textil, automotriz/transporte, detergentes y cosméticos, calzado, empaque/bebidas y alimentos, agricultura, construcción y vestido.

### Transportes
La longitud total de la red de vías terrestres en el país fue de 810 129 kilómetros, en el 2022. De ellos, la tercera parte corresponde a brechas revestidas, y poco más de 10 000 kilómetros corresponde a carreteras de cuatro carriles. Las carreteras en México se clasifican en federales, que están a cargo de la SCT, son gratuitas y conforman poco más de 40 000 kilómetros; las carreteras estatales, que son gratuitas y construidas por los gobiernos de los estados; y autopistas de cuota, administradas por un consorcio denominado Caminos y Puentes Federales (CAPUFE), que recauda los recursos provenientes del peaje, que son reinvertidos en el mantenimiento de las autopistas. Algunas de estas vías de alta velocidad son las más caras de México, como la que une la Ciudad de México con Toluca, o la Autopista del Sol, que enlaza a Ciudad de México con el puerto de Acapulco.

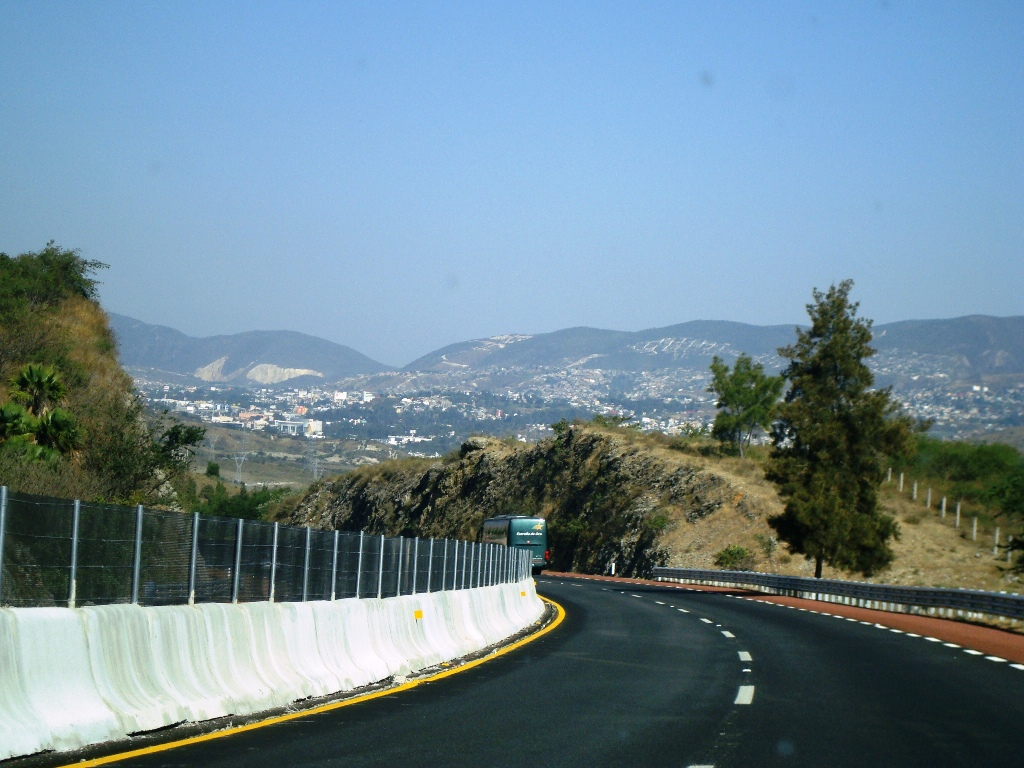
Autopista del Sol México-Acapulco.

En la reciente década fueron construidas obras significativas, con el propósito de hacer más rápida la transportación terrestre entre las diferentes regiones del país. Quizá la obra más emblemática de estas es el puente Chiapas, construido sobre la presa Malpaso, en el río Grijalva, y que permite un ahorro de hasta seis horas en el traslado de la Ciudad de México a Tuxtla Gutiérrez, la capital chiapaneca.
La mayor parte de la red de ferrocarriles sirve en la actualidad para el transporte de mercancías. Tras la privatización de Ferrocarriles Nacionales de México, la empresa paraestatal formada tras la nacionalización de este sistema de transporte con el propósito de operar y mantener la red ferroviaria, las concesionarias se dedicaron exclusivamente al transporte de mercancías, y la red ha permanecido prácticamente sin aumento desde hace más de dos décadas. El país tenía un total de 17 360 kilómetros de vías férreas en el 2022. El Ferrocarril Chihuahua al Pacífico transporta pasajeros, aprovechando que la ruta por la Sierra Madre Occidental tiene un importante valor turístico por sus paisajes naturales.
En el siglo XXI, México regresa a la transportación ferroviaria de pasajeros debido a los congestionamientos de tránsito vehicular, las inauguraciones del Tren Suburbano del Valle de México en 2008 y del Tren Interurbano México-Toluca en 2023 ha permitido las formalización en otros lugares de proyectos como los trayectos Tula-Buenavista, Pachuca-BuenavistaTlajomulco de Zúñiga-Guadalajara-Zapopan, y el más grande tramo de tren suburbano Adames-Aguascalientes-Peñuelas con 80 kilómetros de longitud que recorre todo el estado de norte a sur. Otras proyecciones son los trenes interurbanos Guanajuato-Querétaro, Tijuana-Mexicali, Querétaro-San Luis Potosí y Coatzacoalcos-Salina Cruz, que se están estudiando para recuperar la infraestructura ferroviaria, reducir el tiempo de transportación de pasajeros y mercancías con fines ecológicos y tecnológicos.
En la presente década se ha planteado el retorno de los trenes de pasajeros, una vía de transporte y comunicación presente en el país desde tiempos del Porfiriato y que cayera en desuso desde la privatización de estos en el gobierno de Ernesto Zedillo. El plan consistiría en el empleo de la vías ya existentes y su ampliación para concretar once líneas: Tren del Pacífico, con una extensión de 4700 kilómetros (de Chiapas a Baja California); El Chepe (673 kilómetros, de Sinaloa a Chihuahua); Tren Occidental (2250 kilómetros, de Guerrero a Chihuahua); Tren Oriental (2000 kilómetros, de Guerrero a Coahuila y Nuevo León); Tren Transversal (1200 kilómetros, de Sinaloa a Tamaulipas); Tren del Golfo (1650 kilómetros, de Tabasco a Tamaulipas); Tren del Bajío (1500 kilómetros, de Veracruz a Jalisco cubriendo el occidente del país); Tren del Centro (1300 kilómetros, de Veracruz a Jalisco, cubriendo el centro del país); Tren del Istmo de Tehuantepec (300 kilómetros); Tren de Oaxaca (750 kilómetros) y como inició del proyecto, el Tren Maya de 1800 kilómetros. El plan proyectado para el año 2050, dio inicio con obras de adecuación o modernización de las vías ya existentes, especialmente en las zonas suburbanas.
Como el resto de los sistemas de transportes, los aeropuertos y los puertos marítimos también fueron privatizados durante el sexenio de Carlos Salinas de Gortari. En 2022 era el tercer país con más pistas de aterrizaje a nivel mundial, solo después de Estados Unidos y Brasil, teniendo 1714 de estas estructuras. Entre los aeropuertos, los más importantes por el nivel de personas que los utilizan y el tráfico aéreo, son el Aeropuerto Internacional de la Ciudad de México y el Aeropuerto Internacional de Cancún. El primero de ellos atraviesa por serios problemas de saturación, y se propuso en 2016 la construcción del Nuevo Aeropuerto Internacional de la Ciudad de México en zona federal del lago de Texcoco, sin embargo, en 2018 después de un avance del 10 % de la obra y de una consulta nacional fallida, además de temas políticos y de medio ambiente, el presidente Andrés Manuel López Obrador canceló la obra y movió el proyecto a la base aérea de Santa Lucía en Zumpango, Estado de México a cinco días de tomar protesta como presidente de México. La construcción del Aeropuerto Internacional Felipe Ángeles (AIFA) inició el 17 de octubre de 2019. El presidente Andrés Manuel López Obrador anunció un año antes que la construcción quedaría a cargo de la Secretaría de la Defensa Nacional. El nuevo aeropuerto aeropuerto comercial serviría a la zona metropolitana del valle de México. Fue inaugurado el 21 de marzo de 2022 por el presidente, y nombrado así en honor al héroe de la Revolución Mexicana.
Como los ferrocarriles, la mayor parte del tráfico marino es de mercancías. México cuenta con 108 puertos, cincuenta y cuatro en el golfo y otros tantos en el Pacífico. Los más importantes son Veracruz, en la costa atlántica, y Manzanillo, en el estado de Colima en la costa del pacífico.

### Comunicaciones
Los medios de comunicación en México también quedaron en manos de la iniciativa privada, a partir de la década de 1990. Anteriormente fueron operados por compañías paraestatales, como Teléfonos de México. El Servicio Postal Mexicano y Telégrafos de México siguen en manos del Estado.
En lo que respecta a la televisión, existió el Instituto Mexicano de la Televisión (Imevisión), aunque desde el inicio los particulares tuvieron derecho a concesiones. Las principales redes de televisión privada en México son el duopolio Televisa y TV Azteca. Televisa es también el productor más grande del contenido en lengua española en el mundo, principalmente, de las tradicionales «telenovelas». Grupo Imagen Multimedia es un conglomerado de medios dueño de la tercera cadena de televisión nacional: Imagen Televisión. Grupo Multimedios es otro medio conglomerado de habla hispana que difunde en México, España, y los Estados Unidos. El gobierno federal opera el Canal 22 de la Secretaría de Cultura, el Canal Catorce del Sistema Público de Radiodifusión del Estado Mexicano y el Canal Once; este último, a través del Instituto Politécnico Nacional adscrito a la Secretaría de Educación Pública. Asimismo, los estados tienen la facultad de operar televisoras a través de organismos descentralizados creados para tal fin. En México existen 885 estaciones de televisión, algunas de ellas con cobertura nacional. En tanto el 72 % por ciento de los hogares mexicanos cuenta con algún servicio de televisión restringida (cable, satelital o en línea).

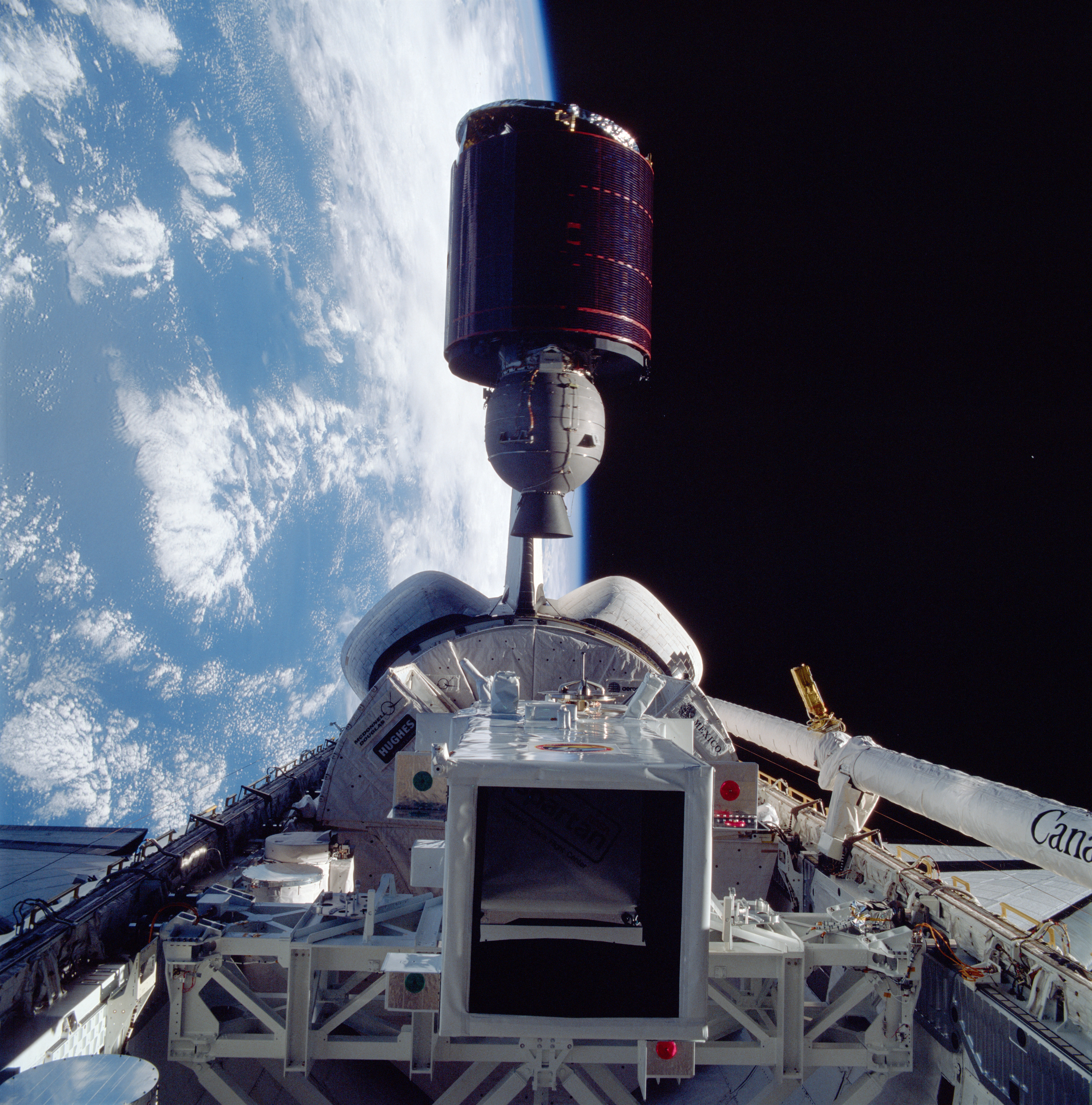
Despliegue del satélite Morelos 1 construido para brindar servicios de telefonía, datos y señales de televisión sobre el territorio mexicano y áreas adyacentes.

En radio, existen múltiples empresas privadas, las más importantes de ellas tienen su sede en Ciudad de México; en muchas ciudades de la república hay estaciones locales. La Federación opera el Instituto Mexicano de la Radio (IMER), y algunas de sus dependencias operan otras estaciones, como Radio Educación, dependiente de la Secretaría de Educación Pública, y las muchas estaciones de radio indigenista, que dependían del Instituto Nacional Indigenista, convertido en la Comisión Nacional para el Desarrollo de los Pueblos Indígenas. Varias universidades también tienen estaciones propias de radio, entre las que destaca Radio Universidad Nacional Autónoma de México, de la UNAM, cuya cobertura alcanza casi todo el territorio nacional, y puede escucharse en la banda internacional e Internet. Existen en México 1017 estaciones de radio en amplitud modulada, 814 en frecuencia modulada y 10 de onda corta.
La telefonía fija es operada por unas pocas compañías, de las cuales Telmex es con mucho la más grande. La cobertura del teléfono también ha ido en aumento constante. Se estima que el 80 % de los hogares mexicanos cuentan con teléfono fijo, y en muchas comunidades pequeñas existen casetas telefónicas comunitarias. Existen alrededor de 24.5 millones de líneas fijas de telefonía y casi 124 millones de líneas móviles; estas últimas con mayor diversificación de mercado que las líneas residenciales, aunque con un peso considerable, especialmente en cobertura, de la compañía Telcel.
En lo que respecta al uso de nuevas tecnologías de comunicación (Internet), la cantidad de usuarios en México se estima en 98 800 000 (noventa y ocho millones, ochocientos mil) usuarios en 2022, alrededor del 76 % de la población. En aras de garantizar el acceso gratuito a internet la Comisión Federal de Electricidad creó una división encargada de construir la infraestructura de fibra óptica necesaria para sustentar dicho plan. Se instalaron en el reciente lustro 10 979 antenas para dar acceso a la red a escuelas, parques, centros de salud y demás sitios públicos.

### Medios de comunicación
México encabeza la lista de mayor concentración de medios de comunicación a nivel mundial y ocupa el tercer lugar entre los países de la OCDE que más caros ofrecen sus servicios. En este marco, el mercado de telecomunicaciones en México está dominado por Grupo Televisa y Grupo Carso.

#### Periódicos
Los periódicos impresos en México son una fuente importante de información y noticias para la población. La prensa escrita en México tiene una larga historia que se remonta a la época colonial. Actualmente, los periódicos impresos se publican en diferentes formatos, como el estándar, el tabloide y el berlinés. Los periódicos impresos también se diferencian en su periodicidad, que puede ser diaria, semanal o mensual.
En México, hay varias compañías que publican periódicos impresos. Algunas de las compañías más grandes son Grupo Reforma, que publica periódicos como Reforma y Mural; Grupo Milenio, que difunde Milenio Diario y Milenio Jalisco; y Organización Editorial Mexicana (OEM), que edita periódicos como El Sol de México, Esto y El Sol del Bajío. En México los periódicos de mayor circulación (en orden alfabético) son El Universal, La Jornada y Diario Reforma, de línea editorial centro, izquierda y derecha, respectivamente. En los estados y ciudades más importantes existen periódicos locales con mayor circulación que los nacionales. Existen diarios de corte popular que son muy leídos, como El Gráfico, Metro y La Prensa. El principal diario deportivo se llama Récord, con tirajes superiores incluso a los diarios de información general. También existen periódicos gratuitos que realizan una síntesis de los hechos más importantes del día y que se reparten a través de los llamados «volanteros», algunos ejemplos son La Crónica o El Publimetro.

#### Televisión
En México, las estaciones de televisión abierta son operadas mayoritariamente por las empresas privadas: Televisa, Televisión Azteca y Grupo Imagen. También está el organismo público descentralizado: Sistema Público de Radiodifusión del Estado Mexicano (SPR). Además de las empresas privadas, existen otros operadores tanto públicos como privados con cadenas de menor cobertura (destacando, Multimedios Televisión) así como diversos operadores locales, incluyendo gobiernos estatales y universidades. La programación de las televisoras es regulada para su emisión a través de la Dirección General de Radio, Televisión y Cinematografía, un instituto dependiente de la Secretaría de Gobernación de México, la cual determina los horarios para la transmisión de material grabado.
Las principales cadenas de televisión se muestran en la tabla siguiente:
| Tipo de cobertura   | Televisa             | TV Azteca  | Grupo Imagen      | Grupo Multimedios      | Otros                    | Televisión pública                 |
| ------------------- | -------------------- | ---------- | ----------------- | ---------------------- | ------------------------ | ---------------------------------- |
| Nacional            | Las Estrellas        | Azteca Uno | Imagen Televisión | •                      | •                        | Canal Once (y Canal Once Niños)*   |
| Nacional            | Las Estrellas        | Azteca Uno | Imagen Televisión | •                      | •                        | Canal Catorce                      |
| Nacional            | Las Estrellas        | Azteca 7   | Imagen Televisión | •                      | •                        | Aprende +                          |
| Nacional            | Las Estrellas        | Azteca 7   | Imagen Televisión | •                      | •                        | Canal 22 (y Canal 22.2)            |
| Nacional            | Canal 5              | adn40      | Imagen Televisión | •                      | •                        | TV UNAM                            |
| Nacional            | Canal 5              | adn40      | Imagen Televisión | •                      | •                        | Canal del Congreso                 |
| Nacional            | Canal 5              | a+ 7.2**   | Imagen Televisión | •                      | •                        | JusticiaTV                         |
| Regional o limitada | Canal 9              | •          | Excélsior TV      | Multimedios Televisión | Canal 13.1 HD (Telsusa)  | TV pública estatal y universitaria |
| Regional o limitada | Foro TV              | •          | Excélsior TV      | Multimedios Televisión | MVS TV                   | TV pública estatal y universitaria |
| Regional o limitada | Televisa Regional*** | •          | Excélsior TV      | Milenio Televisión     | El canal de las noticias | TV pública estatal y universitaria |

- *Canal Once es retransmitida a través de una red de estaciones propiedad del IPN y en varias estaciones de la red del SPR.
- **«a+» es una red de estaciones con enfoque y programación local de TV Azteca. Sin embargo, al compartir una programación e identidad en común, se le considera una cadena nacional.
- ***Televisa opera una red de estaciones locales conocida como Televisa Regional, en las que se incluyen algunas estaciones de la cadena «NU9VE».
- Aun cuando la mayoría de estos canales son retransmitidos por la red de estaciones del SPR, estos no alcanzan una cobertura nacional, sin embargo, son considerados nacionales al ser producidos por organismos de carácter federal, y su retransmisión por sistemas de TV de paga es obligatoria.[379]

#### Radio
Existen en México 1017 estaciones de radio en amplitud modulada, 814 en frecuencia modulada y 10 de onda corta. Los estados con más estaciones son: Sonora y Oaxaca (tienen hasta 100 estaciones en todo el estado). El estado con menos estaciones de radio es Tlaxcala (solo seis).
En algunas ciudades de México existen grupos de radio que ocupan todas las frecuencias para sus estaciones, como es en la Ciudad de México, en Guadalajara y en Monterrey. Las tres ciudades de Baja California (Ensenada, Mexicali y Tijuana) también tienen sus respectivas estaciones que están en todas las frecuencias.
La radio en México es diversa en contenidos, pero se ha documentado que dicha industria la dominan aproximadamente siete familias que operan grupos radiofónicos. Las cuales son:
- Grupo ACIR: que tiene un formato noticioso que se llama «Información que sirve», romántico que se llama «Amor» y un formato que transmite música en inglés que se llama «Mix», entre otros.
- Grupo Radiorama: es un grupo que cuenta con más de 300 estaciones de radio en México en la cual hizo alianzas con Grupo Fórmula, Televisa Radio y Radio S.A. para enlazar sus cadenas a toda la república.
- Grupo Radiopolis: conocido antes como, Televisa Radio, destaca la XEW, su lema es: «la voz de América Latina». Es concesionaria de la Ke Buena, Los 40 Principales México y W Radio.
- MVS Radio: es concesionaria de una cadena que tiene una cobertura de hasta 50 ciudades de México, la cadena es «Exa FM» (Antes FM Globo) y también tiene otro formato que a lo largo de los años ha existido. Esta cadena fue conocida como «Stereorey», pero en 2002 ya se conocía como «Best FM» y en 2004, varias estaciones ya tenían otro formato denominado como «La Mejor FM». Actualmente están en 23 ciudades de México, pero han tenido malos resultados con la cadena «La mejor».
- Grupo Fórmula: tiene dos formatos que transmiten noticias a todo México y Estados Unidos, sus locutores son los que trabajan en la televisión.
- Grupo Radio Centro: este grupo de radio es concesionaria de 11 estaciones de radio en la Ciudad de México, pero enlaza a 130 estaciones de todo México para transmitir el noticiero que transmiten a la 1 de la tarde, entre otros.
- Instituto Mexicano de la Radio: es concesionaria de la primera estación de radio mexicana que fue la XEB, que actualmente sigue transmitiendo bajo la tutela del gobierno. Esto indica que es un medio público. En algunos estados, existen cadenas estatales de radio que pertenecen de los gobiernos locales; también hay emisoras que opera el IMER, o estaciones que transmiten en las comunidades indígenas.

#### Telefonía móvil
En México, operan cinco operadores de telefonía móvil, con sus respectivos centros de atención a clientes, entre las que se encuentran:
- Telcel: De razón social Radio Móvil DIPSA, es una empresa fundada en junio de 1926 como distribuidor de guías telefónicas. Cambia su industria al operar telefonía móvil en 1977. Es propiedad de América Móvil, a su vez perteneciente a Grupo Carso.
- AT&T México: Fue fundada en 1987 como Iusacell, de pertenencia original a Grupo IUSA. Debido al error de diciembre que devaluó el peso mexicano, Iusacell sufrió una enorme deuda por su sistema de pospago. Fue comprada en 2001 por Vodafone y su subsidiaria Verizon Communications. Fue propiedad de Grupo Salinas hasta el año 2014 cuando es vendida a la compañía estadounidense AT&T.
- Unefón: Empresa fundada en 1998 por Ricardo Salinas Pliego que opera independientemente hasta 2006, perteneciente a Grupo Saba. En 2007, empieza a utilizar la red de Iusacell. Gracias a ello, comparten la misma red y tienen aparatos telefónicos intercompatibles. En esencia, Iusacell y Unefón fueron una misma compañía. Después de la transición de la primera para convertirse en AT&T México, Unefón continúa operando como la marca de prepago de la firma estadounidense.
- Movistar México: Compañía fundada en el 2000, tras ser formada bajo la fusión de Cedetel, BajaCel, Norcel, Movitel y Pegaso PCS. Es perteneciente a Grupo Telefónica. Sus instalaciones se localizan en Monterrey, Nuevo León.
- Virgin Mobile México: Es un operador móvil virtual que ofrece servicios de telefonía móvil bajo la marca Virgin Mobile en México. Es parte del conglomerado Virgin Group, propiedad del magnate británico sir Richard Branson. Inició operaciones en junio de 2014.

## Demografía

Población histórica de México

El más reciente censo general de población y vivienda, implementado por el Instituto Nacional de Estadística y Geografía fue en el año 2020. Sus resultados arrojaron al momento de su ejecución que la población total de México era de 126 014 024 de habitantes (11.º lugar mundial), 51.2 % corresponden a mujeres y 48.8 % a hombres, la edad promedio es de 29 años, el porcentaje de crecimiento respecto al censo de 2010 fue de 1.2 %, la tasa de fecundidad es de 2.1 y alrededor de 1.2 millones de habitantes no nacieron en el territorio nacional.
Durante todo el siglo XIX, la población de México apenas se había duplicado, esto en relación con el censo de 1790 comparado con el primero del México independiente en 1895. Esta tendencia de crecimiento continuó durante las primeras dos décadas del siglo XX, no obstante, en el censo de 1920 se registra una pérdida de cerca de 2 millones de habitantes. El fenómeno puede explicarse porque durante el decenio de 1910 a 1920 tuvo lugar la Revolución mexicana.
La tasa de crecimiento se incrementó drásticamente entre los decenios de 1930 a 1980, cuando el país llegó a registrar índices de crecimiento mayores a 3 % (1950-1980). La población mexicana se duplicaba en veinte años, y a ese ritmo se esperaba que para el año 2000 hubiera 120 millones de mexicanos. Ante esta situación, el gobierno federal creó el Consejo Nacional de Población (CONAPO), con la misión de establecer políticas de control de la natalidad y realizar investigaciones sobre la población del país. Las medidas resultaron exitosas, y la tasa de crecimiento descendió hasta 0.7 en el 2020. La esperanza de vida pasó de 36 años (en 1895) a 75 años (en el año 2020).
También cambió la cara de los mexicanos. A principios del siglo XX, cerca del 90 % de la población vivía en localidades rurales (pueblos, rancherías, caseríos). El censo de 1960 arrojó datos en los que la población urbana era por primera vez mayor que la rural (50.6 % del total). El número de personas que radicaba en su estado natal en 1895 constituía el 96.6 % de la población total del país. En el censo de 1920 sumaban poco más del 90 %. Treinta años más tarde constituían el 80 % y en la actualidad poco más de 18 % de los mexicanos radican fuera del estado en que nacieron. Ambas tendencias pueden explicarse por el proceso de industrialización de las ciudades grandes y medianas, así como por la depauperación gradual del campo, ocasionada por la recesión de las actividades agropecuarias. Las entidades federativas que concentran la mayor población son Estado de México, Ciudad de México, Veracruz, Jalisco y Puebla. En cambio, las menos pobladas son Baja California Sur, Campeche y Quintana Roo. Este último estado es uno de los que presenta una tasa de crecimiento poblacional más alta en el país, debido a la industria turística de Cancún, que concentra el 50 % de la población quintanarroense.
Por otra parte, la población hablante de lenguas indígenas (único criterio contemplado en la metodología de INEGI para contabilizar a la población indígena del país) cayó de 17 % en 1895 a apenas 9.4 % en 2020. Sin embargo, en números absolutos hubo un incremento, pues pasó de poco más de un millón a veintitrés en el censo de 2020. Son las comunidades indígenas las que expulsan una mayor población. La emigración indígena, hasta 1980, tuvo como destinos principales las ciudades medianas y grandes cercanas a las regiones de origen. A partir de la década de los noventa, la migración indígena cobró un rostro internacional, y hoy se dirige principalmente a Estados Unidos.

### Zonas metropolitanas
Las áreas metropolitanas han sido tradicionalmente definidas como el grupo de municipios o ciudades que interactúan fuertemente entre sí, normalmente en torno a un núcleo ciudad. En 2004, en un esfuerzo conjunto entre el CONAPO, el INEGI y la SEDESOL se acordó definir las áreas metropolitanas por primera vez.
El 19 de octubre de 2023 la Secretaría de Desarrollo Agrario, Territorial y Urbano, la CONAPO y el INEGI, publicaron el documento Metrópolis de México 2020, en el que se establecen los nuevos lineamientos oficiales para determinar las áreas metropolitanas del país, así como los planes, programas y proyectos que guiaran las políticas públicas en la materia. La nueva delimitación determinaba tres definiciones:
- Zona metropolitana: Conjunto de municipios cuya relación se basa en un alto grado de integración física o funcional intermunicipal o interestatal y la población total de los municipios que la conforman es de 200 mil habitantes o más. La localidad urbana o conurbación que da origen a la zona metropolitana cuenta con 100 mil habitantes o más.
- Metrópoli municipal: Municipio que no forma parte de una zona metropolitana, sin embargo, cuenta con una población total de 300 mil habitantes o más y es económica o políticamente relevante para el estado. La localidad urbana que da origen a la metrópoli municipal cuenta con 200 mil habitantes o más.
- Zona conurbada: Conjunto de municipios cuya relación se basa en un alto grado de integración física o funcional intermunicipal o interestatal. La localidad urbana o conurbación que da origen a la zona conurbada tiene entre 50 mil y 100 mil habitantes.

De acuerdo a esta nueva delimitación México cuenta con 92 metrópolis conformadas por 421 municipios que se clasifican en: 48 zonas metropolitanas, 22 metrópolis municipales y 22 zonas conurbadas; Las 48 zonas metropolitanas están conformadas por 345 municipios en los que residen 67.6 millones de personas; en las 22 metrópolis municipales habitan 12 millones; y en los 54 municipios que conforman las 22 zonas conurbadas viven 2.9 millones. De esta forma, 82.5 millones de personas, 65.5 por ciento de la población nacional, viven en estas metrópolis.
La siguiente es una lista de las principales áreas metropolitanas de México, como se informa en el censo de 2020.

### Municipios y demarcaciones más poblados
Si se consideran los municipios como entidades aisladas y sin relación con las zonas metropolitanas, según los datos del censo de 2020, el municipio más poblado del país es Tijuana, con 1 922 523 habitantes, seguido por el municipio de Iztapalapa, con 1 835 436 habitantes, mientras que León ocupa el tercer lugar con 1 721 215 habitantes. Les siguen en la lista Puebla y Ecatepec que tienen poblaciones muy similares ( 1 692 181  y 1 645 352 respectivamente). Debe anotarse que en rigor Iztapalapa, que ocupa el segundo puesto, es una demarcación territorial de la Ciudad de México. En el polo opuesto se encuentran varios municipios del estado de Oaxaca, cuyas poblaciones no rebasan el millar de personas.

### Grupos étnicos
México es étnicamente diverso; de acuerdo al artículo 2.º de la Constitución Mexicana, se define al país como una nación pluricultural fundada sobre el principio de los pueblos indígenas. El discurso institucional en la construcción del imaginario identitario mexicano se basa en la idea de la «nación mestiza» o, inspirada en la expresión de José Vasconcelos Calderón (1925), un «crisol de todas las razas», que identifica la construcción al «mestizaje» como la base de la homogeneización tanto cultural como desde el punto de vista étnico. Esta idea ha sido criticada por académicos expertos en estudios sobre la construcción de la racialidad, al considerarla una forma de «ingeniería social» para determinar una «política racial» que termina resultando excluyente.

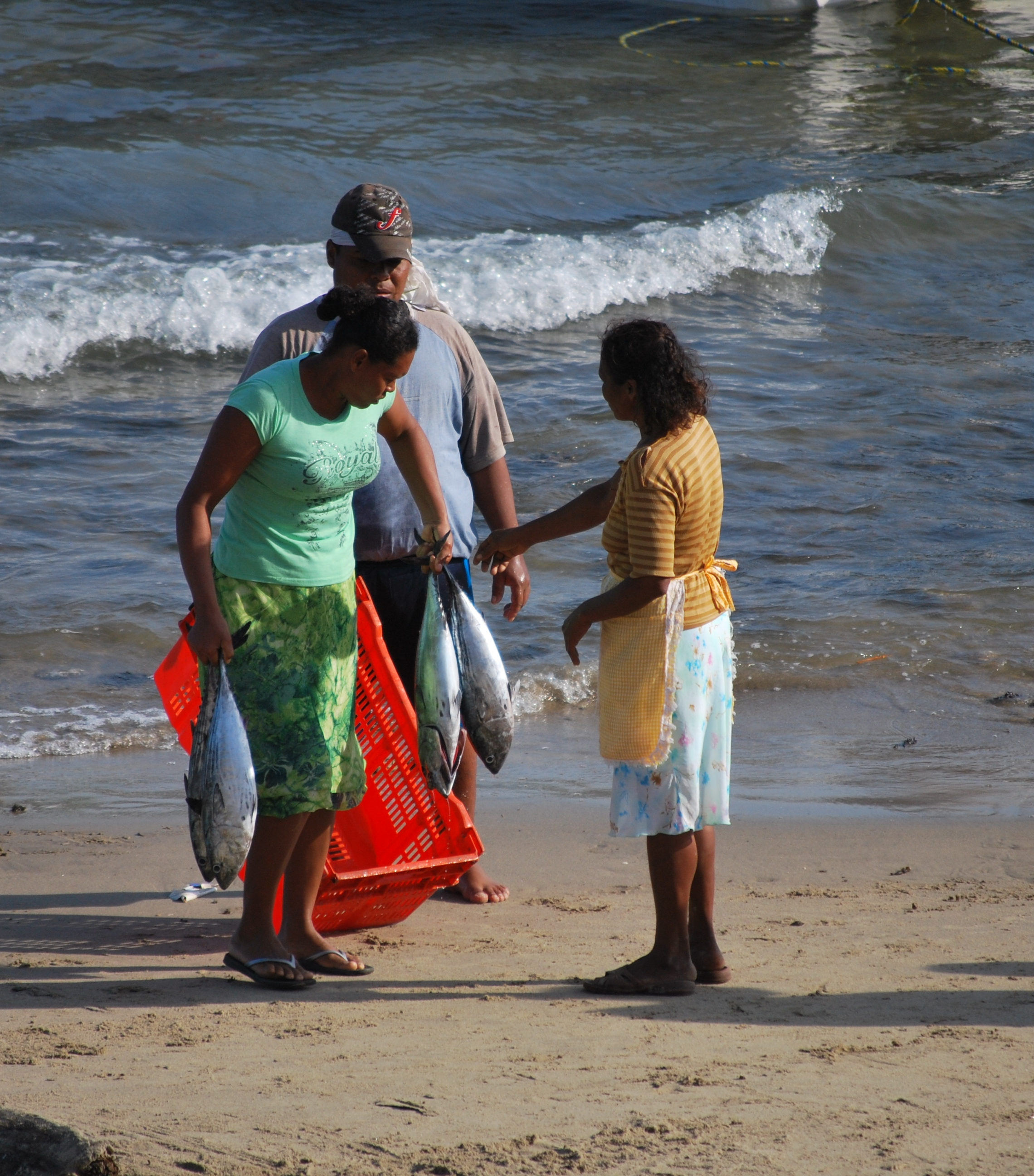
Afromexicanos en Cuajinicuilapa, Guerrero.

La política predominante del primer siglo de vida independiente de México era de corte racista. Tras el triunfo de la Revolución, varios pensadores consideraron que México era una nación culturalmente mestiza, y entonces las políticas sociales se dirigieron a «asimilar» las particularidades indígenas a la construcción de una nueva «cultura nacional» de estilo republicano. Las consecuencias fueron la reducción en términos absolutos y relativos de las personas que hablaban lenguas indígenas y de los pueblos afromexicanos.
El criterio de las lenguas se ha empleado para determinar la cantidad de indígenas en el país. Sin embargo, esto ha sido criticado, puesto que la identidad étnica no está dada solo por la identidad lingüística, como señalaba Guillermo Bonfil Batalla en su obra México profundo.
De acuerdo con el censo de 2020 organizado por el INEGI, en México existen 23.2 millones de personas de tres años y más, que se autoidentifican como indígenas, lo que equivale a 19.4 % de la población total de ese rango de edad; de las cuales 16.1 millones no hablan lengua indígena. La población total en hogares indígenas en 2020 fue de 11 800 247 personas, lo que equivale a 9.4 % de la población total del país. El tamaño promedio de los hogares indígenas fue de 4.1 personas. El Censo de Población y Vivienda 2020 identificó que en México había 7 364 645 personas de tres años y más hablantes de lengua indígena, lo que representó 6.1 % de la población total del país en ese rango de edad. De las 7.4 millones de personas de tres años y más hablantes de alguna lengua indígena, 6.4 millones (87.2 %) también hablaban español y 866 mil (11.8 %), no. En la actualidad, se hablan 68 lenguas indígenas en México. Las más frecuentes son náhuatl (22.4 %), maya (10.5 %) y tseltal (8.0 %).
El Instituto Nacional de los Pueblos Indígenas reconoce a 68 grupos étnicos indígenas distinguidos entre sí sobre la base del criterio lingüístico. Los más grandes, en términos demográficos, son el nahua, el maya, el zapoteco, el mixteco, el otomí y el purépecha. Todos ellos son descendientes de los antiguos pueblos mesoamericanos. Los grupos menos numerosos son el kiliwa, asentado en el norte de Baja California y el lacandón de Chiapas, con apenas unas decenas de integrantes.
En México también existen 2 576 213 afrodescendientes (2 de cada 100 habitantes) según el Censo de Población y Vvienda 2020 del INEGI, la mayoría en comunidades de la Costa Chica de Guerrero y Oaxaca.
Un estudio del Laboratorio Nacional de Genómica para la Biodiversidad, indicó que hasta un tercio de las personas muestreadas del estado de Guerrero tenían una ascendencia significativamente mayor a la asiática que la mayoría de los mexicanos, principalmente filipinos o indonesios.

### Emigración

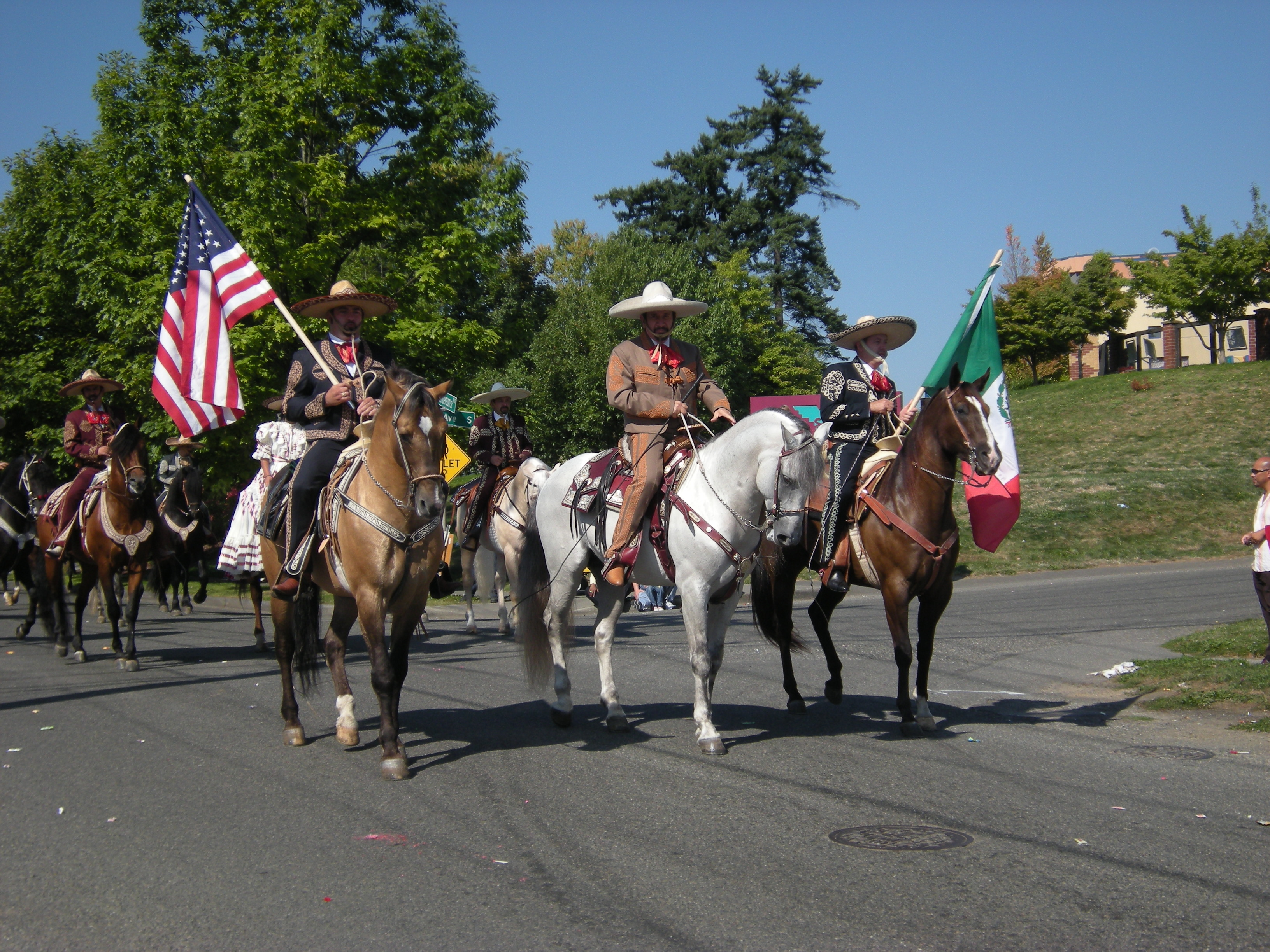
Comunidad mexicana en Seattle, Estados Unidos.

Estados Unidos es el país donde viven más mexicanos después de México. La presencia mexicana en el vecino del norte comienza con la anexión de la mitad norte del territorio del país en 1848. Algunos de los mexicanos que quedaron al otro lado de la frontera regresaron a México, pero otros se quedaron allá, y conservaron su idioma y costumbres. A ellos se les sumó una buena cantidad de braceros, que se fueron a radicar a Estados Unidos, algunos temporalmente, mediante un acuerdo laboral entre los gobiernos de Washington y México durante la Segunda Guerra Mundial. Las últimas crisis económicas en México han favorecido la emigración hacia el norte, y se calcula que a principios del siglo XXI, cerca de 38 millones de mexicanos o descendientes de mexicanos habitan en los Estados Unidos. La mayor parte de ellos se concentra en California, Texas, Nuevo México e Illinois.
El segundo lugar de destino es Canadá, alcanzando la posición 62 de comunidades extranjeras con 126 745 mexicanos. El país europeo con mayor número de mexicanos es España, el tercer lugar de destino que, en el año 2021, contaba con 66 092 mexicanos residentes, principalmente por motivos de parentesco, conyugales y educativos; según el Instituto de los Mexicanos en el Exterior (2021), el cuarto país del mundo en tener más mexicanos es Brasil, con alrededor de 24 171 individuos, principalmente para realizar actividades empresariales, comerciales, industriales y turísticas; el quinto lugar de destino es posicionado por Reino Unido, el cual es el segundo de Europa con el mayor número de residentes mexicanos, en 2021 contaba con 18 000 mexicanos; Alemania es el sexto destino y uno de alto crecimiento en poco tiempo. Otras comunidades importantes de mexicanos en el extranjero son las de Bolivia, Países Bajos, Argentina, Chile, Francia y Japón; recientemente han ido aumentando las comunidades mexicanas en Costa Rica, Panamá, República Dominicana, Guatemala, Venezuela y Cuba.

### Inmigración
| 1                    | Estados Unidos       | 797 266   |
| 2                    | Guatemala            | 56 810    |
| 3                    | Venezuela            | 52 948    |
| 4                    | Colombia             | 36 234    |
| 5                    | Honduras             | 35 361    |
| 6                    | Cuba                 | 25 976    |
| 7                    | España               | 20 763    |
| 8                    | El Salvador          | 19 736    |
| 9                    | Argentina            | 18 693    |
| 10                   | Canadá               | 12 439    |
| 11                   | China                | 10 547    |
| 12                   | Francia              | 9 080     |
| 13                   | Brasil               | 8 689     |
| 14                   | Perú                 | 8 670     |
| 15                   | Alemania             | 6 860     |
| 16                   | Italia               | 6 619     |
| 17                   | Chile                | 6 532     |
| 18                   | Haití                | 5 895     |
| 19                   | Nicaragua            | 5 731     |
| 20                   | Japón                | 5 539     |
| 21                   | Corea del Sur        | 5 339     |
| 22                   | Reino Unido          | 4 030     |
| 23                   | Ecuador              | 3 995     |
| 24                   | Costa Rica           | 3 803     |
| 25                   | República Dominicana | 2 849     |
| 26                   | Belice               | 2 813     |
| 27                   | Uruguay              | 2 706     |
| 28                   | India                | 2 656     |
| 29                   | Bolivia              | 2 505     |
| 30                   | Rusia                | 2 321     |
| 31                   | Panamá               | 1 916     |
| 32                   | Suiza                | 1 439     |
|                      | Otros países         | 25 492    |
| TOTAL                | TOTAL                | 1 212 252 |
| Fuente: INEGI (2020) |                      |           |

El mercado de Medellín es uno de los puntos de reunión de colombianos que residen en Ciudad de México.

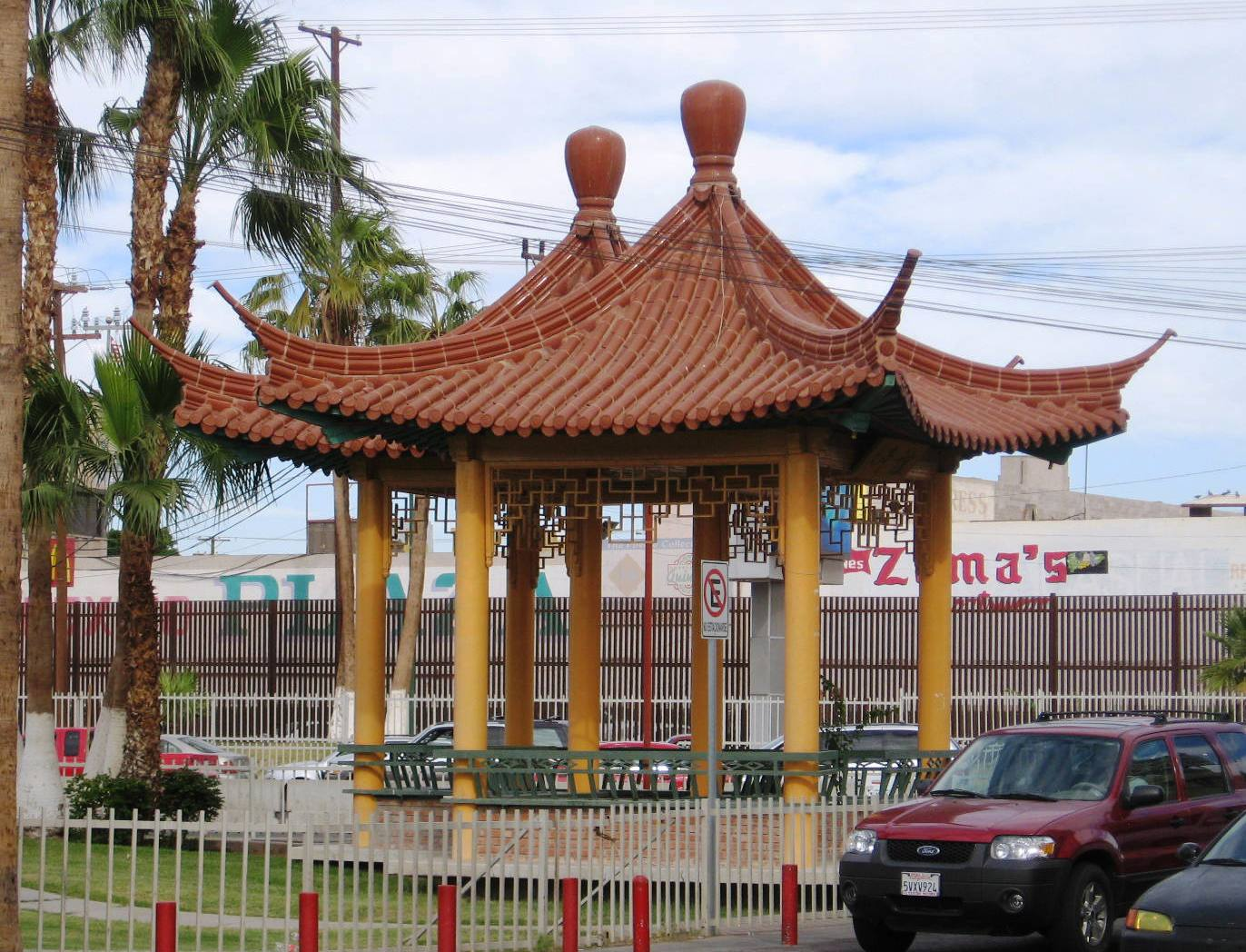
Pagoda de la Amistad, monumento a la inmigración china de Mexicali, Baja California.

La inmigración hacia México, no fue masiva como en los Estados Unidos o Canadá pero recibió innumerables comunidades de naciones muy lejanas, por ejemplo del continente asiático. La inmigración hacia el país se compara más bien con la de otros latinoamericanos como Perú, Chile, Colombia, Venezuela y Paraguay. Entre las principales comunidades extranjeras con fuerte presencia en el territorio nacional de muchos años atrás se encuentran las comunidades estadounidenses, españolas, portuguesas, alemanas, italianas, británicas, cubanas, francesas, chinas, rusas, libanesas, judías, gitanas, japonesas, chilenas, peruanas, coreanas, filipinas, griegas, irlandesas, suizas, húngaras, polaca, siria, turcas, entre otras.
La inmigración en México no ha tenido un impacto desbordante entre la población total en comparación con otros países, pero sí ha habido un incremento considerable en la población extranjera desde que el país se consolidó como nación independiente, siendo esta creciente en los últimos años. Por su posición geográfica, el inmigrante llega a territorio nacional por motivos familiares, educativos, económicos, climatológicos, culturales y de tránsito lo cual ha dado la permanencia de extranjeros en todo el territorio. El país no ha buscado históricamente la inmigración masiva pero ha empezado a generarse repentinamente, en años anteriores se había buscado la atracción extranjera de una inmigración más selectiva a la que se sumaba una vieja tradición de asilo político por persecución religiosa o ideológica; por eso en este país residen intelectuales, científicos y artistas venidos de otras naciones y que han contribuido en diversos campos científicos y artísticos del país a la par de los mexicanos que destacan en los mismos rubros.
México es también un país de emigrantes, es un caso peculiar; el 75 % de los emigrantes buscan como destino final a los Estados Unidos, por cada diez mexicanos que abandonan su país ingresan cuatro extranjeros a territorio nacional de manera legal e ilegal; y deciden quedarse en el país por tiempo indefinido. El Instituto Nacional de Inmigración y el INEGI son las únicas instituciones que recopilan estadísticas oficiales sobre los extranjeros que tienen una estancia legal mayor a seis meses desde que ingresaron al país, sin embargo la difícil situación de control en las fronteras y aduanas nacionales impide tener un conteo exacto de ingreso de extranjeros, su origen y su destino. El 80 % de los extranjeros que viven en México provienen de países limítrofes (Estados Unidos y Guatemala), otras comunidades importantes provienen principalmente de naciones hispanohablantes, de las cuales sobresalen las comunidades españolas, colombianas, argentinas, cubanas entre otras, el resto de la inmigración proviene de diversas regiones del mundo. La entidad con mayor población extranjera es Baja California, le siguen Nuevo León, Jalisco, Ciudad de México, Tamaulipas, Chihuahua, Chiapas, Estado de México, Baja California Sur y Sonora.
Iniciado el siglo XXI hubo cambios importantes en la política de México que repercutieron en el incremento de residentes y naturalizados extranjeros. El país muchas veces no ha sido destino final como lo son los Estados Unidos, pero tiene una importante ubicación geográfica y estratégica que ha generado relaciones bilaterales e internacionales con los Estados Unidos y Canadá respecto al control migratorio. La globalización, el multiculturalismo, el trabajo y un acelerado índice de movilidad de los seres humanos seguirá incrementando la población extranjera de manera legal e ilegal dentro del territorio mexicano.

### Violencia
México es el segundo país que mayor cantidad de muertes violentas aporta al total de homicidios dolosos que son cometidos en el mundo. Las estadísticas oficiales del Sistema Nacional de Seguridad Pública mexicano estiman que el número está en 20 824 homicidios dolosos en 2016. Aunque el Instituto Internacional de Estudios Estratégicos (IISS) con sede en Londres difiere con la cifra, pues registró la muerte de 23 000 personas en 2016.
México, en 2017, vivió su año más violento con 25 339 homicidios, cifras de la ONG Consejo Ciudadano para la Seguridad Pública y la Justicia Penal. Dicha ONG difiere un poco en cifras a las que aporta el Secretariado Ejecutivo del Sistema Nacional de Seguridad Pública (SESNSP), que es de 25 324 homicidios dolosos.

#### Desaparecidos
Cifras de 2006 a agosto de 2019:
- Personas desaparecidas: 40 180
- Fosas clandestinas: 3024
- Cuerpos sin identificar en servicio forense: 26 000[405]

Cifras a enero de 2020:
- Personas desaparecidas: 61 637[406]

De los 115 mil 147 reportes de personas desaparecidas a nivel nacional hasta 2025, entre 2000 y 2024 se concentra 88 por ciento de los reportes de personas desaparecidas. En tanto que los registrados entre 2018 y mayo de 2024 suman 48 por ciento del total, y el año en que se tiene el mayor número de personas ausentes fue 2023, con 10 mil 315. 

### Religión

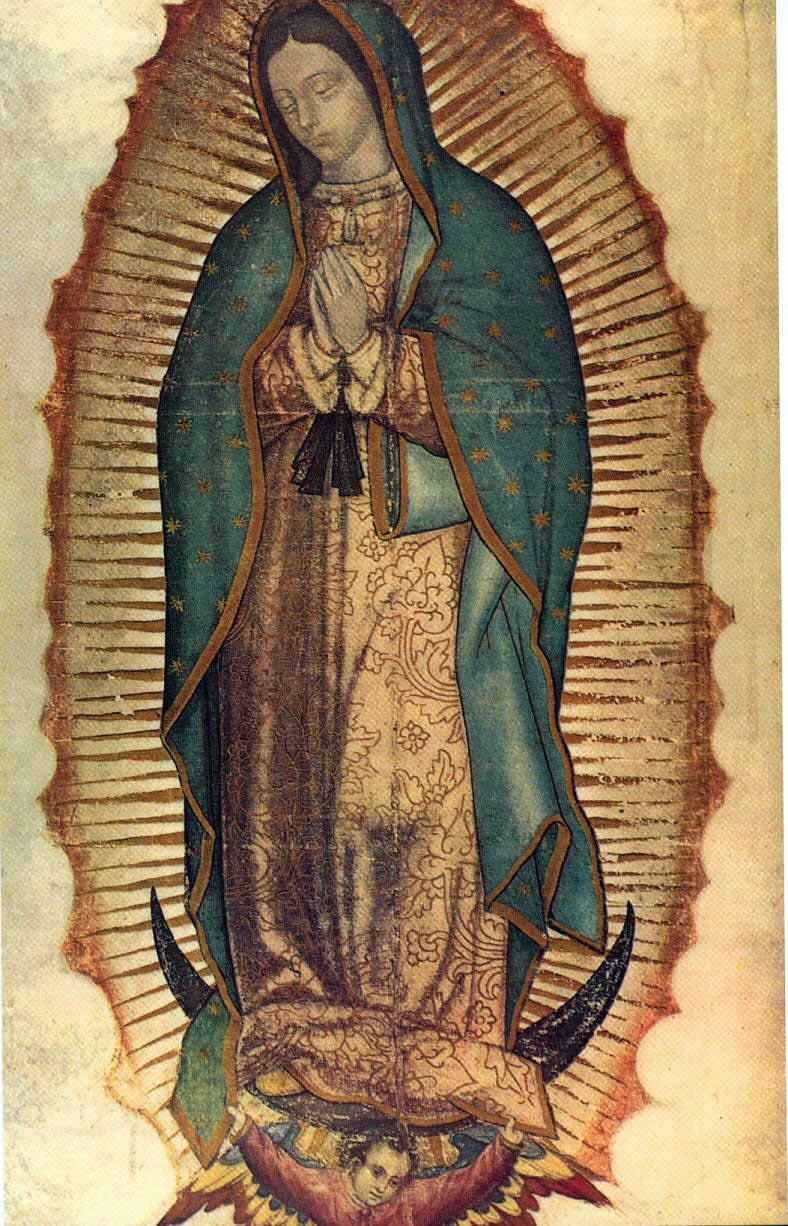
Nuestra Señora de Guadalupe, patrona de los católicos mexicanos. México es el segundo país con más católicos en el mundo después de Brasil.

México es el segundo país con mayor número de personas católicas en el mundo, después de Brasil. A pesar de ello, el Estado mexicano es oficialmente laico desde que la separación entre las instituciones religiosas y la administración política de la nación quedó consagrada en la Constitución de 1857, y fue ratificada en la hoy vigente Constitución de 1917. José María Morelos señaló en sus escritos que no debería haber tolerancia para ninguna otra religión y la Constitución de 1824 declaró que la religión oficial de la República sería la católica. A partir de la segunda mitad del siglo XX, se inició un proceso de introducción de credos diferentes al católico.
La década de 1920 fue marcada por un conflicto religioso conocido como la Guerra Cristera, en la cual muchos campesinos alentados por el clero se enfrentaron al gobierno federal que había decidido poner en vigencia las leyes constitucionales de 1917. Entre las medidas contempladas por la Carta Magna estaban la supresión de las órdenes monásticas y la cancelación de todo culto religioso. La guerra concluyó con un acuerdo entre las partes en conflicto (Iglesia católica y Estado), por medio del cual se definieron los respectivos campos de acción. Hasta la mitad de la década de 1990, la constitución mexicana no reconocía la existencia de ninguna agrupación religiosa. En 1993 se promulgó una ley mediante la cual el Estado les concedía personalidad jurídica como asociaciones religiosas. Este hecho permitió el restablecimiento de relaciones diplomáticas con la Santa Sede, a la cual el Estado mexicano no reconocía como entidad política.
Según el Censo de Población y Vivienda 2020, captó 97.9 millones de personas católicas, que representa el mayor grupo religioso del país. Les siguen los protestantes/cristianos evangélicos, con poco más de 14 millones de personas. La religión del grupo judaico se integra por casi 59 mil creyentes; y los que practican religiones de raíces étnicas y afro representan en conjunto poco más de 74 mil personas. El grupo religioso espiritualista agrupa a casi 37 mil personas; mientras los seguidores de la religión islámica constituyen casi ocho mil practicantes. Otros grupos religiosos concentran una población de alrededor de 70 mil personas. Los que declararon ser creyentes sin adscripción religiosa representan 3.1 millones y la población sin religión corresponde a 10.2 millones de personas.
Según Jacobo Grinberg-Zylberbaum (en textos editados por la Universidad Nacional Autónoma de México), es notable la pervivencia de rituales de tipo mágico-religioso de los antiguos grupos indígenas, no solo en los indígenas actuales sino en los mestizos y blancos que conforman la sociedad mexicana rural y urbana. Existe frecuentemente un sincretismo entre el chamanismo y la tradición católica. Otra religión de sincretismo popular en México (sobre todo en los últimos años) es la santería. Esto se debe principalmente a la gran cantidad de cubanos que se asentaron en el territorio tras la Revolución cubana (principalmente en estados como Veracruz y Yucatán). A pesar de que México también fue receptor de esclavos provenientes de África en el siglo XVI, el apogeo de estos cultos es relativamente nuevo.
La proporción de católicos es variable en diferentes ámbitos sociales. En las ciudades suele ser más baja, aunque hay algunas regiones indígenas en donde los integrantes de credos protestantes alcanzan el 30 %. Incluso en algunas zonas de Chiapas la comunidad de indígenas musulmanes suma unos 5000 creyentes. La mayor diversidad religiosa se presenta en la zona norte del país, fronteriza con los Estados Unidos, y en el sureste, cuya población tiene un fuerte componente indígena. El centro, y especialmente la región del Bajío, es un área con una predominancia casi absolutamente católica. Por ejemplo, en el estado de Guanajuato el 90.8 % se declaran católicos, mientras que en Zacatecas el 92.3 % y en Aguascalientes 89.3 % son católicos. También es importante el número de personas que no profesan ninguna religión, suman más de diez millones de habitantes.

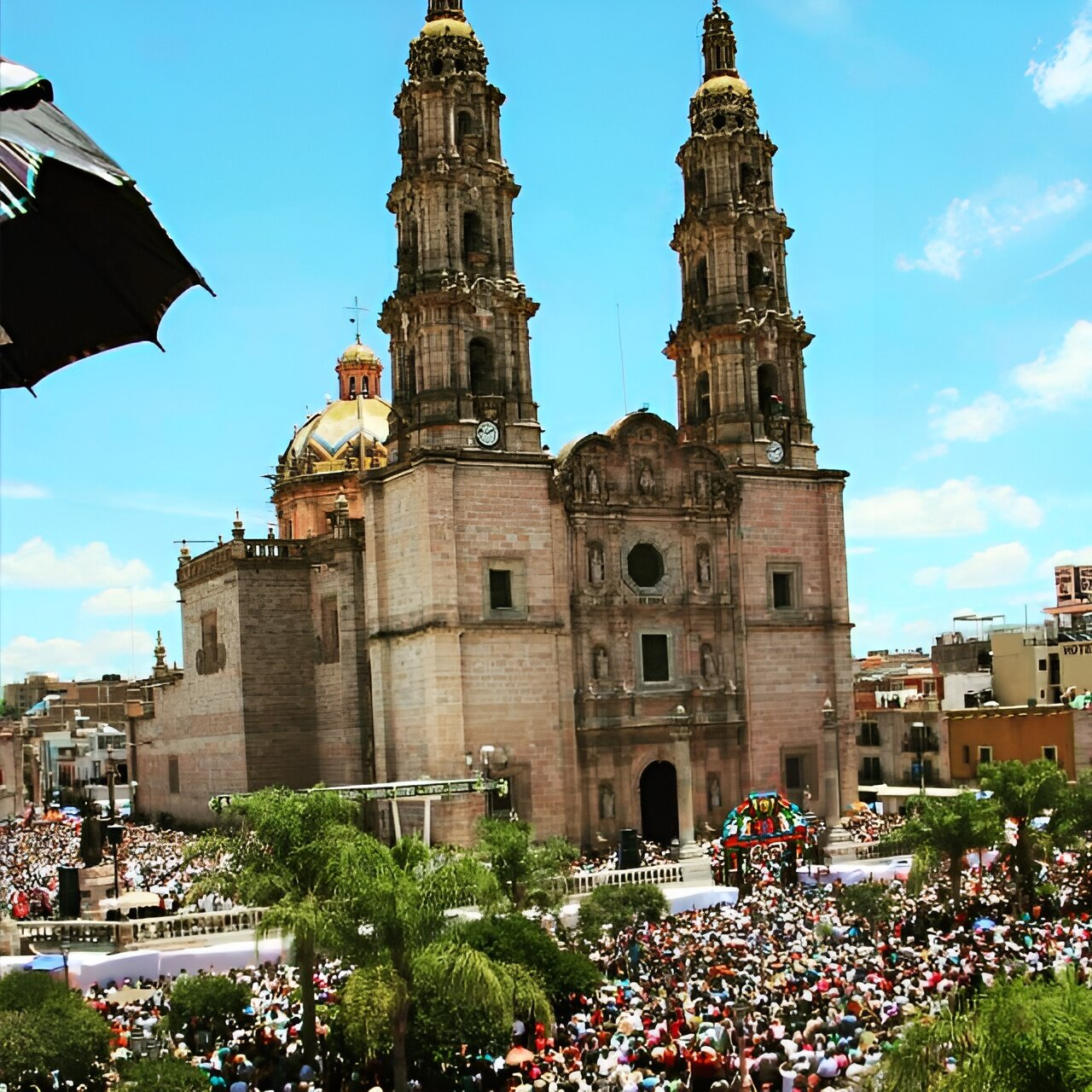
Basílica de Nuestra Señora de San Juan de los Lagos, el segundo sitio de peregrinación más concurrido de México.

En ciertas regiones, la profesión de un credo diferente del católico es vista como una amenaza para la unidad comunitaria. Se argumenta que la religión católica forma parte de la identidad étnica, y que los protestantes no están dispuestos a participar de los usos y costumbres tradicionales (el tequio o trabajo comunitario, la participación en las fiestas patronales y cuestiones similares). La negativa de los protestantes se debe a que sus creencias religiosas no les permiten participar en el culto a las imágenes. En los casos extremos, la tensión entre católicos y protestantes ha dado lugar a la expulsión o incluso el asesinato de los protestantes en varios pueblos. Los casos más conocidos son los de San Juan Chamula, en Chiapas, y San Nicolás, en Ixmiquilpan, Hidalgo.

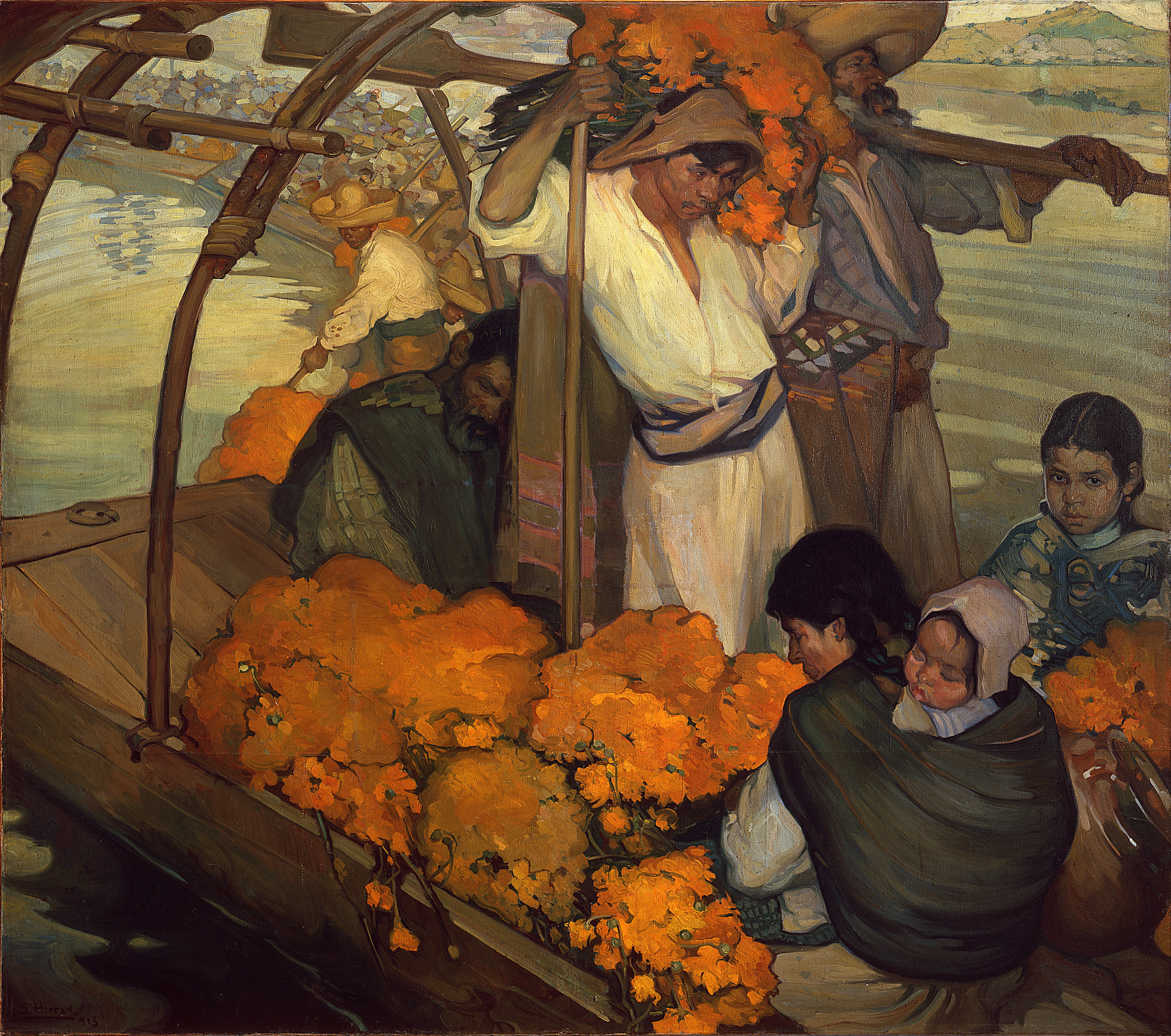
La ofrenda del Día de Muertos (1913). Pintura de Saturnino Herrán, probablemente una alusión a la celebración en el lago de Janitzio-Pátzcuaro o los canales de Xochimilco.

Un argumento similar fue presentado por un comité de antropólogos para solicitar al gobierno de la República la expulsión del Instituto Lingüístico de Verano (ILV), en el año 1979, al cual se acusó de promover la división de los pueblos indígenas al traducir la Biblia a los idiomas vernáculos y evangelizar en un credo protestante que amenazaba la integridad de las culturas populares. El gobierno mexicano prestó atención al llamamiento de los antropólogos y canceló el convenio que tenía celebrado con el ILV. Los conflictos también se han dado en otros ámbitos de la vida social. Por ejemplo, dado que los Testigos de Jehová tienen prohibida la rendición de honores a los símbolos patrios (algo que en las escuelas públicas de México se realiza cada lunes), los niños que han sido educados en esa religión eran expulsados de las escuelas públicas. Este tipo de problemas solo se resuelven con la intervención de la Comisión Nacional de los Derechos Humanos, y no siempre con resultados favorables para los niños.
Existen algunas minorías religiosas como los practicantes de la fe musulmana con constante crecimiento, estimándose alrededor de 8000 creyentes provenientes de países como Indonesia, Irak, Irán, Egipto, Palestina, Líbano, Marruecos, Chile y España. La primera mezquita en México se construyó en la ciudad de Torreón, Coahuila, bajo el patrocinio de un empresario libanés.
Es también reconocida una fuerte presencia cualitativa más que cuantitativa de fieles de la religión judía que se estima una población de 58 876 individuos, sobre todo en la capital y su zona metropolitana (en Polanco, Tecamachalco, Interlomas, Santa Fe, Satélite y en el centro histórico), en grandes centros urbanos como Guadalajara, Monterrey y en algunas zonas costeras portuarias como Veracruz y Cancún.
En el norte de la República existen comunidades mormonas algo herméticas en estados como Chihuahua y Puebla; también existe una fuerte presencia de menonitas, cuya mayor concentración se encuentra en Ciudad Cuauhtémoc, Chihuahua, aunque también hay comunidades importantes en otras ciudades del norte y el sureste de la República, así como en la capital del país.
En muchas partes del país pero con mayor frecuencia en las ciudades, existen practicantes de confesiones religiosas distintas a las variantes tradicionales del cristianismo, como el budismo (zen y tibetano), hinduismo, sijismo, islam sufí, Hare Krisna, unitarismo universalista, rastafarianismo, movimientos de sanación pránica, etc.
El impacto de la religión católica en México ha provocado también una fusión de elementos. Más allá de las iglesias y denominaciones religiosas, persiste en México un fenómeno que algunos antropólogos y sociólogos llaman religión popular, esto es, la religión tal y como la práctica y entiende el pueblo. En México, uno de los componentes religiosos de la cotidianidad es la religión católica, a la que se han adherido elementos de otras creencias, sean de origen prehispánico, africano o asiático. En general, la «religiosidad popular» es vista con malos ojos por las religiones estructuradas institucionalmente. Uno de los casos más ejemplares de la religiosidad popular es el culto a la Santa Muerte. La jerarquía católica se empeña en calificarla como «culto satánico», sin embargo, la mayor parte de las personas que profesan este culto se declaran a sí mismos creyentes católicos, y consideran que no hay ninguna contradicción entre los homenajes que brindan a la Niña Blanca y la adoración a Dios. Otros ejemplos son las representaciones de la Pasión de Cristo y la celebración del Día de Muertos, que se realizan en el marco del imaginario cristiano católico, pero bajo una reinterpretación muy particular de sus protagonistas.

### Lenguas
| Principales lenguas originarias de México1                    | Principales lenguas originarias de México1 |
| Lengua o idioma                                               | Hablantes                                  |
| ------------------------------------------------------------- | ------------------------------------------ |
| náhuatl (Nawatlahtolli)                                       | 1 675 036                                  |
| maya (Maayatꞌaan)                                             | 800 533                                    |
| tseltal (Batsꞌil kꞌop)                                        | 672 595                                    |
| tsotsil (Batsꞌi kꞌop)                                         | 558 489                                    |
| mixteco (Tuꞌun sávi)                                          | 518 178                                    |
| zapoteco (Diidxazá)                                           | 500 116                                    |
| otomí (Hñähñu)                                                | 285 517                                    |
| totonaco (Tutunakú)                                           | 267 274                                    |
| mazateco (En ngixo)                                           | 248 089                                    |
| chol (Laktyꞌañ)                                               | 238 912                                    |
| 1 No incluye al español, hablado por el 97 % de la población. |                                            |
| Fuente: INEGI (2020)                                          |                                            |

#### Lenguas nacionales
La Ley General de Derechos Lingüísticos de los Pueblos Indígenas reconoce como lenguas nacionales al español y a 68 lenguas indígenas mexicanas. El español es la lengua dominante en asuntos oficiales y es el idioma materno de la mayoría de los mexicanos. A su vez, cabe destacar que este es el país que alberga mayor número de hispanoparlantes en el mundo.
Un 7 % de la población habla una lengua indígena. El gobierno reconoce oficialmente 68 lenguas indígenas —agrupando las variedades similares que para algunos lingüistas deberían ser consideradas como lenguas diferentes—. Entre las lenguas indígenas, las que cuentan con el mayor número de hablantes son el náhuatl y el maya yucateco; juntas, suman más de dos millones de personas.
El caso opuesto es el del lacandón, cuyo número de hablantes no llega a los 100. Más evidente aún es el caso de lenguas como el kiliwa, cuyos hablantes se estiman entre 10 y 50 individuos (la información varía según las diversas fuentes), problema que se acentúa debido al aislamiento geográfico de las familias kiliwa, igualmente significativo es el caso de los hablantes del dialecto zoque ayapaneco que, debido a recientes investigaciones, se sabe que son únicamente dos individuos que además no ejercen el uso del idioma y por lo tanto se considera extinto. La SEP ha establecido sistemas de educación bilingüe en las comunidades indígenas y rurales debido a la necesidad de comunicación con la mayoría hispanohablante que se suscitó —de facto—; un porcentaje considerable de la población indígena es bilingüe o trilingüe.

#### Lenguas alóctonas
| Lenguas autóctonas de México                                                                               | Lenguas autóctonas de México |
| Idioma | México                       |
| --- | ---------------------------- |
| Español | México                       |
| Náhuatl | Mexko / Mexihko              |
| Maya | Meejiko                      |
| Tseltal | Mejiko                       |
| Tsotsil | Méxiko                       |
| Mixteco | Ñuu Koꞌyo                    |
| Zapoteco                                                                                                   | Sgita                        |
| Otomí | Mꞌonda                       |
| Totonaco                                                                                                   | Kalhkuyun                    |
| Mazahua | Bꞌonro                       |
| Mazateco                                                                                                   | Méjiko                       |
| Amuzgo | Sndaaꞌ                       |
| Chol | Mexiku                       |
| Huasteco                                                                                                   | Labtóm                       |
| Mixe | Nüviinm                      |
| Matlatzinca                                                                                                | Intojati                     |
| Purépecha                                                                                                  | Méxiku                       |
| Tarahumara                                                                                                 | Méjiko                       |
| Tojolabal                                                                                                  | Mejiko                       |
| Yaqui | Mehiko                       |
| Kiliwa | Maay Tay Ñiaꞌk               |
| Lipán | Mehigu                       |
| Lenguas alóctonas de México                                                                                |                              |
| Plódich | Mexiko                       |
| Véneto chipileño                                                                                           | Mésico                       |
| Romaní vlax                                                                                                | Méxiko                       |
| Lenguas de señas en México                                                                                 |                              |
| Lengua de señas mexicana                                                                                   | México en LSM                |
| Lengua de señas yucateca                                                                                   | México en MSD                |
| Lengua de signos americana                                                                                 | México en ASL                |
| Lengua de signos española                                                                                  | México en LSE                |
| Braille en México                                                                                          |                              |
| Braille español                                                                                            | ⠨⠍⠮⠭⠊⠉⠕                      |
| Braille inglés                                                                                             | ⠨⠍⠑⠭⠊⠉⠕                      |
| Instituto Nacional Indigenista Instituto Nacional de las Lenguas Indígenas Instituto Lingüístico de Verano |                              |

Debido a la cercanía con Estados Unidos, la presencia del inglés es constante, especialmente en los centros urbanos, en la música y en el cine; además es muy común en el ambiente de negocios por las actividades económicas que México tiene con el resto del mundo.
De las lenguas llevadas a México por los inmigrantes europeos no españoles, llama la atención el caso del véneto chipileño, hablado en Chipilo, ciudad poblana fundada en 1882 por inmigrantes italianos. Hoy en día, casi todos los residentes de la ciudad utilizan el véneto en sus actividades cotidianas. El véneto también se habla en Veracruz, en Huatusco y Colonia Manuel González. En México se encuentra la variante dialectal más similar al idioma que se habla actualmente en Venecia; además, México se halla entre los primeros lugares en número de hablantes del veneciano, al lado de Italia, Eslovenia y Croacia.
Otro caso similar es el del plódich (o Plautdietsch), lengua clasificada como bajo sajón (o «bajo alemán») que se habla en las comunidades menonitas en los estados de Chihuahua, Zacatecas, Durango y Campeche. Asimismo, el romaní vlax, la lengua hablada en las comunidades gitanas, tiene presencia principalmente en los estados de Oaxaca y Veracruz.
El francés también se habla en el estado de Veracruz, con una colonización francesa en este estado, particularmente en los poblados de Jicaltepec, Perote, San Rafael y Mentidero. El italiano que se oye en Zentla, la Riviera Maya, la península de Baja California y la Ciudad de México. Otro caso es el alemán en la zona del Soconusco, Chiapas, donde se instalaron colonias alemanas y en la capital del estado de Puebla, ya que la armadora Volkswagen se encuentra ahí, también hay presencia de comunidades alemanas en Sinaloa como las de Mazatlán y Culiacán.
Se tiene una presencia importante de españoles bilingües en territorio mexicano, esto se dio a partir del contexto de la guerra civil española y el consecuente exilio republicano bajo el gobierno del expresidente Lázaro Cárdenas del Río; el legado lingüístico de esta y migraciones posteriores al restablecimiento de relaciones en 1979, permitió el asentamiento de grupos con lenguas de las comunidades históricas del pueblo español, destacando el catalán, euskera y gallego.
La cifra de hablantes de árabe se estima mayor a los diez millares, casi todos provenientes de Líbano y la mayoría bilingües. Existen también minorías sirias, marroquíes, egipcias, argelinas, palestinas e iraquíes. Hay también un alto número de hablantes de hebreo, yidis y sefardí puesto que la comunidad judía tiene gran presencia en el país y cuya población total se estima en más de 50 000 individuos. Son igualmente bilingües.
Existen también colonias numerosas de chinos, en la Ciudad de México, Mexicali, Tijuana, Ensenada, Rosarito, Tecate, San Felipe y San Quintín; de japoneses, coreanos y filipinos, principalmente en la capital; en donde se habla la lengua de origen y el español.
Salvo el castellano, ninguna otra lengua europea es considerada lengua nacional, aun si su número de hablantes fuera mayor al de alguna lengua indígena. Por lo tanto, no se contemplan en asuntos como la educación pública, ni en la impartición de justicia.

#### Lenguas de señas
Se estima que existen entre 87 000 a 100 000 personas que practican la lengua de señas mexicana, entre 400~500 la lengua de señas maya yucateco; 13 de la lengua de señas de Tijuana. y 11 de la lengua de señas chatina.
Hasta el momento no se tiene una estimación del número de personas de la lengua de signos americana, empleada por residentes estadounidenses y canadienses, así como por hijos de inmigrantes mexicanos. Tampoco se tienen cifras de los inmigrantes españoles que usan la lengua de signos española; ni de los inmigrantes guatemaltecos que utilizan el lenguaje de señas guatemalteco.

#### Braille español
En 2020, existían un total de 2 688 252 personas con un grado de discapacidad visual (43.5 % del total de discapacitados a nivel nacional) por lo que se cree que solo un 10 % de estas personas leen el alfabeto braille español, es decir, aproximadamente 270 000. Se desconoce la cantidad de lectores de braille inglés residentes en el país.

## Educación

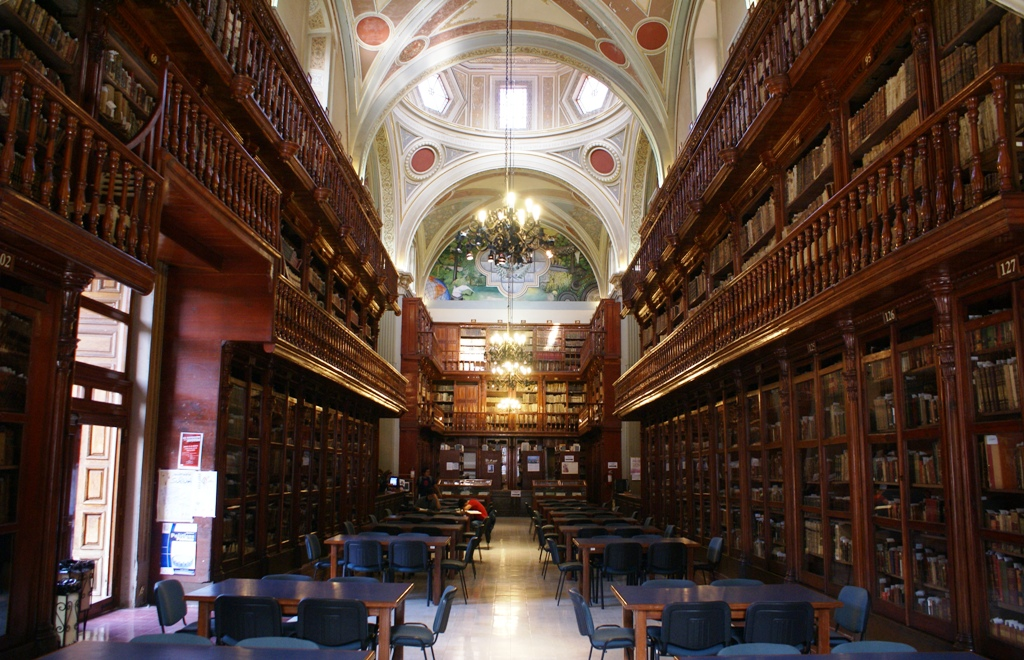
Biblioteca Pública de la UMSNH.

México tiene una de las tradiciones más antiguas en materia educativa en el mundo, desde el imperio mexica que fue la primera civilización registrada que estableció la educación universal obligatoria para todos sus ciudadanos, aunque con diferencias según el sexo de los individuos. Aunque las culturas mesoamericanas, especialmente, mexicas y mayas, ya tenían su propia escritura, idioma, arte y cultura, fue luego de la conquista española, en el siglo XVI que se introdujo el idioma español; además se creó, desde ese siglo, todo un sistema educativo al estilo europeo, reemplazando al sistema mexica.
La Constitución de México establece en su artículo tercero, que el estado impartirá educación preescolar, primaria, secundaria y media superior de manera laica, gratuita y obligatoria; para tal efecto, fue creada la Secretaría de Educación Pública el 3 de octubre de 1921.
En el país se han reducido de manera importante los niveles de analfabetismo en los últimos 50 años, al pasar de un 25.8 % en 1970 a un 4.7 % en 2020. En términos de escolaridad, el porcentaje de asistencia por cada nivel educativo respecto al total del grupo de edad poblacional es de 63.3 % para el nivel preescolar, 93.8 % para educación básica (primaria y secundaria) y 45.3 % en la educación medio superior o superior (bachilleratos de todo tipo y estudios de nivel licenciatura e ingenierías); el nivel promedio de escolaridad es de 9.7 años, equivalente en México a prácticamente la conclusión del primer año de bachillerato.
El 21 de septiembre de 1551 se creó la primera universidad en México que fue la Real y Pontificia Universidad de México, inaugurando sus cursos el 25 de enero de 1553. El 22 de septiembre de 1910 fue fundada la Universidad Nacional Autónoma de México, con el nombre de Universidad Nacional de México, considerada la máxima casa de estudios del país, y que actualmente cuenta con tres laureados del Premio Nobel: Octavio Paz (literatura), Alfonso García Robles (paz) y Mario J. Molina (química). La UNAM en la actualidad es considerada la segunda mejor universidad de Iberoamérica.
En educación superior, también destacan el Instituto Politécnico Nacional y la Universidad Autónoma Metropolitana en la capital del país, mientras que en el interior del país sobresalen instituciones públicas y privadas como la Universidad de Guadalajara, la Universidad Autónoma de Nuevo León, la Benemérita Universidad Autónoma de Puebla, el Tecnológico de Monterrey, la Universidad de Guanajuato, la Universidad Michoacana de San Nicolás de Hidalgo, la Universidad Autónoma del Estado de Morelos, la Universidad Autónoma de San Luis Potosí y la Universidad Autónoma de Baja California, todas ellas clasificadas entre las 100 mejores de América Latina.
Aunque existen también otras instituciones privadas como el Instituto Tecnológico y de Estudios Superiores de Monterrey, Universidad de las Américas de Puebla, Universidad Anáhuac, Universidad La Salle, Universidad Panamericana, Universidad Iberoamericana, Universidad Regional del Sureste, Instituto Tecnológico Autónomo de México, Universidad Tecnológica de México, Universidad del Valle de México, entre otras.
El modelo educativo de las universidades tecnológicas es un eslabón en el sistema de educación superior mexicano, producto de los estudios que realizó la SEP, los cuales compararon los esquemas de enseñanza en México con los usados por países desarrollados. Para 2023 existían 169 universidades tecnológicas en todo el país.

## Cultura
En México, el ejercicio, conservación y divulgación de toda manifestación cultural, así como el acceso a las artes, están garantizados como derechos humanos por la Constitución (artículo 4.º, párrafo XIV); por lo que el estado deberá proveer los medios y facilidades para el libre desarrollo de la expresión y apreciación artísticas en la población general; y la protección de la diversidad cultural manifestada en los pueblos indígenas, los afrodescendientes, las identidades regionales y las comunidades inmigrantes, incluyendo en esto, cualquier tipo de patrimonio material o inmaterial.
La cultura mexicana refleja la complejidad de la historia del país a través de la mezcla de culturas indígenas y la cultura hispana principalmente, durante los 300 años de dominio colonial español en México. La era del Porfiriato (1876-1911) estuvo marcada por el progreso económico y la paz, después de cuatro décadas de disturbios civiles y guerra; México vio el desarrollo de la filosofía y las artes, promovido por el propio presidente Porfirio Díaz. Desde entonces, como se acentuó durante la Revolución Mexicana, la identidad cultural ha tenido su fundamento en el mestizaje: la mezcla de diferentes razas y culturas. A la luz de las diversas etnias que formaron el pueblo mexicano, José Vasconcelos en La Raza Cósmica (1925) definió a México y América Latina como el crisol de todas las razas (ampliando así la definición de mestizo) no sólo biológica sino culturalmente. Otros intelectuales mexicanos lucharon con la idea de «Lo Mexicano», que busca "descubrir el espíritu nacional de la cultura mexicana". El premio Nobel, Octavio Paz, explora la noción de un carácter nacional mexicano en El laberinto de la soledad (1950).

### Símbolos patrios

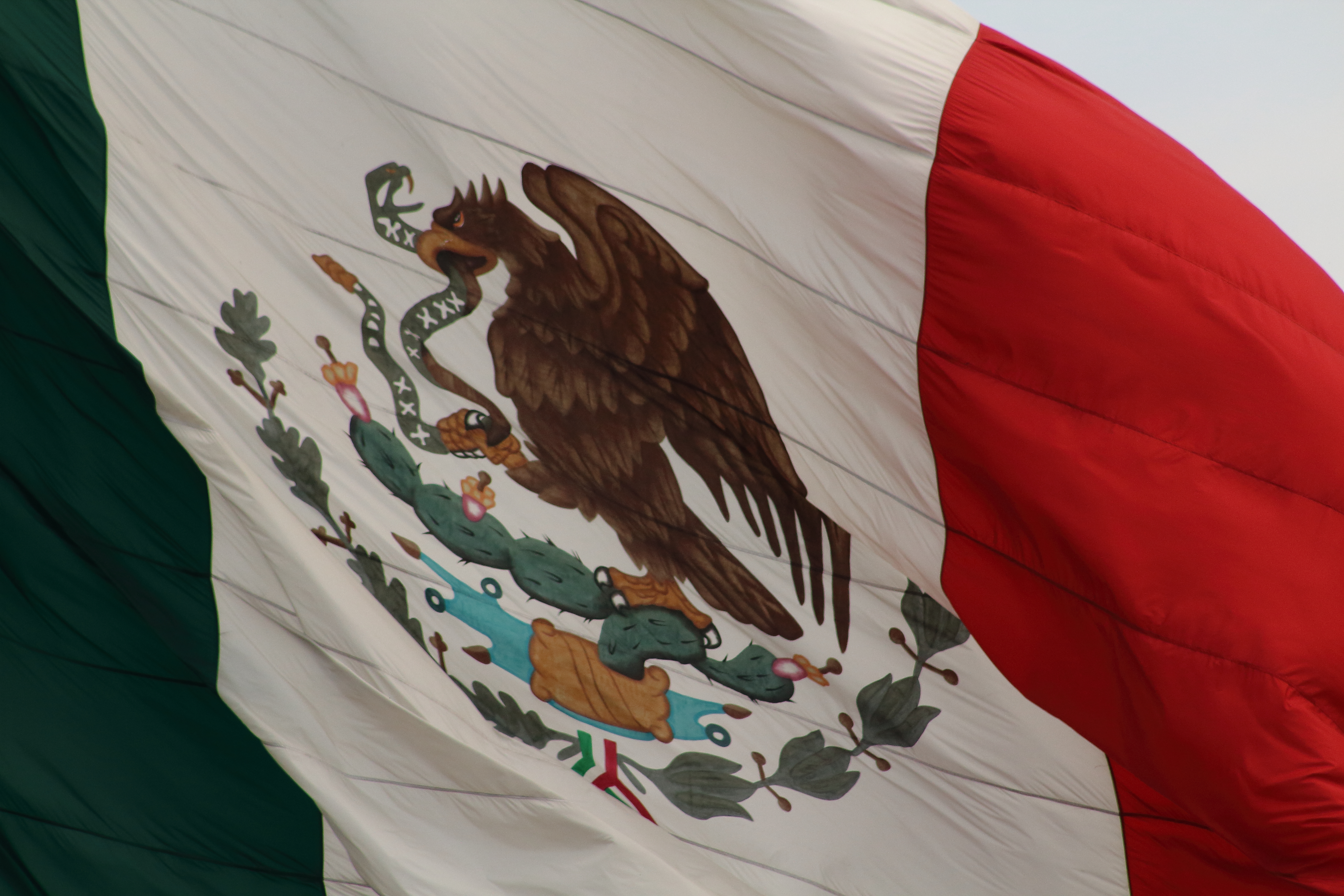
Bandera mexicana en el Zócalo de Ciudad de México.

El himno, la bandera y el escudo nacional son los símbolos patrios de México que representan la identidad de la patria y refuerzan el sentimiento de pertenencia que busca la unión de aquellos que habitan el país. En esta categoría se agrupan los símbolos que las leyes reconocen como propios de la Nación mexicana, los cuales han ido cambiando a través de la historia.

### Música

#### Música académica

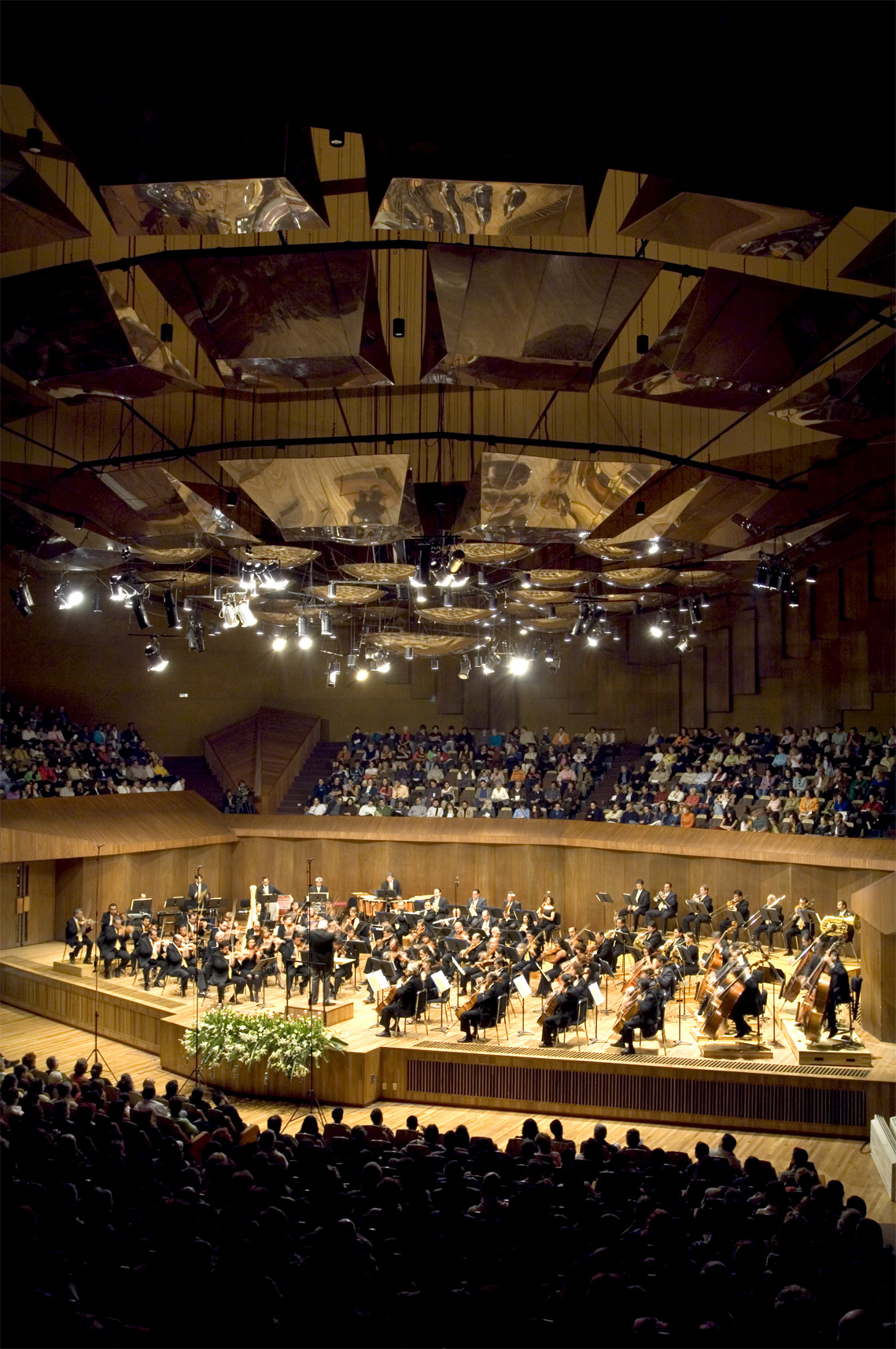
Orquesta Filarmónica de la Universidad Nacional Autónoma de México.

Algunos reconocidos compositores mexicanos de música académica han sido:
- Miguel Bernal Jiménez
- Julián Carrillo
- Ricardo Castro
- Sofía Cancino de Cuevas
- Carlos Chávez
- Manuel de Sumaya
- Manuel Enríquez
- Carlos Jiménez Mabarak
- José Pablo Moncayo
- Melesio Morales
- Aniceto Ortega
- Manuel M. Ponce
- Silvestre Revueltas
- Juventino Rosas
- Luis Sandi
- Felipe Villanueva

#### Ópera
En el año 1711, se estrenaba en la Ciudad de México la ópera La Parténope, con música de Manuel de Sumaya, maestro de la capilla catedralicia junto con Francisco López Capillas y Juan Gutiérrez de Padilla, uno de los más grandes compositores barrocos mexicanos, la especial importancia de esta ópera es que es la primera compuesta en América del Norte, esta ópera da inicio a la fecunda y aún poco estudiada historia de la creación operística mexicana no interrumpida desde entonces durante trescientos años.
La ópera Guatemotzín, de Aniceto Ortega, es el primer intento consciente por incorporar elementos nativos a las características formales de la ópera. Dentro de la producción operística mexicana del siglo XIX sobresalen la ópera Agorante, rey de la Nubia de Miguel Meneses, estrenada durante las festividades conmemorativas por el cumpleaños del emperador Maximiliano I, las óperas Pirro de Aragón de Leonardo Canales, Keofar de Felipe Villanueva y ante todo la producción operística de Melesio Morales, el compositor mexicano de óperas más importante del siglo XIX, cuyas obras tuvieron gran éxito entre el público de Ciudad de México y que se llegaron a estrenar en Europa. En la primera mitad del siglo XX sobresalen en la creación operística mexicana Julián Carrillo, Sofía Cancino de Cuevas, José F. Vásquez entre otros, todos ellos fueron relegados por la historiografía musical oficial que tan solo reconoció la obra de los compositores nacionalistas.
Desde finales del siglo XX hay un creciente interés de los compositores por escribir ópera. Entre los compositores mexicanos de inicios del siglo XXI que sobresalen con sus óperas debe mencionarse a Federico Ibarra, Daniel Catán, Víctor Rasgado, Luis Jaime Cortez, Julio Estrada, Gabriela Ortiz entre otros.

#### Música instrumental y jazz
Algunos artistas destacados han sido el trompetista Rafael Méndez, el teclista y compositor Juan García Esquivel, el baterista Tino Contreras, el pianista y compositor Eugenio Toussaint y el baterista Antonio Sánchez.

#### Música popular y folclórica

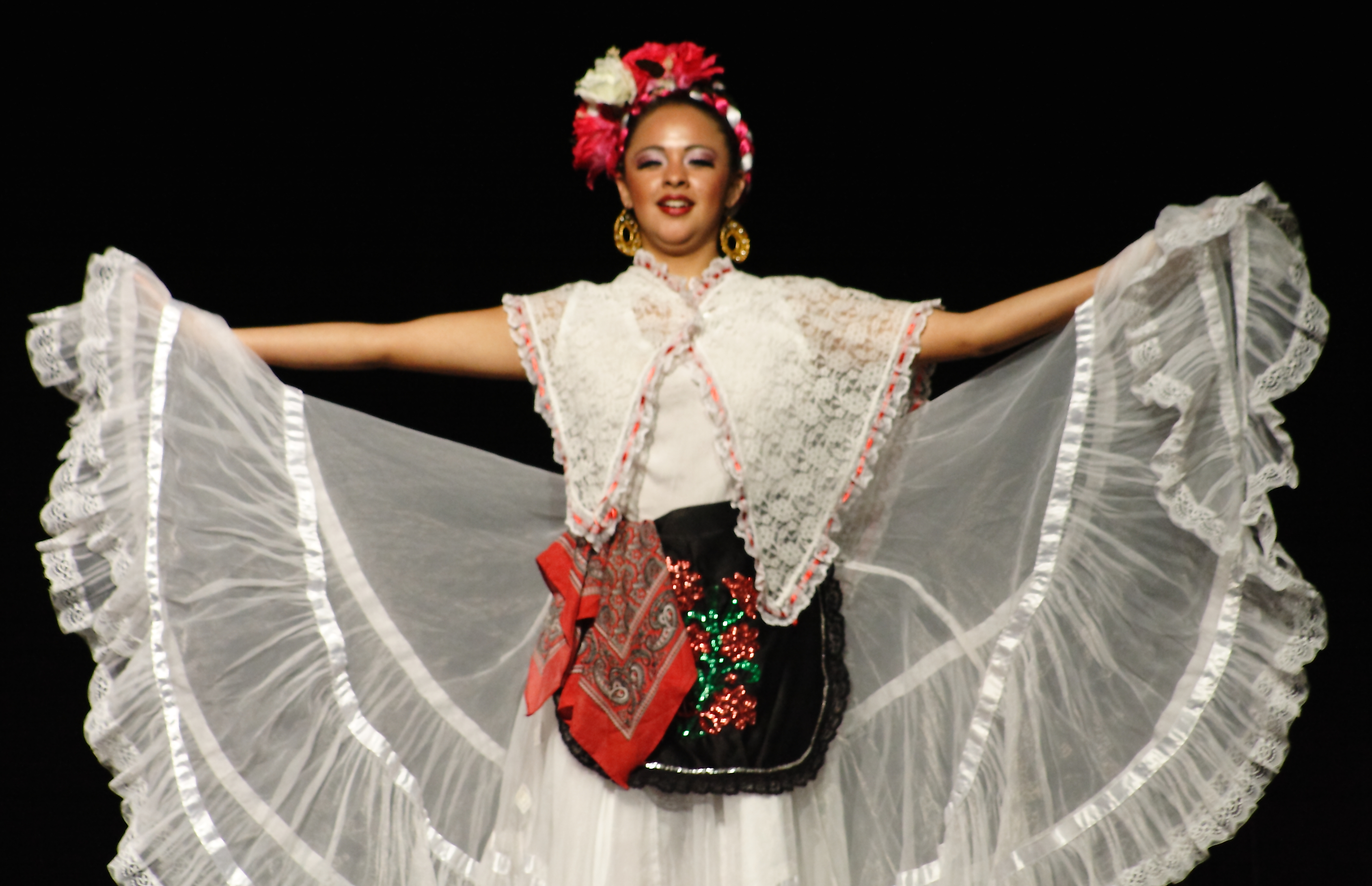
Mujer haciendo baile típico del estado de Veracruz, México.

La música mexicana es el resultado de diversas influencias. Se sabe muy poco de la música prehispánica, aunque son abundantes los grupos que reivindican esa tradición a lo largo de todo el país. La danza del Venado, de los indios yaquis de Sonora y mayos de Sonora y Sinaloa, es uno de los pocos testimonios de la música prehispánica que han persistido hasta nuestros días, tanto en su instrumentación como en la lírica; aunque también existen registros de sones del costumbre de otras etnias como los tének de San Luis Potosí y su danza del tigrillo o los huaves de Oaxaca y sus sones de la tortuga, etcétera.
En los pueblos prehispánicos, el único instrumento de cuerda usado era el arco percutor y la música era más rítmica y creadora de atmósferas que melódica. También el eeneg (monocordio), de la familia de los cordófonos, es utilizado por los komkaak. Entre los instrumentos que se utilizaban está el teponaztli y el huehuetl, siendo el primero un instrumento idiófono y el segundo un instrumento membranófono; las ocarinas y flautas de barro o carrizo, raspadores de hueso o de madera, y cascabeles. Tras la llegada de los españoles, los indígenas aprendieron de los misioneros la música europea. Muchas de las danzas de Conquista que se practican en las comunidades indígenas del país tienen origen en ese tiempo; igual que ciertos géneros asociados con el culto católico, como la danza de Matachines y el son de Concheros, entre otros. En Tabasco, en la ciudad de Tenosique, cada año se celebra el carnaval, que muchos dicen es el más raro del mundo, el cual inicia con la danza del pochó. La música indígena endémica, también se vio fuertemente influenciada por las danzas de los esclavos y los negros cimarrones, cosa que es más fácil de apreciar en la música de las comunidades indígenas de Guerrero, Oaxaca, Chiapas y Tabasco, entre otros.

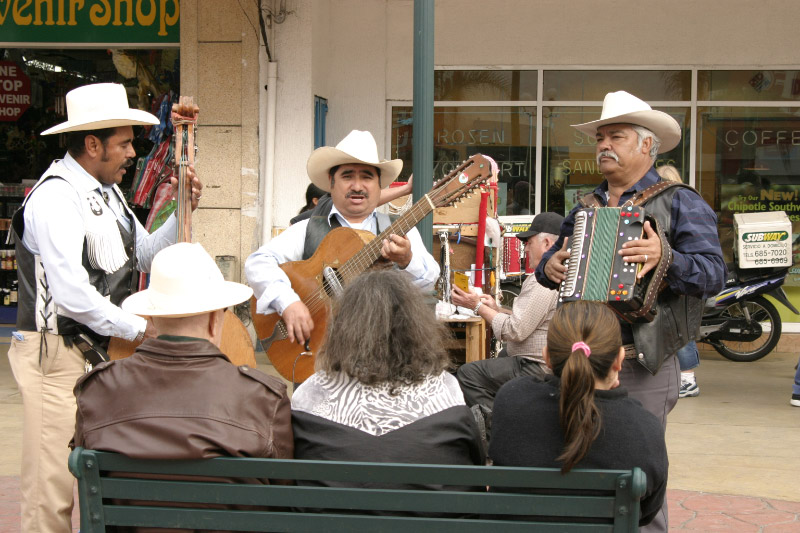
Conjunto de música norteña.

Internacionalmente conocido es el conjunto del mariachi, asociado a las grandes figuras de la canción mexicana ranchera, la cual tuvo su periodo de florecimiento entre las décadas de 1940 a 1970. Procedente del occidente de México, específicamente del estado de Jalisco, el mariachi era originalmente un conjunto folclórico e indígena, y su indumentaria nada tenía que ver con la del charro (es decir, el traje de los ricos hacendados ganaderos). Interpretaban «sones de mariachi» hasta su llegada a la Ciudad de México, a principios del siglo XX, donde se transformaron (y continúan haciéndolo) y comenzaron a tocar «canciones bravías», corridos y boleros, adaptándolos a su estilo. Lucha Reyes fue una de las primeras figuras que grabó éxitos acompañada de mariachi. En la llamada Época de Oro del cine mexicano, los mariachis se dieron a conocer al mundo con las películas de Jorge Negrete y de Pedro Infante. Con Javier Solís se puso de moda el bolero acompañado de mariachi; con Miguel Aceves Mejía, se incorporó el falsete del huapango, y con José Alfredo Jiménez se retomaron los valores regionales de la clase trabajadora en las ciudades. Actualmente la música ranchera, acompañada con mariachi, sigue teniendo importantes intérpretes y compositores que han rebasado las fronteras nacionales, surgiendo un género musical propio que año con año diversos cantantes reciben premiaciones, entre los cantantes contemporáneos más reconocidos por su trayectoria y popularidad en muchas partes del mundo estuvieron Vicente Fernández y Juan Gabriel.

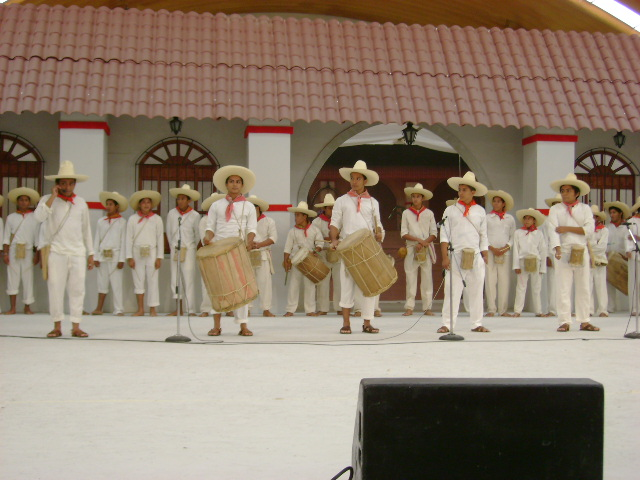
Tamborileros de Tabasco

El son es una música en la cual se mezclan las influencias indígenas, españolas y africanas, incluso asiáticas en algunos casos. Se trata de un género con ritmo de 6/8, cuya instrumentación varía de región en región. Además de los ya señalados sones de mariachi, hay son jarocho, son huasteco (huapango), son abajeño y muchos más. Géneros de aparición más tardía son la jarana y la trova yucateca, que se cultivan en la península de Yucatán, y que recibieron influencia caribeña (especialmente del son cubano) e incluso andina (bambuco colombiano); y la chilena, originaria de los estados de Guerrero y Oaxaca, la chilena de Costa Chica recibió la influencia de la cueca chilena y la marinera peruana.
El jarabe es una sucesión continua de sones y danzas (algo así como una «suite» mexicana) el nombre viene del tiempo en el que los «boticarios» (farmacéuticos) elaboraban remedios combinando diversos elementos llamados «jarabes». Existen los jarabes tapatío, mixteco, del valle, tlaxcalteca, michoacano, etc.

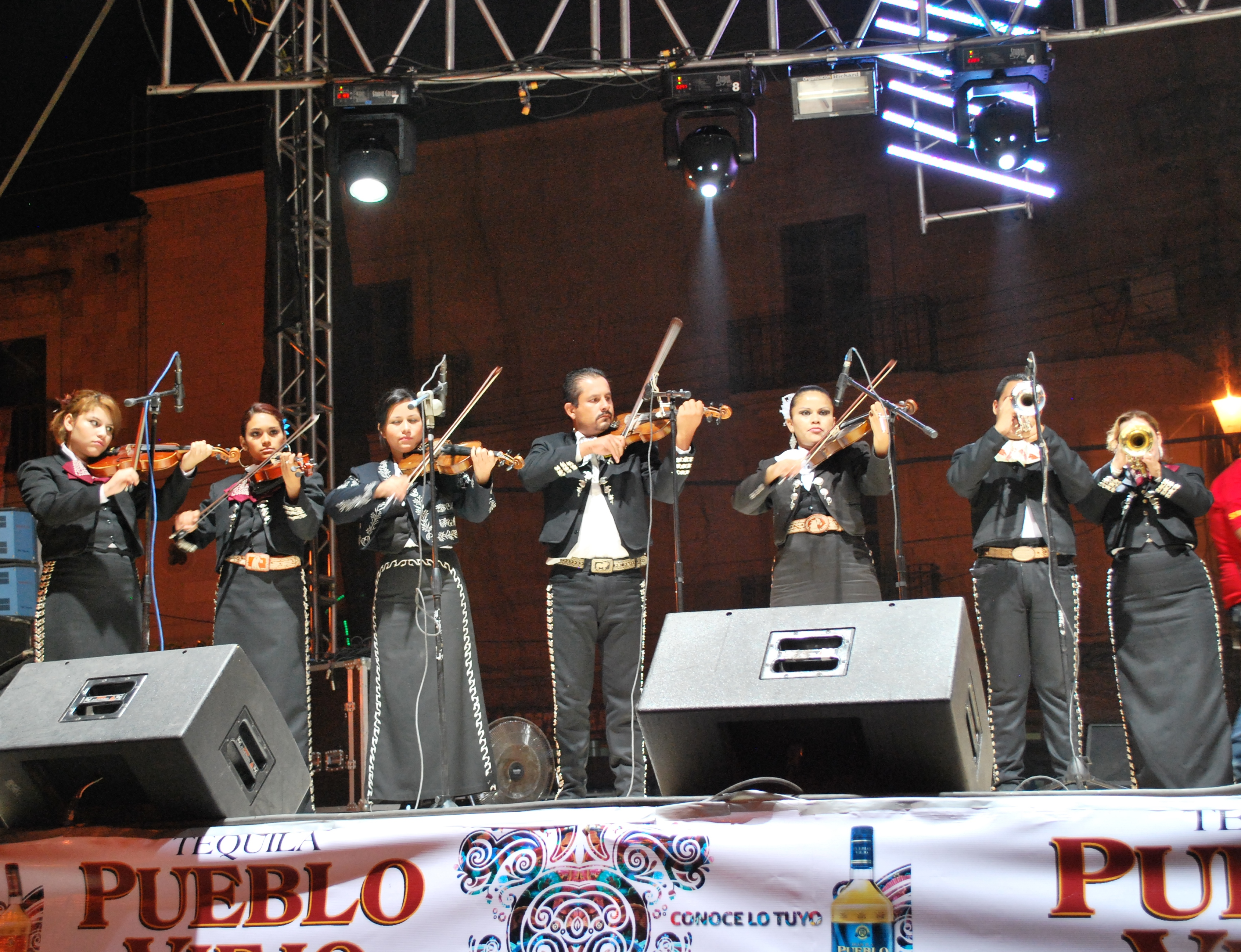
Mariachi.

A principios del siglo XX y hasta fines de los años 1930, con la influencia del romanticismo tardío, tuvo su auge la llamada «canción fina mexicana» (término no muy claro), muy en el gusto popular, no obstante que era interpretada por cantantes líricos, como Pedro Vargas, Álvaro Carrillo Alarcón y Nicolás Urcelay. Algunos de los compositores más notables fueron Agustín Lara, María Grever y Consuelo Velázquez influidos por el estilo de los compositores mexicanos e italianos de fines del siglo XIX.
El bolero, que llegó del Caribe a México a través de Yucatán, se convirtió en uno de los géneros favoritos del público. Durante las décadas de 1940 a 1960, muchos tríos de guitarras y voces armonizadas, como Los Panchos fueron célebres. Recientemente el bolero ha recobrado popularidad.
Dentro de los grandes cantantes de música folclórica mexicana se encuentran Óscar Chávez, Tehua (María del Rosario Graciela Rayas Trejo), Gabino Palomares, autor de la emblemática canción La maldición de Malinche, Guillermo Velázquez y Amparo Ochoa, quienes basan sus canciones en raíces indígenas y al mismo tiempo componen canciones tratando problemáticas de las culturas indígenas. Erasmo Palma fue un violinista rarámuri que logró destacar en otros países con su música tradicional y cantos en su lengua materna y en castellano.
Otras intérpretes de la música tradicional mexicana son: Jaramar, Alejandra Robles, Susana Harp, Geo Meneses y Lila Downs, esta última canta en diversas lenguas, principalmente en español e inglés. En su estilo musical reivindica las raíces de los pueblos indígenas mexicanos, entre ellos el mixteco, zapoteco, purépecha, maya y náhuatl, además de la música regional de México y del mundo como la música ranchera, el son, la chilena, la cumbia colombiana, el bolero, el pop-rock, el jazz, la bossa nova, entre otros ritmos y géneros musicales.

#### Música popular contemporánea

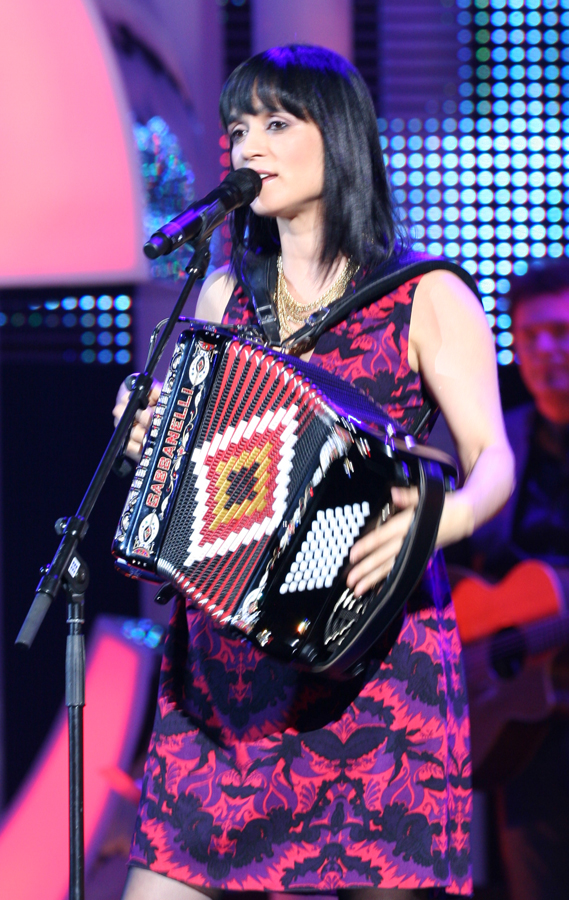
Julieta Venegas, una de las máximas representantes de la música mexicana.

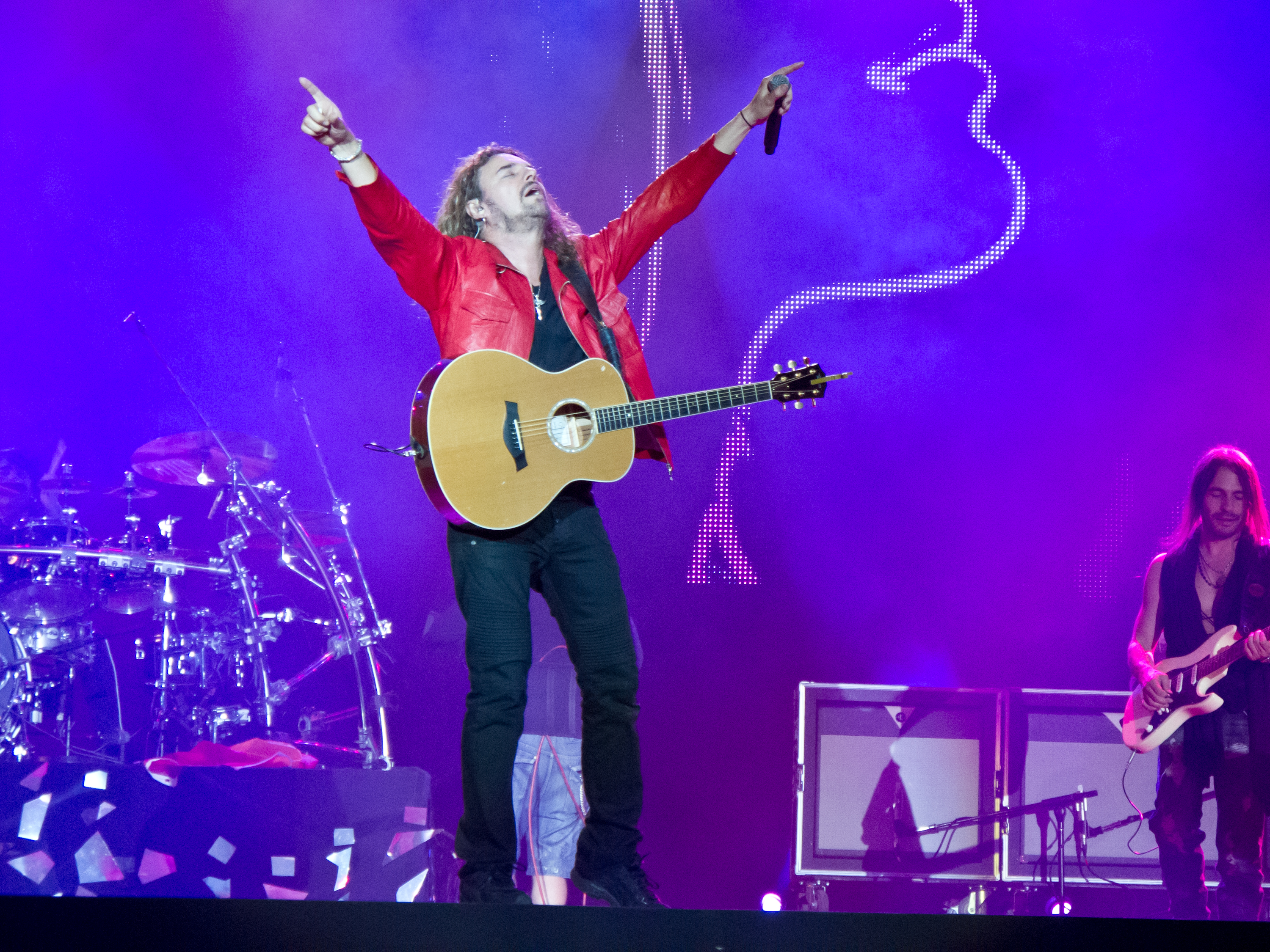
Maná, uno de los máximos representantes del rock y pop mexicanos.

La música endógena incluye el mariachi, el norteño (grupero) y la banda de viento. La música moderna hace su aparición en la década de 1950, así como el movimiento del rock and roll en México y es cantado en castellano como parte del fenómeno musical mundial. El rock mexicano se fue desarrollando por medio de la creciente cultura urbana a finales de los años 1960, que revoluciona el pensamiento y el baile en estilo libre de expresión. Eventos masivos y festivales nacen en los años 1970, como es el caso histórico del festival Avándaro a partir de ahí fueron censuradas y reprimidas las manifestaciones contemporáneas artísticas.
La música contemporánea, además del rock mexicano (o rock nacional, representado por Maná, El Tri, Zoé, Molotov, Caifanes, Café Tacvba, Julieta Venegas y Panda, entre otros), está representada en el heavy metal, la electrónica, el pop, el punk, el reggae y la música alternativa. El Hip-hop o rap también es muy escuchado en México, quienes lo representan mayoritariamente son el grupo Cartel de Santa, cantantes como Pato Machete, C-Kan, MC Davo, y el fallecido Adán Zapata de la Mente En Blanco. Como parte del multiculturalismo global en la década de 1980 se manifiestan estilos, actitudes y sonidos nuevos como el rock progresivo con fusión de instrumentos sinfónicos y étnicos, el heavy metal, el punk, el reggae, etc. Estos llegan a combinarse con sonidos mexicanos dando lugar a diversas manifestaciones musicales dentro de un mismo campo.
El mariachi en su forma más comercial, se ha modificado para dar lugar a arreglos (mariachi light) y ejecutar canciones más parecidas a una balada que a un son o una canción ranchera. Sus intérpretes son producto de las grandes empresas de televisión.
La música de banda es un fenómeno mediático y comercial, también urbano debido a la incesante migración de campesinos a las grandes ciudades. Junto con la banda, el género más difundido es la música norteña, con instrumentación a base de bajo sexto, acordeón, bajo eléctrico y batería.
La música tropical ocupa un gran espacio de afición en varias regiones del país, derivado principalmente de la llegada de ritmos tropicales desde la isla de Cuba desde los años de 1920 popularizado en los filmes de la época dorada del cine mexicano, así el Cha-cha-cha y el Mambo invaden la radio de los años 1940 y 1950, mimetizándose a la idiosincrasia del mexicano, Dámaso Pérez Prado compone Mambos dedicados a las instituciones educativas más grandes de México la UNAM y al IPN, Sonora Matancera se vuelve un ícono de Cuba en México. El músico mexicano Tony Camargo es uno de los más grandes representantes de esta música y pionero de la misma en el país, su éxito «El año viejo» le llevó a la cúspide y se volvió un clásico hasta la actualidad.
Sin embargo, otros ritmos tropicales llegan al país, el Guaguancó, Boogaloo entre otros, comienzan a grabarse por artistas mexicanos, Sonora Santanera se vuelve la más popular al imitar el estilo de las orquestas cubanas con los boleros tropicales entre otros ritmos, pero a partir de los años 1960 proveniente de otros países del Caribe y también de Estados Unidos, llega la Salsa, además, desde Colombia, llega la miniatura, todos estos ritmos en conjunto se asimilaron por grupos musicales mexicanos formando al «género tropical», la popularidad a lo largo de varias décadas ha hecho se formen variantes tropicales locales que se han mezclado con la música folclórica mexicana, ejemplos como la cumbia mexicana son parte de esta fusión, de la cual, la agrupación de mayor éxito en años recientes ha sido Los Ángeles Azules. El fenómeno sonidero y sus bailes callejeros también es derivado de esta afición a la música tropical en el país.

### Danza

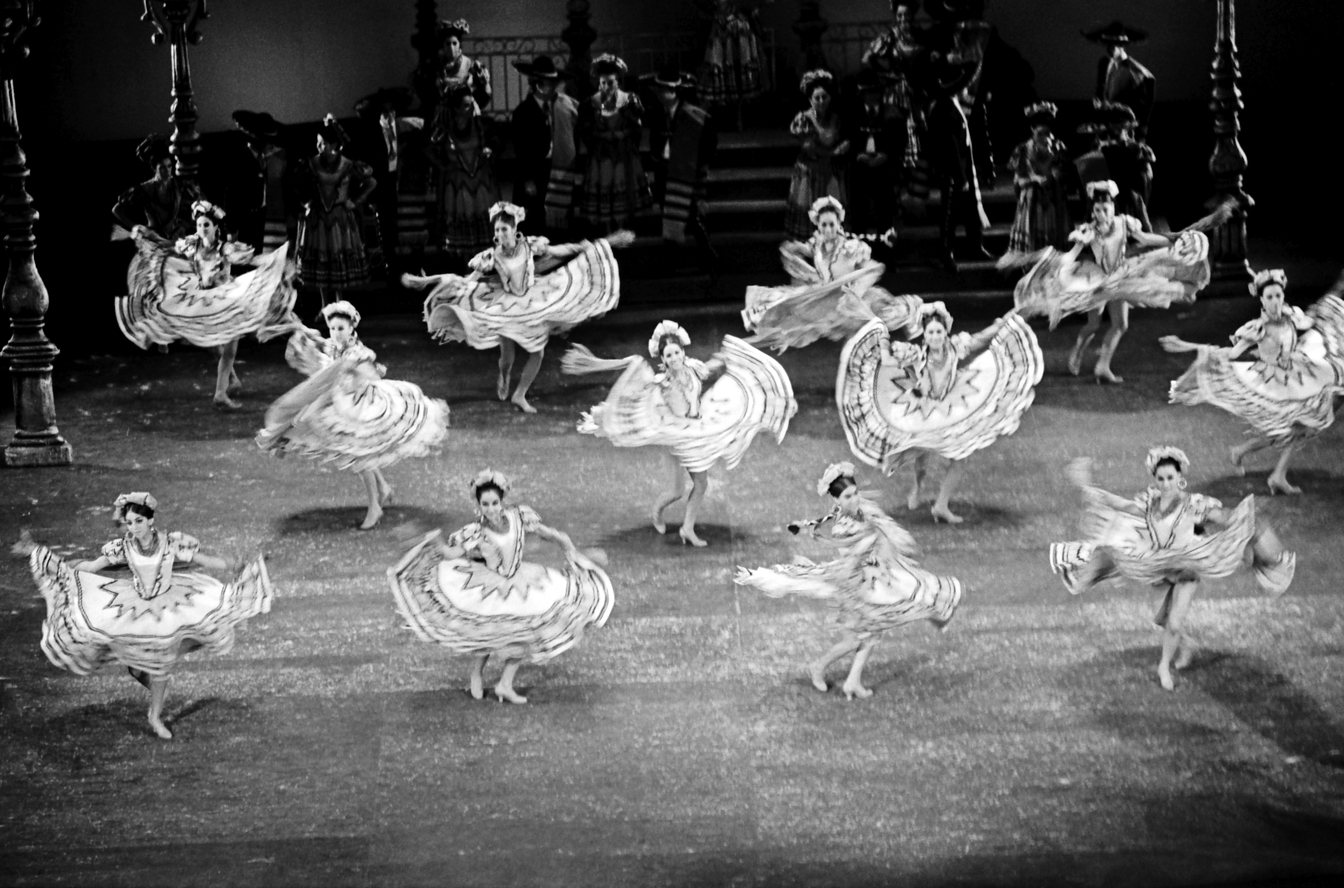
Ballet Folkorico de México 1970.

La danza de los pueblos de México tiene un conocimiento sagrado hacia los fenómenos naturales, deidades, seres vivos y la cotidianidad de la vida. La música o el sonido de algún objeto acompañan el movimiento corporal del ser humano para expresar su sentir por el movimiento de su cuerpo. La Danza del Venado es una danza ritual celebrada por los indios yaquis y mayos de los estados mexicanos de Sinaloa y Sonora. Esta danza es una dramatización de la cacería del venado, héroe cultural de estos pueblos, por parte de los paskolas (cazadores).
Durante la colonia los hacendados españoles y criollos realizaban magníficas fiestas para el Carnaval; a estas fiestas les estaba negado el acceso a los mestizos e indígenas. Durante las fiestas los más ricos hacían un alarde de riqueza utilizando ropas recargadas de adornos y telas. A manera de sátira las castas segregadas comenzaron a realizar disfraces y celebraciones para parodiar a los blancos; para ello utilizaron máscaras rosadas con un mentón muy prominente (para no ser reconocidos), trajes a imitación de los suntuosos utilizados por los blancos con una exagerada ornamentación de espejos, cuentas y chaquiras así como sombreros cónicos. Entre las danzas más destacadas están la de los chinelos en Morelos, los parachicos en Chiapas y los carnavales de Tlaxcala.

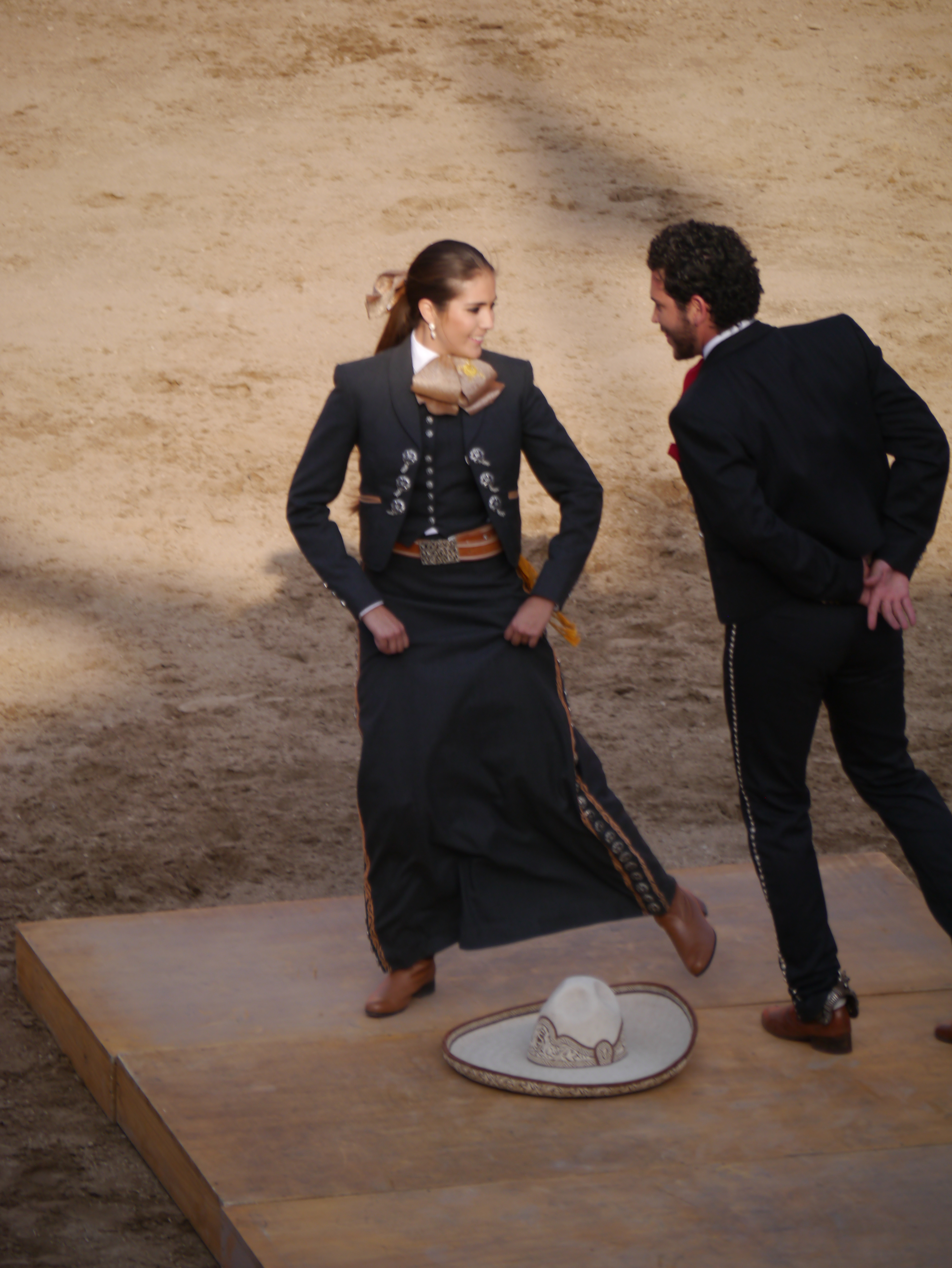
El Jarabe tapatío.

También en la etapa virreinal, el jarabe fue propagado por buena parte del occidente, centro y sureste de México. La razón de que se haya impuesto este nombre tanto al baile como a la danza que lo acompaña es incierta. Se ha propuesto, por ejemplo, que se trate de una palabra de origen árabe con la que se designa felicidad o fiesta. También se ha planteado la posibilidad de que el nombre del género provenga de su carácter de mezcla de varios aires musicales en una sola pieza. Los carnavales son otra herencia cultural europea con una sincretismo de hispanidad e indigenismo muy marcado, pues los carnavales fueron la expresión popular de comparsas y música pagana para manifestar el sentimiento del pueblo antes de comenzar las celebraciones de la Semana Santa; así, se muestran las raíces prehispánicas en el Carnaval de Tenosique en Tabasco, la imagen del rostro español se muestra en las danzas coloniales y comparsas carnavalescas de chinelos en Morelos, huehues en Tlaxcala y de parachicos en Chiapas. Desde el año de 1849 se celebra el Carnaval de Chimalhuacán uno de los más antiguos del país. Otros carnavales mexicanos de gran importancia son: el Carnaval de Tlaxcala que destaca por sus elementos hispánicos e indígenas.
De todos los jarabes mexicanos, el más conocido a nivel internacional quizá sea el jarabe tapatío, originario de Jalisco, y ejecutado por el conjunto denominado mariachi. Existen otros jarabes mexicanos como el jarabe michoacano, el jarabe guerrerense, el jarabe mixteco o el jarabe mazahua. En el porfiriato llegan ritmos provenientes de Europa como las polkas y mazurcas bailadas en Polonia y la antigua Checoslovaquia que se adaptan al baile popular de los norteños de México, en la península de Baja California se bailan los chaveranes que provienen de Arkansas en los Estados Unidos. El vals que llegó de Austria y se propagó entre la sociedad mexicana de la época adquiriendo una identidad propia en este país. El danzón, el son cubano y el paso doble se incorporaron rápidamente al baile popular de los mexicanos, las orquestas y bandas de vientos acompañan el paso de estos bailes.

### Literatura

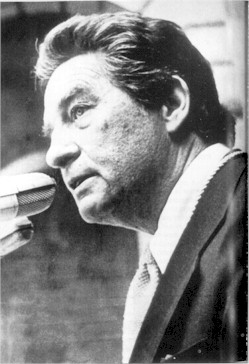
Octavio Paz, Premio Nobel de Literatura de 1990.

En el periodo barroco destacan autores como el dramaturgo Juan Ruiz de Alarcón (quien emigró a España), Diego de Ribera, Alonso Ramírez de Vargas, Ioseph de Valdés, Sor Juana Inés de la Cruz y Carlos de Sigüenza y Góngora.
En el periodo clasicista e ilustrado brillan autores como: Diego José Abad, Francisco Javier Alegre, Francisco Javier Clavijero, Rafael Landívar, José Mariano Beristáin y Souza, José Joaquín Fernández de Lizardi «El pensador mexicano» y Fray Servando Teresa de Mier.
En el siglo XIX, se enmarcan escritores románticos como: José María Lacunza, Guillermo Prieto, Manuel Carpio, Andrés Quintana Roo, José Joaquín Pesado, Ignacio Rodríguez Galván, Ignacio Ramírez; y escritores neoclásicos o académicos como: Ignacio Manuel Altamirano, Manuel Acuña, Manuel M. Flores, Vicente Riva Palacio, Joaquín Arcadio Pagaza, Justo Sierra, Manuel José Othón y el dramaturgo Fernando Calderón y Beltrán.
En el siglo XX, se proyectan autores de calidad como Amado Nervo, Alfonso Reyes, José Juan Tablada, Martín Luis Guzmán, Xavier Villaurrutia, Rodolfo Usigli, Salvador Novo, Juan Rulfo (uno de los dos Premios Príncipe de Asturias, junto a Fuentes), Elena Garro, Octavio Paz, José Revueltas, Rosario Castellanos, Juan José Arreola, Jaime Sabines, Carlos Monsiváis, Pita Amor, Carlos Fuentes, José Agustín, José Emilio Pacheco Carlos Montemayor. Junto a ellos, es posible incluir también al escritor y cineasta español Luis Buñuel y a la novelista francesa Marguerite Duras, quienes en diversos momentos de sus vidas han vivido y editado en español para editoriales mexicanas; del mismo modo en que, en el ámbito político, el teórico del marxismo León Trotski vivió en Ciudad de México y editó su última obra. Muchos de los grandes autores de México han visto su obra editada por el Fondo de Cultura Económica.
En el género narrativo, el escritor Joaquín Fernández de Lizardi es considerado como el autor de la primera novela en el México independiente; los representantes mexicanos más destacados de este género en la época contemporánea son Juan Rulfo, Juan José Arreola, Agustín Yáñez, Elena Poniatowska, José Emilio Pacheco, Carlos Fuentes, Sergio Pitol (estos cuatro últimos mencionados, junto con Paz, ganadores del Premio Cervantes), Fernando del Paso, José Agustín, Rosario Castellanos, Elena Garro, Juan Villoro, Parménides García Saldaña, Daniel Sada, Jorge Volpi, entre otros.

### Filosofía
Las etapas de la filosofía en México se subdividen en relación con la historia de México y las instituciones del Estado mexicano, de la siguiente forma: pensamiento precolombino, pensamiento colonial, pensamiento del siglo XIX, Revolución mexicana y periodo de profesionalización de la filosofía (a partir de que la filosofía llega a las Universidades como disciplina de estudio profesional). Dentro de la filosofía en México existe un grupo de obras consideradas específicamente como «filosofía mexicana», aquella que tomó por objeto de estudio la realidad social y política mexicana. Es dentro de este grupo donde aparecen muchos de los destacados filósofos mexicanos como son José Vasconcelos, Leopoldo Zea, Luis Villoro, Octavio Paz, Emilio Uranga, Samuel Ramos, Arnaldo Córdova, Carlos Pereyra, Roger Bartra, Alfredo López Austin, Bolívar Echeverría, Enrique Semo, Pablo González Casanova, Alonso Aguilar Monteverde, Ángel Bassols Batalla, Adolfo Sánchez Vázquez, José Revueltas y Eli de Gortari.

### Pintura

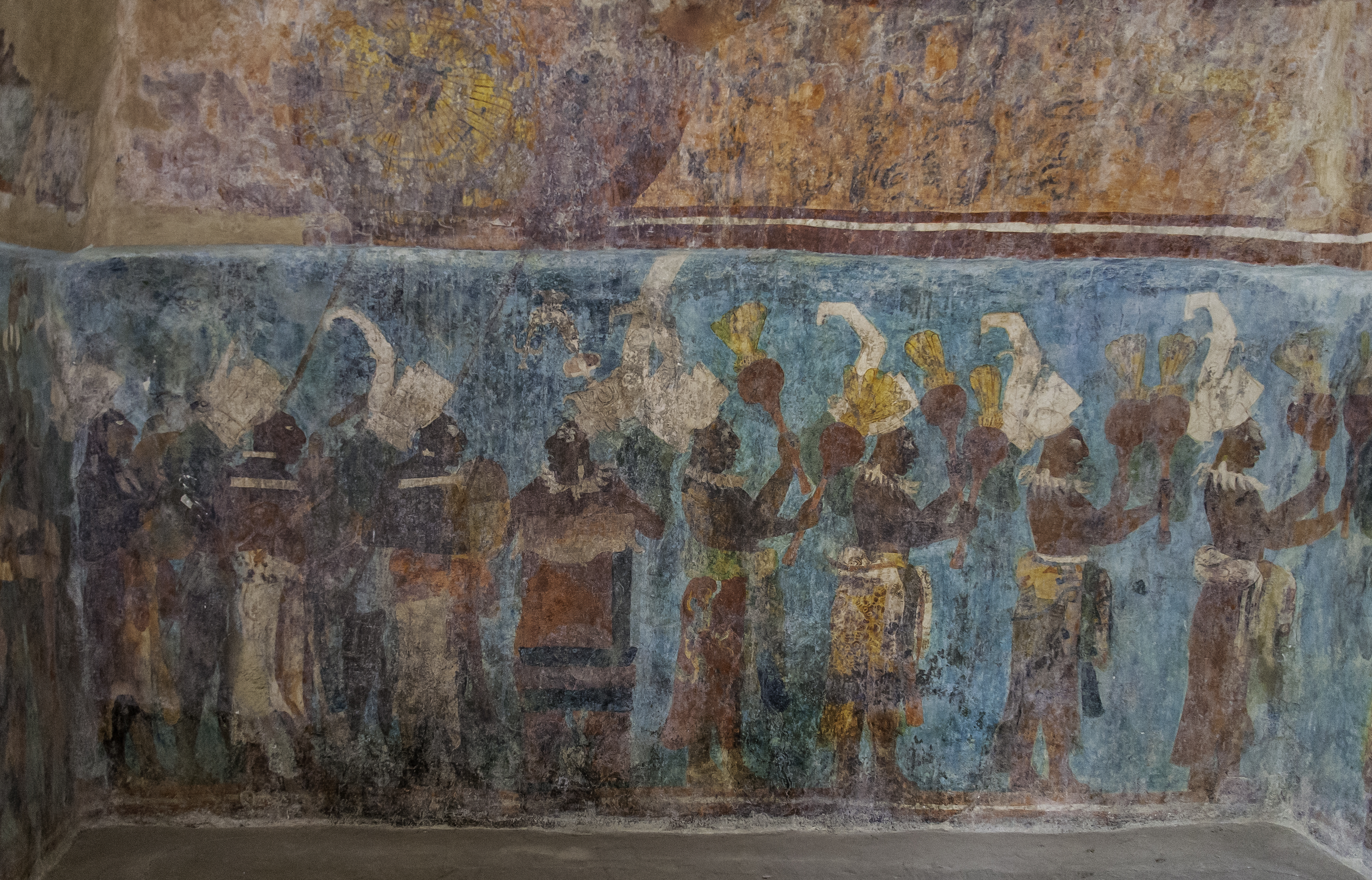
Murales de Bonampak (Chiapas).

La pintura es una de las artes más antiguas de México. La pintura rupestre en territorio mexicano tiene alrededor de 10 000 años de antigüedad, y se ha manifestado en las cuevas de la península de Baja California. El México prehispánico está presente en edificios y cuevas, en los códices mexicas, en la cerámica, en los atuendos, etcétera; ejemplo de ello son las pinturas murales mayas de Bonampak o las de Teotihuacán, las de Cacaxtla y las de Monte Albán.
La pintura mural tuvo un importante florecimiento durante el siglo XVI, lo mismo en construcciones religiosas como en casas de linaje; tal es el caso de los conventos de Acolman, Actopan, Huejotzingo, Tecamachalco y Zinacantepec. Se dice que fueron principalmente pintores indígenas dirigidos por frailes los que las realizaron. Estos se manifestaron también en manuscritos ilustrados como el Códice Mendocino.

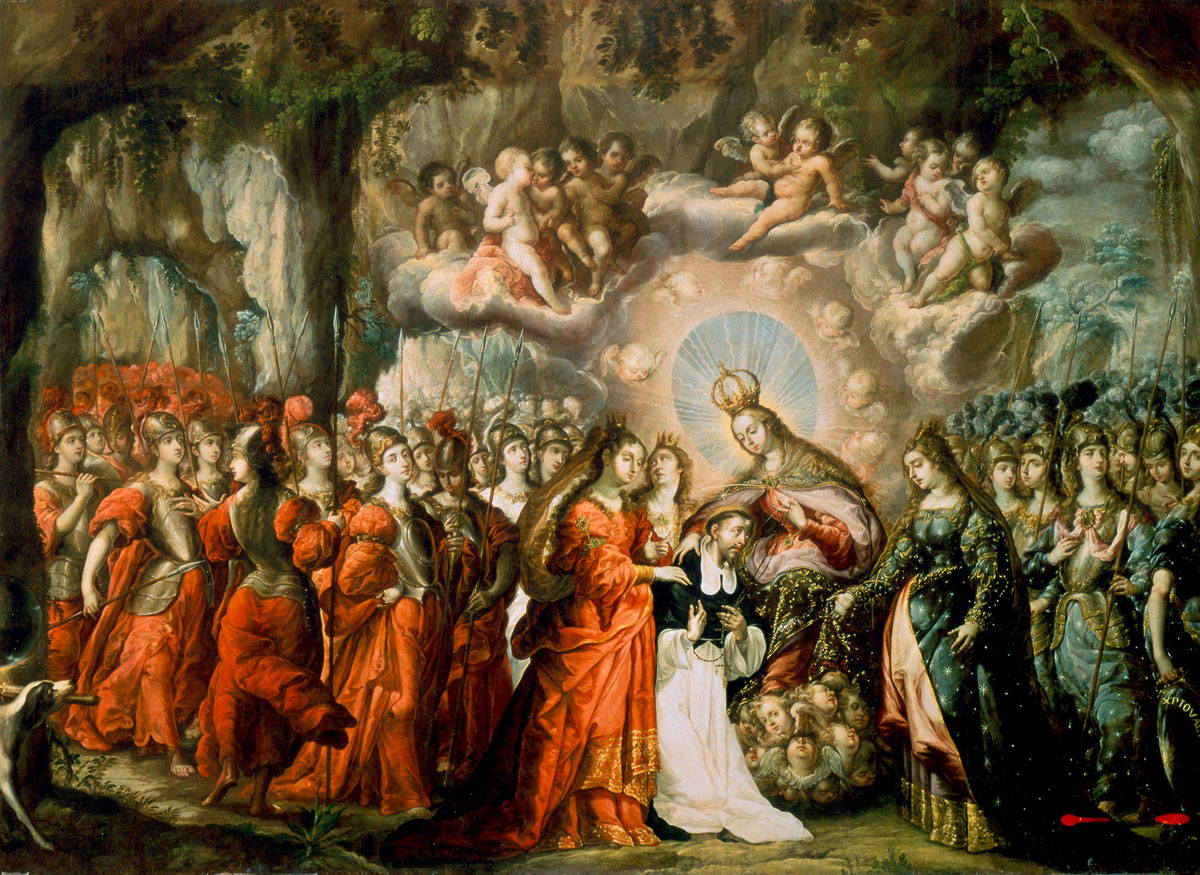
Lactación de Santo Domingo, del pintor novohispano Cristóbal de Villalpando.

Por un tiempo se creyó que el primer pintor europeo radicado en la Nueva España fue Rodrigo de Cifuentes, artista apócrifo a quien incluso llegó a atribuírsele obras como El bautizo de los caciques de Tlaxcala, pintura del retablo mayor del Ex Convento de San Francisco en Tlaxcala. Entre los pintores nativos estuvo Marcos Aquino. La religiosidad de los novohispanos hizo que la pintura fuera importante para la evangelización de la sociedad, los frailes se dieron cuenta de las habilidades gráficas de los indígenas, quienes enriquecieron el estilo barroco y manierista. Fue relevante la llegada de múltiples pintores europeos y de algunos alumnos novohispanos, como Juan Correa, Cristóbal Villalpando o Miguel Cabrera, quienes hicieron de los muros y retablos la principal fuente de expresión ideológica y política de los artistas.

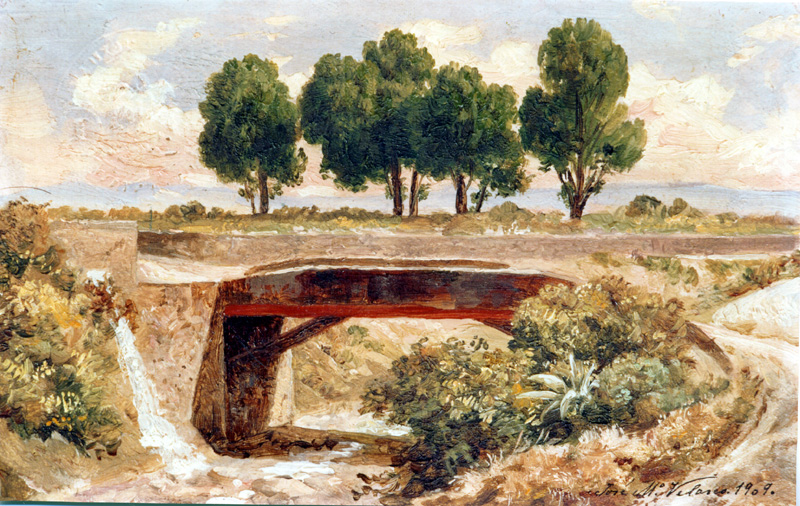
Barranca del Muerto (1909), por José María Velasco.

La pintura del siglo XIX tuvo una influencia romántica muy marcada, los paisajes y los retratos fueron la mayor expresión de esta época. Hermenegildo Bustos es uno de los pintores más apreciados de la historiografía del arte mexicano. Destacan también en estos años Santiago Rebull, José Salomé Pina, Félix Parra, Eugenio Landesio y su célebre discípulo, el paisajista José María Velasco Gómez, así como Julio Ruelas.

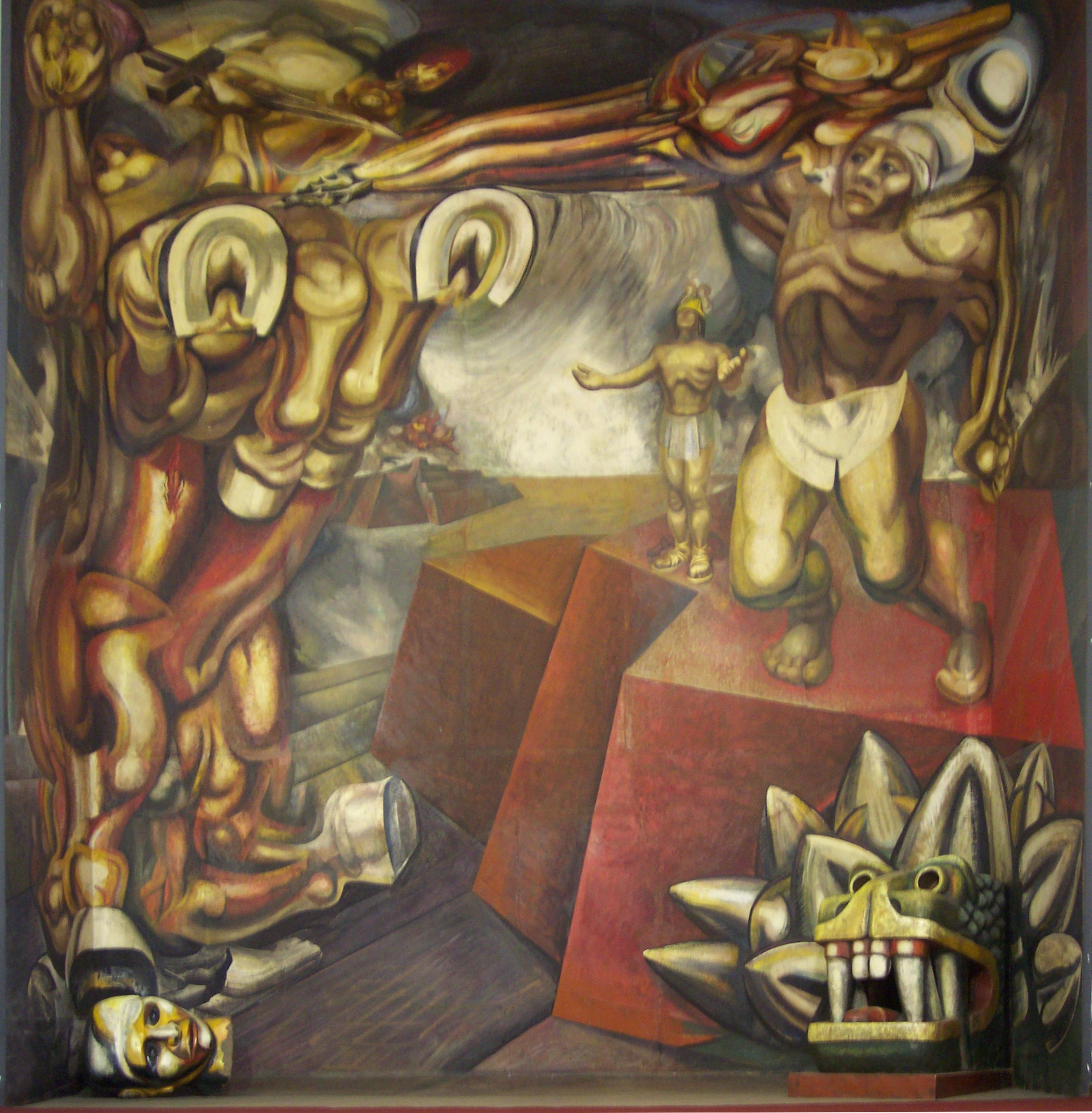
Mural de David Alfaro Siqueiros en el Tecpan, (1944).

La pintura mexicana del siglo XX ha alcanzado renombre mundial con figuras como David Alfaro Siqueiros, José Clemente Orozco, Diego Rivera, Joaquín Clausell, Rufino Tamayo y Frida Kahlo, generación de idealistas que marcaron la imagen del México moderno ante fuertes críticas sociales y económicas. La escuela oaxaqueña rápidamente obtuvo fama y prestigio, difusión de una cultura ancestral y moderna, se observa la libertad de diseño en cuanto al color y la textura de los lienzos y murales como periodo de transición entre el siglo XX y el siglo XXI.
A lo largo de la historia varios destacados pintores de distintas nacionalidades han plasmado en sus obras el rostro de México. Entre los más destacados podemos citar a Daniel Thomas Egerton, Carl Nebel, Thomas Moran, Edouard Manet, Remedios Varo y Leonora Carrington.

### Escultura

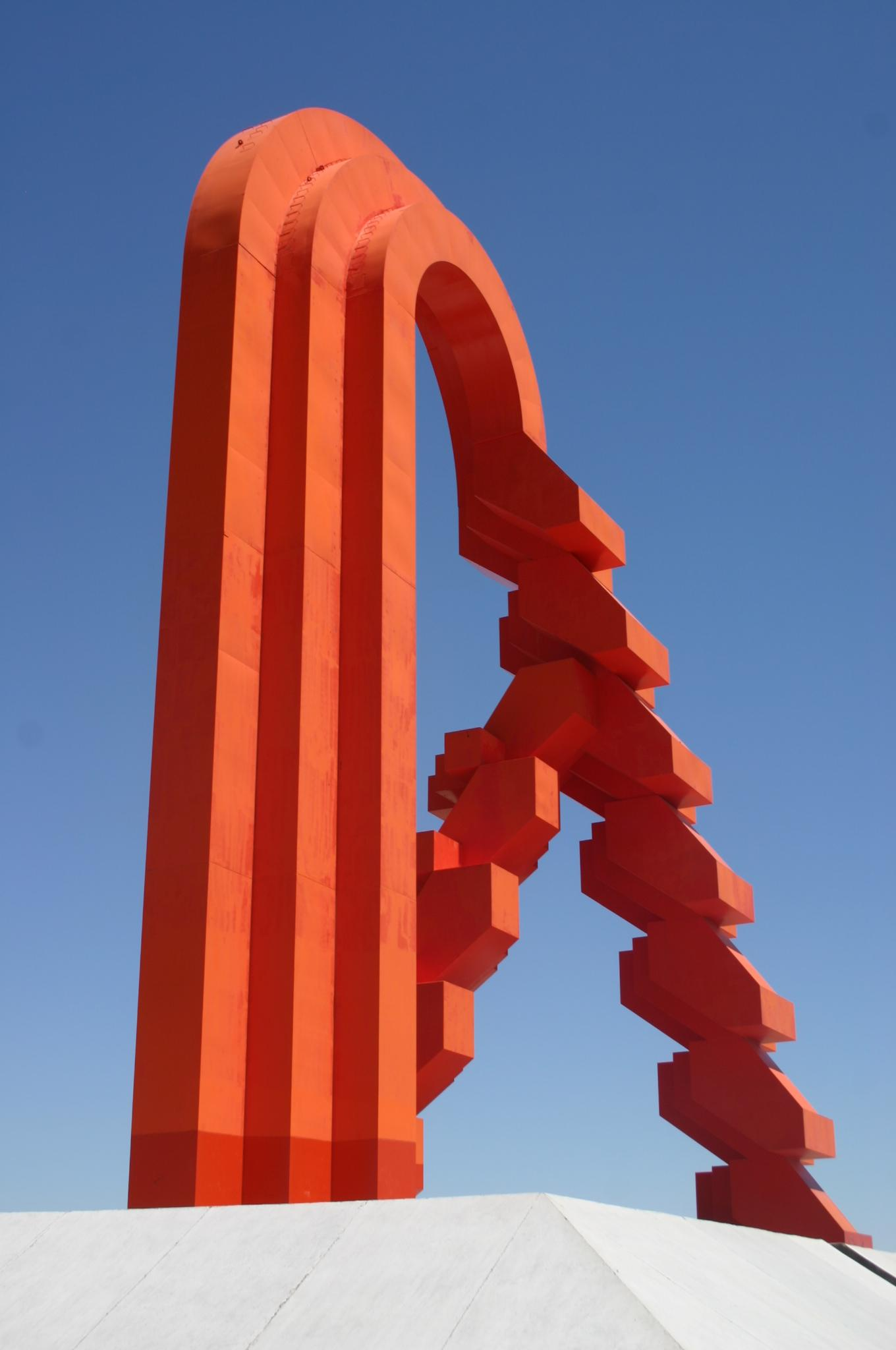
Puerta Chihuahua, obra realizada por el escultor Sebastián.

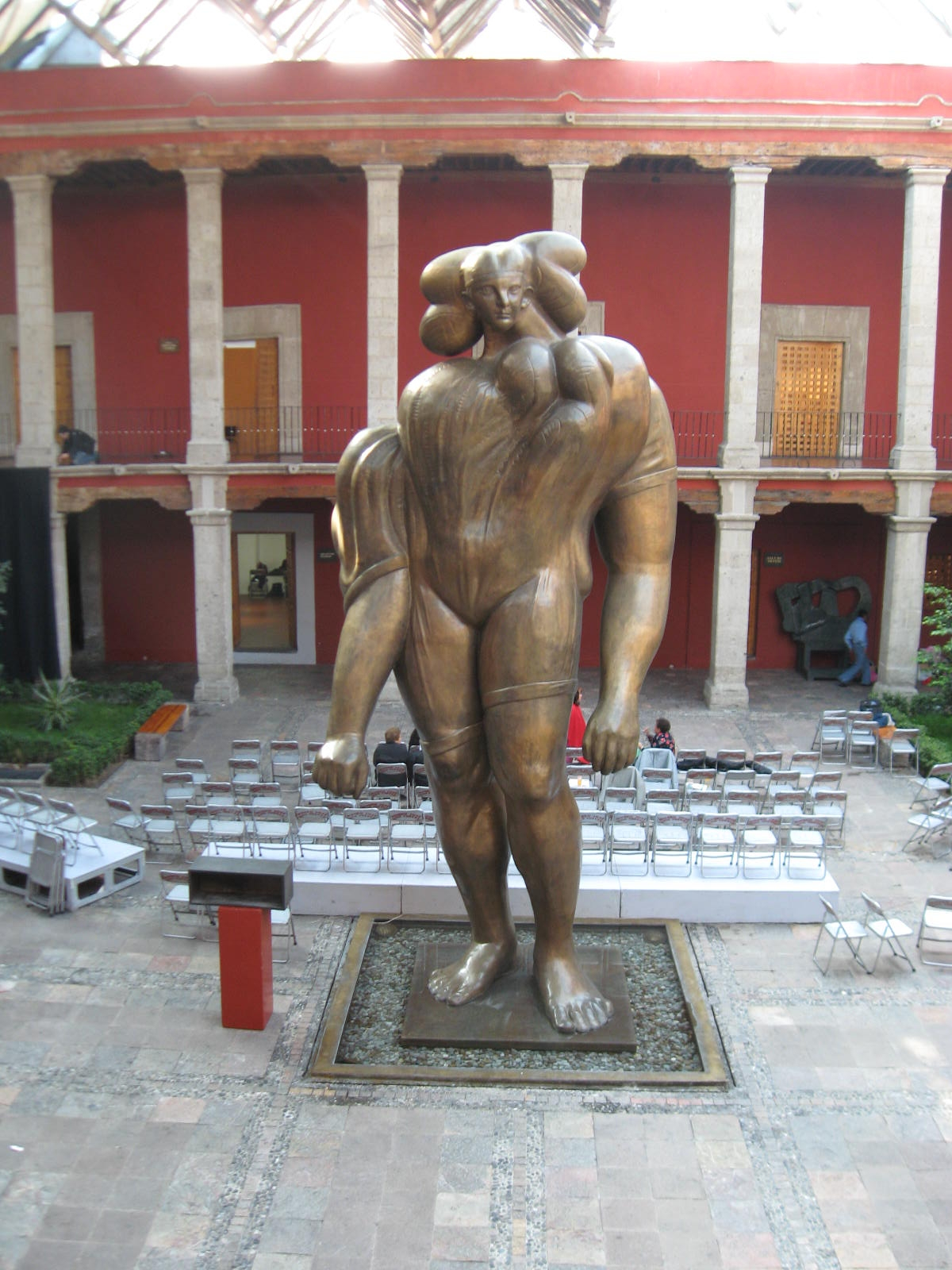
La Giganta, de José Luis Cuevas.

La escultura en México, se manifiesta sólidamente en las culturas precolombinas mesoamericanas (mayas, olmecas, toltecas, mixtecas, aztecas) siendo esta generalmente de corte religioso.
A partir de la conquista española, la escultura civil y religiosa es trabajada por artistas indígenas, con guía de maestros de la península, por lo que se muestran algunos rasgos prehispánicos. Desde el siglo XVII los escultores mestizos y criollos, elaboran obras con marcada influencia del clasicismo europeo.
El romanticismo tendió a romper las normas y modelos estrictos del clasicismo, pues perseguía unas ideas influenciadas del realismo y nacionalismo. La escultura religiosa quedó reducida a una imaginería esporádica, mientras que la escultura secular prosiguió en retratos y arte monumental de carácter cívico. Entre 1820 y 1880 los temas predominantes fueron, sucesivamente: imágenes religiosas, escenas bíblicas, alegorías a los símbolos del movimiento de insurgencia y escenas y personajes de la historia precortesiana, y retratos de la antigua aristocracia, de la burguesía naciente y adalides de la prerrevolución. Lo trascendente consistió en introducir motivos civiles, los primeros tipos nacionales y atisbos de una corriente de expresión propia.
Durante el siglo XX, algunos grandes exponentes de la escultura mexicana fueron Juan Soriano, José Luis Cuevas, Enrique Carbajal Sebastián, Leonora Carrington.

### Arquitectura

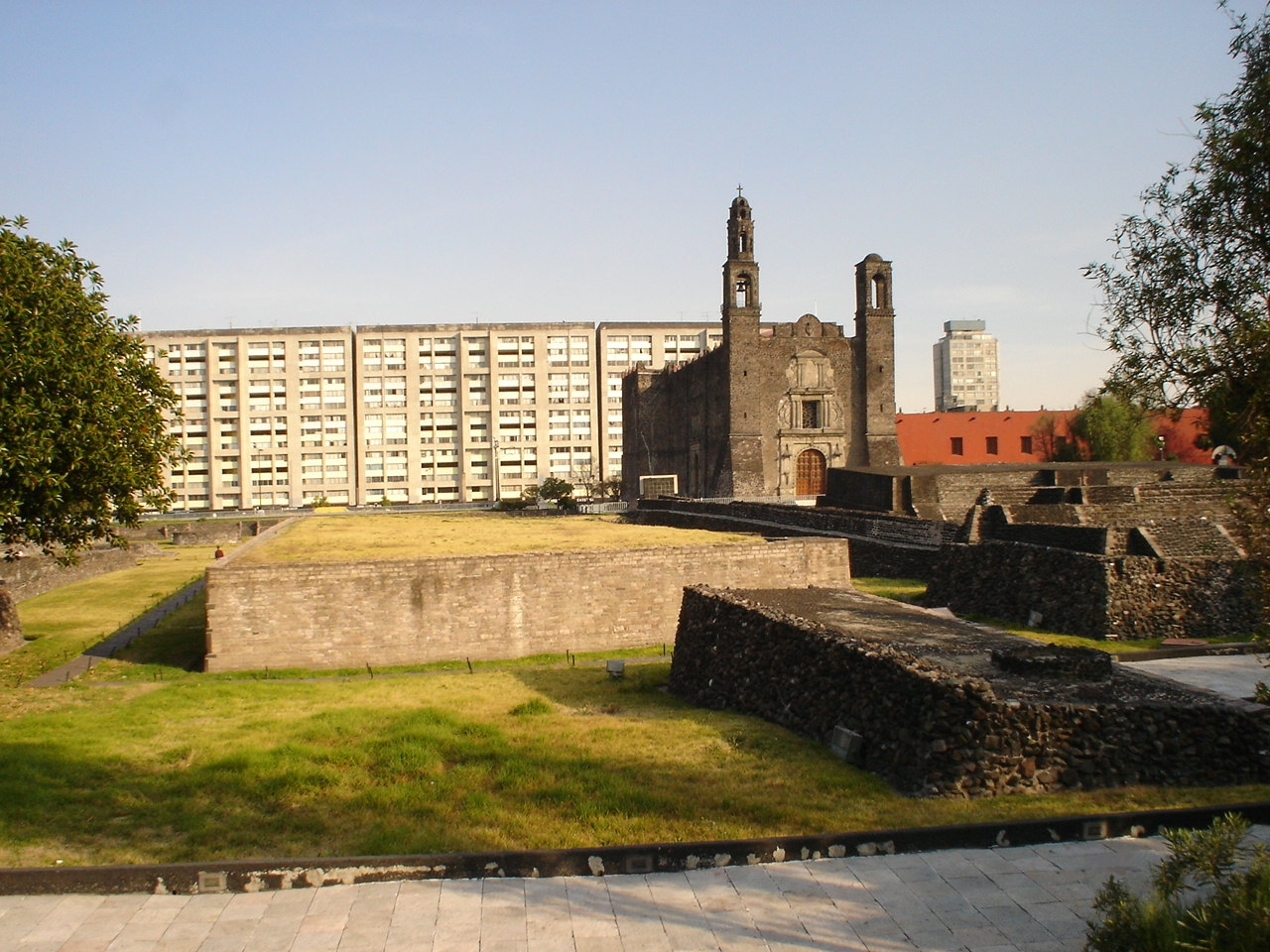
Plaza de las tres culturas, en Tlatelolco, ejemplo de la conjugación de la arquitectura prehispánica, virreinal y moderna.

La presencia del ser humano en el territorio mexicano ha dejado importantes hallazgos arqueológicos de suma importancia para la explicación del hábitat del hombre primitivo y del hombre contemporáneo. Las civilizaciones mesoamericanas lograron tener gran desarrollo estilístico y de proporción en la escala humana y urbana, la forma fue evolucionando de la simplicidad a la complejidad estética; en el norte del país se manifiesta la arquitectura de adobe y de piedra, la vivienda multifamiliar como lo podemos apreciar en Paquimé; y la vivienda troglodita en cuevas de la Sierra Madre Occidental.
El urbanismo tuvo un gran desarrollo en las culturas prehispánicas, donde podemos observar la magnitud de las ciudades de Teotihuacán, Tollan-Xicocotitlan y México-Tenochtitlan, dentro del urbanismo ambientalista destacan las ciudades mayas al ser incorporadas a la monumentalidad de sus edificios con la espesura de la selva y complejas redes de caminos llamados sakbés.

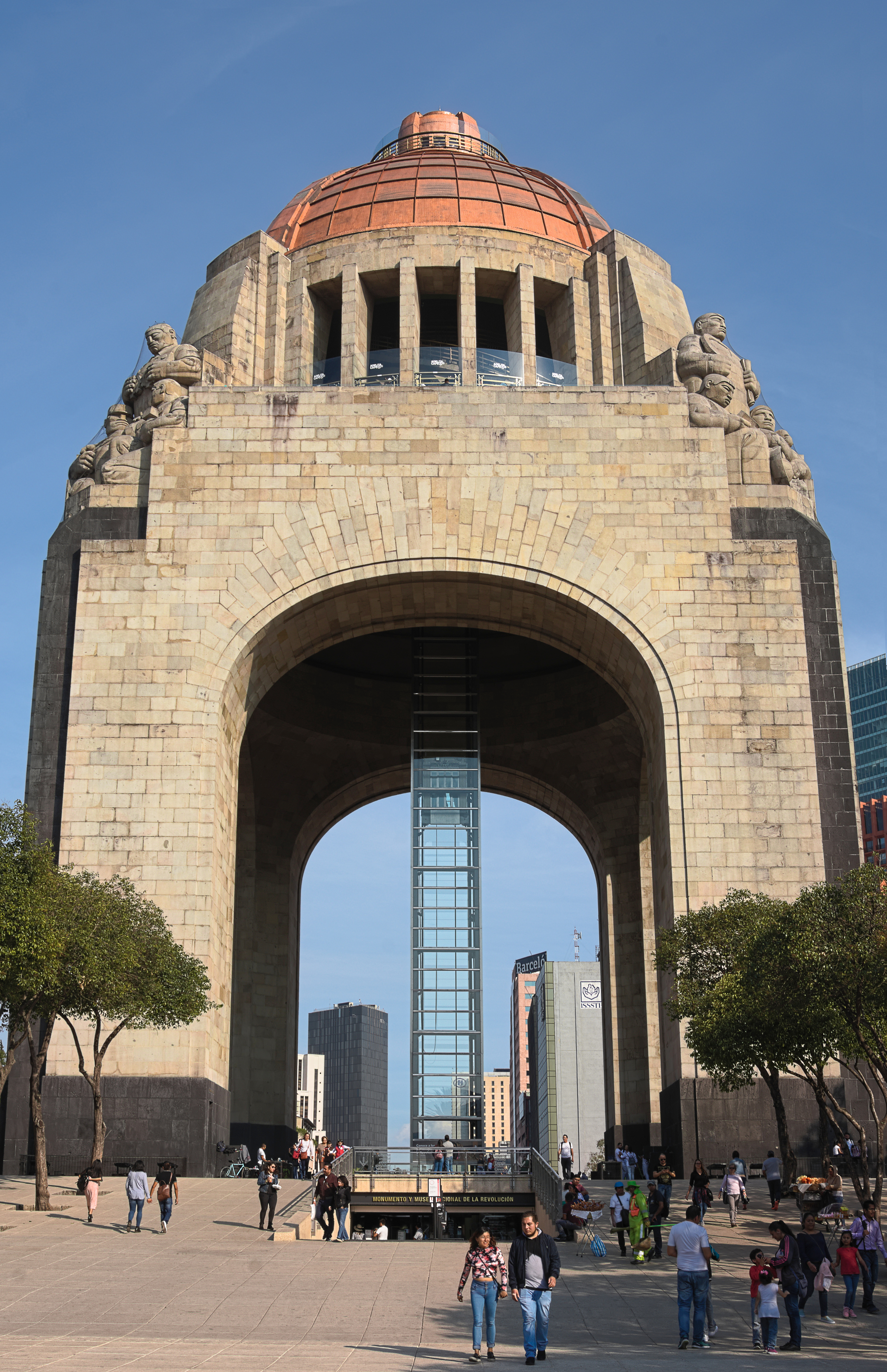
Monumento a la Revolución.

Con la llegada de los españoles se introdujeron teorías arquitectónicas del orden grecolatino con influencias árabes. Debido al proceso de evangelización, al construirse los primeros templos y conventos monásticos se proyectaron modelos propios como los monasterios mendicantes, únicos en su tipo en la arquitectura. La interacción entre españoles e indígenas originaron estilos artísticos como el denominado tequitqui (del náhuatl; obrero o alarife). Años más tarde el barroco y el manierismo se impusieron en grandes catedrales y edificios civiles, mientras que en zonas rurales se construyen haciendas o fincas señoriales con tendencias mozárabes.
En el siglo XIX el movimiento neoclásico surge como respuesta a los objetivos de la nación republicana, uno de sus ejemplos son el Hospicio Cabañas donde la plástica estricta de las órdenes clásicas están representadas en sus elementos arquitectónicos, también surgen nuevos edificios religiosos, civiles y militares que demuestran la presencia del neoclasicismo. Los romanticistas por un pasado visto a través de la arqueología muestran imágenes de la Europa medieval, islámica y el México prehispánico en la forma de elementos arquitectónicos en la construcción de pabellones feriales internacionales buscando una identidad propia de la cultura nacional. El art nouveau, y el art déco fueron estilos introducidos dentro del diseño del Palacio de Bellas Artes para marcar el carácter de identidad de la nación mexicana con simbología greco-romana y prehispánica.

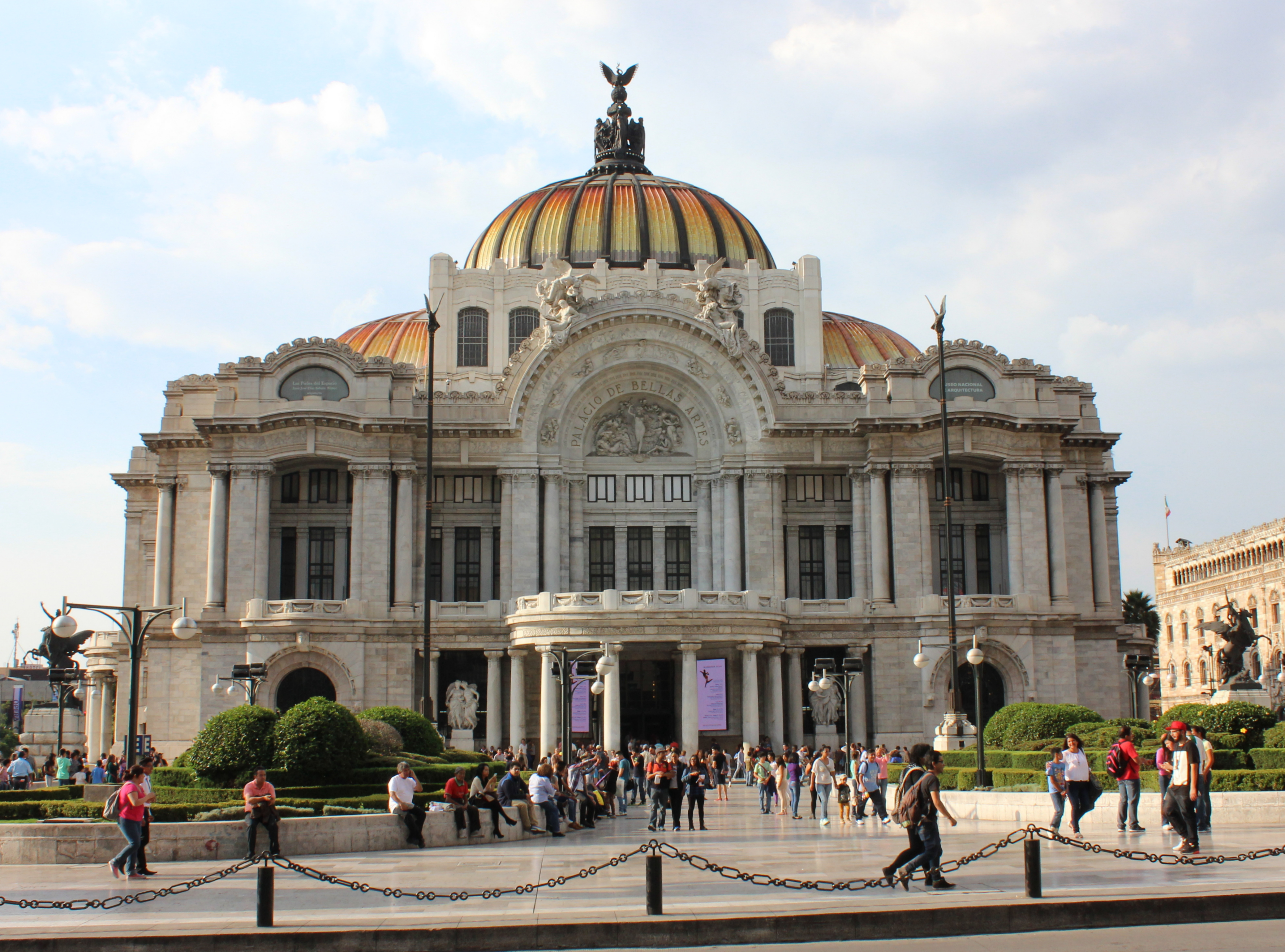
Palacio de Bellas Artes CDMX

La arquitectura moderna en México tiene un desarrollo importante en la plasticidad de la forma y el espacio, José Villagrán García desarrolla una teoría de la forma que marca la pauta de enseñanza en muchas escuelas de arquitectura del país dentro del funcionalismo. El surgimiento de la nueva arquitectura mexicana nace como orden formal de las políticas de un estado nacionalista que buscaba la modernidad y la diferenciación de otras naciones. Juan O'Gorman fue uno de los primeros arquitectos ambientalistas en México, desarrollando él la teoría «orgánica», tratando de integrar al edificio con el paisaje dentro de los mismos planteamientos de Frank Lloyd Wright. En la búsqueda de una arquitectura nueva que no semejara a los estilos del pasado, logra una manifestación conjunta con la pintura mural y el paisajismo.
La Escuela de Jalisco fue una propuesta de esos movimientos sociopolíticos que demandaba el país. Luis Barragán logró conjuntar la forma del espacio con formas de la arquitectura rural vernácula de México y países del Mediterráneo (España-Marruecos), integrando un colorido impresionante que maneja la luz y la sombra en distintas tonalidades y abre una mirada al minimalismo internacional.
La arquitectura mexicana es un fenómeno cultural que nace de la ideología de gobiernos nacionalistas del siglo XX, la cual fue dando forma a la imagen de identidad por su colorido y abigarramiento de elementos ornamentales heredados de culturas ancestrales, de formas clásicas, monumentales y, posteriormente, la incorporación del modernismo y las tendencias vanguardistas de corte internacional.

### Artesanía

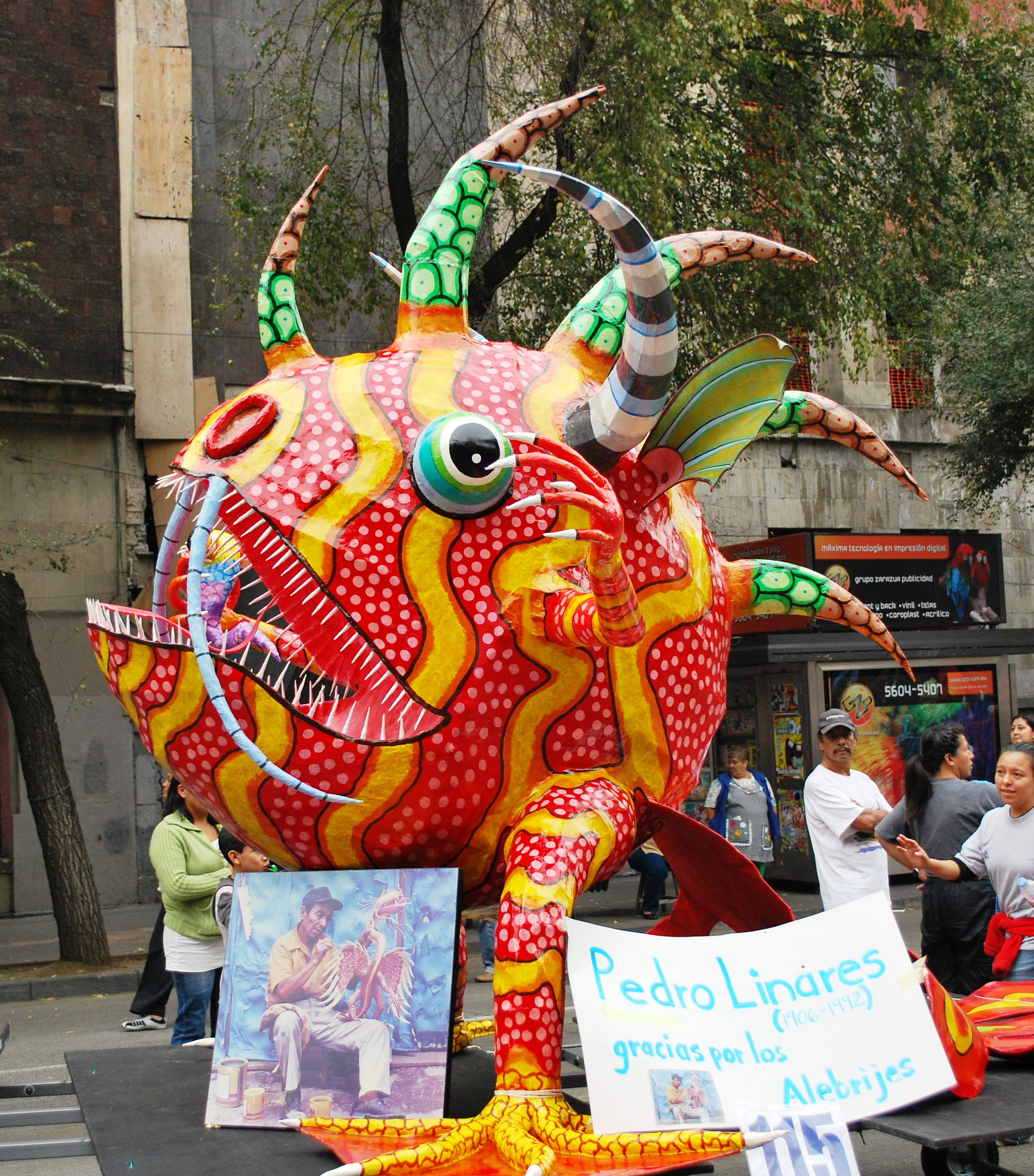
Alebrije en homenaje a Pedro Linares.

Los objetos creados en manos de los artesanos representan la diversidad cultural y la personalidad de las distintas comunidades regionales del país, abarcando diversas áreas artesanales como alfarería y cerámica, textiles, madera, cerería, metalistería, orfebrería, joyería, fibras vegetales, cartonería y papel, talabartería y peletería, maque y laca, lapidaria y cantería, hueso y cuerno, concha y caracol, vidrio y plumería, plata y cobre, y pintura y grabado popular.
Algunas artesanías representativas son:
- Alebrijes de cartón. (Ciudad de México)
- Alebrijes de copal. (Oaxaca)
- Talavera. (Puebla)
- Arte Huichol. (Nayarit y Jalisco)
- Barro Negro. (Oaxaca)
- Rebozos. (San Luis Potosí)
- Árbol de la Vida. (Estado de México)
- Sarapes. (Coahuila)
- Vidrio Soplado. (Baja California Sur)
- Esferas e instrumentos de cuerda. (Michoacán)
- Hamacas y guayaberas. (Yucatán)
- Platería. (Guerrero)
- Trabajos en Barro. (Guanajuato)
- Ámbar y marimbas. (Chiapas)
- Sombreros. (Jalisco)
- Instrumentos de cuerda (Veracruz)

### Cine

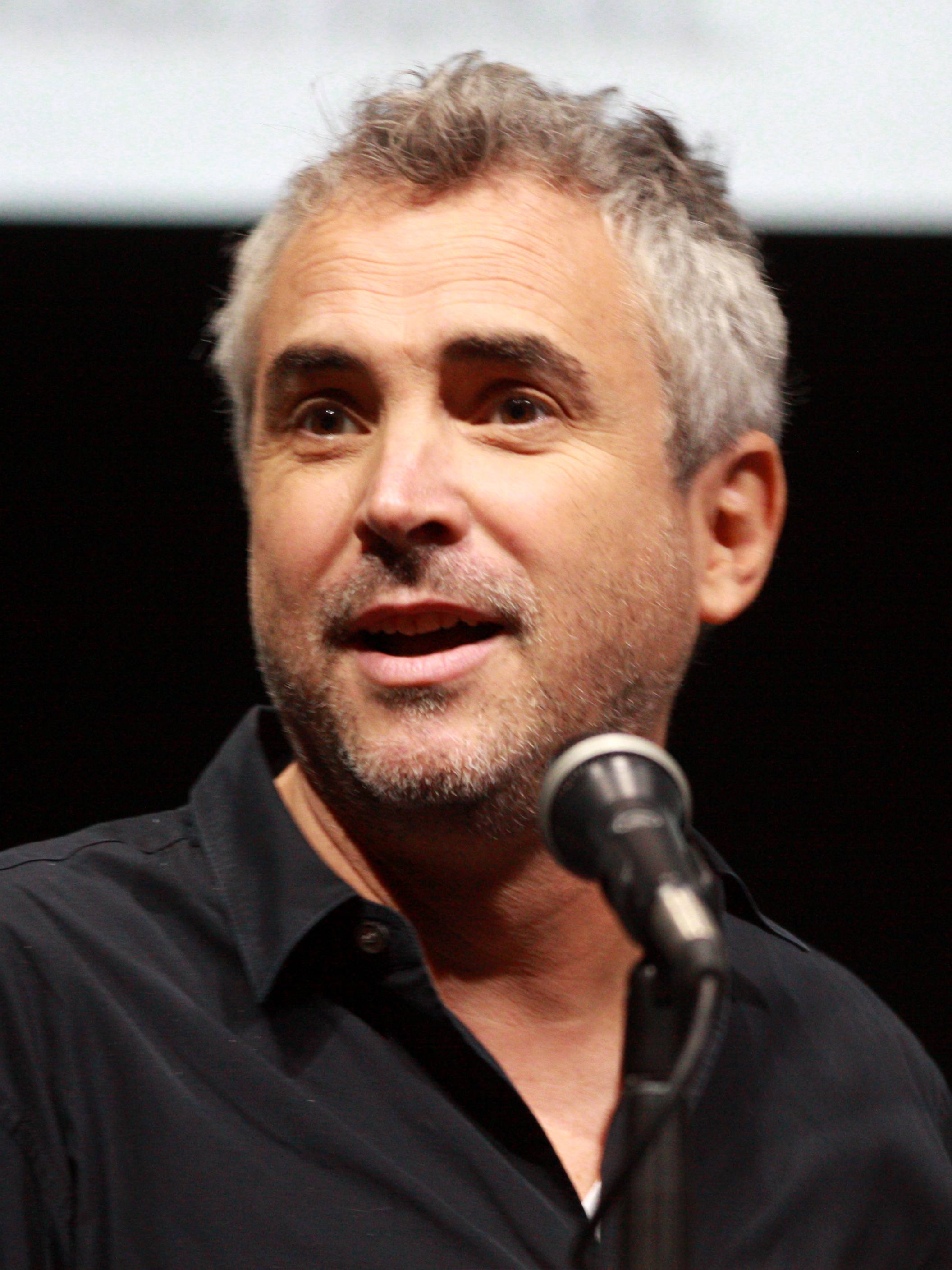
Alfonso Cuarón (2013) doble ganador del Óscar por mejor director y mejor montaje por la película Gravity.

Las películas mexicanas a partir de la época de oro en los años 1940 y los años 1950, son los ejemplos más grandes del cine latinoamericano, con una industria enorme comparable al Hollywood de esos años. Las películas mexicanas fueron exportadas y exhibidas en toda la América Latina y Europa. La película María Candelaria (1944) por Emilio Fernández, ganador de La Palme d'Or en el festival de Cannes. Los actores y actrices famosos a partir de este periodo incluyen a Dolores del Río actriz de fama internacional, actriz del cine silente y sonoro de Hollywood, imagen del cine mexicano y la pionera y figura más importante de la época de oro del cine mexicano, Sara García, Pedro Armendáriz, Pedro Infante, Ignacio López Tarso, Lilia Prado, Silvia Pinal, María Félix, Katy Jurado, Jorge Negrete, Fernando Soler, Ninón Sevilla, los actores silentes Ramón Novarro o Lupe Vélez y a los cómicos Joaquín Pardavé, Cantinflas y Tin Tan. Las películas de la Época de Oro del cine mexicano conforman la mayoría de las 100 mejores películas del cine mexicano, lista elaborada por la revista Somos en 1994, con la participación de los más reconocidos críticos del cine nacional, como el escritor Carlos Monsiváis y el fotógrafo Gabriel Figueroa.
Cabe mencionar al director español nacionalizado mexicano, Luis Buñuel y sus aportaciones al cine surrealista: Un Chien Andalou y L'age D'Or, ambas coproducidas con Salvador Dalí y que realizó en Francia; posteriormente, en México, realizó Los Olvidados (declarada Memoria del Mundo por la UNESCO en 2003), que le valió su revalorización en el Festival de Cannes, así como Subida al cielo, Nazarín y Simón del desierto que también obtuvieron reconocimiento mundial a través de Cannes. En España realizaría Viridiana con la que obtuvo la Palma de Oro, y volvería a Francia a filmar, entre otras, Le charme discret de la burgeoisie con la que obtuvo el Óscar a mejor película extranjera.
El cine mexicano contemporáneo incluye figuras notables como los directores Arturo Ripstein, Felipe Cazals, en tanto que en ámbito internacional destacan Alejandro González Iñarritu, Guillermo del Toro y Alfonso Cuarón entre otros, así como al fotógrafo Emmanuel Lubezki.

### Fotografía
El primer daguerrotipista mexicano se llamaba José María Díaz González, era estudiante de la Academia de San Carlos, y abrió en 1844 un estudio en la calle de Santo Domingo, Cd. de México, en donde realizaba miniaturas al óleo y daguerrotipos. Después, al superarse la técnica del daguerrotipo, se tienen noticias de la utilización del papel en la fotografía en México desde 1851. Los precios bajan, la esfera privada deja de ser su espacio exclusivo. También se utiliza la fotografía como promoción política. A raíz de la muerte del presidente Benito Juárez, «la empresa Cruces y Campa comercializa una edición de 20 000 ejemplares de su retrato en formato tarjeta de visita». A principios del XX, Jesús Hermenegildo Abitia fue fotógrafo de estudio y de exteriores, camarógrafo del cine documental y de ficción. Agustín Víctor Casasola fue un fotógrafo que logró establecerse como retratista por antonomasia de la clase gobernante: Porfirio Díaz, Francisco Villa, Huerta, entre otros. Las fotografías de Manuel Álvarez Bravo urgen en los rincones, logrando escudriñar lo que otros no logran detectar, mientras que el fotógrafo Nacho López fue capaz de trasladar a sus fotografías sus guiones e historias.

### Gastronomía

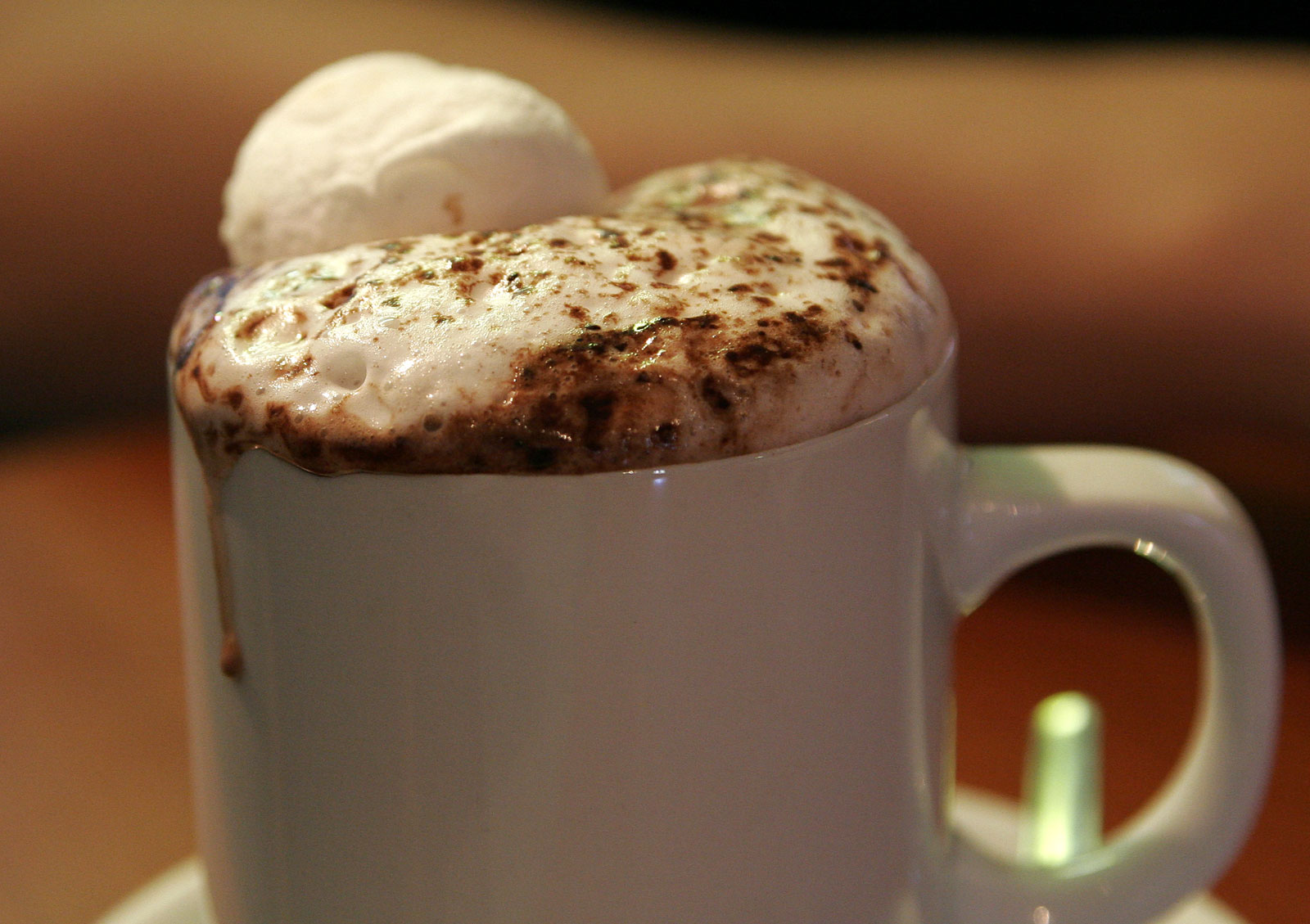
El chocolate es originario de México.

En 2005, México presentó la candidatura de su gastronomía para Patrimonio de la Humanidad de la Unesco, siendo la primera ocasión en que un país había presentado su tradición gastronómica para tal efecto. Sin embargo, en una primera instancia el resultado fue negativo, pues el comité no puso el énfasis adecuado en la importancia del maíz en la cocina mexicana. Finalmente, el 16 de noviembre de 2010 la gastronomía mexicana fue reconocida como Patrimonio Cultural Inmaterial de la Humanidad.
El origen de la actual cocina mexicana se establece durante la colonización española, siendo una mezcla de las comidas de España y los indios nativos. De origen indígena es el maíz, el chile (conocido en casi todo el mundo hispanoparlante como «ají»), los frijoles, calabazas, aguacates, camote, jitomates, cacao, el guajolote y muchas frutas y condimentos más. De igual manera, algunas técnicas de cocina que se emplean en la actualidad son herencia de los pueblos prehispánicos, como la nixtamalización del maíz, el cocimiento de alimentos en hornos a ras de tierra, la molienda en molcajete y metate. Con los españoles llegaron las carnes de puerco, res y pollo; la pimienta, el azúcar, la leche y todos sus derivados, el trigo y el arroz, los cítricos y otra constelación de ingredientes que forman parte de la dieta cotidiana de los mexicanos.
De ese encuentro de dos tradiciones culinarias con milenios de antigüedad, nacieron el pozole, el mole, la barbacoa y los tamales en sus formas actuales, el chocolate, una variada gama de panes, los tacos, y el amplio repertorio de antojitos mexicanos. Nacieron bebidas como el atole, el champurrado, el chocolate con leche y las aguas frescas; postres como el acitrón (biznaga) y toda la gama de dulces cristalizados, el rompope, la cajeta, la jericaya y el amplio repertorio de delicias creadas en los conventos de monjas en todas partes del país.
Algunas bebidas mexicanas han rebasado sus fronteras y se consumen cotidianamente en América Central, Estados Unidos, Canadá, España y Filipinas; tal es el caso del agua de jamaica, la horchata de arroz, el agua de raíz, las margaritas y el propio tequila.
La historia del país y sus vínculos con otros pueblos permitieron la incorporación de otras cocinas a la cocina mexicana. La Nao de China, que en realidad era un galeón de Manila, trajo del Oriente una gama de variadas especias y sobre todo, el arroz. Un buen mole poblano es impensable sin arroz a la mexicana. La cocina árabe llegó a México indirectamente por medio de los españoles conquistadores. También la relación con los países latinoamericanos dejó su impronta en la cocina popular, quizá los casos más conocidos son los ceviches y los moros con cristianos deudores de la gastronomía cubana, que han sido asimilados y reelaborados con ingredientes propios de México.
Las invasiones dejaron su huella en toda la cultura mexicana, y la cocina no es la excepción. El gusto por la carne de res molida llegó con el ejército belga de Carlota. El pan de caja fue, según la leyenda, un invento de las tropas estadounidenses que vinieron a México en 1847. La llegada de inmigrantes de otras latitudes en todo el siglo XIX y XX también participó en la construcción de la gastronomía mexicana. Como ejemplo, los quesos italianos y la polenta que hoy se fabrican en Chipilo, Puebla; o los franceses de Orizaba al igual que su pan y los alemanes (menonitas) de Chihuahua. Los mineros ingleses de México sentaron las bases del paste, un hojaldre que hoy se rellena lo mismo de queso y papas que de mole verde de pepitas de calabaza.
Las tortas son unos emparedados elaborados con pan llamado telera y, al igual que los tacos, diversos alimentos tales como jamón con queso, carne al pastor, cochinita pibil, carne de pollo. Se dice que se originaron durante la guerra de Reforma cuando se necesitaba encontrar una forma de distribuir alimentos entre las tropas mexicanas.
Muchas son las bebidas propias de la cocina mexicana: las aguas frescas, los atoles, el chocolate, el mezcal, el tequila, el vino, el tepache, la charanda, el tejuino, la cerveza.
Antonio López de Santa Anna se reunió con Thomas Adams para venderle un cargamento de chicle para fabricar llantas y botas. Cuando Adams recordó que a Santa Anna le encantaba mascarlo, le agregó azúcar y creó así el imperio del chicle –o goma de mascar– en 1876.

### Premios Nobel mexicanos
A la fecha, tres mexicanos han recibido el Premio Nobel:
- 1982 Paz: Alfonso García Robles.[473]
- 1990 Literatura: Octavio Paz.[474]
- 1997 Química: Mario Molina.[475]

### Patrimonio cultural

#### Zonas arqueológicas
En México, según información del Instituto Nacional de Antropología e Historia (INAH), en octubre de 2023 se tenían registrados 49 347 sitios arqueológicos. Son aquellos donde se han encontrado evidencias de ocupación humana anterior, y no necesariamente corresponden a sitios prehispánicos, (de los cuales se registran 193 en total), aunque la mayor parte lo sean. Por ejemplo, en Monterrey, Nuevo León, existe un museo sobre arqueología industrial. En la Ciudad de México, se han rescatado restos materiales de un convento colonial que se localizó en el mismo sitio donde está actualmente el Palacio de Bellas Artes. Como se ha dicho, existen numerosos sitios pertenecientes a los pueblos prehispánicos, miles de ellos, aunque no todos están abiertos al público. La zona que concentra la mayor parte de estos sitios es el área maya, seguida por el Centro de México y los valles de Oaxaca.

Zonas arqueológicas de México
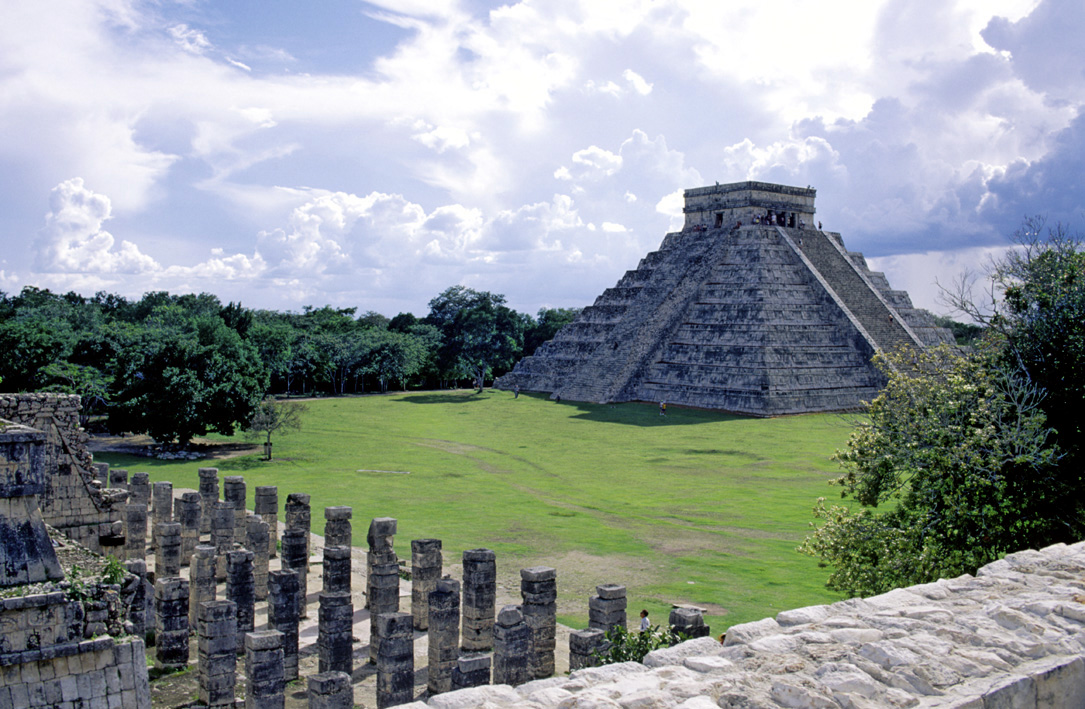
Chichén Itzá
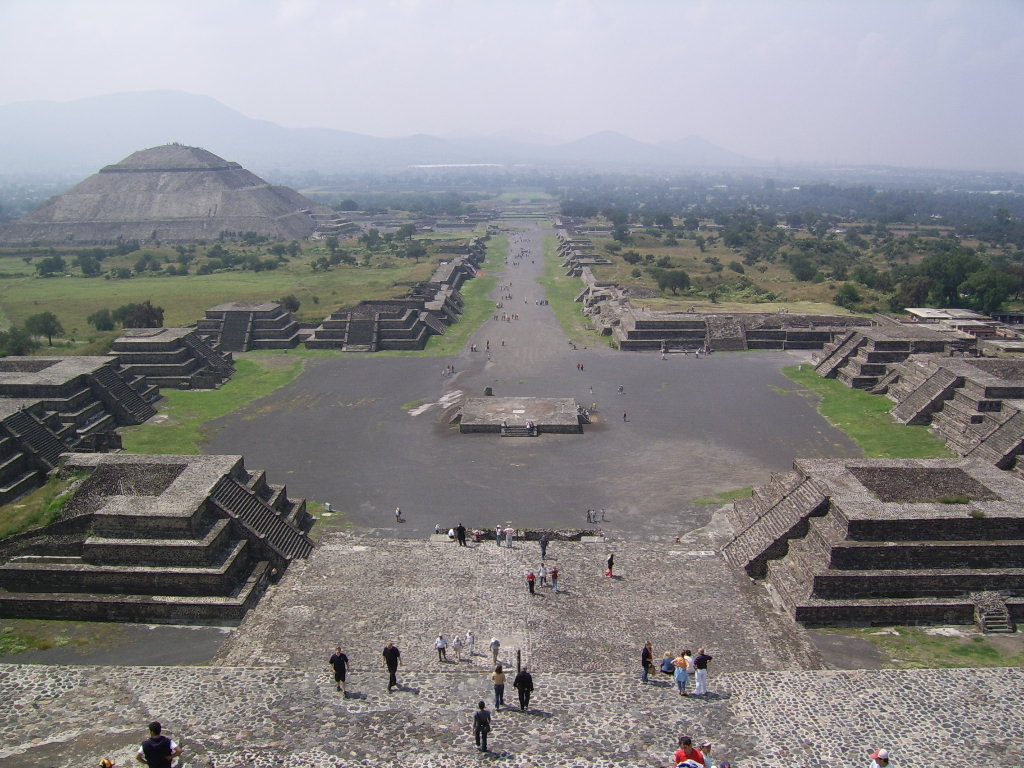
Teotihuacan
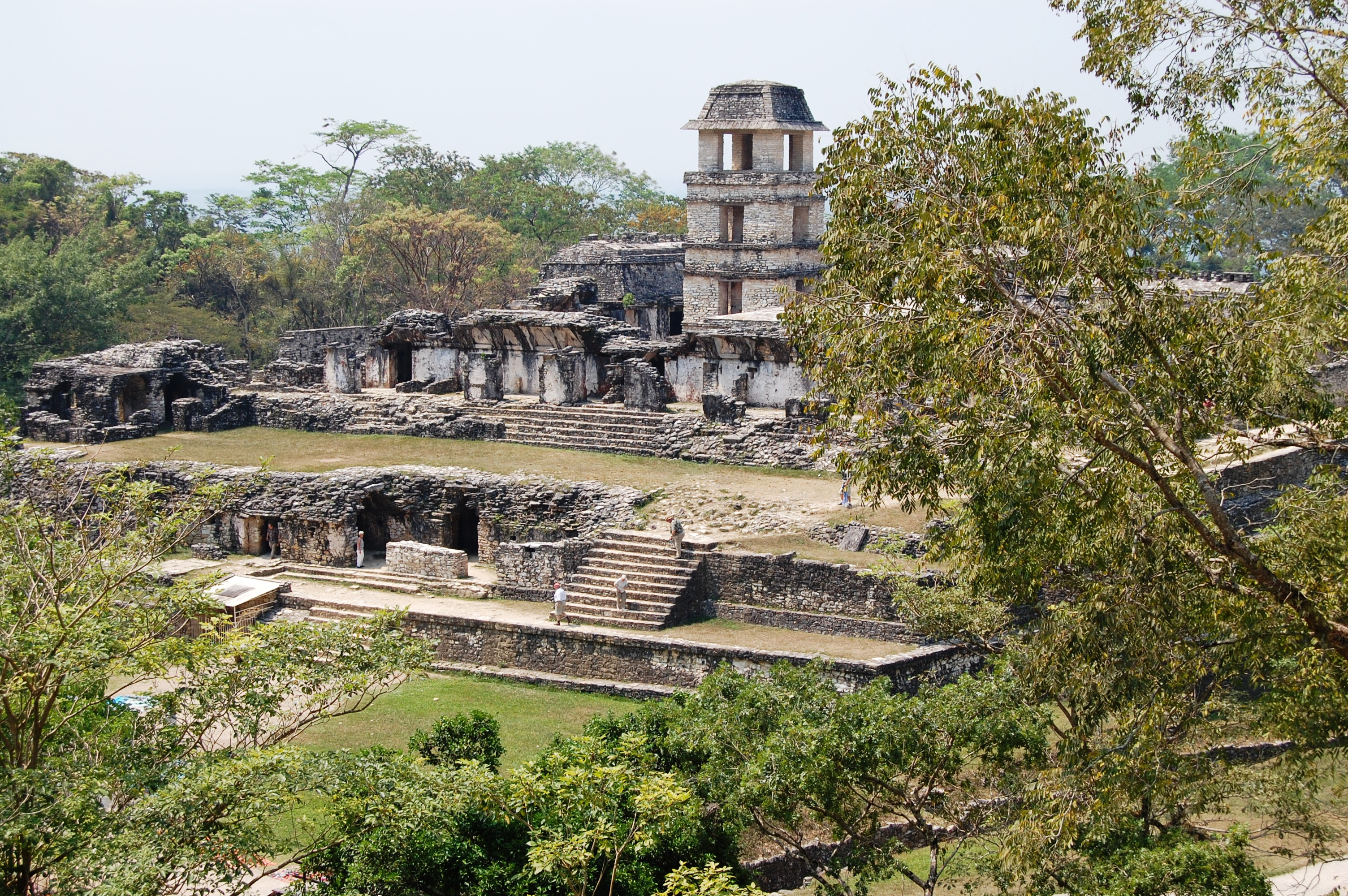
Palenque
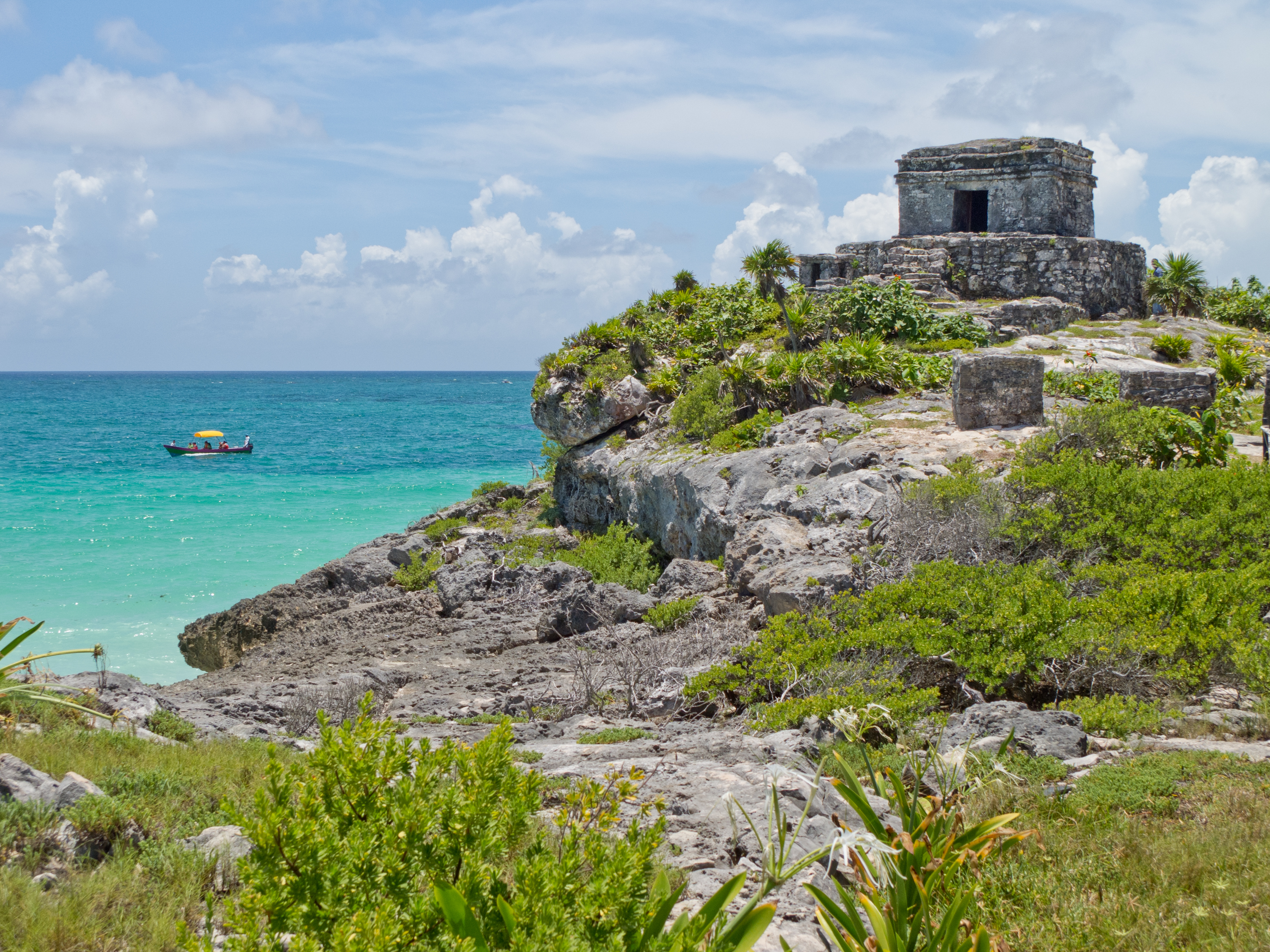
Tulum
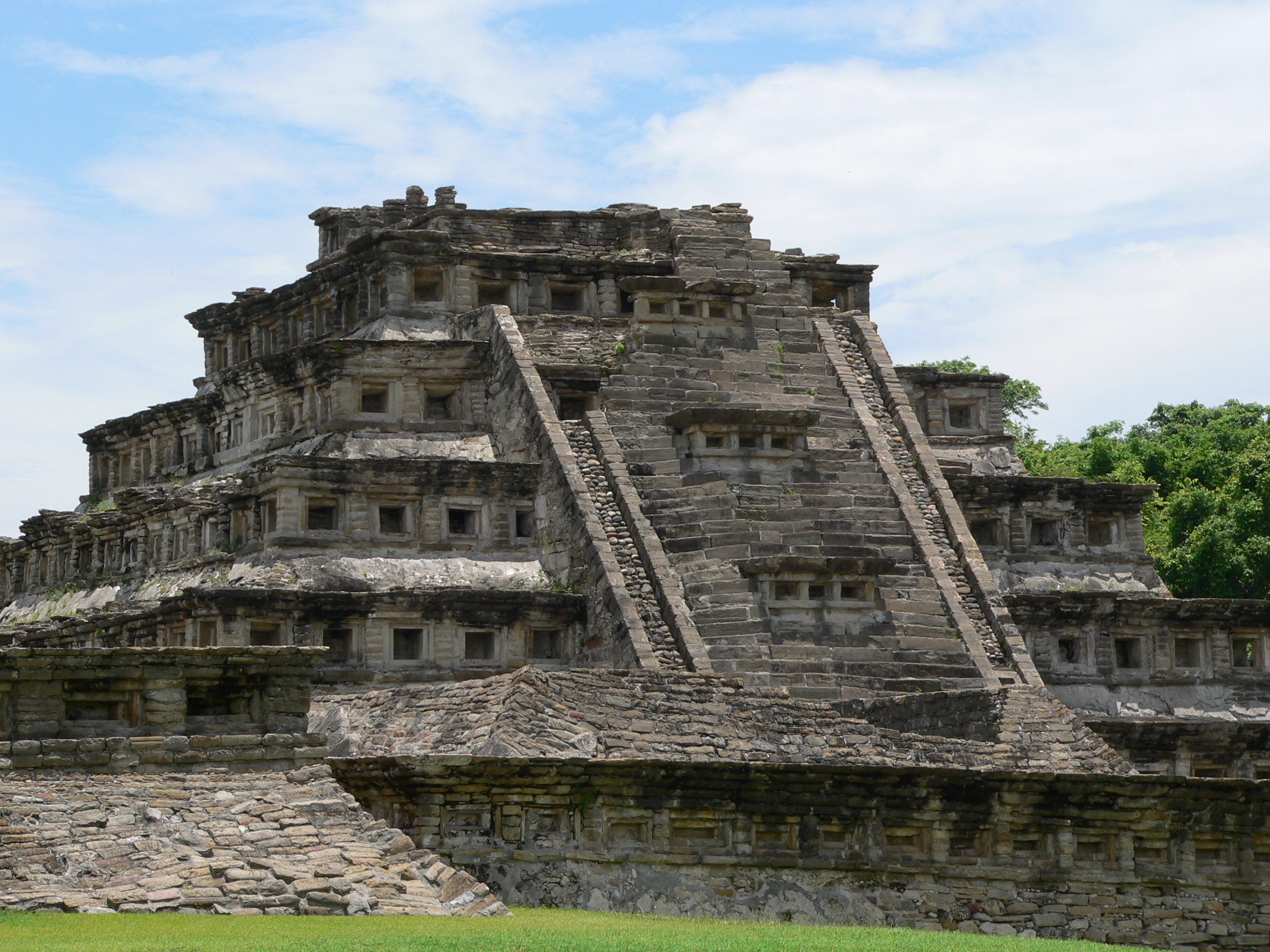
El Tajín
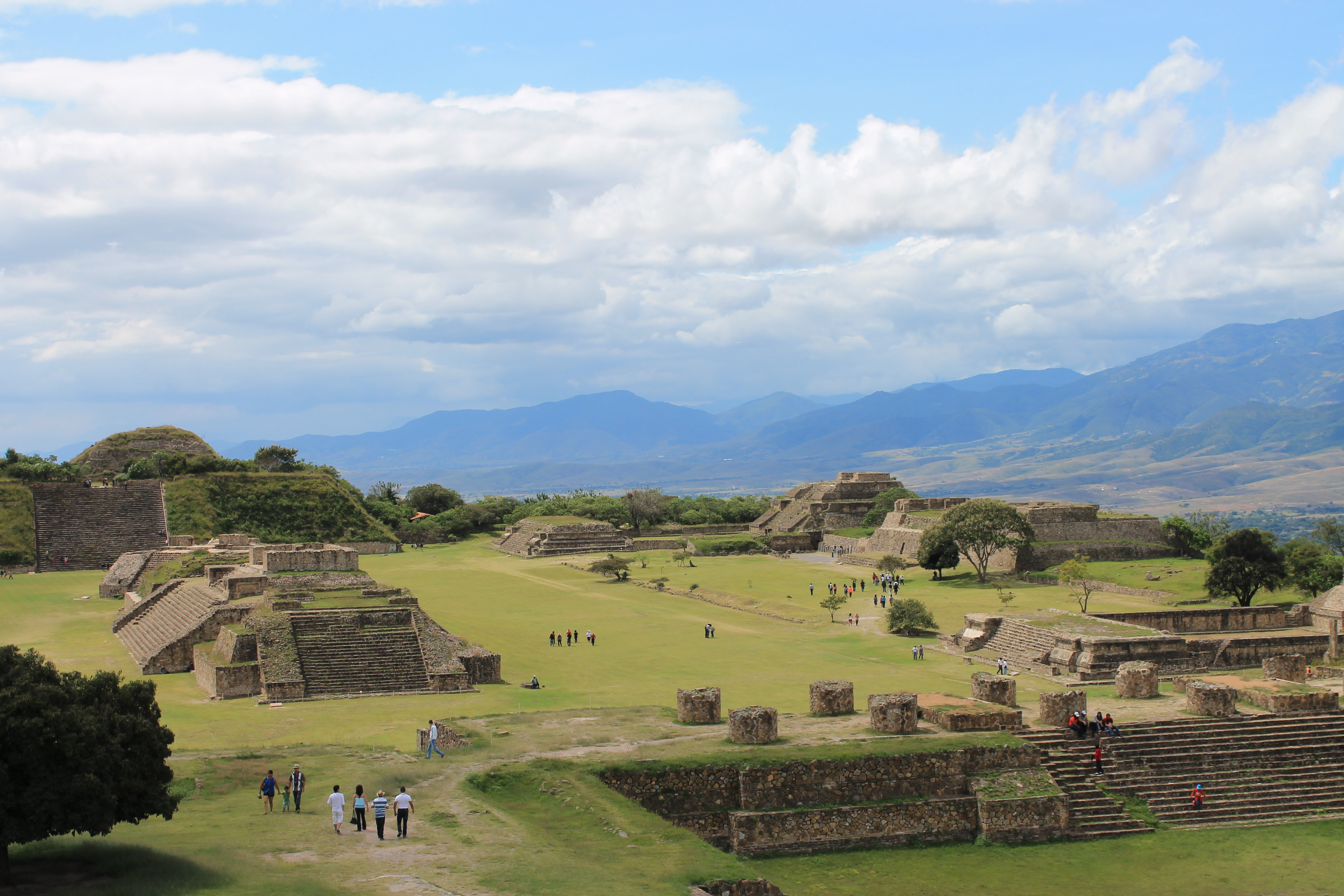
Monte Albán
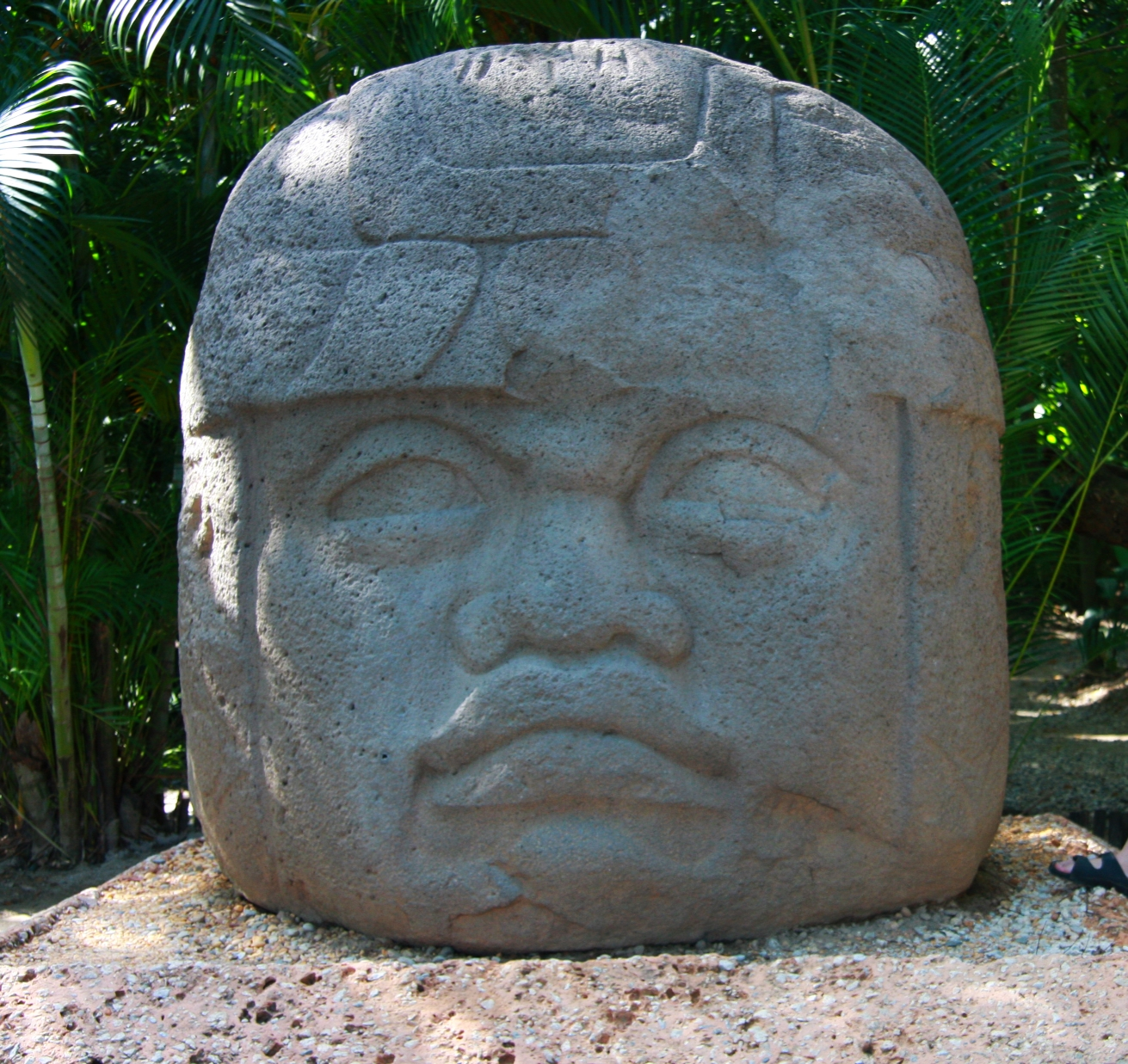
La Venta
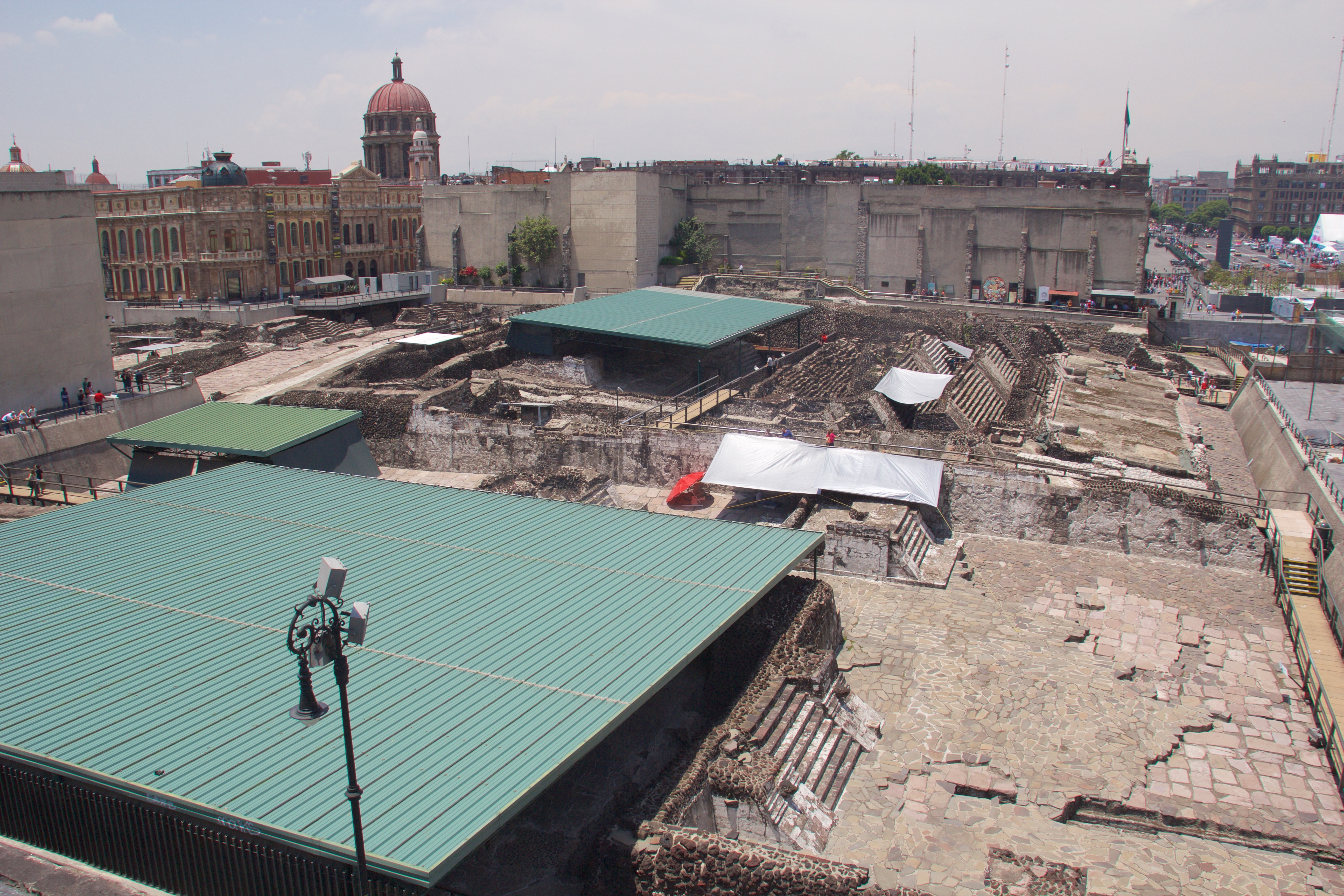
Templo Mayor
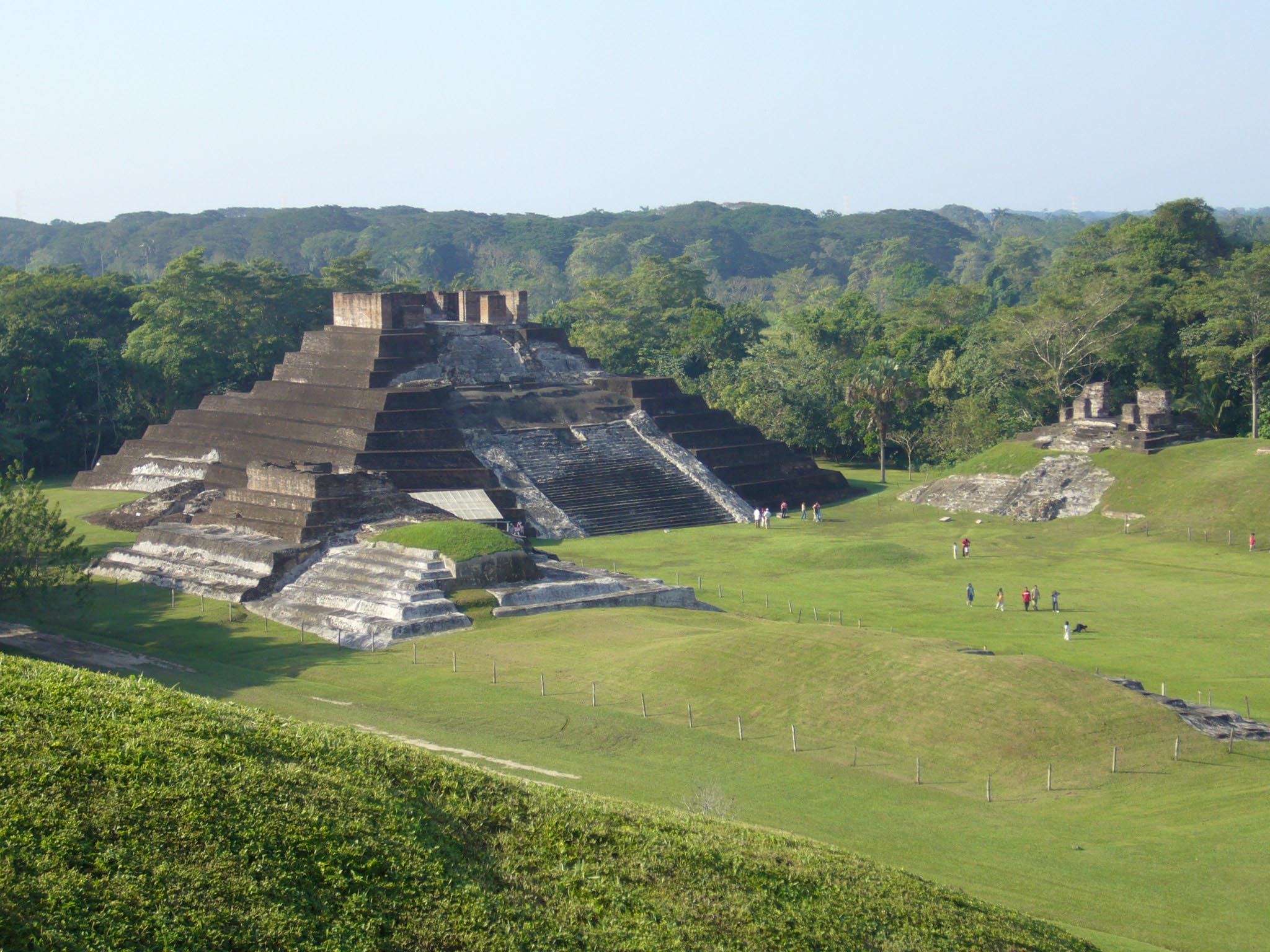
Comalcalco
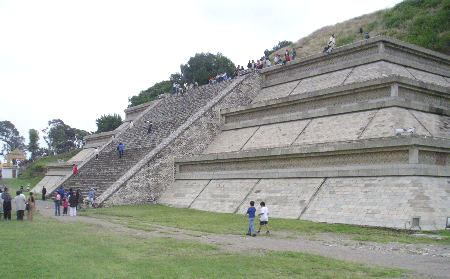
Cholula
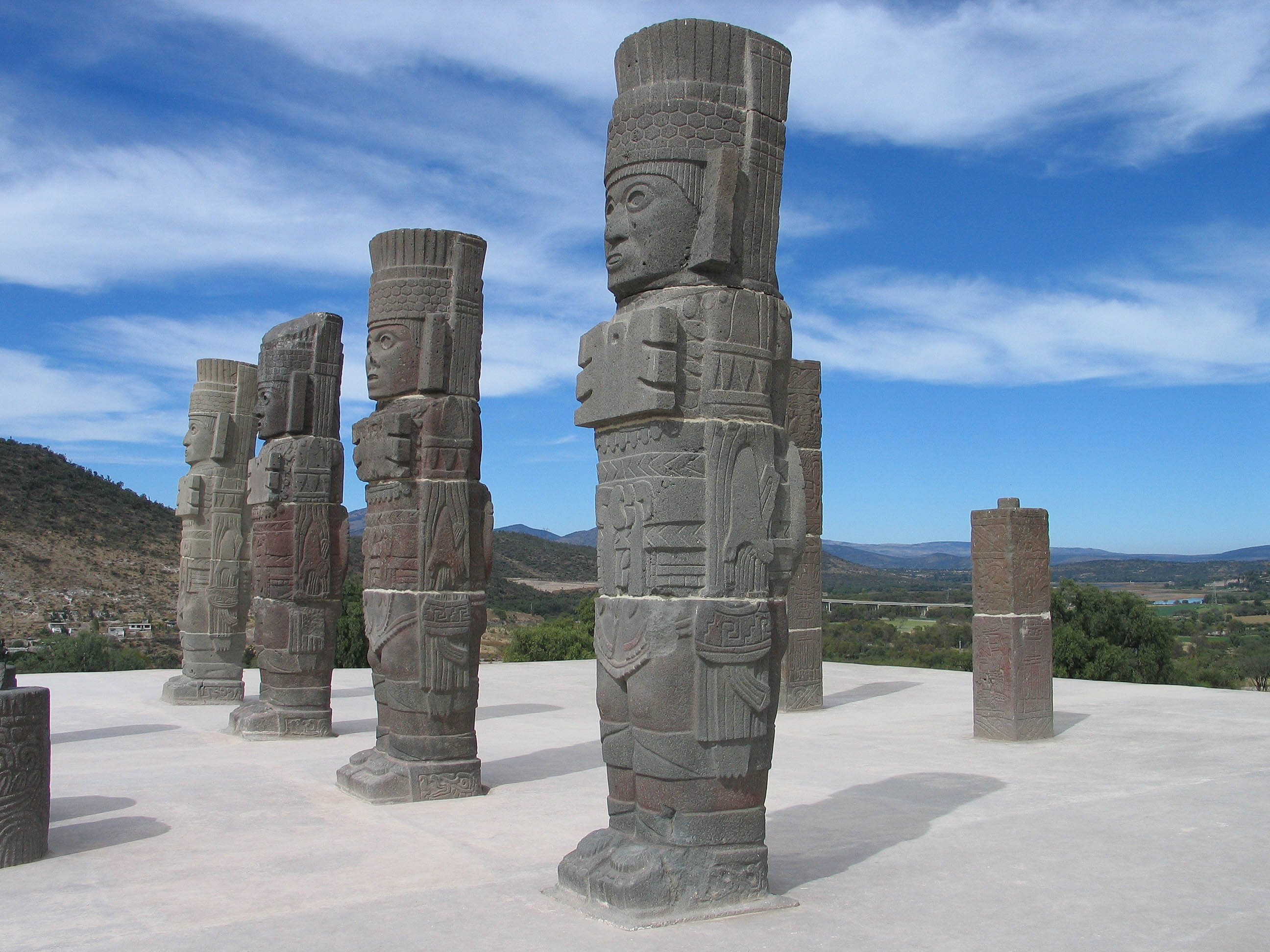
Tollan-Xicocotitlan
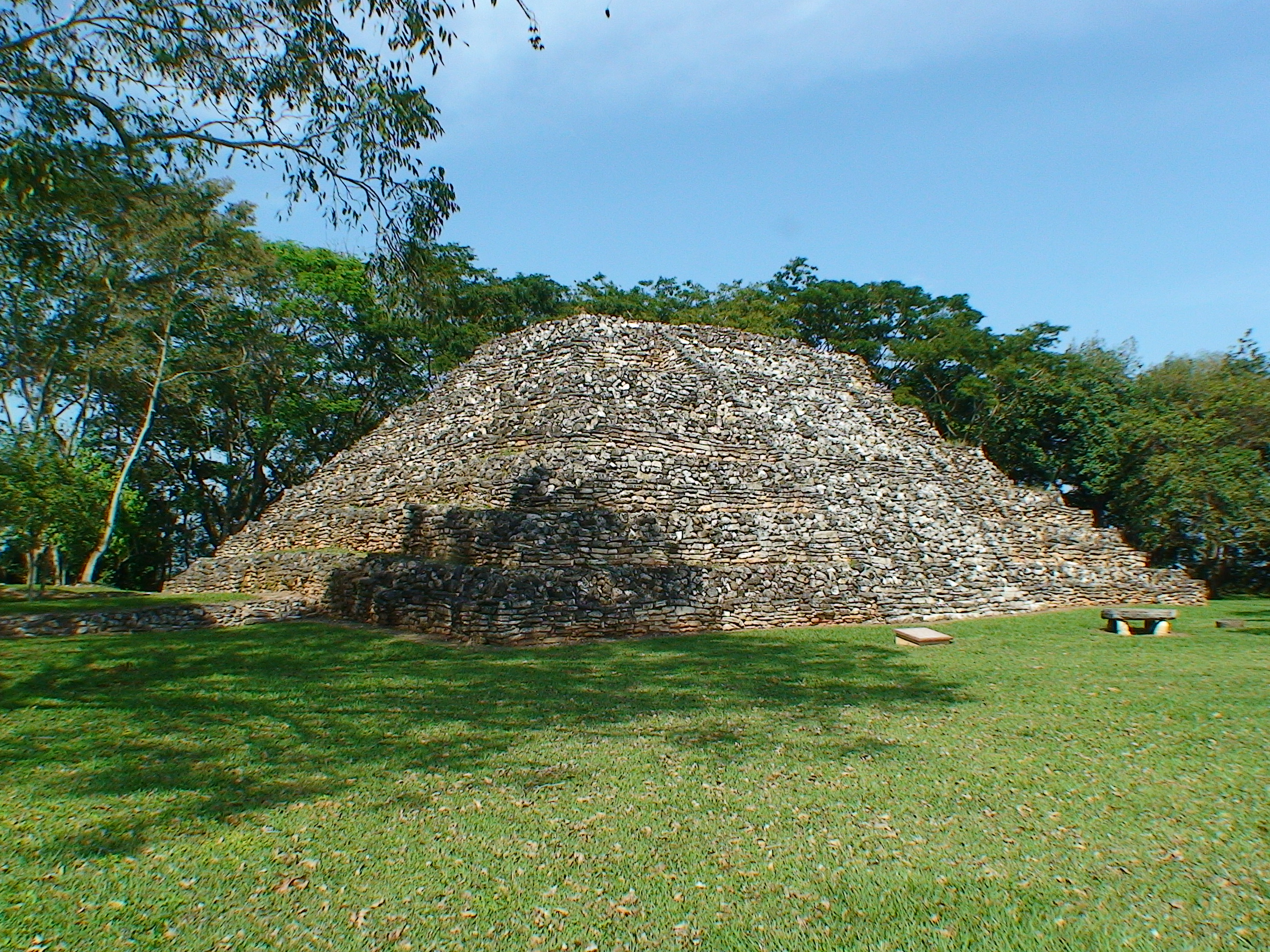
Pomoná
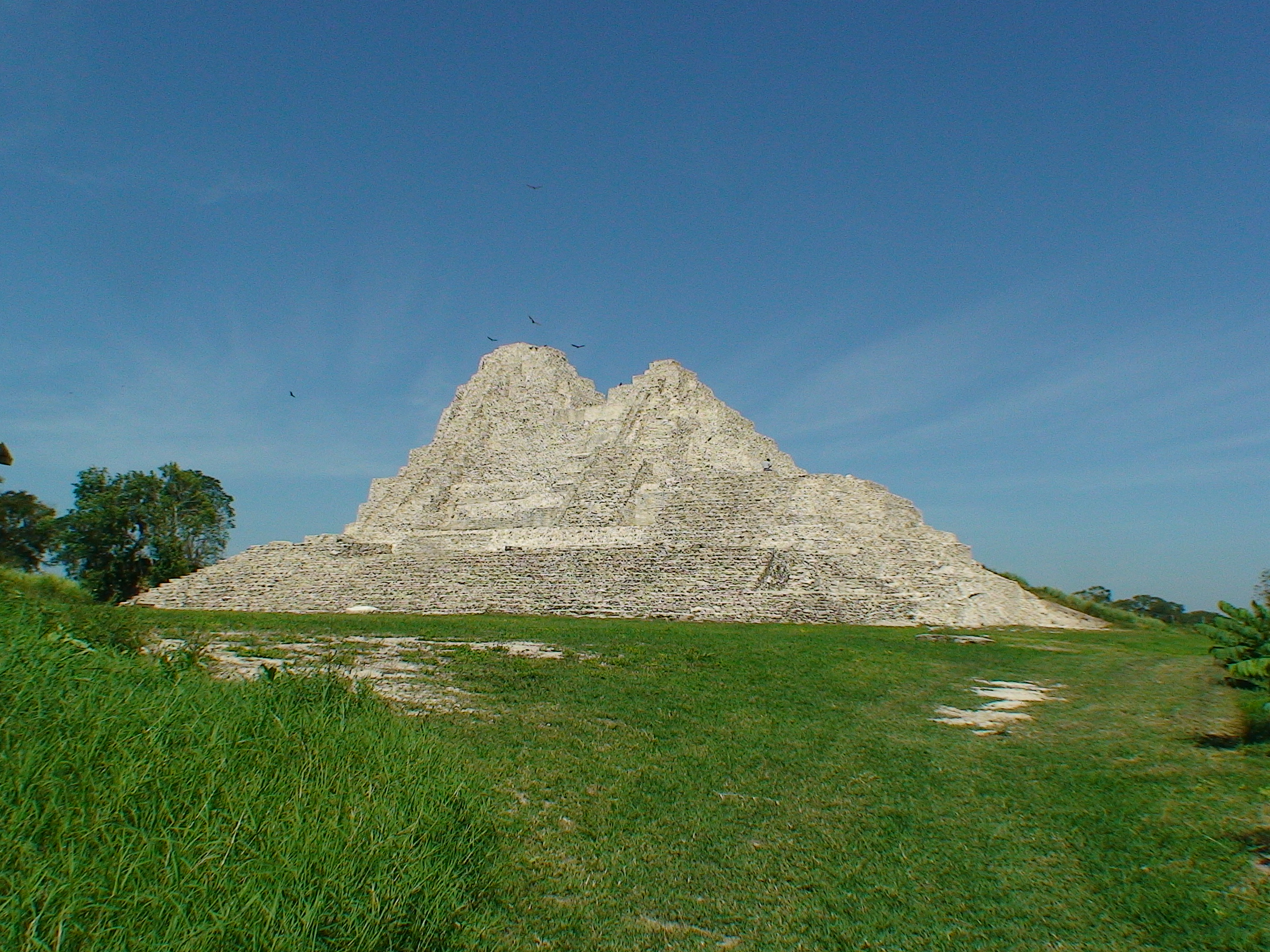
Moral Reforma
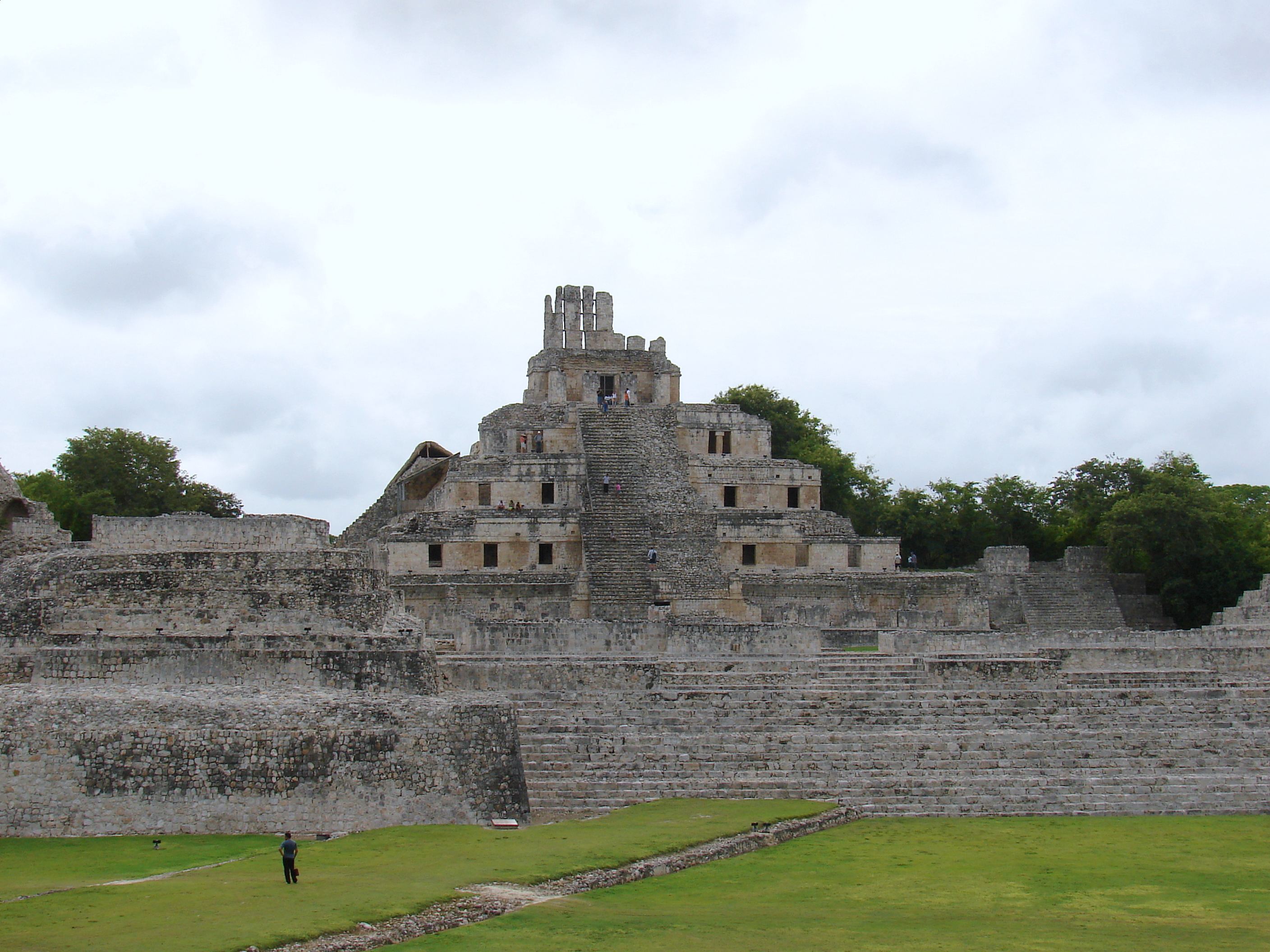
Edzná
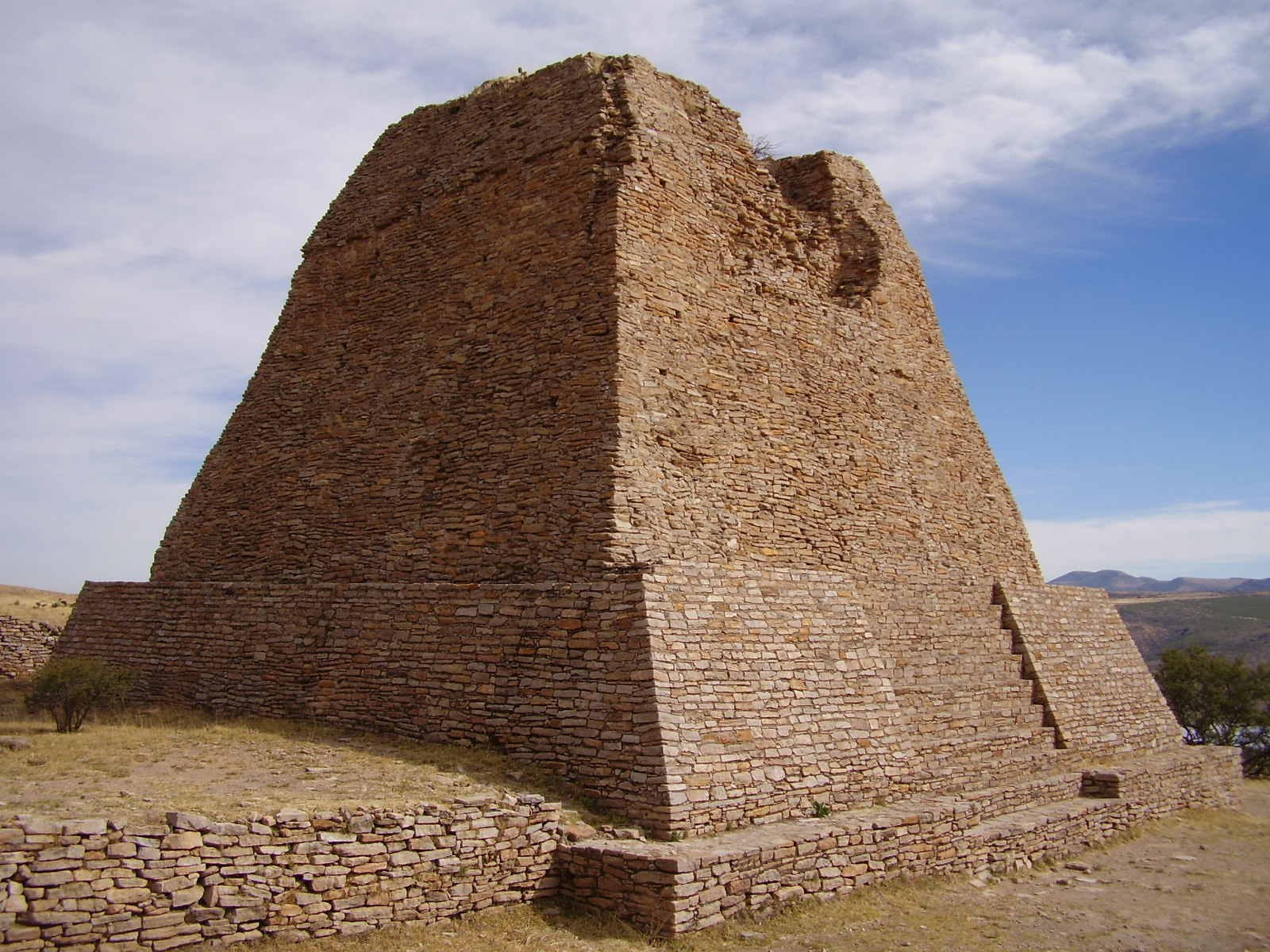
La Quemada
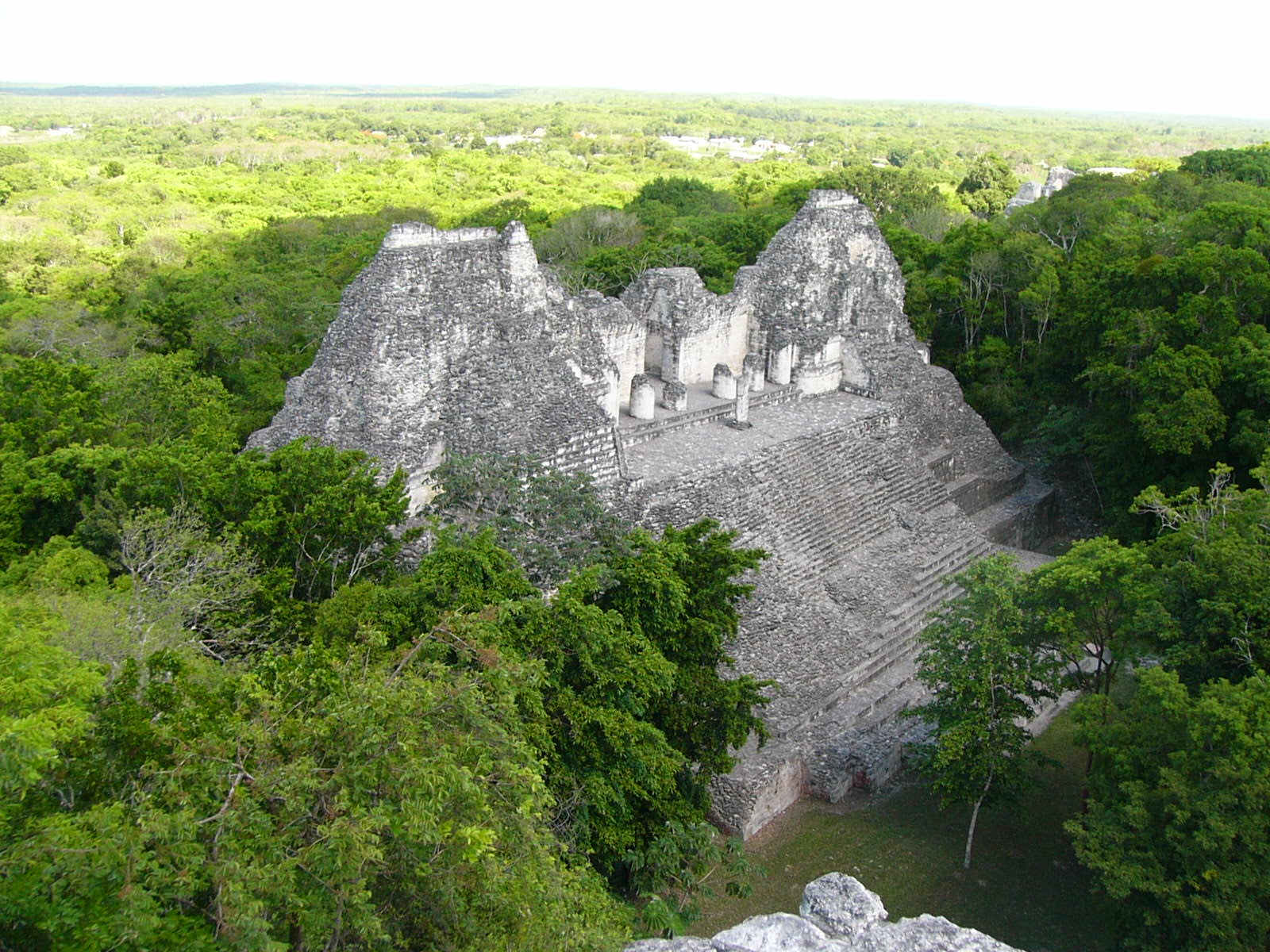
Becán
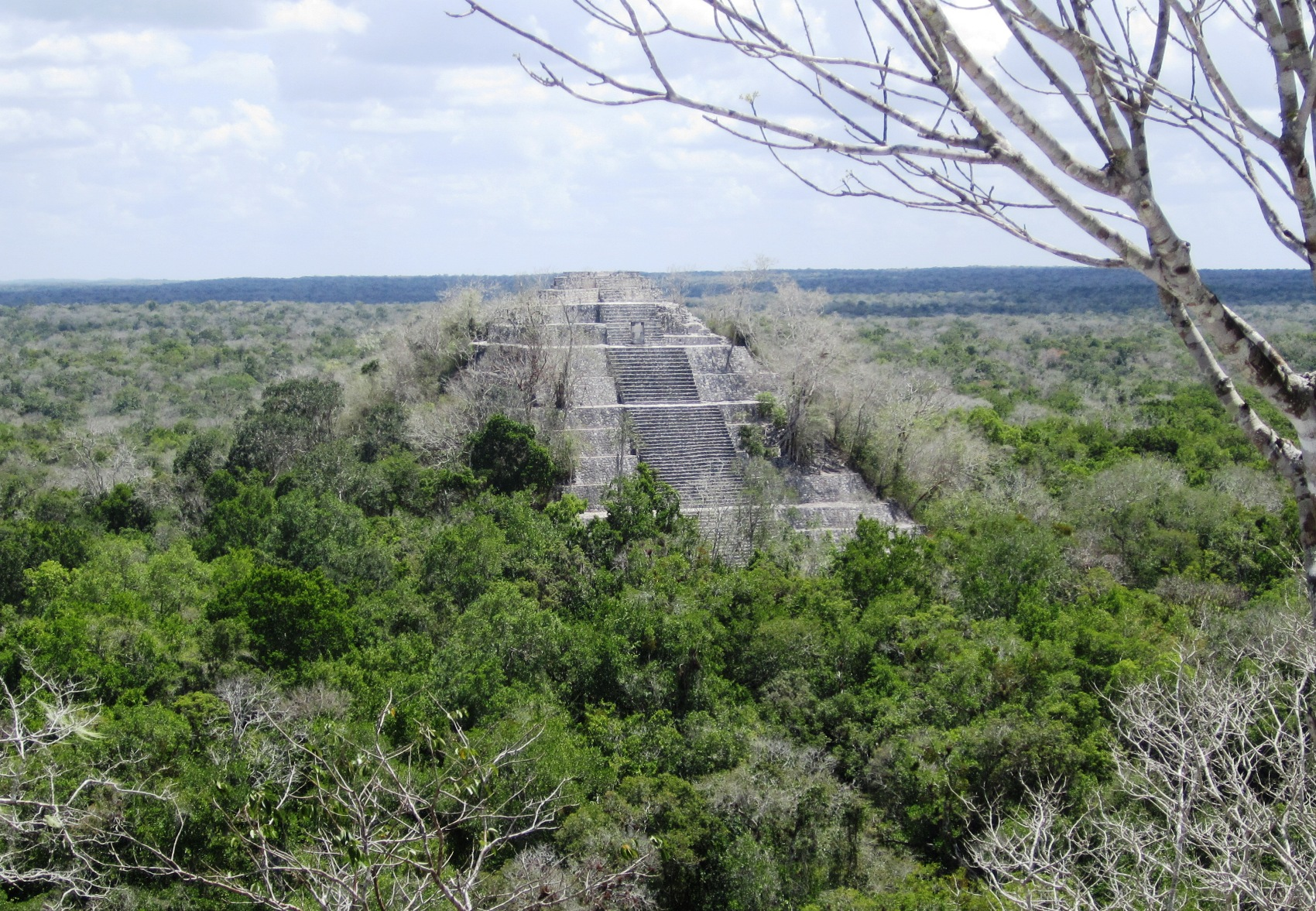
Calakmul
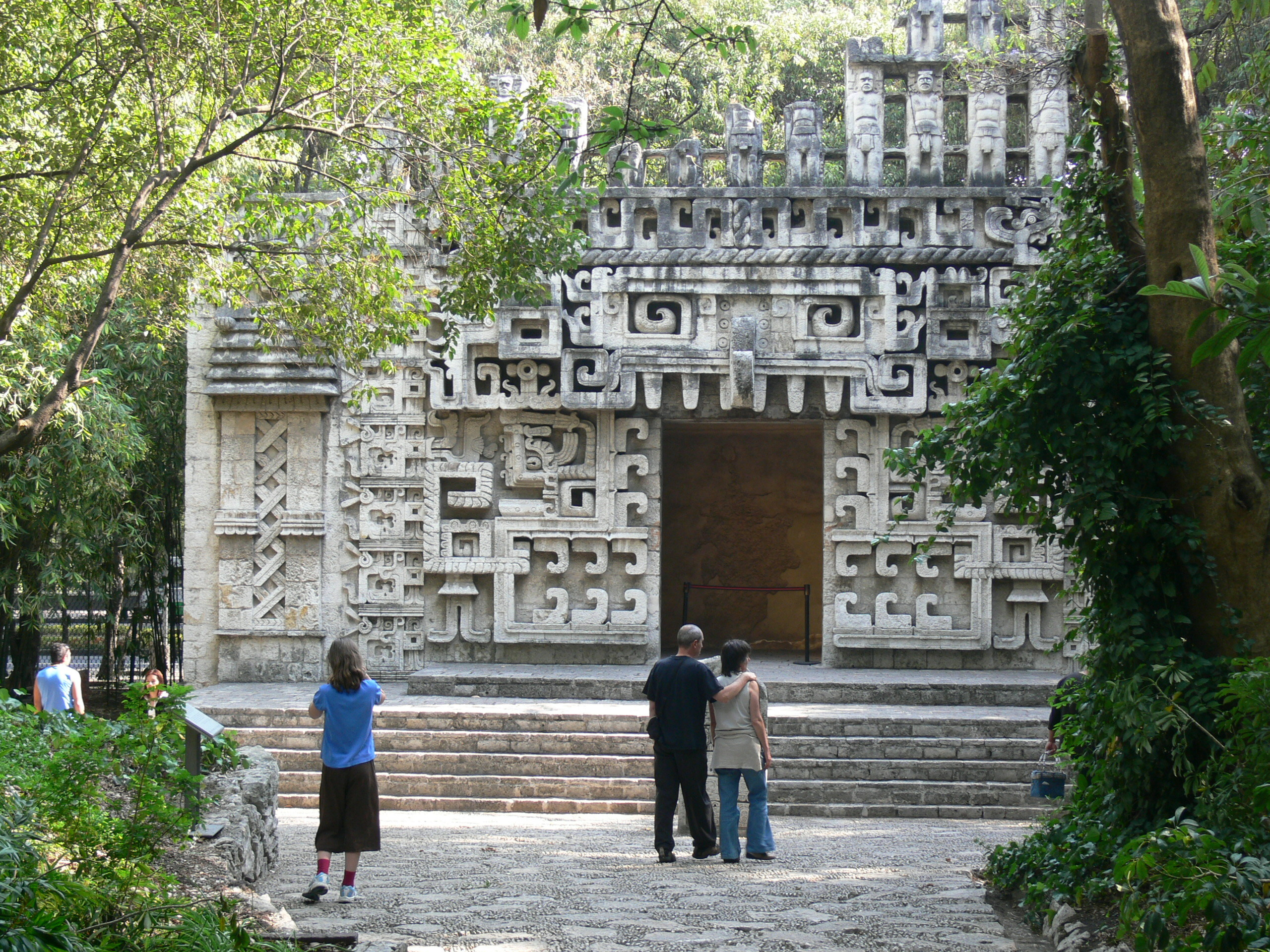
Hochob
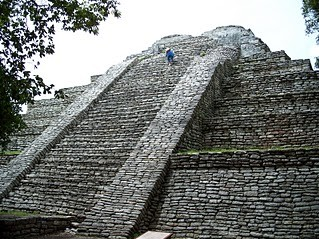
Tenam Puente
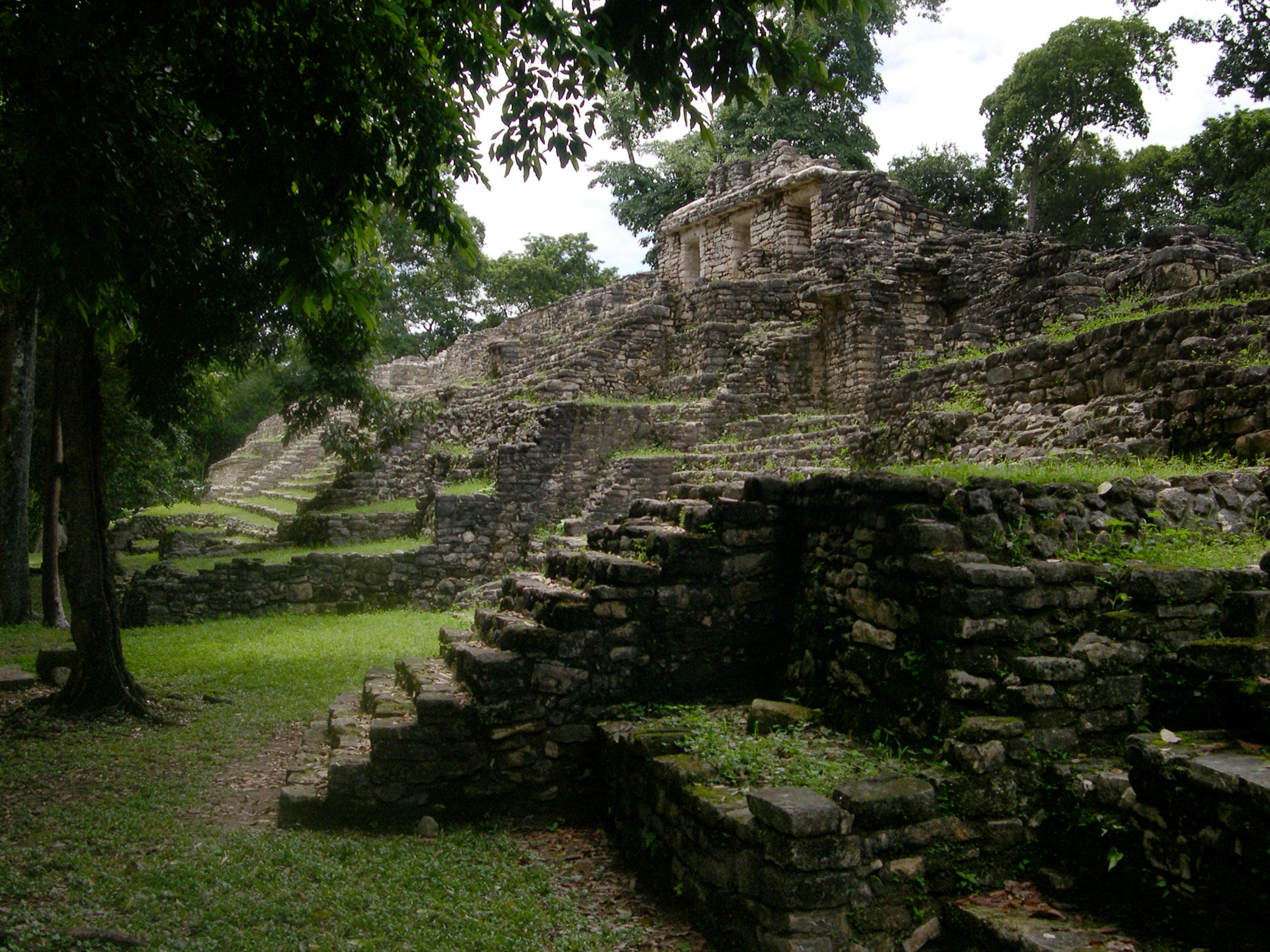
Yaxchilán
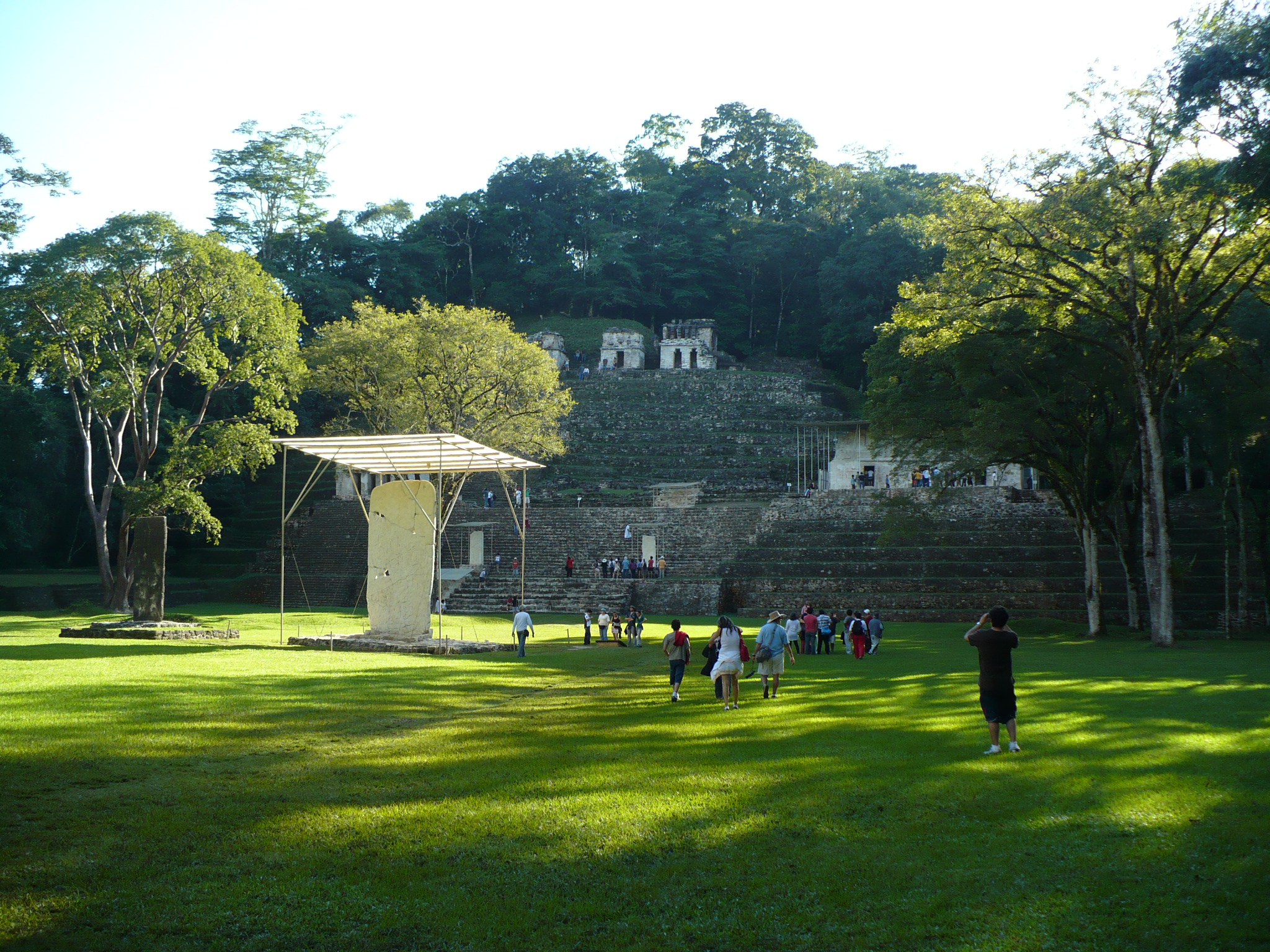
Bonampak
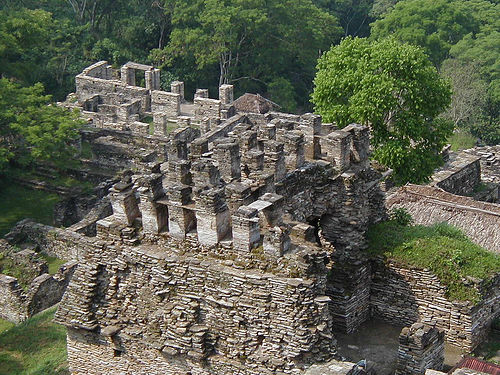
Toniná
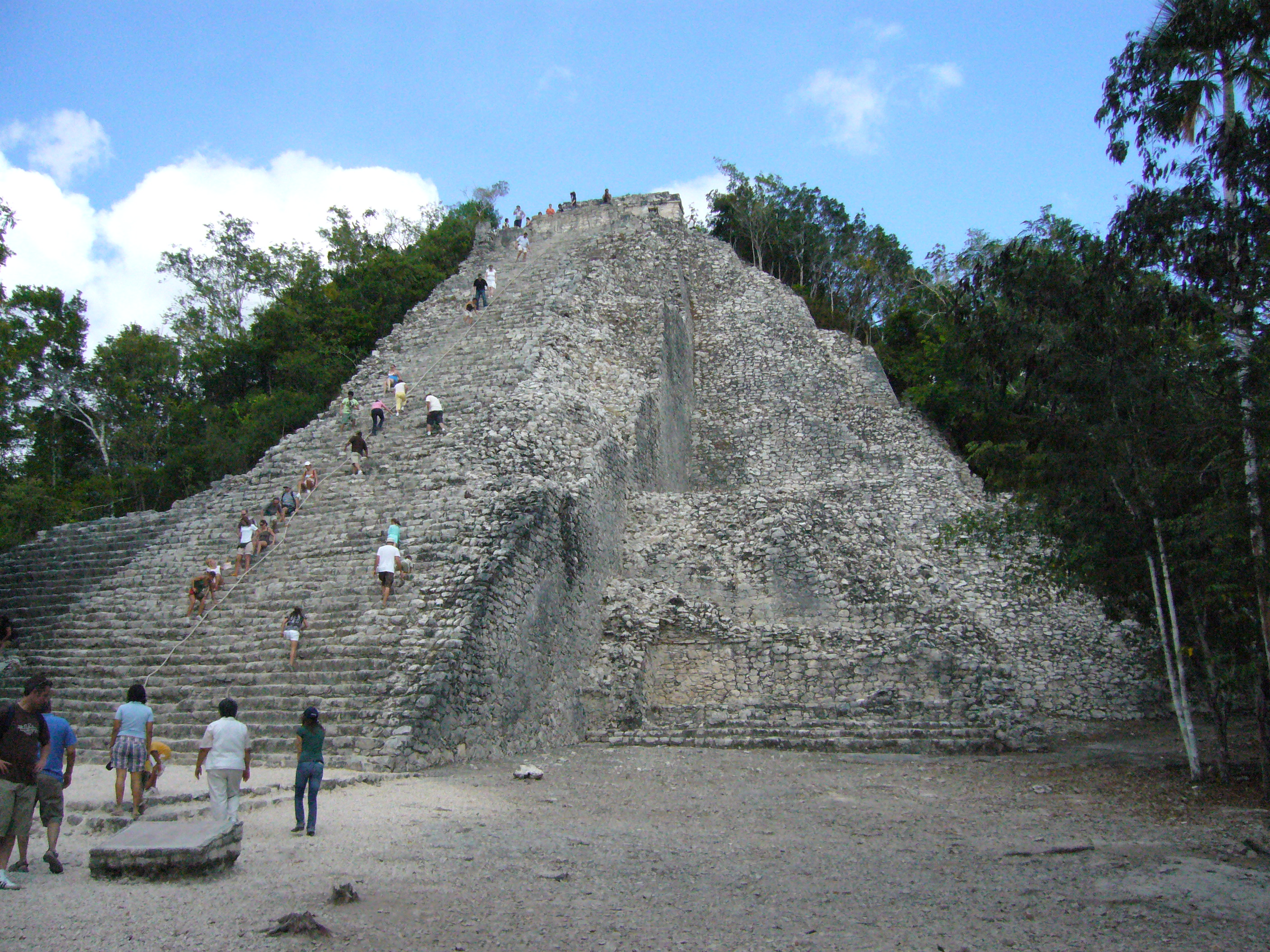
Cobá
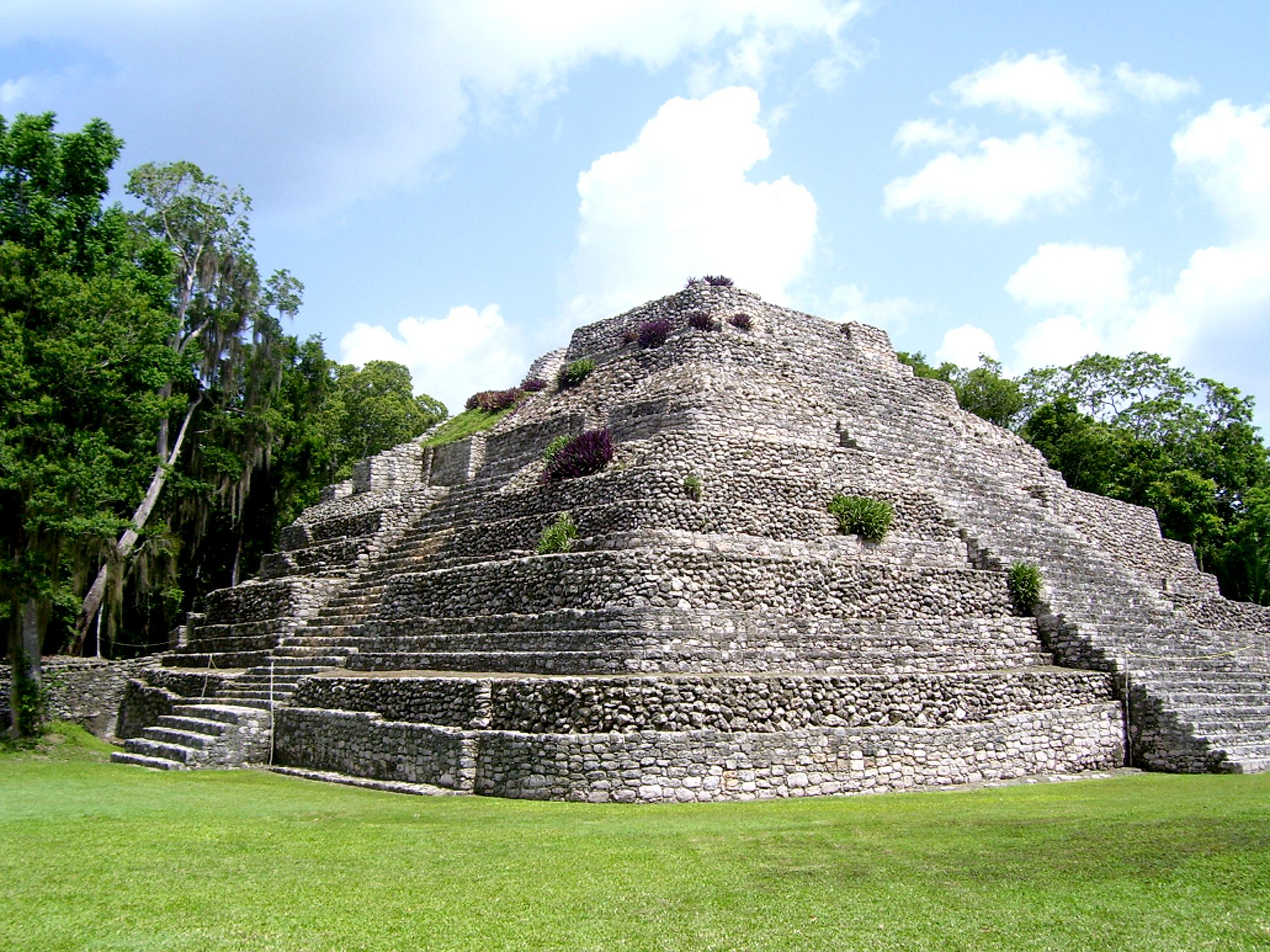
Chacchobén
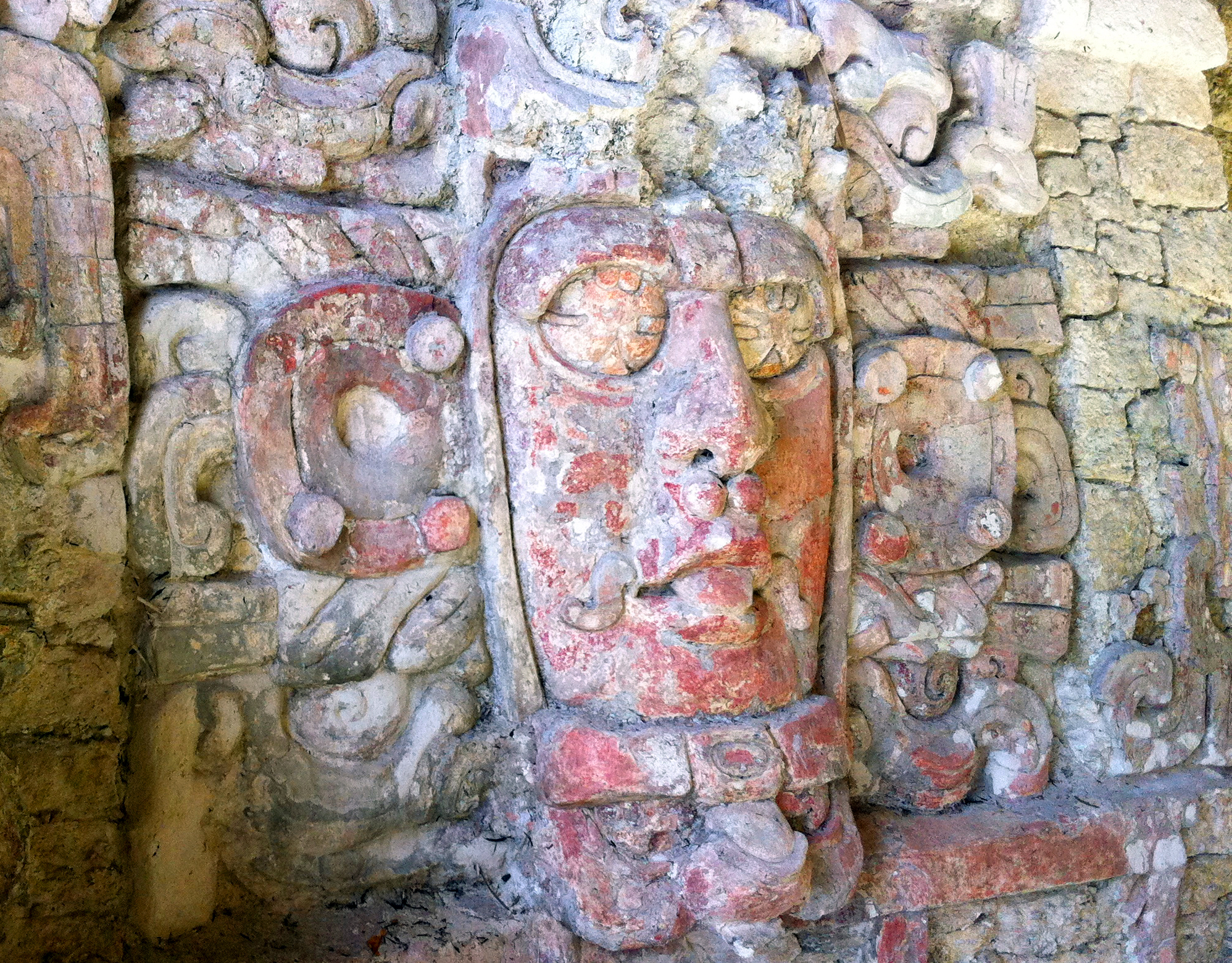
Kohunlich
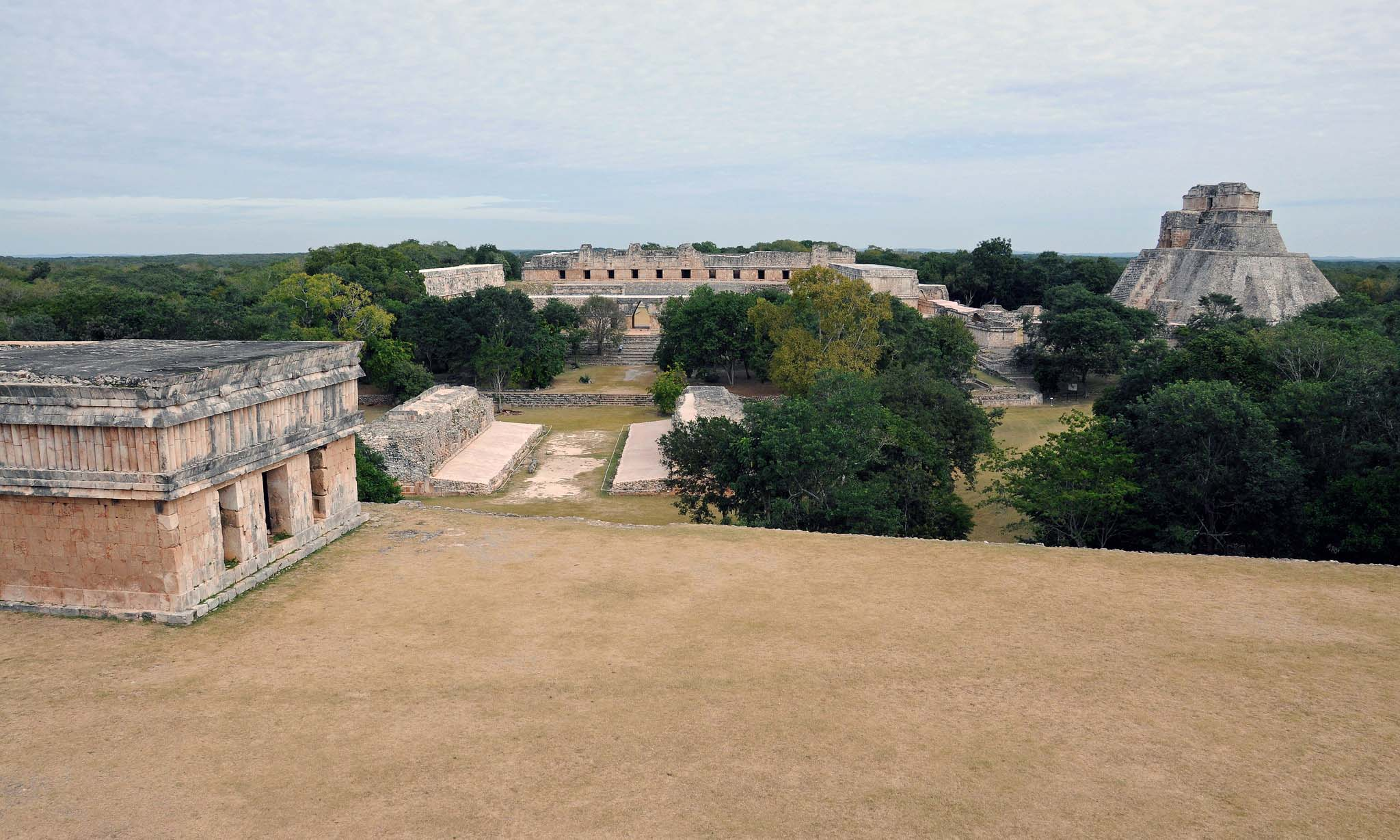
Uxmal
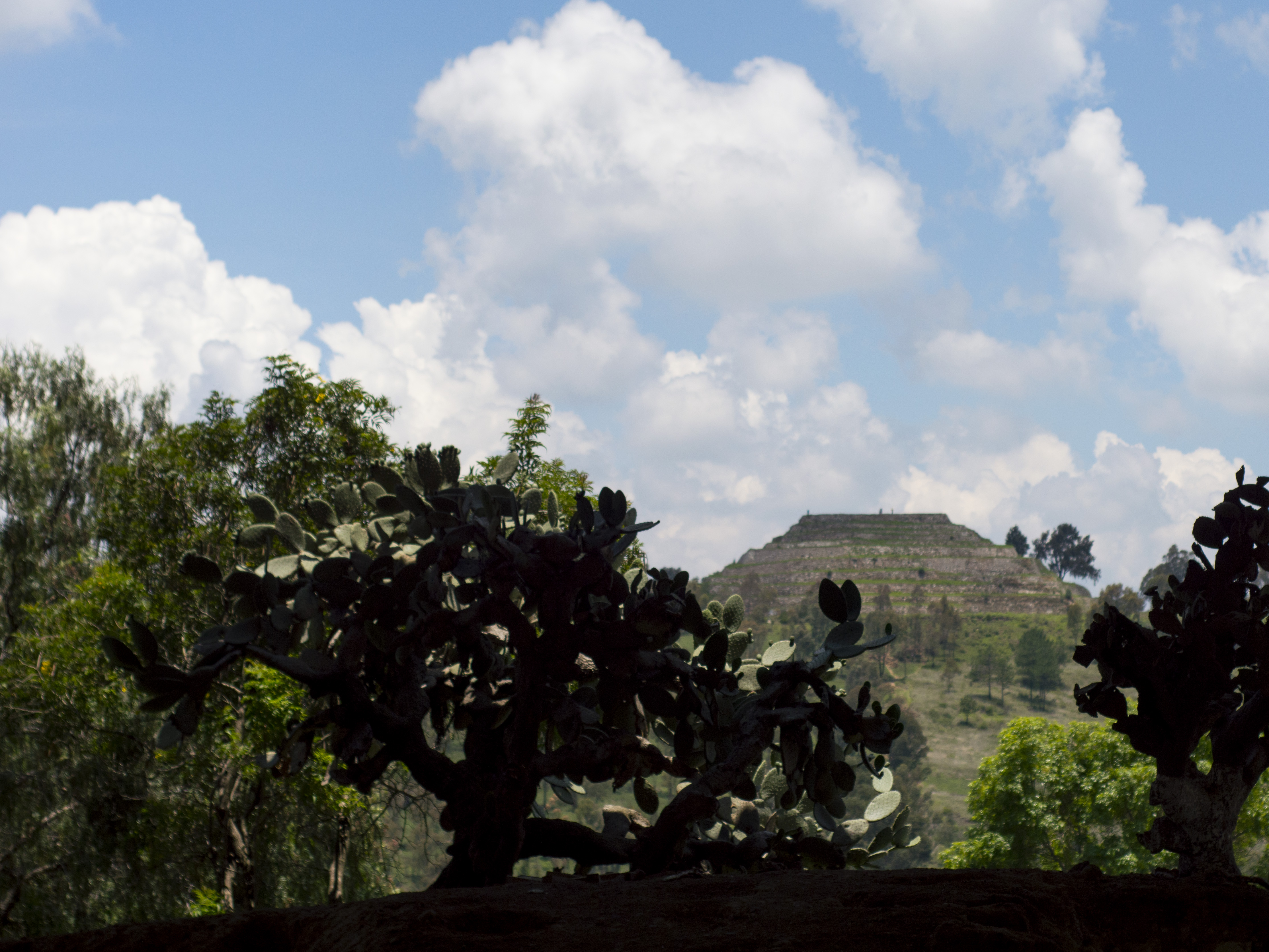
Xochitecatl
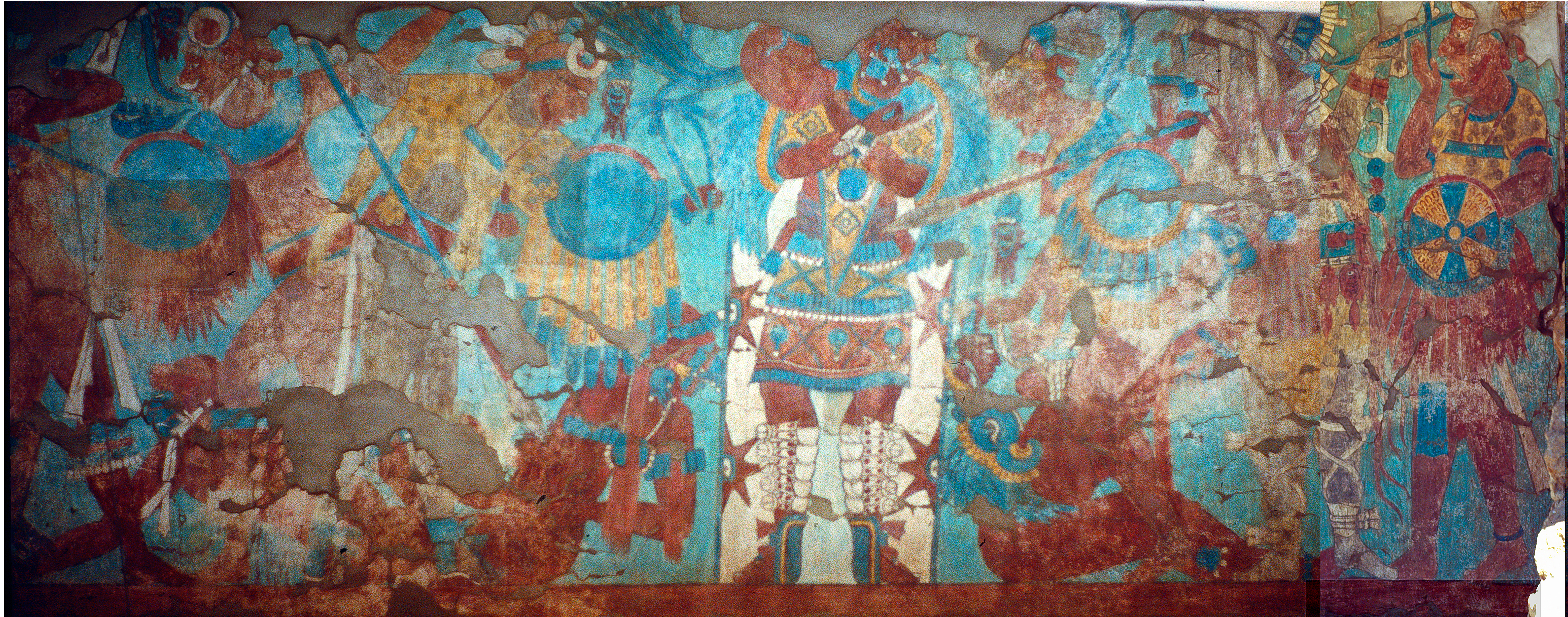
Cacaxtla
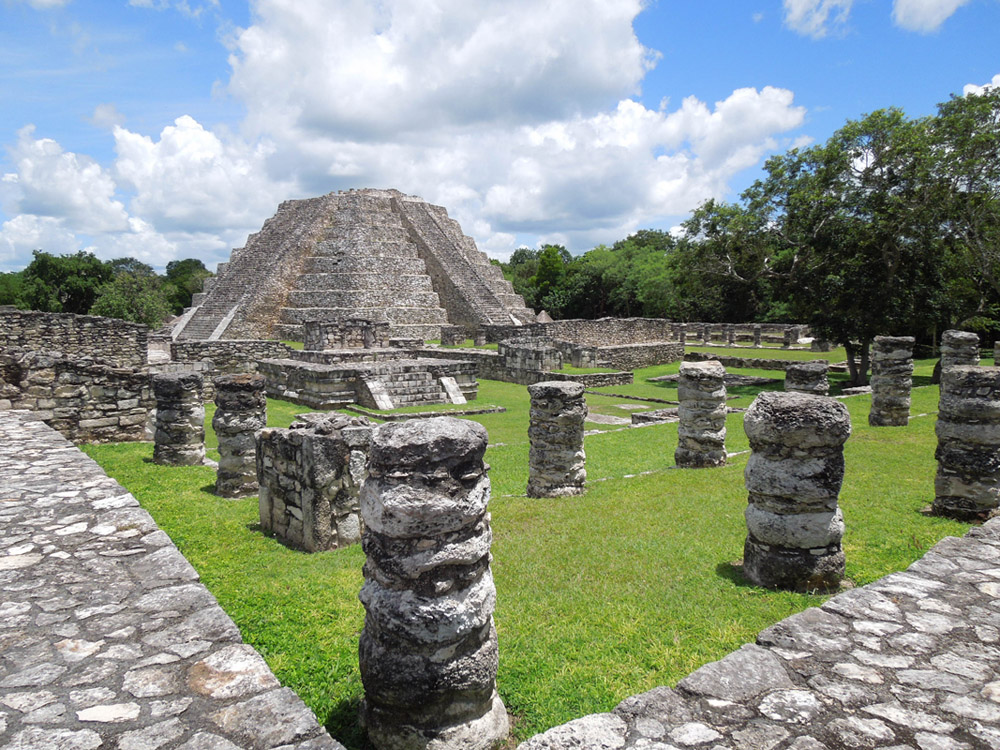
Mayapán
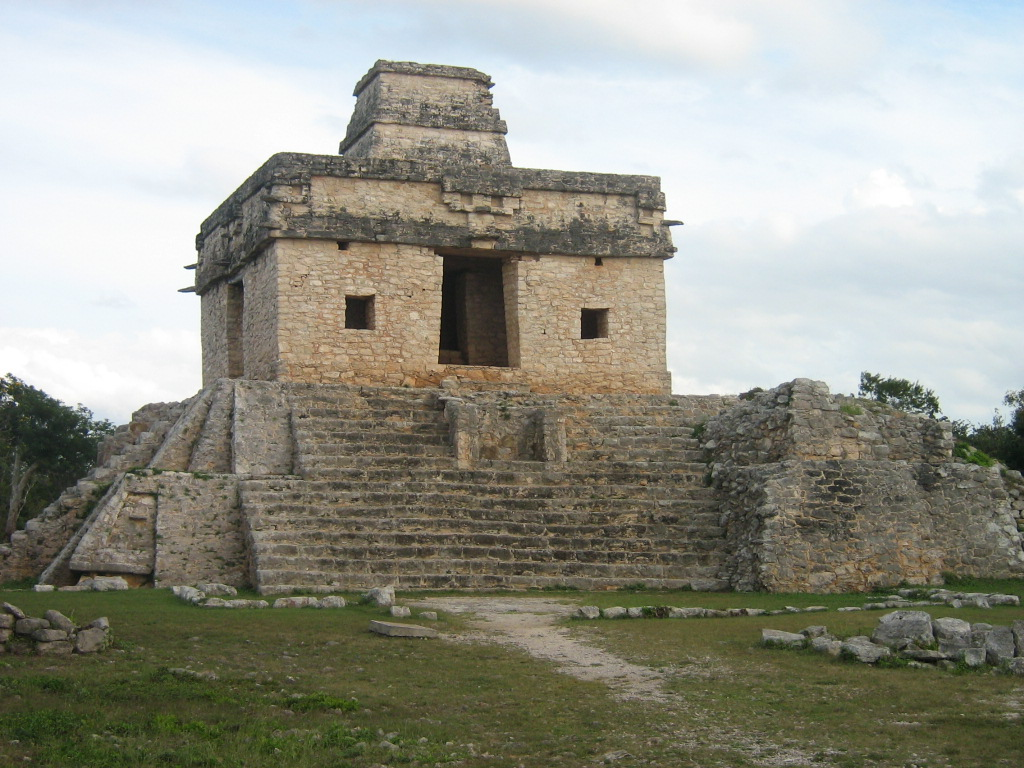
Dzibilchaltún
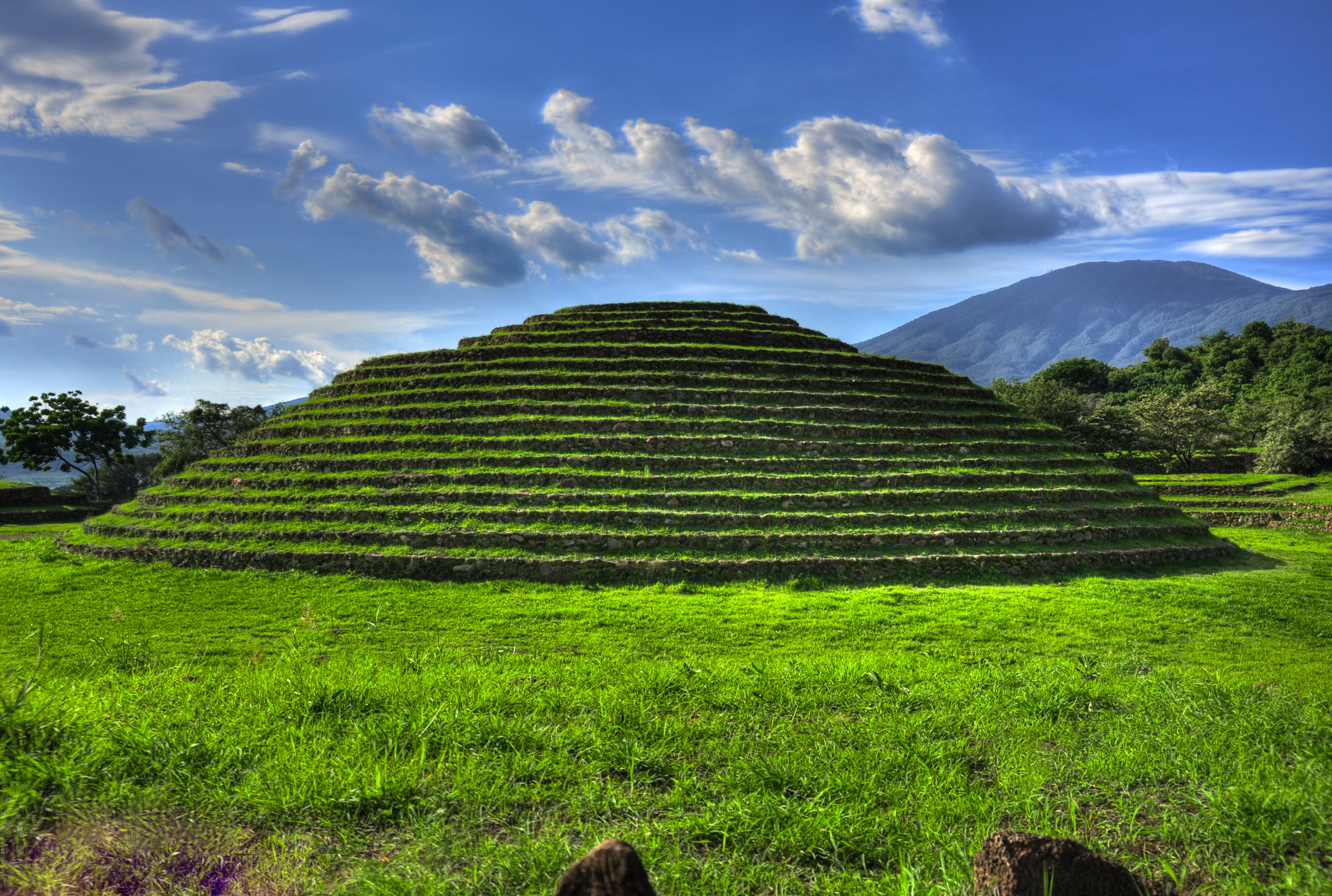
Guachimontones
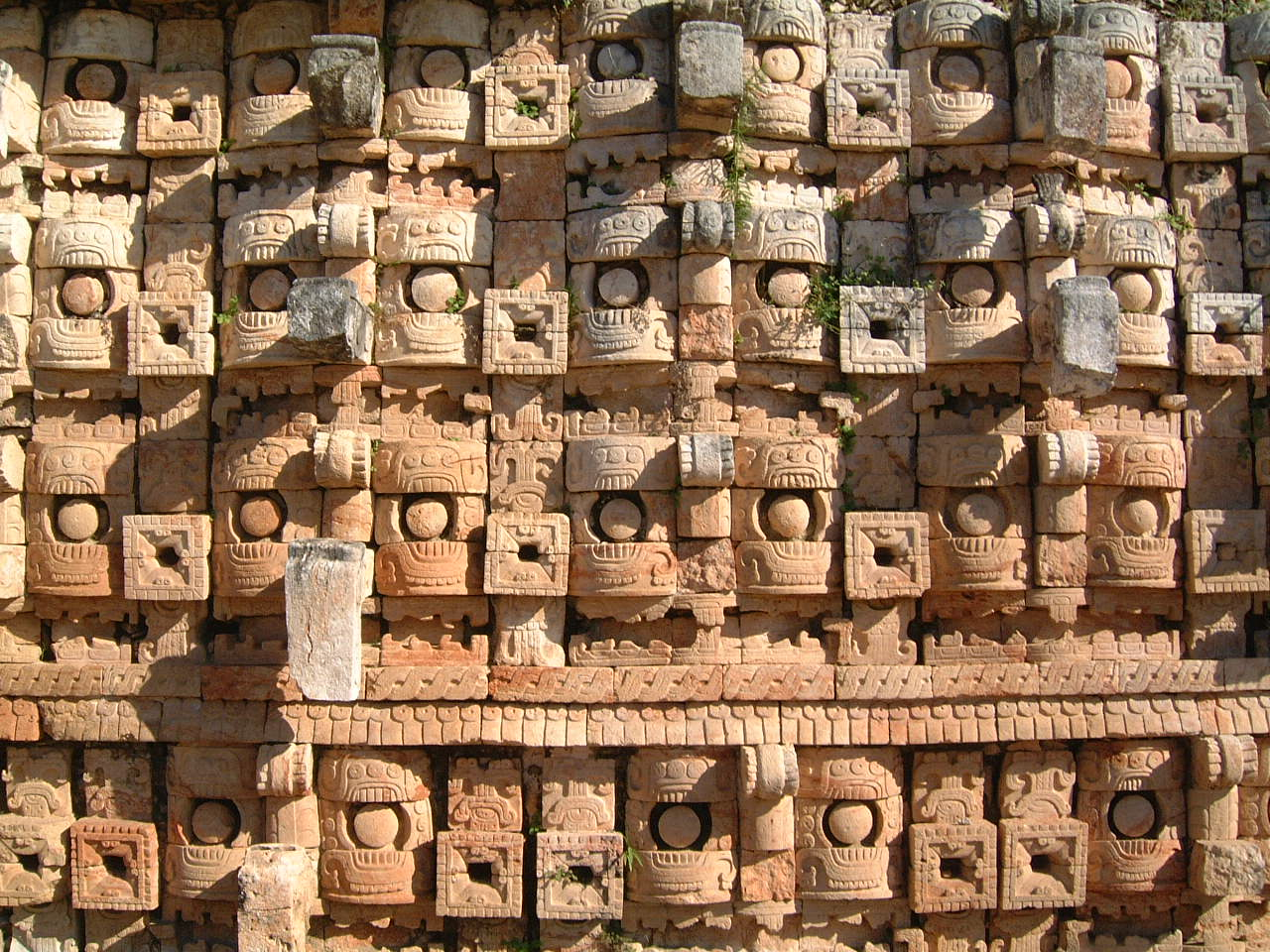
Kabáh
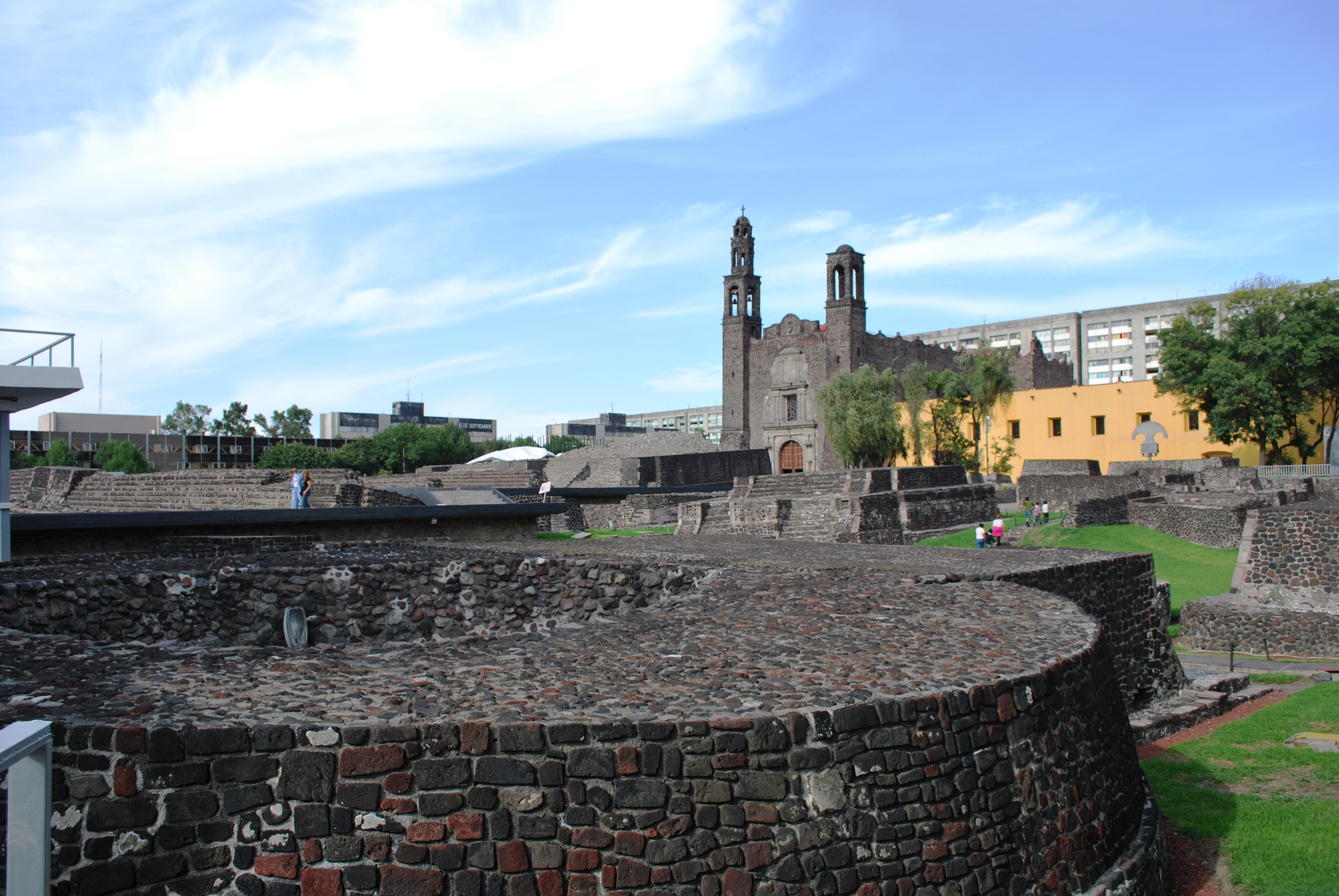
Tlatelolco
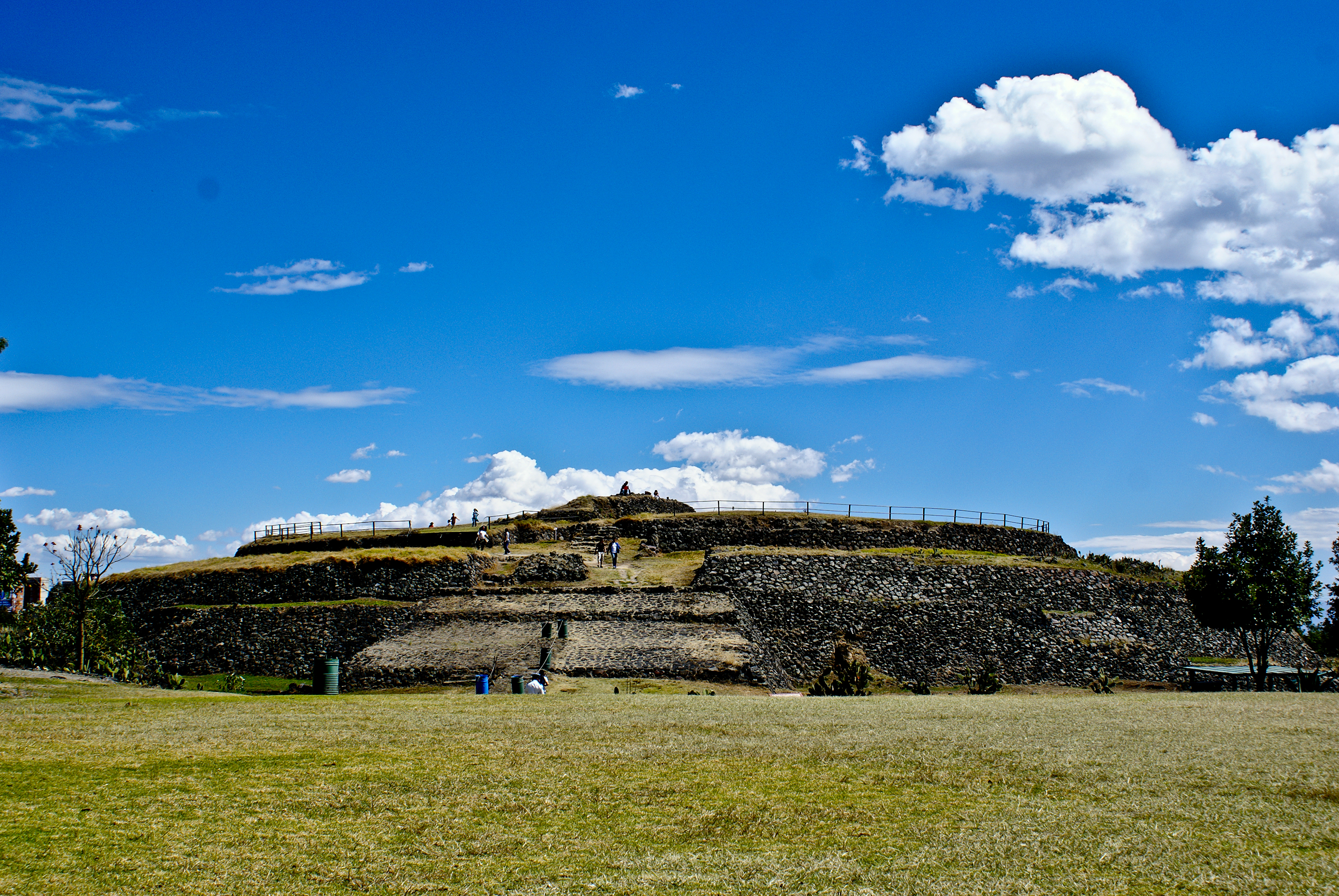
Cuicuilco
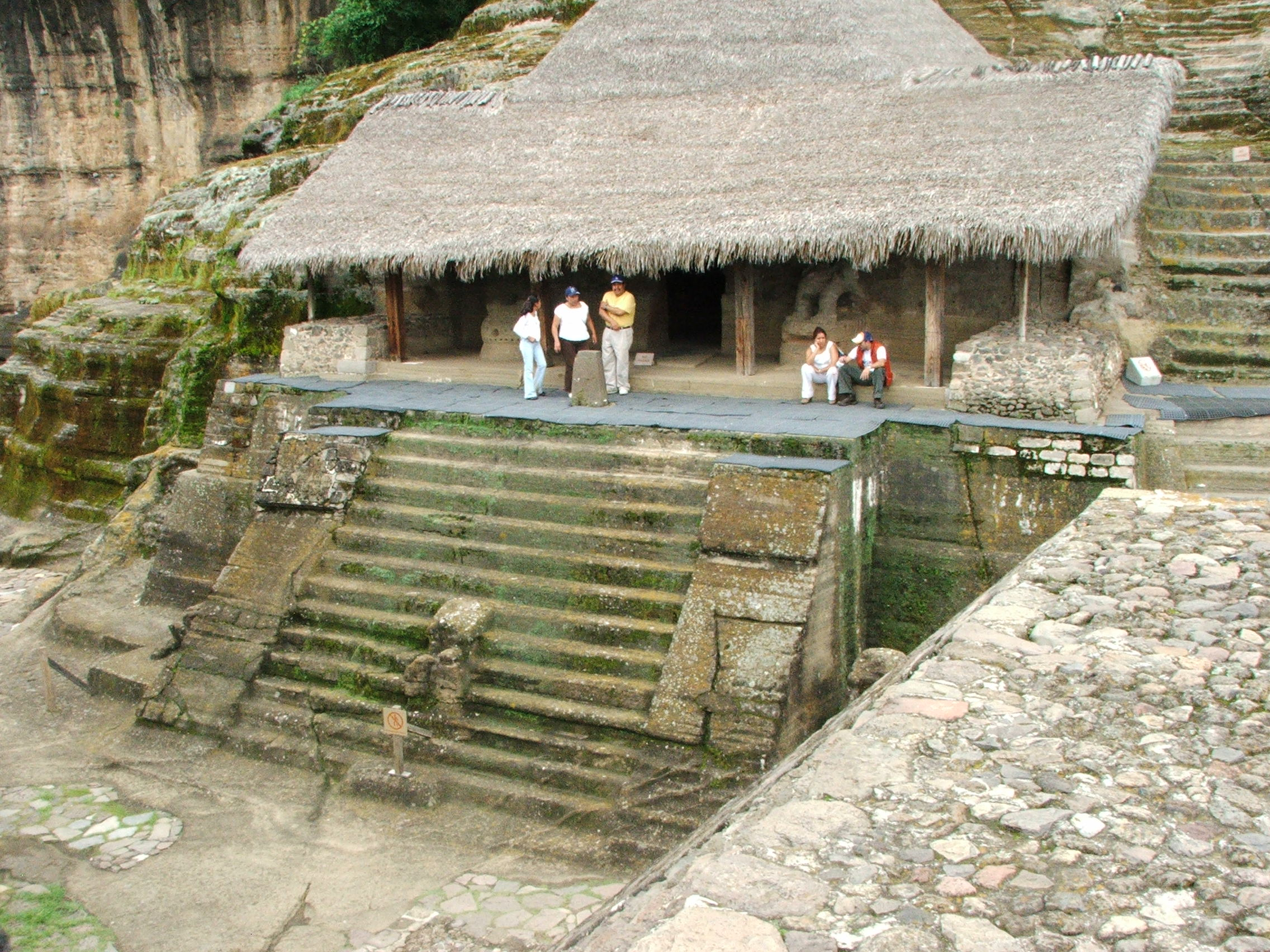
Malinalco
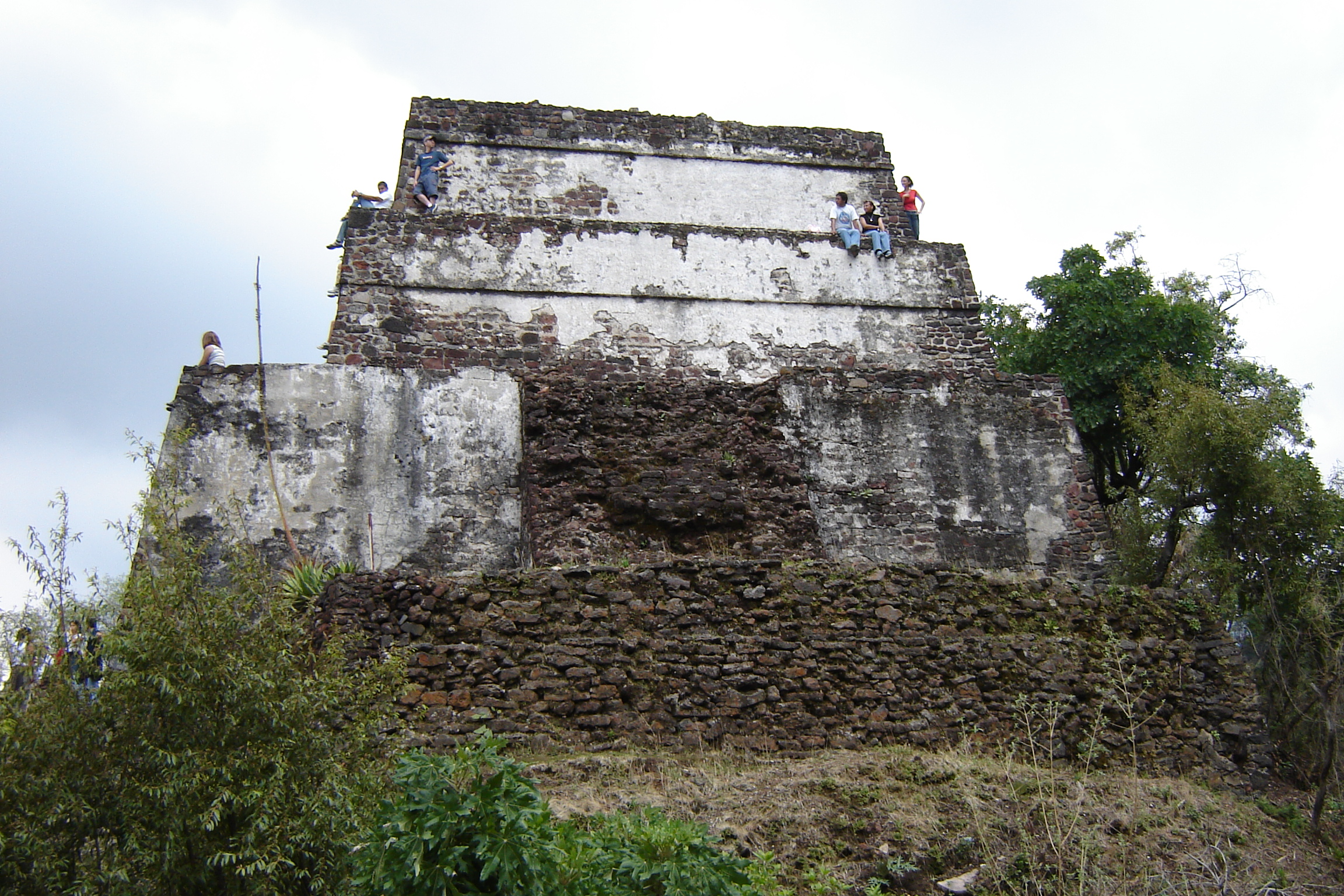
El Tepozteco
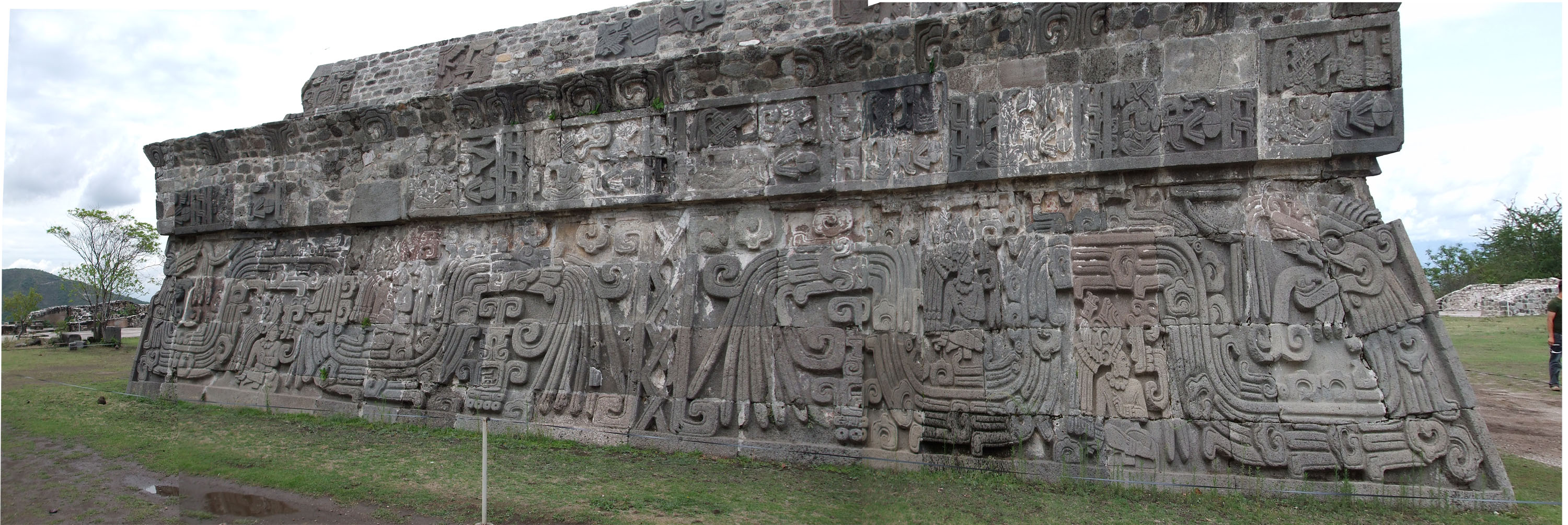
Xochicalco
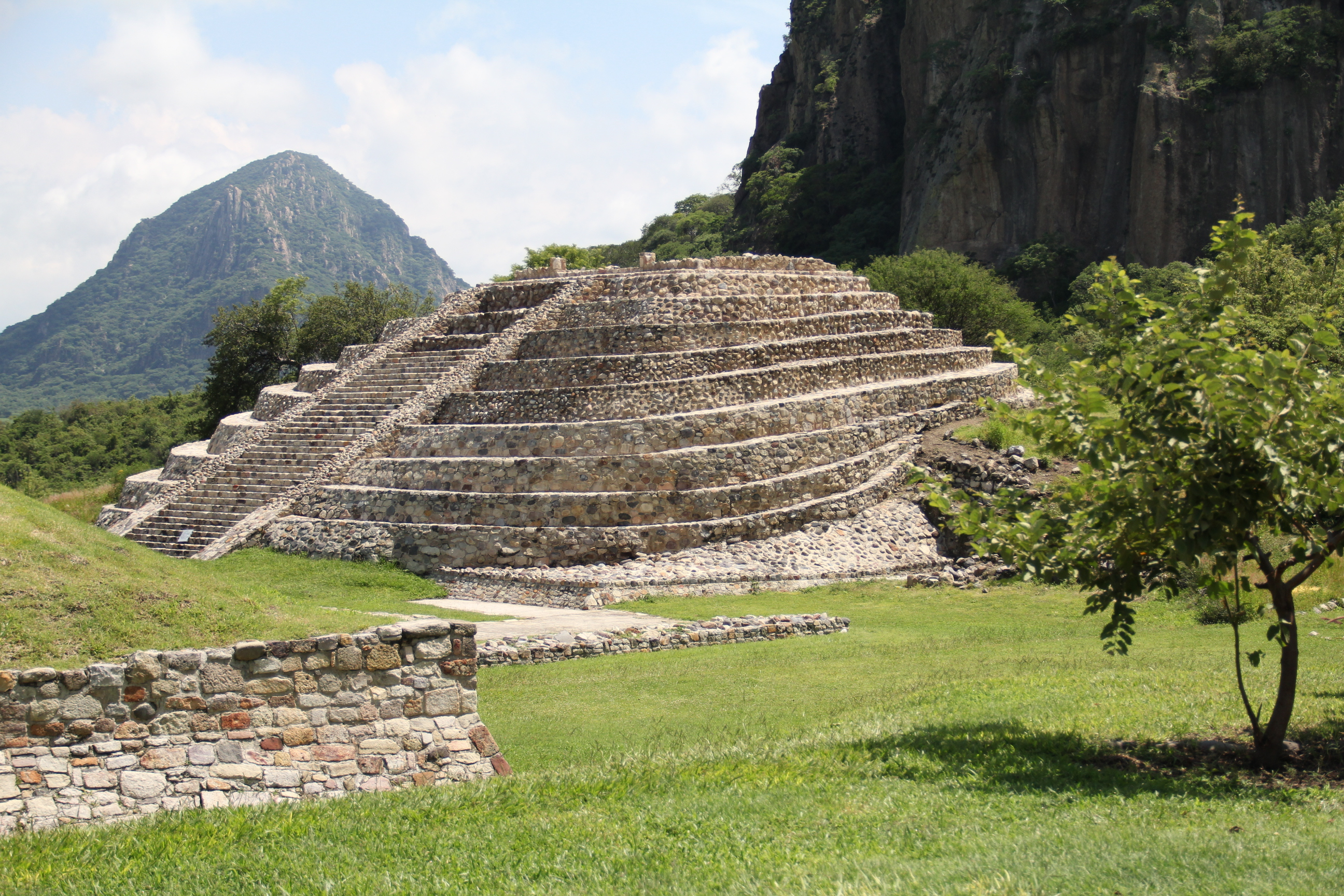
Chalcatzingo
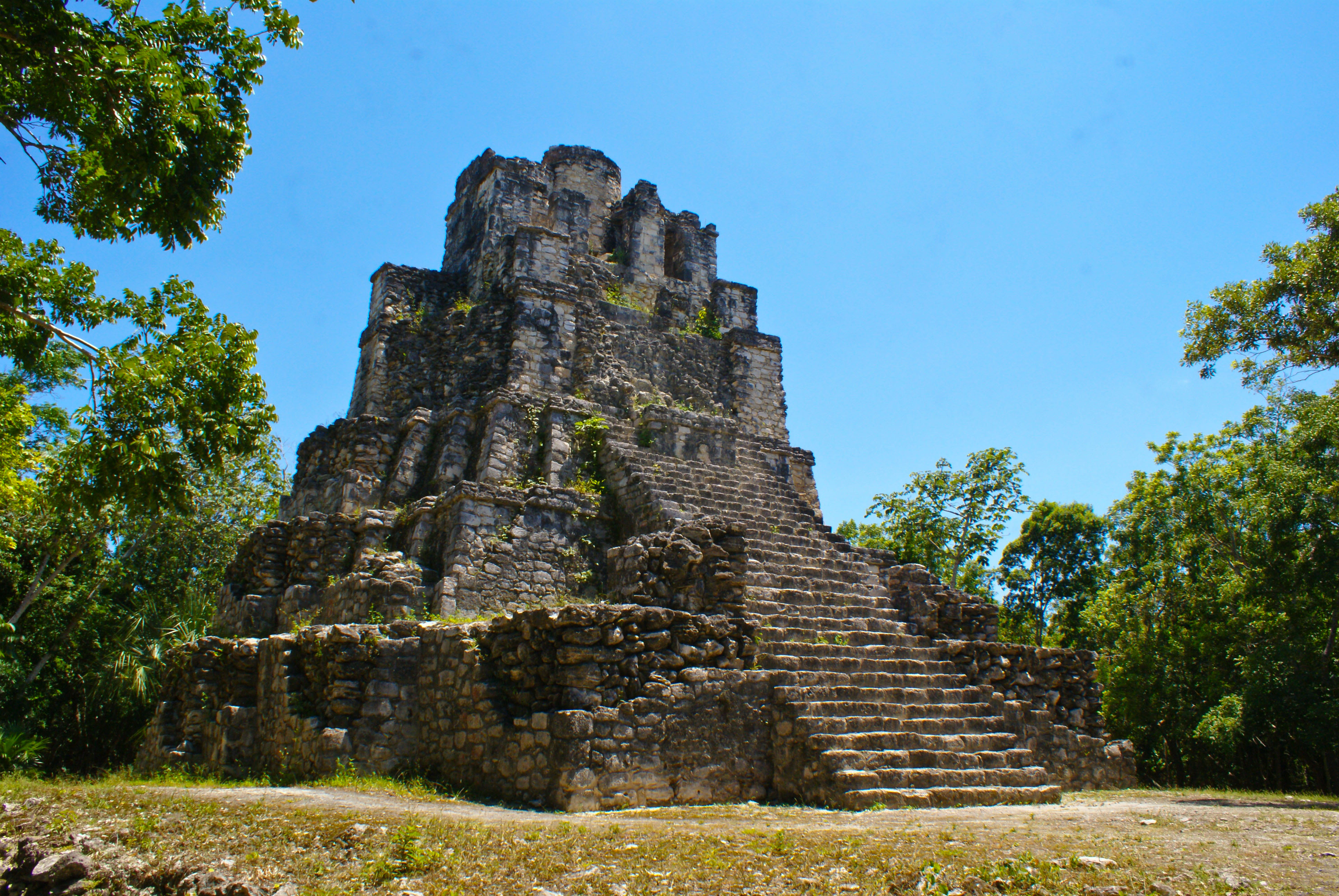
Muyil
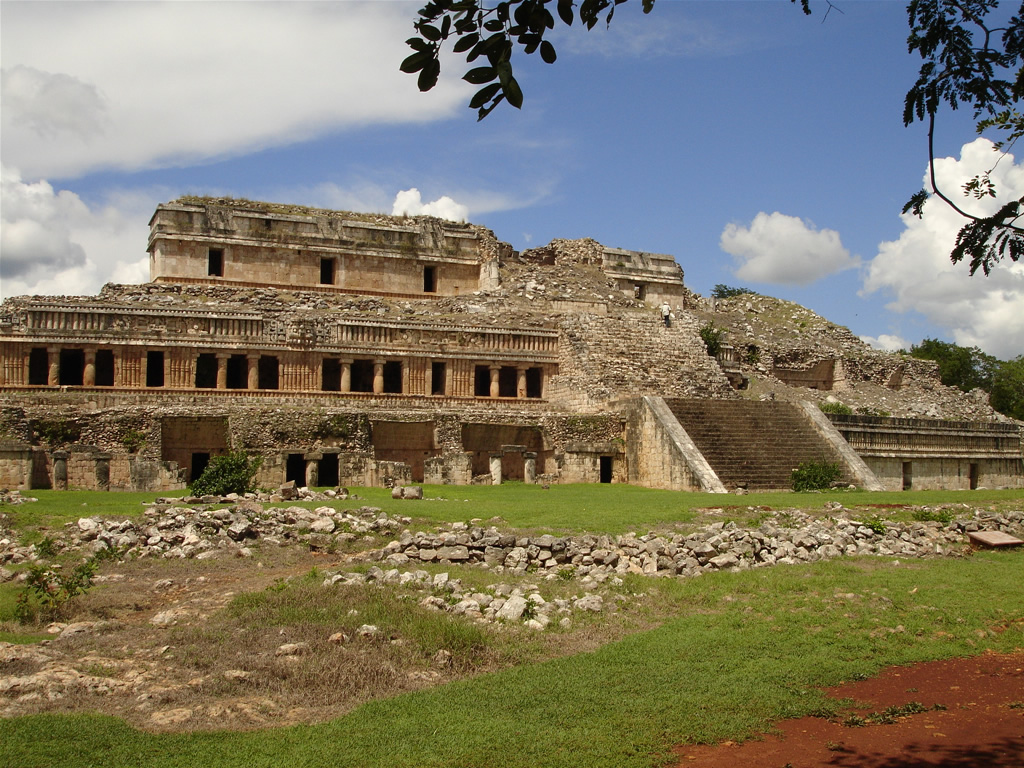
Sayil
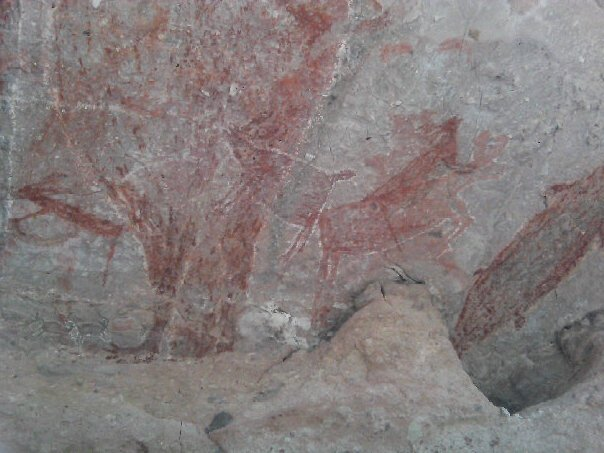
Pinturas rupestres de la Sierra de San Francisco
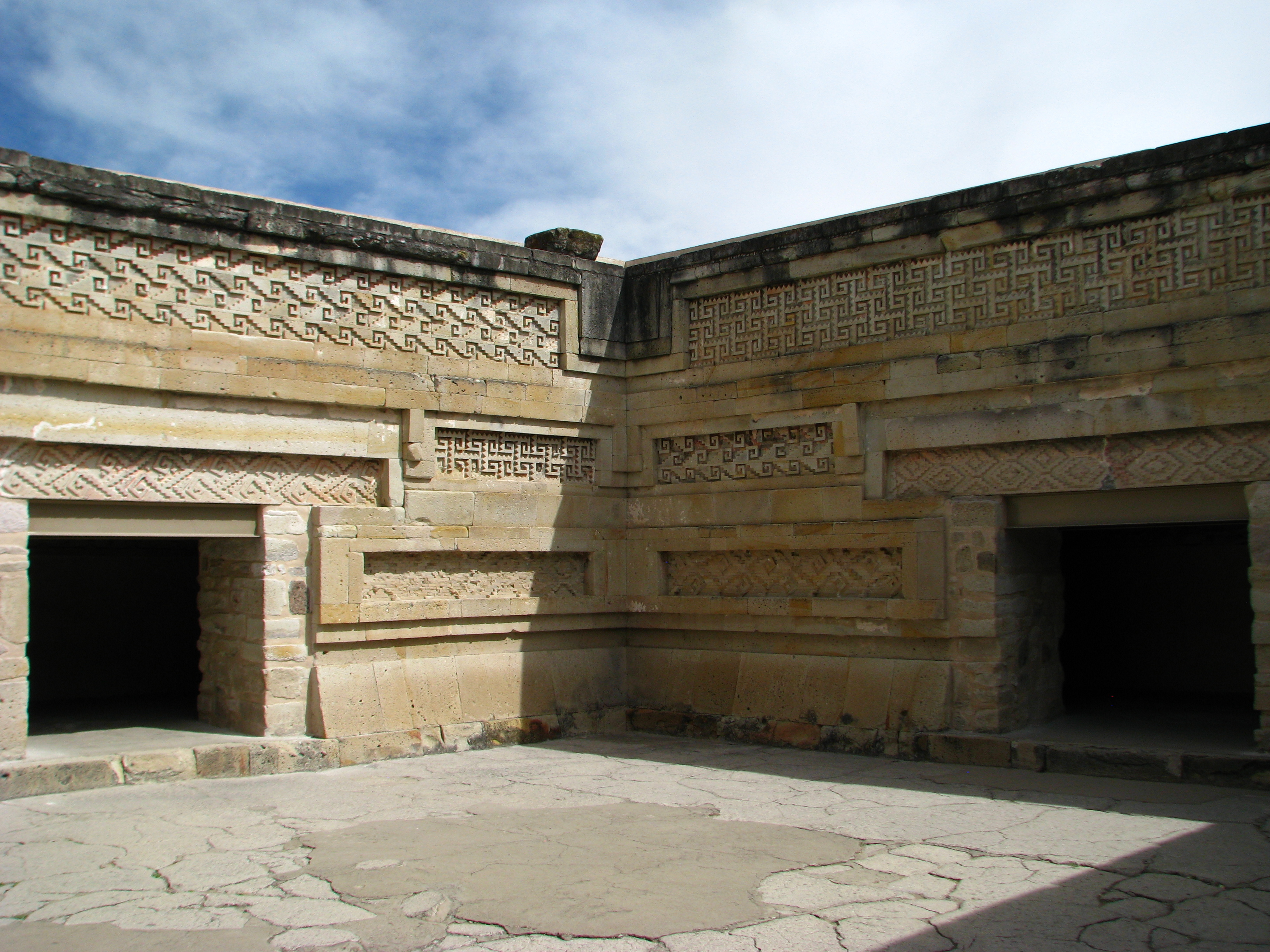
Mitla
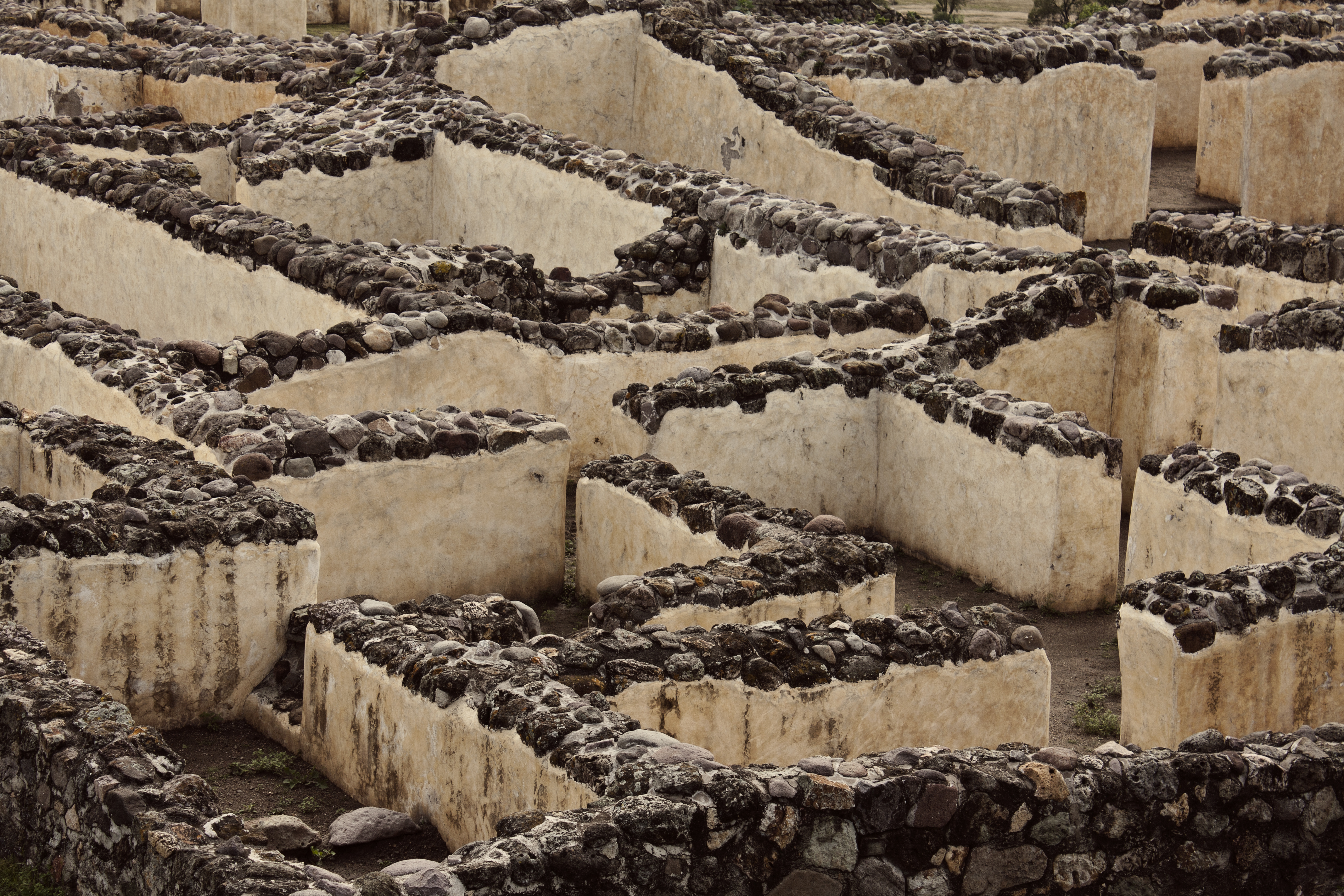
Yagul
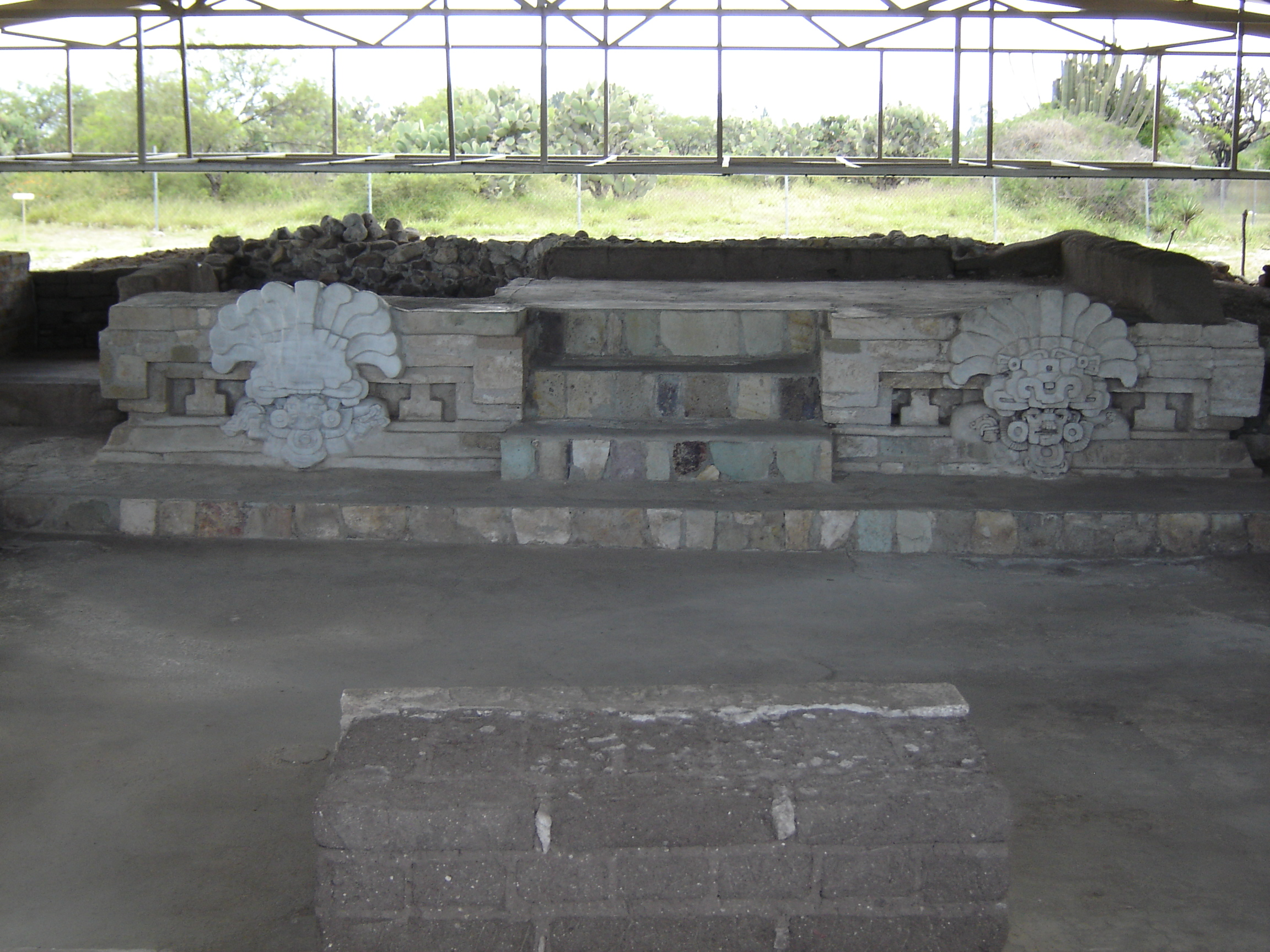
Lambityeco
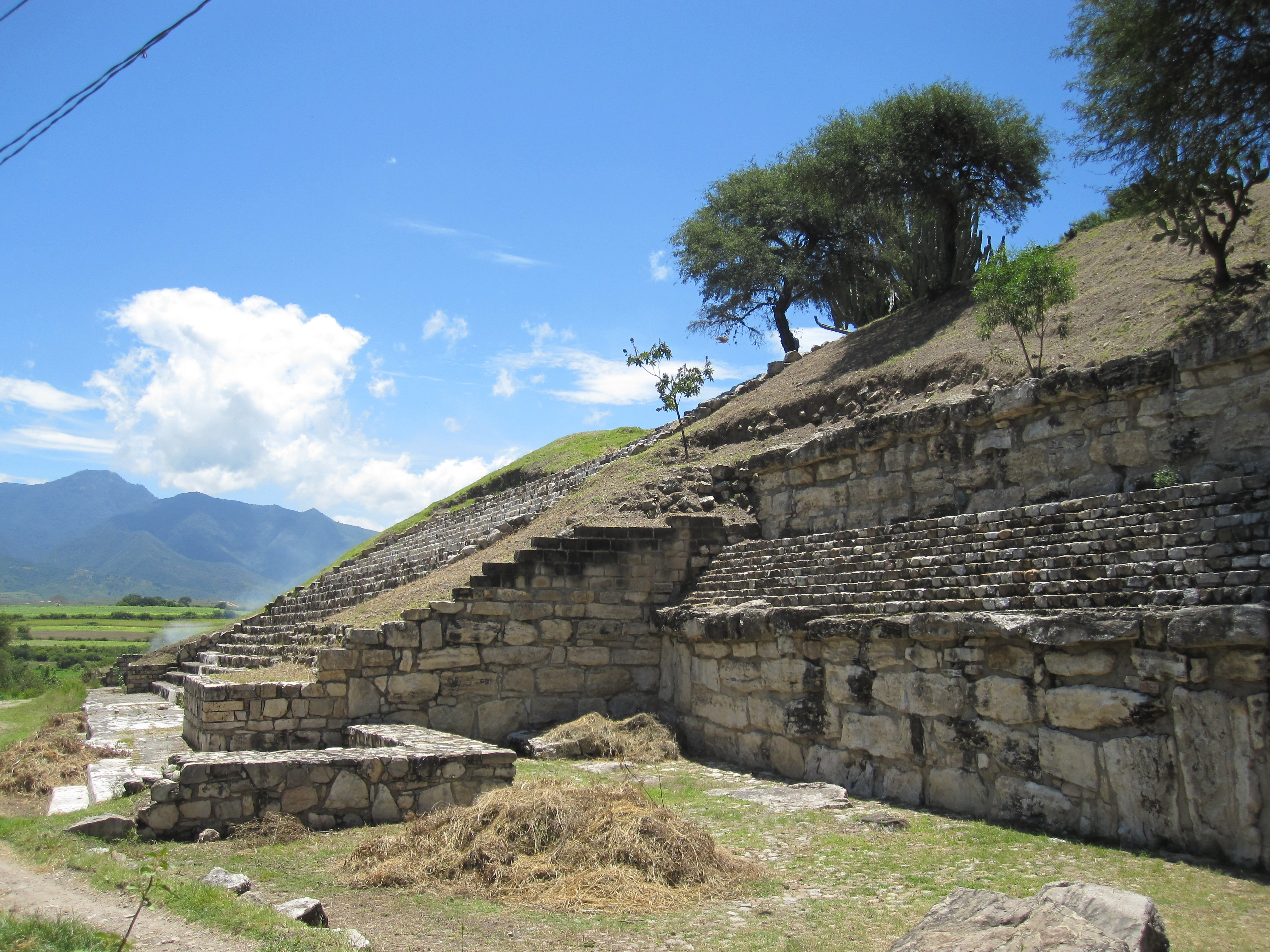
San José Mogote
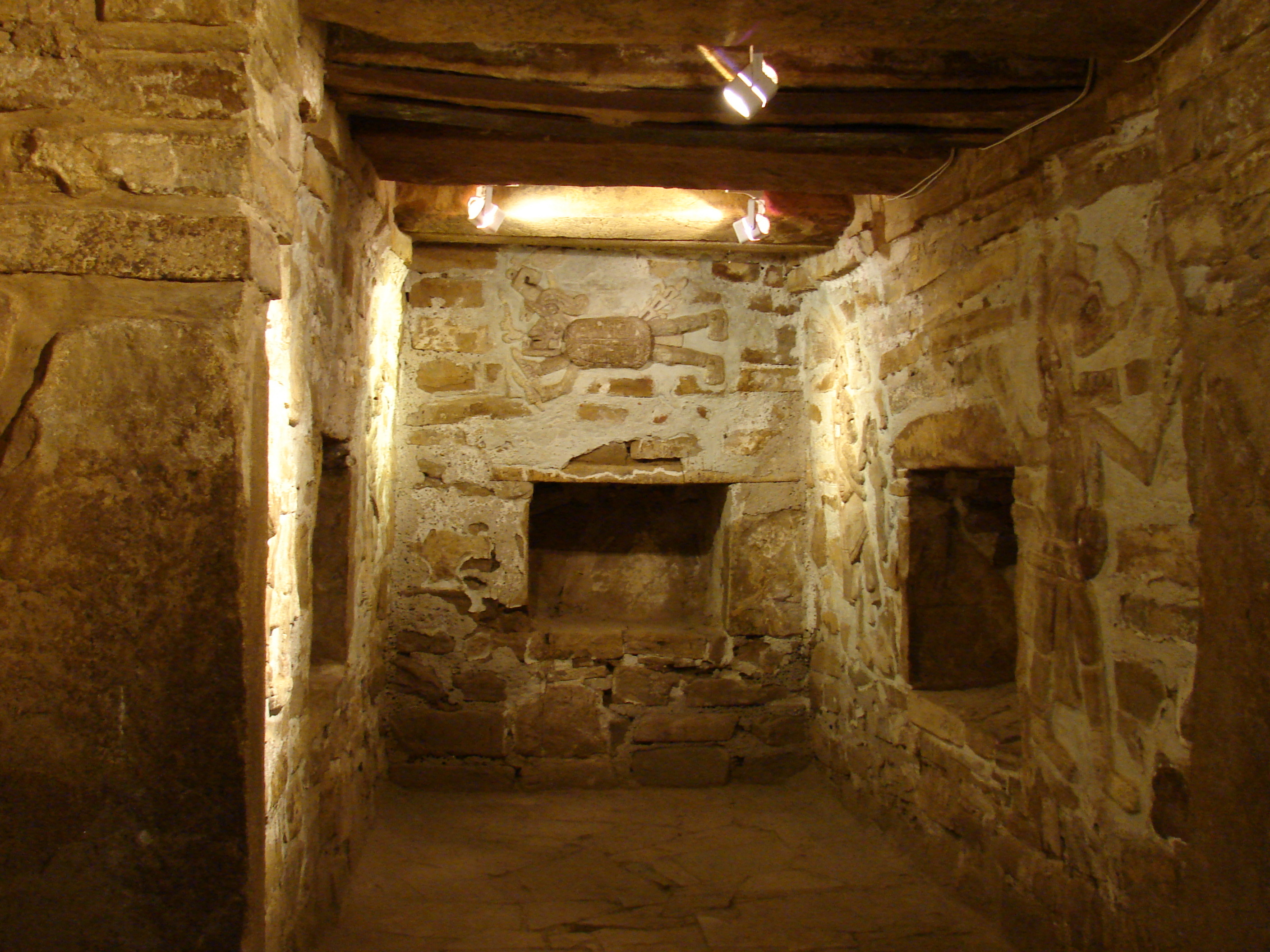
Zaachila
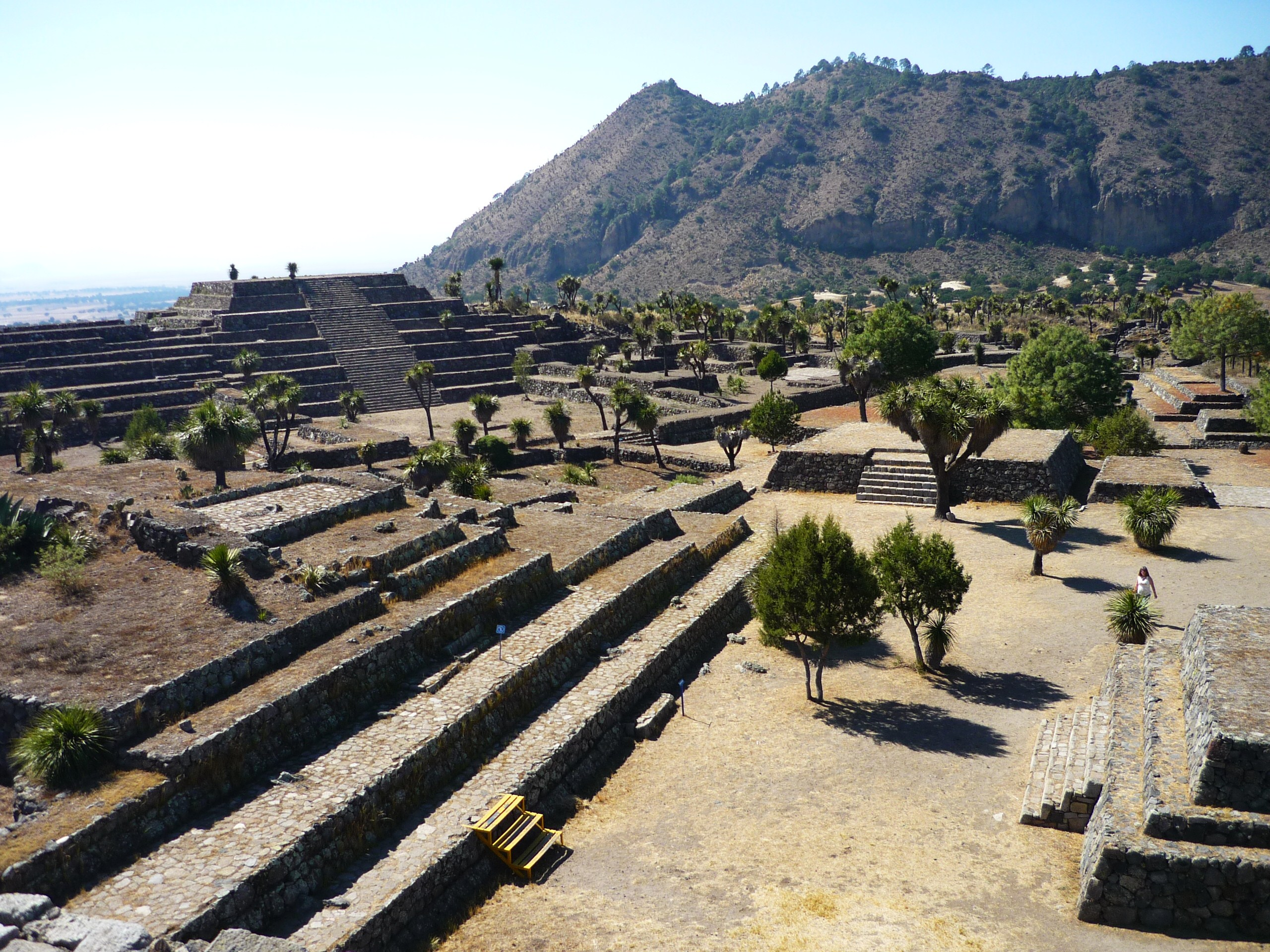
Cantona
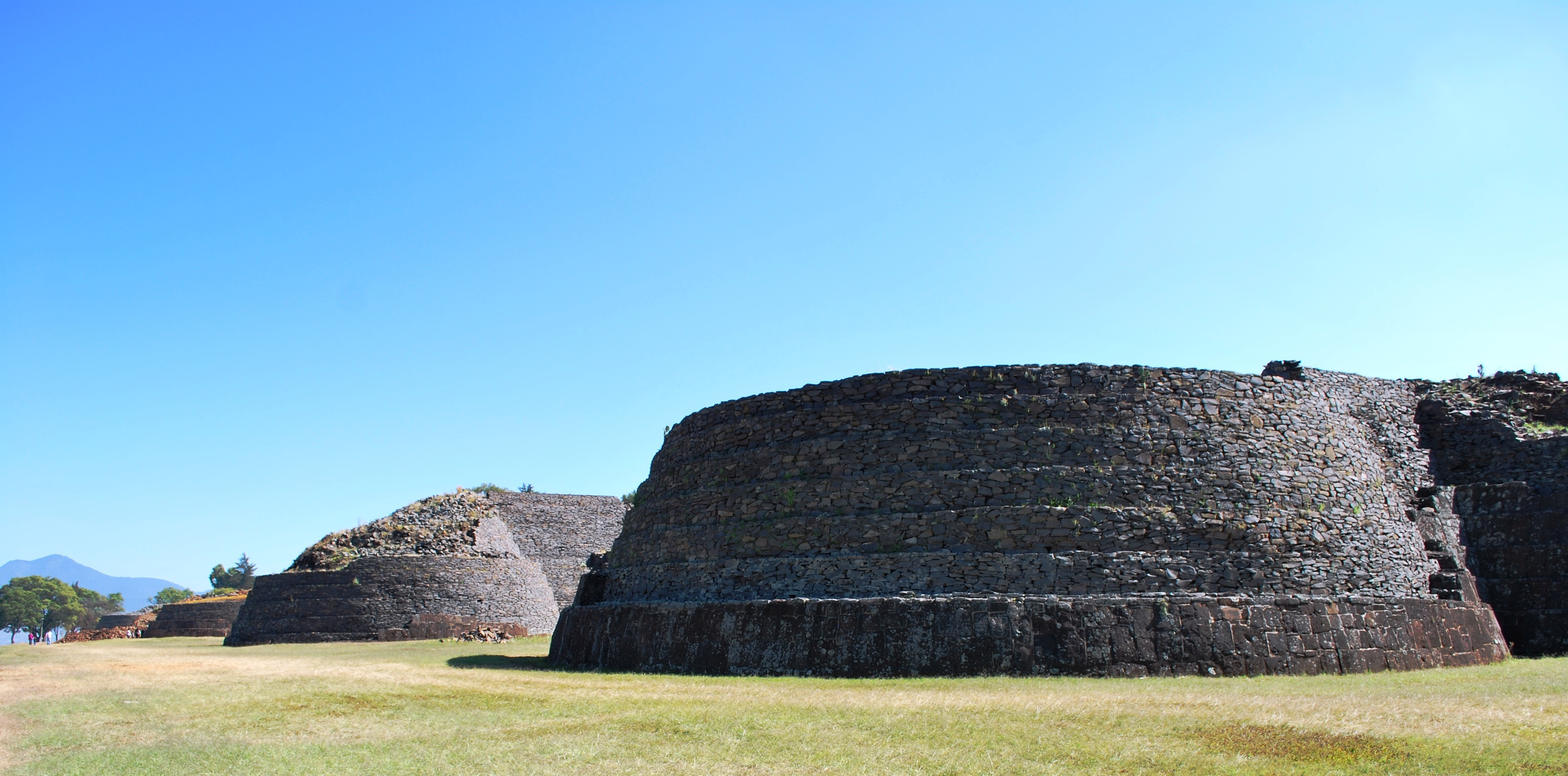
Tzintzuntzan
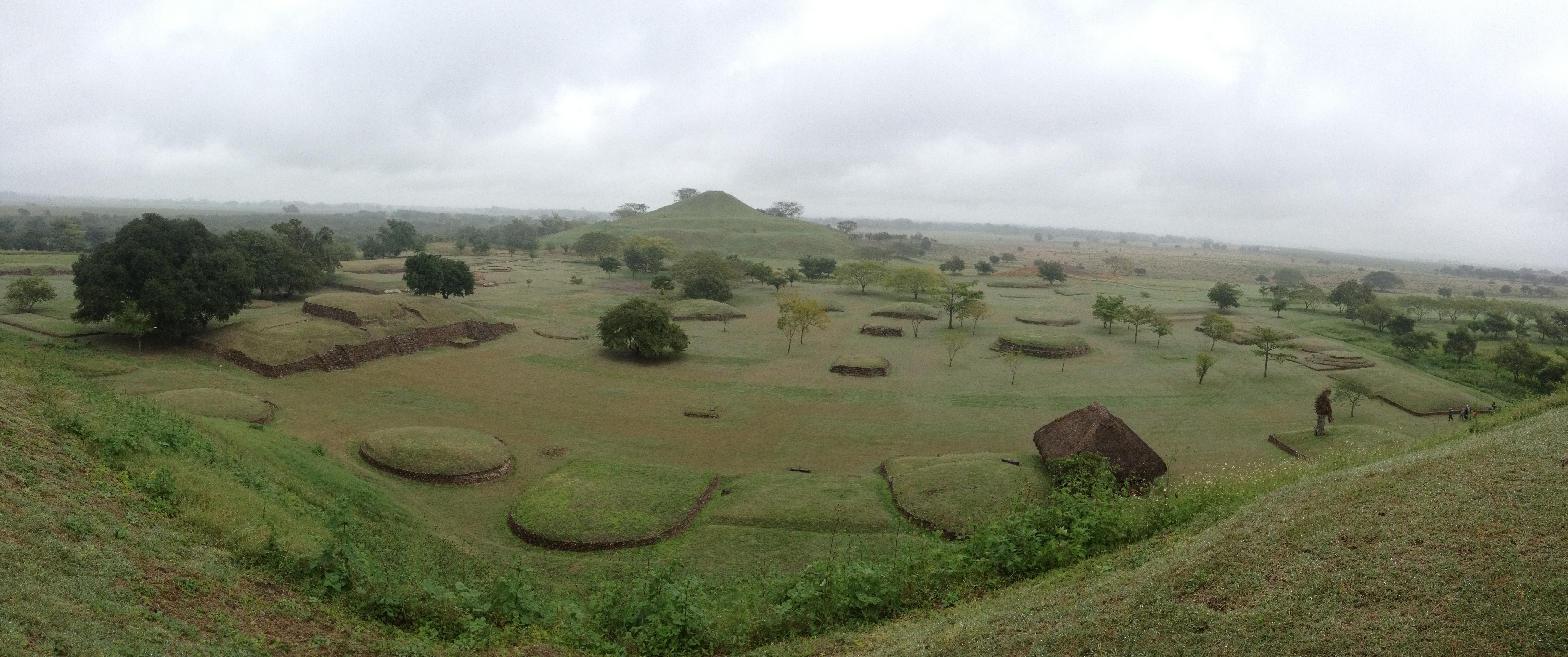
Tamtoc
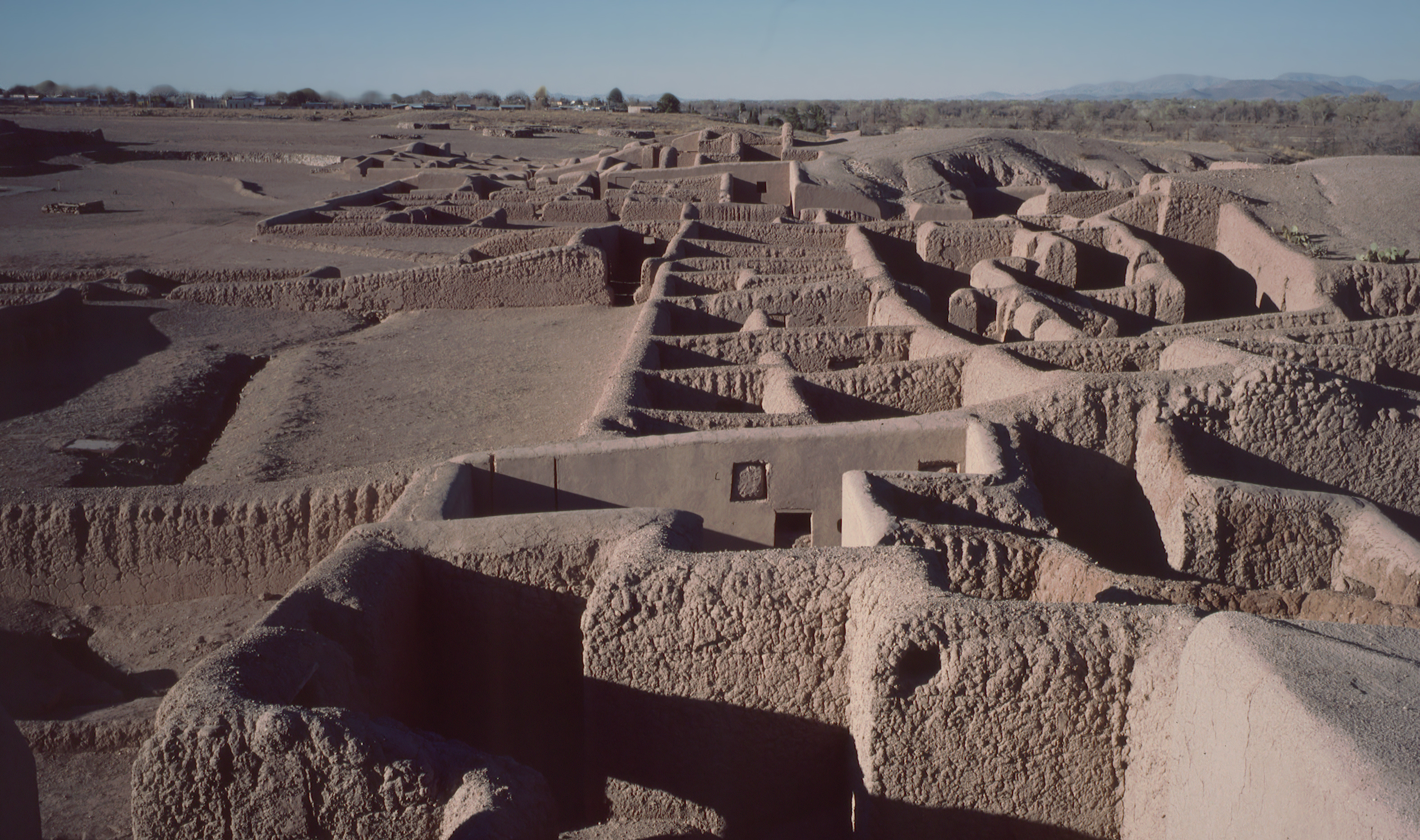
Paquimé
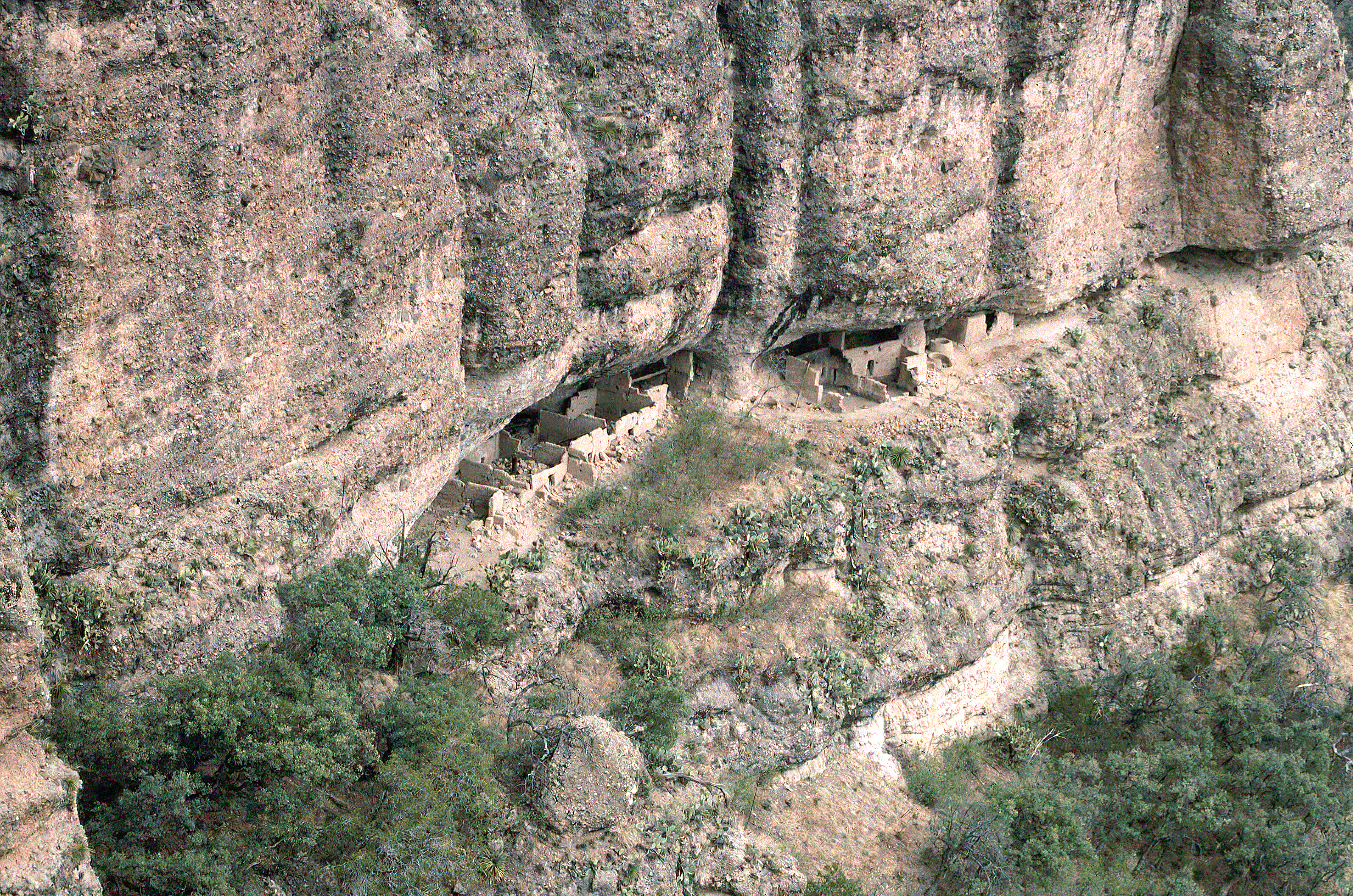
Huápoca
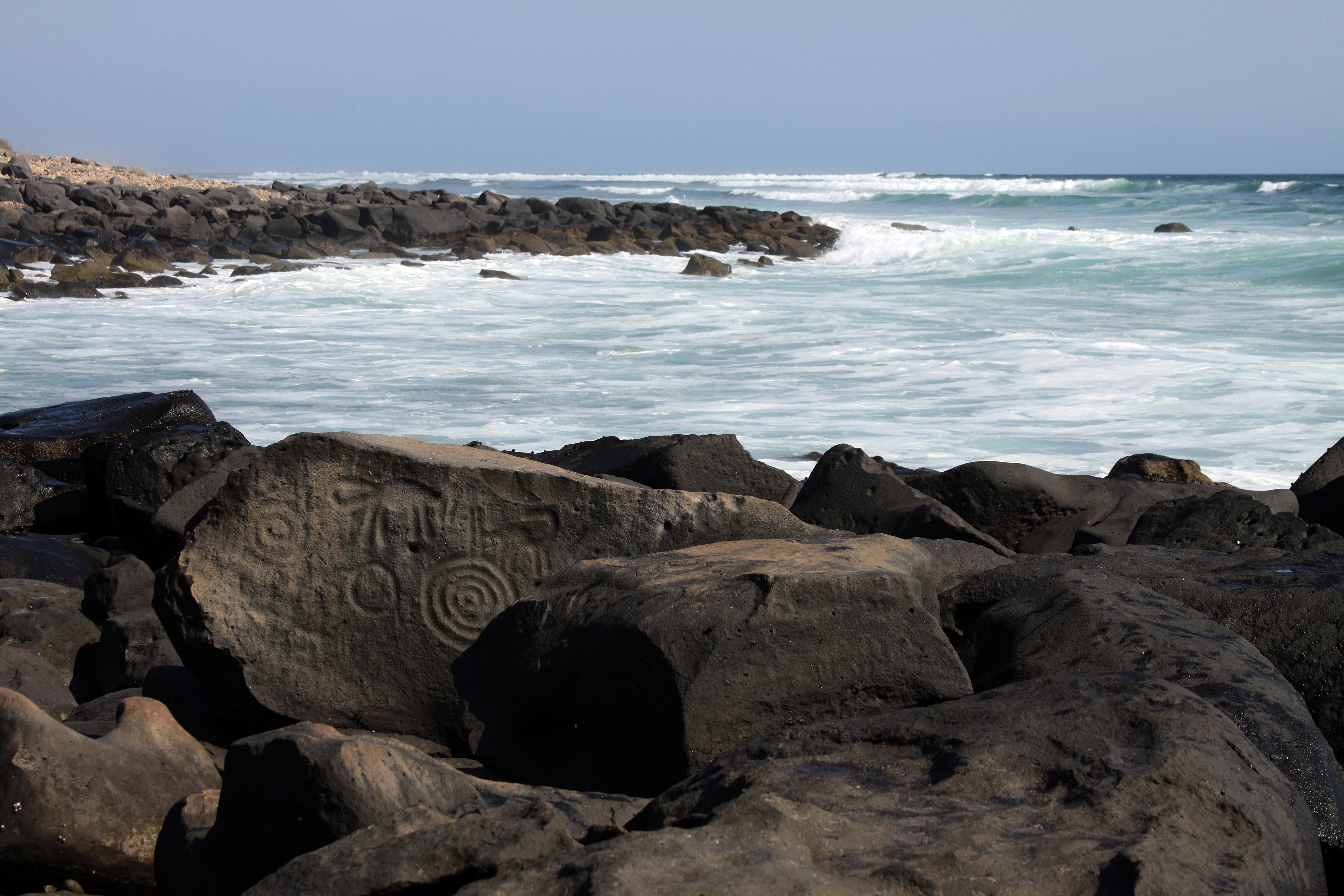
Las Labradas

#### Monumentos históricos
La ley mexicana considera monumentos históricos aquellos construidos entre los siglos XVI y XIX, es decir, desde la llegada de los españoles hasta el siglo antepasado. Tanto las zonas arqueológicas como los monumentos históricos son considerados como patrimonio de la nación mexicana, y son custodiados por el INAH y el Instituto Nacional de Bellas Artes (INBA). Forman parte del complejo de monumentos históricos los núcleos originales de varias poblaciones importantes del país, como Ciudad de México, Guanajuato, Puebla de Zaragoza, Oaxaca de Juárez y San Francisco de Campeche, todas ellas reconocidas además como Patrimonio Cultural de la Humanidad por la Unesco. Además de estos grandes aglomerados, existen numerosas construcciones dispersas por todo el país que forman parte del catálogo del INAH.

### Festividades
| Fecha                      | Nombre                                                                                     | Notas                                                                                         |
| -------------------------- | ------------------------------------------------------------------------------------------ | --------------------------------------------------------------------------------------------- |
| 1 de enero                 | Año Nuevo                                                                                  |                                                                                               |
| 5 de febrero               | Aniversario de la promulgación de la Constitución Política de los Estados Unidos Mexicanos | Cambiado al primer lunes disponible.                                                          |
| 19 de febrero              | Día del Ejército                                                                           | Festeja al Ejército Mexicano.                                                                 |
| 24 de febrero              | Día de la Bandera                                                                          |                                                                                               |
| 18 de marzo                | Día de la Expropiación Petrolera                                                           | Festeja la Expropiación petrolera realizada por el presidente Lázaro Cárdenas del Río en 1938 |
| 21 de marzo                | Natalicio de Benito Juárez                                                                 | Cambiado al tercer lunes disponible.                                                          |
| Varía según posición Lunar | Semana Santa                                                                               | Se autorizan dos semanas de vacaciones; la segunda no es oficial en el ámbito laboral.        |
| 1 de mayo                  | Día del trabajo                                                                            |                                                                                               |
| 5 de mayo                  | Aniversario de la Batalla de Puebla                                                        | Celebración del triunfo mexicano sobre Francia.                                               |
| 10 de mayo                 | Día de las madres                                                                          | Las escuelas suspenden clases; laboralmente no es día oficial.                                |
| 15 de mayo                 | Día del maestro                                                                            | Hay descanso para los docentes del país; laboralmente no es día oficial.                      |
| 23 de mayo                 | Día del estudiante                                                                         | Las escuelas suspenden clases u organizan eventos.                                            |
| 1 de junio                 | Día de la Marina                                                                           |                                                                                               |
| Tercer domingo de junio    | Día del Padre                                                                              | No es fiesta oficial.                                                                         |
| 15 de septiembre           | Aniversario del Grito de Dolores                                                           |                                                                                               |
| 16 de septiembre           | Aniversario del inicio de la Independencia de México                                       |                                                                                               |
| 1 de octubre               | Transmisión del Poder Ejecutivo Federal                                                    | Solo disponible cada seis años, en correspondencia con el año de la elección presidencial.    |
| 2 de noviembre             | Día de Muertos                                                                             | No es fiesta oficial, no obstante suele haber suspensión de clases.                           |
| 20 de noviembre            | Aniversario del inicio de la Revolución Mexicana                                           | Cambiado al tercer lunes del mes.                                                             |
| 12 de diciembre            | Día de la Virgen de Guadalupe                                                              | No es fiesta oficial.                                                                         |
| 25 de diciembre            | Navidad                                                                                    |                                                                                               |

|  | Días feriados oficiales para centros de trabajo y escolares; por ende de descanso obligatorio, y en su caso pago extra. |

## Deporte
El deporte en México se enmarca principalmente en cinco características distintivas: la práctica masiva en forma lúdica de deportes de conjunto, especialmente fútbol y baloncesto; la inclusión de la educación física en los planes de estudio de todos los niveles; una cultura de activación física aun en vías de desarrollo frente a problemas de salud pública; la preponderante presencia del fútbol en la mayor parte del país, en términos de simpatizantes, infraestructura, impacto económico de todo tipo, profesionalización y deporte formativo; y el poco impacto de sistemas públicos o privados que generen deportistas de alto rendimiento (que limita la presencia del país como potencia regional o mundial en la mayoría de las disciplinas).
El deporte más extendido y popular es el fútbol, tanto en su difusión, como en su práctica de conjunto; este goza de gran aceptación y popularidad en todo el país. Sin embargo, en el noroeste del territorio nacional tienen mayor presencia el baloncesto (comúnmente llamado basquetbol en México), el béisbol y el softbol, estos dos últimos también con muy buena aceptación en el sur del país. Es precisamente el béisbol el que ocupa el segundo lugar en número de aficionados; le sigue el boxeo, en el cual México destaca como potencia mundial; la lucha libre y el taekwondo completan la lista de deportes más seguidos.
En términos de ejercer la disciplina deportiva, se debe distinguir entre el deporte organizado (de alta competencia y federado) y el deporte aficionado (primordialmente individual y con fines de cultura física). En el primer caso, el segundo deporte (después del fútbol) más practicado a nivel nacional es el taekwondo, siguiéndole baloncesto y béisbol. Para el segundo caso, las disciplinas de acondicionamiento físico como caminata, correr, natación o aquellas vinculadas a los gimnasios son las más practicadas.

### Organización
En México la práctica deportiva está reconocida como un derecho humano protegido por el estado, esto en el artículo 4.º (párrafo XV) de la Constitución. El deporte organizado se encuentra regulado por la Ley General de Cultura Física y Deporte.
La institución encargada del fomento, administración y regulación, en materia de políticas públicas, vinculadas a la activación física de la población en general, y la regulación del deporte organizado, tanto aficionado, como profesional, es la Comisión Nacional de Cultura Física y Deporte (CONADE), adscrita a la Secretaría de Educación Pública.

### Deportes tradicionales

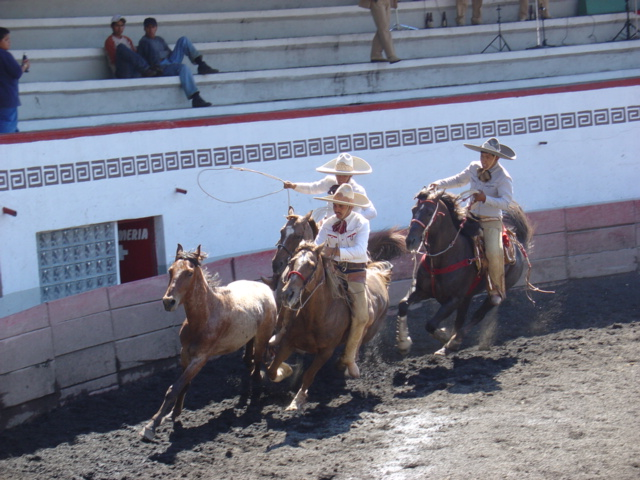
La charrería es considerado un deporte nacional en México.

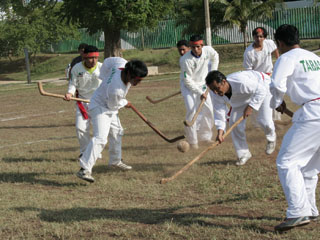
Juego de pelota purépecha en Michoacán.

Con frecuencia se le denomina a la charrería como el deporte nacional de los mexicanos. Este deporte es derivado de las faenas de los caporales en las haciendas ganaderas. Su origen data de la época colonial, y se atribuye al emperador Maximiliano I la creación del traje de charro en su forma definitiva.
Algunos deportes tienen un origen en las culturas prehispánicas de Mesoamérica. Tal es el caso de la pelota tarasca, la pelota purépecha, la pelota mixteca de Oaxaca y el ulama de Sinaloa, todos estos vinculados con el antiguo juego de pelota practicado por los pueblos mesoamericanos. Este juego de pelota dramatizaba el movimiento de los astros en el firmamento, y en teoría sus descendientes actuales también lo hacen; claro está que ahora los equipos vencidos no son sacrificados a los dioses.
En Chihuahua, los tarahumaras realizan carreras rituales llamadas rarajípara y ariweta. La primera es para varones, y es jugada en equipos que se relevan para completar un recorrido de varios kilómetros por la sierra pateando una pequeña pelota. La segunda es para mujeres, y ellas deben hacer el recorrido empujando un aro.

### Deportes profesionales

#### Fútbol

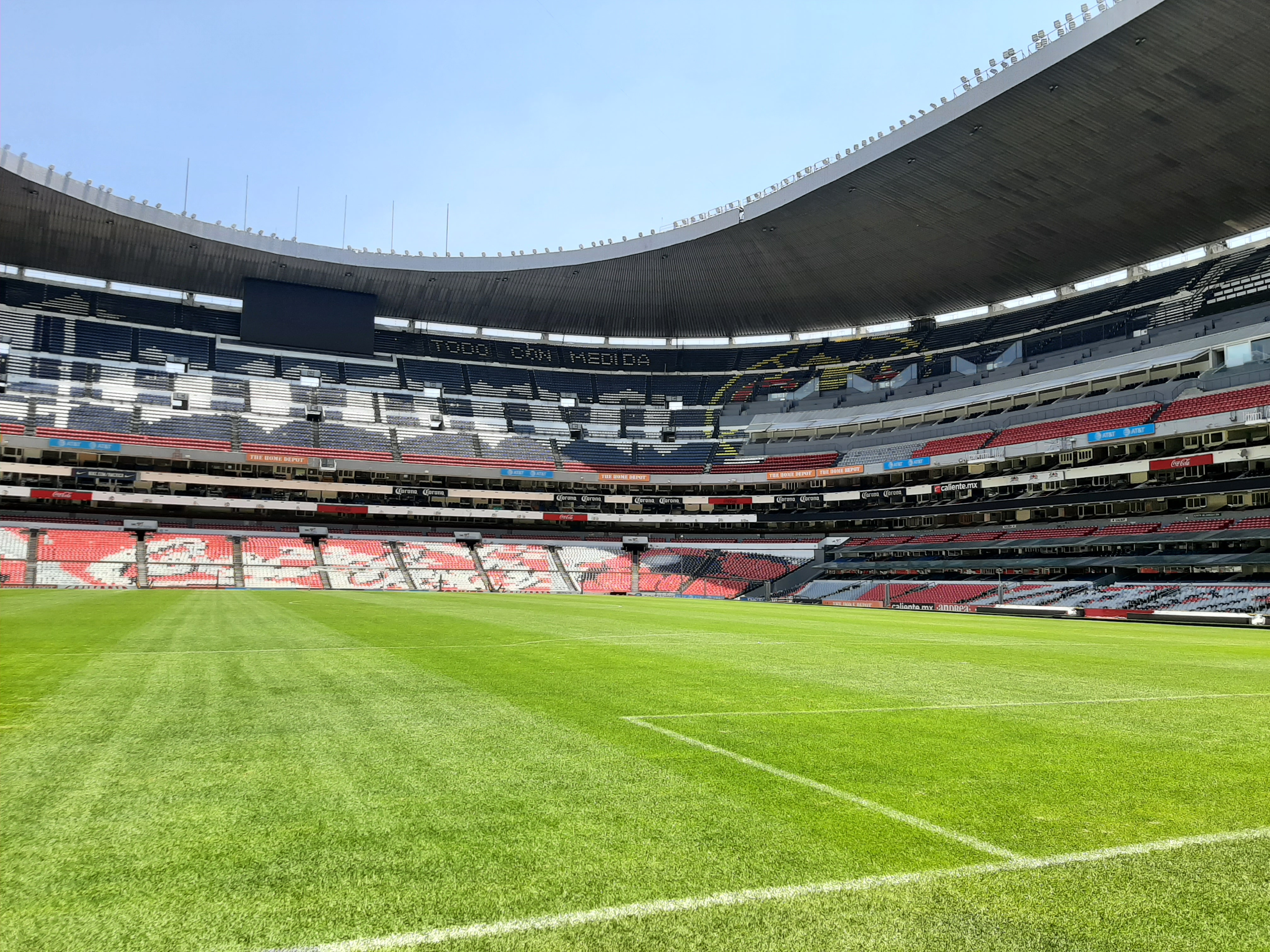
El Estadio Azteca sede de 19 partidos mundialistas y dos finales en las ediciones de 1970 y 1986. Ambos datos representan una marca entre los escenarios mundialistas.

El deporte más popular y de mayor difusión en el país es el fútbol o, como se escribe y pronuncia en el propio país, futbol. La liga mexicana está compuesta por cuatro divisiones, estas son la Liga MX, la Liga de Expansión MX, la segunda división, y la tercera división; además de una Liga Femenil.
La selección mexicana ha participado en diecisiete ediciones de la Copa Mundial de Fútbol, donde ha obtenido resultados notorios en las competiciones que disputó como anfitrión en 1970 y 1986, donde alcanzó la instancia de los cuartos de final y concluyó en el sexto lugar en ambos torneos. Su mayor logro a nivel internacional ha sido el título de la Copa FIFA Confederaciones 1999, torneo en el que fue anfitrión, dicho trofeo la convierte en la única selección absoluta, de las que no están afiliadas a la Conmebol o a la UEFA, en ganar un torneo organizado de manera directa por FIFA. Otras actuaciones destacadas son los subcampeonatos de las Copas América de Ecuador 1993 y Colombia 2001, competición en la que participó en calidad de invitado, precisamente desde la edición de 1993 hasta 2016, regresando en 2024. 
En suma cuenta en su palmarés con trece Campeonatos de la Concacaf, una Copa Concacaf, una Copa FIFA Confederaciones y una Liga de Naciones de la Concacaf. Además, posee dos títulos regionales de la Copa NAFC (predecesora de la Concacaf) y la Copa de Naciones Norteamericana 1991, siendo el equipo más exitoso en esos certámenes. 
El estadio oficial para sus juegos como anfitrión es el estadio Azteca, sede de uno de los equipos de fútbol reconocido nacionalmente: el Club América; que ostenta el mayor número de títulos internacionales con diez en total: siete en la Liga de Campeones de la Concacaf, uno de la Copa de Gigantes de la Concacaf y dos de Copa Interamericana. A su vez, ocupa el 9.º puesto a nivel mundial en cuanto a más títulos internacionales ganados.
La selección olímpica ganó la medalla de oro en los Juegos Olímpicos de Londres 2012 y la medalla de bronce en los Juegos Olímpicos de Tokio 2020, mientras que la selección de fútbol sub-17 se coronó en dos ocasiones dentro de la Copa Mundial de Fútbol Sub-17 en Perú 2005, y México 2011. La selección sub-20 fue subcampeona en el Campeonato Mundial de Túnez 1977, y tercer lugar en Colombia 2011. Por parte de los representativos femeniles, la selección sub-17 fue subcampeona del mundo en Uruguay 2018. La selección de fútbol playa fue segundo lugar en la Copa Mundial de 2007.

#### Béisbol

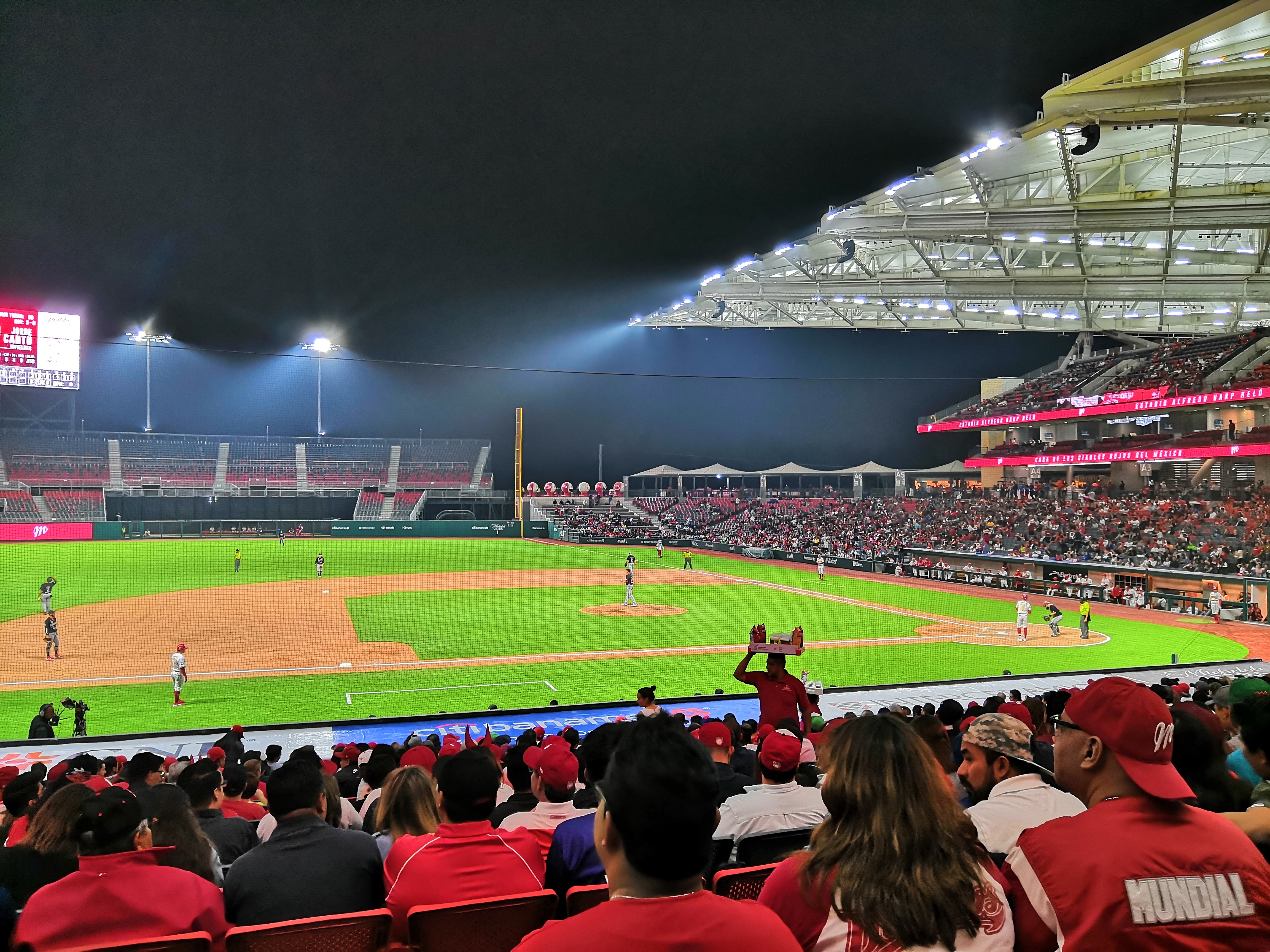
Estadio Alfredo Harp Helú, en la Ciudad de México, casa de los Diablos Rojos del México.

Otro deporte con gran tradición profesional es el béisbol (escrito y pronunciado beisbol, localmente), el cual según las últimas encuestas es el tercer deporte más popular en México. El béisbol es el deporte más popular en las regiones norte y sureste. México cuenta con varias ligas profesionales, entre las que destacan la Liga Mexicana de Béisbol (LMB) y la Liga Mexicana del Pacífico (LMP). La popularidad de la LMB se debe a que los equipos con los que cuenta están distribuidos por casi todo el país; es la de mayor tradición, pues fue fundada en 1925; y ha aportado la mayoría de los peloteros mexicanos que llegan a las Grandes Ligas, está afiliada a las Ligas Menores de los Estados Unidos bajo la clasificación 'AAA' y tiene su propia academia de desarrollo de talentos ubicada en El Carmen, Nuevo León; la conforman actualmente 18 equipos divididos en dos zonas (Zona Norte y Zona Sur).
La LMP se juega en invierno, por lo que su temporada es más corta y recibe a algunos de los peloteros (mexicanos y extranjeros) que en verano están jugando en las Grandes Ligas; está integrada por diez equipos de Baja California, Jalisco, Nuevo León, Sinaloa y Sonora, tiene importancia a nivel nacional, debido a que el equipo campeón representa a México en el mayor evento beisbolístico de la región, la Serie del Caribe, en la que también juegan los campeones de las ligas de Colombia, Panamá, Puerto Rico, República Dominicana, Venezuela, Panamá y Cuba. Este torneo ha sido ganado en nueve ocasiones por escuadras mexicanas.
Otras ligas reconocidas en México son la Liga Invernal Veracruzana (LIV), cuyo equipo campeón representó a México en la Serie Latinoamericana, la Liga Invernal de Béisbol Nayarita (LIBN), la Liga Norte de México (LNM), la Liga Norte de Sonora (LNS), la Liga Mayor de Béisbol de La Laguna (LMBL), la Liga Estatal de Béisbol de Chihuahua (LEB), la Liga del Norte de Coahuila (LNC), la Liga Invernal Mexicana (LIM), la Liga Peninsular de Béisbol (LPB), la Liga Meridana de Invierno (LMI), la Liga Veracruzana Estatal de Béisbol (LVEB), cuyo equipo campeón representa en la actualidad a México en la Serie Latinoamericana, y la Liga Tabasqueña de Béisbol (LTB); las cuales son de menor nivel, debido a que la mayoría de sus jugadores son veteranos o jóvenes en desarrollo que en el futuro llegarán a la LMB y la LMP.
En el Clásico Mundial de Béisbol 2006, el combinado mexicano dio la grata sorpresa al avanzar el primero en su grupo, para ser eliminado en la siguiente ronda al perder ante Japón y Corea del Sur, no sin antes eliminar a los Estados Unidos, el anfitrión del evento. En la edición de 2009, México tuvo la sede del Foro Sol en la ronda preliminar. En la edición de 2017, México volvió a tener la oportunidad de ser sede en la ronda preliminar, siendo el Estadio Panamericano de Zapopan el escenario que acogió los juegos pertenecientes al Grupo D, compuesto por los combinados nacionales de México, Puerto Rico, Venezuela, e Italia. Sin embargo, su mejor actuación fue el tercer lugar en el Clásico Mundial de Béisbol 2023.
En la Copa Mundial de Béisbol, México cuenta con 4 medallas de plata y una de bronce, fue sede del evento en la edición de 1951.
Alrededor de 129 peloteros mexicanos han jugado en las Grandes Ligas de Béisbol, destacando entre ellos Roberto Ávila (campeón de bateo en 1954 de la Liga Americana), Fernando Valenzuela (Premio Cy Young de 1981 en la Liga Nacional), Aurelio Rodríguez, Vinicio Castilla y Adrián González.

#### Básquetbol

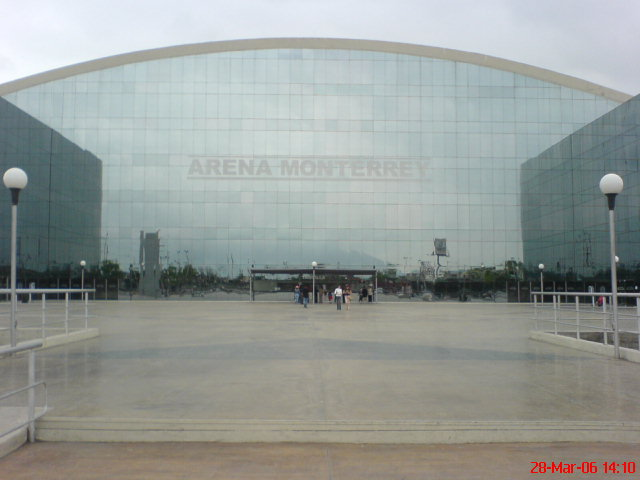
Arena Monterrey

El segundo deporte de conjunto más practicado en el país es el básquetbol, (escrito y pronunciado basquetbol, en el propio país); sin embargo, es el cuarto más popular, después del fútbol, el boxeo y el béisbol.
Actualmente la liga más importante en el país en este deporte es la Liga Nacional de Baloncesto Profesional (LNBP), y en la rama femenil la Liga Mexicana de Baloncesto Profesional Femenil (LMBPF); además de algunas ligas regionales como el Circuito de Baloncesto de la Costa del Pacífico (CIBACOPA) y el Circuito de Baloncesto del Pacífico (CIBAPAC) que, como sus nombres lo indican, las componen equipos de esa zona, así como la Liga de Baloncesto del Sureste (LBS), que incluye a los equipos de esa parte del país, el Circuito de Básquetbol del Noreste (CIBANE), que como su nombre lo indica, lo componen equipos de esa región, la Liga Premier de Baloncesto (LPB) y la Liga de Básquetbol Estatal de Chihuahua (LBE), ambas con base en el estado de Chihuahua. Estas ligas regionales tienen participación en los meses de descanso de la LNBP que, dicho sea de paso, volverá a tener competencia ante el inminente regreso del Circuito Mexicano de Básquetbol (CIMEBA), el cual fue, durante mucho tiempo, la principal liga de básquetbol profesional en México.
El éxito internacional más grande para este deporte en México fue la medalla de bronce de la selección nacional en el Torneo olímpico de Berlín 1936.
Seis mexicanos han jugado en la NBA: Horacio Llamas, Eduardo Nájera, Gustavo Ayón, Jorge Gutiérrez, Juan Toscano-Anderson y Jaime Jáquez Jr..

#### Voleibol
En el 2013, se formó la Liga Mexicana de Voleibol (LMV) con el aval de la Federación Mexicana de Voleibol (FMVB), misma que entró en vigor en 2014 en ambas ramas, dando lugar a la Liga Mexicana de Voleibol Varonil (LMVV) y a la Liga Mexicana de Voleibol Femenil (LMVF). Esto con el objetivo de que ambos circuitos fueran la base para integrar a las selecciones nacionales de cara al ciclo olímpico de Río de Janeiro 2016, ya que se formaron equipos de varias partes del país con la finalidad de observarlos. No obstante, este no fue el primer intento de una liga profesional de voleibol en México, ya que anteriormente la Liga Premier de Voleibol (LPV) también se desarrolló en ambas ramas. Los mayores éxitos del voleibol mexicano fueron las medallas de oro y plata en las ramas femenil y varonil respectivamente de los Juegos Panamericanos de 1955.

#### Fútbol americano
En el 2016, se formó la Liga de Fútbol Americano Profesional (LFA), con el respaldo de la Federación Mexicana de Fútbol Americano (FMFA), misma que entró en vigor en febrero de dicho año con 4 equipos, 3 de la Ciudad de México y 1 del Estado de México, teniendo como sede el Estadio Jesús Martínez «Palillo» de la Ciudad Deportiva de La Magdalena Mixiuhca. En la actualidad está conformada por diez equipos, dos de ellos de la Ciudad de México, dos de Chihuahua, y uno de Estado de México, Coahuila, Nuevo León, Puebla, Jalisco y Querétaro. Además en 2018 se fundó la Liga Fútbol Americano de México (FAM), que actualmente está conformada por cinco equipos de las entidades de Chihuahua, Ciudad de México, Estado de México, Jalisco y Querétaro.
De forma paralela existe, la Organización Nacional Estudiantil de Fútbol Americano, que desde 1930 y con distintas denominaciones ha organizado campeonatos nacionales de este deporte.
Catorce mexicanos han jugado en la NFL.

#### Hockey sobre hielo
La Liga Mexicana Elite de Hockey (LMEH) fue inaugurada el 2 de octubre de 2010 con el objetivo de establecer el hockey sobre hielo de México a un alto nivel internacional. Esto se logró con la participación conjunta de inversión privada y los equipos profesionales de hockey ya existentes en el país. La liga estuvo conformada por cuatro equipos, todos de ellos de la Ciudad de México, sin embargo no ha sido reanudada después del parón por la pandemia de covid-19.

#### Pelota vasca

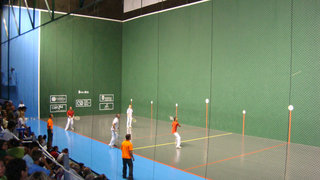
Jugadores durante un partido de frontenis.

La pelota vasca en México se practica desde 1895, aproximadamente, y está representada por la Federación Mexicana de Frontón, A. C. La conforman actualmente 17 especialidades de participación internacional, y se practican en el país 26, en total.
Basta decir que en México surgió, en el año de 1916, una nueva especialidad dentro de la pelota, el frontenis. A partir de su iniciación, las representaciones mexicanas han ganado en todas las ediciones de los 19 Campeonatos Mundiales que se han celebrado hasta la fecha, exceptuando La Habana 1990.
En la actualidad se tiene un desarrollo cuya estructura cuenta en su base con dos categorías infantiles y tres juveniles, conformadas por deportistas entre los 8 y 21 años. Se realiza un Campeonato Nacional de cada especialidad y categoría que está dividido en tres fases, logrando así un total de 120 eventos anuales, que también contempla el desarrollo de la primera fuerza, en algunas segunda y tercera, además de los veteranos, se tiene un sistema de clasificación por puntuación el cual se apoya firmemente para conformar las selecciones y preselecciones nacionales.
La Federación Mexicana de Frontón, A. C. contempla dos modalidades: dobles e individuales para las especialidades de cesta punta (varonil), frontón cubano (varonil), frontón a mano con pelota dura en tres paredes y en trinquete (varonil), pala corta (varonil), paleta con pelota de cuero en tres paredes y en trinquete (varonil), paleta con pelota de goma en tres paredes (varonil) y en trinquete (femenil y varonil); así como frontenis (femenil y varonil).
La Ciudad de México tiene la población de más canchas para la práctica de la pelota vasca en el mundo.
Es la disciplina deportiva que más medallas y títulos en campeonatos mundiales (1952-2022) ha otorgado al deporte mexicano con un total de 133 preseas (53 de oro, 44 de plata y 36 de bronce), la mitad de los metales dorados provienen de la disciplina creada en México: el frontenis. México es una de las tres potencias mundiales de este deporte, junto a España y Francia, con quienes siempre disputa el medallero de los campeonatos mundiales de la especialidad. Fue disciplina de exhibición en los Juegos Olímpicos de México 1968 y en los Juegos Olímpicos de Barcelona 1992. En aquellas ocasiones México obtuvo 2 medallas de oro y 3 de bronce en 1968, así como 3 de oro, 2 de plata y 2 de bronce en 1992.

#### Deportes de combate

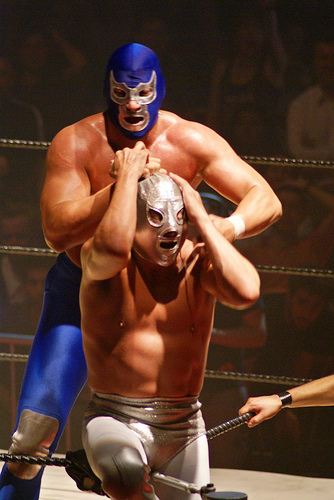
La lucha libre profesional es uno de los deportes con mayor tradición en México, donde se ha popularizado el estilo luchístico de nombre «lucha libre mexicana» (o simplemente lucha libre en países no hispanohablantes).

Las artes marciales mixtas −o MMA por sus siglas en inglés− han sido uno de los deportes de mayor crecimiento en el país en años recientes, con númerosos peleadores en distintas organizaciones. Tres mexicanos se consagraron como campeones mundiales en la mayor empresa de MMA, Ultimate Fighting Championship (UFC): Brandon Moreno, Alexa Grasso y Yair Rodríguez como monarca interino. Otros peleadores nacidos en suelo mexicano que han sido campeones en promociones menores fueron Jessica Aguilar en WSOF e Irwin Rivera en Titan Fighting Championship. A día de hoy, México es el país hispanohablante con mayor número de representantes en UFC.
El boxeo, históricamente, ha sido el deporte de combate que más ha gozado de buena reputación y popularidad en la República. Varios boxeadores mexicanos han sido campeones mundiales y olímpicos, tales como Salvador «Sal» Sánchez, Julio César Chávez, José Luis Ramírez, Carlos Zárate, Rubén Olivares, Lauro Salas, Érik «el Terrible» Morales, entre otros. Hoy en día en el boxeo figuran peleadores como Saúl «El Canelo» Álvarez, Julio César Chávez Jr. o Isaac «Pitbull» Cruz.
La lucha libre profesional es un deporte con una numerosa afición, incluso formando parte de la cultura popular nacional. Su historia está llena de grandes mitos como El Santo, Blue Demon o Mil Máscaras, los llamados «Tres Grandes» de la lucha mexicana; y más recientemente Sin Cara y Alberto Del Rio, este último incluso llegando a ser campeón mundial de WWE en cuatro ocasiones. Aunque últimamente las principales empresas de lucha libre han dejado del lado el aspecto deportivo para convertirla en un espectáculo, no por ello menos atractivo para el público.
El taekwondo, como se mencionó antes, es el segundo deporte más practicado en México. Siendo uno de los máximos exponentes a nivel internacional, los mexicanos han tenido participaciones importantes internacionalmente en los Juegos Olímpicos con 7 medallas (dos de oro, dos de plata y tres de bronce), de las cuales tres fueron conseguidas por María del Rosario Espinoza. En el caso de los Panamericanos, se han conseguido hasta 31 medallas; diecisiete de oro, diez de plata y catorce de bronce.

#### Deportes motorizados
Entre los deportes que se practican de manera profesional en México son el automovilismo cuyo escenario principal es el Autódromo Hermanos Rodríguez. Asimismo, en los últimos años se han realizado fechas oficiales dentro del calendario oficial del World Rally Championship, que es la competencia automovilística de la categoría de Rallies más importante del mundo y cuenta con la aprobación de la FIA (Federación Internacional del Automóvil por sus siglas en francés), y se lleva a cabo en las ciudades de León de los Aldamas, Silao de la Victoria y Guanajuato, en el estado de Guanajuato. Dicha competición cada año ha logrado atraer a más fanáticos de la categoría del país y del mundo además de generar importantes derramas económicas para el estado.
Desde el año 2015, el Autódromo Hermanos Rodríguez acoge una carrera de Fórmula 1. En esta categoría han corrido seis pilotos mexicanos: Ricardo Rodríguez de la Vega, Pedro Rodríguez de la Vega, Moisés Solana Arciniega, Héctor Rebaque, Sergio Pérez y Esteban Gutiérrez; destacándose principalmente Sergio Pérez, quien concluyó como subcampeón de la máxima categoría en la temporada 2023.

#### Otros deportes
La tauromaquia es también muy seguida, sobre todo en el centro del país, siendo la plaza más importante: La Monumental Plaza de Toros de México, conocida como la Plaza México.
Otros deportes que se practican en México las carreras de caballos que tienen como escenario principal al Hipódromo de las Américas de la Ciudad de México, las carreras de galgos, en el Galgódromo de Agua Caliente de Tijuana y en el de Ciudad Juárez.
México tuvo su primera participación en el esquí Olímpico en los Juegos Olímpicos de Invierno de Sarajevo 1984, haciendo presencia con el mexicano de origen alemán Hubertus Von Hohenlohe, en la categoría de esquí alpino. Los pocos mexicanos que han competido en los Juegos Olímpicos de Invierno nunca han obtenido presea. El esquí en México es considerado como un deporte de élite, muy pocos mexicanos practican los deportes invernales por la falta de difusión e instalaciones dentro del territorio de ese país. El hockey sobre hielo y el patinaje sobre hielo ha empezado a ser difundido en el territorio nacional, se han estado formando las primeras escuelas e instalaciones, al momento solo hay demostraciones temporales con deportistas mexicanos bastante jóvenes que incursionan en estos deportes.
México ha sido sede del Campeonato de Mundo de Pádel en 2002, en Ciudad de México y en 2010, en Cancún. México también fue sede del VIII Campeonato Mundial de Polo 2008.

### Participación de México en el mundo

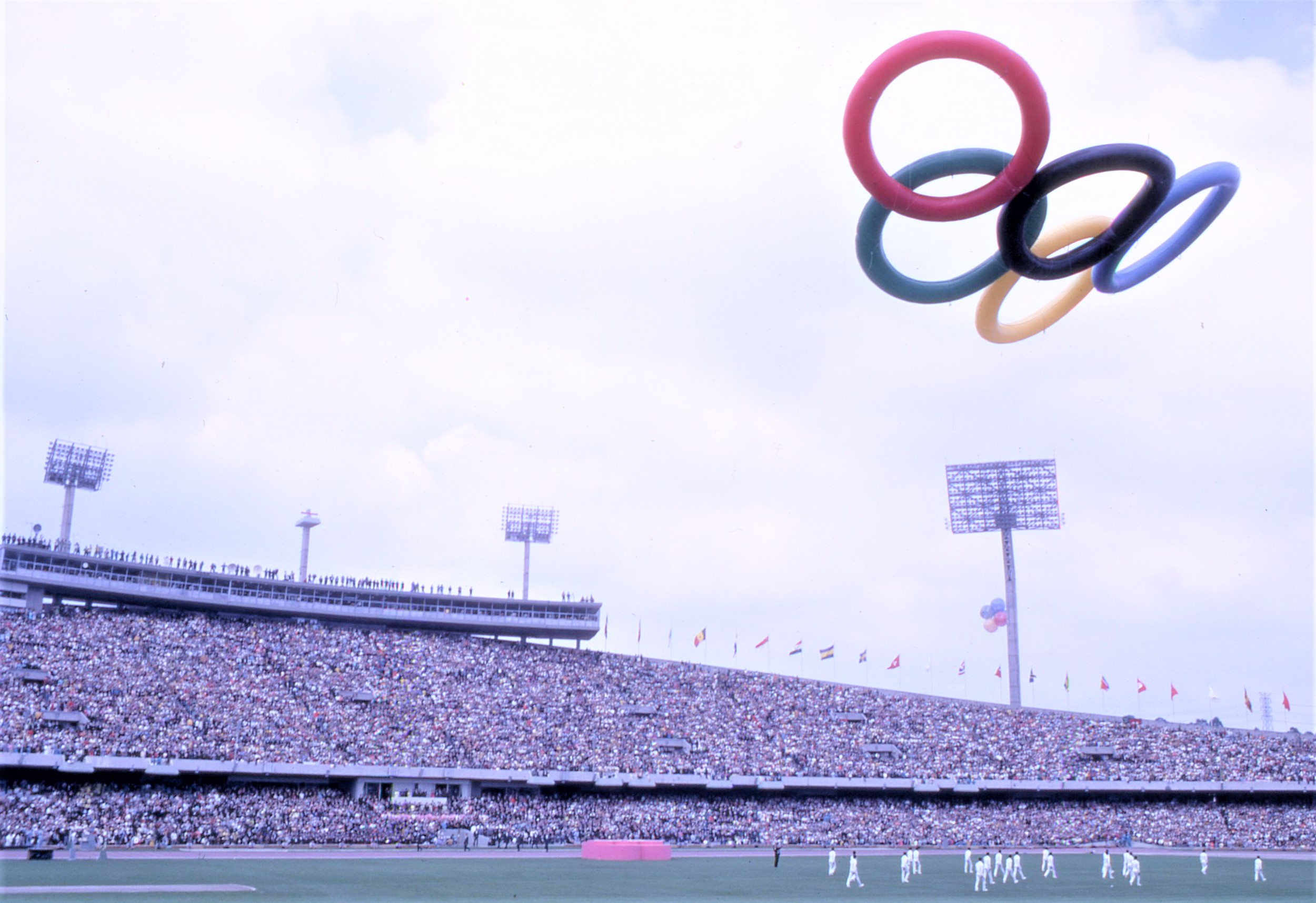
Los Juegos Olímpicos de México 1968 fueron los primeros en ser celebrados en América Latina y en el mundo de habla hispana.

Pese a no contar con un comité olímpico constituido, México participó por primera vez en los Juegos Olímpicos en París 1900. Tres hermanos: Manuel, Pablo y Eustaquio Escandón y Barrón (acompañados de William Hayden Wright) participaron en el Torneo de Polo obteniendo la tercera posición en «El Gran Premio de la Exposición». Esta victoria se considera oficialmente la primera medalla olímpica de México.
México fue el primer país de América Latina y del mundo hispanoparlante en ser sede de los Juegos Olímpicos de verano en 1968. La ceremonia de inauguración se realizó el 12 de octubre, en conmemoración de la llegada de Cristóbal Colón al llamado «Nuevo Mundo». Entre las novedades que presentó el Comité Organizador se encuentra el hecho de que la llamada «llama olímpica» fue encendida por primera ocasión por una mujer; Enriqueta Basilio, la gacela bajacaliforniana, atleta de pista. En Juegos Olímpicos, su mejor participación fue precisamente en esta ocasión, cuando consiguió nueve medallas, tres de cada metal. Quizá la más recordada de ellas sean las de Felipe «El Tibio» Muñoz, oro en natación; y la del sargento José Pedraza, que ganó la plata en caminata en una disputada carrera contra los soviéticos Vladímir Golubnichy y Nikolav Smaga.
Algunas de las figuras memorables del olimpismo mexicano son:
- Joaquín Capilla (clavadista), el máximo medallista olímpico mexicano con cuatro (una de oro en plataforma de 10 m en Melbourne 1956, una de plata en plataforma 10 m en Helsinki 1952 y dos de bronce en plataforma 10 m y trampolín 3 m en Londres 1948 y Melbourne 1956, respectivamente), y primero en conseguir presea en tres ediciones de la justa veraniega.
- Humberto Mariles Cortés de equitación, que es el único mexicano ganador de dos medallas de oro, en las pruebas de salto individual y salto por equipos en Londres 1948 (en conjunto con Rubén Uriza Castro y Alberto Valdés Ramos), además de la medalla de bronce en la prueba de los tres días por equipos, con lo cual es el único mexicano que ha ganado tres medallas en una misma justa olímpica.
- Ernesto Canto que al ganar la medalla de oro en el campeonato mundial de atletismo en Helsinki 1983 y la medalla de oro en Los Ángeles 1984 se convirtió el primer deportista mexicano campeón olímpico y mundial, además de ser el único ganador de todas las competencias oficiales del denominado ciclo olímpico (Juegos Centroamericanos, Panamericanos, Campeonato del mundo y Juegos Olímpicos), al ganar el oro en La Habana 1982 y Caracas 1983.
- María del Rosario Espinoza sería la segunda en conseguir la doble corona con el campeonato del mundo en Beijing 2007 y el campeonato olímpico en Beijing 2008, y la segunda en ganar todas las competencias oficiales, con el oro en Mayagüez 2010 y Guadalajara 2011, aunque a diferencia de Canto, no lo hizo en el mismo ciclo olímpico. Es además, la segunda deportista mexicana (tras Joaquín Capilla) en obtener medalla en tres Juegos Olímpicos.

El resto de los campeones olímpicos mexicanos lo completan: Ricardo Delgado Nogales, Antonio Roldán (ambos en boxeo en México 1968), Felipe Muñoz (natación en 1968), Daniel Bautista (marcha en Montreal 1976), Raúl González (marcha en Los Ángeles 1984), Soraya Jiménez (halterofilia en Sídney 2000), Guillermo Pérez (taekwondo en Pekín 2008) y la selección de fútbol sub-23 (Londres 2012).
A destacar también los otros ocho multi medallistas olímpicos (junto con Mariles, Capilla y Espinoza): Rubén Uriza, Raúl González, Germán Sánchez, Paola Espinosa, Osmar Olvera, Alejandra Orozco Loza, Joaquín Pérez de las Heras y Alejandra Valencia, todos con dos medallas.
En el resto del escenario internacional, sobresalen dos datos significativos: primero, las trece disciplinas deportivas donde al menos un competidor mexicano ganó el campeonato mundial; destacando por número los campeones mundiales de boxeo y pelota vasca. Y segundo, las doce ocasiones en las que un deportista mexicano estableció un récord mundial, especialmente en la marcha atlética.
Por otra parte, México ha sido sede de la Copa Mundial de Fútbol de 1970 y también de la Copa Mundial de Fútbol de 1986. Esta última había sido concedida a Colombia, que no pudo cumplir con el compromiso. En la primera, se coronó campeón el representativo de Brasil, que se quedó con la copa Jules Rimet; En 1986, el campeón fue Argentina. El país volverá a albergar el torneo, esta vez compartido con Estados Unidos y Canadá, en la Copa Mundial de Fútbol de 2026. México también ha sido sede de los Juegos Panamericanos en tres ocasiones: 1955 y 1975 en Ciudad de México y en 2011 en Guadalajara; de los Juegos Centroamericanos y del Caribe, en cuatro justas: 1926, 1954 y 1990 en Ciudad de México y en 2014 en Veracruz; y de la Universiada de 1979, también en la capital del país; cumpliendo en todas ellas participaciones notables. A todo lo anterior se agregan otras cuarenta y cuatro competiciones internacionales recibidas a lo largo de la historia, entre eventos multideportivos o certámenes finales de una disciplina.
México fue el primer país en organizar unos Juegos Olímpicos (1968) y un Campeonato Mundial de Fútbol (1970) en un periodo de dos años (Después lo lograrían Alemania: Juegos Olímpicos en 1972 y Mundial 1974; Estados Unidos: Mundial 1994 y Juegos Olímpicos de 1996; y Brasil: Copa del Mundo de 2014 y Juegos Olímpicos de 2016).
Las ediciones olímpicas invernales donde México ha estado presente son St. Moritz 1928, Sarajevo 1984, Calgary 1988, Albertville 1992, Lillehammer 1994, Salt Lake City 2002, y en todas desde 2010; esto en las disciplinas de Esquí alpino, Bobsleigh, Esquí de fondo, Patinaje artístico sobre hielo y Skeleton.
México ha estado presente en los Juegos Paralímpicos de verano desde la edición de Heidelberg 1972; y en invierno en Turín 2006 y Vancouver 2010. En la versiones veraniegas registra un saldo de 328 medallas (107 de oro, 98 de plata y 123 de bronce). Ha asistido a otras justas deportivas como los Juegos Olímpicos de la Juventud, en todas las ediciones de verano desde Singapur 2010 y de invierno en Innsbruck 2012, teniendo como resultado 33 medallas (4 de oro, 11 de plata y 18 de bronce). Así como también ha acudido a varias ediciones de las Olimpiadas de ajedrez.
En los Juegos Panamericanos las delegaciones mexicanas han participado en las 19 ediciones realizadas y acumulan un total de 1148 medallas: 258 de oro, 325 de plata y 565 de bronce. Luego de Santiago 2023 se ubica en el sexto lugar histórico del medallero de 42 comités participantes, solo por debajo de Estados Unidos, Cuba, Canadá, Brasil y Argentina.
En los Juegos Centroamericanos y del Caribe las delegaciones mexicanas han participado en las 24 ediciones realizadas y acumulan un total de 4212 medallas: 1509 de oro, 1443 de plata y 1279 de bronce. Luego de San Salvador 2023 se ubica en el segundo lugar histórico del medallero de 37 comités participantes, solo por debajo de Cuba.